# ハノーファー

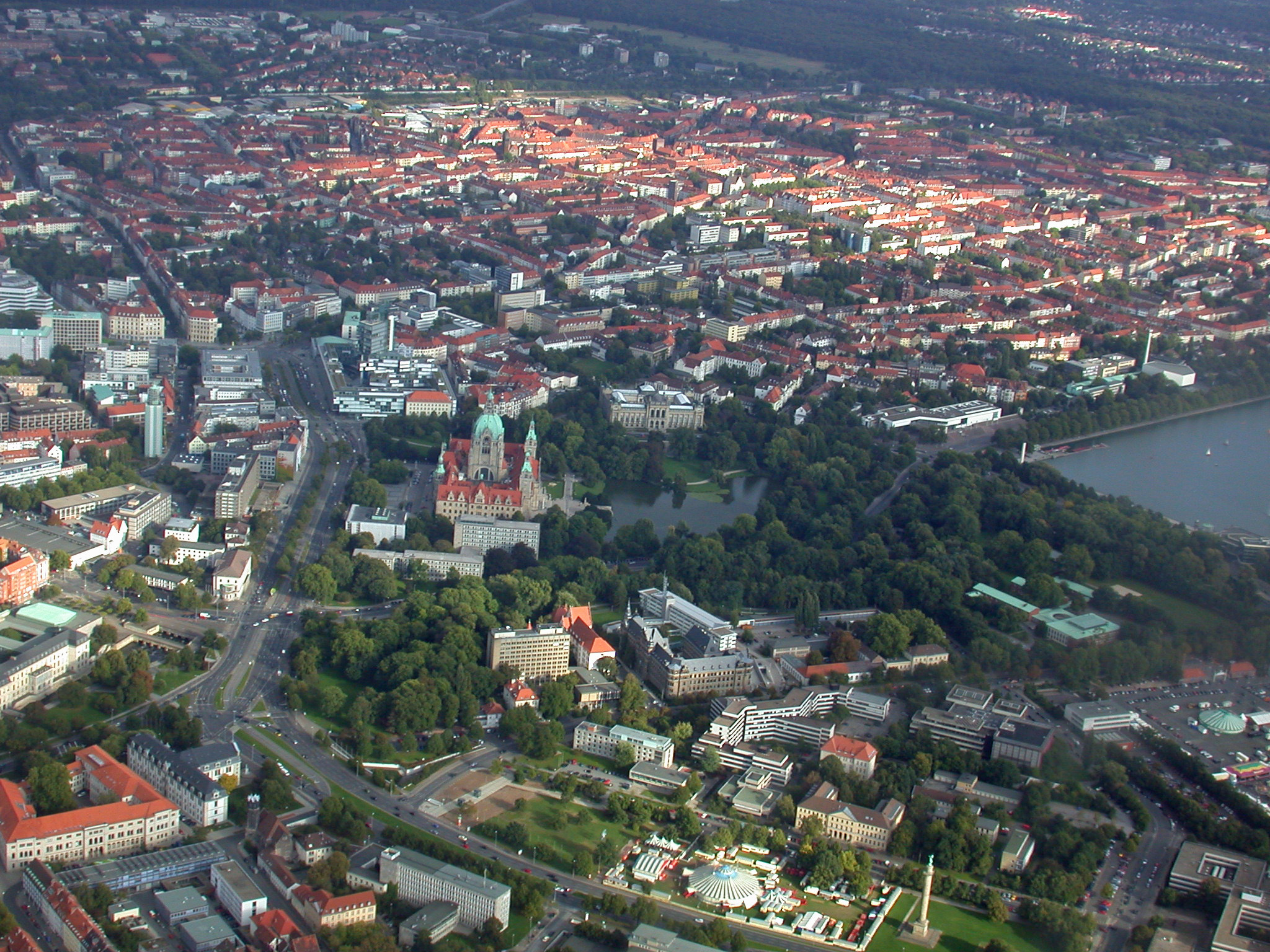
ハノーファー市中心部。写真中央に新市庁舎が見える。

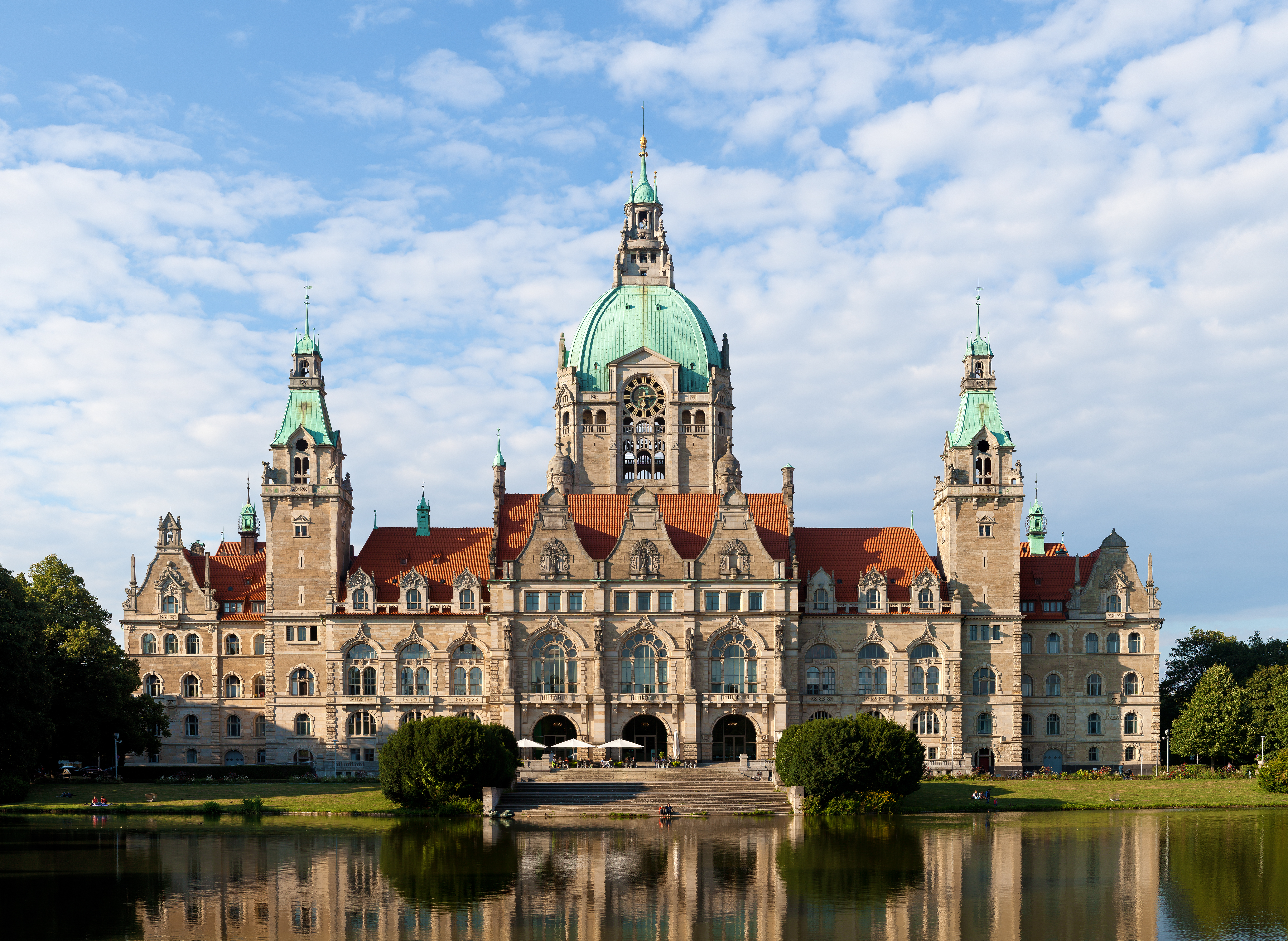
ハノーファー市の象徴的建造物である新市庁舎。

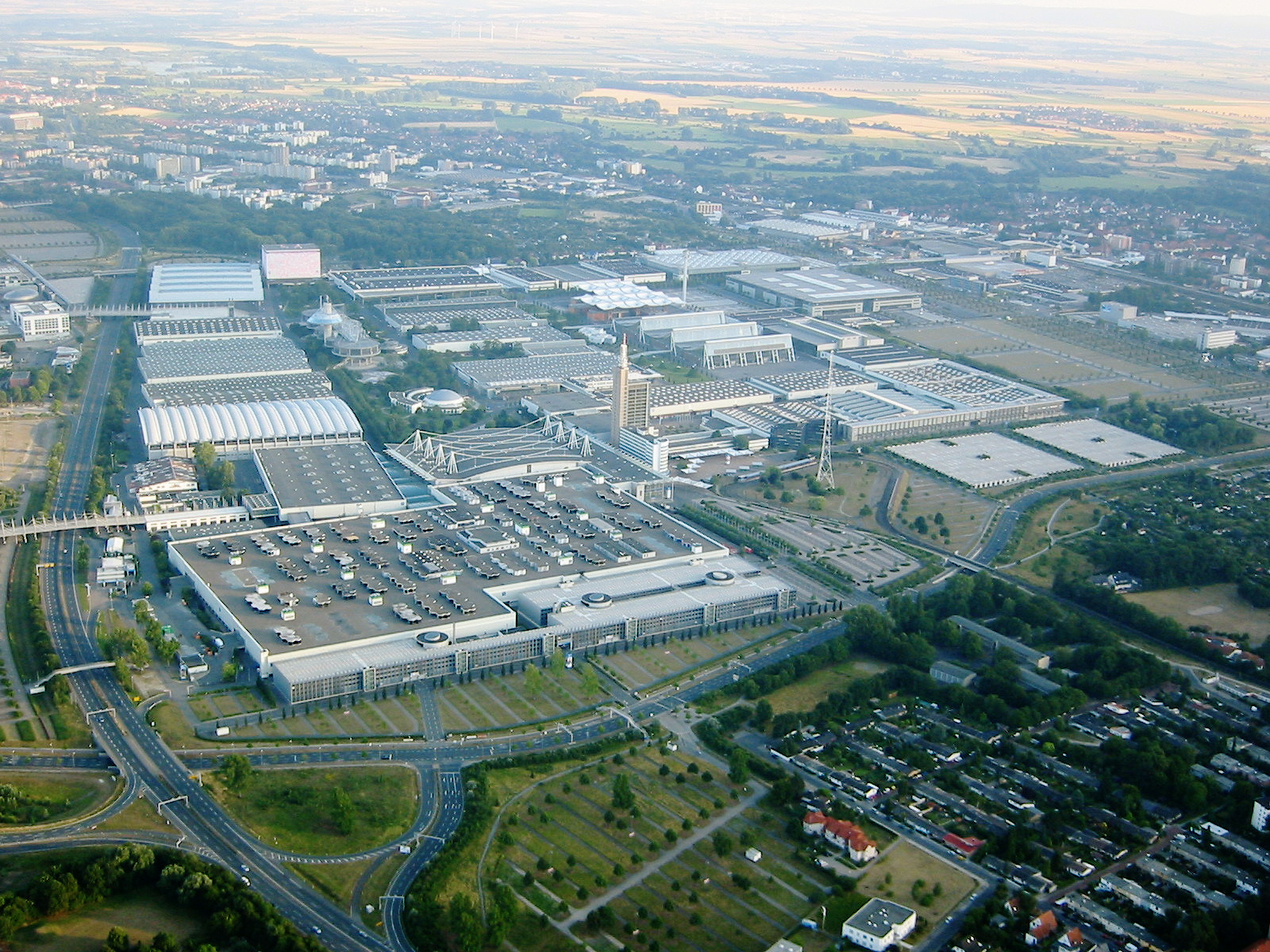
ハノーファー国際見本市会場。メッセはハノーファーの重要な経済因子である。

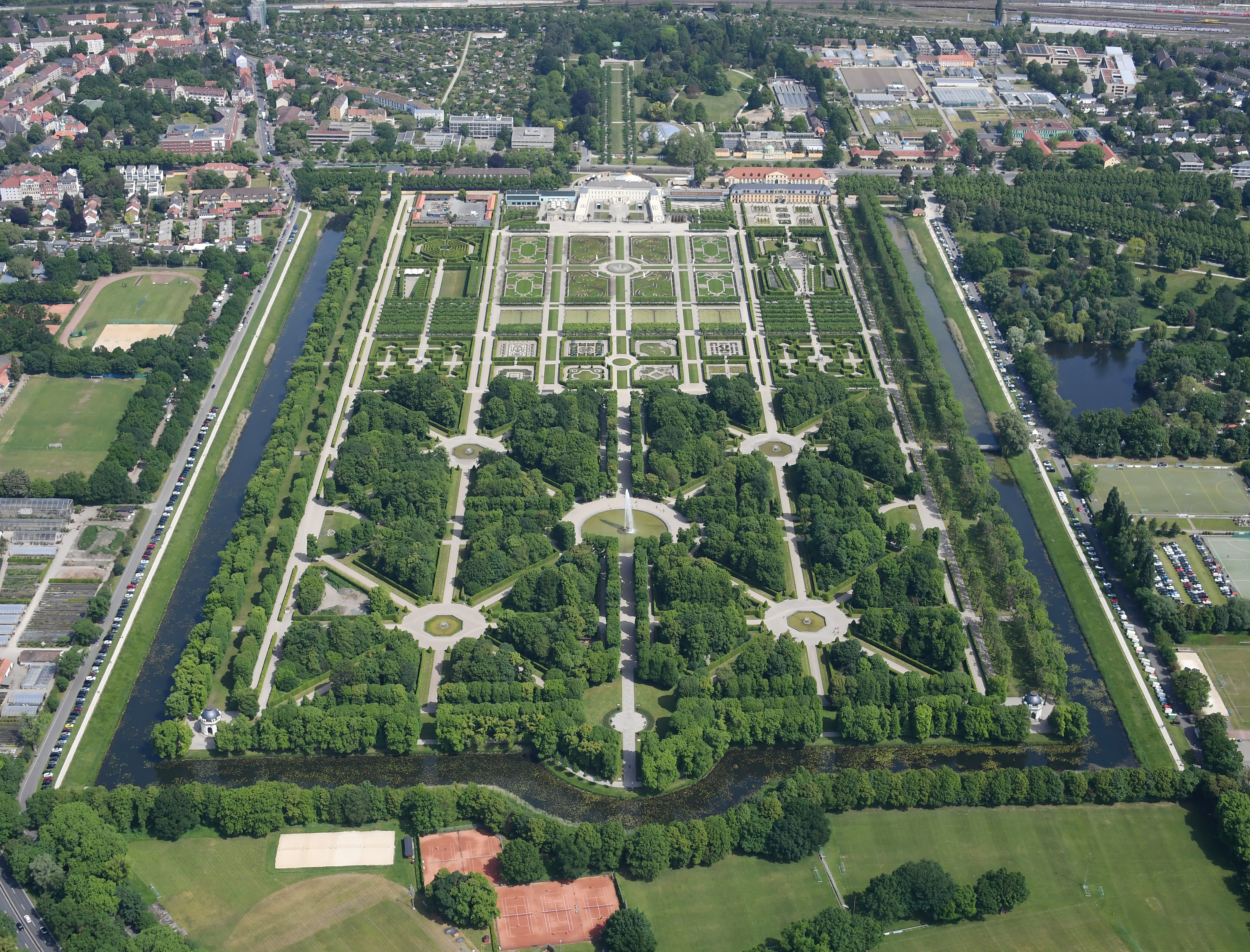
グローサー・ガルテン

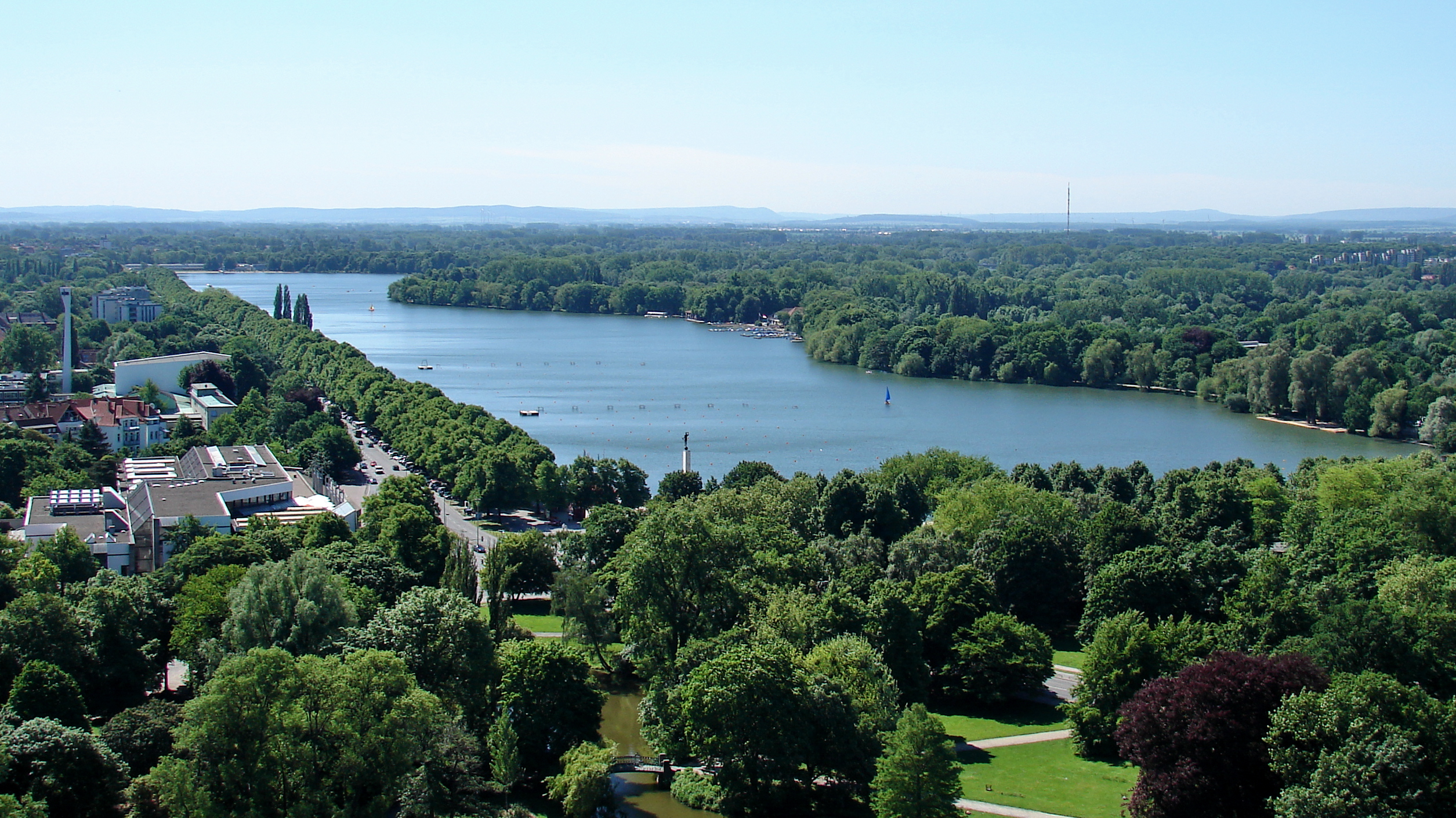
旧市庁舎から見たマッシュ湖

- ハノーファー
- ハノーヴァー
- ハノーバー

ハノーファー (ドイツ語: Hannover, ドイツ語発音: [haˈnoːfɐ] ( 音声ファイル))は、ドイツ連邦共和国ニーダーザクセン州の州都で、ハノーファー広域連合に属している。

## 概要
北ドイツ低地の南端でライネ川とイーメ川に面するこの街の原型となった村は1150年に初めて文献に記録され、1241年に都市権を得た。ハノーファーは1636年からヴェルフ家の宮殿所在地となり、1692年からブラウンシュヴァイク＝リューネブルク選帝侯領の宮廷所在地、1814年からハノーファー王国の首都となった。1714年から1837年までグレートブリテンとハノーファーとの間で同君連合が成立したため、ハノーファーの領主は同時にグレートブリテンの王でもあった。ハノーファー王国がプロイセン王国に併合された後ハノーファーはハノーファー州の州都となった。1946年8月にプロイセンが消滅すると州都の地位を失ったが、1946年11月にブラウンシュヴァイク自由州、オルデンブルク自由州、シャウムブルク＝リッペ侯国が合併して以降、ハノーファーはニーダーザクセン州の州都となった。1875年以降グロースシュタット（直訳: 大都市）となった。2022年9月30日現在の人口は人口55万3千人を超える。2021年時点ではドイツで13番目に大きな都市である。
ハノーファー市と旧ハノーファー郡は特殊な形式の自治体連合であるハノーファー広域連合を形成しており、これはハノーファー＝ブラウンシュヴァイク＝ゲッティンゲン＝ヴォルフスブルク大都市圏に含まれる。重要な鉄道路線がハノーファーで交差し、幹線道路が東西および南北にハノーファーを貫いており、中央駅、ZOB（中央バスステーション）、空港は、それぞれドイツのトップ10に入る規模である。また、多くの港を持つミッテルラント運河を介して内陸水上交通網にも接続している。13世紀から1620年ころまでハノーファーはハンザ都市の1つであり、2019年6月末に新ハンザに加盟した。ハノーファーはドイツの福音主義教会の本部所在地であり、改革派教会の世界共同体の本部所在でもある。
ハノーファーには15の単科大学と多くの図書館がある。ゴットフリート・ヴィルヘルム・ライプニッツ図書館に保管されているゴットフリート・ヴィルヘルム・ライプニッツの書簡やアラウンパヤー王の黄金の手紙（1756年にコンバウン朝アラウンパヤーがイギリス王ジョージ2世に送った手紙）はUNESCOの「世界の記憶」に登録されている。ハノーファーは重要な学術研究および経済都市であり、地域を超えた重要なショッピングの街でもある。劇場、博物館、国際演劇フェスティバル、音楽フェスティバル、ダンスフェスティバルなど文化シーンも多彩である。ハノーファーは重要なスポーツ都市であり、2014年からはUNESCO音楽の街でもある。
都市景観は、多くの公共緑地、密度の高い野外芸術作品、多くの建築文化財に彩られている。北ドイツ・レンガゴシック建築、ハノーファー建築派、レンガ表現主義建築、古典主義建築などの印象的な建築が存在する。ハノーファー動物園、マッシュ湖、ヘレンハウゼン城があるヘレンハウゼン王宮庭園が地域を超えて有名で、新市庁舎の湾曲したエレベーターは世界的に希少である。マルクト教会にはハンス・ミヒャエル・エリアス・フォン・オーベントラウトが埋葬されている。世界で2番目に大きなメッセ会場（ハノーファー国際見本市会場）があり、多くの国際見本市が開催されるハノーファーはヨーロッパの主要メッセ都市の1つに数えられる。毎年世界最大の射撃祭が開催され、1955年からは公式に「射撃都市」の称号を名乗っている。マッシュゼーフェストはドイツ最大のゼーフェスト（湖祭）である。

## 地理

### 位置
ハノーファーはニーダーザクセンの山地から北ドイツ低地への移行部、ライネ川の谷に位置している。街の中心部の座標は北緯52度22分28秒 東経09度44分19秒 / 北緯52.37444度 東経9.73861度である。市の南西は肥沃な黄土質のヴェーザー山地の張り出し部、北は砂地と泥炭湿地からなるゲースト地形のブルクドルフ＝パイナー・ゲーストおよびハノーフェルシャー・モーア＝ゲーストが市の境界をなしている。
自然環境上、および交通地形上、ハノーファーは中世の村から大都市に発展する好適な条件を備えていた。中世にはライネ川の谷を通る重要な南北の交易路の徒渉池がここにあった。19世紀に鉄道がこのルートを通り、20世紀にミッテルラント運河が東西を結ぶと、ハノーファーはこれらの重要な交通路の結節点となった。同時に、道路交通においても連邦アウトバーンA2号線とA7号線とのジャンクションがハノーファーの近くに設けられた。
近隣の大都市には、ヒルデスハイム、ザルツギッター、ブラウンシュヴァイク、ヴォルフスブルク、ビーレフェルト、ゲッティンゲンがある。北海の海岸は、バルト海よりもややハノーファーに近い。

### 隣接する市町村
ハノーファー広域連合に属す以下の市町村がハノーファーと境を接している。ランゲンハーゲン、イーゼルンハーゲン、レールテ、ゼーンデ、ラーツェン、ヘンミンゲン、ロネンベルク、ゲールデン、ゼールツェ、ガルプセン。周辺は交通軸に沿った都市風の建築様式とそれ以外の田舎風の建築様式を特徴とする。ハノーファー都市圏には、2022年9月30日現在現在117万人が住んでいる。

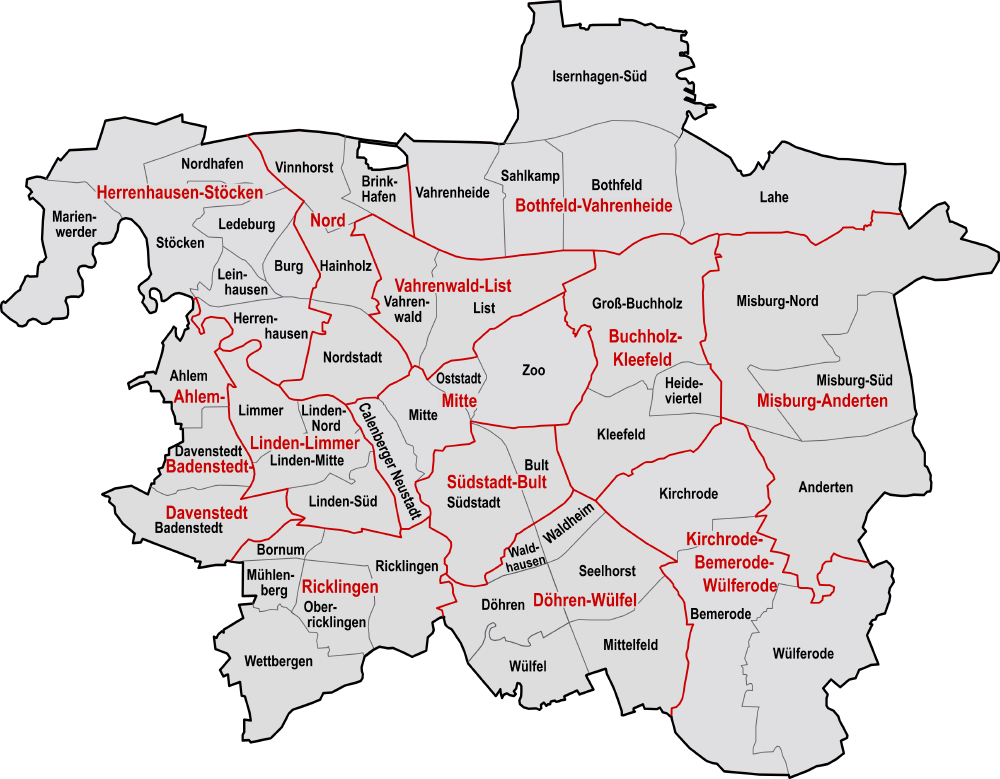
ハノーファー市区図

### 市の構成
ハノーファーは51の市区からなる。2つから7つの市区ごとに都市管区にまとめられ、以下の13の都市管区がある。
- ミッテ
- ファーレンヴァルト＝リスト
- ボートフェルト＝ファーレンハイデ
- ブーフホルツ＝クレーフェルト
- ミスブルク＝アンデルテン
- キルヒローデ＝ベーメローデ＝ヴュルフェローデ
- ジュートシュタット＝ブルト
- デーレン＝ヴュルフェル
- リックリンゲン
- リンデン＝リンマー
- アーレム＝バーデンシュテット＝ダーフェンシュテット
- ヘレンハウゼン＝シュテッケン
- ノルト

約200 km2 の 11 % 以上が公共の緑地で、このためハノーファーは「緑の中の大都市」とも呼ばれる。中心近くの市有林アイレンリーデだけで 650 ha の広さがある。

### 地形

#### 水域
市の中心部の南に、広さ 78 ha の人工湖マッシュ湖がある。この湖に流入・流出する自然の川はない。
ライネ川は南からハノーファーを通って北西のアラー川方向へ流れる。ライネ川の水はマッシュ湖の高さでシュネラー・グラーベンを介してイーメ川に導かれる。その堰は水位調整の他に発電にも用いられている。イーメ川はカレンベルガー・ラントから流れてくる小川である。ライネ川から供給される水がこれを比較的大きな川に変え、数キロメートル先で再びライネ川に合流する。ライネ川はここから船舶の航行が可能となる。リンマー市区でフェッセ川がライネ川に注いでいる。

#### 土地
ハノーファーの平均高度は、海抜 55 m である。市域内の最も高い自然の隆起は南端に位置するクロンスベルクで、最高地点はこれに人工的に数メートル嵩上げされた展望台の 118.2 m と、89.0 m のリンデナー・ベルクである。最も高い人工の隆起はラーエ塵芥処理場の敷地の北端にある 122 m のノルトベルクである。市の最低地点は、クロスターフォルスト・マリエンヴェルダー景観保護区内の海抜 44 m である。

### 気候
ハノーファーは海洋性気候 (Typ Cfb) の地域に位置している。年間平均気温は約 10.6℃である。ハノーファーの長期平均気温は 8.7℃、平均年間降水量は 661 mm である。5月から8月までの間に夏日（日中最高気温が25℃以上の日）が平均22日ある。
| ハノーファー市の気候    | ハノーファー市の気候 | ハノーファー市の気候 | ハノーファー市の気候 | ハノーファー市の気候 | ハノーファー市の気候 | ハノーファー市の気候 | ハノーファー市の気候 | ハノーファー市の気候 | ハノーファー市の気候 | ハノーファー市の気候 | ハノーファー市の気候 | ハノーファー市の気候 | ハノーファー市の気候 |
| 月                      | 1月                  | 2月                  | 3月                  | 4月                  | 5月                  | 6月                  | 7月                  | 8月                  | 9月                  | 10月                 | 11月                 | 12月                 | 年                   |
| ----------------------- | -------------------- | -------------------- | -------------------- | -------------------- | -------------------- | -------------------- | -------------------- | -------------------- | -------------------- | -------------------- | -------------------- | -------------------- | -------------------- |
| 平均最高気温 °C （°F）  | 5.0 (41)             | 6.9 (44.4)           | 9.8 (49.6)           | 14.8 (58.6)          | 19.5 (67.1)          | 23.4 (74.1)          | 24.7 (76.5)          | 24.1 (75.4)          | 19.8 (67.6)          | 14.4 (57.9)          | 9.1 (48.4)           | 7.8 (46)             | 14.94 (58.88)        |
| 日平均気温 °C （°F）    | 2.6 (36.7)           | 3.7 (38.7)           | 5.8 (42.4)           | 9.8 (49.6)           | 14.0 (57.2)          | 17.9 (64.2)          | 19.1 (66.4)          | 18.8 (65.8)          | 14.9 (58.8)          | 10.7 (51.3)          | 6.4 (43.5)           | 5.5 (41.9)           | 10.77 (51.38)        |
| 平均最低気温 °C （°F）  | 0.0 (32)             | 0.4 (32.7)           | 1.7 (35.1)           | 3.8 (38.8)           | 7.7 (45.9)           | 12.0 (53.6)          | 13.6 (56.5)          | 13.0 (55.4)          | 9.8 (49.6)           | 7.1 (44.8)           | 3.3 (37.9)           | 3.0 (37.4)           | 6.28 (43.31)         |
| 降水量 mm （inch）      | 47 (1.85)            | 48 (1.89)            | 44 (1.73)            | 31 (1.22)            | 31 (1.22)            | 62 (2.44)            | 78 (3.07)            | 63 (2.48)            | 55 (2.17)            | 59 (2.32)            | 58 (2.28)            | 49 (1.93)            | 625 (24.6)           |
| 平均降水日数 （≥1.0mm） | 17                   | 15                   | 16                   | 13                   | 12                   | 13                   | 14                   | 14                   | 14                   | 16                   | 18                   | 19                   | 181                  |
| % 湿度                  | 87                   | 84                   | 80                   | 75                   | 72                   | 73                   | 75                   | 75                   | 81                   | 84                   | 86                   | 88                   | 80                   |
| 平均日照時間            | 1.3                  | 2.2                  | 3.4                  | 4.8                  | 6.7                  | 6.7                  | 6.4                  | 6.4                  | 4.5                  | 3.4                  | 1.7                  | 1.1                  | 4.05                 |
| 出典1：wetterdienst.de  |                      |                      |                      |                      |                      |                      |                      |                      |                      |                      |                      |                      |                      |
| 出典2：WetterKontor     |                      |                      |                      |                      |                      |                      |                      |                      |                      |                      |                      |                      |                      |

### 自然保護区と景観保護区
市域の一部が FFH-地区の「アルトヴァルムビューヘナー・モーア」、「ハノーファー近郊のマーゲルグルーベ」、「ハノーファーとルーテとの間のライネアウエ」、「ボックマーホルツ＝ガイム」、「アラー川（バルンブルーフを含む）、ライネ川下流域、オカー川下流域」に含まれる。その一部は完全にあるいは一部が市域に位置する以下の自然保護区を含む:「ボックマーホルツ」、「マーゲルハルデ」、「ガイム」および景観保護区「ヴィーツェアウエ」、「ヴィーツェ川上流域」、「ラーアー・ヴィーゼン」、「クーゲルファングトリフト＝ゼーゲルフルークゲレンデ」、「アルトヴァルムビューヘナー湖」、「アルトヴァルムビューヘナー・モーア＝アールテナー・ヴァルト」、「マールダルヴィーゼ」、ブライテ・ヴィーゼ＝ナッセ・ヴィーゼ」、「アルテ・ブルト」、「クロンスベルク」、「ライネ川上流域」、「ヒルテンバッハ/ヴェットベルガー・ホルツ」、「ベンター・ベルク・フォアラント/フェッセタール」、「ライネ川中流域」、「メックレンハイデ/ヴィンホルスト」。

## 歴史

### 集落跡、創設から最初の隆盛
ハノーファー新旧市街地域では、郷土史家ハルムート・プラートが記している通り、ローマ帝国時代（紀元後1世紀から3世紀）からの「少なからぬ広がりを持つ」集落跡が発見されている。この時代の陶片がエギディエン教会の下から見つかっている。古いライネ川の川筋ではローマ皇帝アレクサンデル・セウェルスのデナリウス硬貨が発掘され、プラートは「交易関係のローマ人によって」この集落が建設されたとしている。この名前の判らない集落は、150年頃に地理学者クラウディオス・プトレマイオスが作成したゲルマニア・マグナの地図に記されている Touliphourdon (ラテン語: Tulifurdum) と同一視されている。ベルリン工科大学測地学研究所の研究者は、新しい地図プロジェクト「バイ・ハノーファー」（直訳: ハノーファー近郊）により、2010年に Tulifurdum の場所を特定した。言語史の観点からこの地名は、ラテン語の tuli（「到着した」）と furdum（「渡し場」）との組み合わせであり、ハノーファーのライネ川の渡渉地を表している可能性がある。
現在のハノーファーは、ライネ川河畔の洪水から護られていた中世の集落を母体として成立した。その地形が地名のもととなった可能性がある、すなわち Honovere = "(Am) hohen Ufer"（高い堤防）とする説があるが、議論の余地がある。近くには幅 500 m のライネ川の浅瀬と中洲があり、これを渡ることができた。2本の交易路がここで交差していた。この付近でライネ川と並行しているこの通りは「アム・ホーエン・ウーファー (Am hohen Ufer)」と呼ばれている。ここに市場町が存在した証拠は、早くも950年頃からある。Vicus Hanovere（Vicus は市場町を意味する）は、ヒルデスハイムの Miracula Sancta Bernwardi に1150年頃に初めて記録されている。12世紀にハインリヒ獅子公がハノーファーを拡張し、ローデン伯にレーエンとして与えた。ローデン伯はリンマー近郊のライネ川低地の水城ラウエンローデ城からこの地を支配した。ブラウンシュヴァイク公領に属していたハノーファーは1241年にブラウンシュヴァイク公から都市特権が与えられた。この頃から議会の存在も証明されている。13世紀の終わり頃には2人の市長がこの街のトップであった。また、市長を含む12人の議員からなる議会が存在した。リューネブルク継承戦争でこの街は、1371年に大きな特権を与えられ、税関や水車の権利、都市防衛施設など広範な特権を得た。

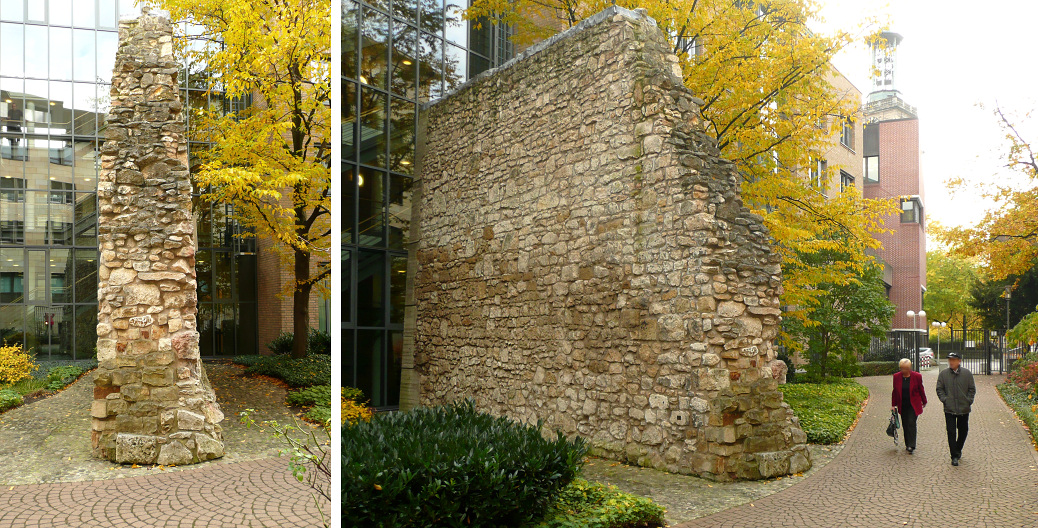
ハノーファーの市壁の遺構

都市防衛のために、以前から存在していた柵を立てた土塁や堀に替えて、1350年から34本の塔を持つ高さ 8 m の市壁が建設された。1392年からは、市の前面を護る守備隊が都市防衛施設に配備された。土塁、生け垣、見張所、監視塔といったかつてのハノーファー防衛施設のうち、リンデナー・ベルクの塔、デーレナー塔、プフェルデ塔、リスター塔などの施設が現存している。本市はこの頃に最初の経済的隆盛を経験し、ハンザ同盟に加盟した。加盟はおそらく13世紀にすでになされていたが、14世紀に確立された。ハノーファー商人の貿易は、15世紀にはたとえば、リネンをロンドンへ輸出し、フランドルと布地の交易を行い、ノヴゴロドから毛皮や皮革を、ノルウェイから魚油やワックスを、南スウェーデンからニシンやバターを輸入していた。ハンザを介した経済ネットワーク化は16世紀に衰退した。ハノーファーは1620年頃にハンザから脱退した。1636年にハノーファーはヴェルフ家の宮廷都市に昇格した。人口は4,000人にまで増加した。
宗教改革の時代、住民の間で福音主義の教えを受け容れる機運が高まった。1533年6月26日のマルクト広場での集会でルターの言葉を支持する誓いがなされた。街の指導者層は宗教改革に同意しなかったが、政治的な役職にない市民たちの声に押し切られた。市議会は最終的に旧教を堅持していたヒルデスハイムに避難せざるを得なかった。「ハノーファー市の市長と議会」は、1577年に作成されたルター派の和協信条に1580年に署名した。
ハノーファーでは1514年から1657年までの間に少なくとも30人が魔女裁判にかけられ、このうち27人が火刑に処されるか、獄中死した。魔女狩りの最後の犠牲は、1648年のアルハイト・スヌーアであった。
1510年頃にはじめて出版されたドイツの民衆本『ティル・オイレンシュピーゲルの愉快ないたずら』、その69話では公共浴場の主人が、71話では目の不自由な人々がいたずらの対象になっているが、それらの舞台はハノーファーに設定されている。

### 要塞都市、宮廷都市

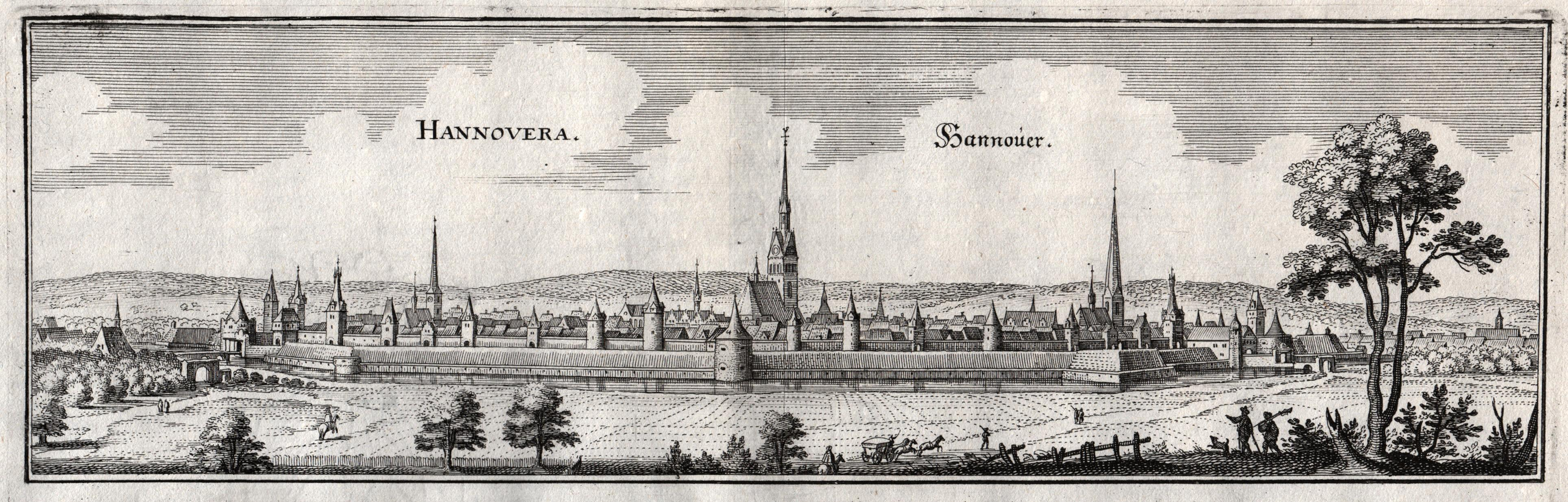
1641年に公開されたマテウス・メーリアンの銅版画に描かれたハノーファー

三十年戦争の間、1636年にカレンベルク公ゲオルクは、要塞風に改造されたこの街に宮殿を置いた。ハノーファーはこれ以後80年間に渡って新たな隆盛期を送った。ハノーファーの歴史においてこの時代の建物は、後世に残る都市景観のアクセントとなった。
1676年にゴットフリート・ヴィルヘルム・ライプニッツ（1646年 - 1716年）が、ヨハン・フリードリヒ公に廷吏兼図書館長に任じられた。このライプツィヒ生まれの、特に二進法の発見で知られる哲学者で数学者は、亡くなるまでハノーファーに住んだ。2005年に州立図書館が、2006年には大学が、彼にちなんで名付けられた。
1699年から、2人の市長（1人は法務官、1人は書記長）と2人の財務官僚、6人の議員が市議会に属した。1725年から1761年までクリスティアン・ウルリヒ・グルーペンが市長の1人を務めた。
ハノーファーは、1682年にエルンスト・アウグスト公が長子相続を前提に掲げ、1692年から神聖ローマ帝国の9番目の選帝侯領（公式名はブラウンシュヴァイク＝リューネブルク選帝侯領、非公式にはハノーファー選帝侯領）となった。

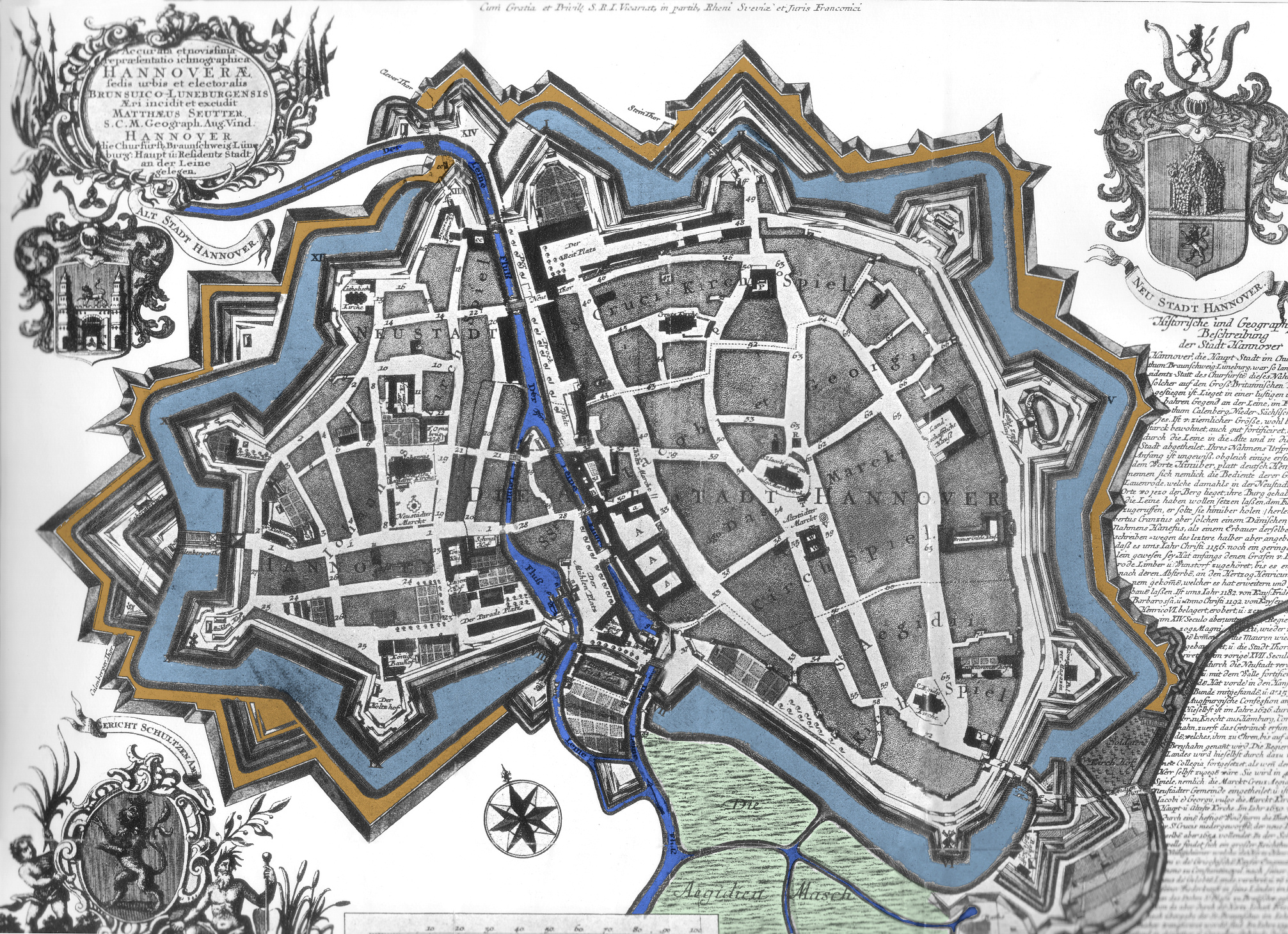
1745年のハノーファー地図

1714年に選帝侯ゲオルク・ルートヴィヒがイギリス王ジョージ1世として戴冠して以後、宮廷はハノーファーからロンドンに移された。これによりハノーファーでは貴族家と廷臣家による内輪のサークルが確立された。それまで宮廷に大きく依存していた宮殿都市はますます荒廃していった。ハレンハウゼン城館や庭園もすぐに使われなくなった。庭園が現代風に改造されずに元のバロック庭園の状態で保たれたのは、こうした状況の結果であった。
1837年のウィリアム4世の逝去により、123年間続いたグレートブリテン王国とハノーファー王国との同君連合が解消され、ハノーファー王エルンスト・アウグストが即位したことで状況が変化した。1843年10月22日にハノーファーからレールテまでの鉄道が開通し、1844年5月19日にはハノーファー - ブラウンシュヴァイク間が直通で往来できるようになった。保守的な王は当初、自らの宮廷都市が鉄道網に接続することに抵抗した。王立ハノーファー邦有鉄道は、王の反対により最初の路線をハノーファーではなく、レールテを起点として計画した。
1747年にエギディエン・ノイシュタットが合併し、1824年のカレンベルガー・ノイシュタット、1847年にエルンスト＝アウグスト＝シュタットがこれに続いた。1859年にハノーファーの周辺自治体ケーニヒスヴォルト、シュロスヴェンデ、ノルトフェルト、フォアオルト、フェルンローデ、ビュッタースヴォルト、キルヒヴェンデ、ブルト、ハイドルン、ティーフェンリーデ、エンマーベルク、クレーフェルトが合併したことで市域面積は 157 ha から 2354 ha に拡大し、人口は38,000人から68,000人に増加した。
ハノーファーはハノーファー王国内の独立した都市であった。1823年に、のちのハノーファー行政管区の基となったラントドルスタイ・ハノーファーの本部所在地となった。1824年にはゲリヒトシュルツェンアムト・ハノーファーとアムト・コルディンゲンが統合されて組織されたアムト・ハノーファーの本部所在地となった。1825年にマギストラーツコレギウム（公務員学校）がハノーファーに設けられ、1935年まで存続していた。この頃のハノーファーのトップの肩書は都市ディレクター (Stadtdirektor) であった。

### プロイセンの州都

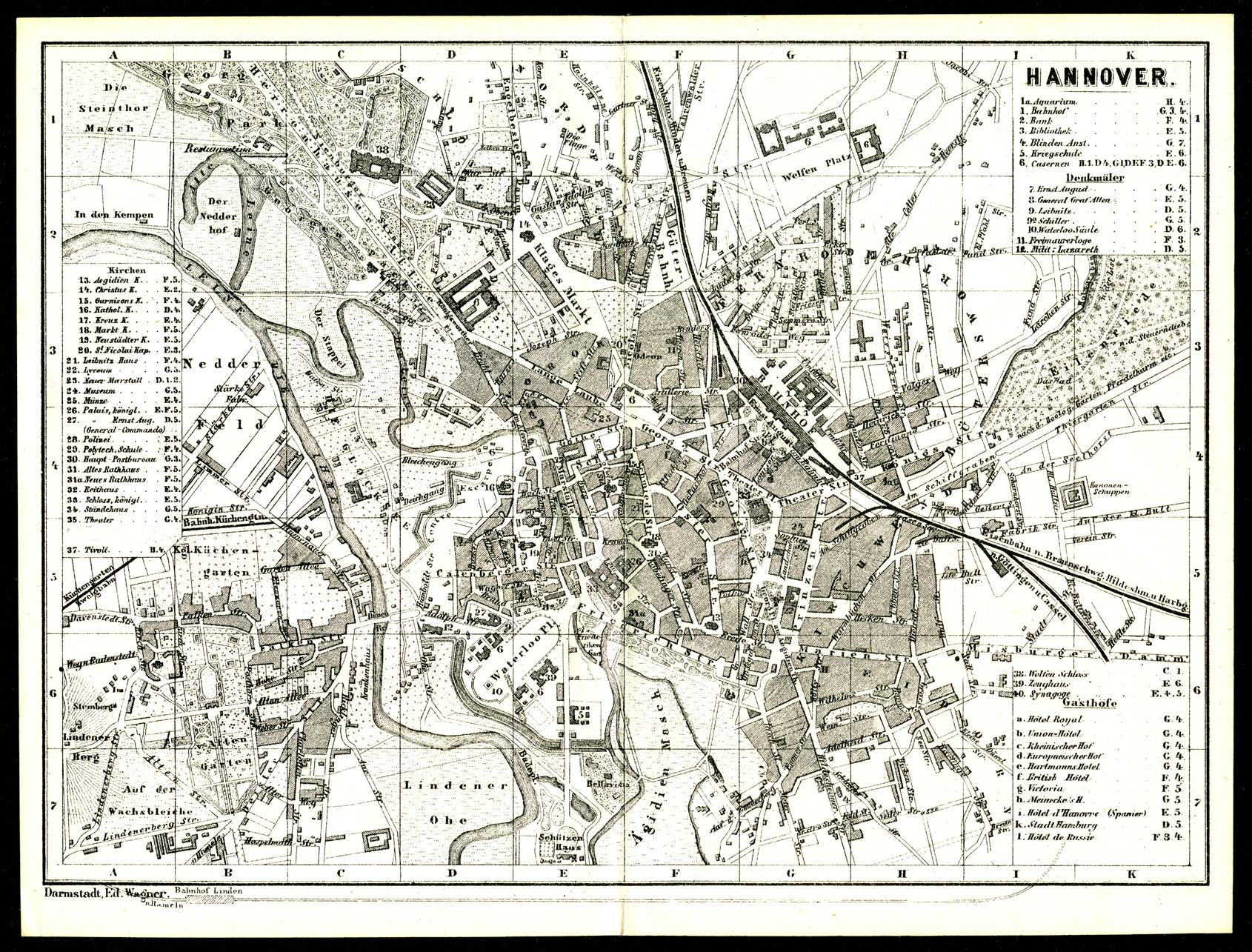
1873年のハノーファー地図

1866年の普墺戦争でゲオルク5世治下のハノーファー王国はドイツ連邦・オーストリア帝国側でプロイセンと戦い、ランゲンザルツァの戦いで「ピュロスの勝利」を得たが、この戦いの直後にハノーファー軍は降伏せざるを得なくなった。その結果ハノーファー王国はプロイセンに併合されてプロイセンの州となり、ハノーファーは宮廷都市からハノーファー州の州都となった。
ハノーファーの工業にとってプロイセンと連携することは、全般的な条件の改善に重要であった。ツンフトへの加入義務の廃止や産業への自由参入の導入は経済成長を促進し、会社設立時代の隆盛をもたらした。1871年から1912年までの間に人口は87,600人から313,400人にまで増加した。10万人以上という大都市の基準は1873年に達成した。

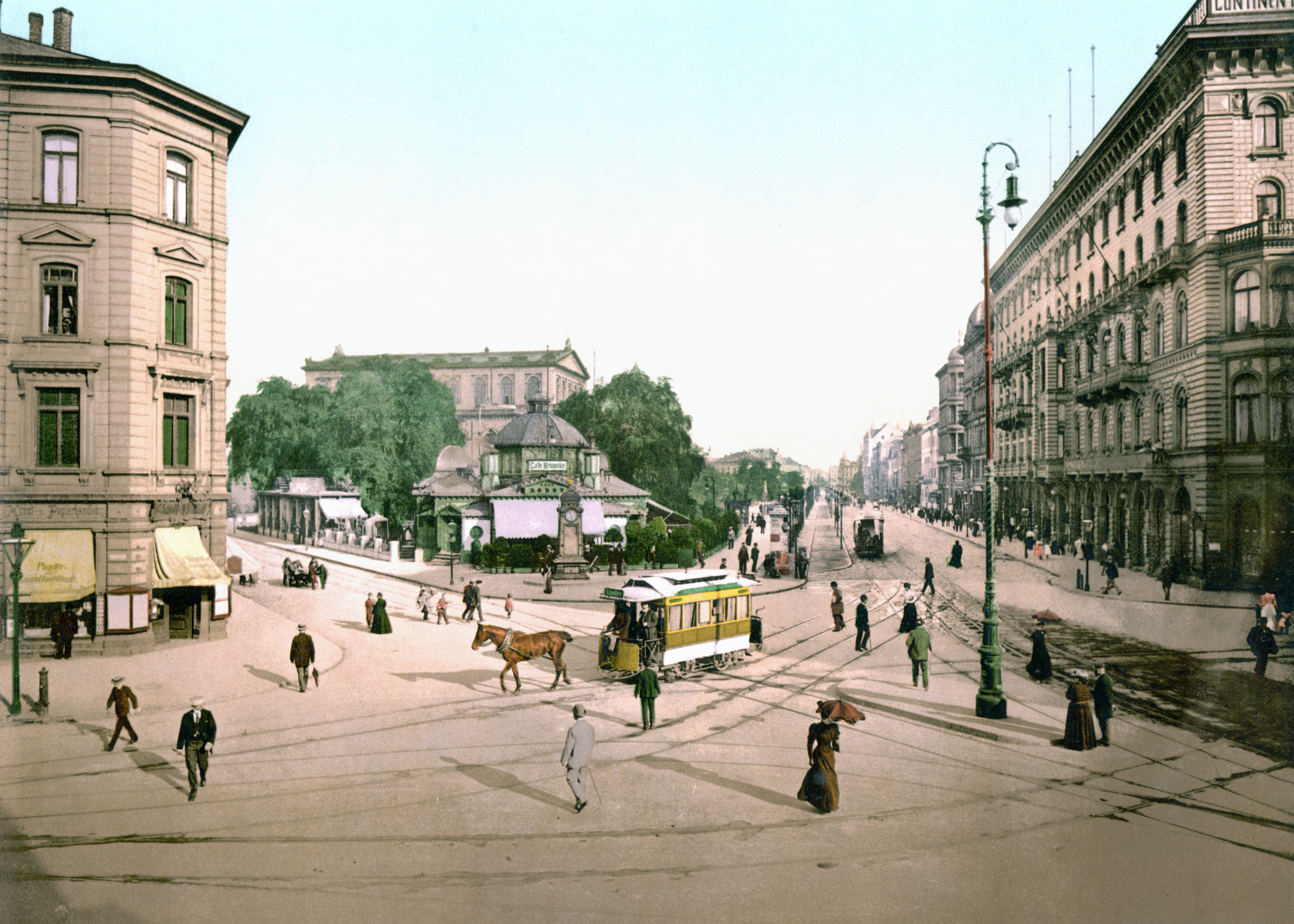
1890年ころのハノーファーのゲオルク通り

1872年に馬車鉄道が完成し、1893年に路面電車に発展した。1881年にフェルディナント・ジッヒェルが、初めてのすぐに使える壁紙糊を発明した。
ハノーファーの飛躍はハインリヒ・トラムが都市ディレクターの時代に起こった。彼は1891年にこの役職に選出され、27年間務めた。彼はこの時代、本市の政治行政を支配した人物であった。
1883年にハノーファーは郡独立市となり、アムト・ハノーファーから組織されたハノーファー郡の郡庁所在地で、ラントドロスタイ・ハノーファーから組織されたハノーファー行政管区の本部所在地となった。
本市は、1870年に衛星都市のオーエ＝グロックゼーを容れて拡大した。1882年にケーニヒスヴォルター・プラッツとヴェルフェンガルテン、1891年にヘレンハウゼン、ハインホルツ、ファーレンヴァルト、リスト、1907年10月1日にシュテッケン、ボートフェルト、クライン＝ブーフホルツ、グロース＝ブーフホルツ、キルヒローデ、デーレン、ヴュルフェル、メックレンハイデ、キルヒローデ＝シュタットがこれに続いた。
1902年にヘルマン・バールゼンが広告電光掲示板を設置した。これはドイツで最初期のものの1つであった。

### ヴァイマル共和政
1920年に、アルト＝リンデン、ノイ＝リンデン、リンマー、ダーフェンシュテット、バーデンシュテット、ボルヌム、リックリンゲンを市区に持つリンデン市がハノーファーに合併した。これにより人口は約8万人増加して40万人となった。1928年にヘレンハウゼン城館地区および庭園地区、ラインハウゼン、マリエンヴェルダーが、1937年にベーメローデとラーツェンの一部がこれに続いた。
1918年からこの街のトップは都市ディレクターではなく、上級市長 (Oberbürgermeister) と呼ばれるようになった。初代上級市長は社会民主主義者のロベルト・ライネルトであった。その後、保守的なドイツ＝ハノーファー党 (DHP) のアルトゥール・メンゲがこの職を引き継ぎ、1937年までその職にあった。メンゲの在任中1936年に雇用創出政策としてマッシュ湖の建設とヘルマン＝レンス公園の造営が認可された。
文化的観点から見ると、ハノーファーは1920年代には特にクルト・シュヴィッタースによって「近代芸術の前衛都市」となった。彼のダダイズム、彼の雑誌「メルツ」、彼が創設したグループ「die abstrakten hannover（抽象芸術のハノーファー）」は世界的名声を得た。

### 国家社会主義の時代

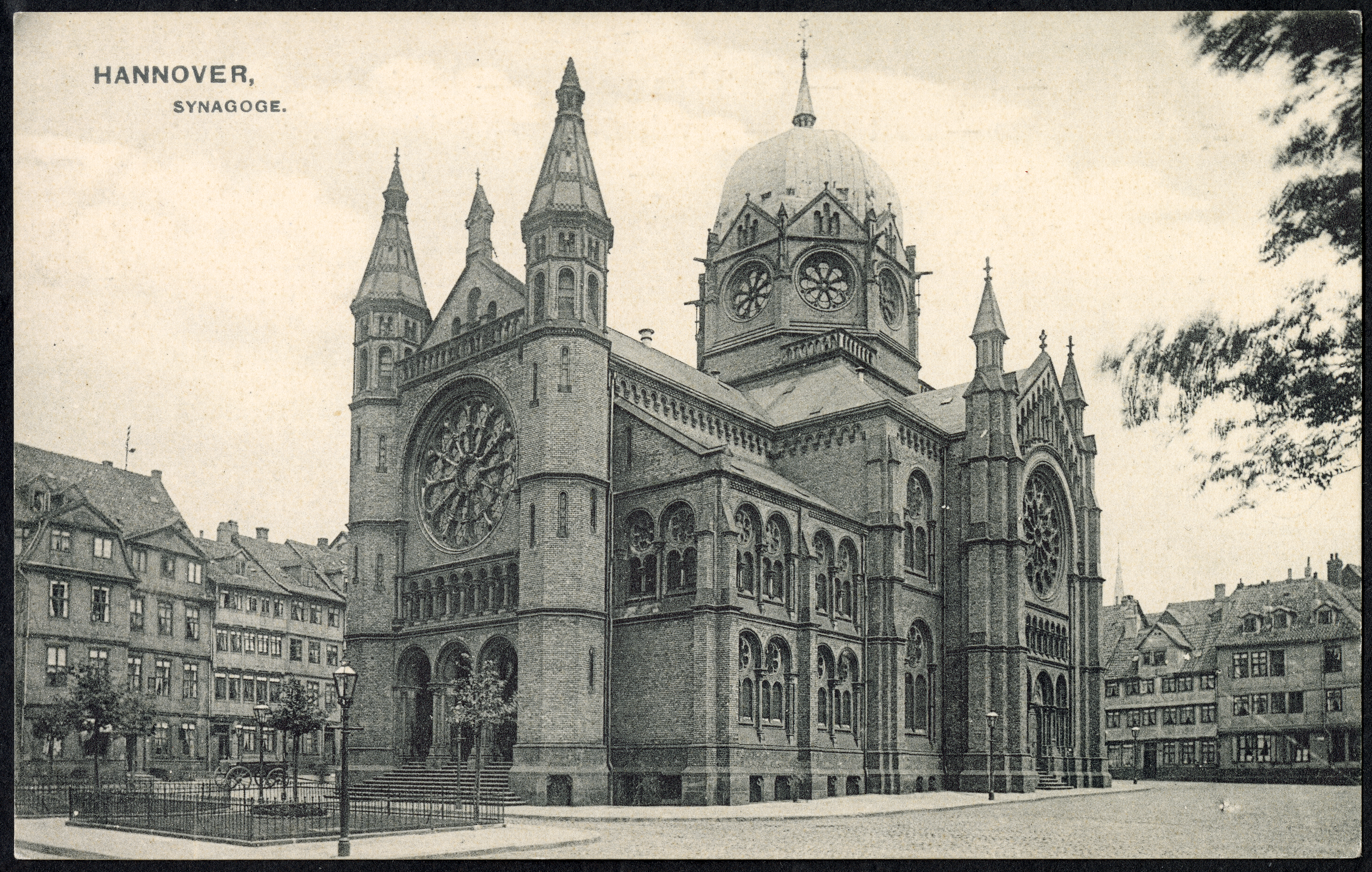
1938年に破壊されたカレンベルガー・ノイシュタットの新シナゴーグ。1905年に製作された絵葉書。

1937年以後の上級市長ヘンリクス・ハルテンホフ、ルートヴィヒ・ホフマイスター、エゴン・ベナー（1942年-1945年「特命官吏」）は NSDAP に所属した。ドイツ全土がそうであったようにハノーファーにおいても数多くの少数民族が迫害された。1938年10月末に「ポーランド作戦」の一環として484人のポーランドにルーツを持つユダヤ人がポーランドに強制送還された。その中にグリュンシュパン家も含まれた。次男のヘルシェル・グリュンシュパンはパリにいた。家族が強制送還されたことを知った彼は駐仏ドイツ大使館に行き、大使館付書記官のエルンスト・エドゥアルト・フォム・ラートを銃で撃った。書記官は2日後に死亡した。ナチ政府はこの行為を11月にドイツ全土で行われたポグロム（水晶の夜）の口実とした。ハノーファーでは、1937年11月9日にカレンベルガー・ノイシュタットの新シナゴーグが焼失した。1941年9月にNSDAPの南ハノーファー＝ブラウンシュヴァイク・ガウの指導者は「ラウターバッハー作戦」として残っていた家族を15軒の、いわゆる「ユダヤ人の家」に閉じ込めるゲットー化を始めた。
ヴァンゼー会議以前の1941年12月15日のからすでに1,001人のユダヤ人がハノーファーからリガに移送された。1945年までに8回の輸送で少なくとも2,400人がこの街から引き離れ、生き残ったものはわずかであった。ユダヤ人の追放と芸術文化作品の「アーリア化」を組織したのは、都市建設委員のカール・エルカートであった。1938年にハノーファーに住んでいた約4,800人のユダヤ人のうち、1945年4月10日にアメリカ軍がこの街を解放した時に残っていたのは100人にも満たなかった。現在は、オーペルン広場の悔恨碑や、ナチの犠牲者が最後に自らの意思で選んだ家の前に設置された400基以上の「躓きの石」（2018年現在）がハノーファーでのユダヤ人迫害を刻印している。アーレムでは1987年に、かつてのイスラエル造園学校の敷地に、悔恨と追悼の場が設けられた。
シンティやロマの強制収容所やいわゆる教育収容所の他に、ハノーファーにはノイエンガンメ強制収容所の数多くの分所が設けられ、非人道的な扱いの下で数千人が暮らしていた。戦争の間に約6万人の強制労働者がハノーファーで働いた。そのほとんどがソヴィエト連邦、ポーランド、フランス、オランダ、ベルギーから送致され、約500箇所の収容所に収監された。彼らは主に軍需産業に就いた。ハノーファー解放の4日前、強制労働者のうち154人がゼールホルスト市営墓地で射殺された。彼らは、終戦後すぐに他の230体の遺体とともにマッシュ湖北岸に運ばれ、その追悼の場に埋葬された。

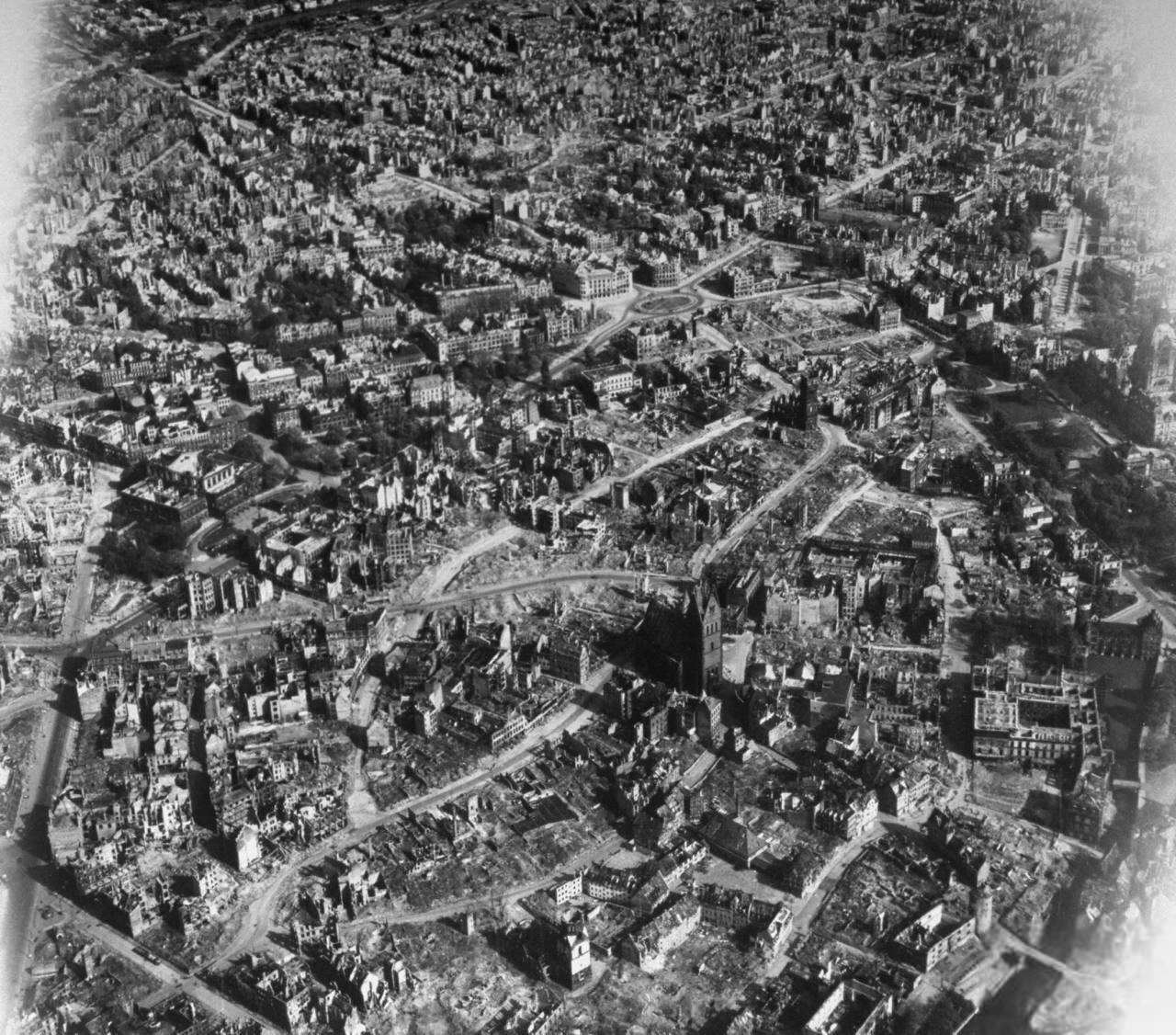
1945年にアメリカ空軍が撮影した廃墟と化したハノーファー内市街

第二次世界大戦中には数多くの師団やドイツ国防軍管理部隊がハノーファーに拠点を置いた。これには命令に服さなかった兵士を死罪にすることができる9つの軍事法廷も含まれた。「脱走」「兵器の破壊」「反逆」のためハノーファーで、あるいはハノーファーから他の街に移送されて、処刑された51人の兵士のデータが特定されている。ハノーファーでは、サボタージュから、「逸脱した若者の行動」、共産主義者、社会民主主義者、ブルジョアのクーデター準備に至るまで、散発的な抵抗が行われた。1944年7月20日の暗殺事件の後、ハノーファー＝南ニーダーザクセン地域で約90人が逮捕されたが、その中には後にSPD代表を務めるクルト・シューマッハーも含まれていた。
ハノーファーは、重要な交通結節点であり、戦略上の重要地点であるため、1940年から100回以上空爆の目標とされた。これにより市の 48 % が破壊された。これは、ドイツの大都市で7番目の被害規模であった。家屋の 50 %、工業地の 40 % が破壊され、6,782人が死亡した。エギディエン教会は再建されなかった。その遺構は、戦争と恐怖政治の犠牲者のための悔恨の記念碑となった。1945年4月10日にアメリカ軍第9軍がハノーファーを占領し、ヨーロッパにおける戦争は5月8日にドイツ国防軍の無条件降伏により終結した。

### 復興と発展、現代まで
イギリス管理地区の軍事政府は1946年にイギリスをモデルとした地方自治法を導入した。住民によって選出された議会が、議員の中から互選で議長であり市の代表者たる名誉職のオーバービュルガーマイスター（上級市長）を選出する。ヘルベルト・シュマルスティークが1972年から2006年までの長きに渡って上級市長を務めた。1946年から1996年まで都市行政の専任の責任者は、同じく議会によって選出されるオーバーシュタットディレクトール（上級都市ディレクター）が務めた。
都市建設委員ルドルフ・ヒレブレヒトの指導の下、この街の戦後復興は計画的かつ厳格な方法で行われた。深刻な戦争破壊の後、かつての「細分化された」都市構造や道路網が新たに編成し直され、当時必要不可欠であった「自動車優先の社会」への要求に応えた。特にエギディエントーア広場やゲオルク通り付近の内市街は、複数車線の道路（ラーフェスアレー、ライプニッツウーファー、ハンブルガー・アレー、ベルリナー・アレー）によって迂回し、ラウンドアバウトで結ばれている。かつて中心部を通っていた当時の帝国道路3号線と6号線は高速道路を介して中心部の迂回するようになった。
メッセンシュネルヴェーク（直訳: メッセ高速道路）のためにアイレンリートの森の真ん中に伐採帯が造られた。戦後復興の際、歴史的な都市構造は表面的にしか残されておらず、粗い網目状の道路網が歴史的街並みの主要なラインを大まかに象っているだけである。ハノーファー再建の特徴は、歴史構造から脱却した都市空間の創出であった。
当時は模範とされ、現在も影響を及ぼしているこの都市計画によって、この街は全国的な名声を得た。しかし後になって復興期のこの都市建設コンセプトは時代にそぐわないことが判った。ポストモダニズム建築の潮流の中で、19世紀を特徴づけていた街路レイアウトや広場が再び模範的性格を帯び、アメリカからの自動車中心の計画を無批判に受け入れた戦後都市計画は刷新されていった。空爆や戦後の都市建設による歴史的建築の喪失は、かつてこの街を特徴づけていた建物を再建したいという要望をかき立てた。そのため、戦時中に破壊されたライプニッツハウスのファサードは1983年までに、グローサー・ガルテンのヘレンハウゼン城のファサードは2013年までに復元された。
1951年にハノーファー市立公園で第1回連邦園芸博覧会が開催された。

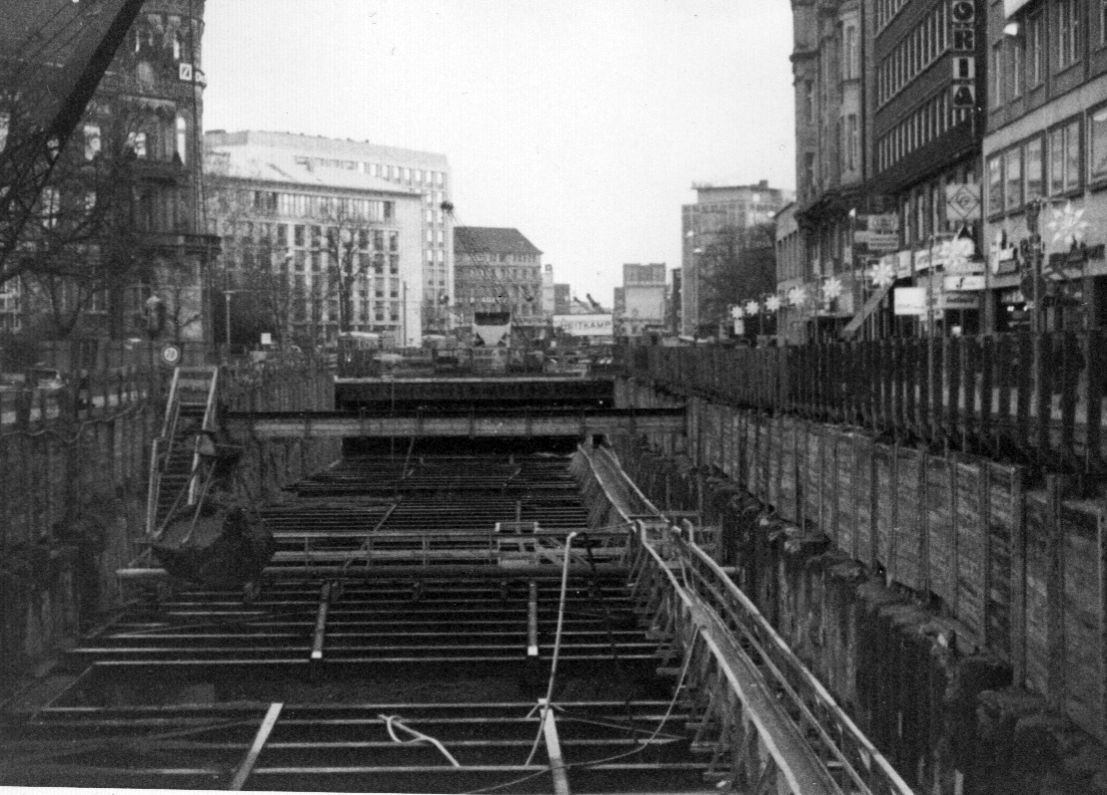
ゲオルク通りの地下鉄建設工事（1976年）

市議会は1965年にU-バーンの建設を決定した。数十年に及ぶトンネル網建設工事は、1993年にノルトシュタットのC-ノルト線の開通により終結した。こうして造られた内市街地域のトンネルが既存の路面鉄道路線と接続して、シュタットバーン・ハノーファーが完成した。建設工事終了後、クレプケ周辺の都市部やリスター・マイレに歩行者専用区域が設けられた。その結果、これらの地域は大いに活性化した。1957年と1968年にヴェトベルゲンの一部が合併した後、1974年3月1日に大規模なニーダーザクセン州の地域再編が行われ、ミスブルク市およびアーレム、アンデルテン、ベーメローデ、ヴィンホルスト、ヴェトベルゲン、ヴュルフェローデが合併し、さらにイーゼルンハーゲンのニーデルンヘーゲナー・バウアーシュアフト（現在のイーゼルンハーゲン＝ジュート）、ラーツェン、ランゲンハーゲンのそれぞれ一部も合併した。1981年1月1日に、当時人口100人ほどの地域が隣町のラーツェンに移管された。ニーダーザクセン州自治体法に基づき、1981年11月1日に市の13の都市管区への分割が発効した。
ハノーファーは1888年に第13回ドイツ消防の日を開催し、1980年6月7日から15日まで第25回ドイツ消防の日が同じくこの街で開かれた。インターシュッツ（消防見本市）と合同開催となった第29回消防の日（ともにハノーファーで開催）は、COVID-19パンデミックのために、まず2020年から2021年6月に、さらに2022年6月に延期された。
ハノーファーは、ドイツで初めての国際博覧会Expo 2000を開催した。「Mensch, Natur, Technik」（人間、自然、技術）のモットーの下、155カ国がこの博覧会に参加した。来場者数は1800万人で、当初期待された来場者数には達しなかった。
2004年12月31日にニーダーザクセン州の4つの行政管区が廃止されるまで、この街はハノーファー行政管区の本部所在地であった。
ハノーファーは2019年に再びハンザ都市となった。この都市同盟への再加盟は、ロシアの都市プスコフで行われた。

## 住民

### 人口推移

1871年から2022年までのハノーファー市の人口推移

近世末までハノーファーの人口増加はゆったりとしたものであった。中世後期1435年には約5,000人が住んでいたが、1766年に11,874人と倍増した。18世紀末に産業革命が始まると人口増加が加速した。1811年には16,818人がこの街に住んでいた。1859年に人口約2万人の周辺町村（フォアシュタット・ハノーファー）が合併し、1861年の人口は60,120人にまで増加した。
ドイツの高度工業化によってハノーファーは1875年にグロースシュタット（大都市）となった。1901年の人口は約25万人であった。1907年と1909年の合併により人口は30万人を超えた。1920年1月1日には人口73,379人（1919年）のリンデン市が合併した。1920年末までに人口は40万人を超えた。
第二次世界大戦の進行に伴い、この街は人口の半分以上を失った。さらにユダヤ人の国外追放の他にも学童疎開などの移動や避難によって、人口は1939年5月の471,000人から1945年4月には217,000人にまで減少した。1952年には市の人口は再び戦前と同様になり、1954年には50万人になった。1962年に574,754人の歴史上の最高値に達した。1974年3月1日に、人口21,721人（1972年）のミスブルクとその他の周辺町村を合併して人口は64,711人増加した。遅くとも1960年からハノーファーは毎年ドイツの15大都市の1つになっている。住民台帳に基づく2021年末の人口（この街を主たる居住地とする人口）は534,094人であった。

## 行政
2001年11月1日にハノーファー郡の市町村とハノーファー市からハノーファー広域連合が形成された。これ以後ハノーファーは郡独立市の権利を保持した広域連合所属の自治体となった。

### 議会
市議会はハノーファー市の自治体代表であり、その中心機関であって、あらゆる重要な自治問題に関する議決を行う。議会は決議を通じて代表機関として機能している。5年毎に行われる普通、直接、自由、平等、無記名選挙によって、64議席の配分を市民が決定する。議員は、ハノーファー市の「ラーツヘル」（男性）あるいは「ラーツフラウ」（女性）の肩書を得る。2021年の議会選挙以降、ドイツ社会民主党と同盟90/緑の党は、連合を形成している。上級市長は、職責上市議会の参加者となる。市議会は専門委員会を形成している。上級市長と関連部門長が議会と委員会に出席して、議会に対して委員会報告を行う。部門長は各部門を代表している。議長、ビュルガーマイスター（上級市長代理）、および市議会議員は名誉職である。議会は市民テレビ放送 H1 で中継されている。
| 政党名     | 政党名                   | 得票率 (%) | 議席数 |
| ---------- | ------------------------ | ---------- | ------ |
| GRÜNE      | 同盟90/緑の党            | 27.8       | 18     |
| SPD        | ドイツ社会民主党         | 27.7       | 18     |
| CDU        | ドイツキリスト教民主同盟 | 20.7       | 13     |
| FDP        | 自由民主党               | 6.0        | 4      |
| DIE LINKE  | 左翼党                   | 5.6        | 4      |
| AfD        | ドイツのための選択肢     | 4.3        | 3      |
| Die PARTEI | パルタイ                 | 2.3        | 1      |
| Volt       | Volt Deutschland         | 1.7        | 1      |
| PIRATEN    | ドイツ海賊党             | 1.2        | 1      |
| HAN        | Die Hannoveraner         | 1.2        | 1      |
| その他     | その他                   | 1.5        | 0      |
| 合計       | 合計                     | 100.0      | 64     |
| 投票率     | 投票率                   | 51.3 %     | 51.3 % |

#### 1946年以降の市議会議長
- 1946年 - 1956年: 上級市長 ヴィルヘルム・ヴェーバー (SPD)
- 1956年 - 1972年: 上級市長 アウグスト・ホルヴェーク (SPD)
- 1972年 - 1996年: 上級市長 ヘルベルト・シュマルシュティーク (SPD)
- 1996年 - 2014年: 第1上級市長代理 ベルント・シュトラウフ (SPD)
- 2014年 - 2021年: 第1上級市長代理 トーマス・ヘルマン (SPD)
- 2021年11月以降: ウタ・エンゲルハルト (GRÜNE)

### 都市管区議会
市の中心機関である市議会の他に、1981年からハノーファーの13の都市管区（シュタットベツィルク）に、自治体法の定める権利を有する都市管区議会がある。都市管区議会には、自立権、意思決定権、聴聞権、イニシアティブ権が与えられている。都市管区議会は、その管区内の公共施設の維持、地域社会生活の向上、都市管区の代表といった機能を有している。都市管区議会は、19人から21人の「ベツィルクスラーツヘル」（男性）または「ベツィルスクスラーツフラウ」（女性）と呼ばれる議員で構成される。各都市管区には、管区議会代表で、市の委員会や議会で意見を述べることができる管区長（ベツィルクスビュルガーマイスター）がいる。都市管区議会の委員と管区長は名誉職である。都市管区議会は5年毎に改選される。

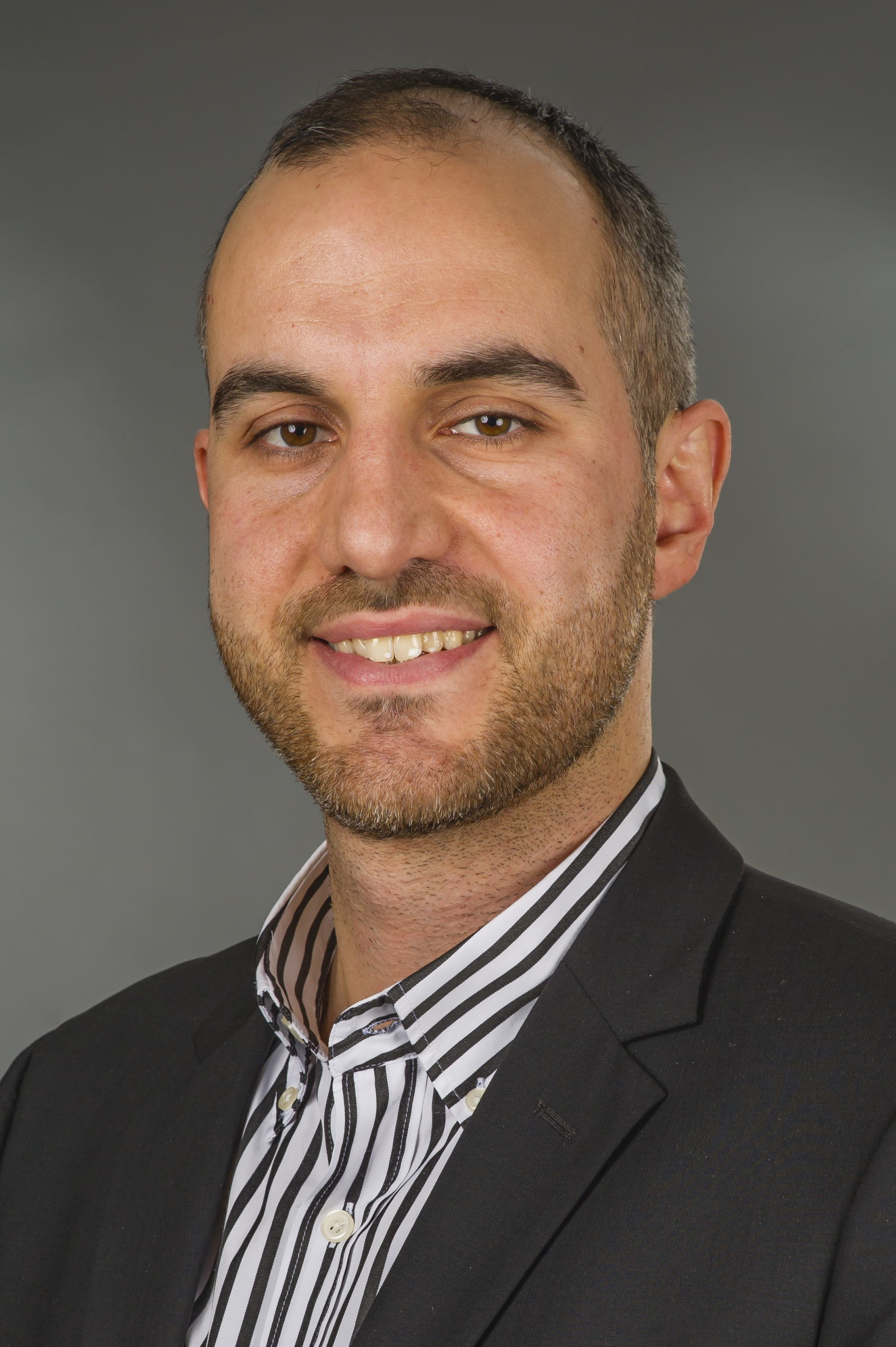
上級市長ベリート・オナイ

### 上級市長
ニーダーザクセン州では、1996年に、それまでの町の代表者としての名誉職のオーバービュルガーマイスターと行政指導者のオーバーシュタットディレクターからなる二頭体制が廃止された。これ以後ハノーファーでは直接選挙で専任の上級市長（オーバービュルガーマイスター）が選出されるようになった。2013年10月にシュテファン・ショストーク (SPD) が選出され、8年の任期に就いた。彼は2019年5月27日に早期辞職した。新たな上級市長の補欠選挙は、2019年11月10日にベリート・オナイ（同盟90/緑の党）とエックハルト・ショルツ（無所属、CDU推薦）による決選投票が行われた。この選挙ではベリート・オナイが 52.9 % の支持票を得て勝利した。彼は2019年11月22日に上級市長として執務を開始した。上級市長は市行政の指導者であり、最高代表者でもある。上級市長（オーバービュルガーマイスター）には、1996年から3人の代行者が存在する。代行者は市議会によって選出され、「ビュルガーマイステリン」（女性）または「ビュルガーマイスター」（男性）の肩書（通常の都市では市長を意味する語である）を有する。2023年3月現在、トーマス・ヘルマン (SPD) が第1代行者、モニカ・プラーテ (GRÜNE) が第2代行者、トーマス・クラップロート (CDU) が第3代行者を務めている。

### 行政委員会
行政委員会は市議会と並んで、独自の意思決定機能を有する第2の市の機関である。その業務には、市議会の決定に備えることが含まれる。行政委員会は、市議会、都市管区議会あるいは運営協議会の議決を必要としない事項や上級市長の職責外の事項について決定権を有し、責任を負う。ただし特定の場合には上級市長に責任を委託することができる。行政委員には、上級市長が委員長として参加し、その他にビュルガーマイスター、市議会議員らが委員として、あるいは担当部局長や議員が助言者として参加する。

### 行政
市の行政は、州都ハノーファーの自治体運営組織であり、行政指導者である上級市長と7つの専門部局からなる（2020年から）。専門部局長は「シュタットラート」または「シュタットレーティン」と呼ばれる（財政担当のシュタットラートはシュタットケンメラーとも呼ばれる）。行政における上級市長の全体的な代行者は第1シュタットラートが務める。2021年7月以降、財政および公安担当の専門部局長であるアクセル・フォン・デア・オーエがこの職責を担っている。専門部局長は、上級市長の推薦に基づき、8年ごとに市議会で選出される。

### 諮問委員会
シニア諮問委員会は、ハノーファー市の公的中立機関である。アイレンリーデ諮問委員会は1956年に市によって創設された。この諮問委員会は、市の森の監視役であり、アイレンリーデの維持・保全に努め、市の委員会に助言を行っている。

### 紋章
図柄: ハノーファー市の紋章は、赤地に、2つの胸壁の塔を持つ銀の壁。開いた扉の中は、黒い落とし戸の下に金地に緑のハナタネツケバナまたはシロツメクサの葉（どちらであるか明らかでない）が描かれた小さい盾がある。頭の間に金の獅子が配されている。
紋章の由来: この紋章は1266年に印章として存在が証明されている。ハナタネツケバナ/シロツメクサが描かれるのは1534年からである。獅子は、この街が属していたヴェルフ家あるいはブラウンシュヴァイク公領の支配を表している。市の紋章は1929年から現在の形となった。古い市の色は赤、黄、緑であったが、1897年に赤-白に変更された。

### 姉妹都市
ハノーファーは以下の都市と姉妹都市関係にある。
- ブリストル（イギリス、サウス・ウェスト・イングランド）1947年
- ペルピニャン（フランス、ピレネー＝オリアンタル県）1960年
- ルーアン（フランス、セーヌ＝マリティーム県）1966年
- ブランタイヤ（マラウィ、ブランタイヤ県）1968年
- ポズナン（ポーランド、ヴィエルコポルスカ県）1979年
- 広島市（日本、広島県）1983年
- ライプツィヒ（ドイツ、ザクセン州）1987年（当時はDDRであった）

ハノーファー市は2022年6月に、ウクライナのムィコラーイウ市との「連携パートナーシップ」を表明した。
この他に、1971年から1976年までユトレヒト（オランダ、ユトレヒト州）と姉妹都市協定を結んでいた。またイヴァノヴォ（ロシア、イヴァノヴォ州）とは友好都市関係にある。中国の都市にハノーファー地区がオープンしたことで、常徳市（湖南省）と友好都市協定を結んでいる。その商店街はハノーファーの上級市長によってオープンされた。アーレン、アンデルテン、ミスブルクの合併前からのパートナーシップは、都市管区となった後も継続している。マッシュパルクには姉妹都市にちなんで名付けられた道があり、「姉妹都市の公園」と呼ばれている。

## 文化と見どころ

### 建築

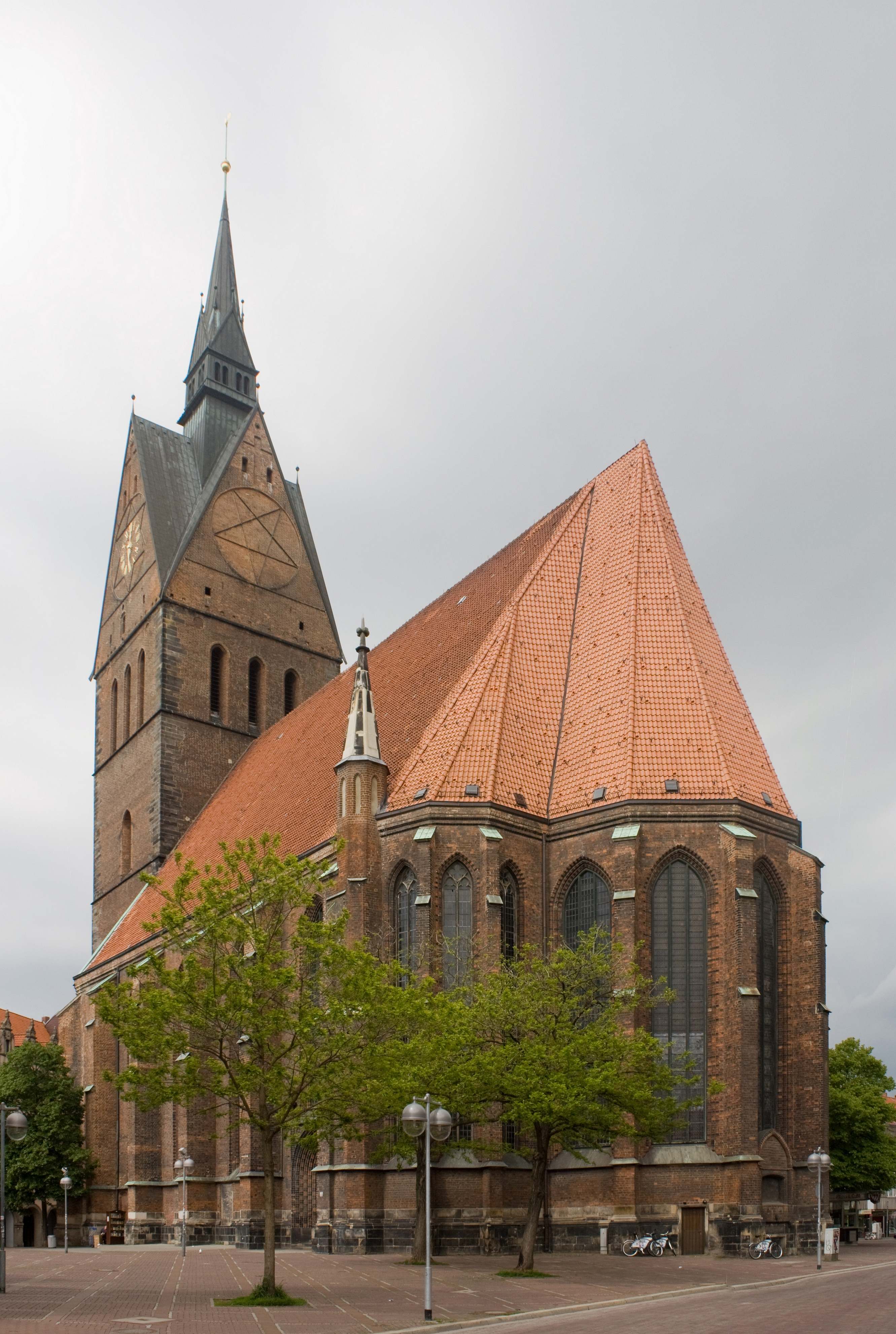
マルクト教会

1913年に開館した折衷主義様式の新市庁舎は、旧市街とマッシュパルクとの間にある。ドームの展望台へはユニークなアーチ型のドームリフトで行くことができる。この市庁舎のエントランスホールには、それぞれ1689年、1939年、1945年、現在の内市街をかたどった4つの都市模型が設置されている。新市庁舎は現在、ハノーファーの象徴的建造物となっている。内市街の見どころ36箇所が、ローター・ファーデンと呼ばれるルートで結ばれている。全長 4.2 km の舗道に描かれたこの赤い線は、エルンスト＝アウグスト広場のツーリスト＝インフォメーションを起点に内市街を一周している。

#### 旧市街と北ドイツ・レンガ・ゴシック建築

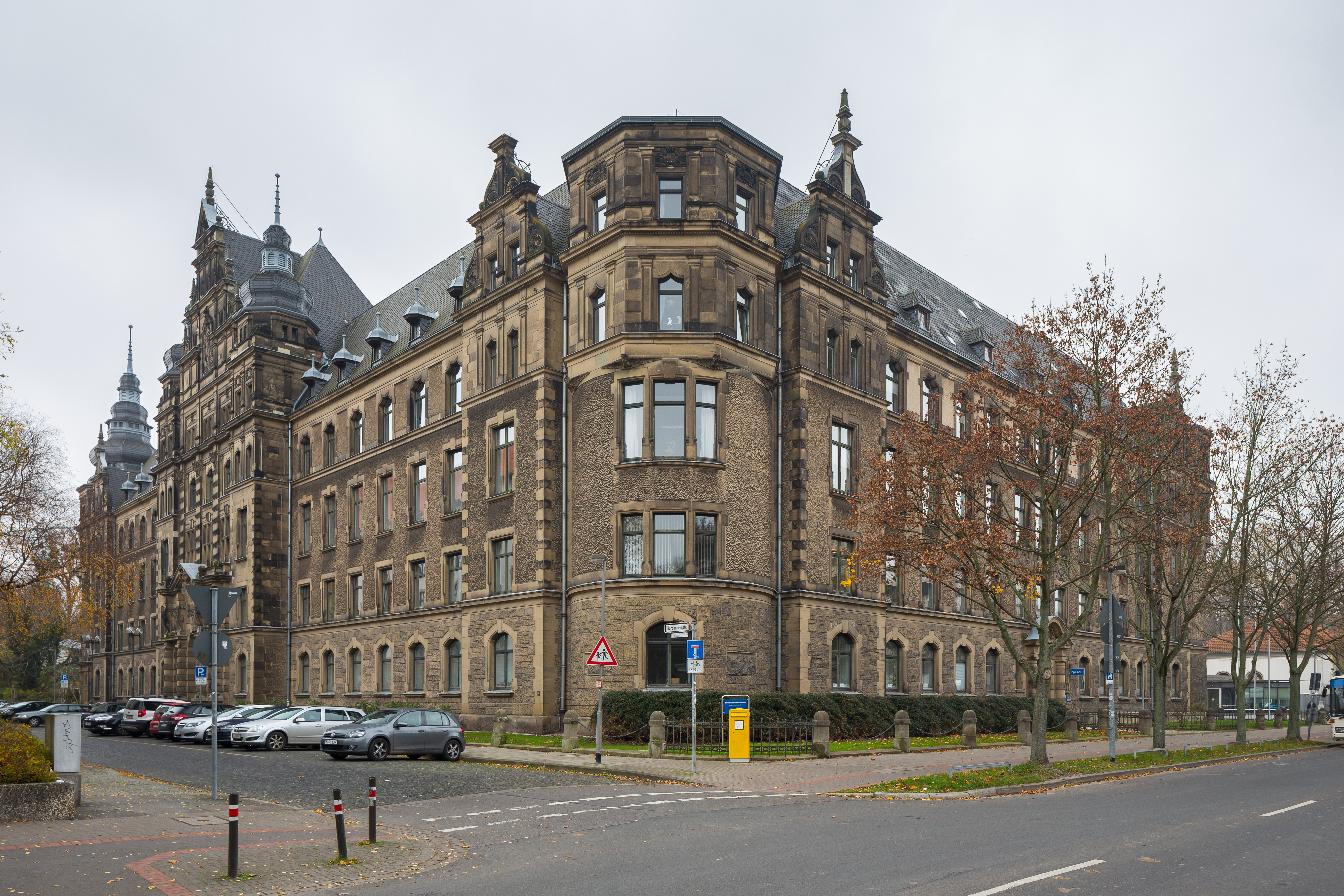
ハノーファー警察本部

現在のハノーファー旧市街は、第二次世界大戦前の元々の旧市街とは大きく様変わりしている。旧市街を含むハノーファー内市街は 90 % が破壊された。これを承けてマルクト教会周辺に伝統的な一画が形成された。ここでは、マルクト教会などの大きな象徴的建造物が再建され、木組み建築やその他の建物が他所から移築され、戦後復興の過程で古い旧市街の景観と調和するよう再構築がなされた。旧市街に通じる現在の門は、ルイ・レミー・ド・ラ・フォッセによるマルシュタル門である。この門は、ホーフマルシュテレ・アム・ホーエン・ウーファー（宮廷厩舎）の乗馬場の現存する中央入口であった。旧市街の中心には既述の通り14世紀に建設されたマルクト教会とマルクト広場があり、すぐ近くにマルクトブルネン（直訳: 市場の泉）がある。この教会は、旧市庁舎とともに北ドイツ・レンガ・ゴシックの作例である。マルクト教会の隣にはブロイハンハウス、ハンス＝リリー＝ハウス、ゲオルク＝フォン＝ケルン＝ハウスがある。クロイツキルヒェン街の十字架教会は、ルーカス・クラーナハ（父）の価値の高い祭壇画を有している。その向かい側にはレストラン「クロイツクラッペ」がある。ブルク通り12番地には、1564/1566年建造のハノーファーで最も古い木組み建築が現存している。1649年から1664年までの間に建設されたバルホーフ（直訳: 舞踏会場）は、長らくこの街最大のイベントホールであり、現在はニーダーザクセン州立劇団の公演会場となっている。オスカー＝ヴィンター＝ブルネンがあるホルツマルクトに面して、1900年直前に建てられたノルテ＝ハウスの隣に、1983年に戦争で破壊されたライプニッツハウスのルネサンス様式のファサードを復元した建物がある（元々は1499年からシュミーデ通りに建っていた）。中世の都市防衛の塔では、歴史博物館沿いのベギネン塔だけが完全な形で遺っている。旧市街は、ライネ城や、2018年に造られたカフェやレストランが並ぶプロムナードがあるライネ川の堤防に接している。

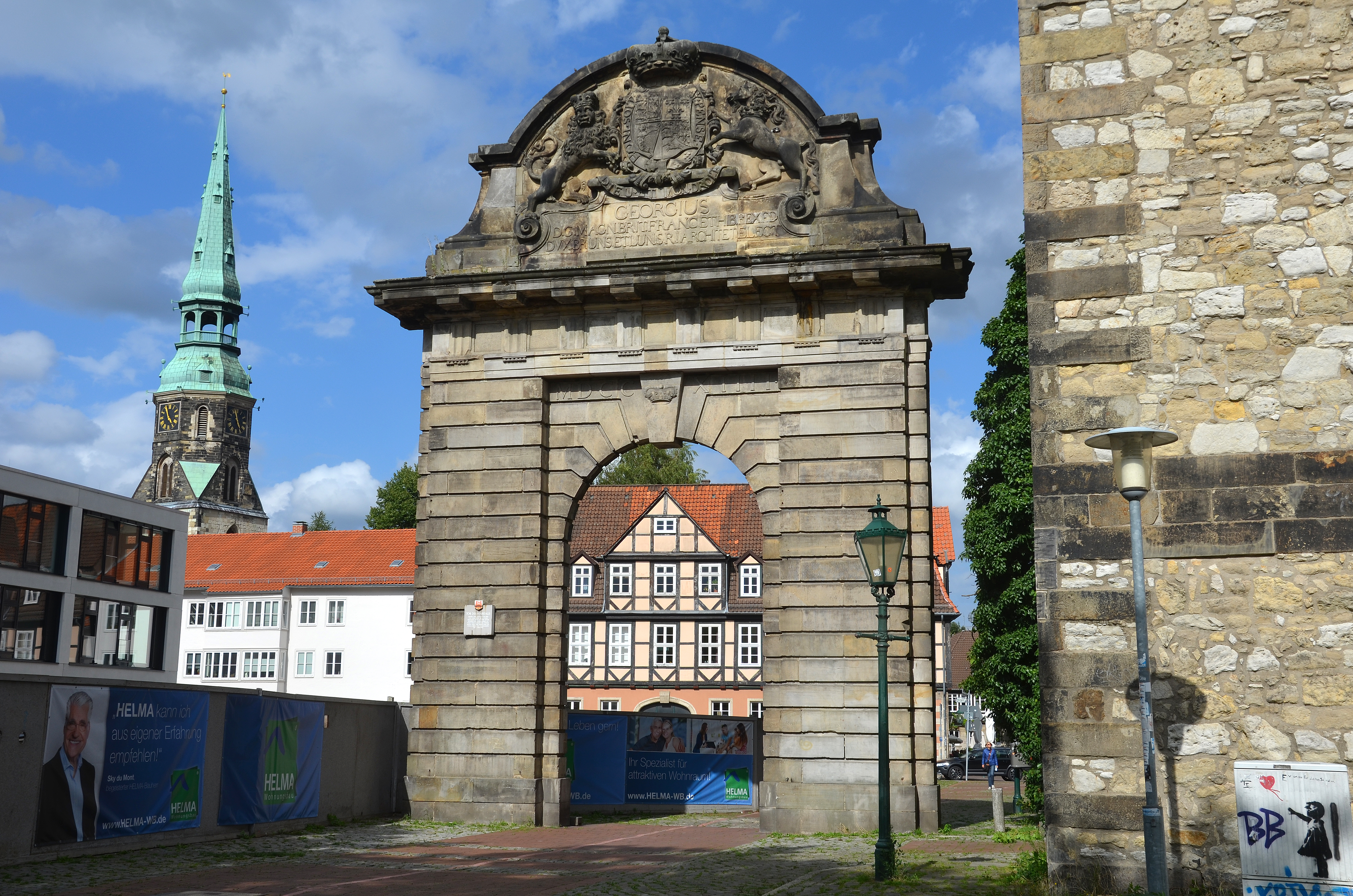
マルシュタル門
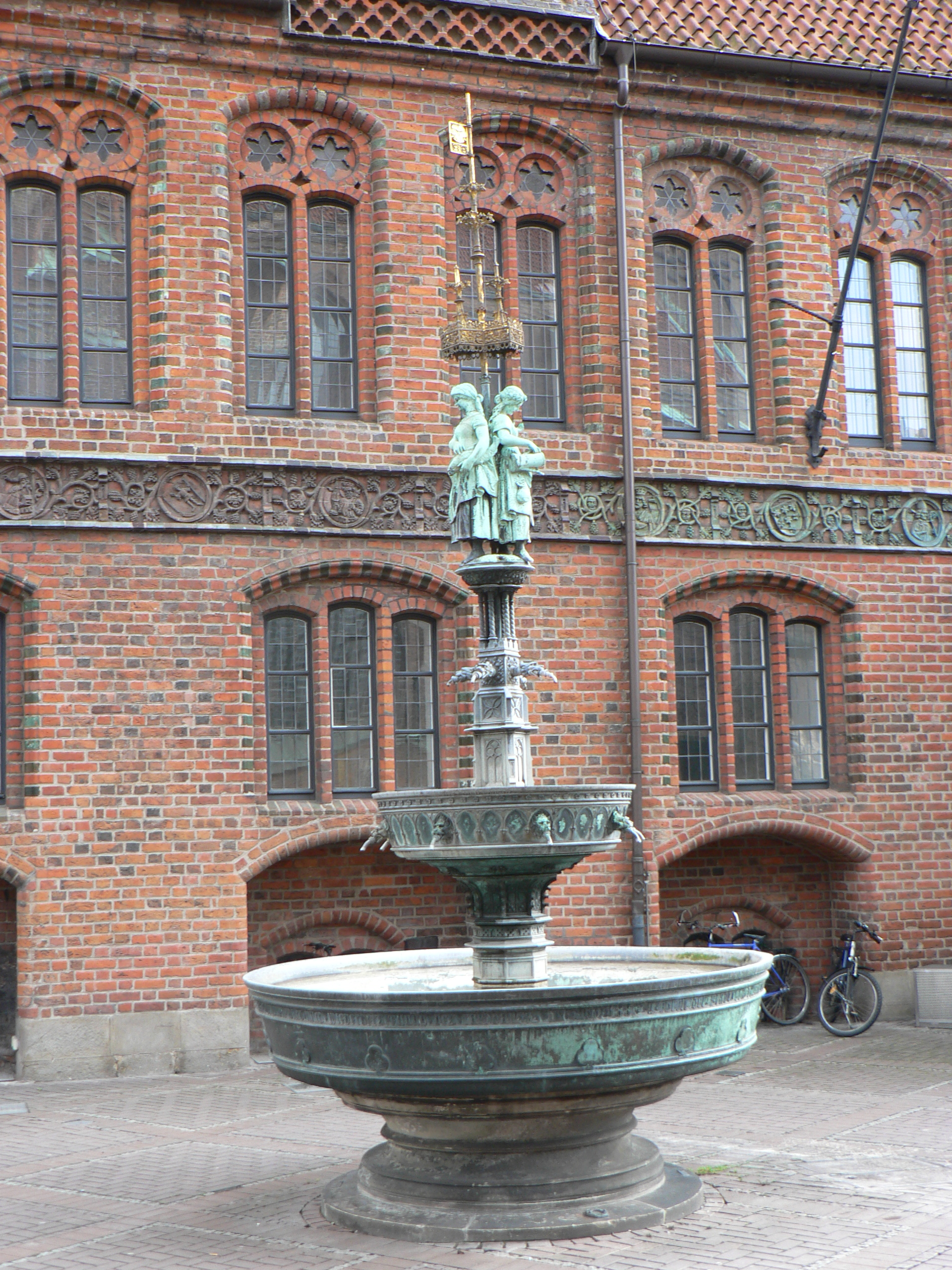
マルクトブルネン
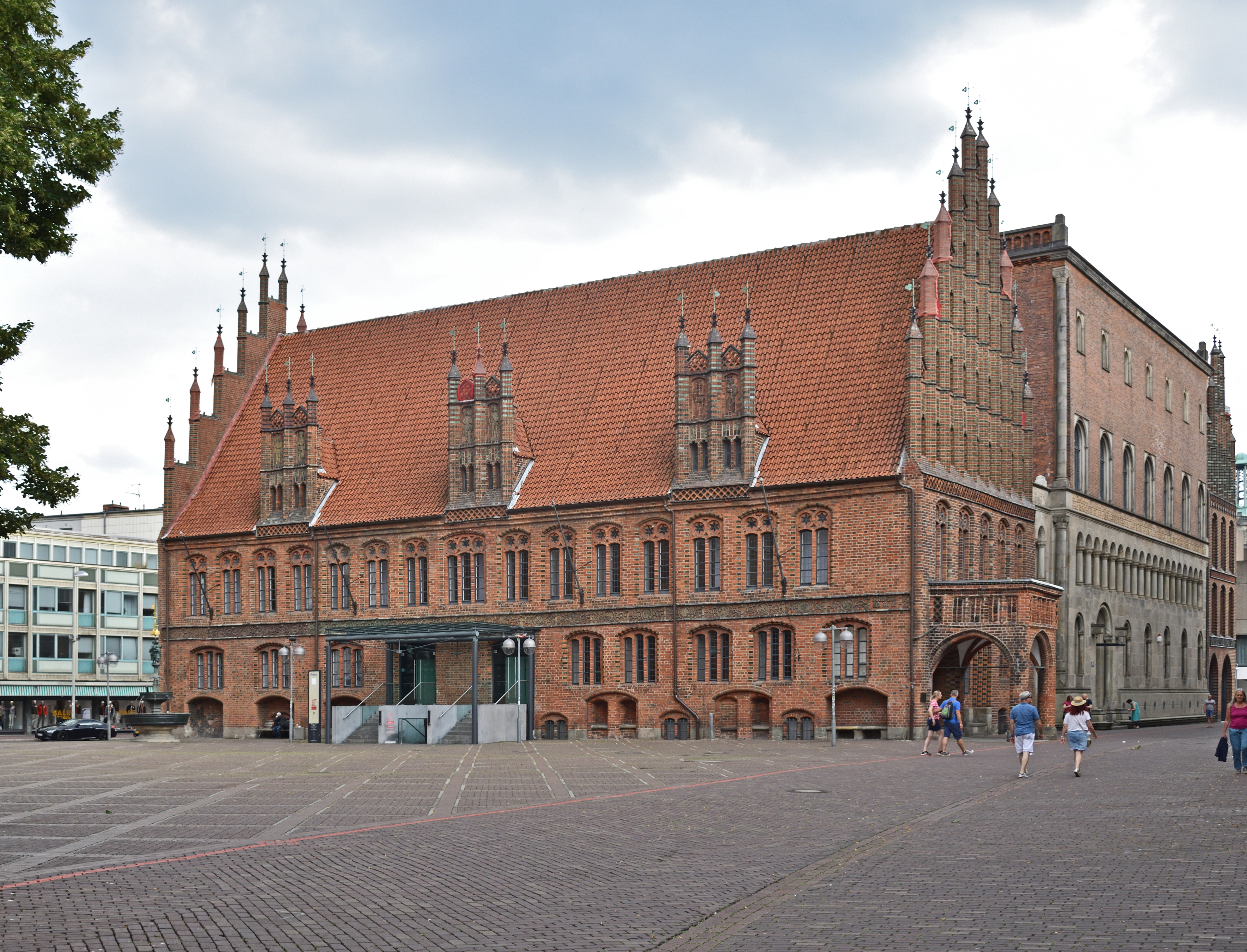
旧市庁舎
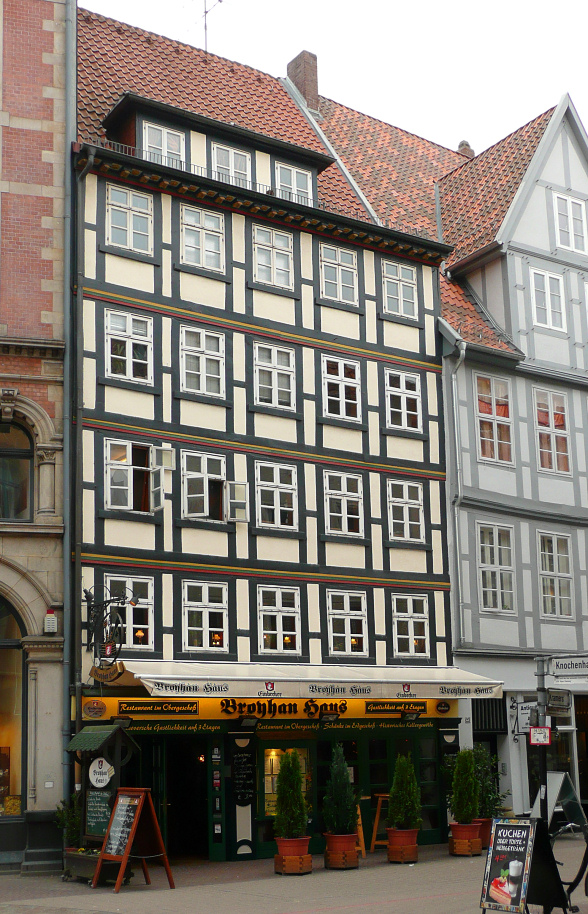
ブロイハンハウス
ハンス＝リリー＝ハウス
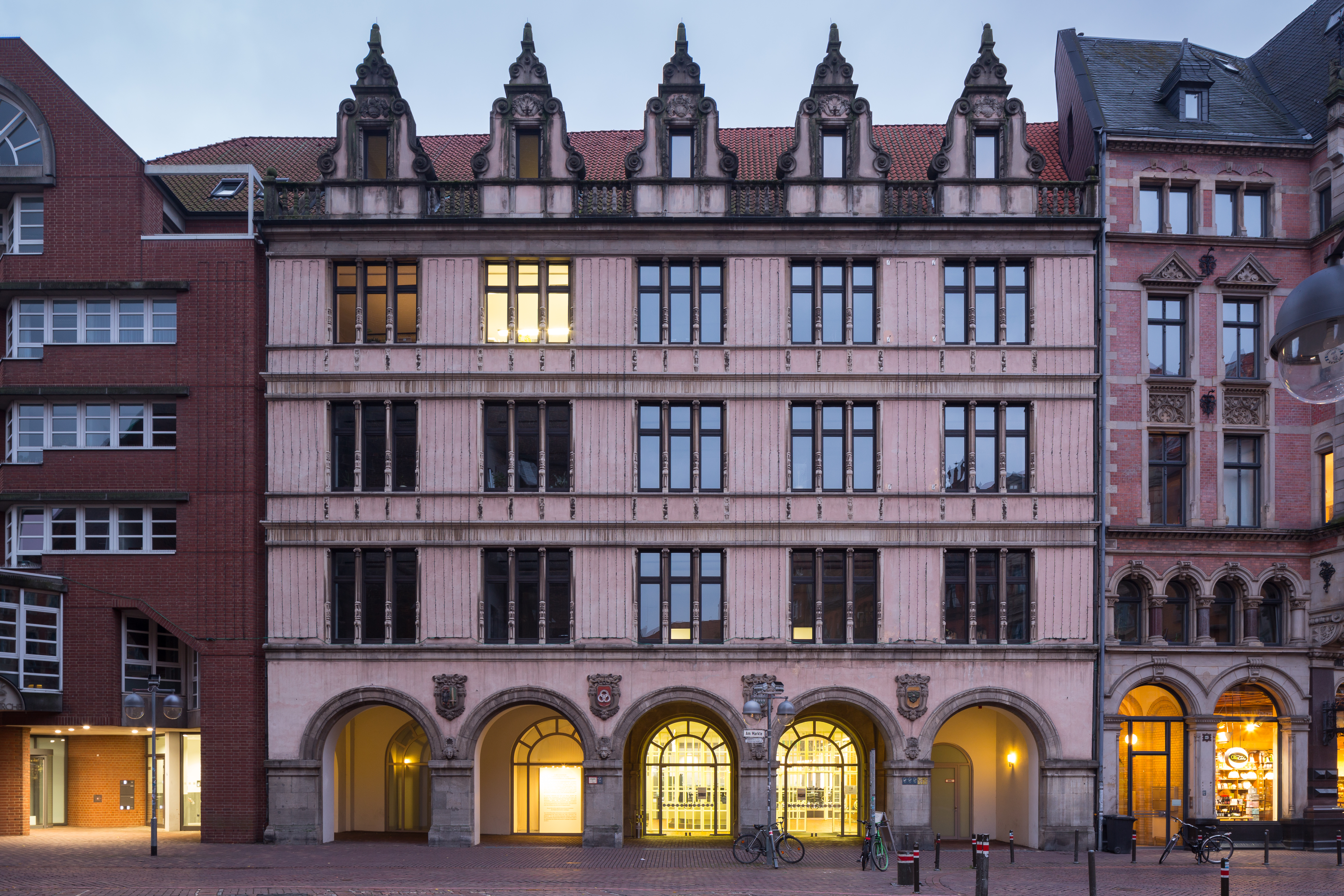
ゲオルク＝フォン＝ケルン＝ハウス
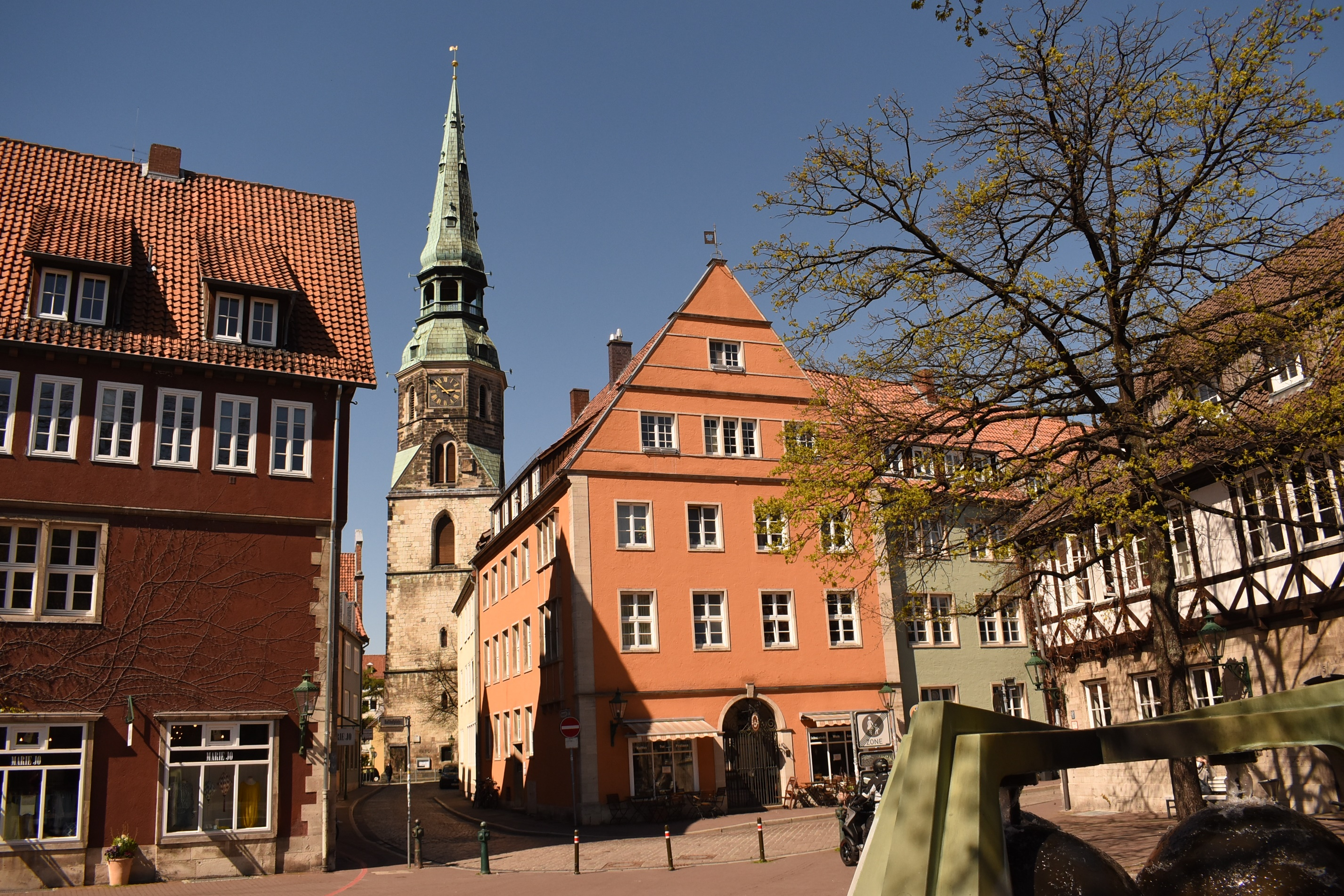
十字架教会
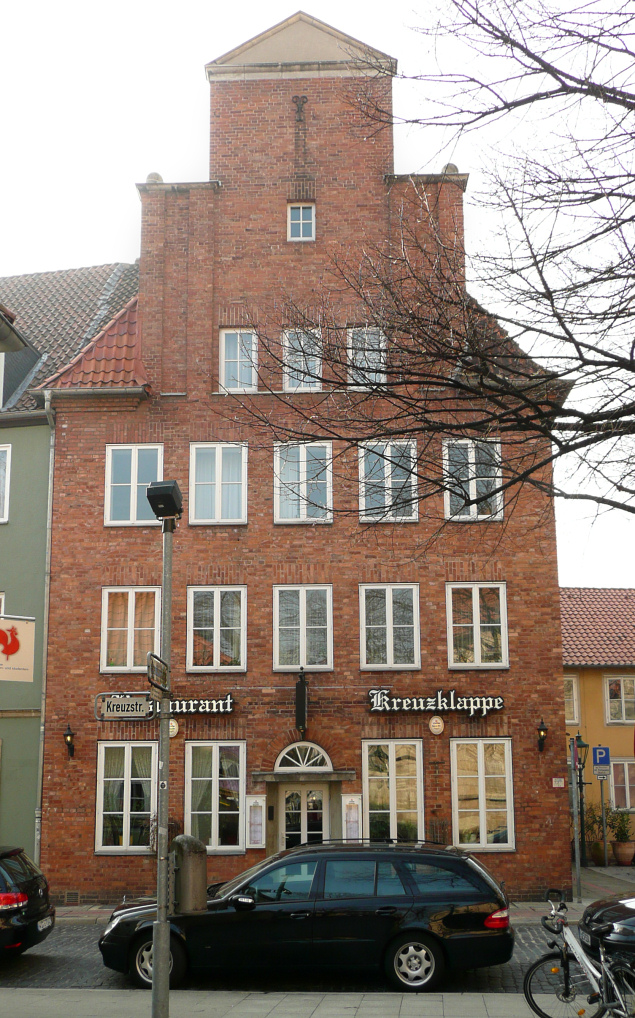
クロイツクラッペ
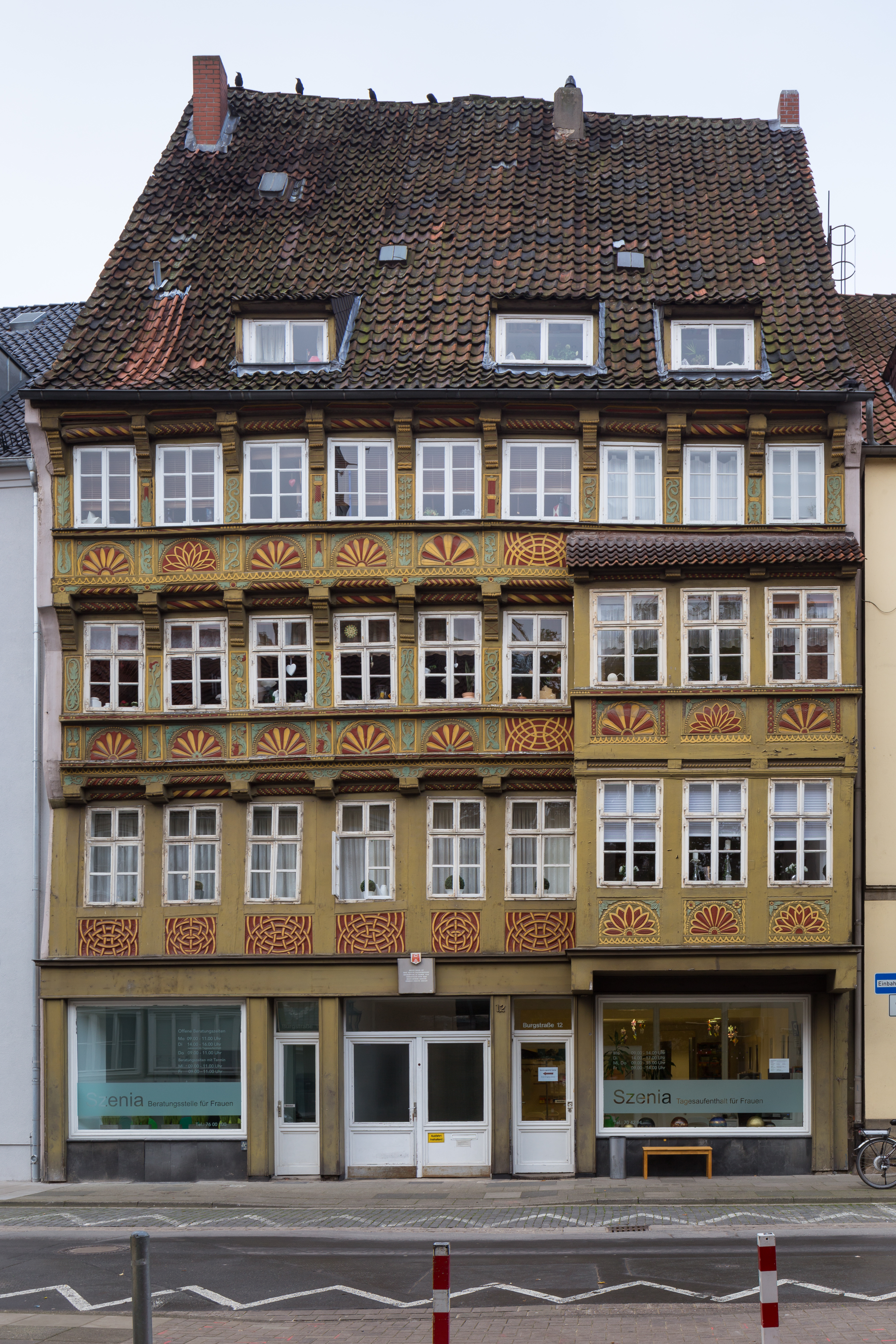
ブルク通り12番地の家
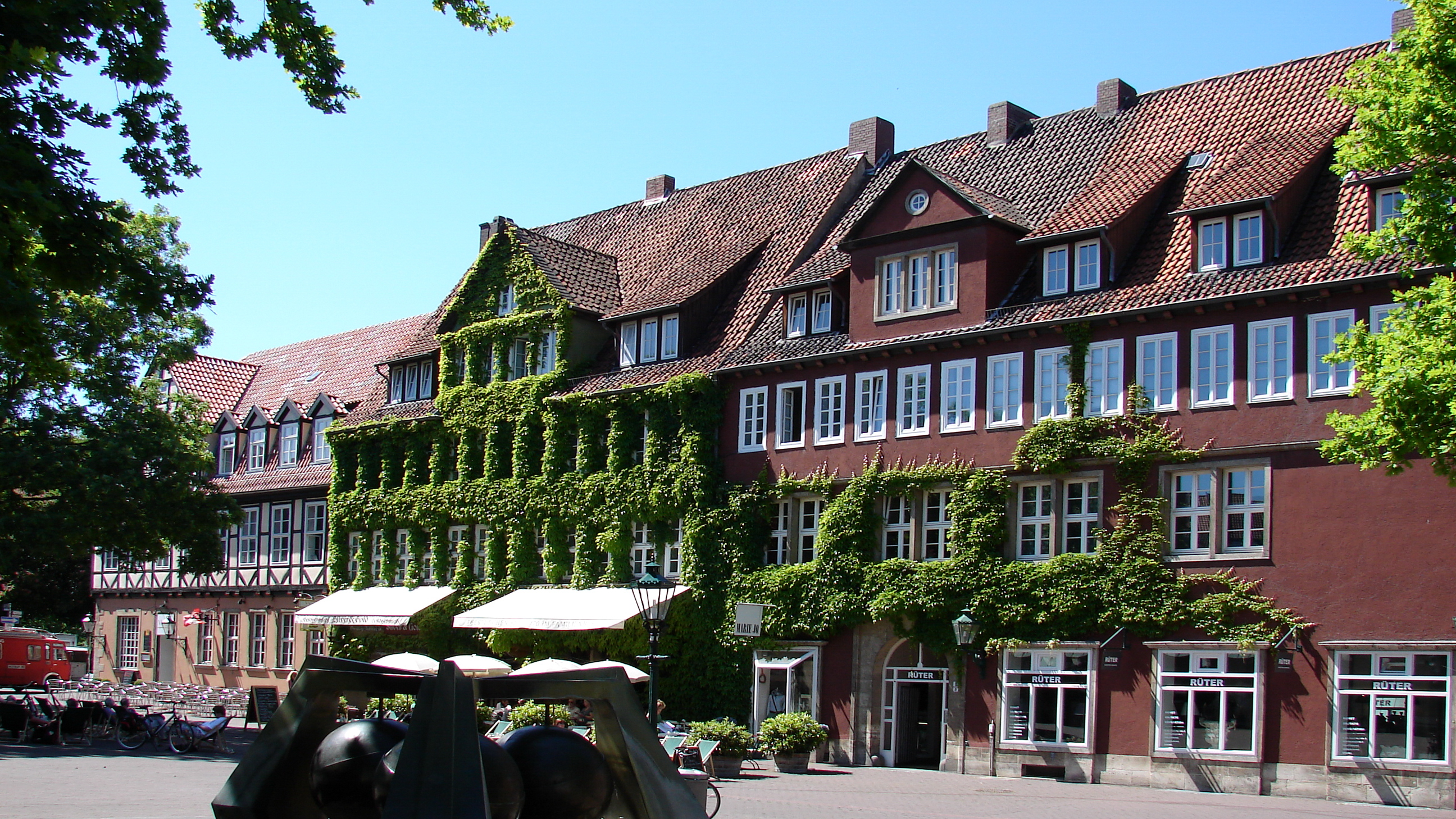
バルホーフ
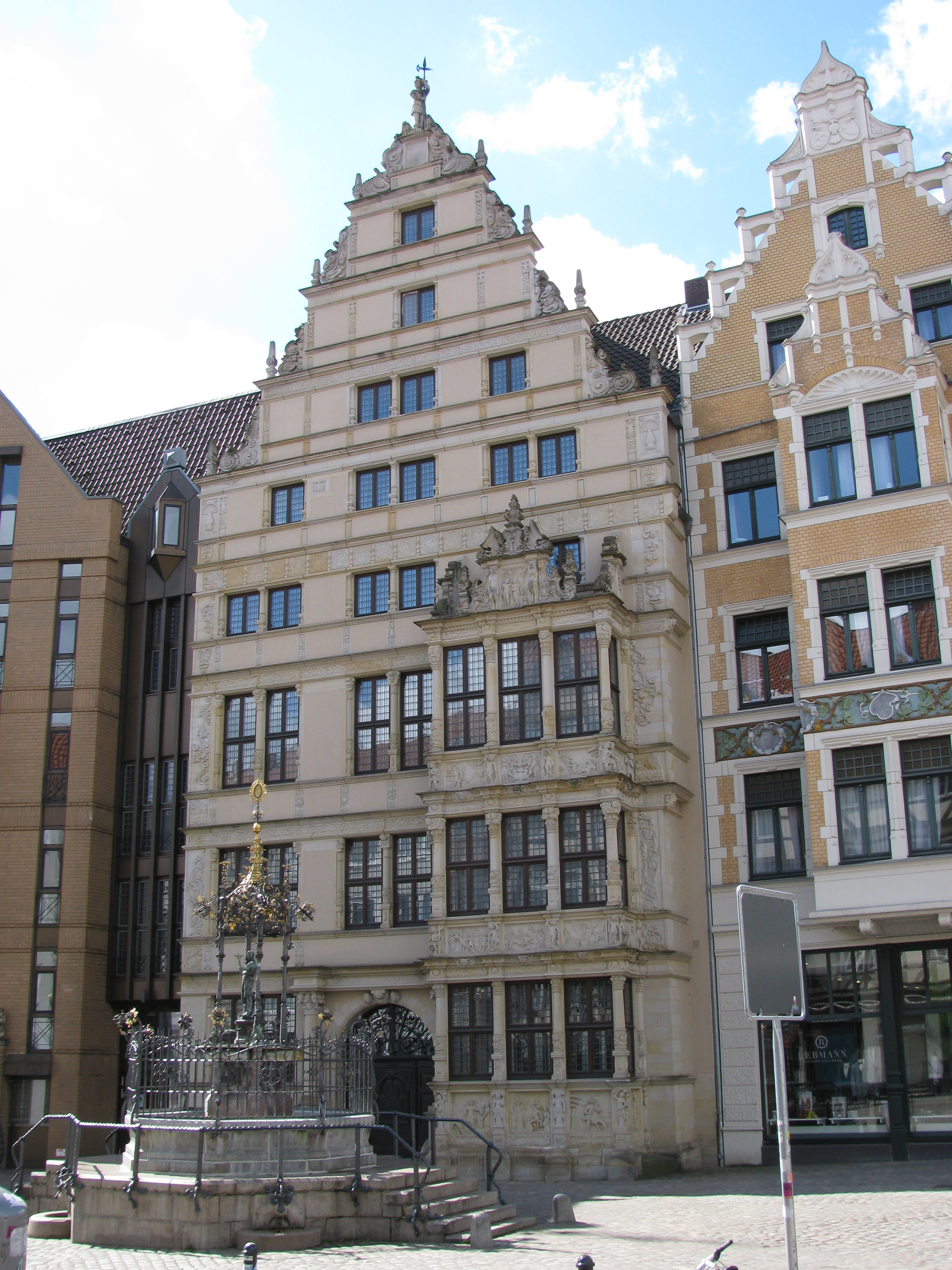
ライプニッツハウス
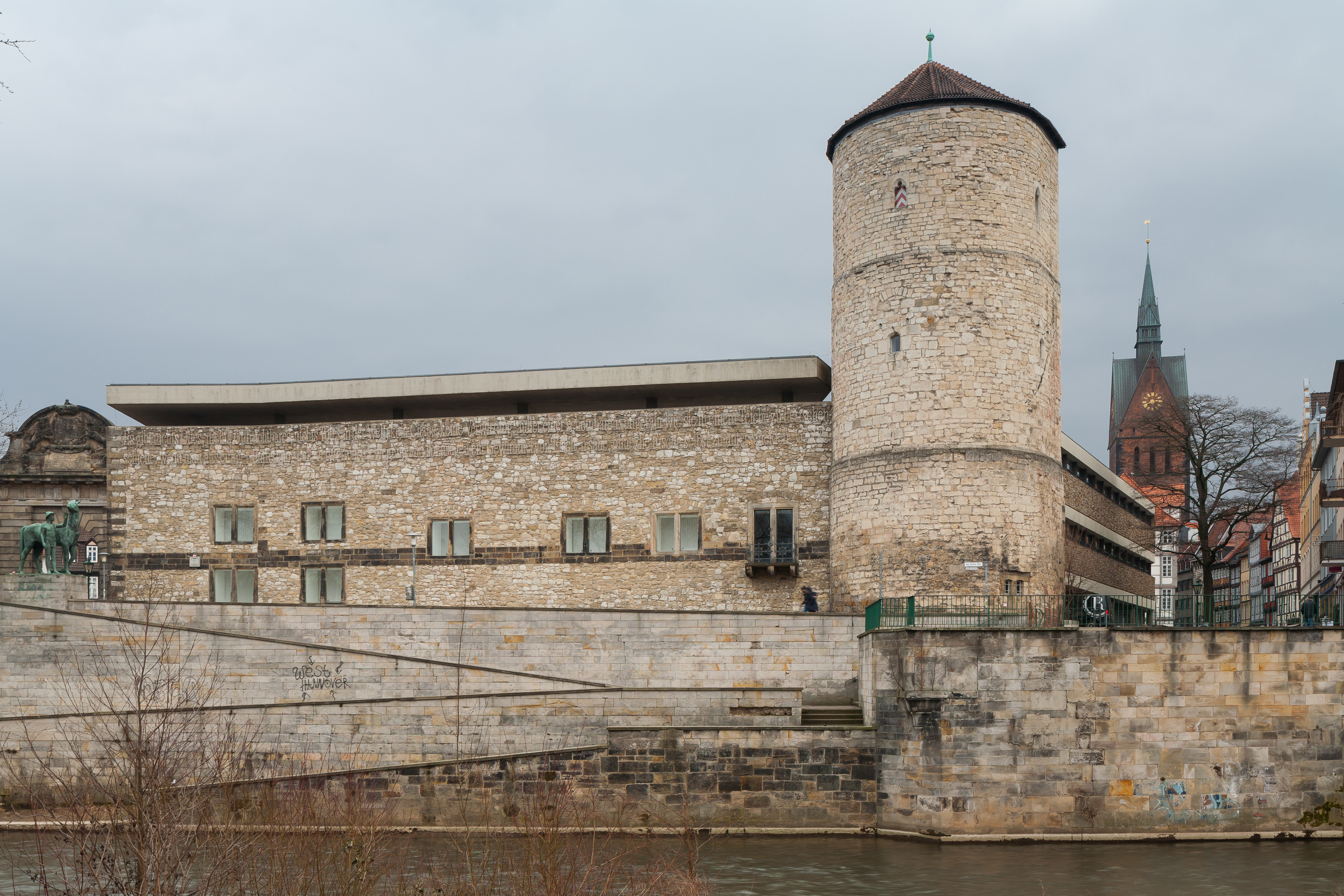
ベギネン塔

#### カレンベルガー・ノイシュタット
旧市街からマルティン＝ノイファー橋を通ってカレンベルガー・ノイシュタットに至る。ここも第二次世界大戦で大きく破壊された。しかしここには数多くの立派な砂岩建築や教会が存在している。ライプニッツの墓があるバロック様式のノイシュテッター教会は、プロテスタントの空間設計モデルに基づくザールキルヒェのニーダーザクセンで最も古い作例である。主オルガンの他に、パトリック・コロンが製作した「スペイン・オルガン」がある。この教会はハノーファー教区の教区監督官の説教教会である。聖クレメンス・バシリカは宗教改革後最初に新築されたカトリック教会で、北ドイツでは唯一の純粋なイタリア風の教会である。福音主義＝改革派教会の鐘は、イギリスのヴィクトリア女王から寄進されたものである。1938年に破壊された新シナゴーグがあった場所は現在、悔恨の場となっている。宗教建築の宗派が様々であることから、カレンベルガー・ノイシュタットは「自由の島」と呼ばれる。ここでは昔からあらゆる信仰や宗教が許されていた。カレンベルガー・ノイシュタットにはこの他に、ニーダーザクセン州の州立中央文書館、環境省があり、その前のライプニッツ堤防の中央分離帯にはデューヴの泉がある。その他の見応えある建物には、たとえば、1903年建造のハノーファー警察本部、1860年建造のヴィラ・ジーモン、ブラント・ヴェスターマンの旧居、旧教会役員事務所、かつての官庁庁舎や上級税関などがある。1800年のダッヘンハウゼンパレスはフリードリヒ・ヴィルヘルム・フォン・ダッヘンハウゼンの旧居である。ケーニヒスヴォルター橋は、カール・ドプマイヤーによる4つの豪華な燭台を持つ、ハノーファーで最も美しい橋の1つである。

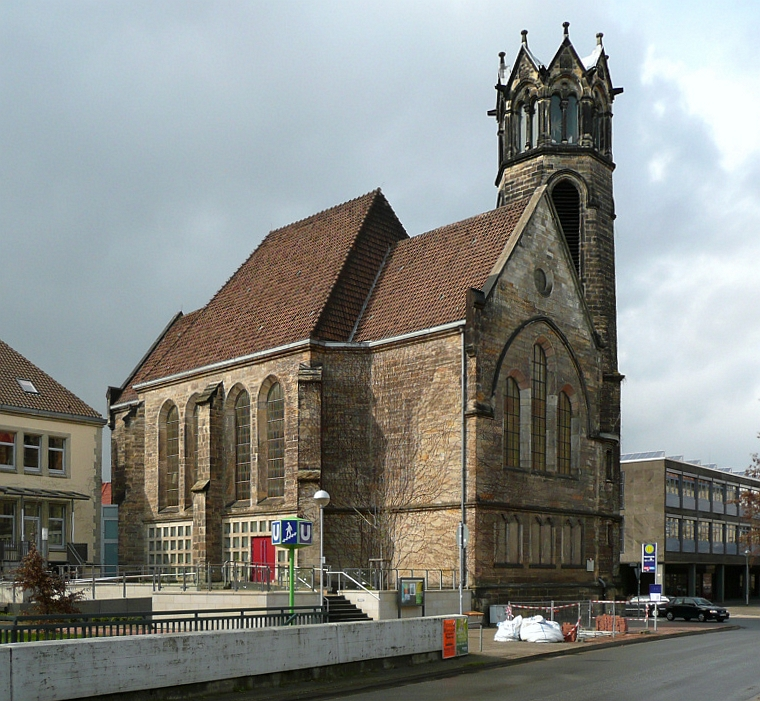
カレンベルガー・ノイシュタットの改革派教会
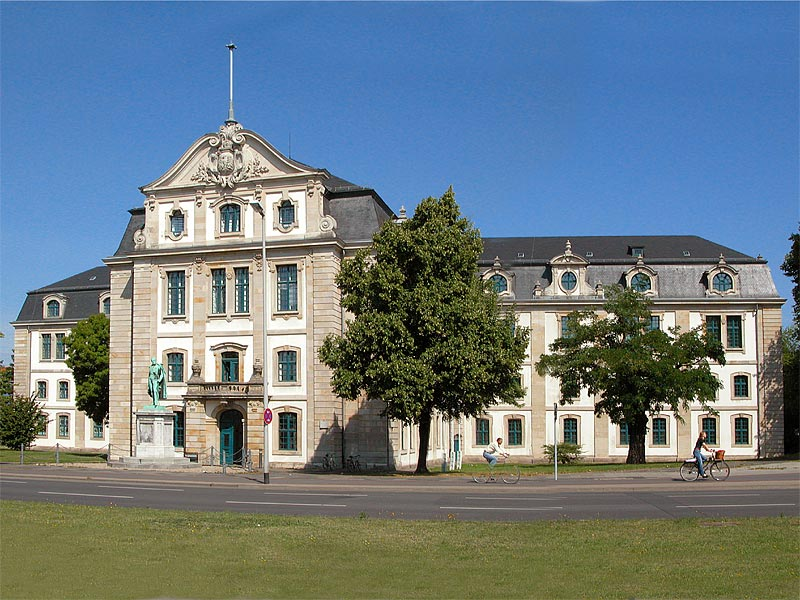
ニーダーザクセン州立中央文書館
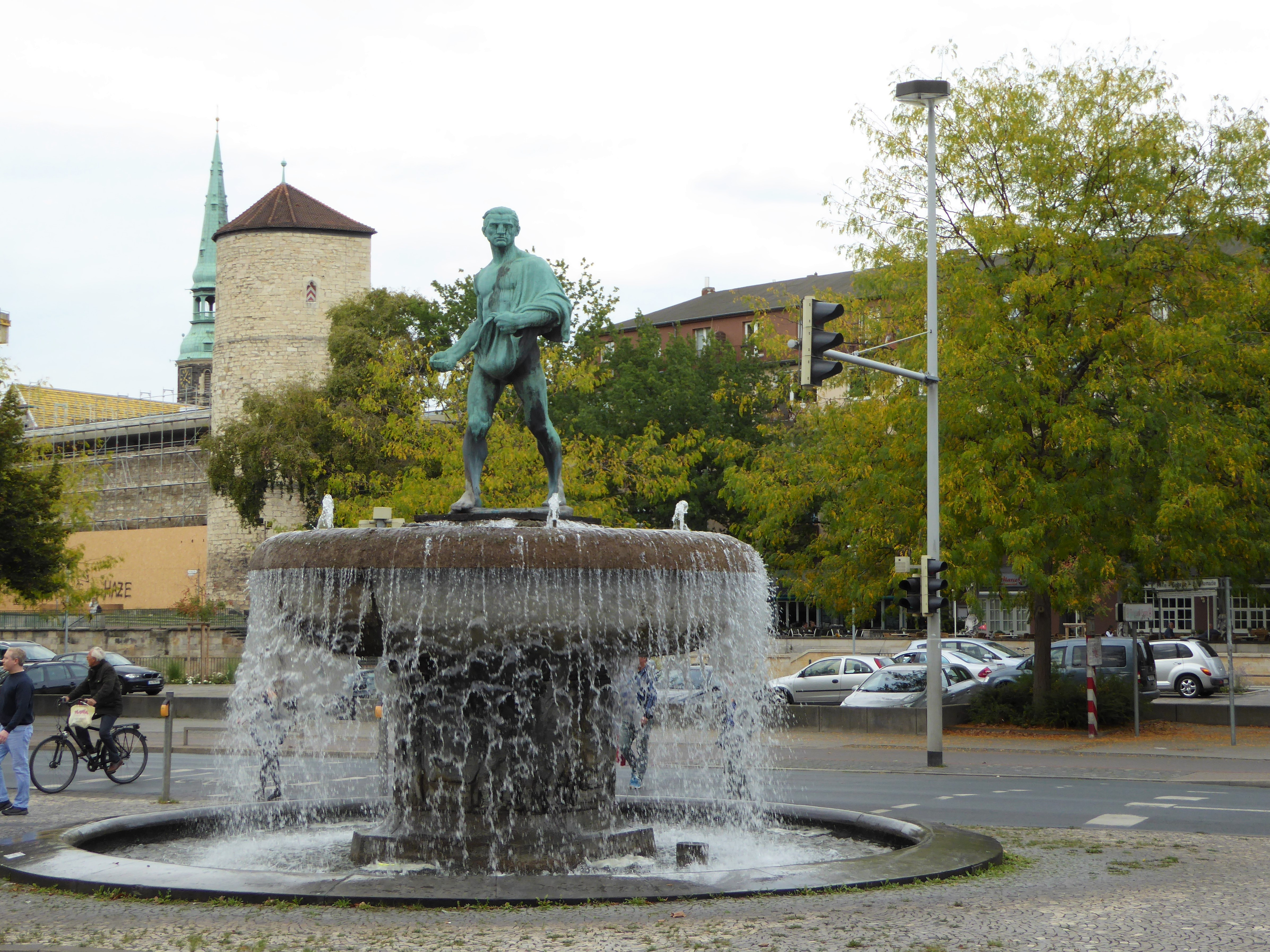
デューヴの泉
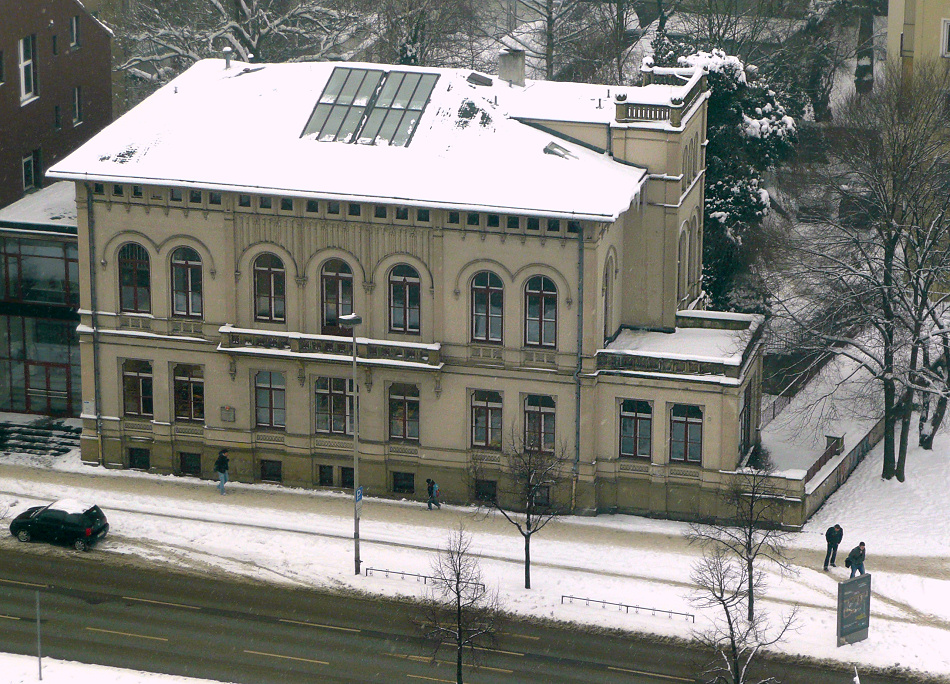
ヴィラ・ジーモン
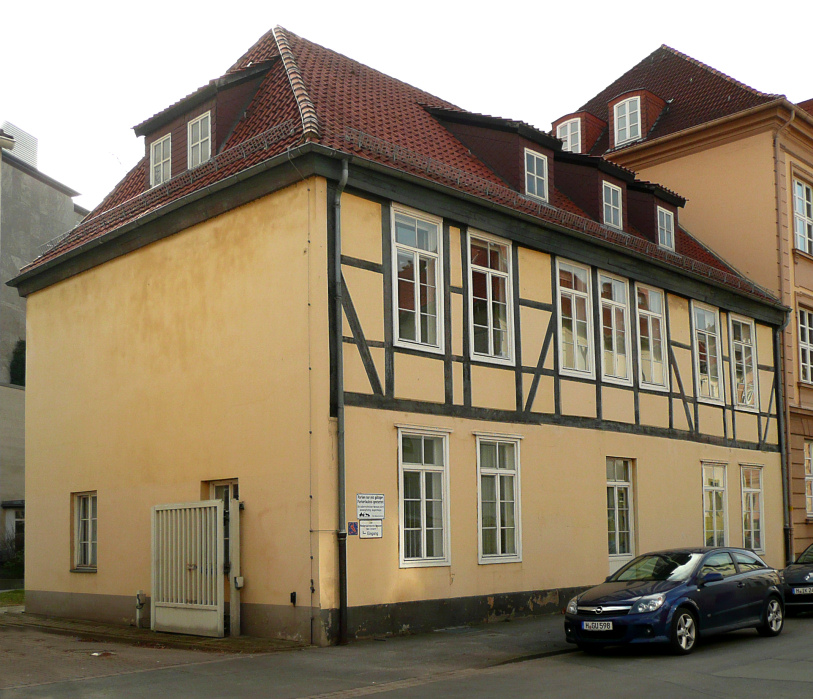
ブラント・ヴェスターマンの旧居
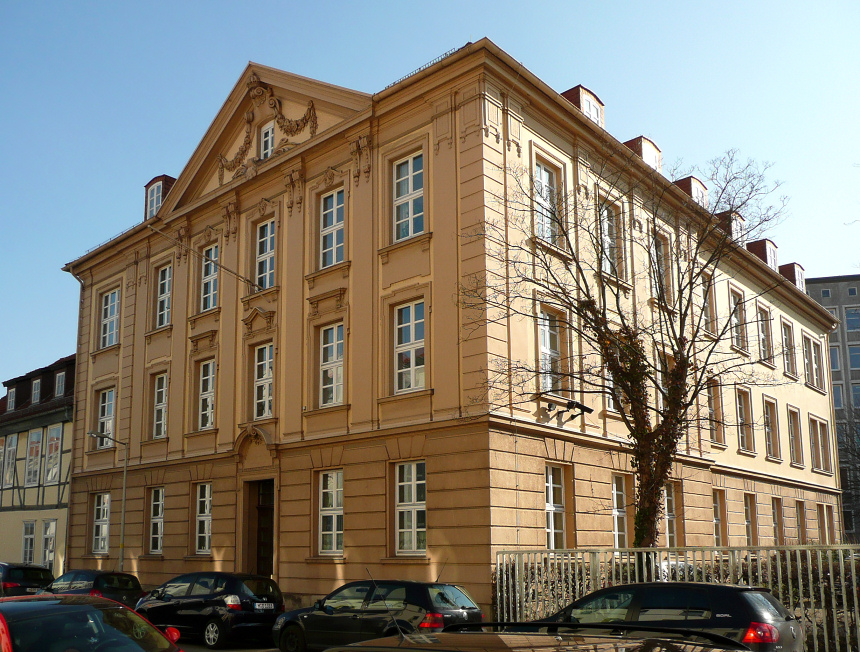
旧教会役員事務所
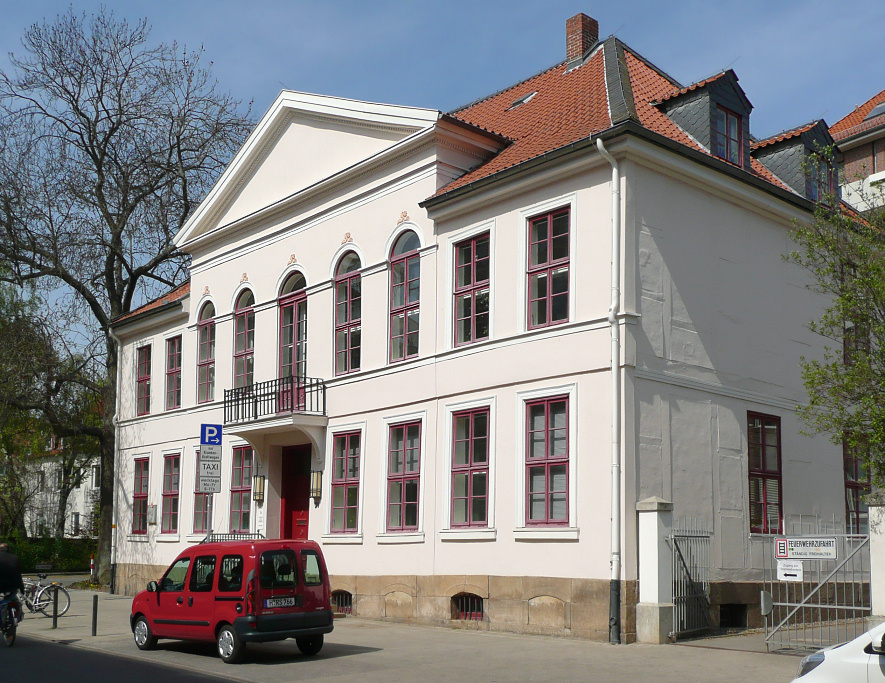
ダッヘンハウゼンパレス
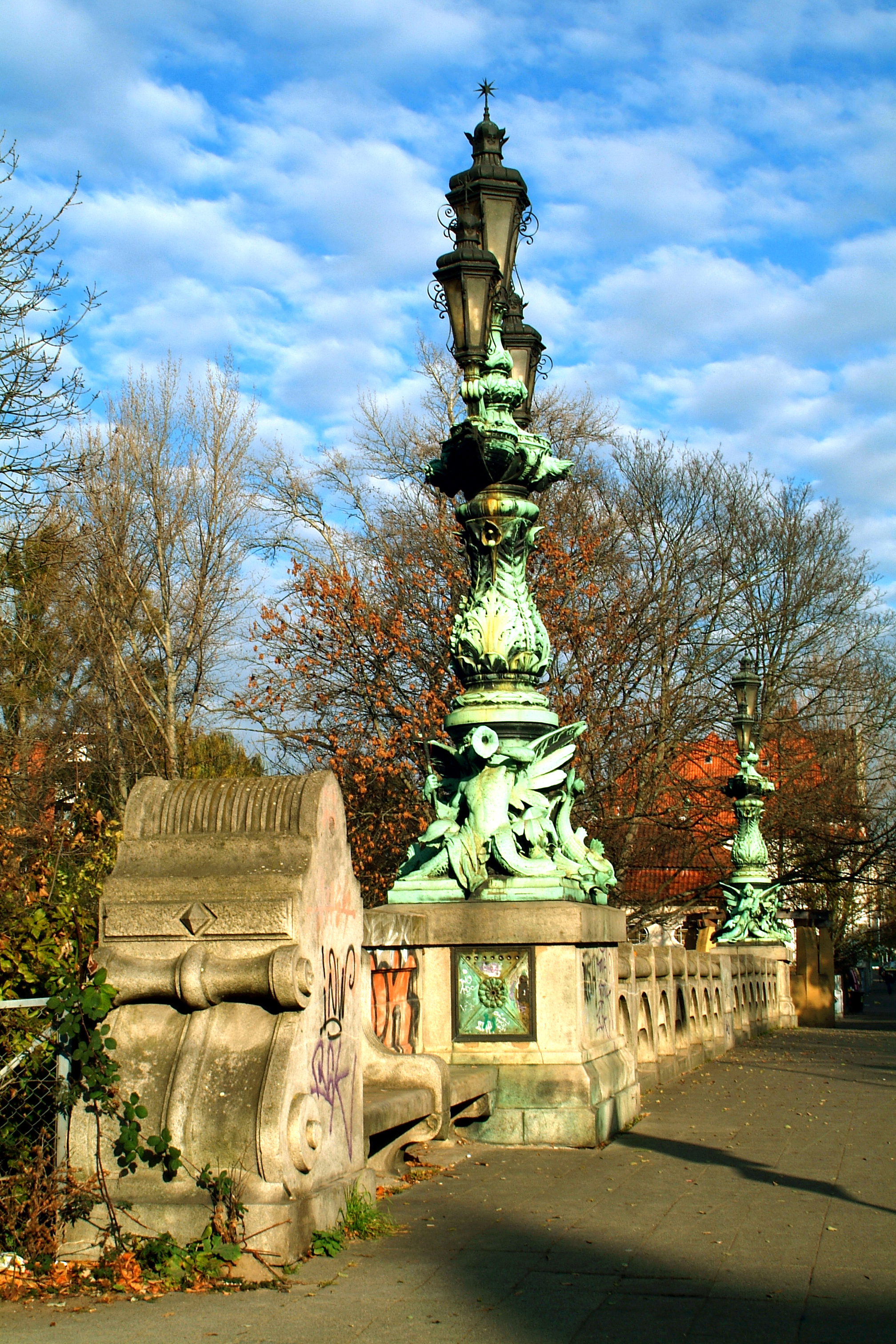
ケーニヒスヴォルター橋の装飾燭台

#### ラーフェスの古典主義建築

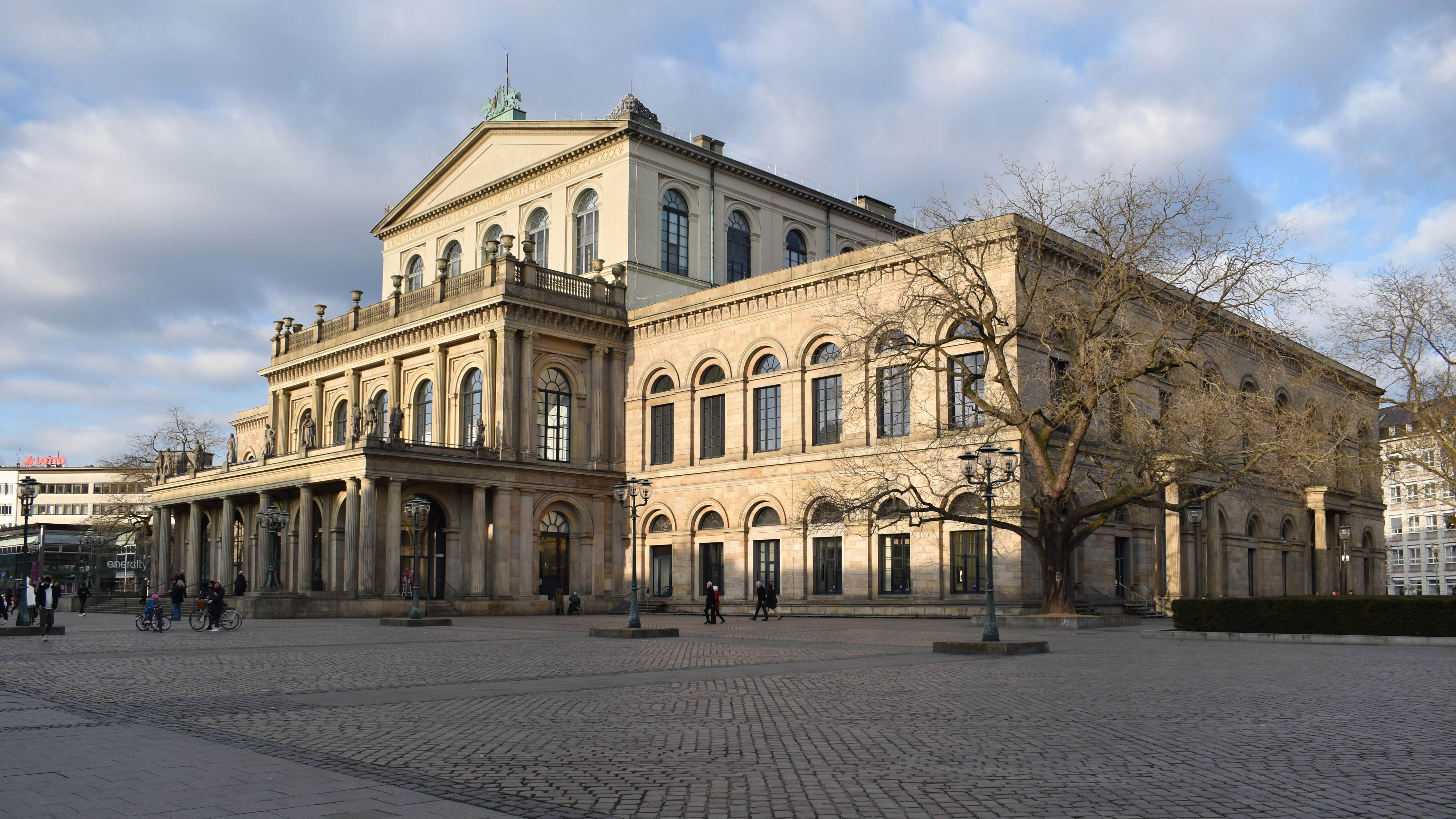
ハノーファー・オペラハウス

内市街の全域、およびいくつかの市区で、建築マイスターのゲオルク・ルートヴィヒ・フリードリヒ・ラーフェスの作品を見ることができる。19世紀初めに彼は、現在のミッテ都市管区の一部にあたるエルンスト＝アウグスト＝シュタットの設計と建設に着手した。ハノーファーに存在する彼の大規模な作品には、1852年に開館したオペラハウス、展望台を持つ高さ 46.31 m のワーテルロー柱、1832年のヴァンゲンハイムパレス、新市庁舎の向かいに建つ1824年のラーフェスハウスがある。彼は、旧市街の端に建つライネ城（現在はニーダーザクセン州議会議事堂）を改築し、ライン通り側にポルチコを設けて増築した。ラーフェスの他の作品としては、ベッケドルフ女官のガーデンハウスやヴィラ・ローザがある。ラーフェスは1817年から1818年にフュルステンホーフ（またはオスナブリュッカー・ホーフ）を改築した。ラーフェスはヘレンハウゼン王宮庭園にも多くの建物を建設した。ベルクガルテンのビブリオテークスパビリオン（図書館）やヴェルフ家廟、グローサー・ガルテンのヘレンハウゼン城、ゲオルゲンガルテンの騎士の館/門衛などである。ゲオルゲン宮殿前の車寄せと燭台もゲオルク・ルートヴィヒ・フリードリヒ・ラーフェスによって造られた。ラーフェスが造った4本の橋もヘレンハウゼン王宮庭園に遺されている。1839年のフリードリーケン橋、1844年のラーフェス橋、1840年のアウグステン橋、1837年の鉄製のファール橋である。グローサー・ガルテンのオランジュリーの現在の古典主義様式のファサードは、約100年前にラーフェスによって建設された。歴史的な市壁の現存する断片の1つがゲオルクス広場近くの歩行者専用道沿いにある。この壁跡は、かつてゲオルク・ルートヴィヒ・フリードリヒ・ラーフェスによって建てられたロックマー・ホーフに利用されていた。ラーフェスはエギディエン教会を改築したが、第二次世界大戦で酷く損傷し、現在は悔恨の記念建造物となっている。

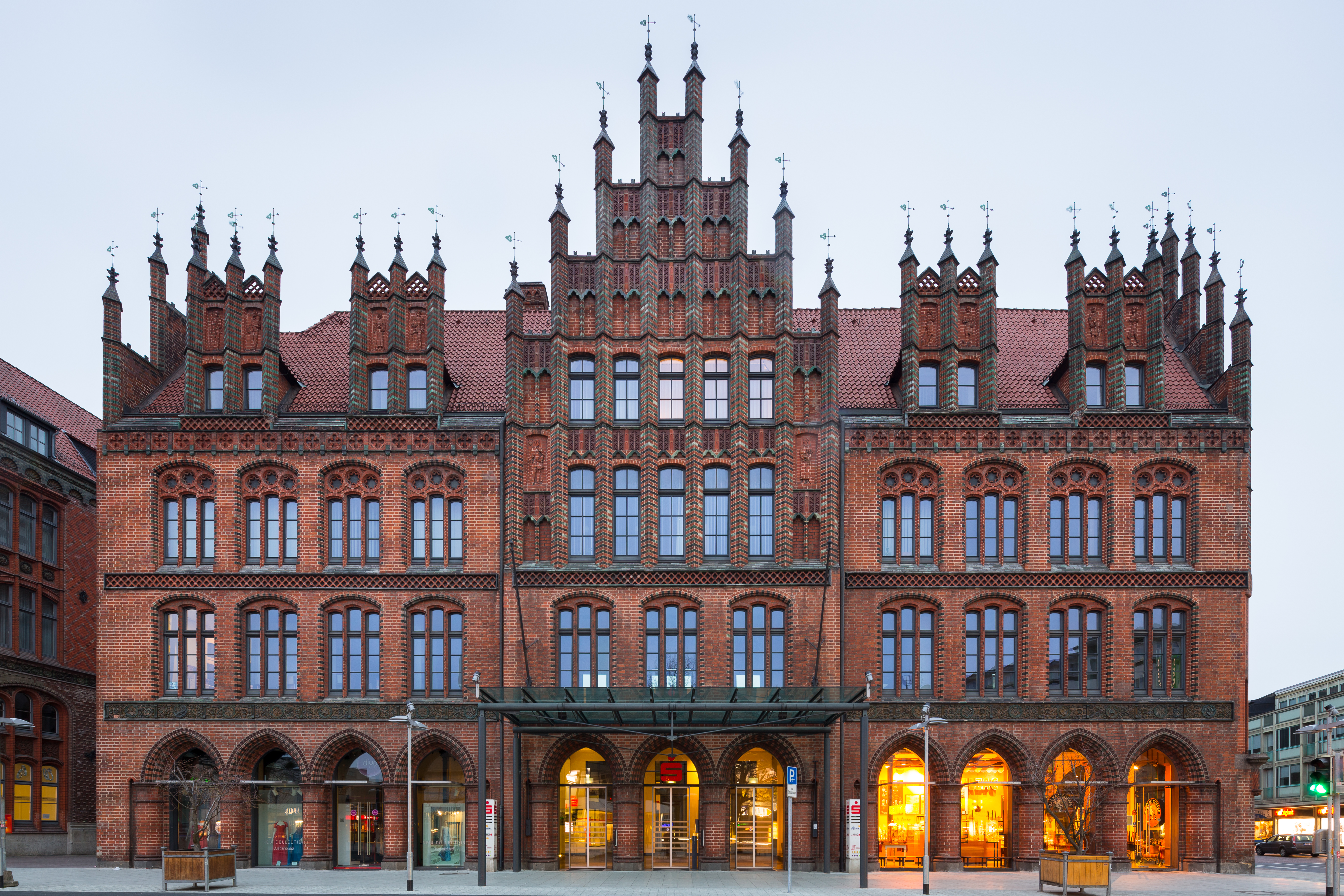
旧市庁舎のカルマーシュ通りに面した翼棟

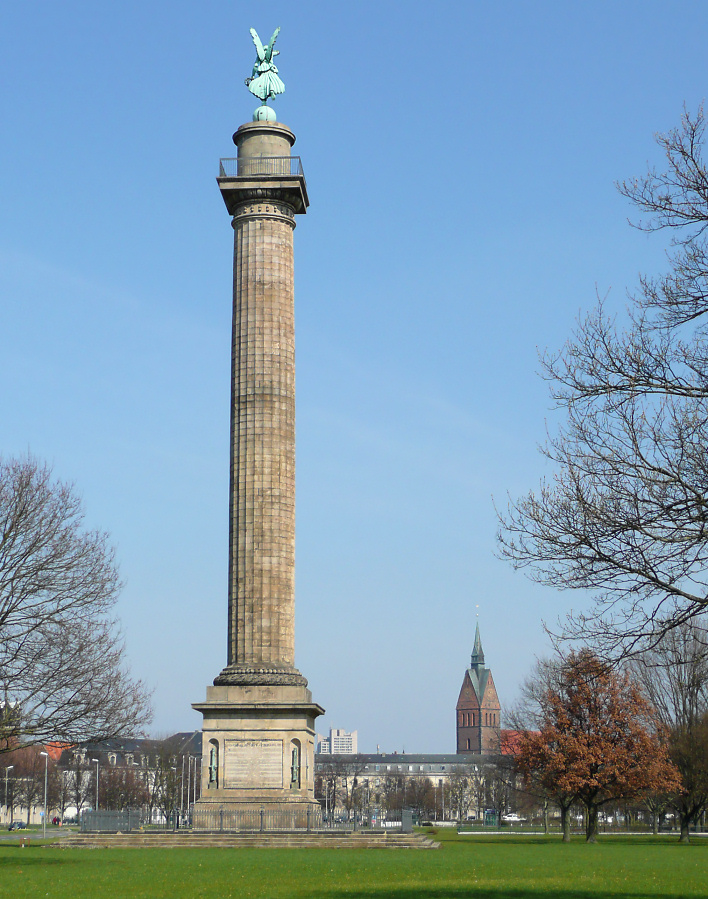
ワーテルロー柱
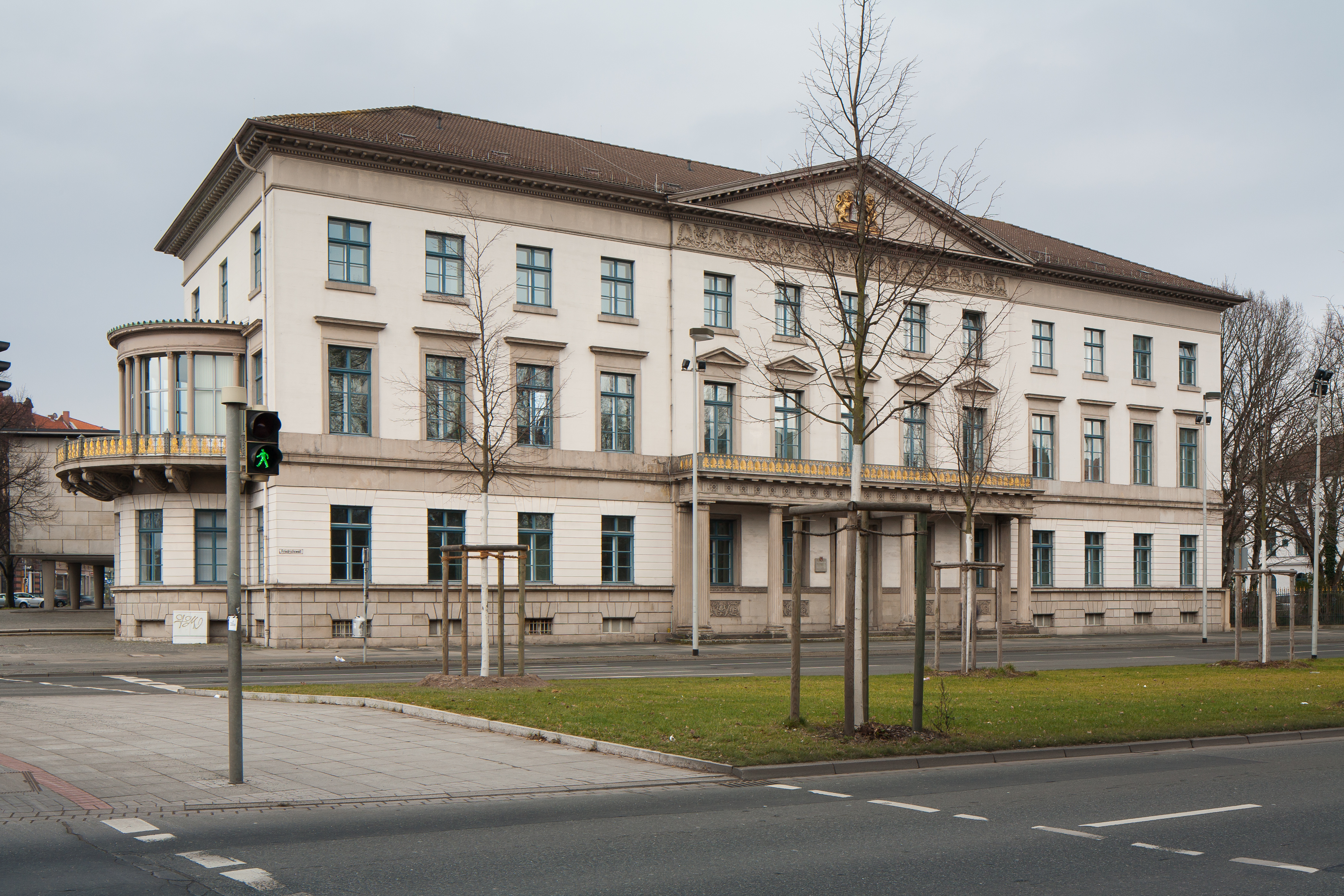
ヴァンゲンハイムパレス
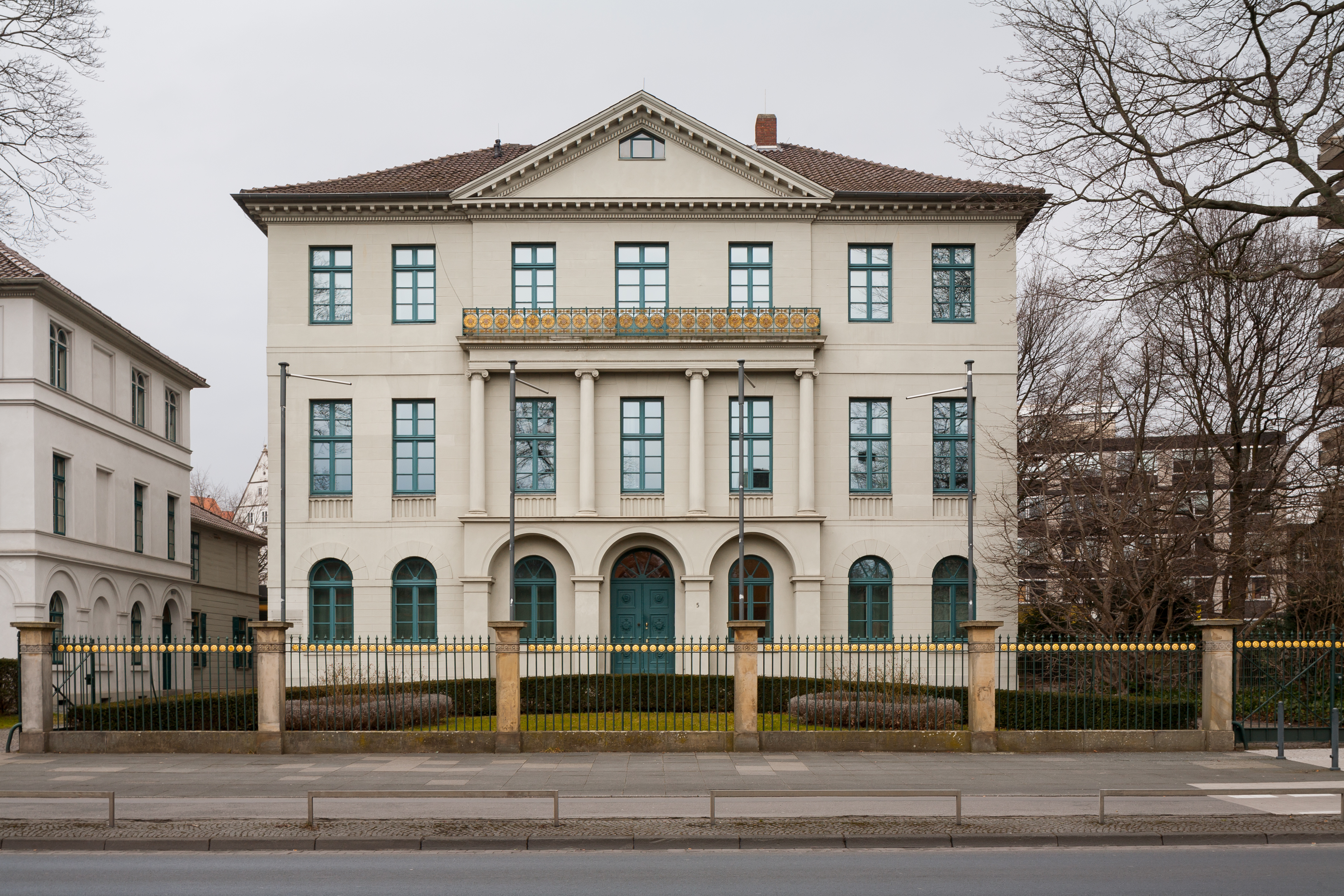
ラーフェスハウス
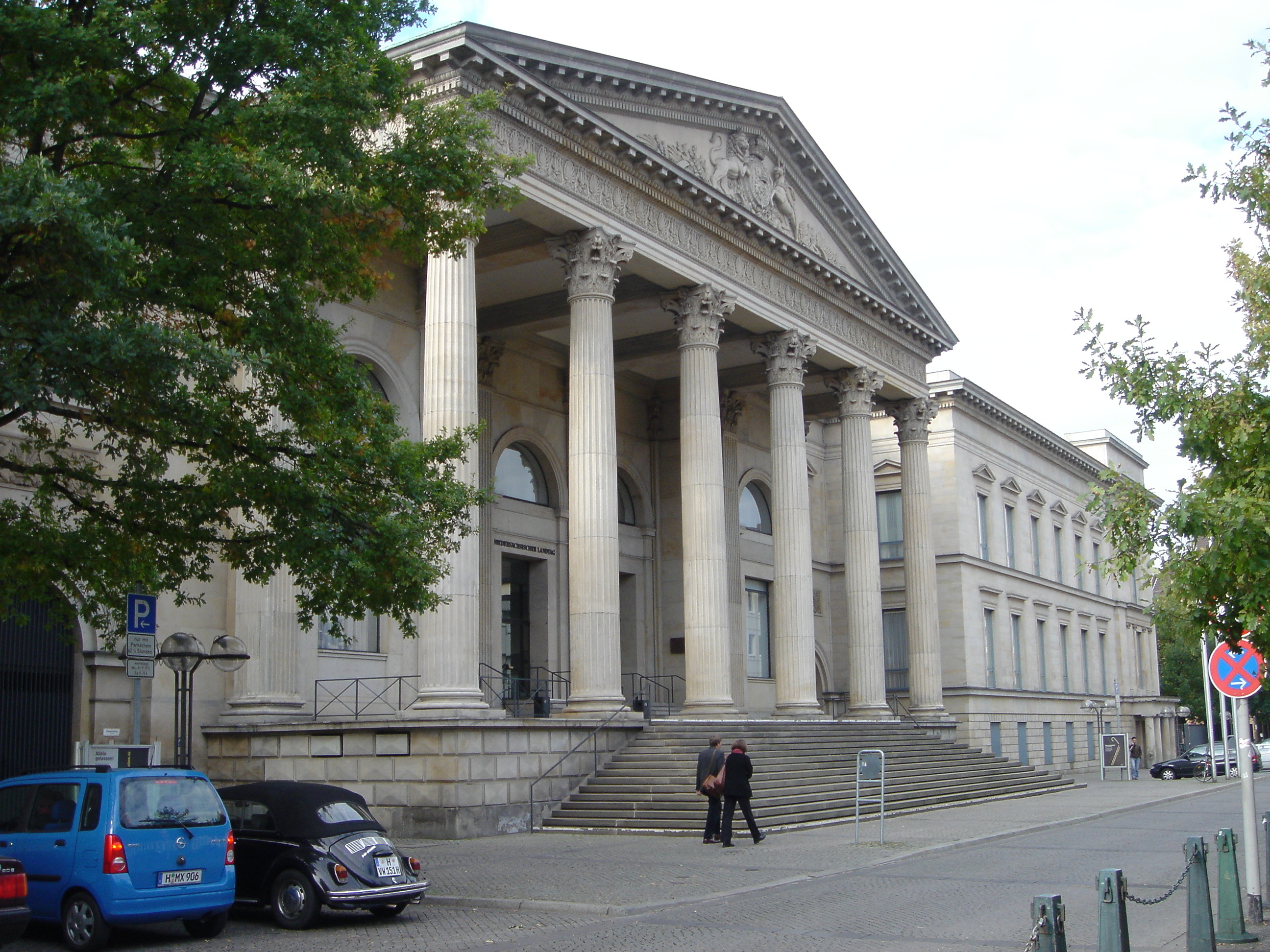
ライネ城のポルチコ
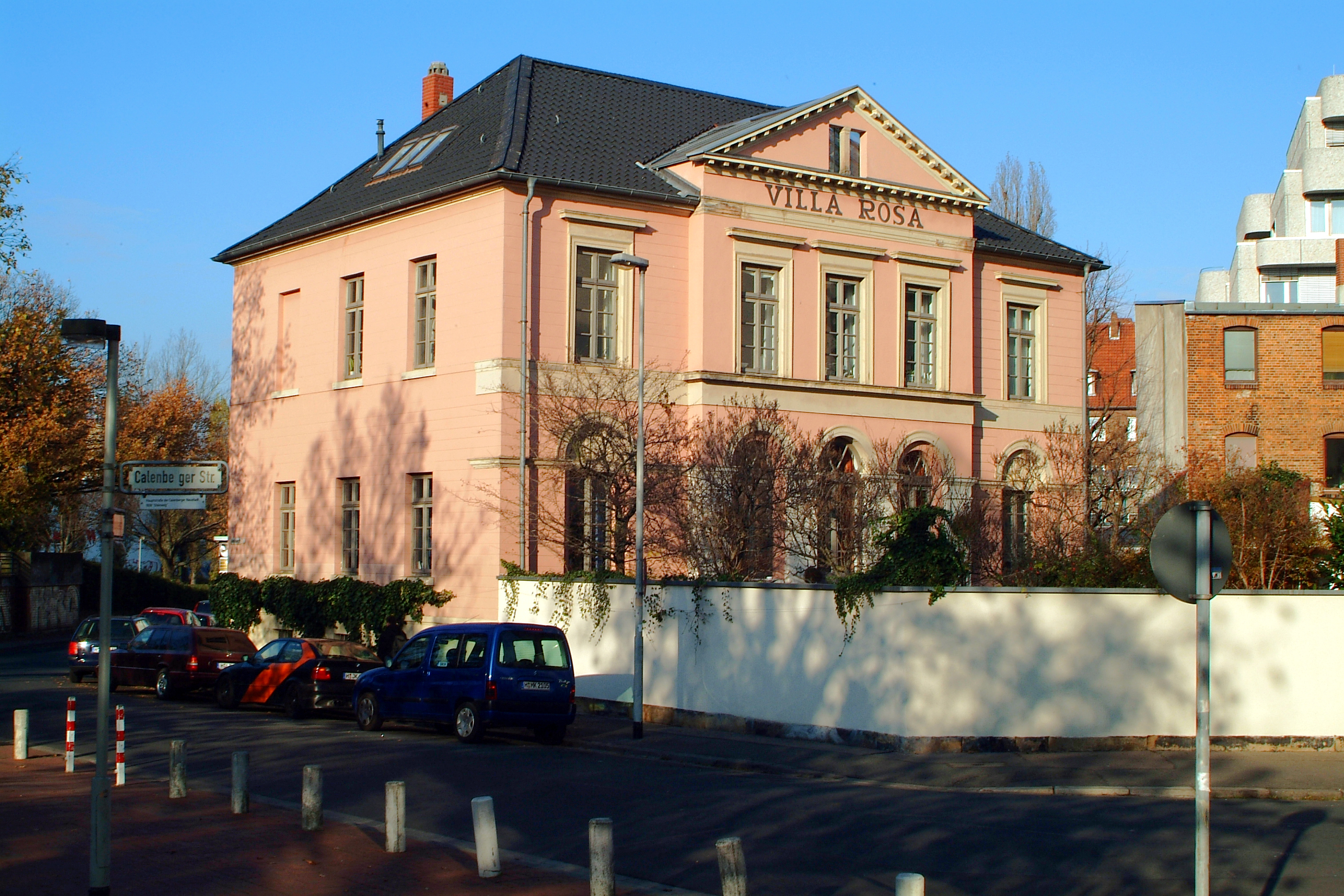
ヴィラ・ローザ
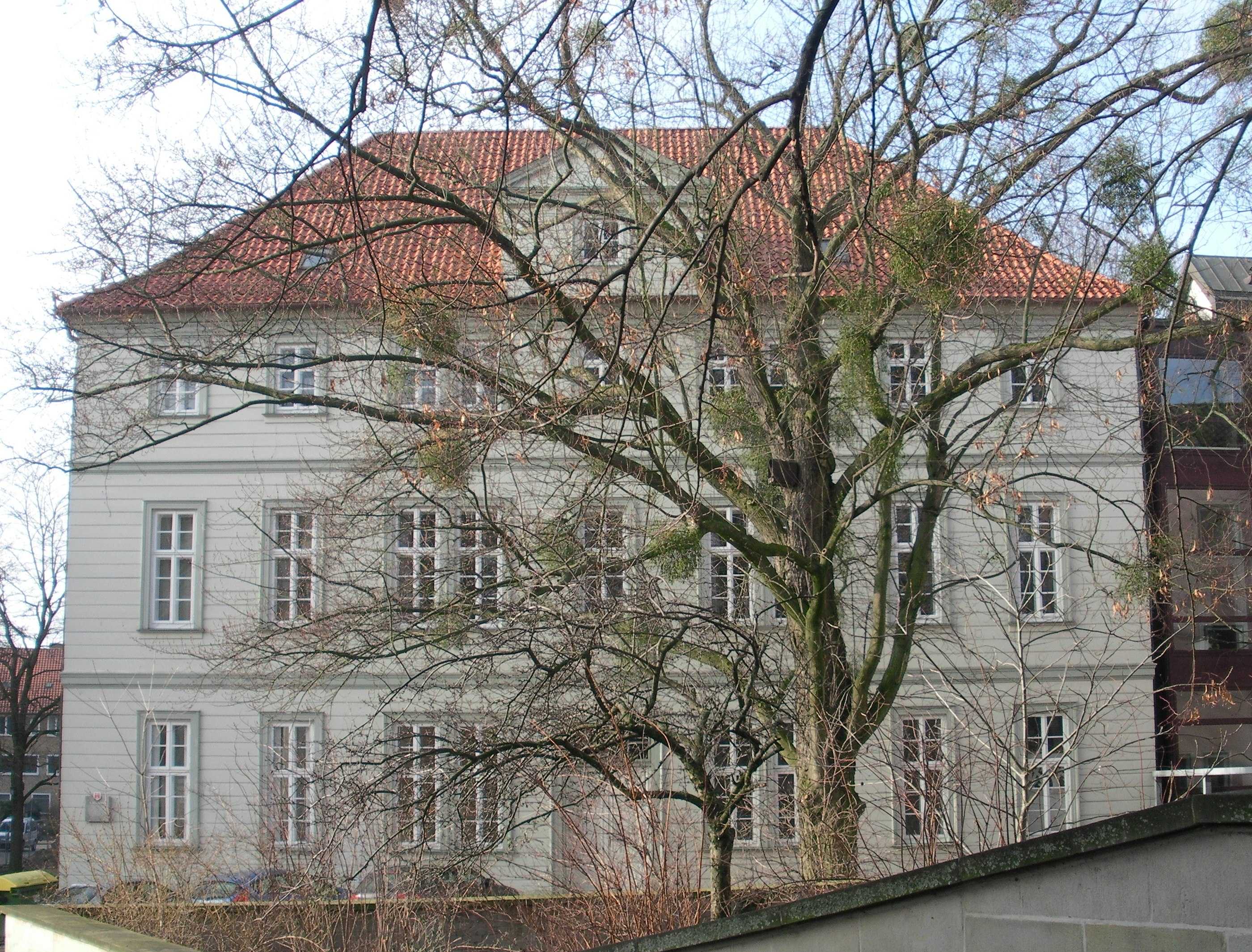
フュルステンホーフ
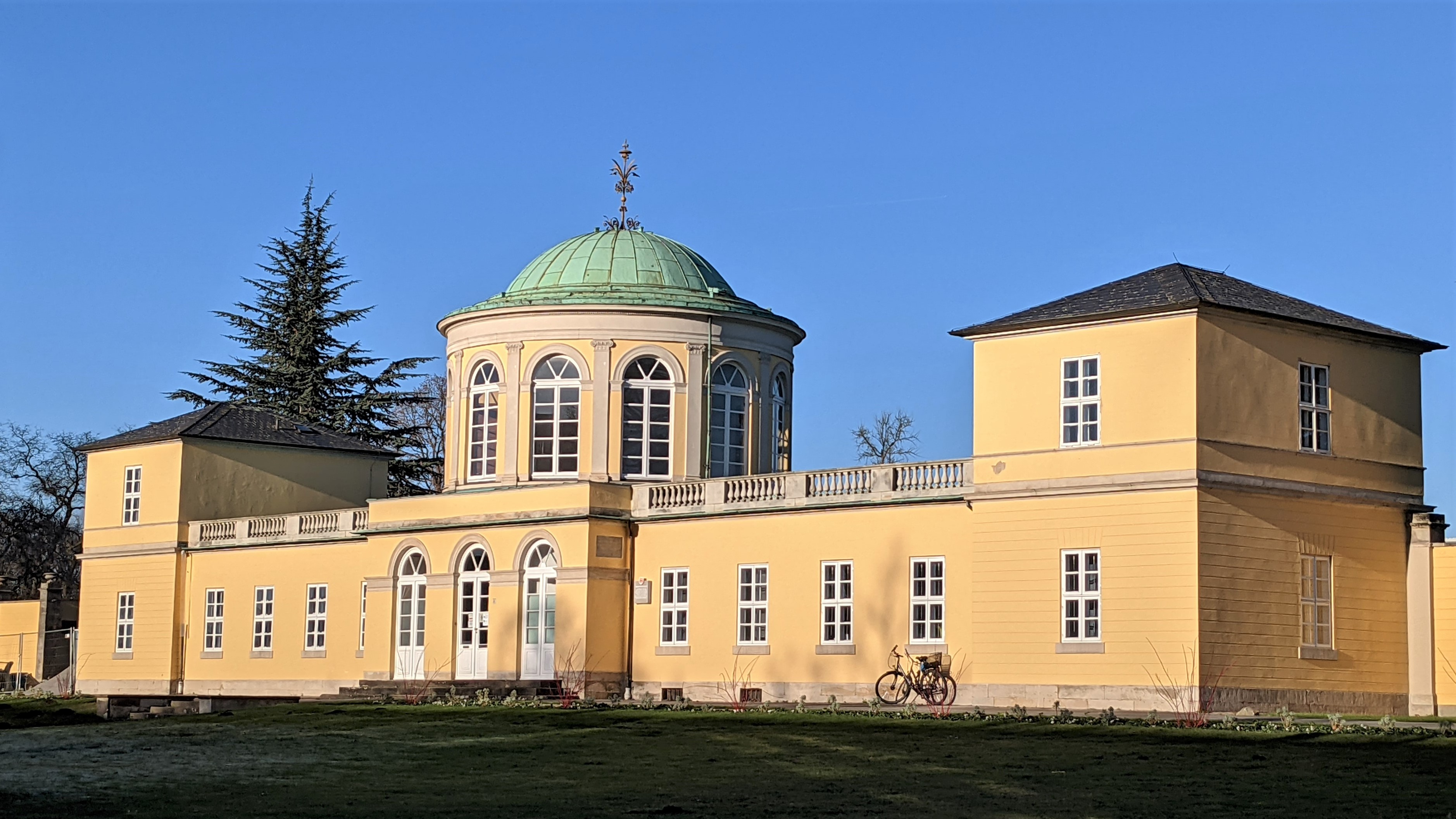
ヘルンハウゼン・ビブリオテークスパビリオン
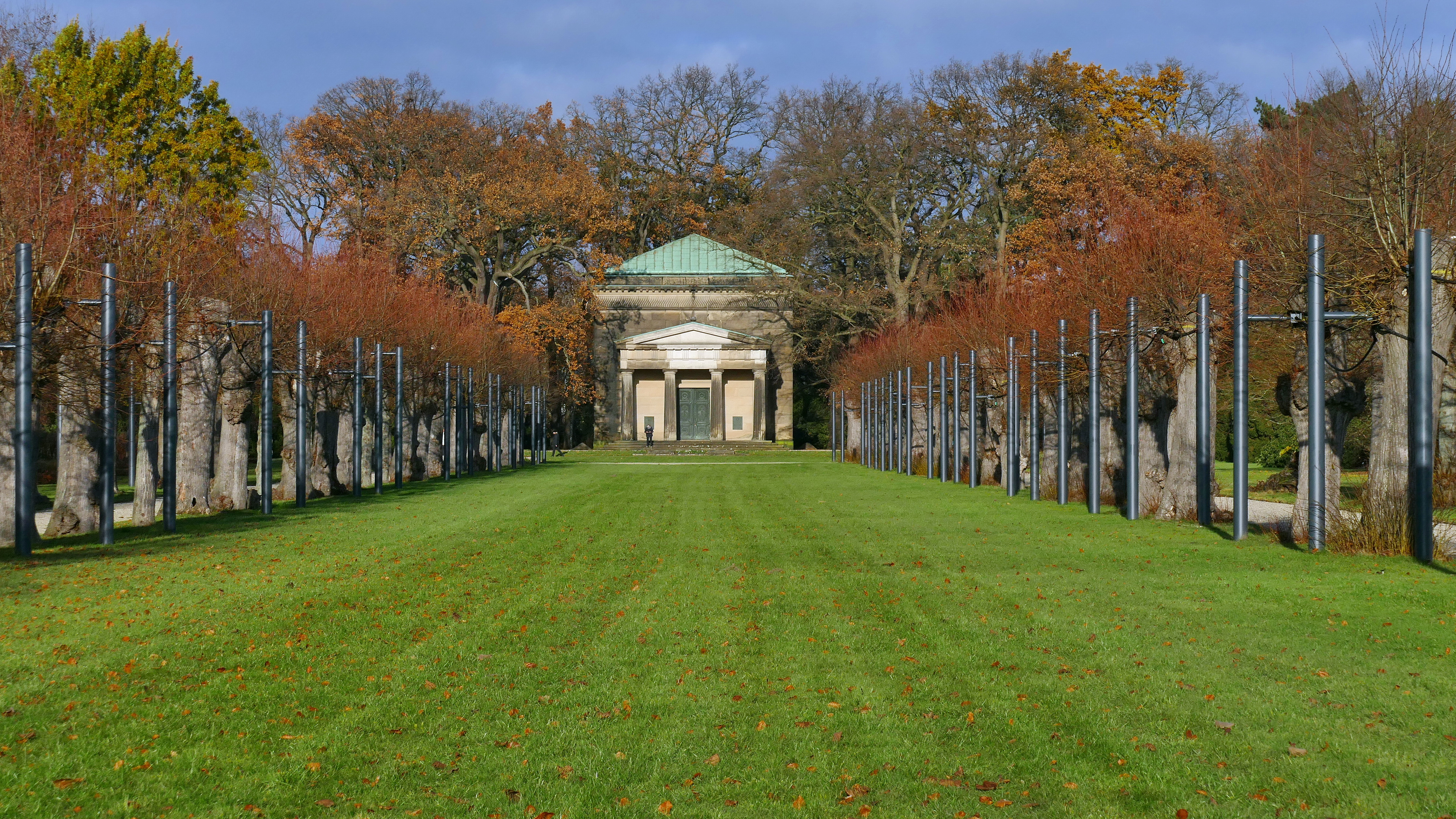
ヴェルフ家廟
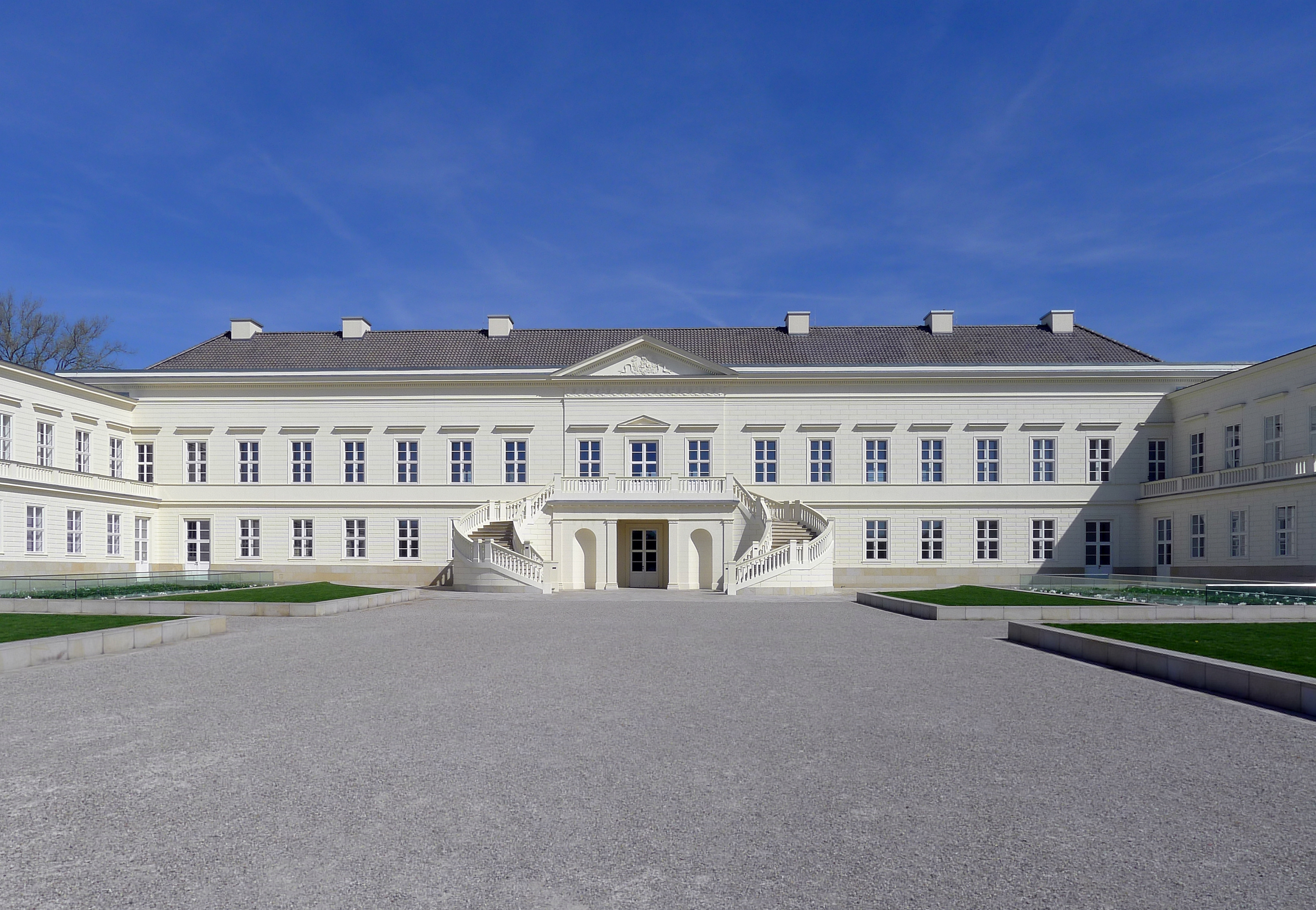
ヘレンハウゼン城
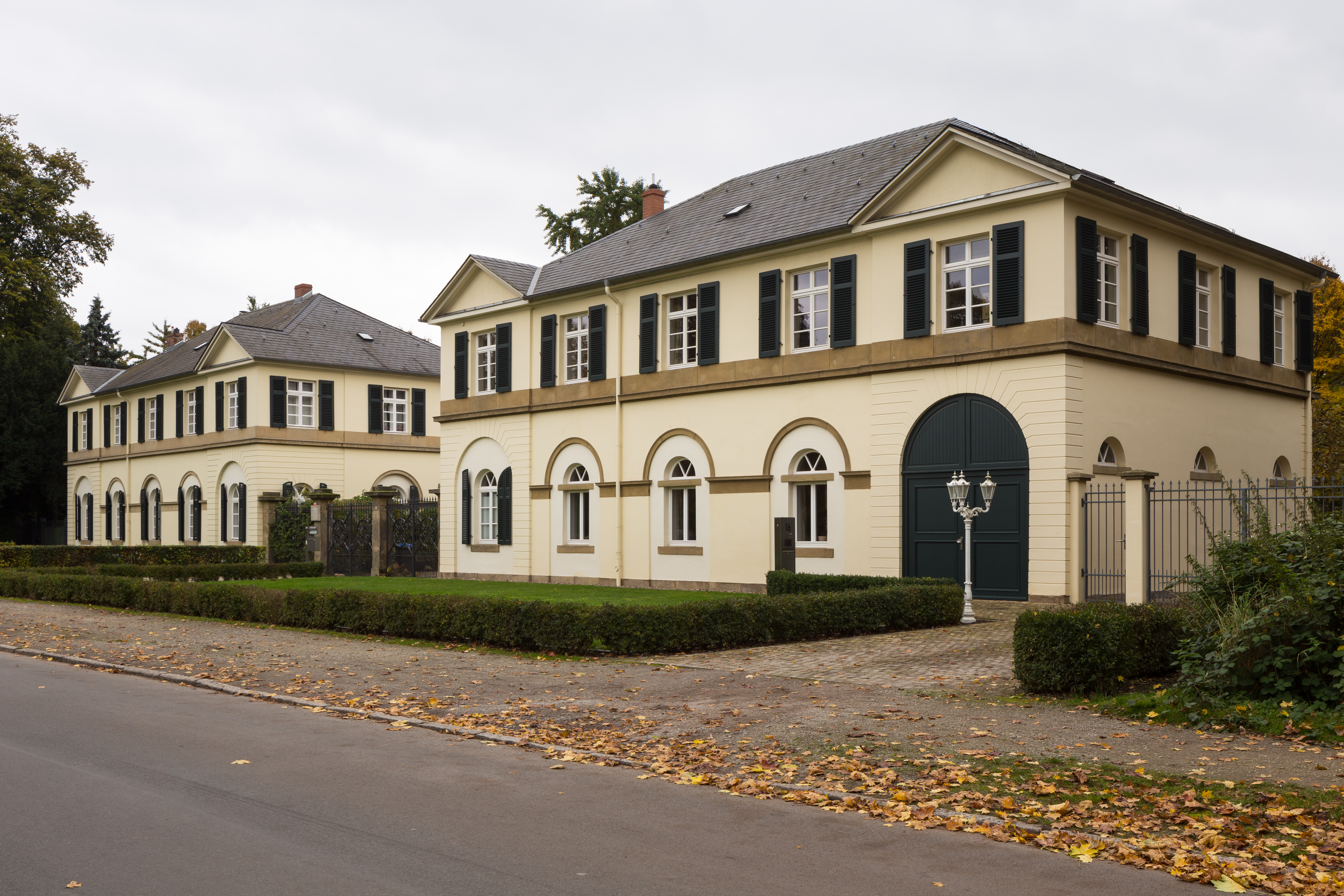
ゲオルゲンガルテンの騎士の館
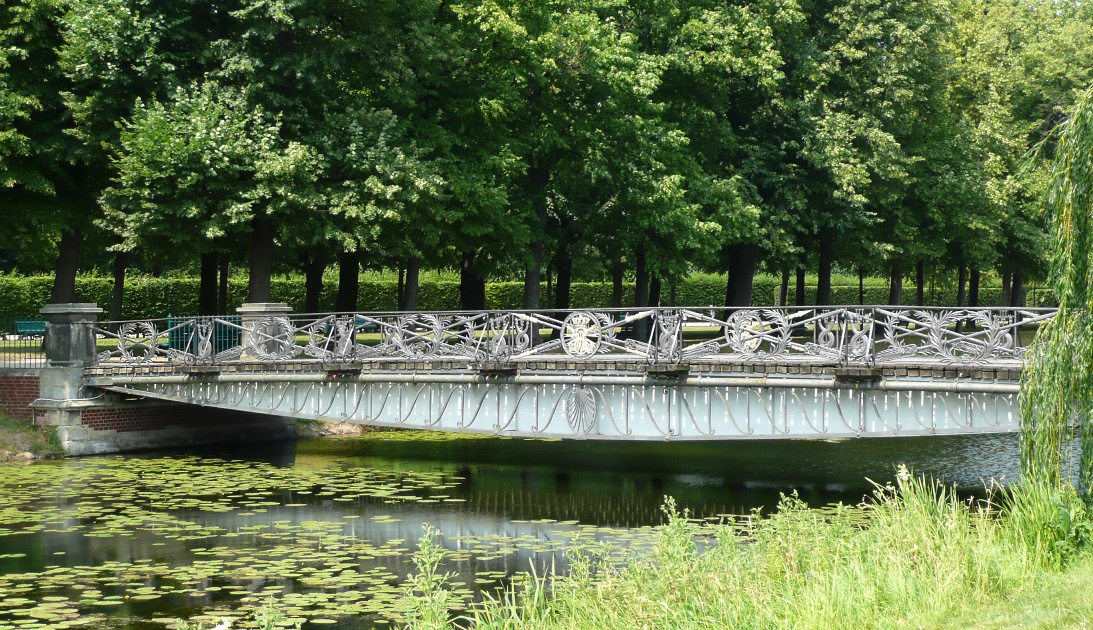
フリーデリーケン橋
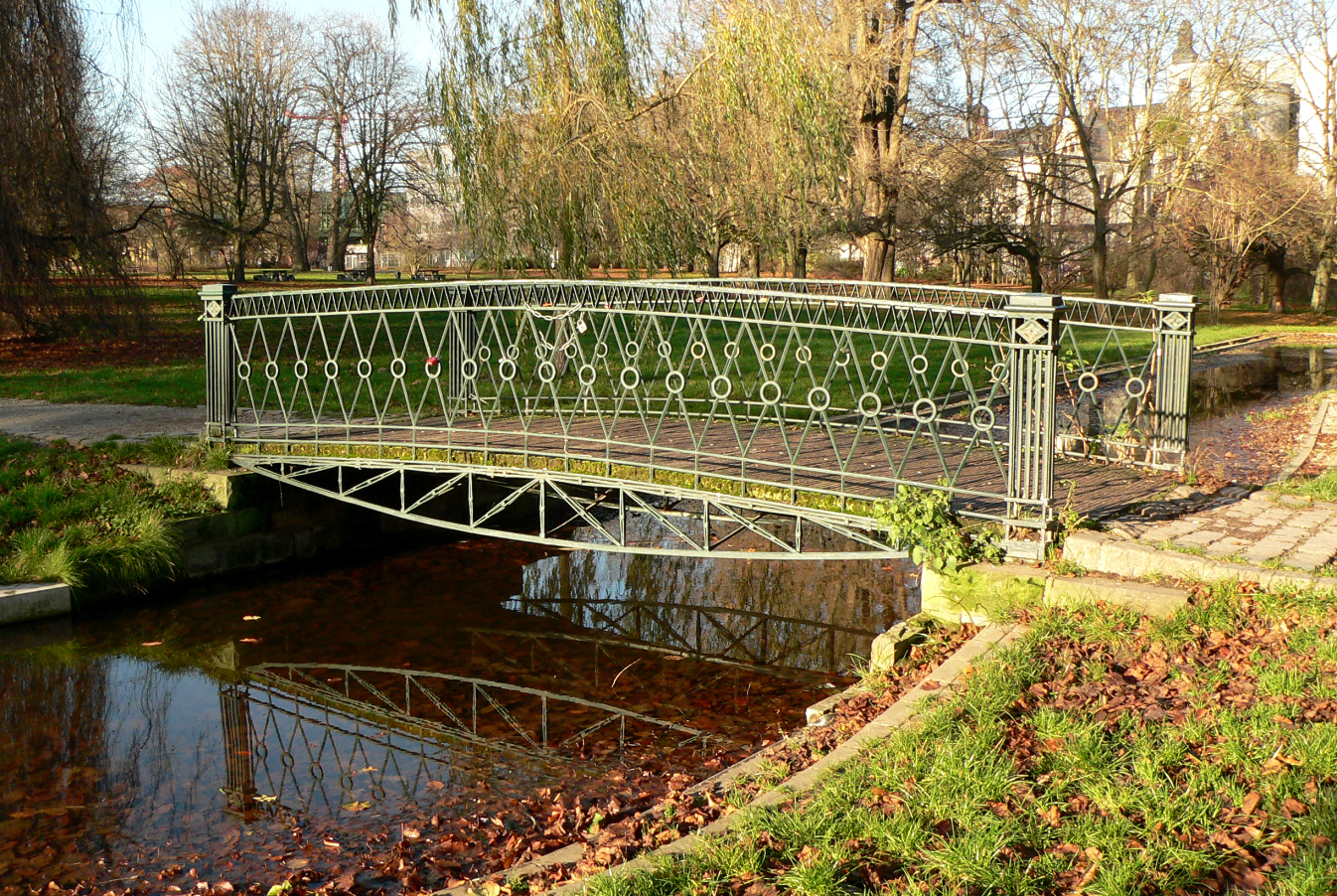
ラーフェス橋
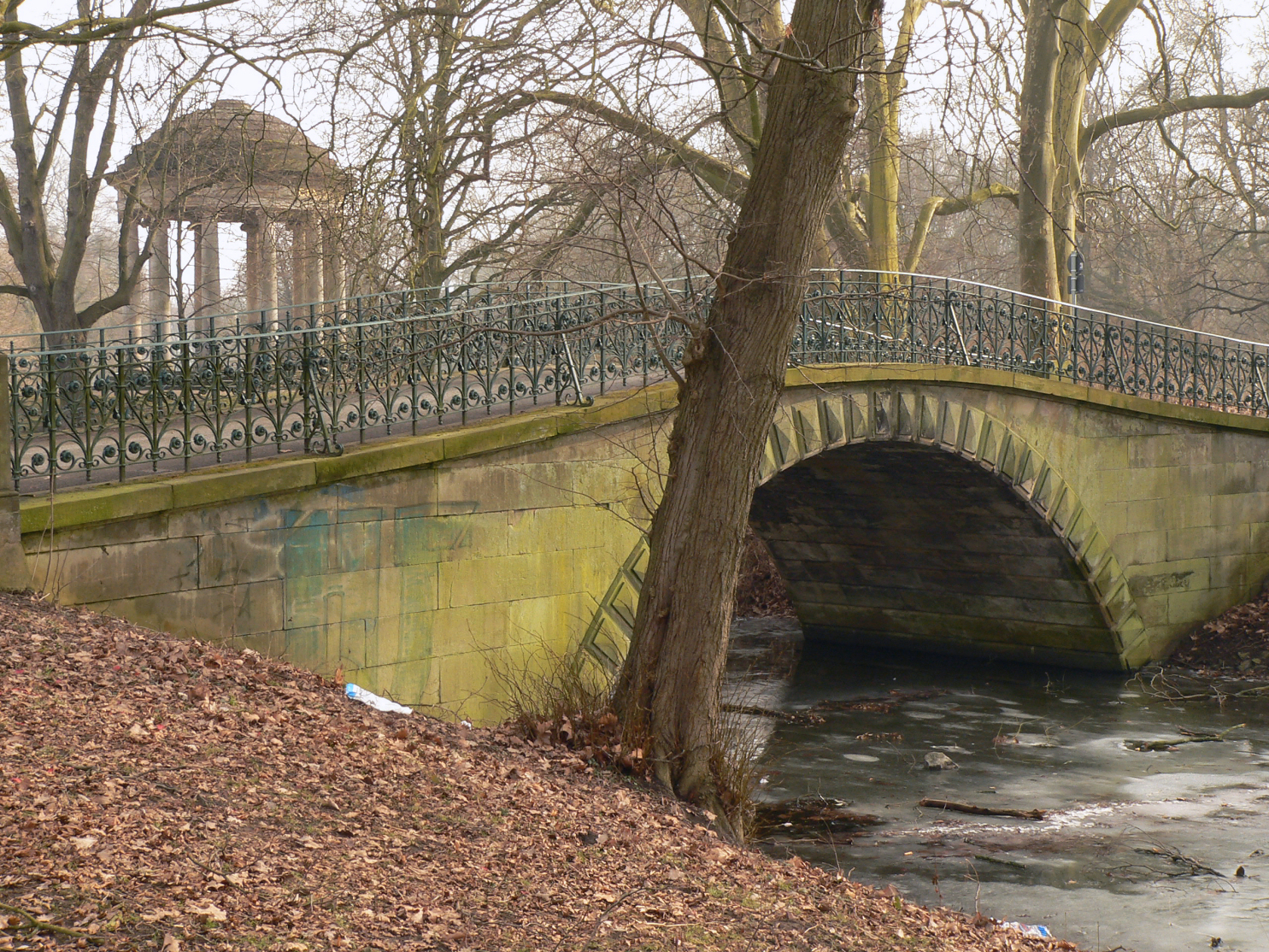
アウグステン橋
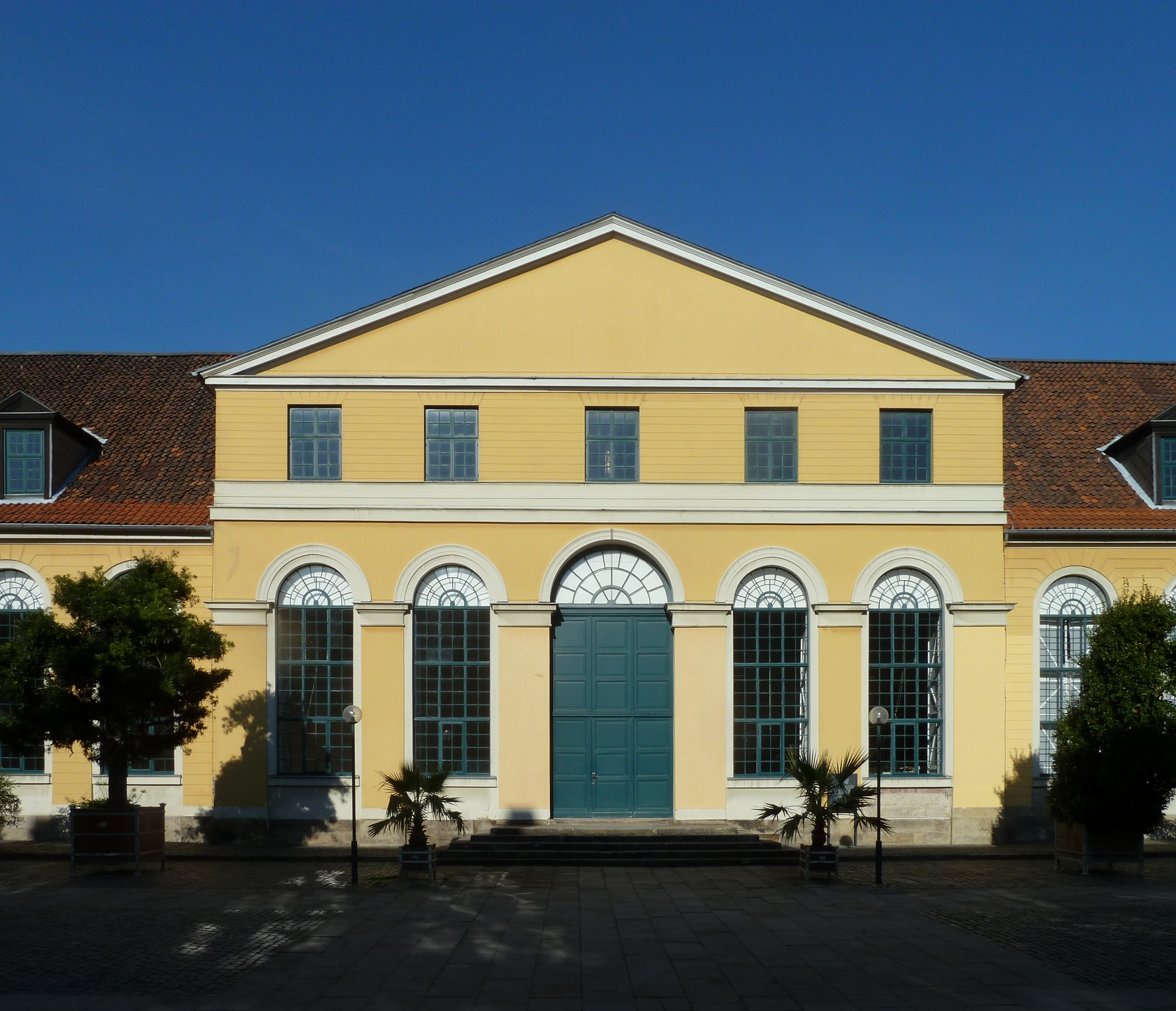
グローサー・ガルテンのオランジュリー

#### ハノーファー建築派

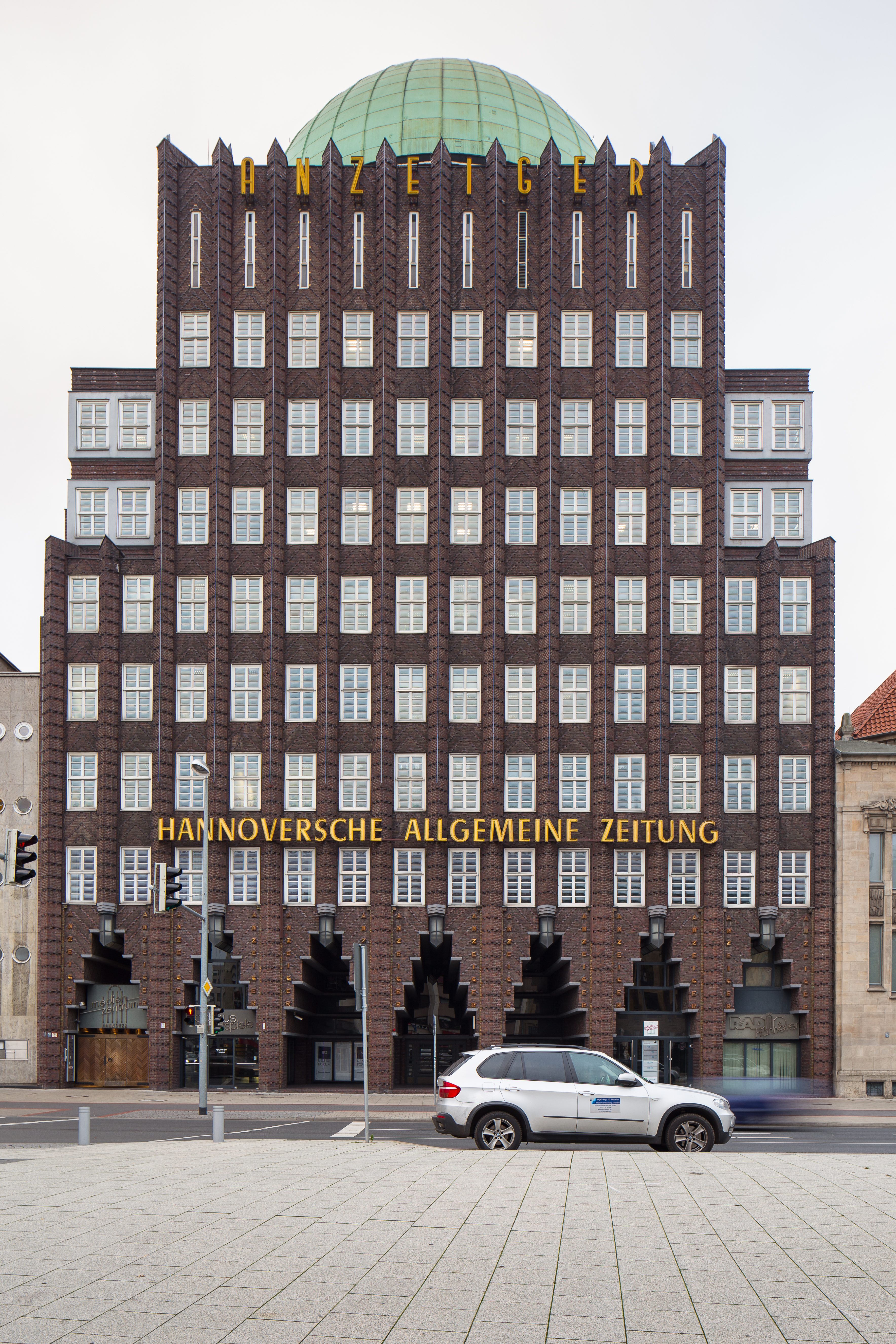
アンツァイガー＝ホーホハウス

19世紀の半ばから終わりにかけて、建築家コンラート・ヴィルヘルム・ハーゼが、ネオゴシック様式と円形アーチ様式のクリンカーレンガ建築を特徴とするハノーファー建築派を創始した。ハノーファーにはハーゼ自身が建設した建物が5件遺されている。1856年のハノーファー・キュンストラーハウス（芸術家の家）、1864年のクリストゥス教会、1884年の使徒教会、1880年のシオン教会/救世主教会である。旧市庁舎は、1877年から1882年にハーゼによって修復され、1890年から1891年に翼棟がカルマーシュ通り方向に拡張された。この他に多くのハノーファー建築派の作成が都市景観に影響を与えている。たとえば、旧リンデン町役場や現在はニーダーザクセン州立劇団の公演会場となっているクンバーラントシェ・ギャラリーなどである。また、様々な市区の住宅（たとえば、ダート・グレーネ・フス）、オフィス、病院、学校、体育館、牧師館がハノーファー建築派の様式で建てられている。たとえばハウス・モールマンやカリン通りの邸宅群が有名である。三位一体教会は、1880年から1883年にクリストフ・ヘールによって建設された。ヴェルフェン城とそれに隣接する旧厩舎は、クリストフ・ハインリヒ・トラムの特徴である円形アーチ様式で建てられている。両者はともに現在はゴットフリート・ヴィルヘルム・ライプニッツ大学ハノーファーが所有している。実用建築においても、現在のギルデ・ブルワリーの最初期の部分や、旧チョコレート工場B.シュプレンゲルの拡張部分は、ハノーファー建築派に位置づけられる。この建築様式はハノーファーを飛び出し、主に北ドイツ地域に広がっている。

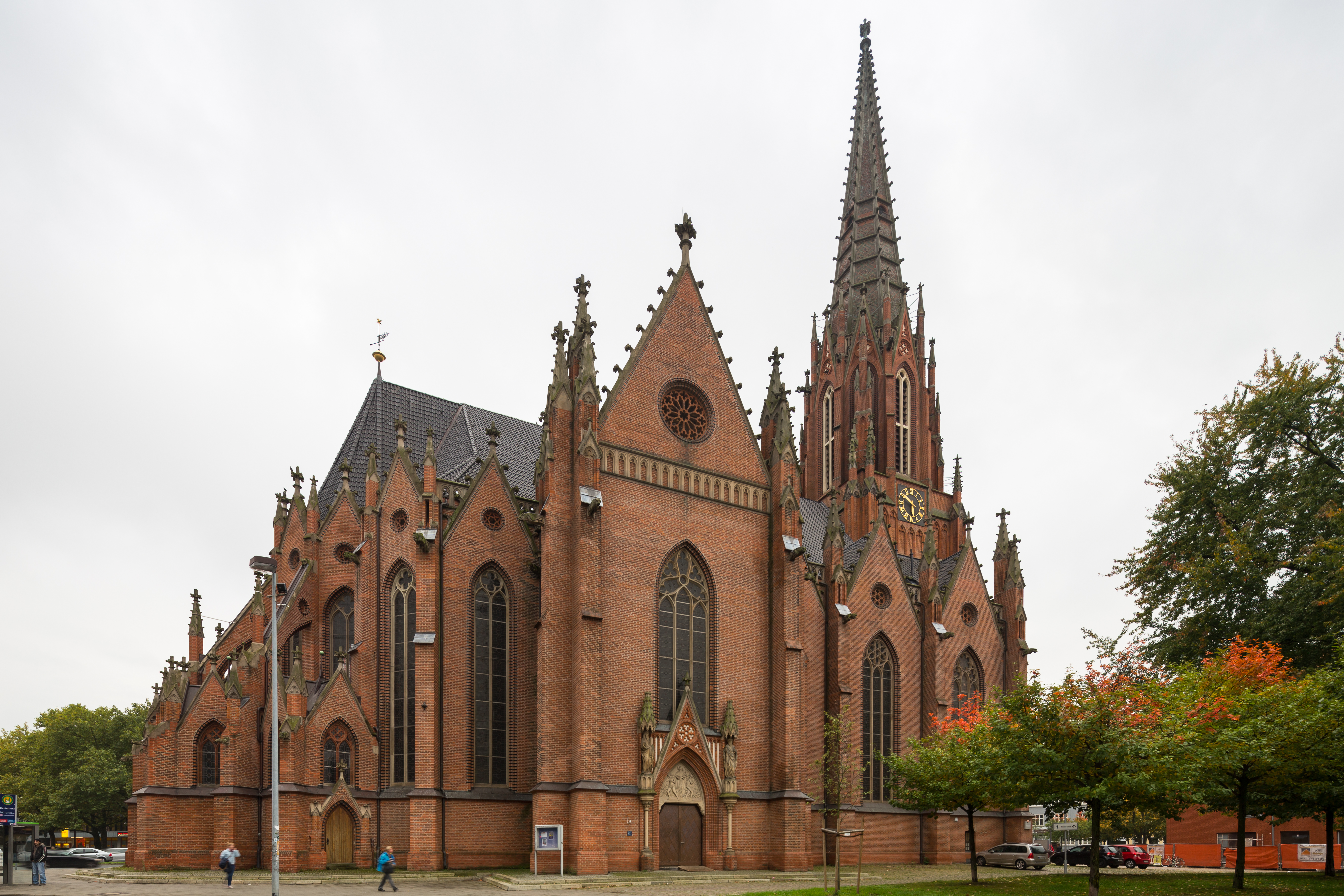
クリストゥス教会
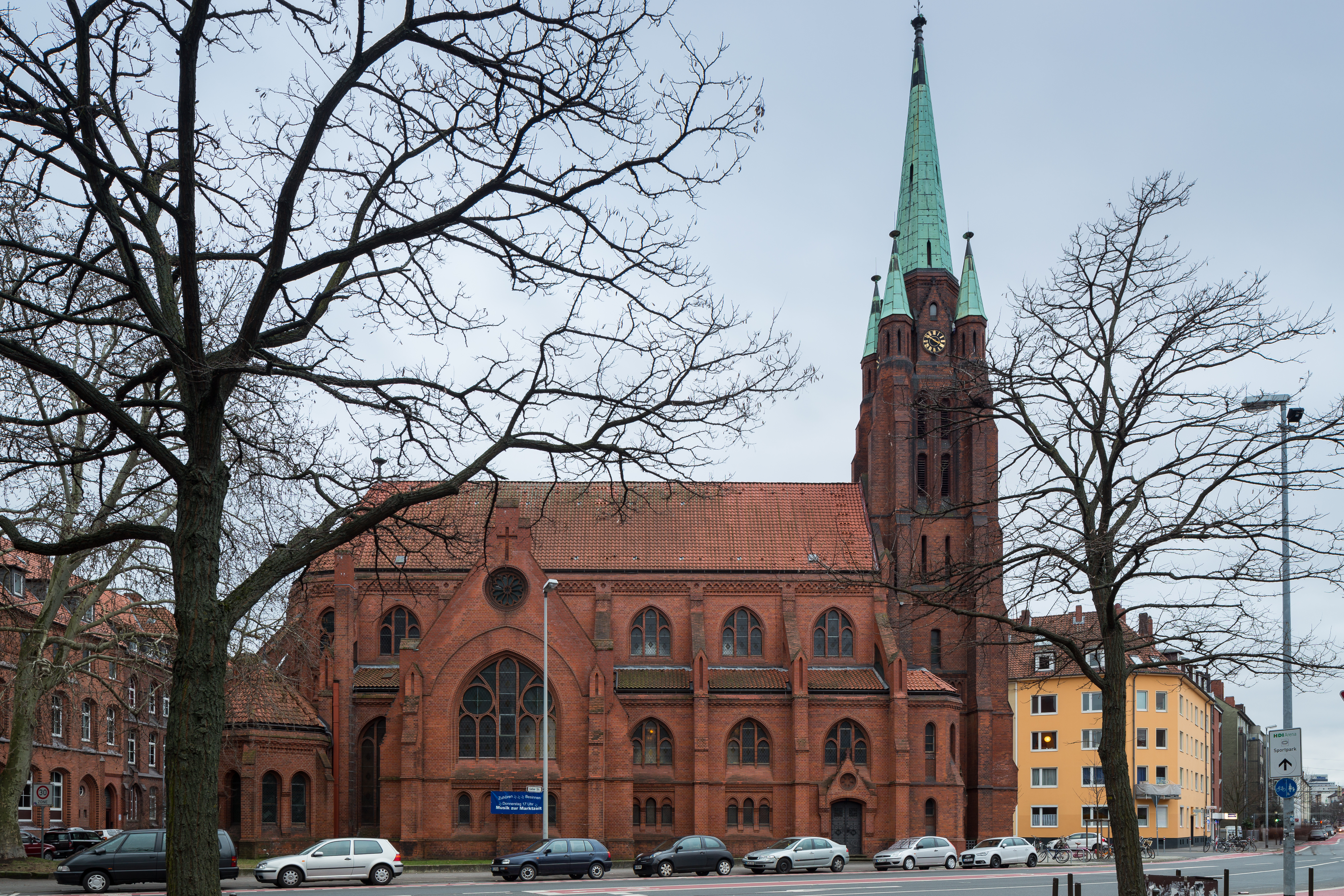
使徒教会
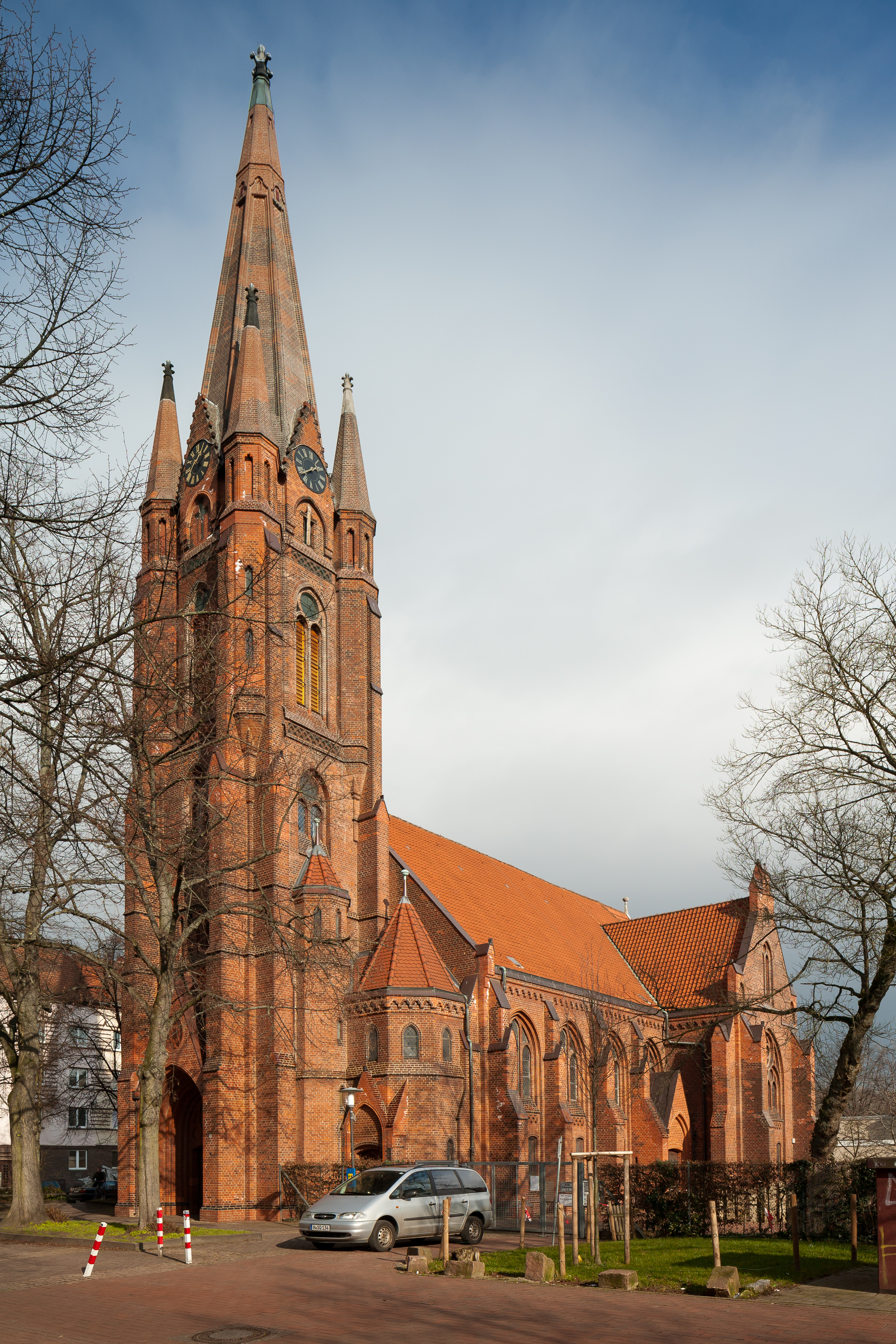
救世主教会
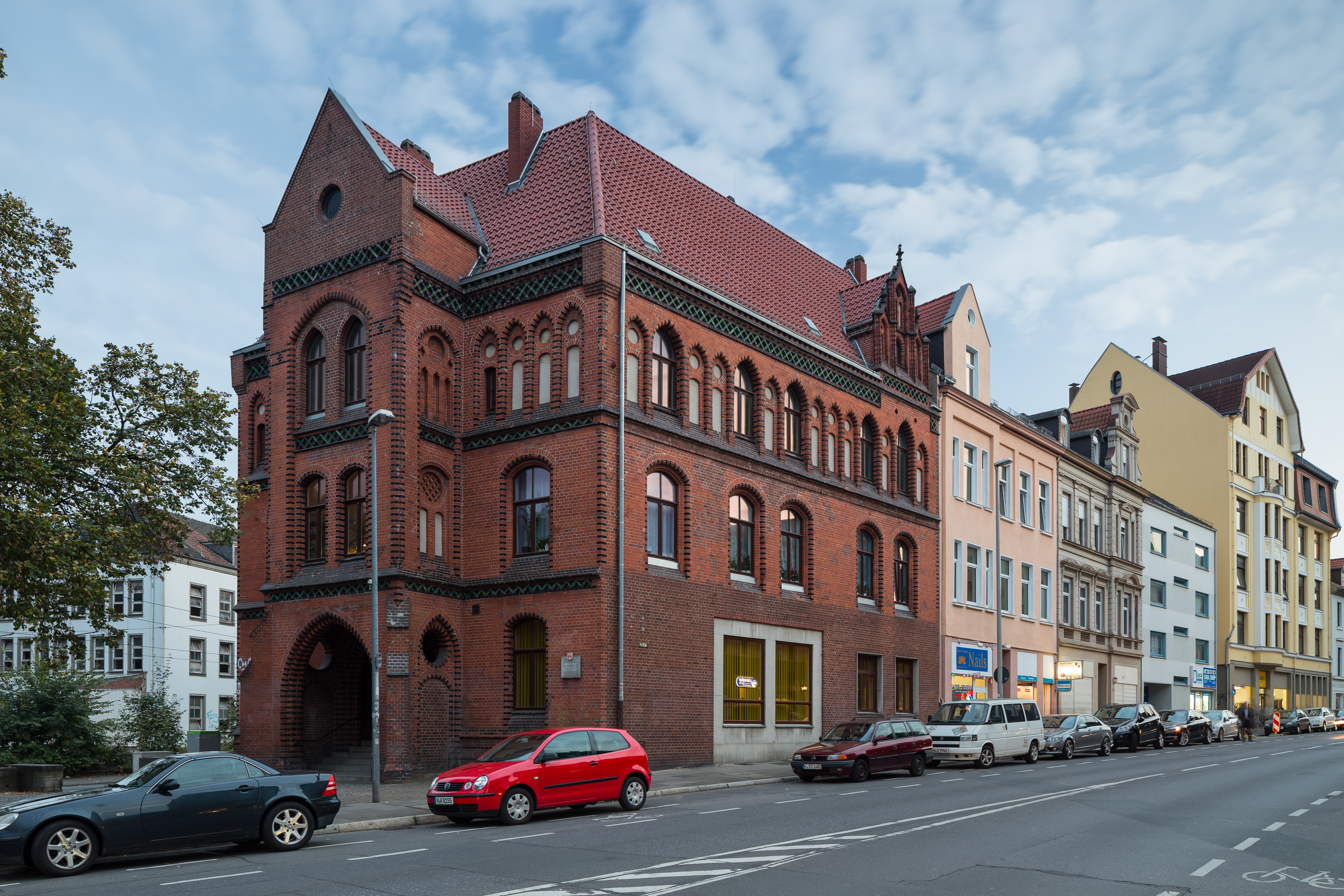
旧リンデン町役場
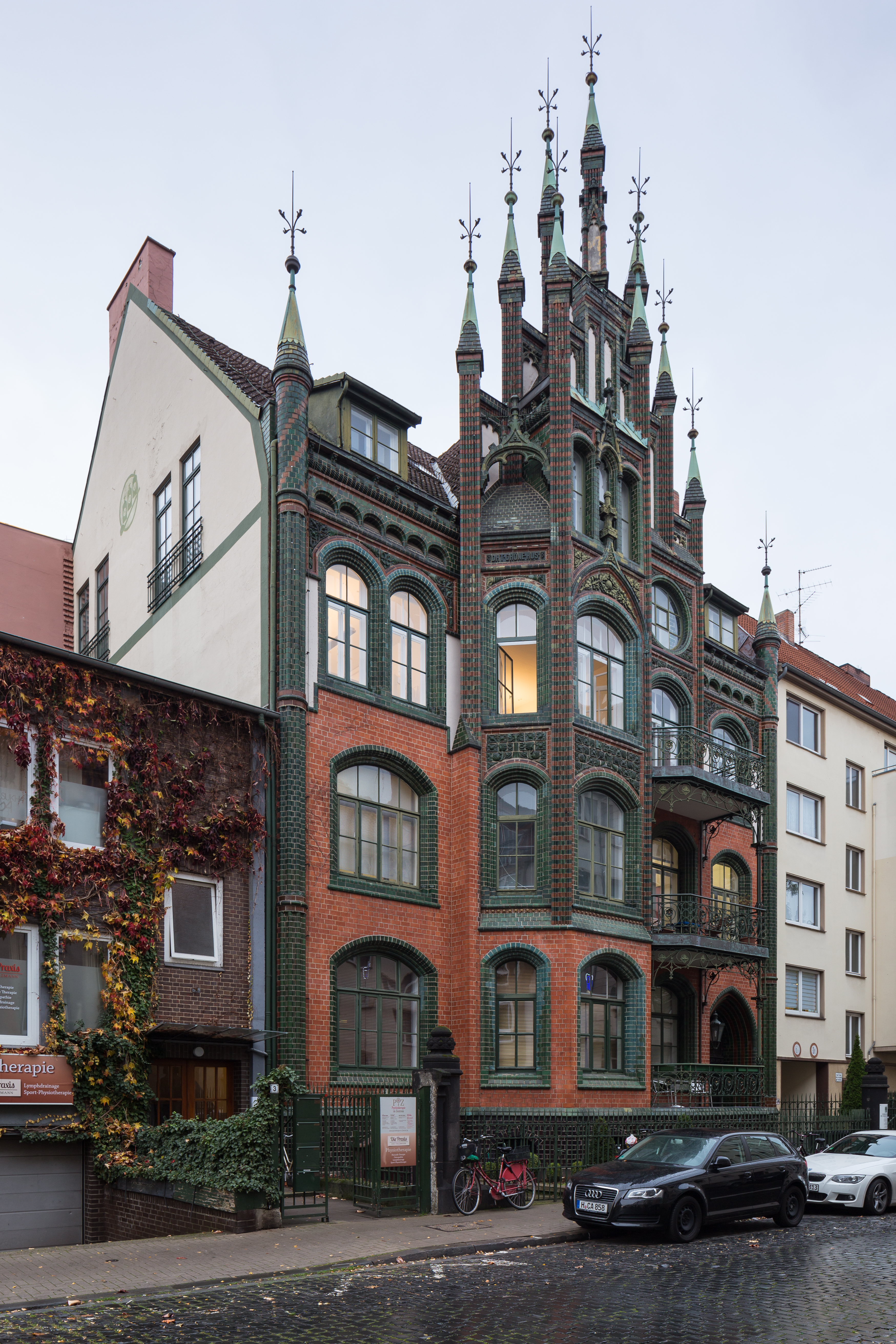
ダート・グレーネ・フス
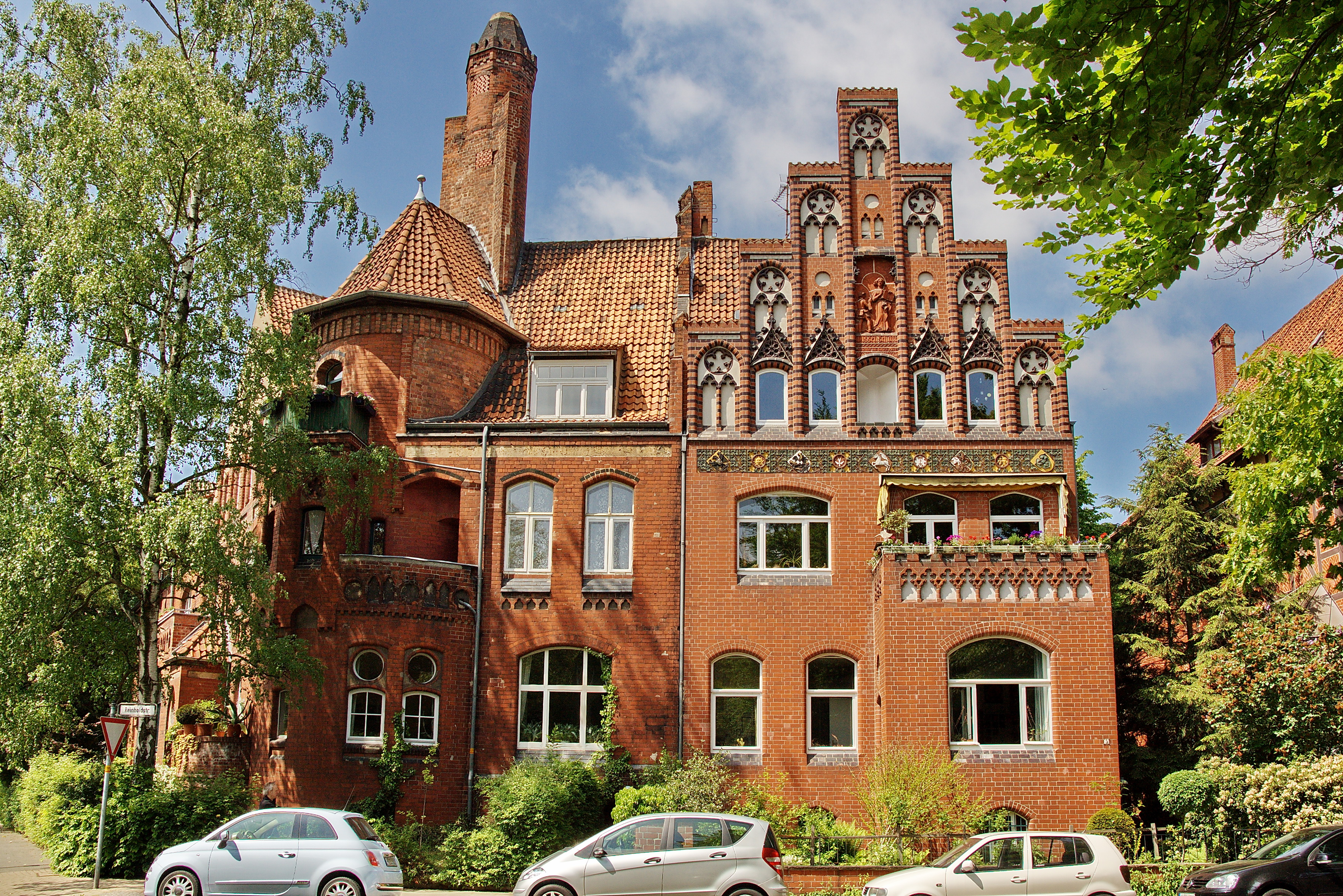
ハウス・モールマン
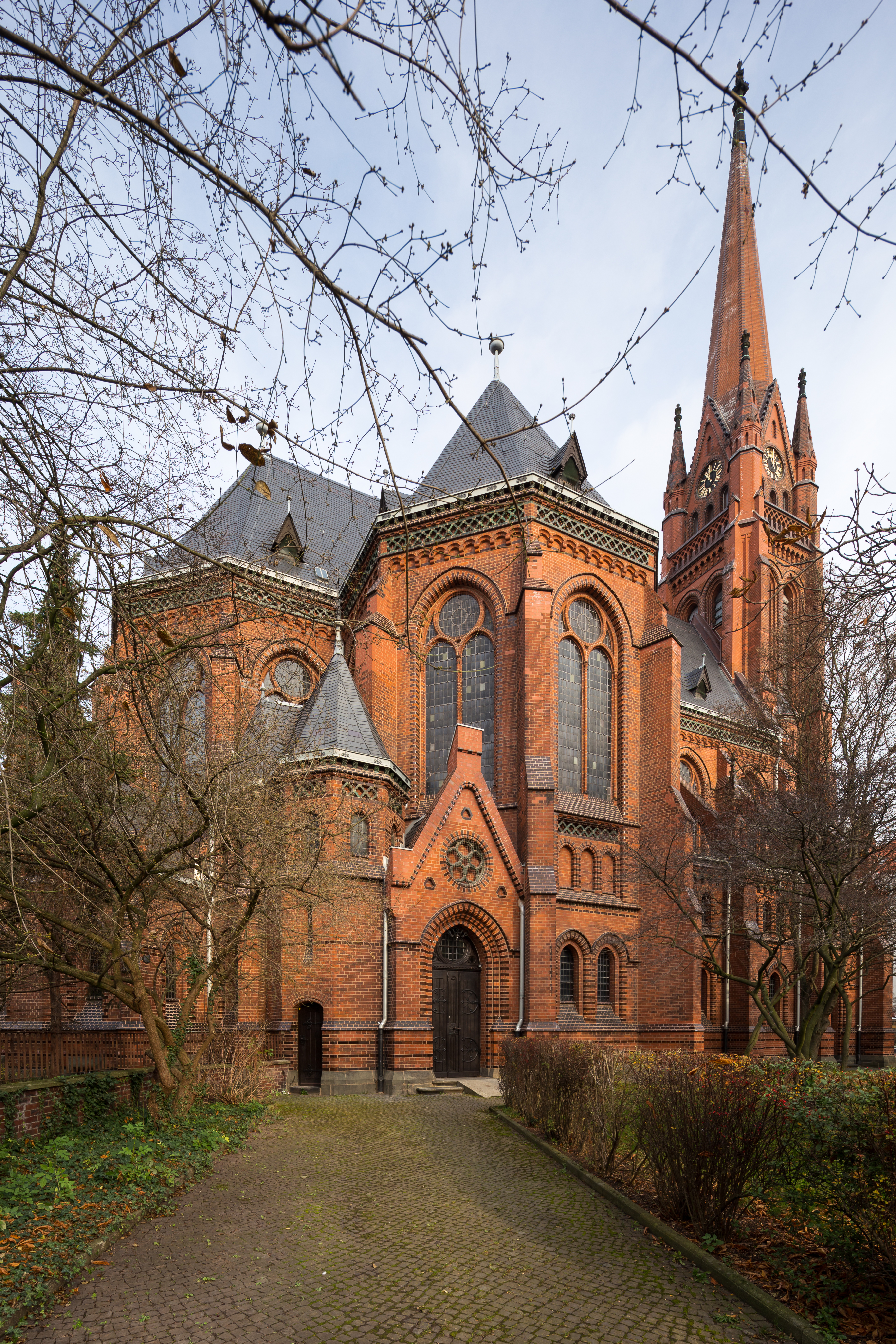
三位一体教会
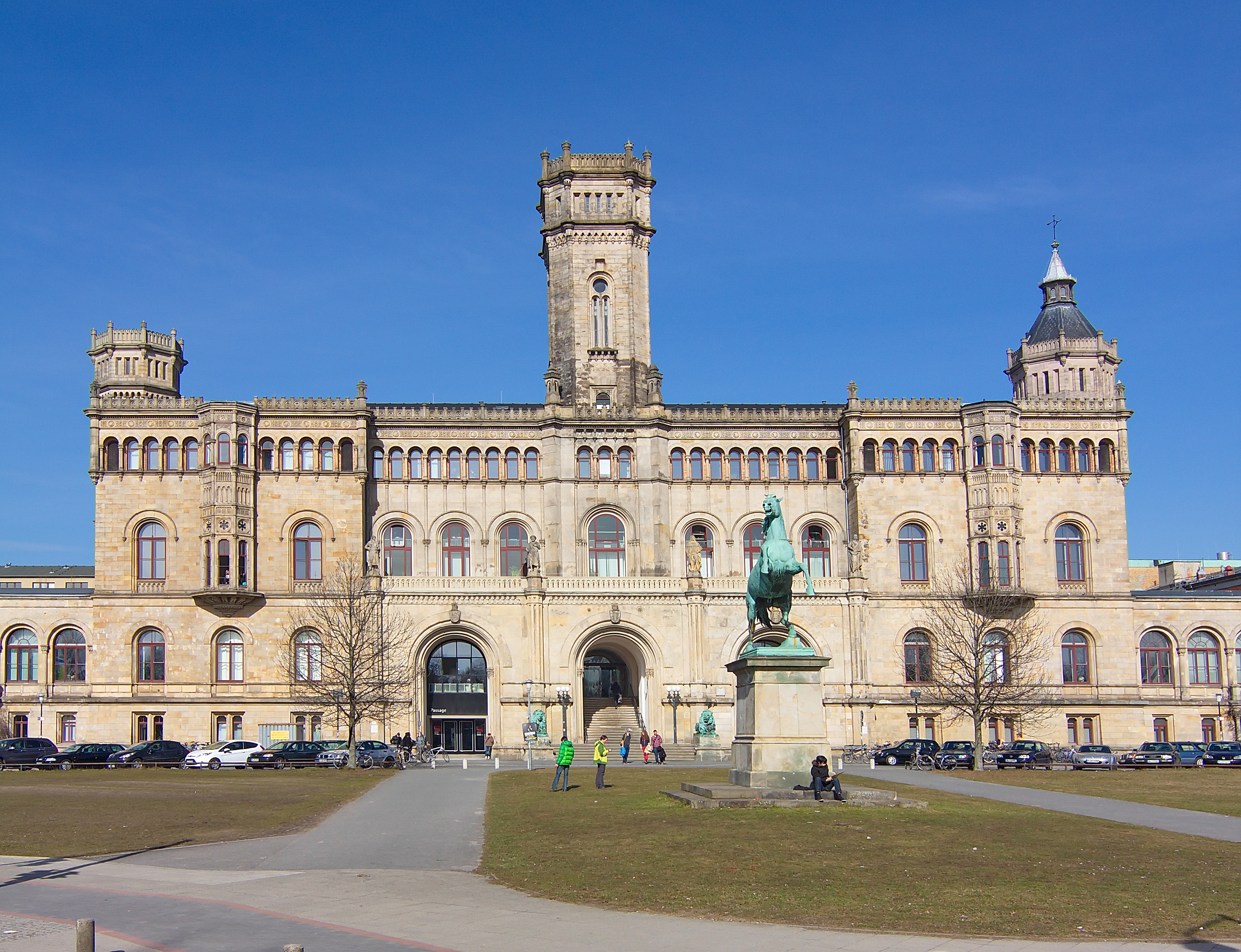
ヴェルフェン城
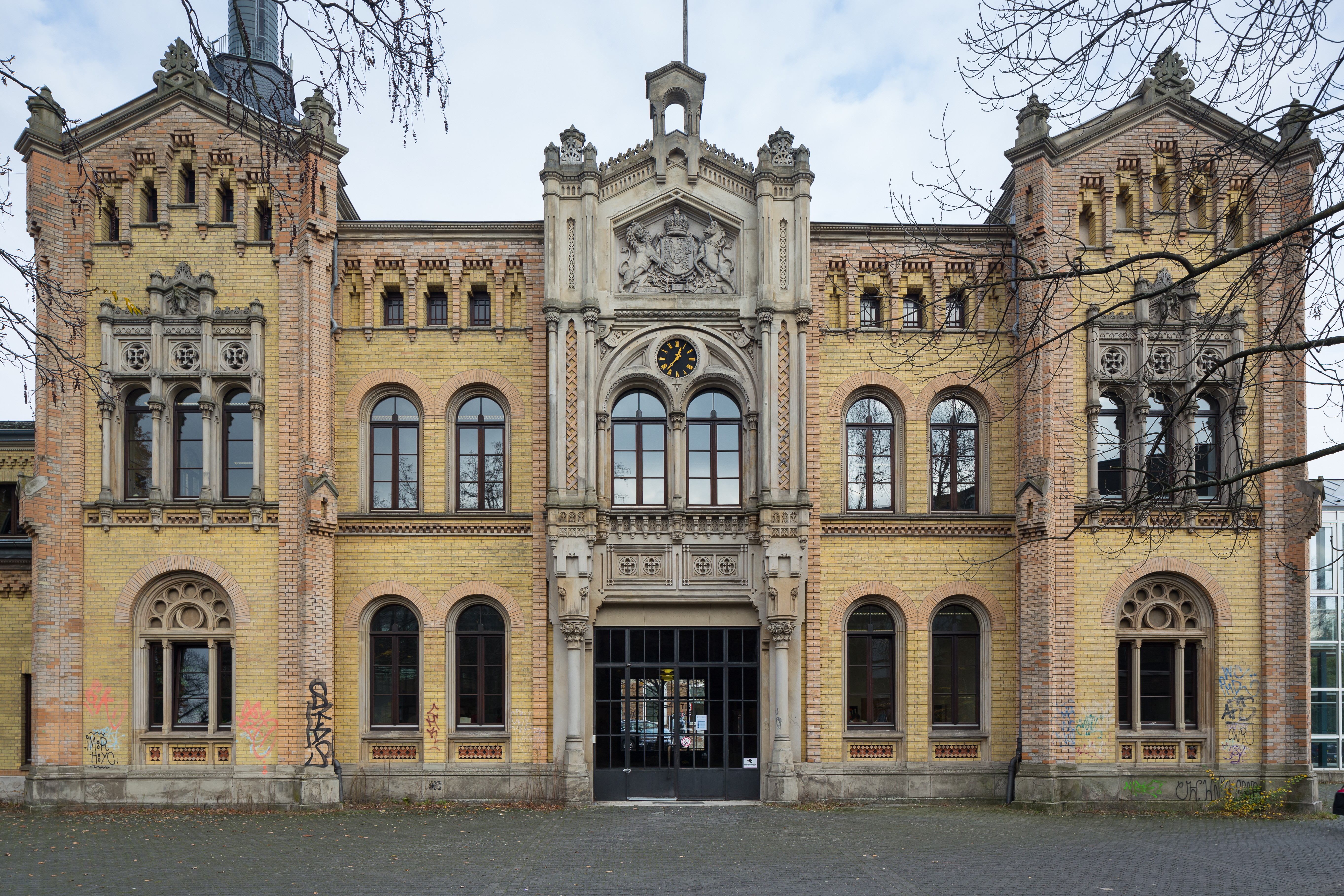
ヴェルフェン城の旧厩舎
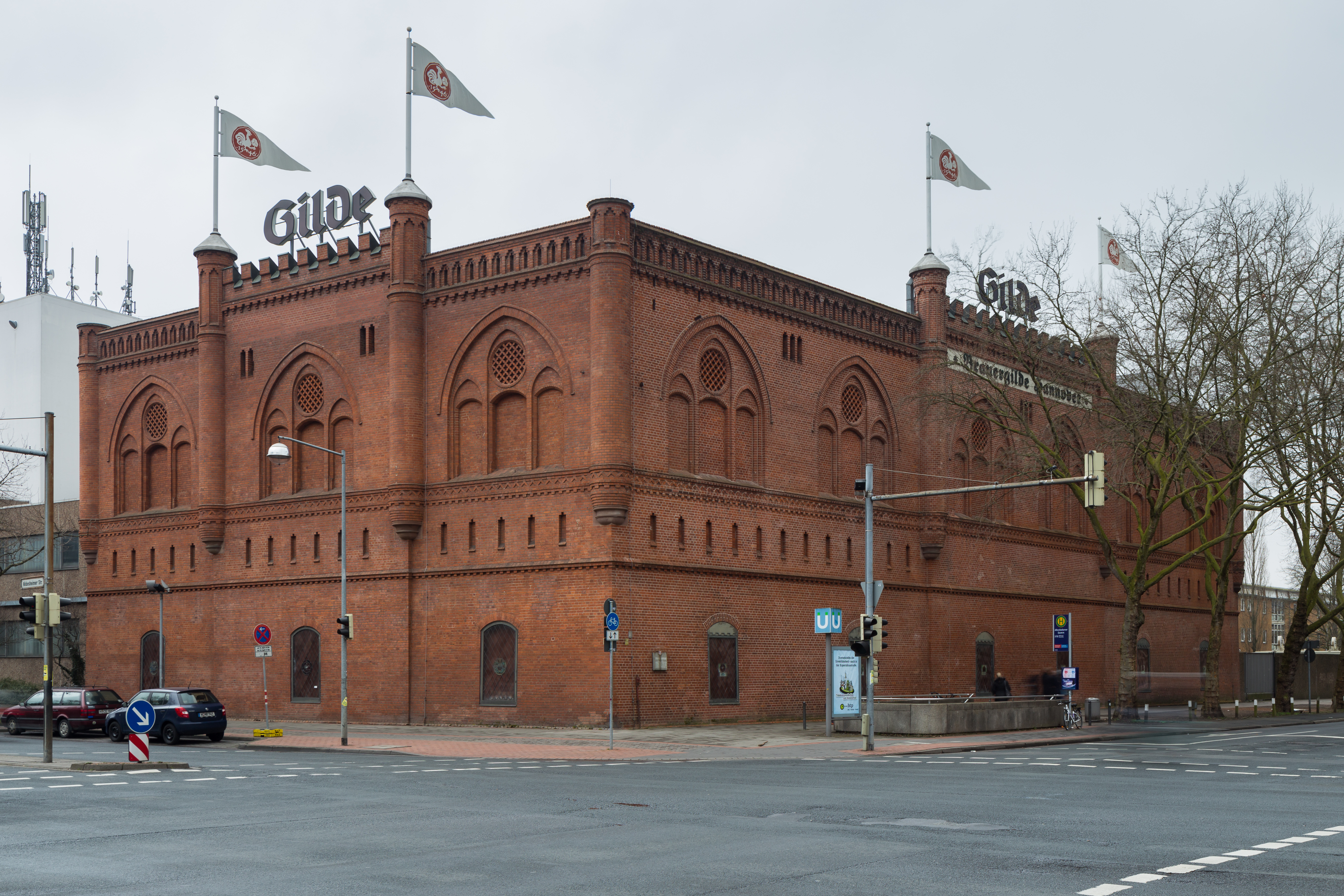
ギルデ・ブルワリー

#### レンガ表現主義
1920年代から1930年代のハノーファーのレンガ表現主義は、シュタイントーアのフリッツ・ヘーガー作のアンツァイガー＝ホーホハウスで代表される。このビルディングは1927-28年にハノーフェルシャー・アンツァイガーの出版社の社屋として建設された、ドイツ国で最初期の高層ビルの1つである。この建物は高さ 51 m で、10階建てである。特徴的なドーム内にはかつてプラネタリウムがあったが、1945年3月の第二次世界大戦最末期の空襲によって焼失した。現在ここには映画館「ホーホハウス＝リヒトシュピーレ」が入居している。報道雑誌「デア・シュピーゲル」（1947年）や週刊誌「シュテルン」（1948年）がアンツァイガー＝ホーホハウスで創刊された。レンガ表現主義で建設された有名な建物としてはこの他に、ヒルデスハイマー通りのハノーファー市立図書館やリンデンのシュヴァルツァー・ベーレンに建つカピトール＝ホーホハウスがある。市立図書館は、開館当時ヨーロッパ初の高層ビルの図書館であった。この様式で多くの家屋も建てられており、ジュートシュタット、リスト、クレーフェルト、デーレン、ファーレンヴァルト、ハインホルツ、ヴィンホルスト、ノルトシュタット、リンデン、リックリンゲンで見ることができる。ジュートシュタットのホーホハウス・グリュックアウフやホーホハウス・ギュンター、デ・ハーン広場の住宅やイム・クロイツカンペ住宅地（ともに、リスト市区）が有名である。同じくジュートシュタットには聖ハインリヒ教会がある。クレーフェルト市区のガルテンシュタット・クレーフェルトは、1927/28年の冬から、かつてのクレーフェルト騎士館の敷地に建設された。

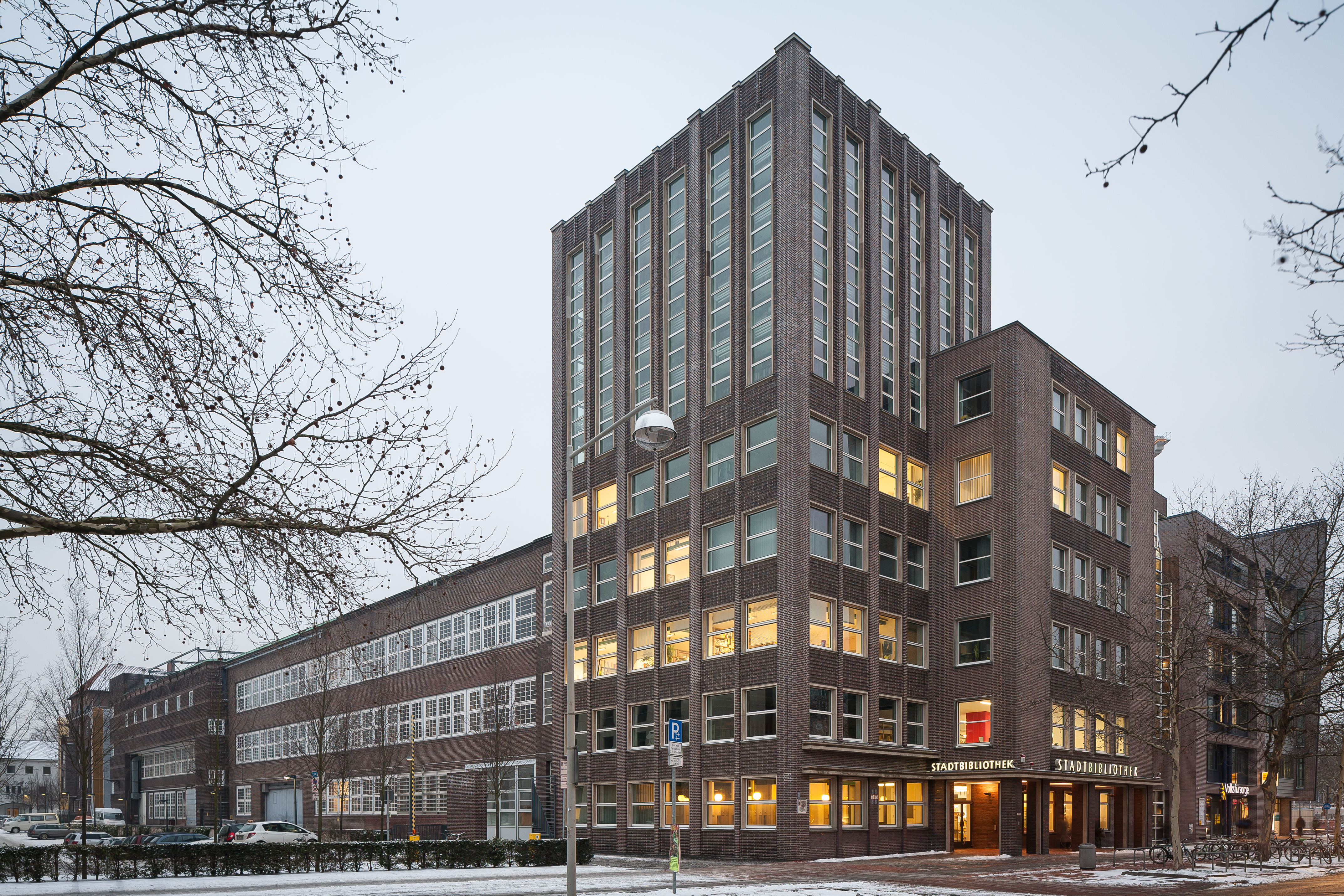
ハノーファー市立図書館
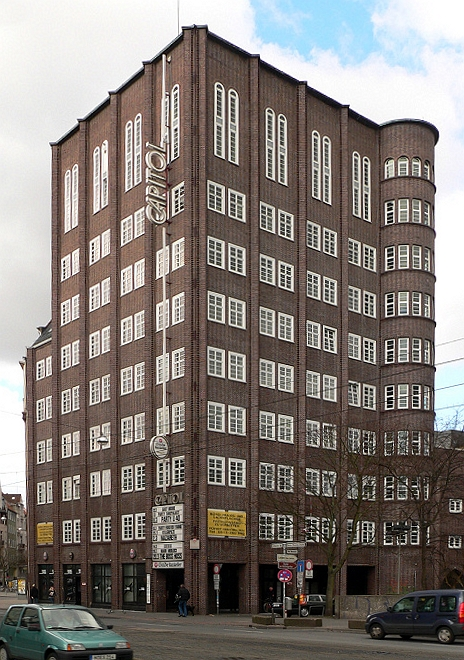
カピトール＝ホーホハウス
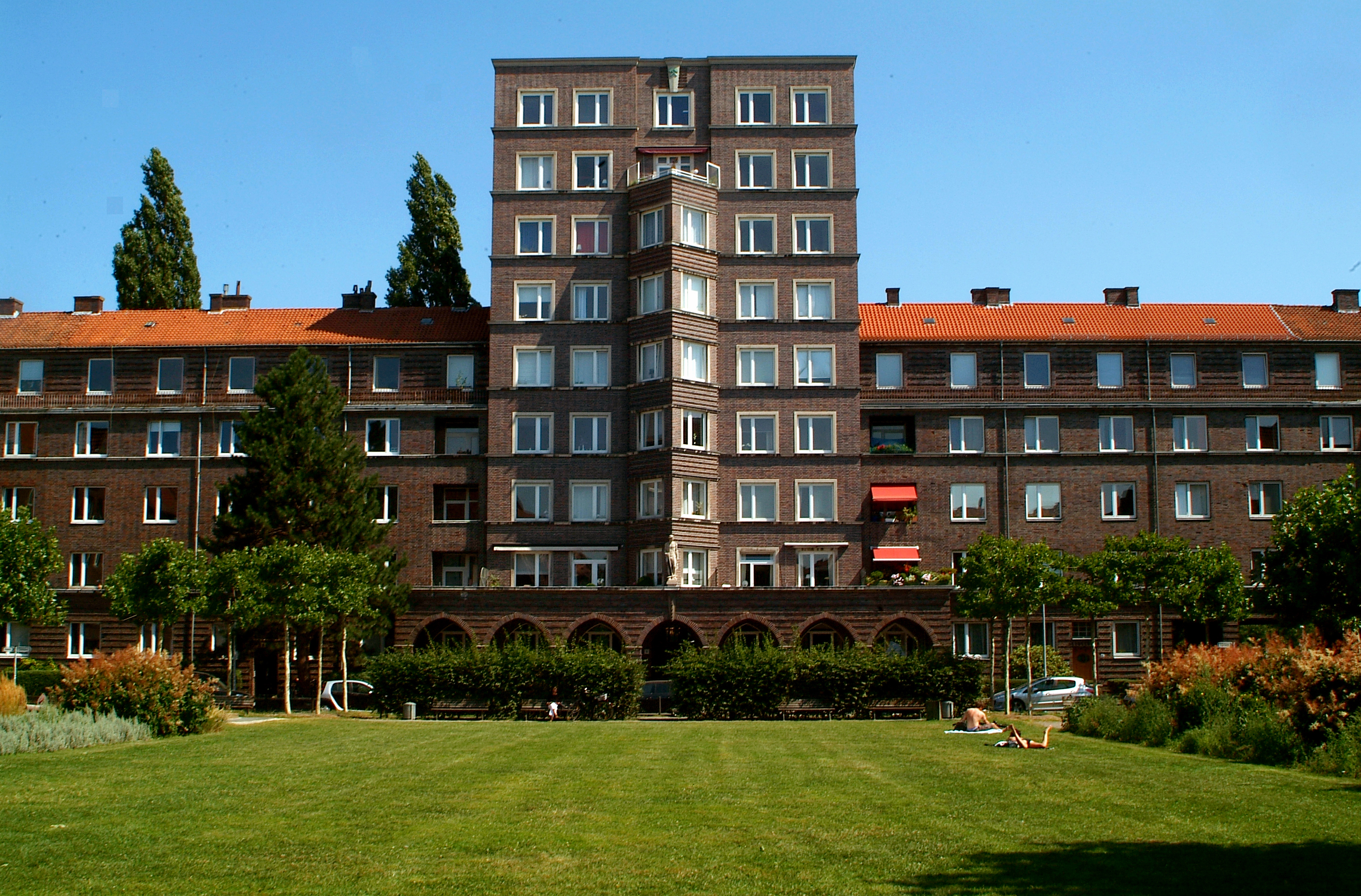
ホーホハウス・グリュックアウフ
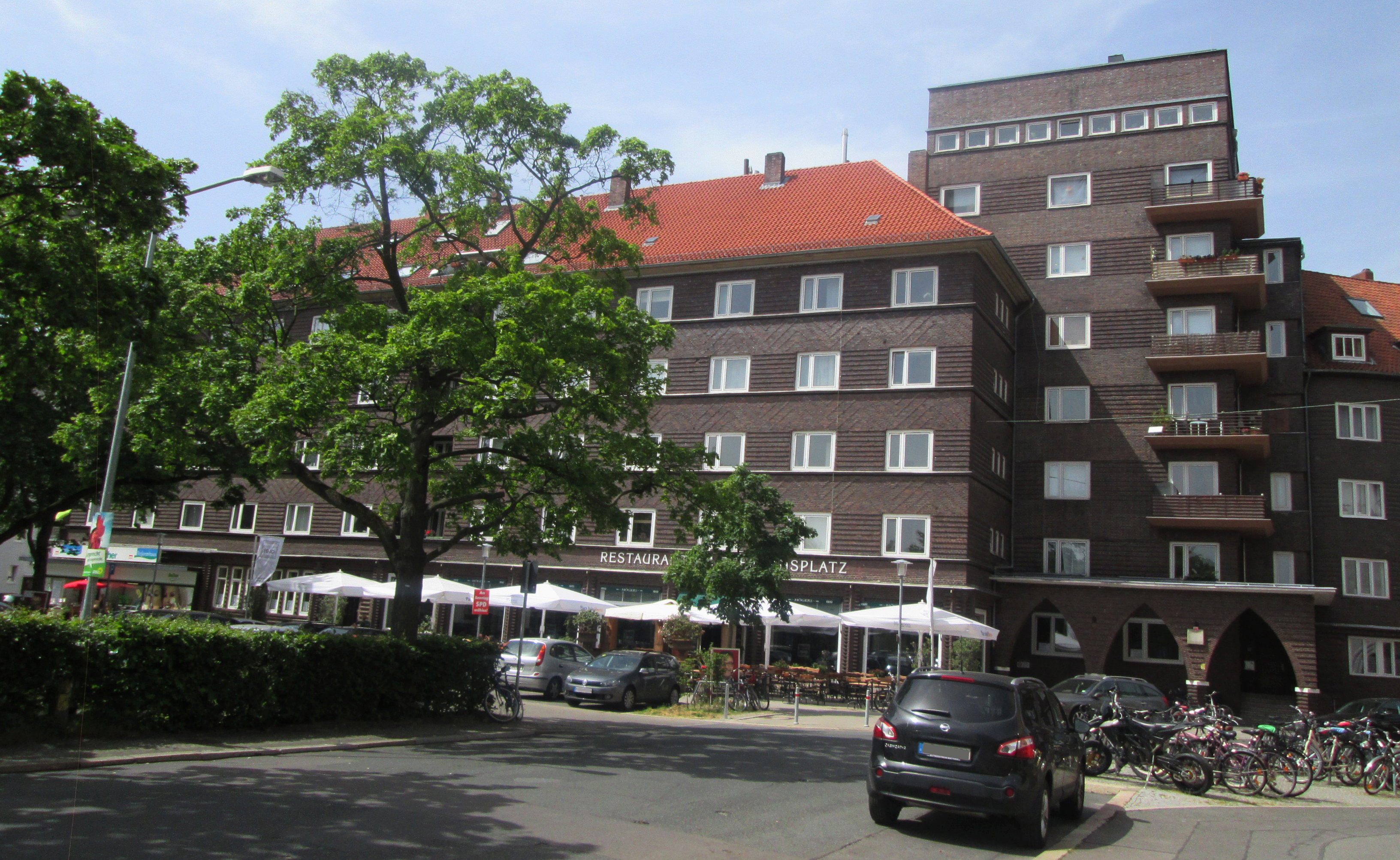
ホーホハウス・ギュンター
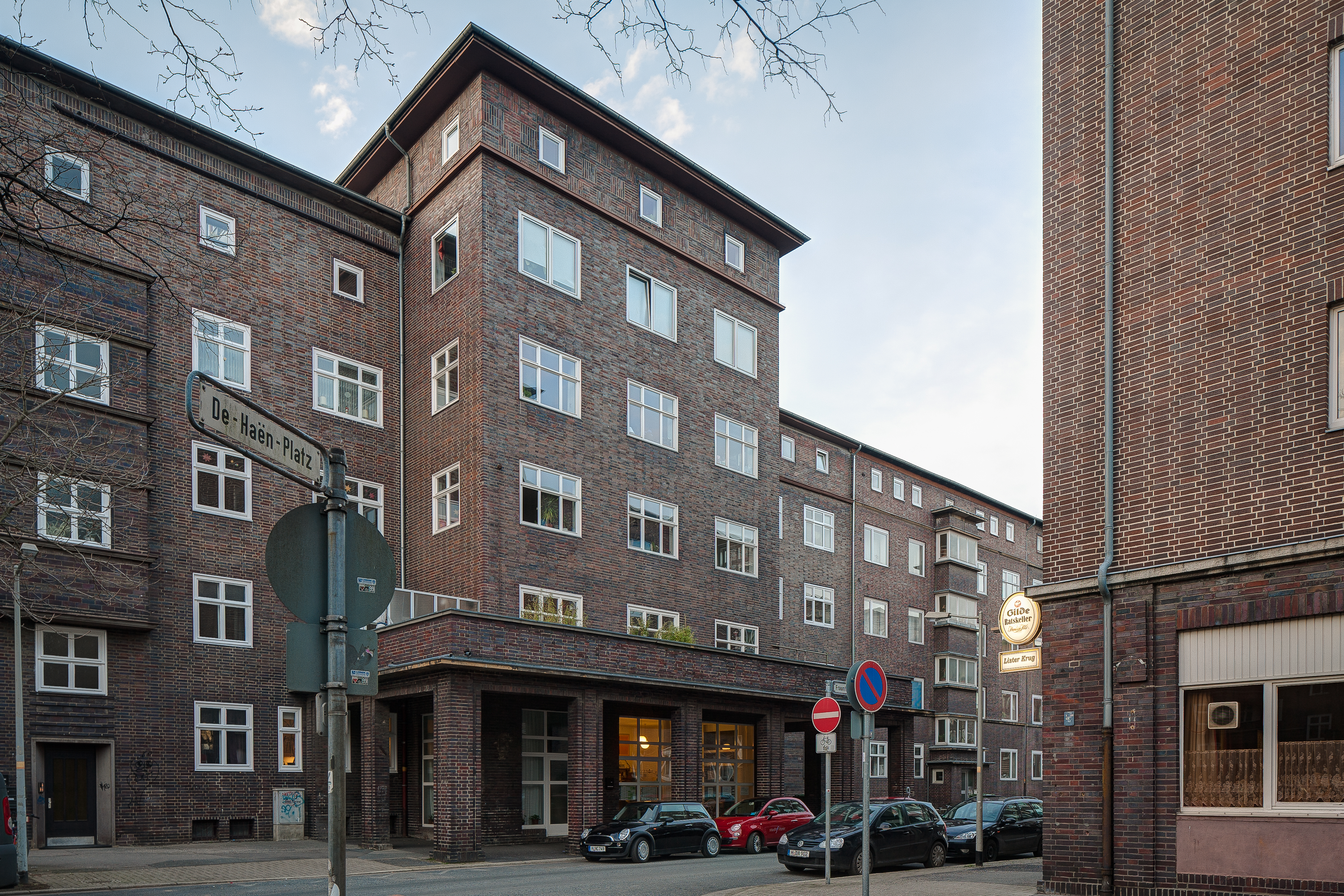
デ・ハーン広場の住宅
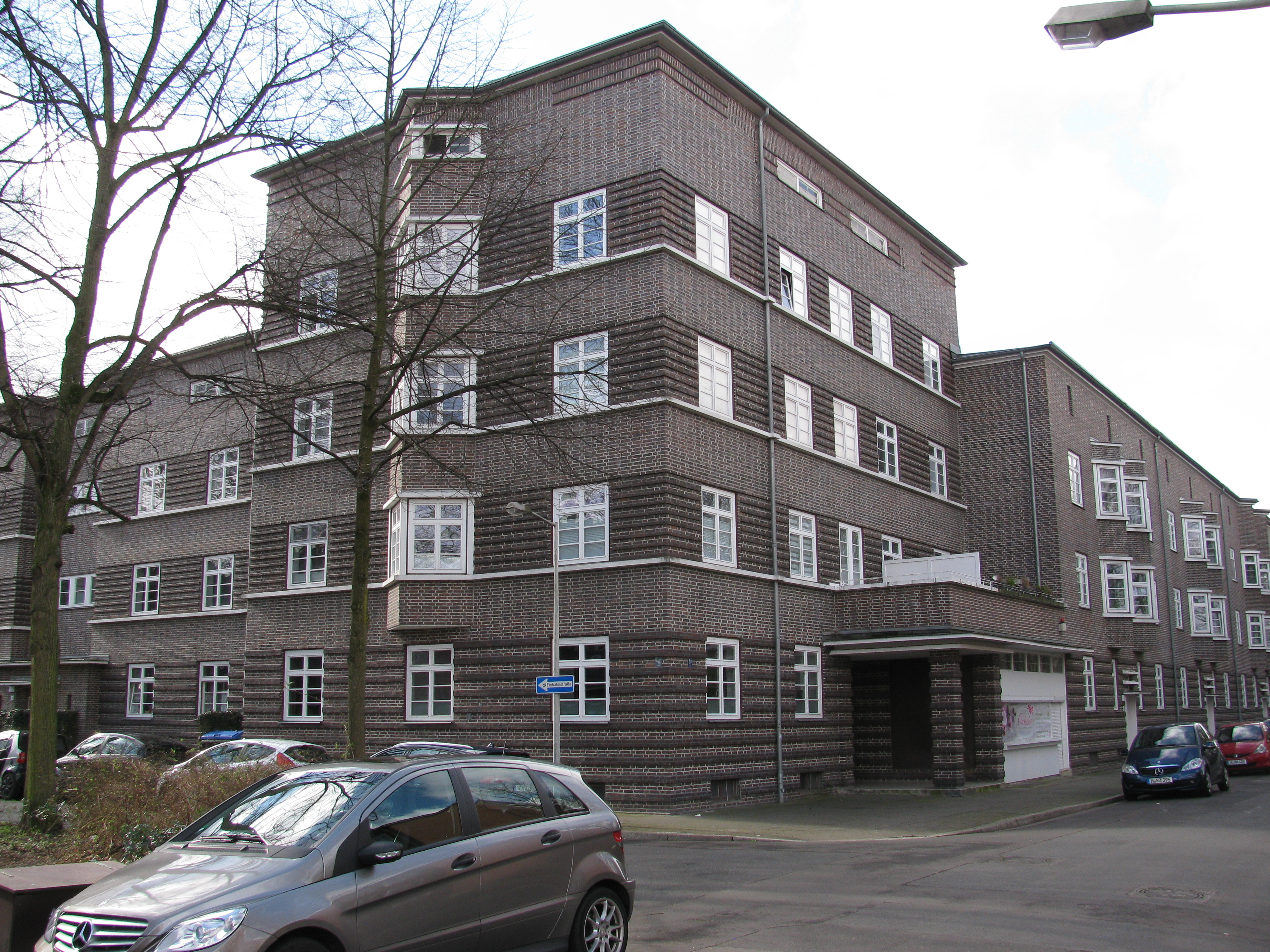
イム・クロイツカンペ住宅地の住宅
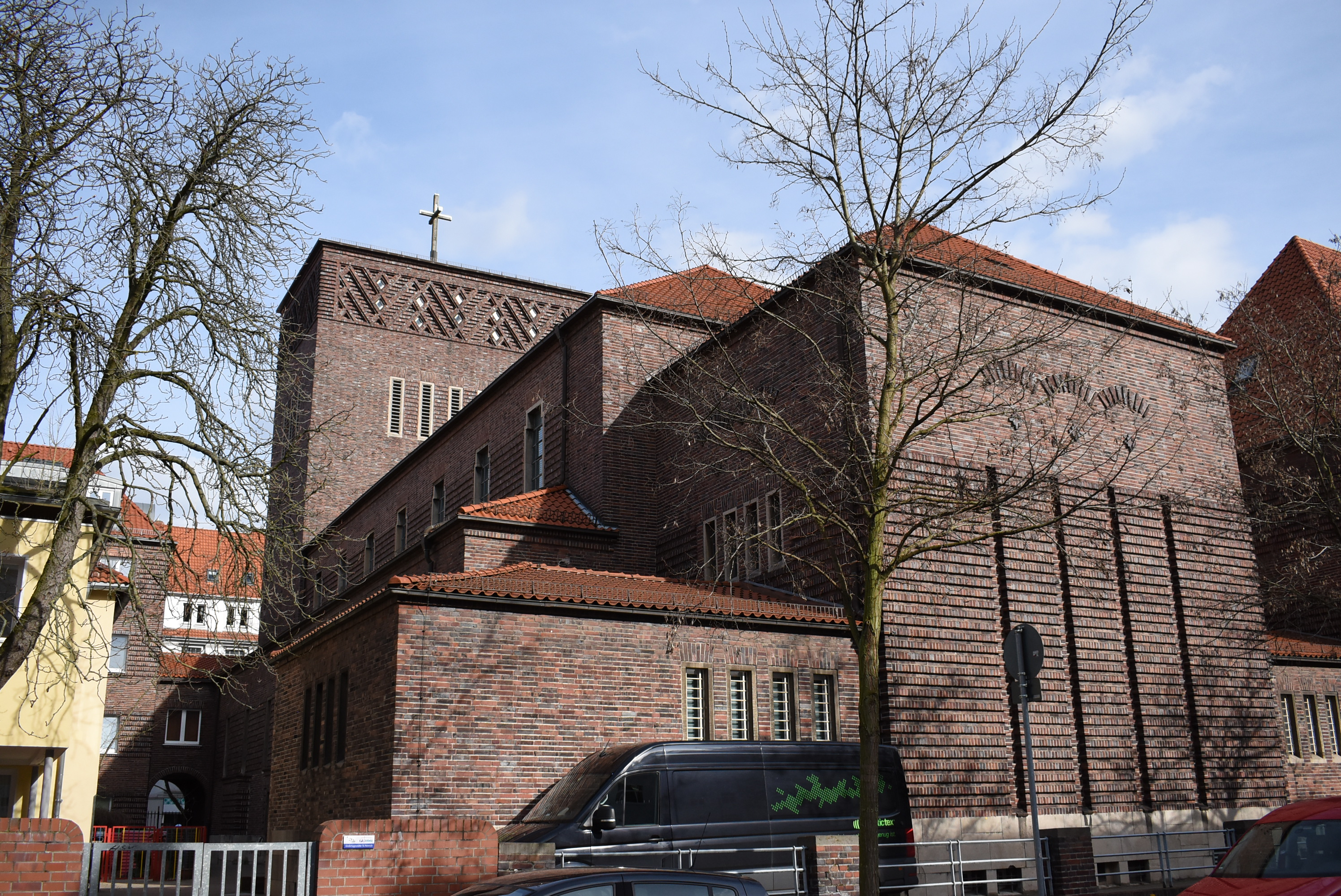
聖ハインリヒ教会
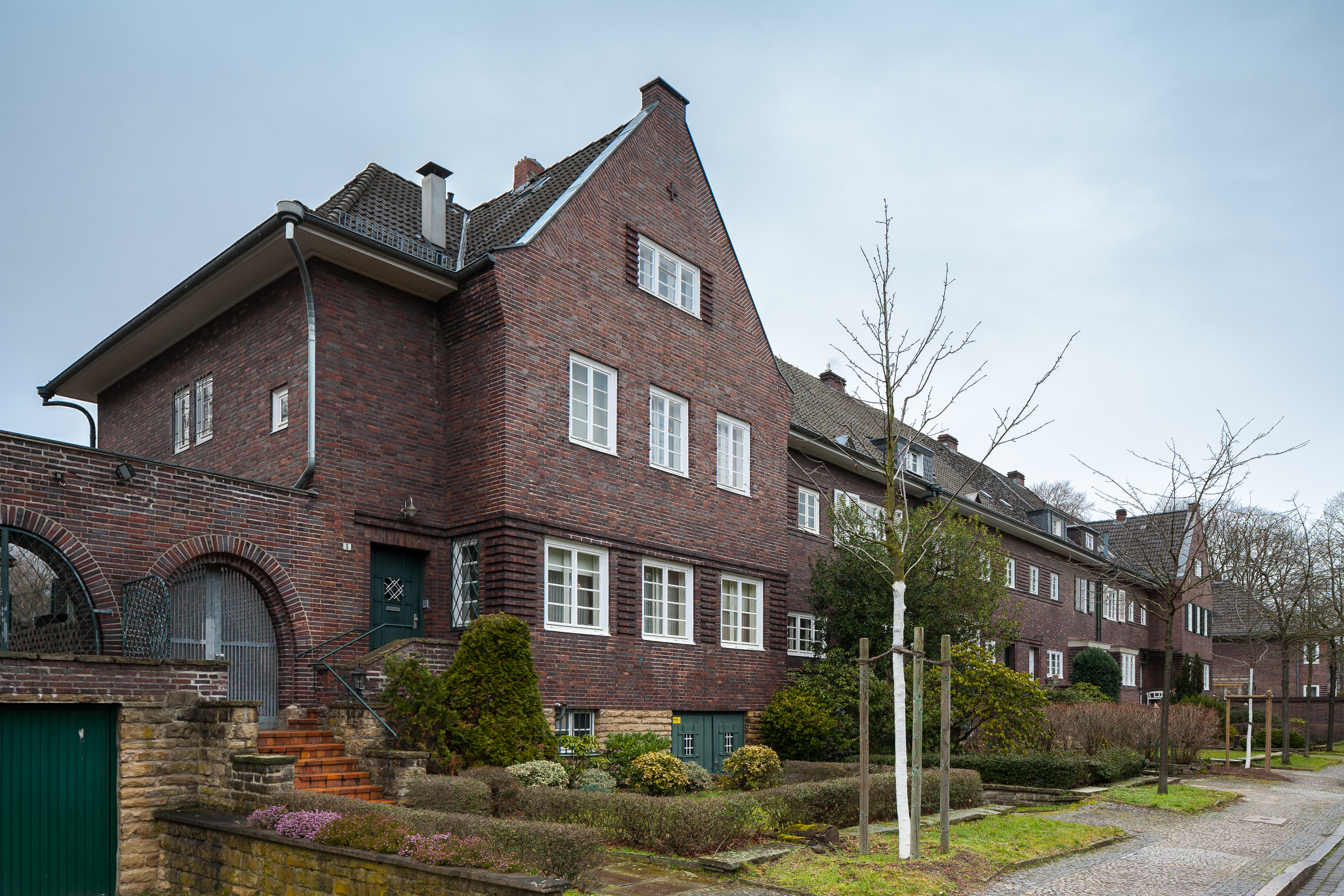
ガルテンシュタット・クレーフェルト

#### ユーゲントシュティール

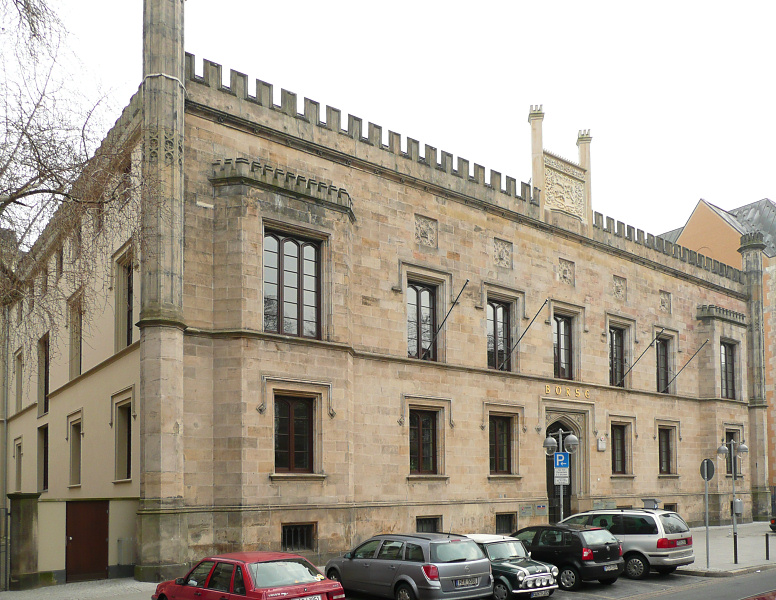
ハノーファー証券取引所

ハノーファーの多くの建物や街区がユーゲントシュティールで形成されている。特にリヒテンベルク広場があるリンデン市区やハノーファーの目抜き通りとされるベーデッカー通りがあるオストシュタット市区が顕著である。この他にユーゲントシュティール建築の多くある市区としては、デーレン、リスト、クレーフェルト、ノルトシュタット、ジュートシュタットが挙げられる。ユーゲントシュティール建築やその様式の特別な作例が、ポドビールスキ通り、コレンロート通り、モルトケ広場、フェルディナント＝ヴァルブレヒト通り、ファーレンヴァルダー通り、カント広場に特に集中している。1905年に建設されたゴーゼリーデバートの建物内には現在、ケストナー協会とラジオ ffn の本社が入居している。第二次世界大戦で破壊されたミッテルトラクト（中間部分）は、新しい建物に建て替えられた。

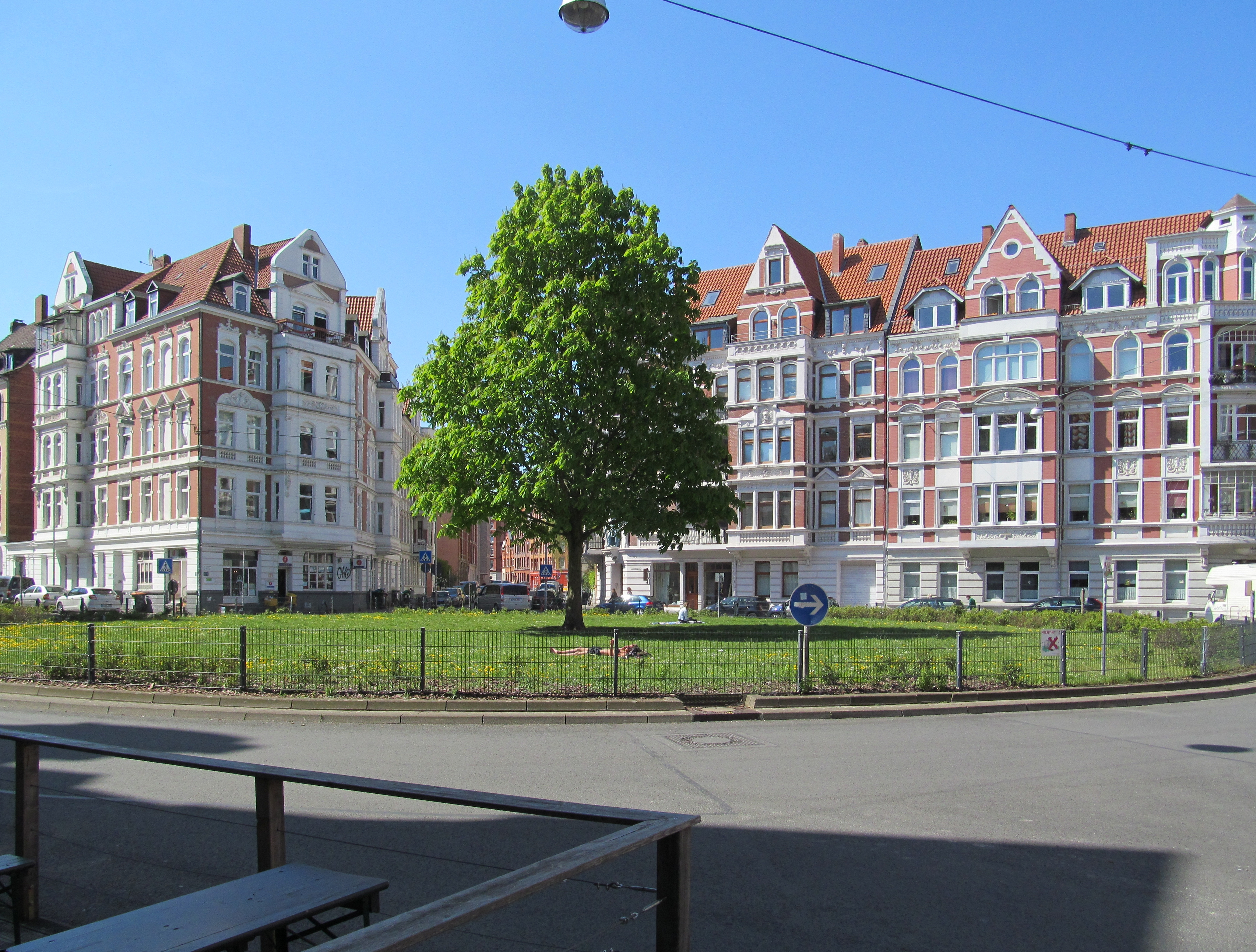
リヒテンベルク広場
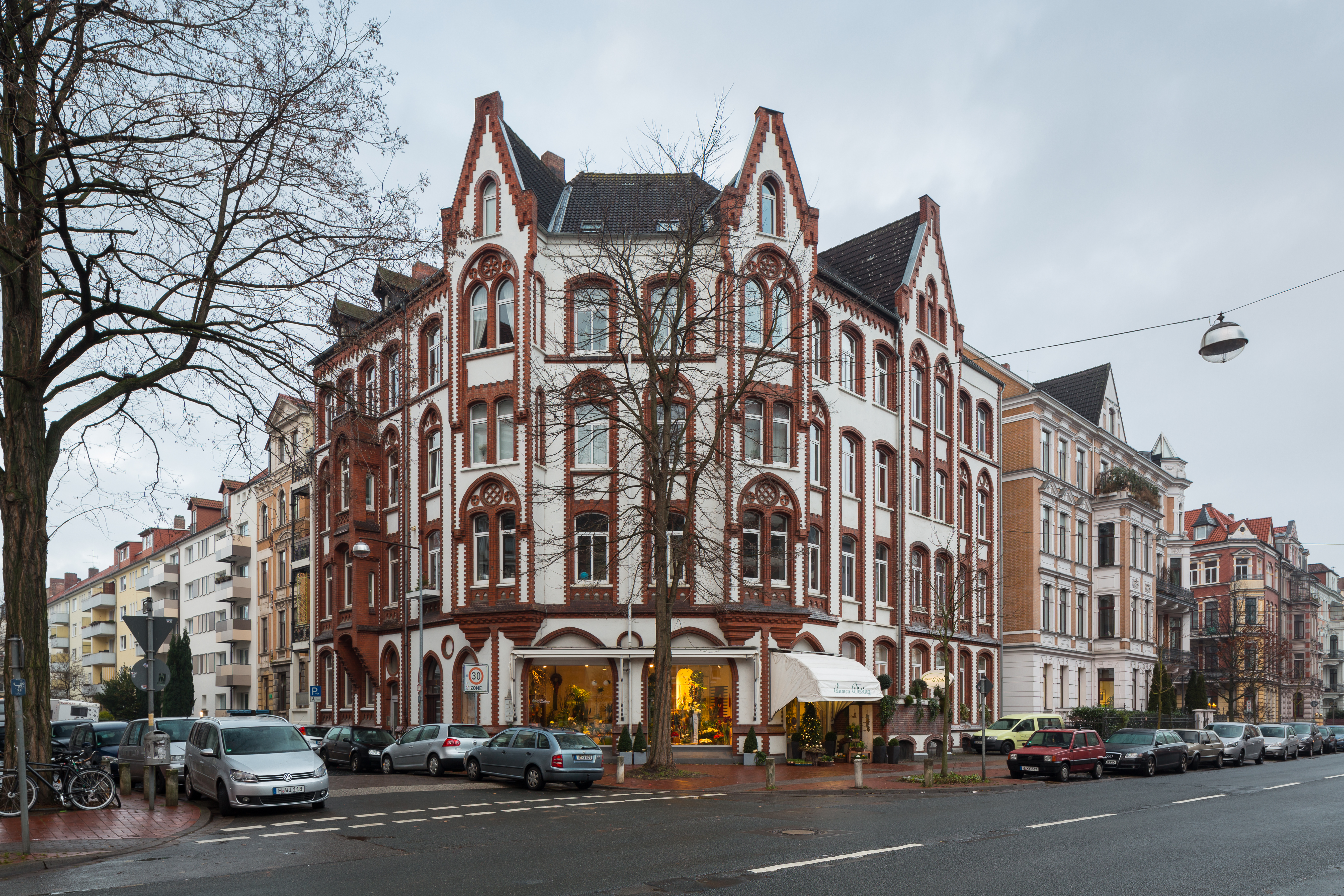
ベーデッカー通り
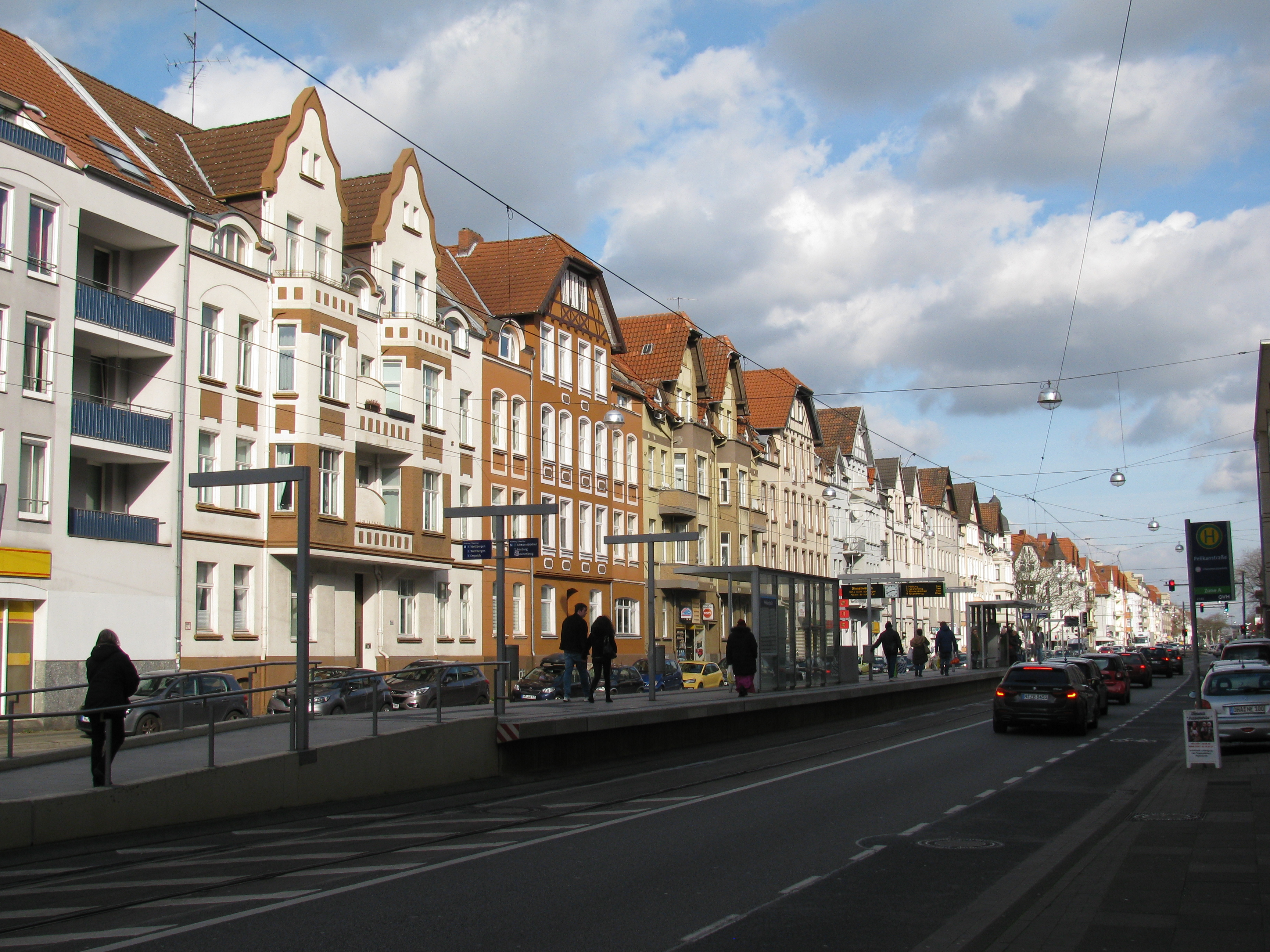
ポドビールスキ通り
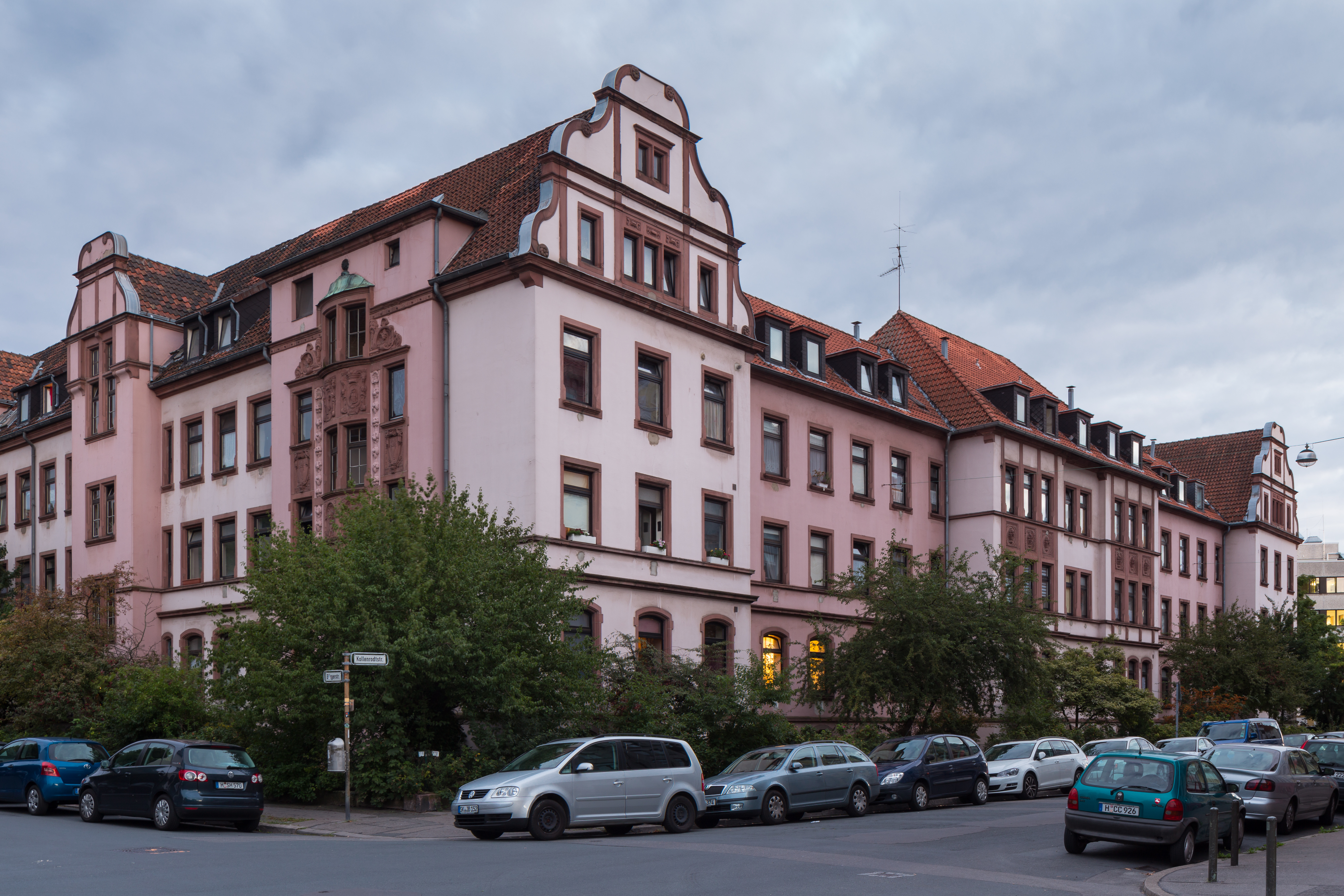
コレンロート通り
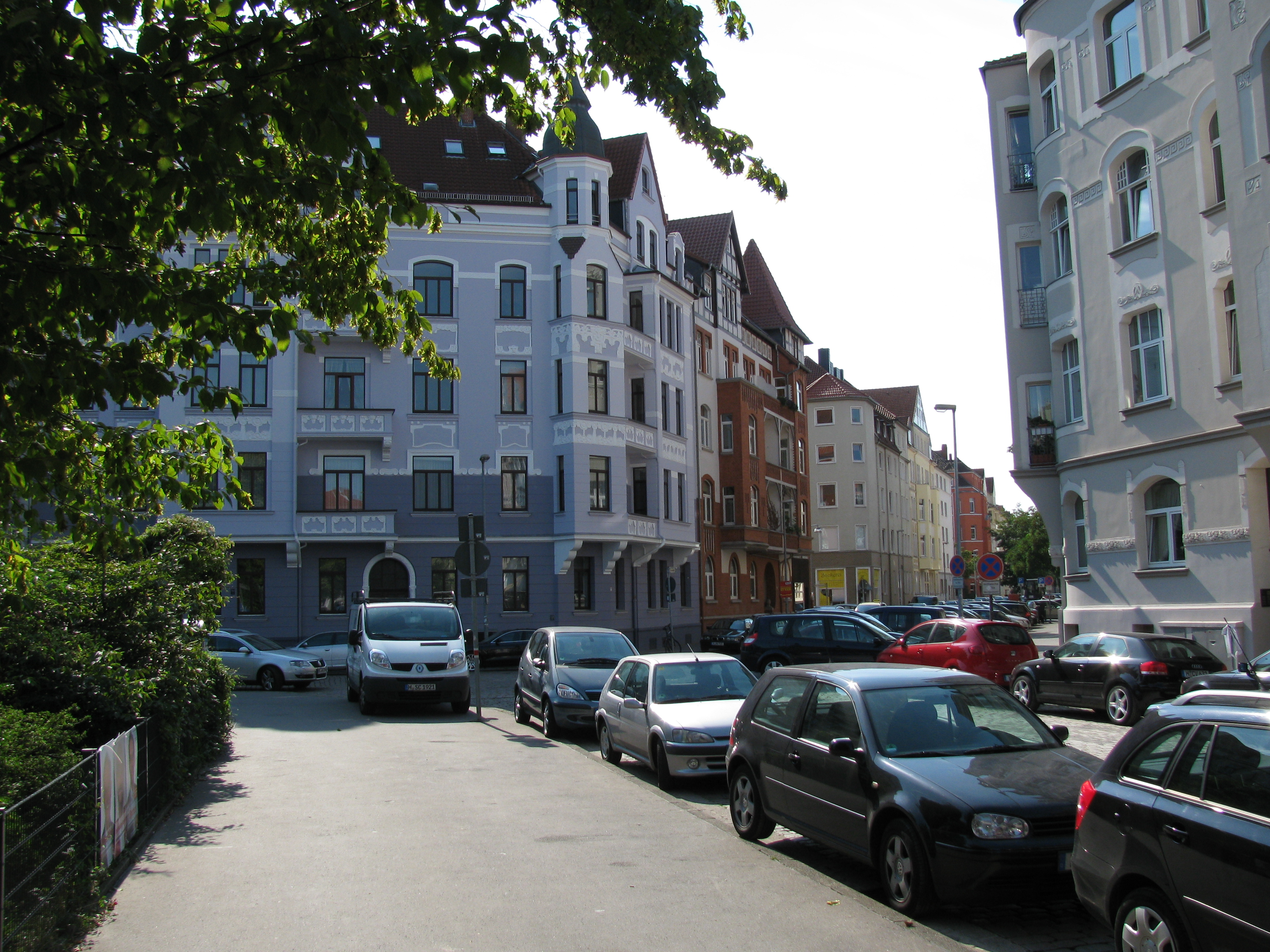
モルトケ広場
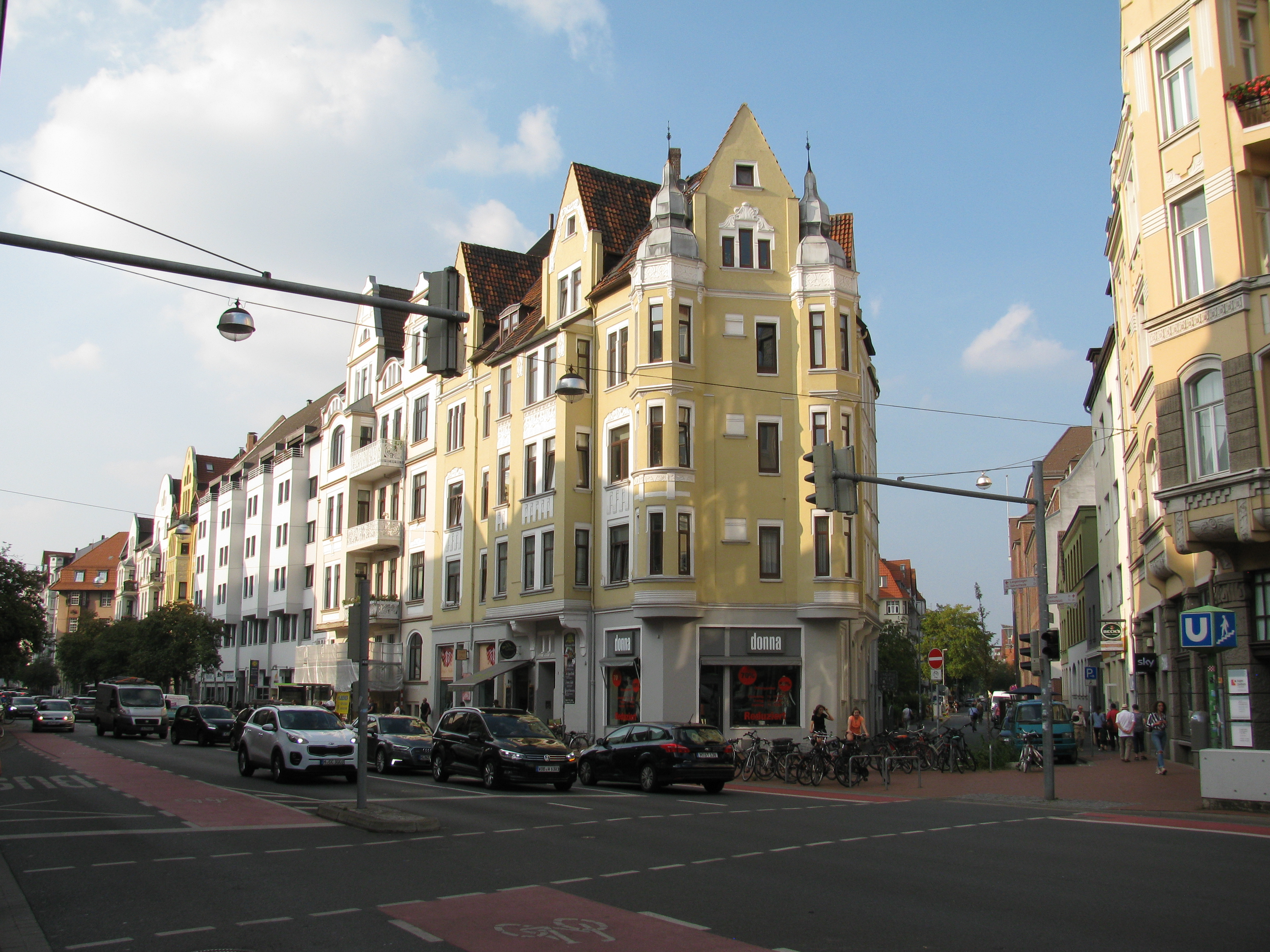
フェルディナント＝ヴァルブレヒト通り
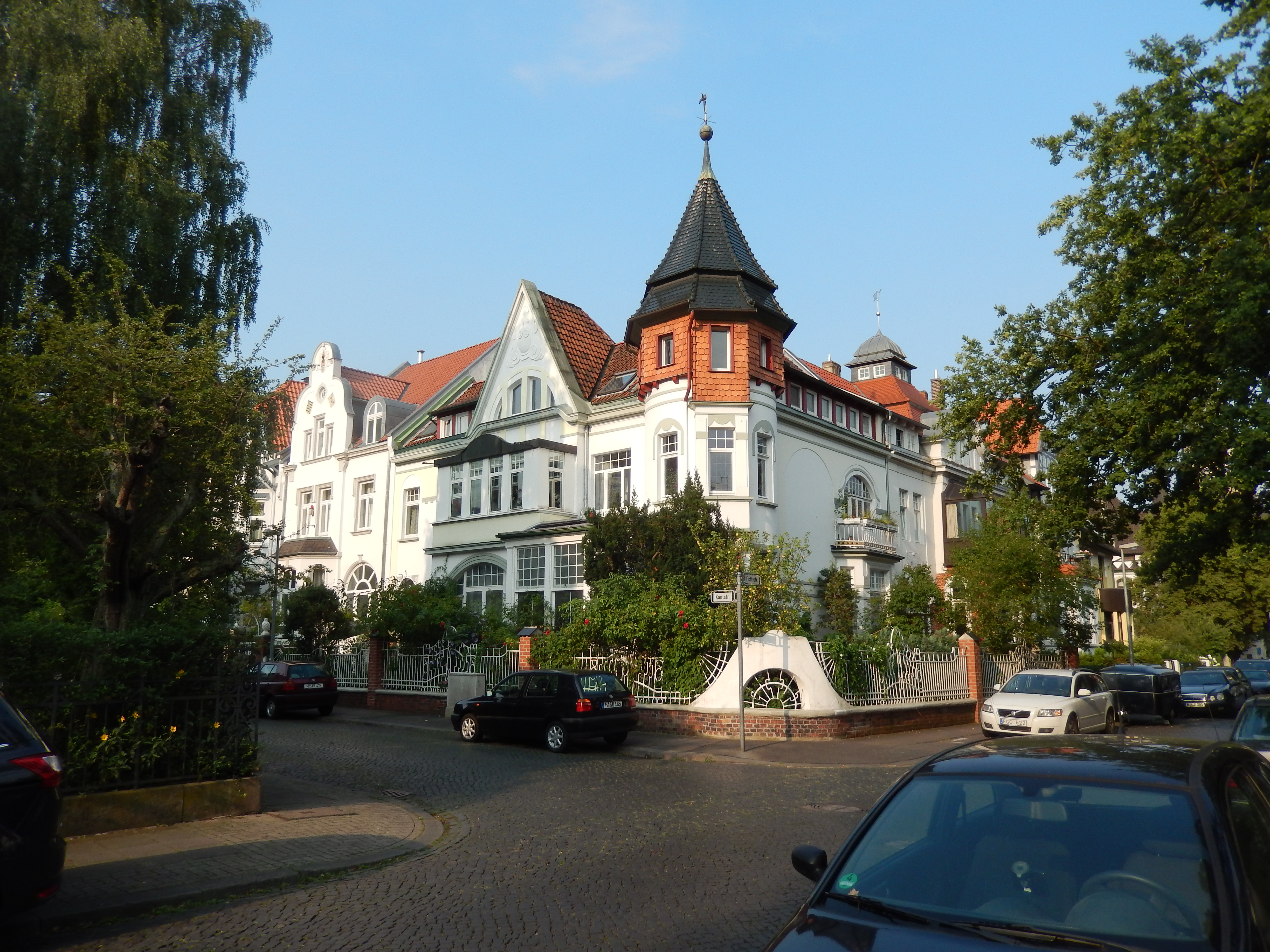
カント通りの家
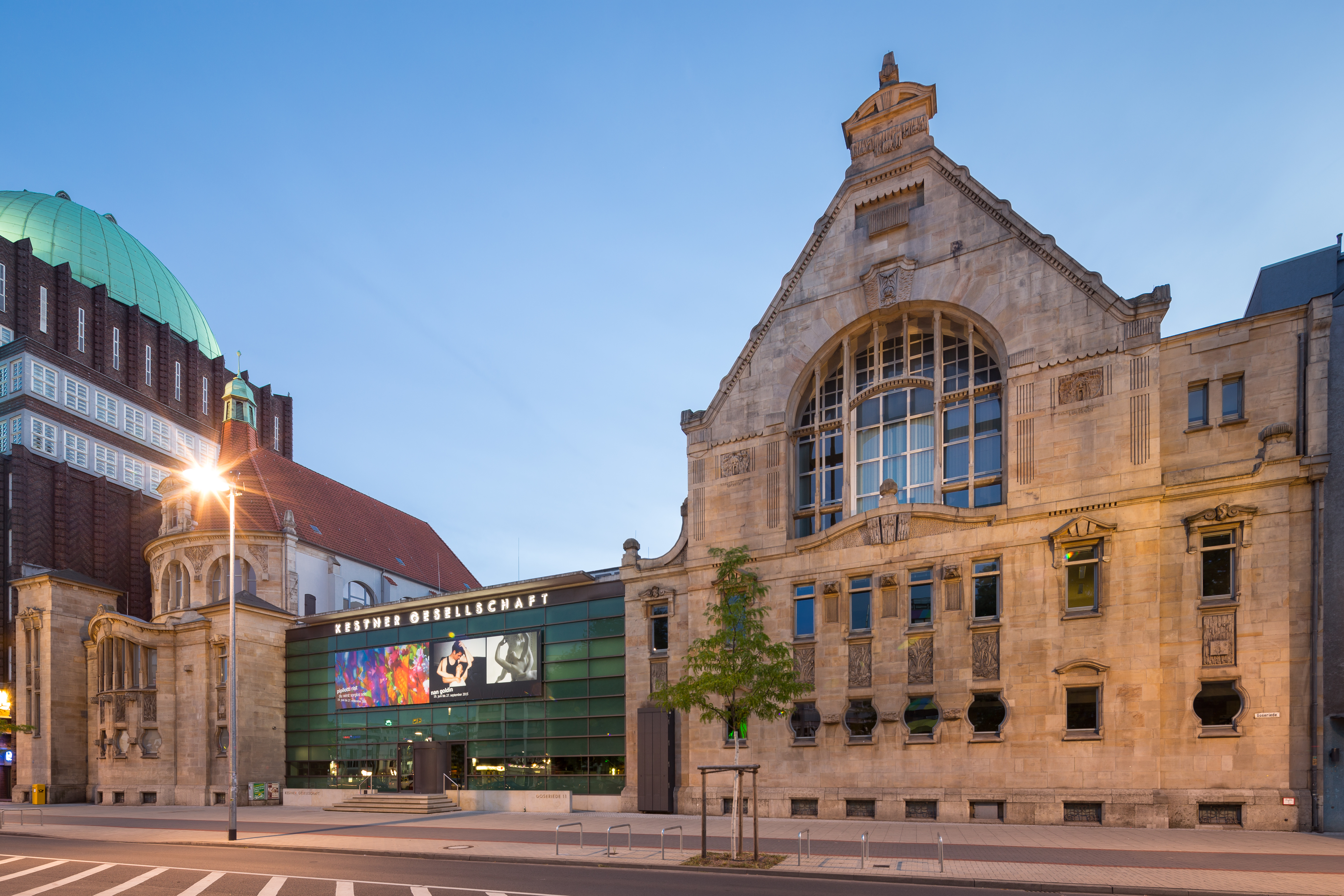
ゴーゼリーデバート

#### その他の歴史的建造物

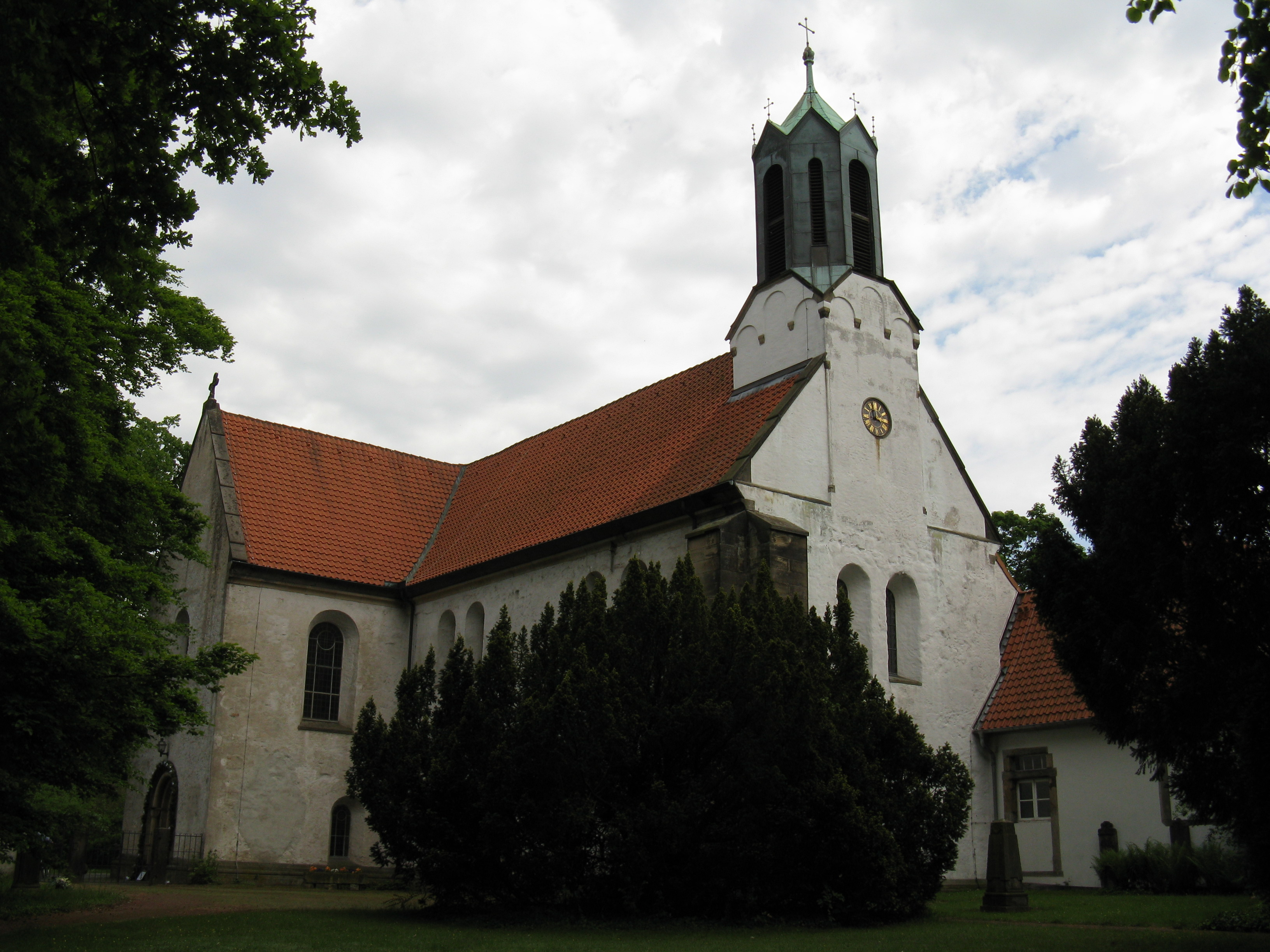
マリエンヴェーダー修道院教会

オペラハウスの近くに、ハノーファー証券取引所（チューダー様式の建築）、グローテ宮殿、ハンザ＝ハウス、ゲオルクス広場のドイツ銀行、ドイツ連邦銀行、ニーダーザクセン州財務省、その他多くの大規模で印象的な砂岩建築が立ち並ぶ金融街がある。この金融街の近くには、ハイマートシュッツ様式で建てられたエルンスト＝グローテ＝ハウスがある。
ルイ・レミー・ド・ラ・フォッセはハノーファーで、グローサー・ガルテン近くのパーゲンハウスや、グローサー・ガルテン内の園亭を建設した。フュルステンハウスは、ヴェルフ家当主の長男エルンスト・アウグスト侯子の主たる居館である。ハルデンベルクシェス・ハウスは、国際的にも著名な人物が住んだ邸宅である。ヘレンホイザー・キルヒヴェークの城址は19世紀末に造られた。エーデルホーフ・リックリンゲンは、ハノーファーで唯一ほぼ完全な形で保存されている貴族の屋敷である。建築管理局のヴァッペンポータル（直訳: 紋章のある玄関）は、元々1738年に建設され、第二次世界大戦で破壊された Garde du Corps の兵舎にあったものである。リンデナー・ベルクには1740年代に建てられたキューヘンガルテン＝パビリオンとノイエス・ハウスのアーケードの遺構がある。ノイエス・ハウスは音楽・演劇・メディア大学の前に位置している。
クッペルザール（ドーム状のホール）を持つ新古典主義様式の市立ホールは1914年に開館した。ゴーゼリーデには、古い建築を再生した例であるティートホーフがある。
ハノーファーには歴史的な風車が3基ある。ヘルマン＝レンス公園に1701年製のボック風車がある。残りの2基は19世紀に建設されたオランダ式風車で、1868年建造のブーフホルツァー風車と1854年建造のアンデルター風車である。

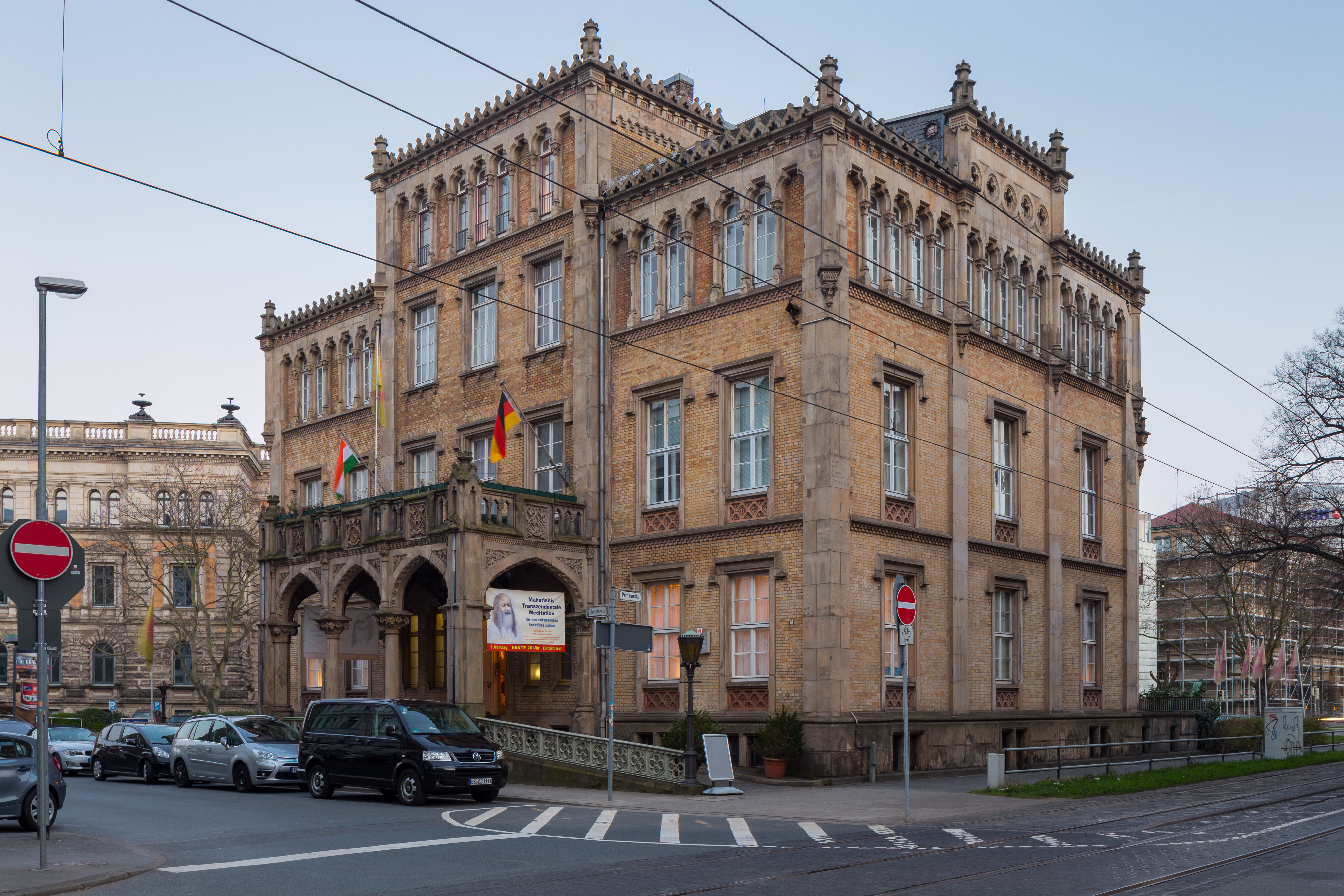
グローテ宮殿
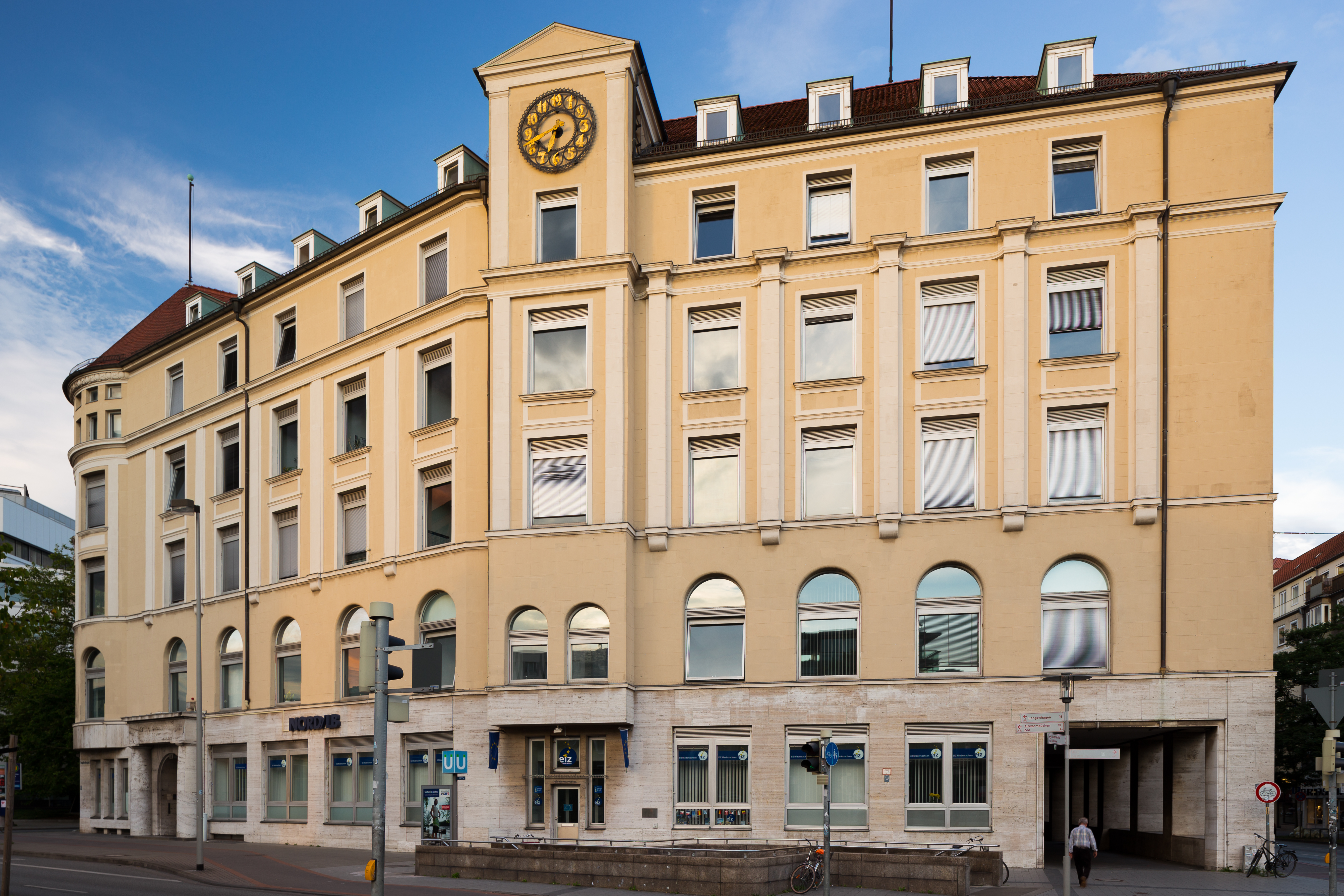
ハンザ＝ハウス
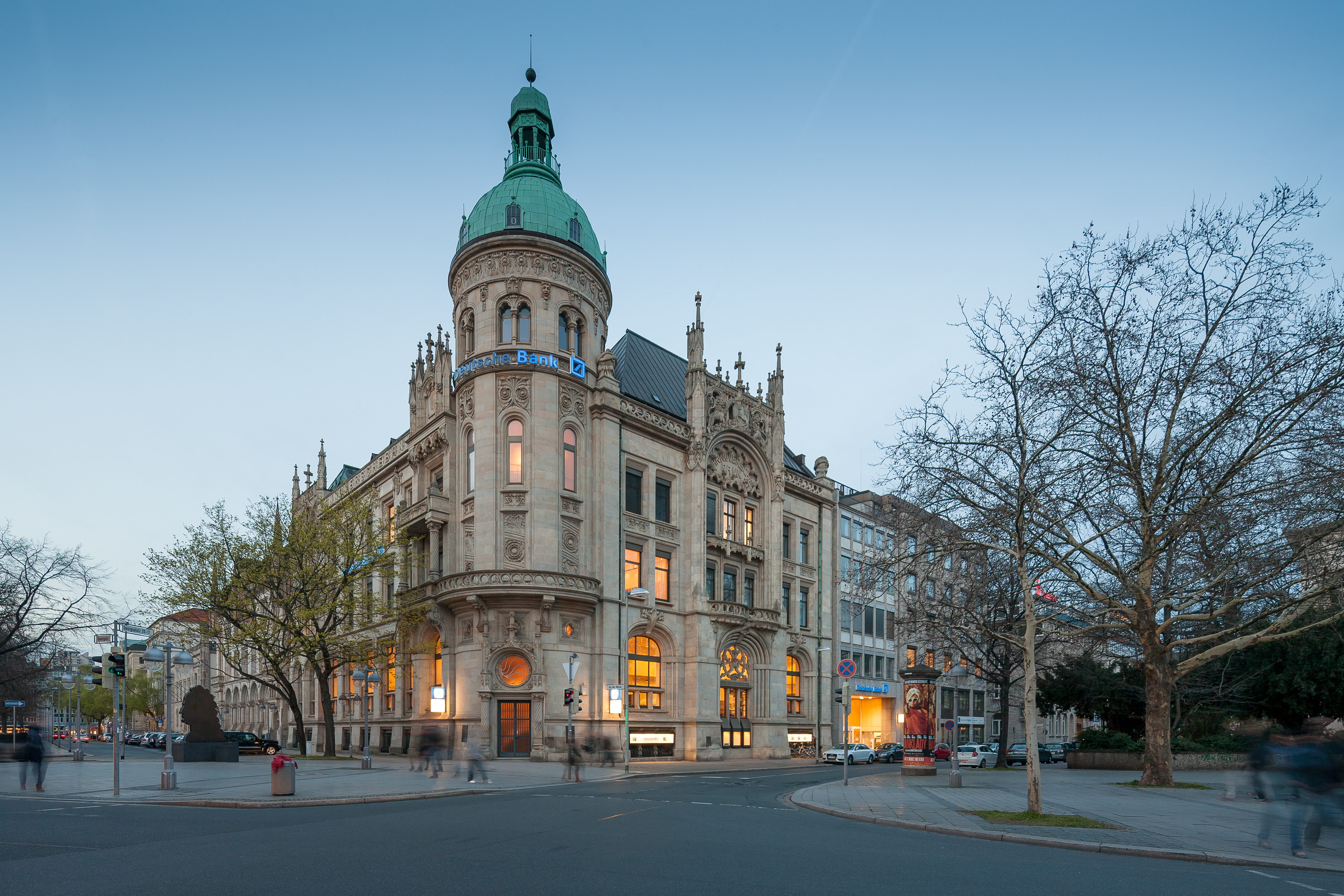
ゲオルクス広場のドイツ銀行
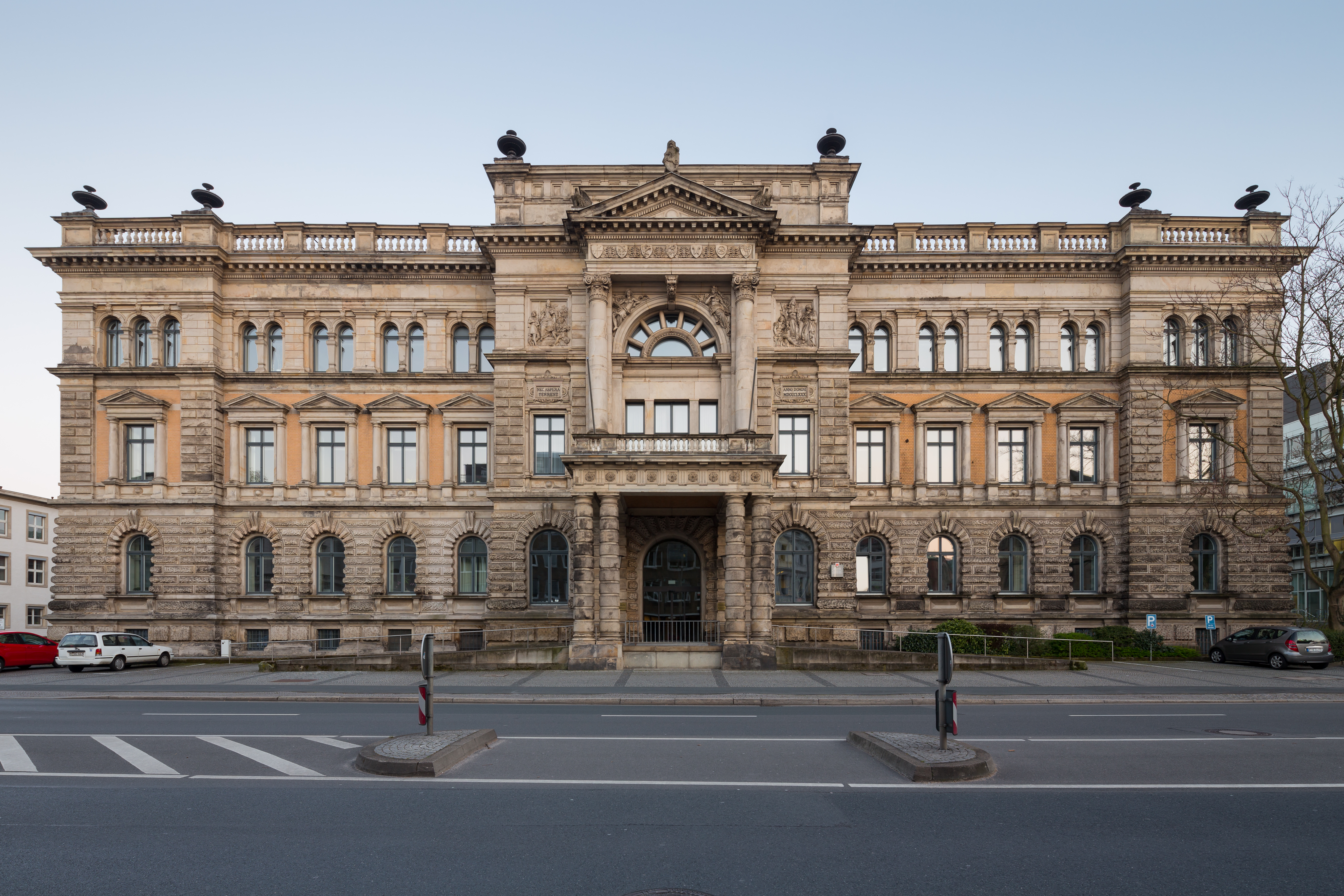
ニーダーザクセン州財務省
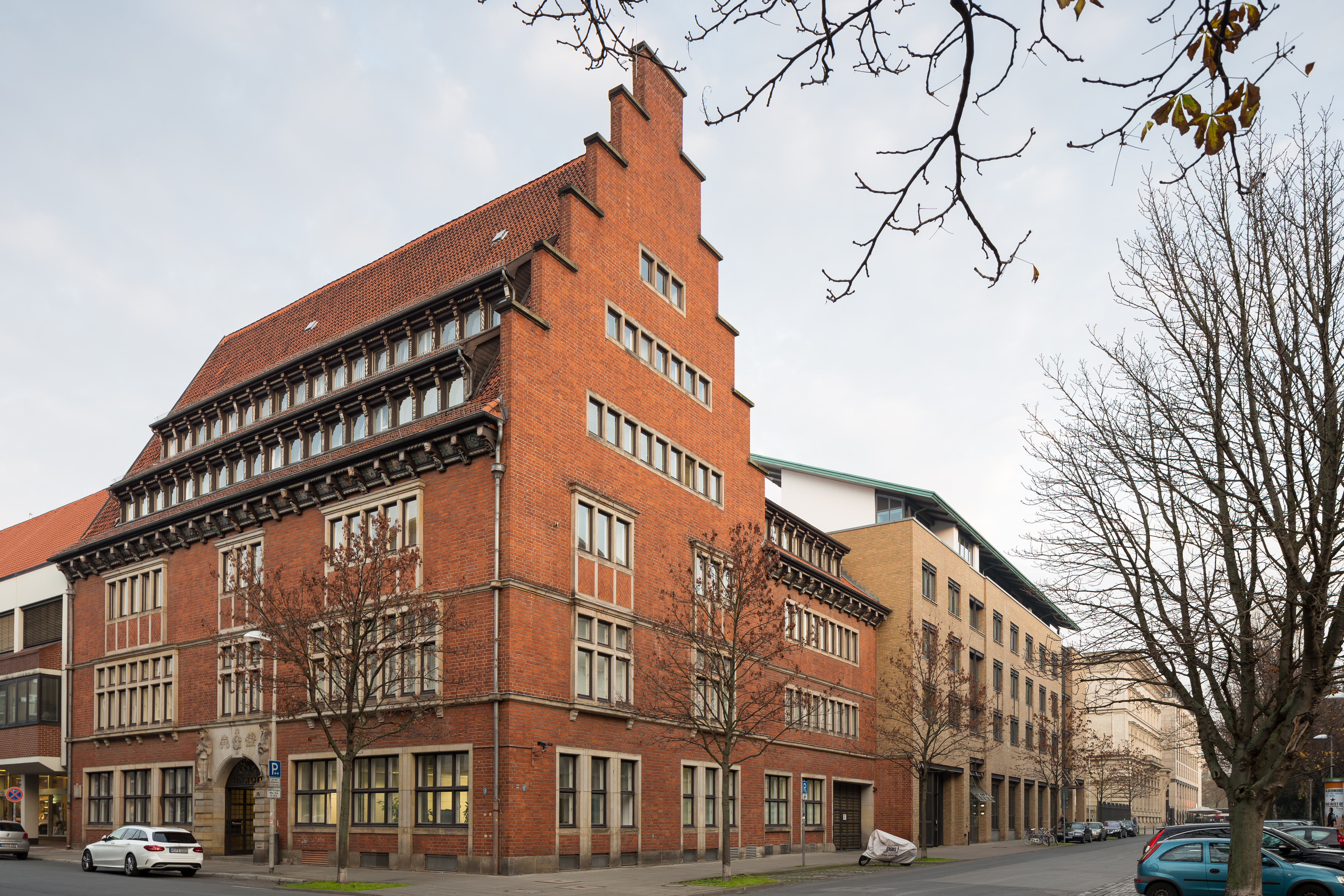
エルンスト＝グローテ＝ハウス
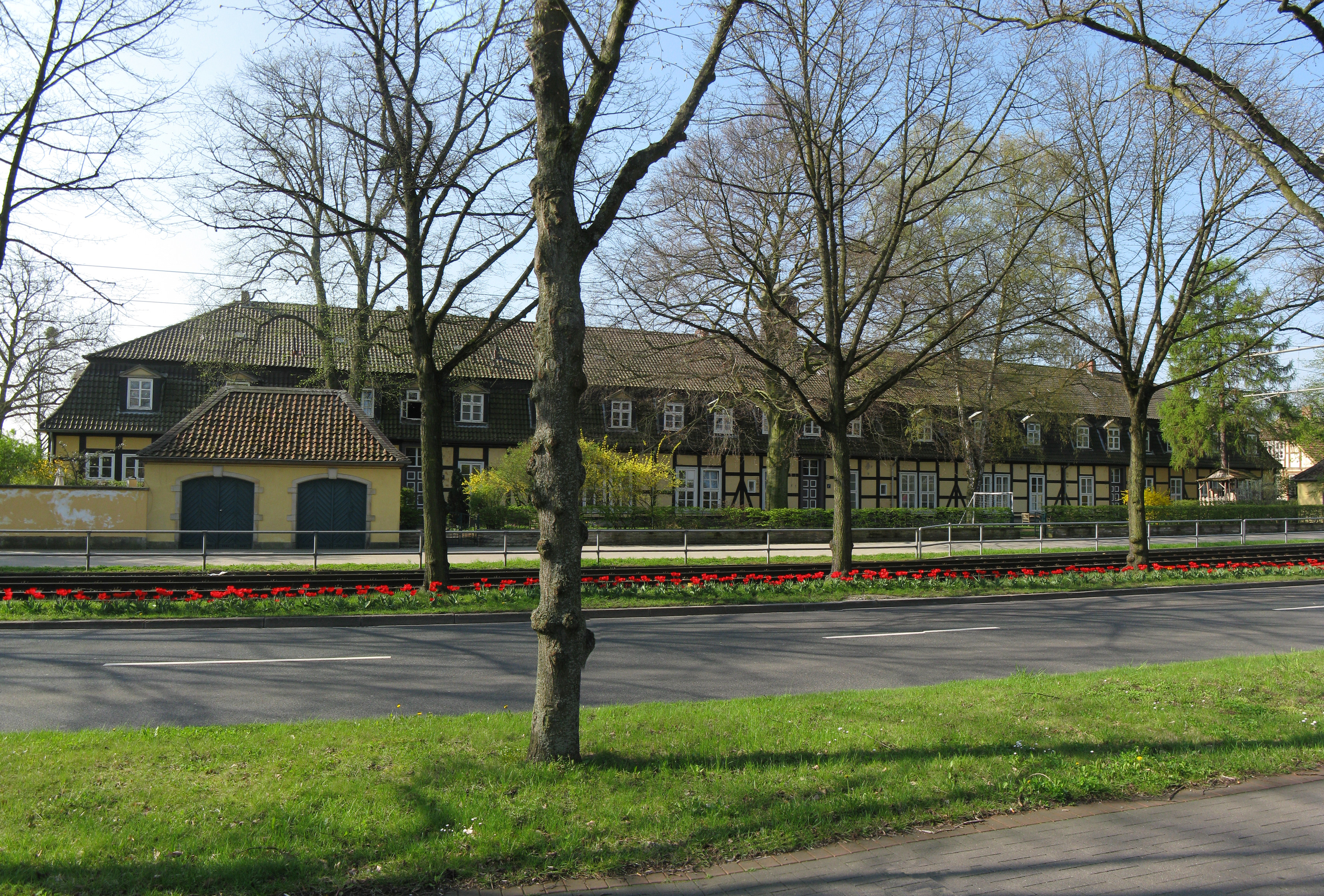
パーゲンハウス
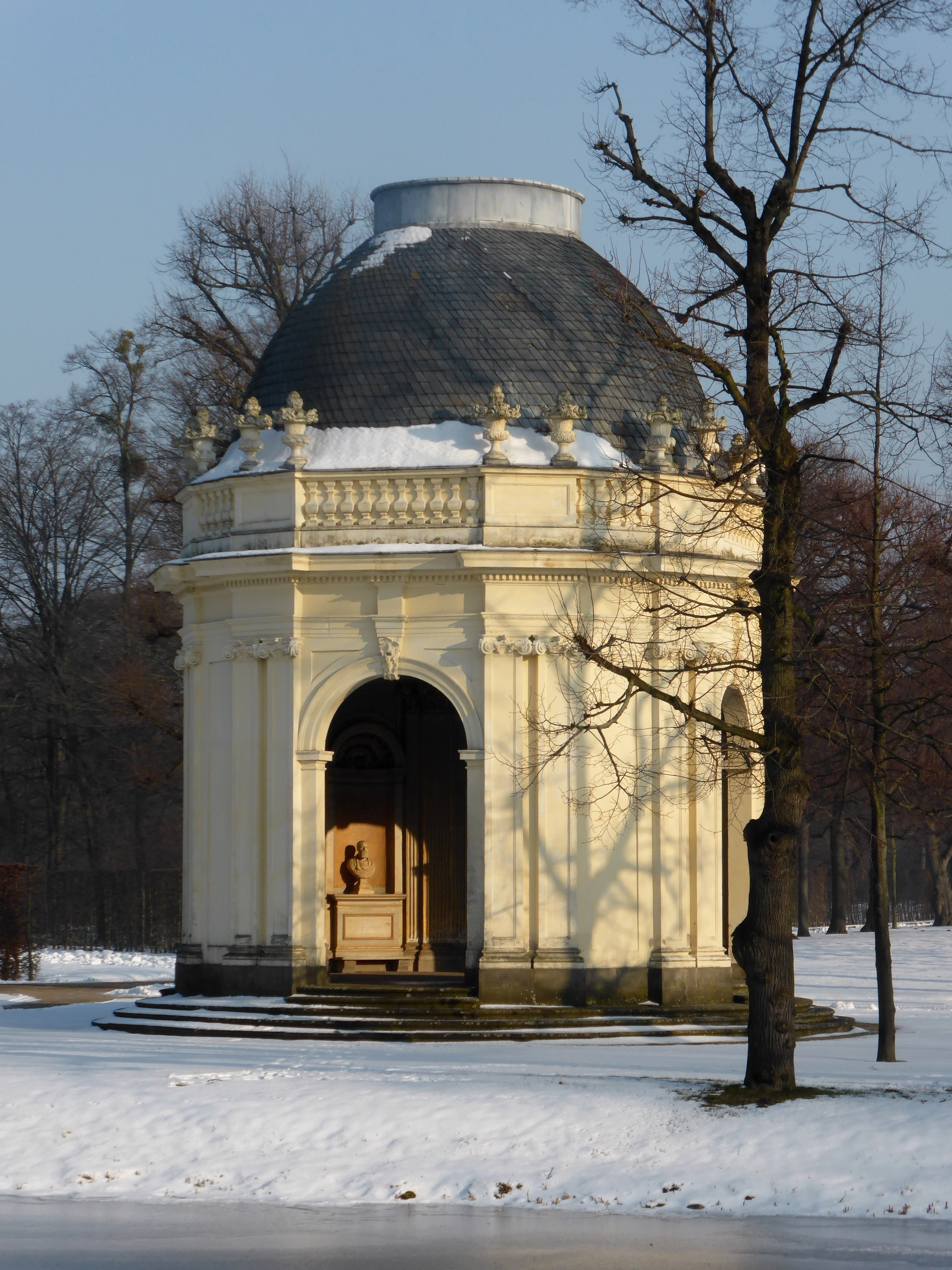
グローせ・ガルテンの園亭
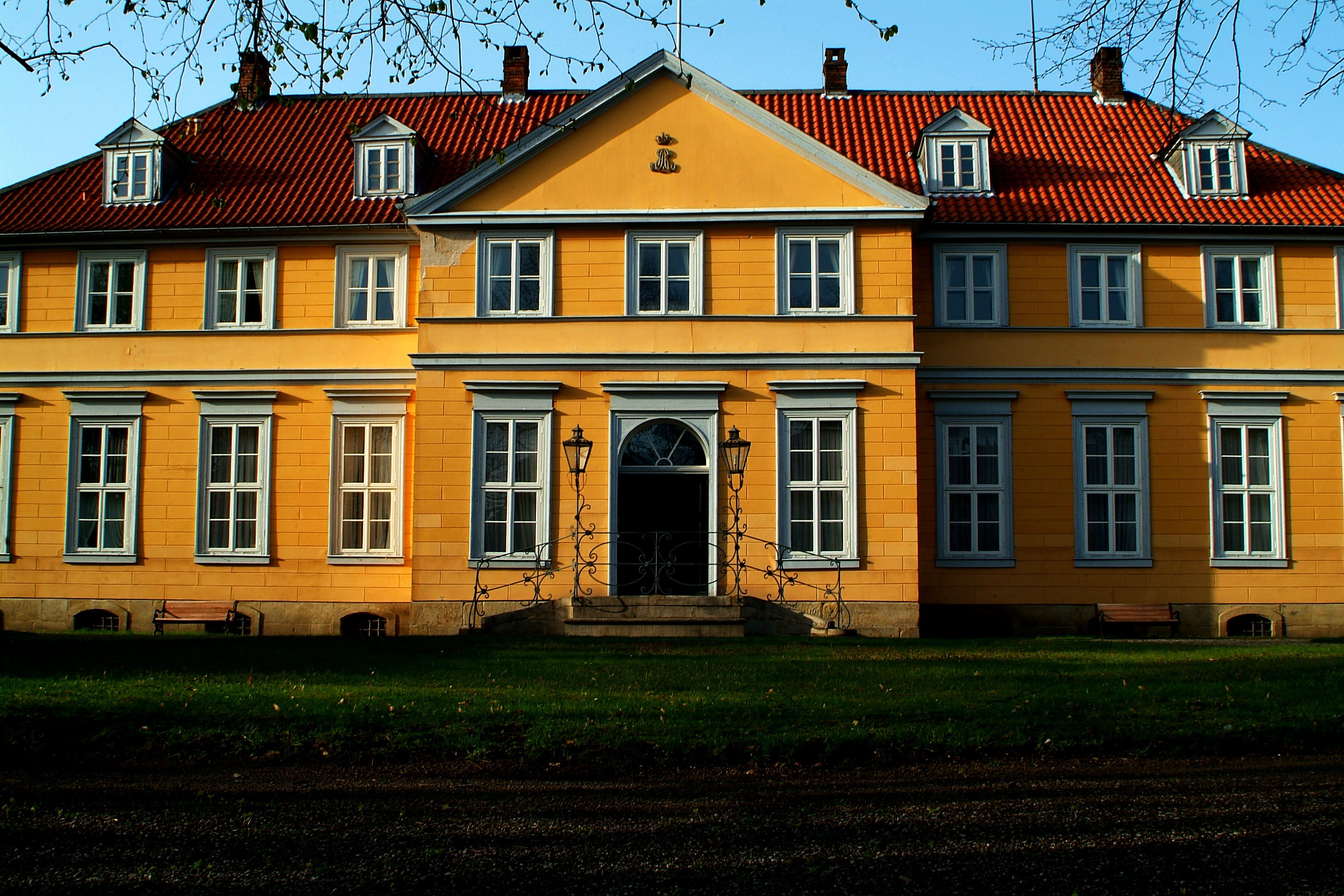
フュルステンハウス
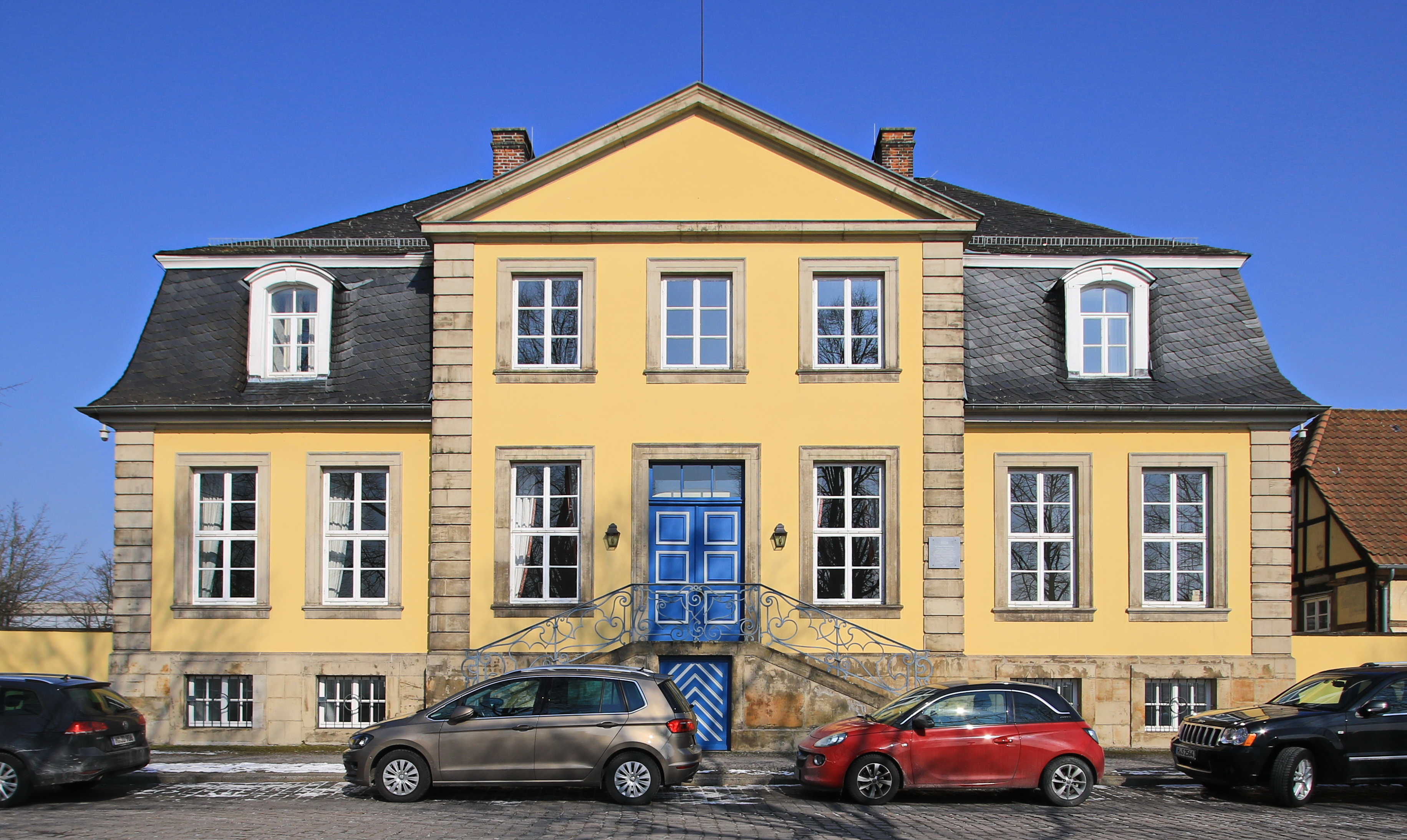
ハルデンベルクシェス・ハウス
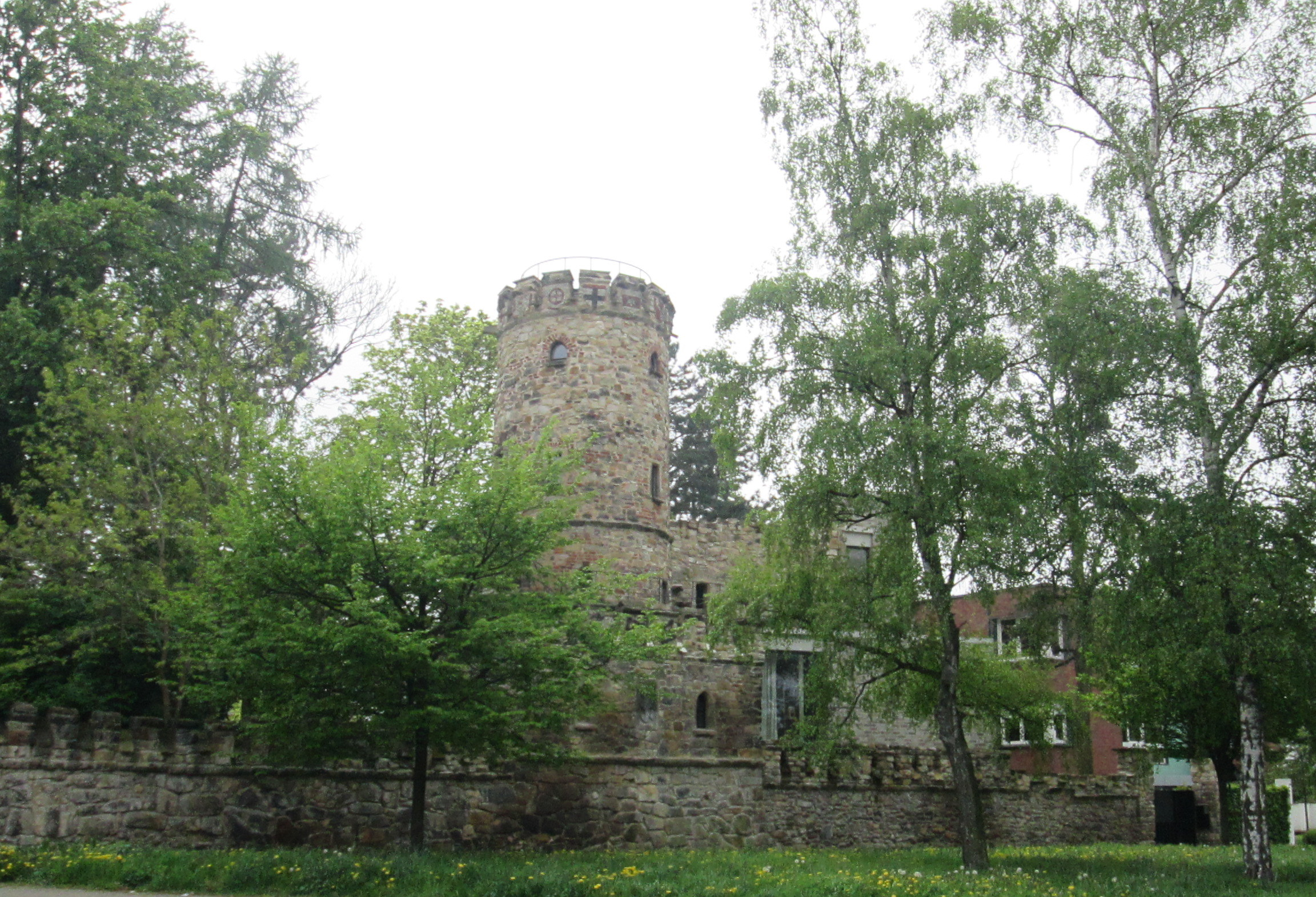
ヘレンホイザー・キルヒヴェークの城址
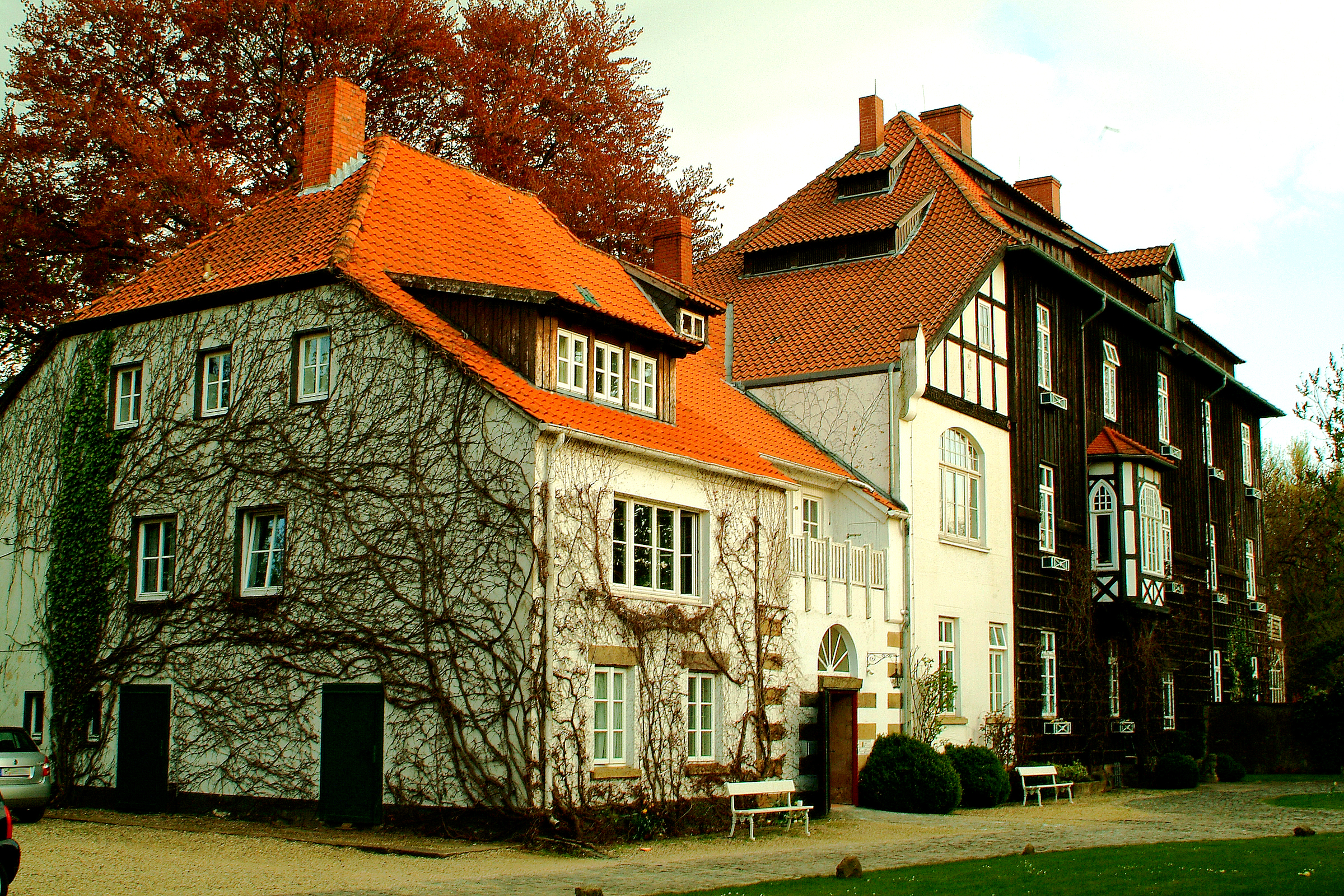
エーデルホーフ・リックリンゲン
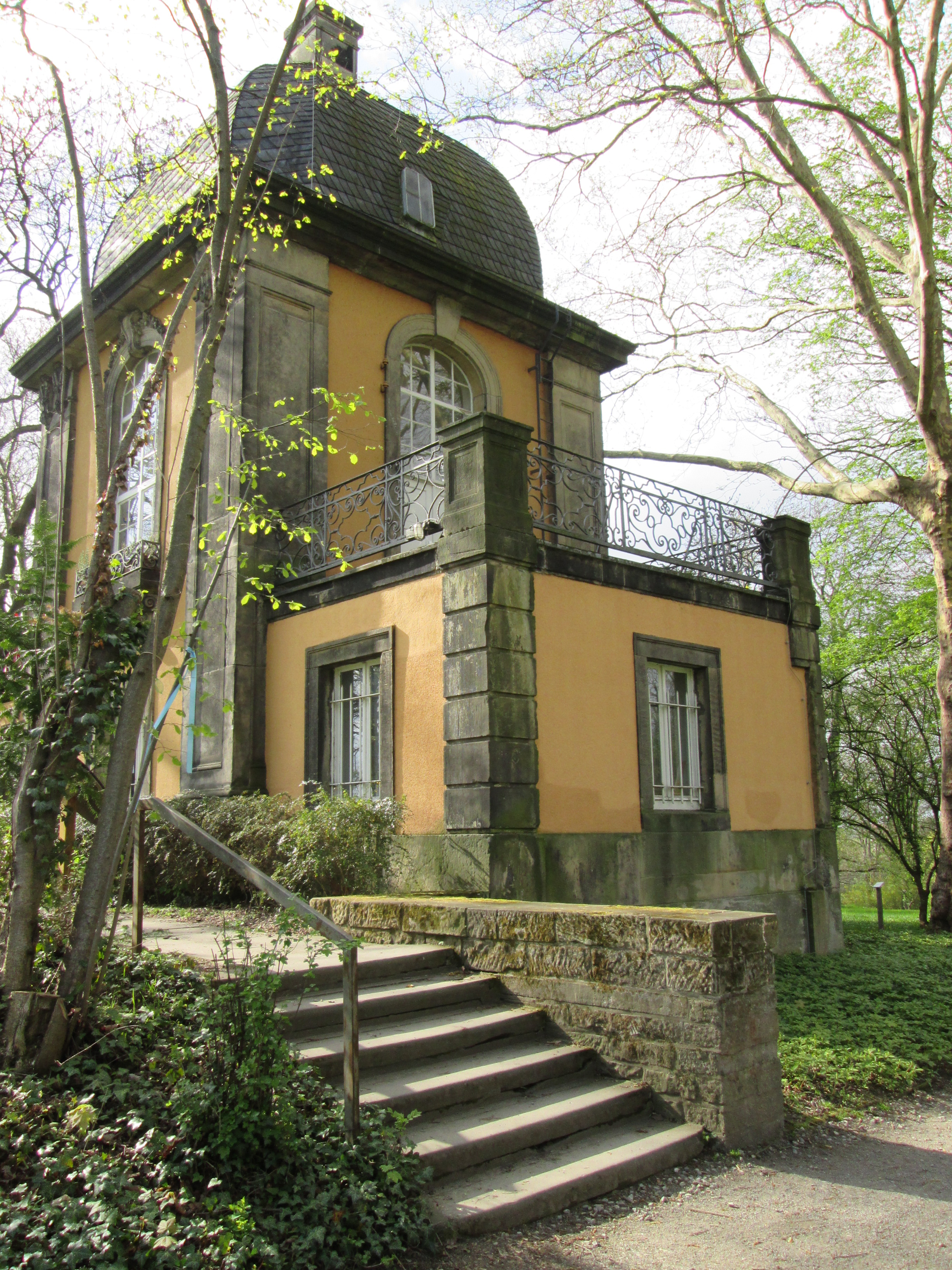
キューヘンガルテン＝パヴィリオン
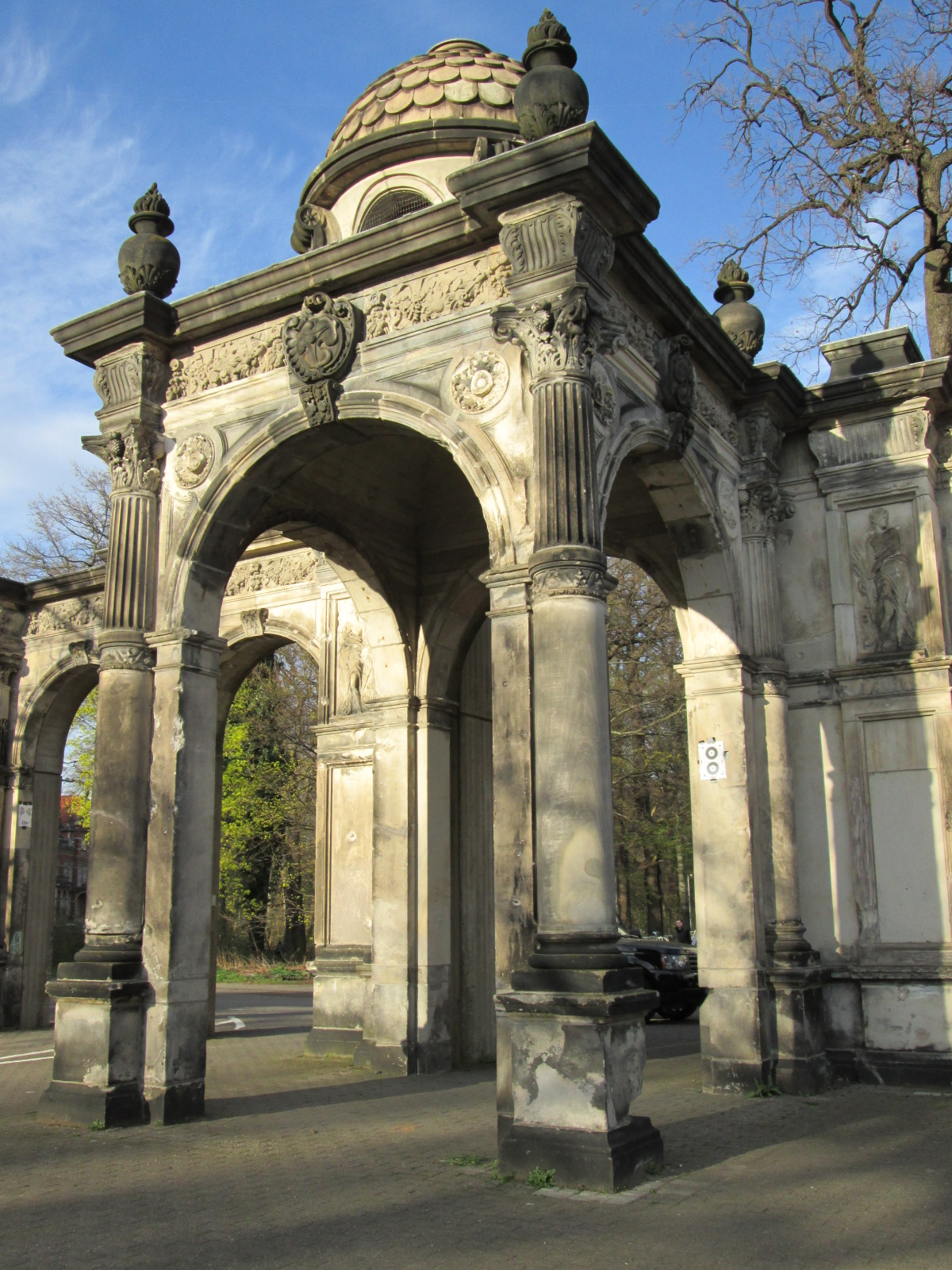
ノイエス・ハウスのアーケードの遺構
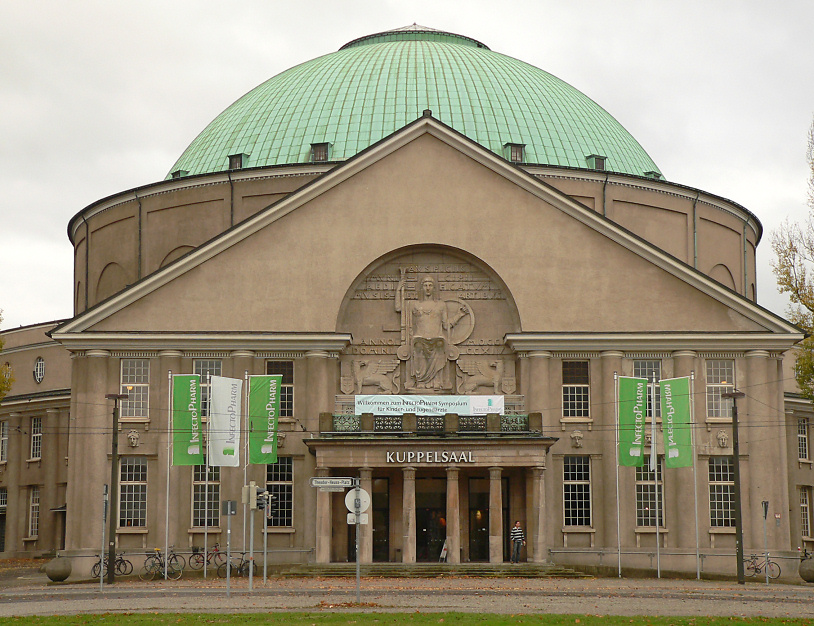
ハノーファー市立ホールのクッペルザール
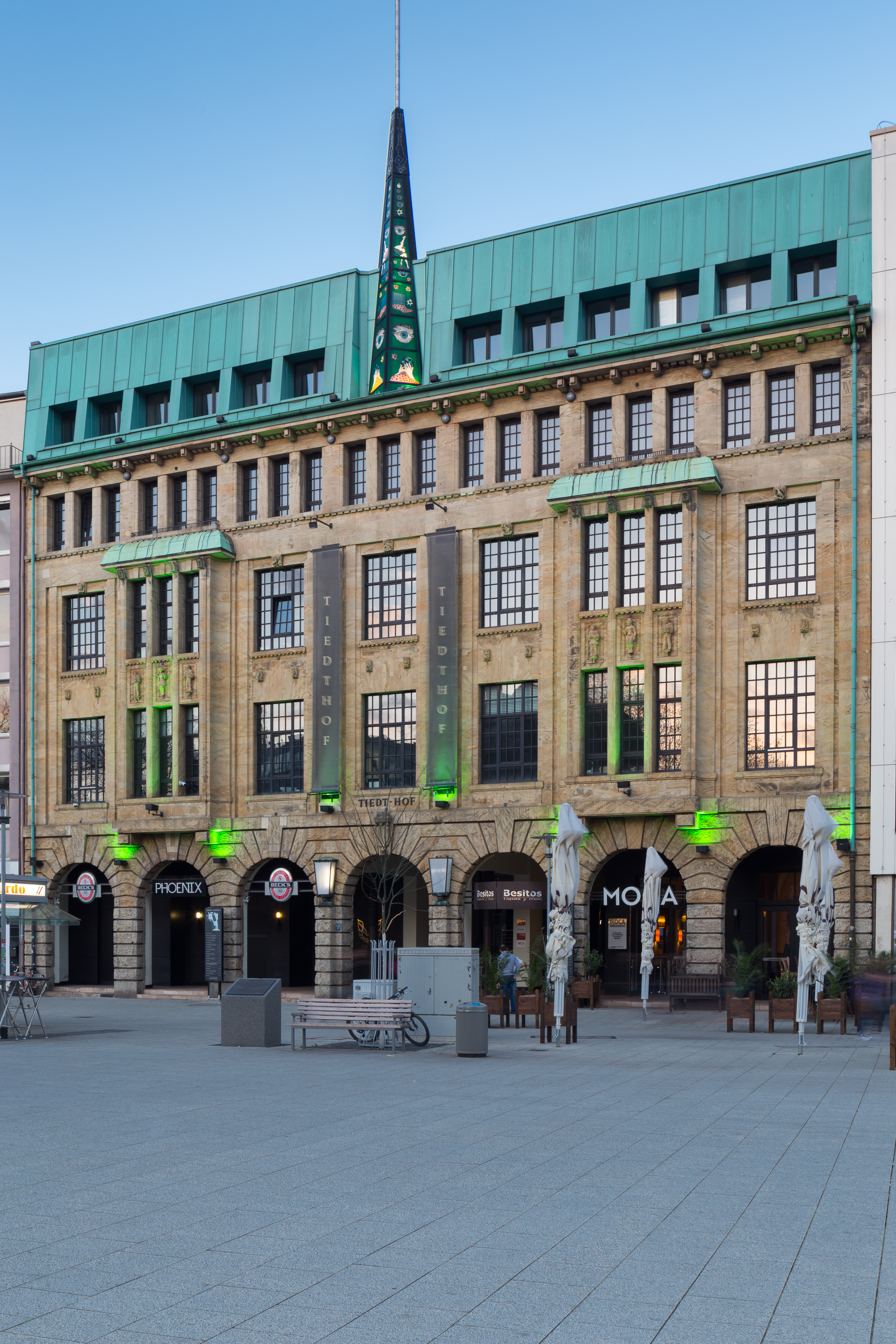
ティートホーフ
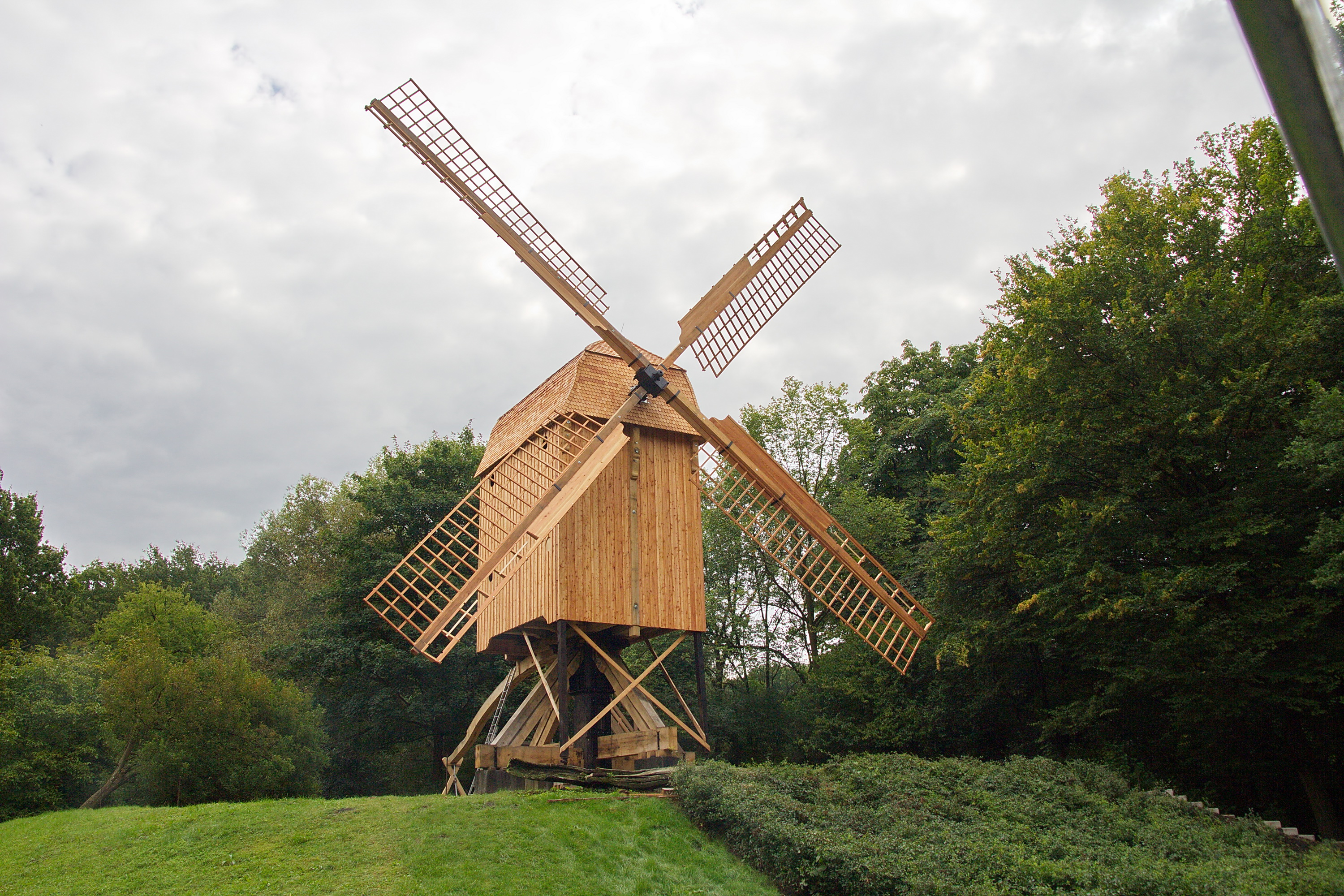
ヘルマン＝レンス公園のボック風車
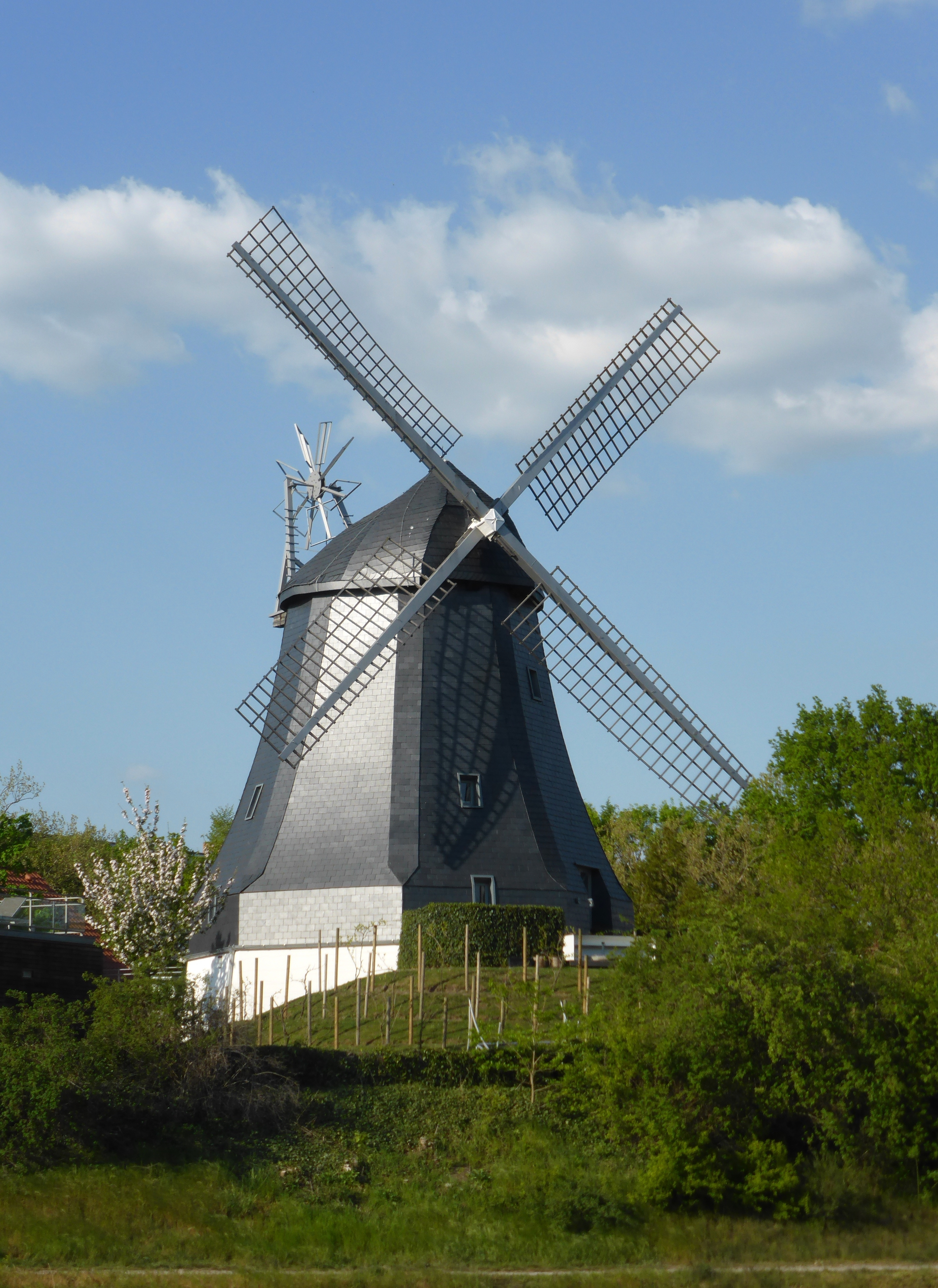
ブーフホルツァー風車
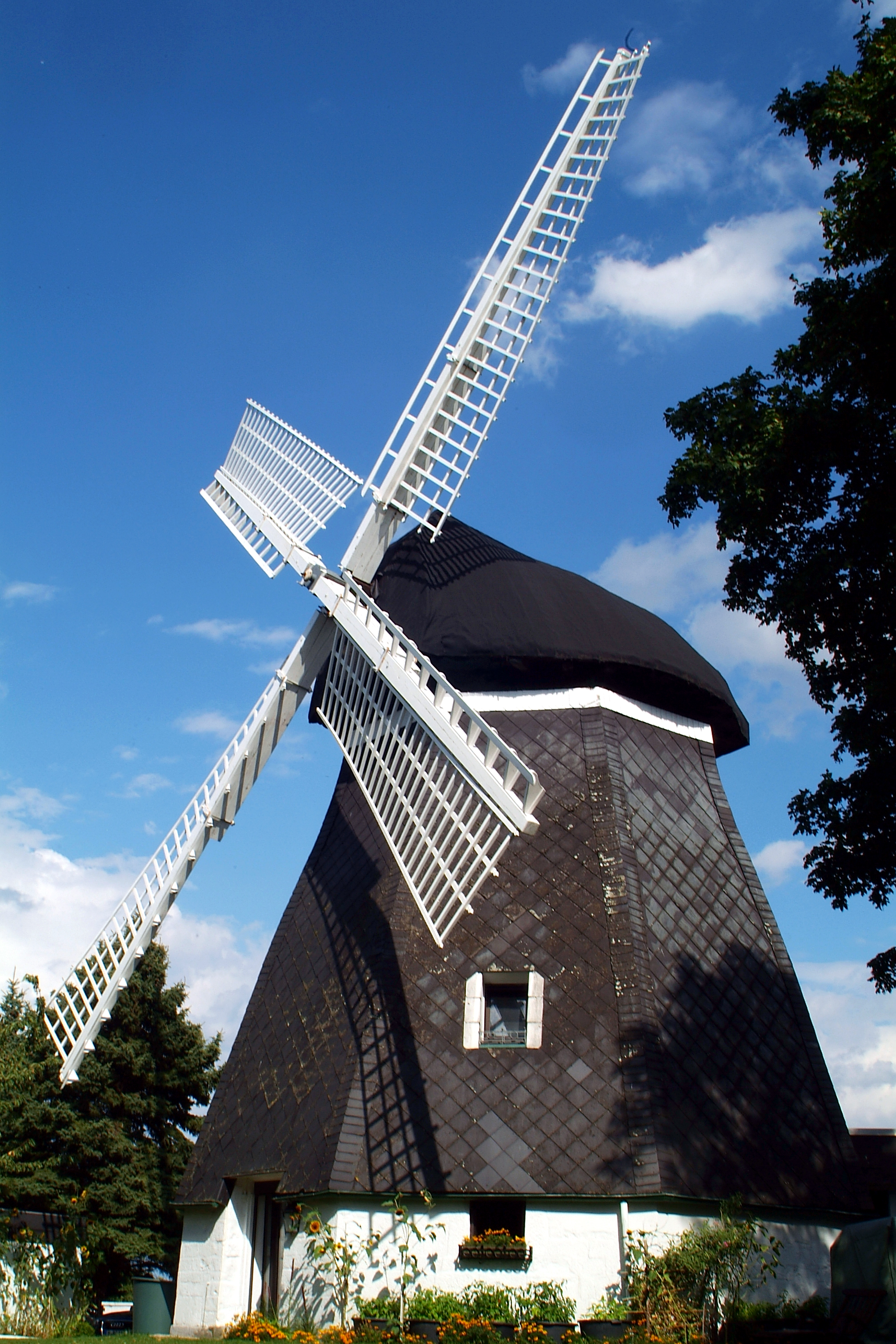
アンデルター風車

#### 宗教建築

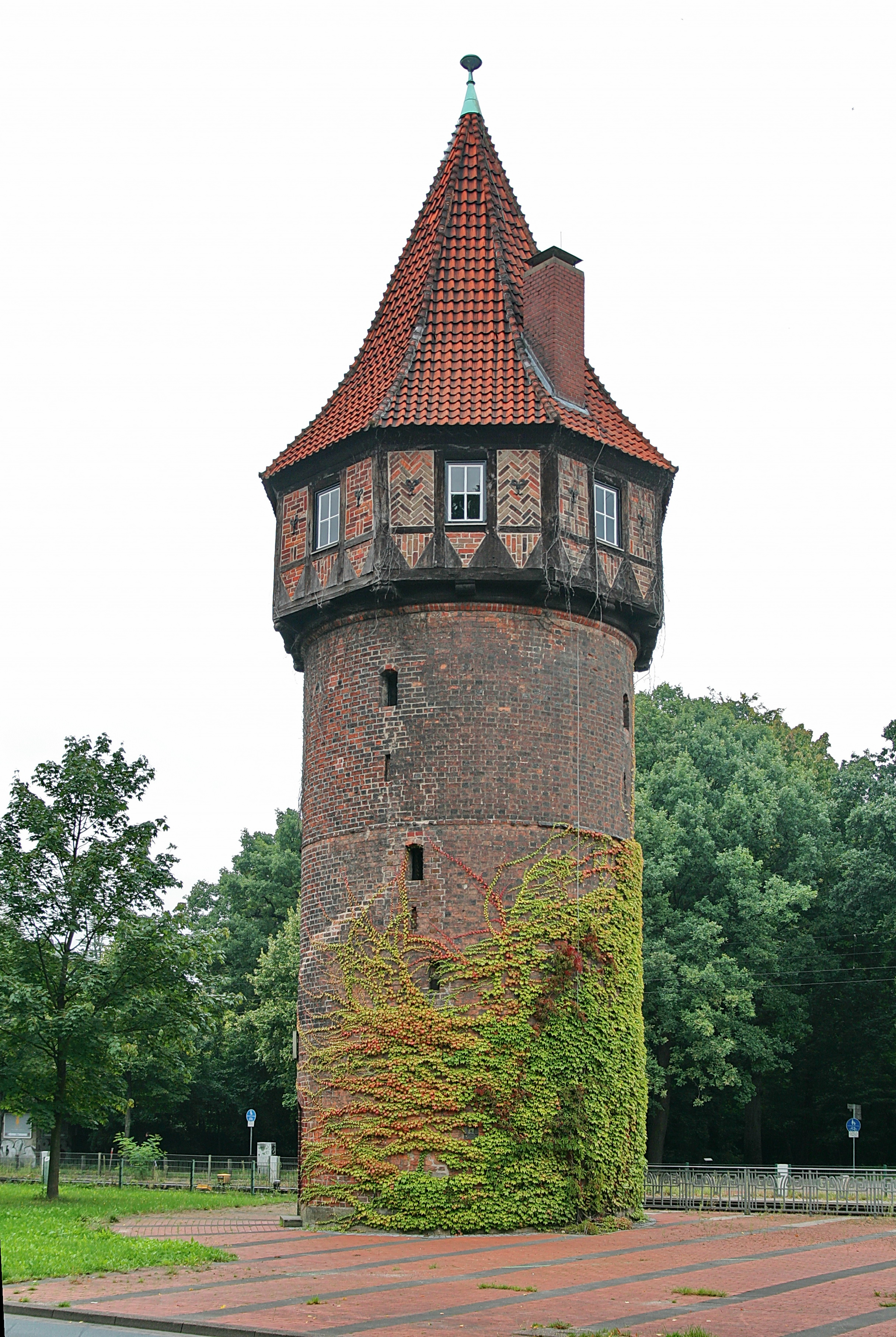
デーレナー塔

旧市街およびカレンベルガー・ノイシュタットの教会以外にも市内には数多くの新旧の教会がある。ハノーファーに現存する最も古い教会はマリエンヴェルダー修道院の教会で、1200年頃にロマネスク様式三廊式の教会として建設された。ネオゴシック様式の教会には、マリエン通りの聖マリエン庭園教会、ノルトシュタットのルーテル教会、リンデン＝ジュートの救世主教会がある、クリストゥス教会はゲオルク5世の宮廷教会として建設された。ツォー地区の聖エリザベート教会は特に豪華な内装を有している。エギディエン教会とニコライ礼拝堂は第二次世界大戦後破壊された姿で遺されており、悔恨の場として用いられている。ヘッケル通りのシナゴーグは第二次世界大戦後にハノーファーで新築された最初のシナゴーグであった。ヨーロッパ最大のパゴダが、メッセ会場の近くにあるパゴダ Viên Giác である。Sri Muthumariamman寺院は、北ドイツ最大級のヒンズー教寺院の1つである。Kirche der Verbrennung der Reliquien des Hl. Sava（直訳: 聖サワの聖遺物の火葬教会）はセルビア正教の教会である。Hl. drei Hierarchen 教会はギリシア正教の教会である。
ムスリム系住民の増加に伴い、ハノーファーにはいくつかの異なる宗派のモスク組織が創設された。彼らは様々なモスクを拠点としており、例えばその1つが Ahmadiyya Muslim Jamaat の Sami-モスクである。

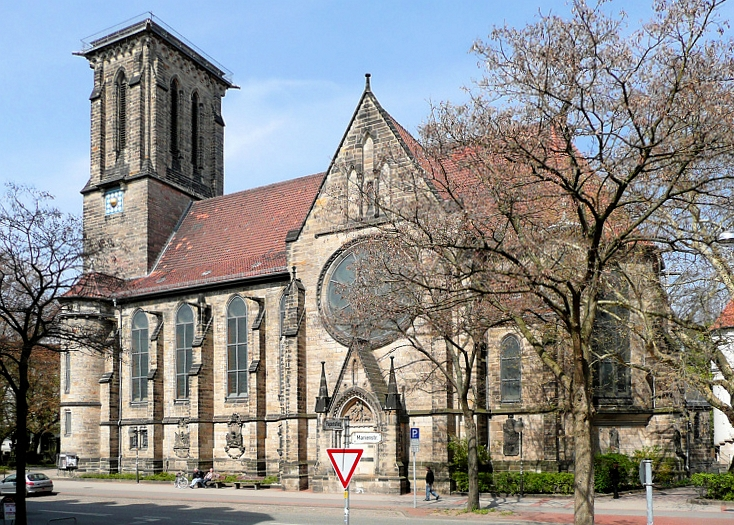
聖マリエン庭園教会
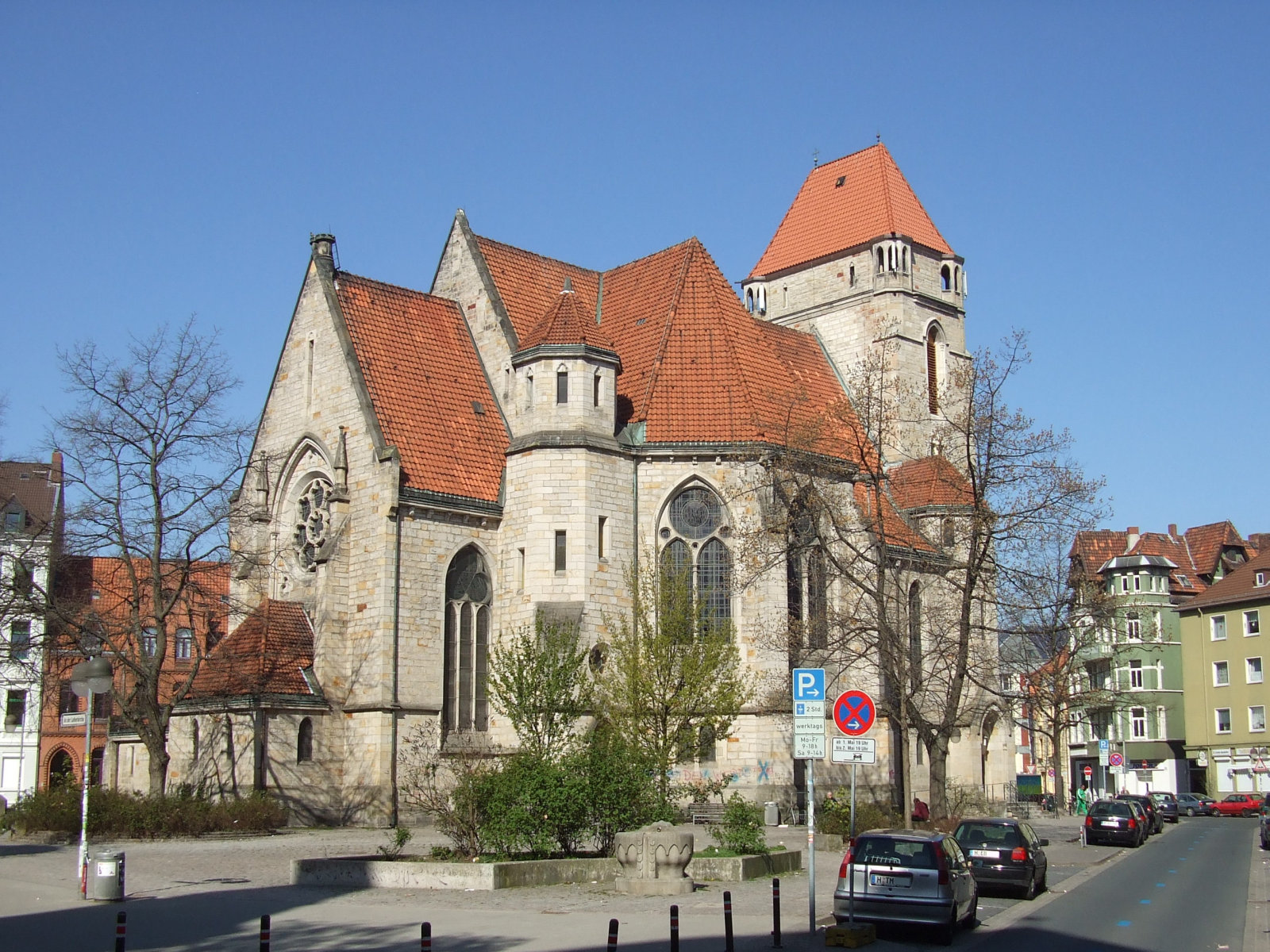
ルーテル教会
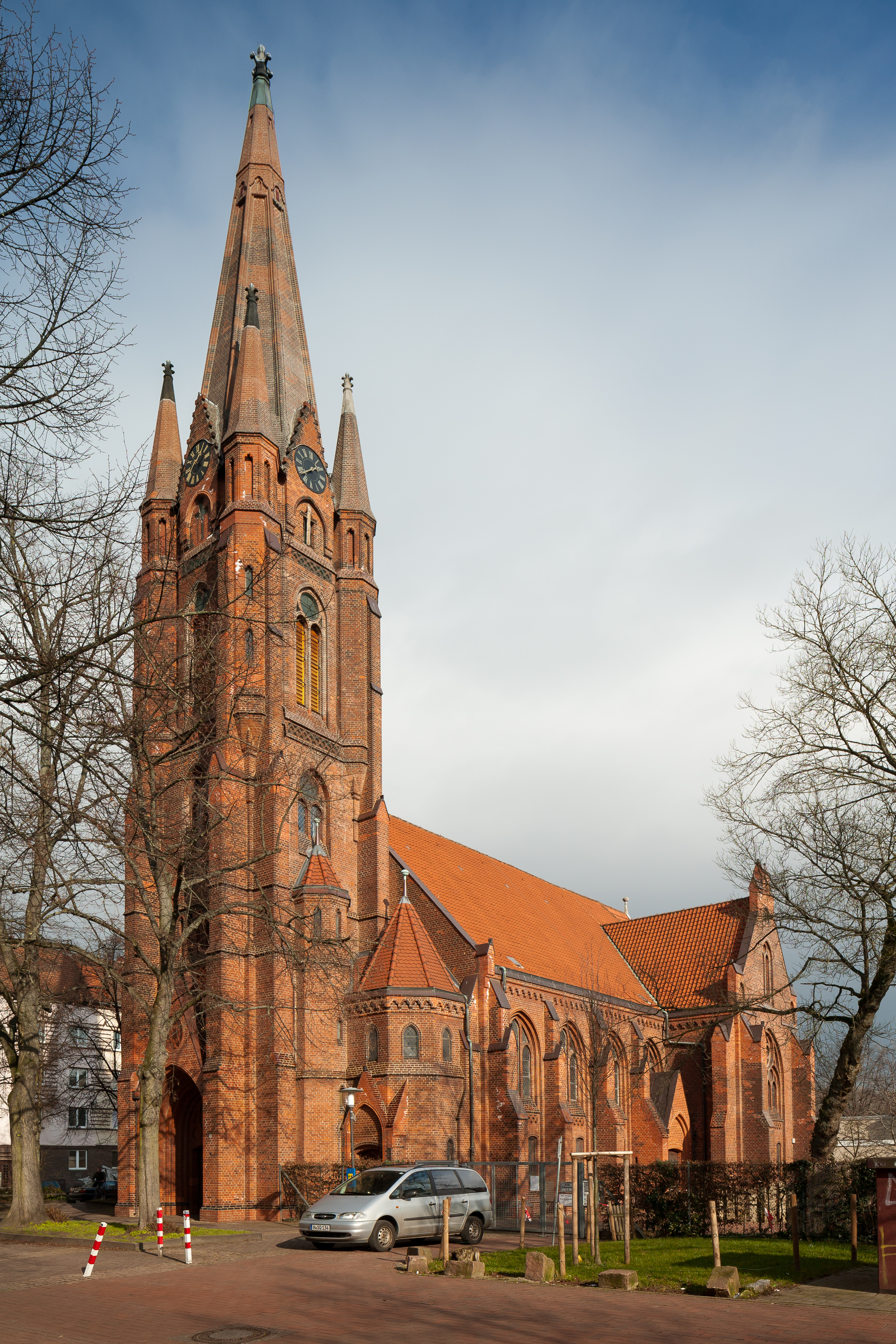
救世主教会
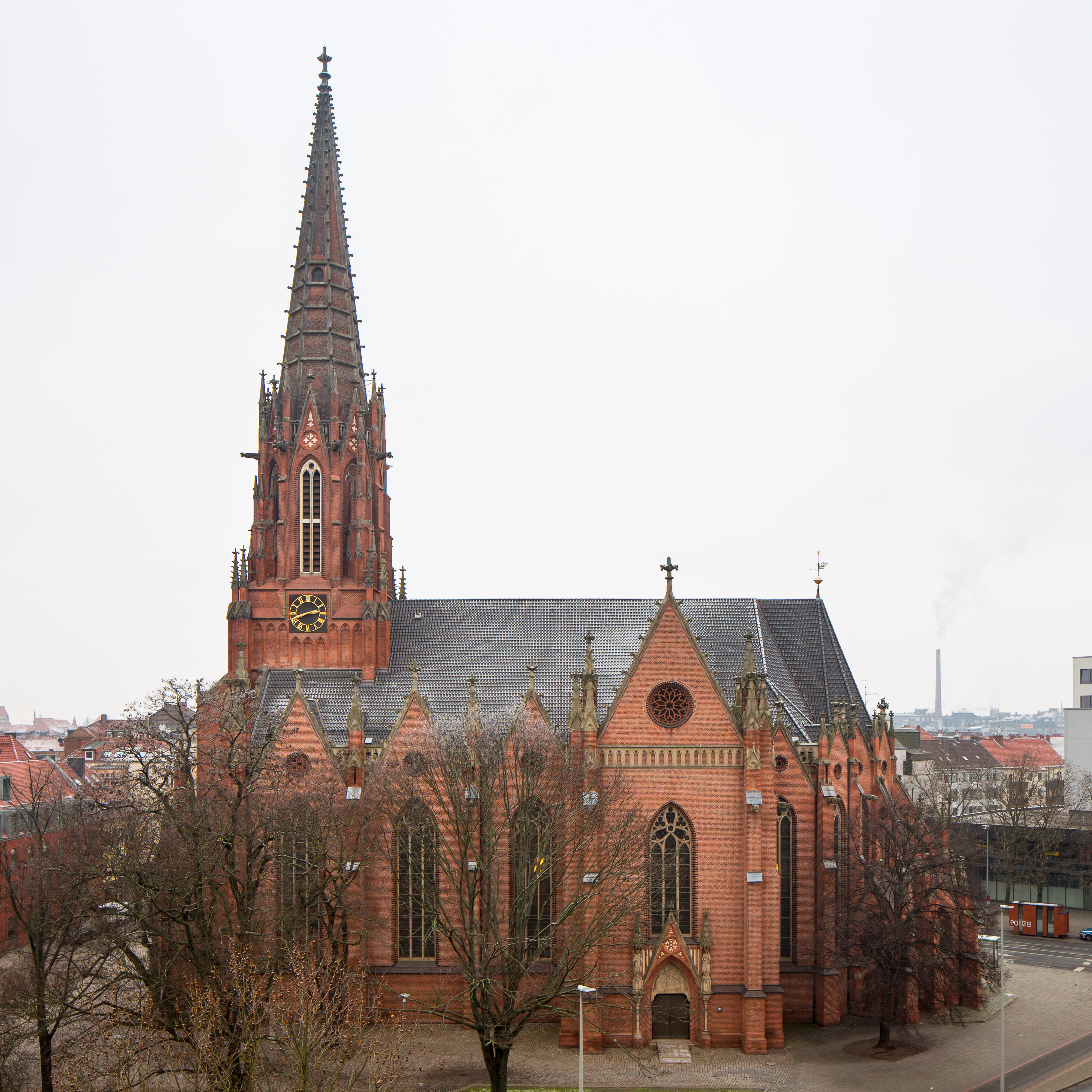
クリストゥス教会
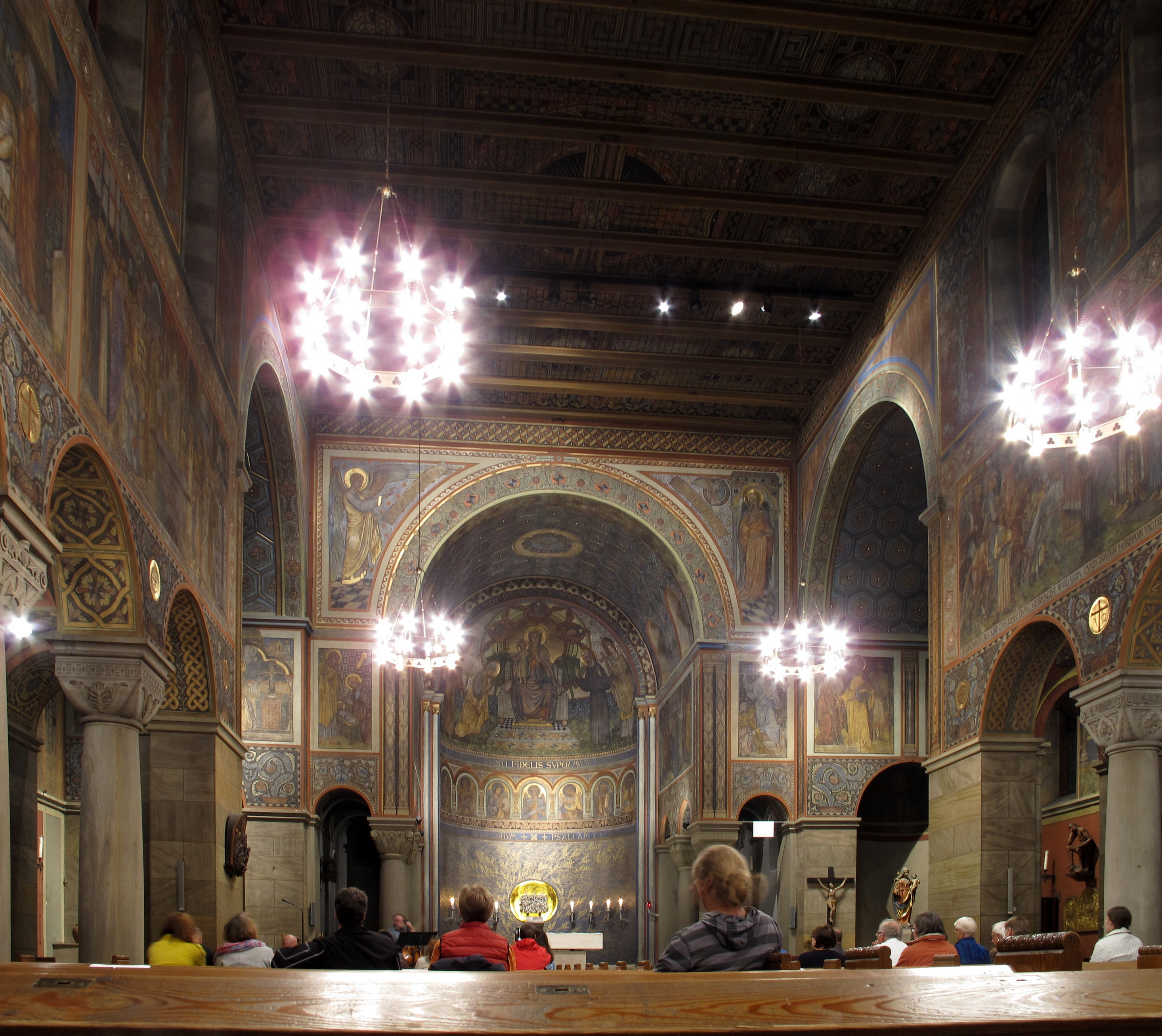
聖エリーザベト教会の内装
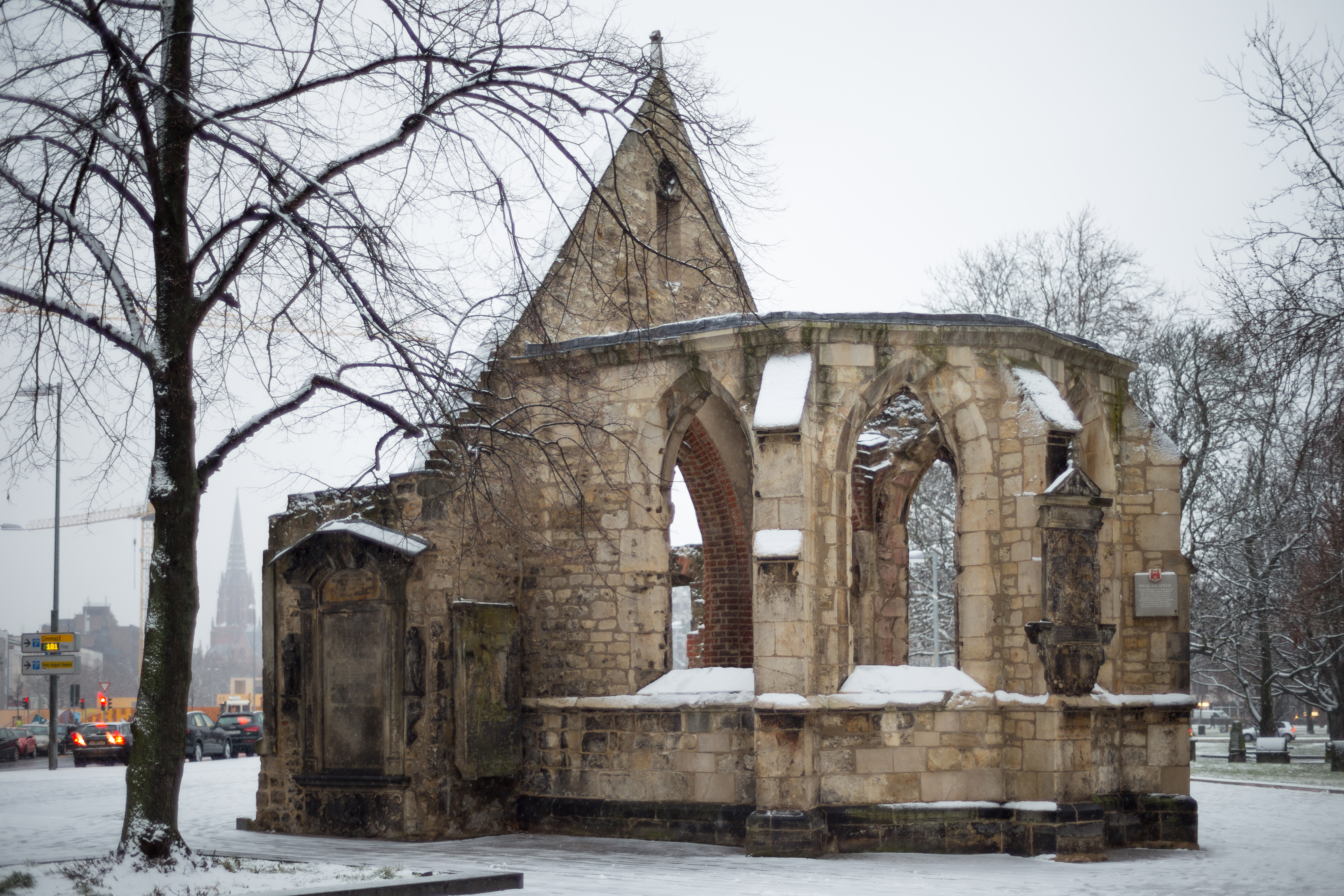
ニコライ礼拝堂
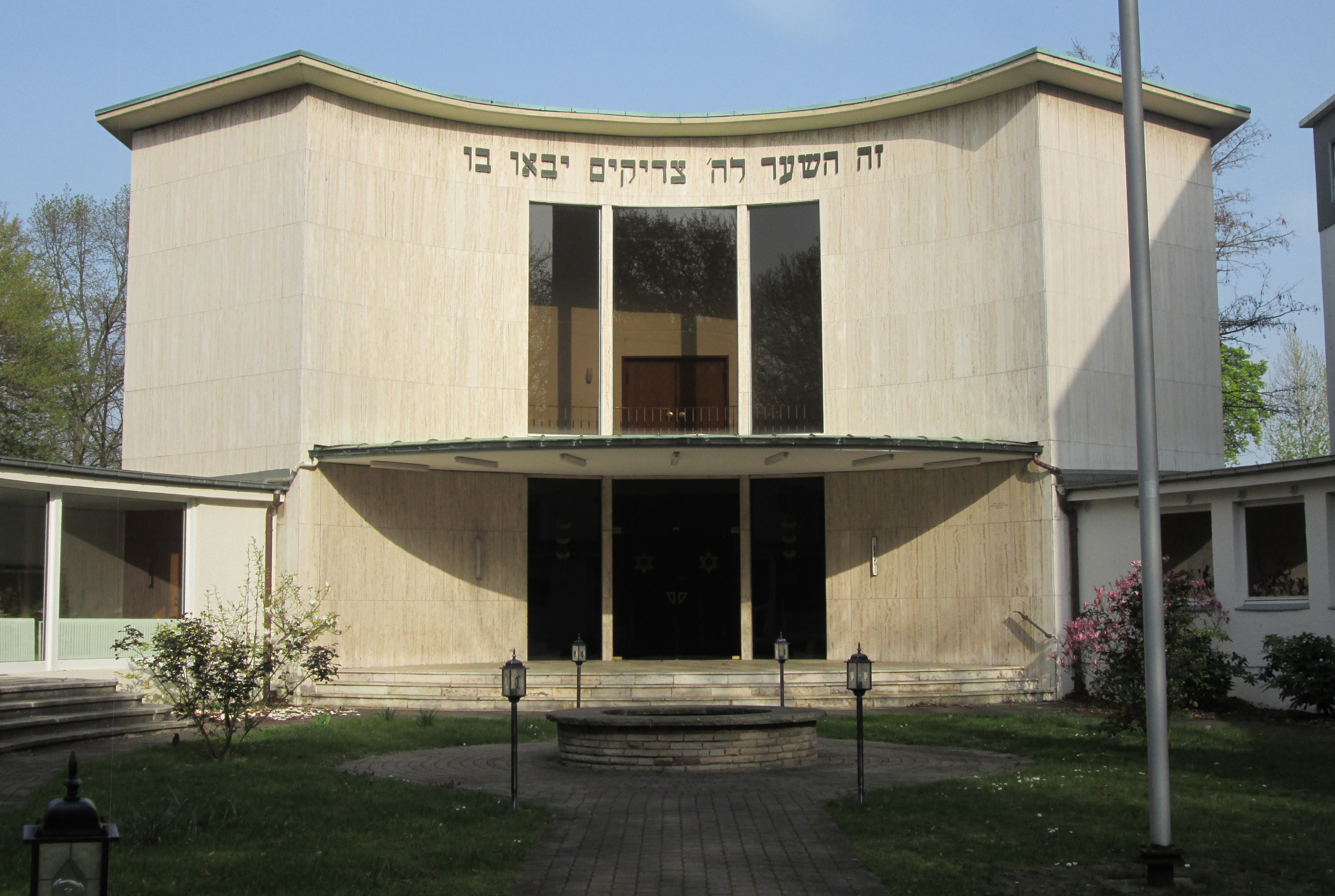
ヘッケル通りのシナゴーグ
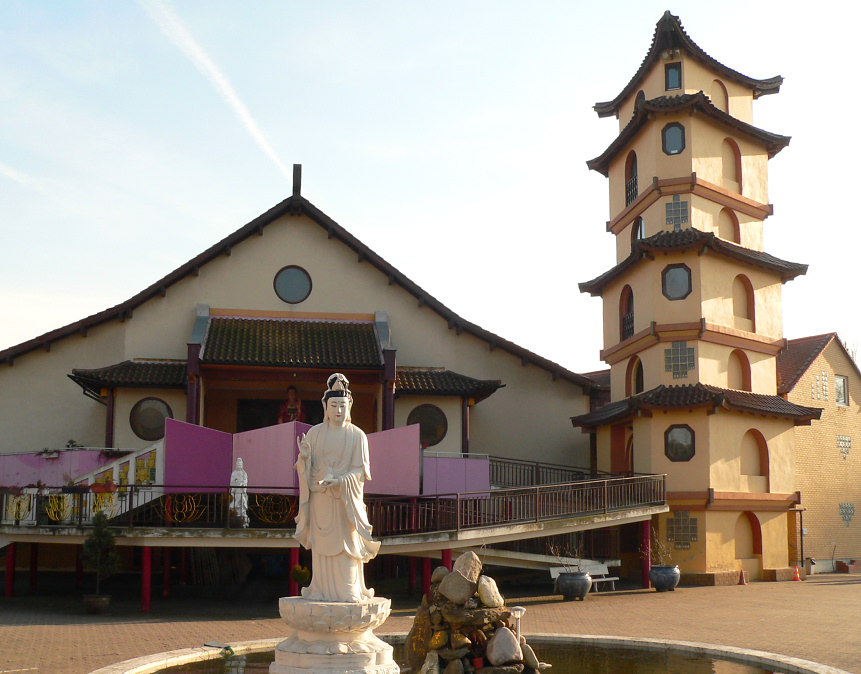
パゴダ Viên Giác
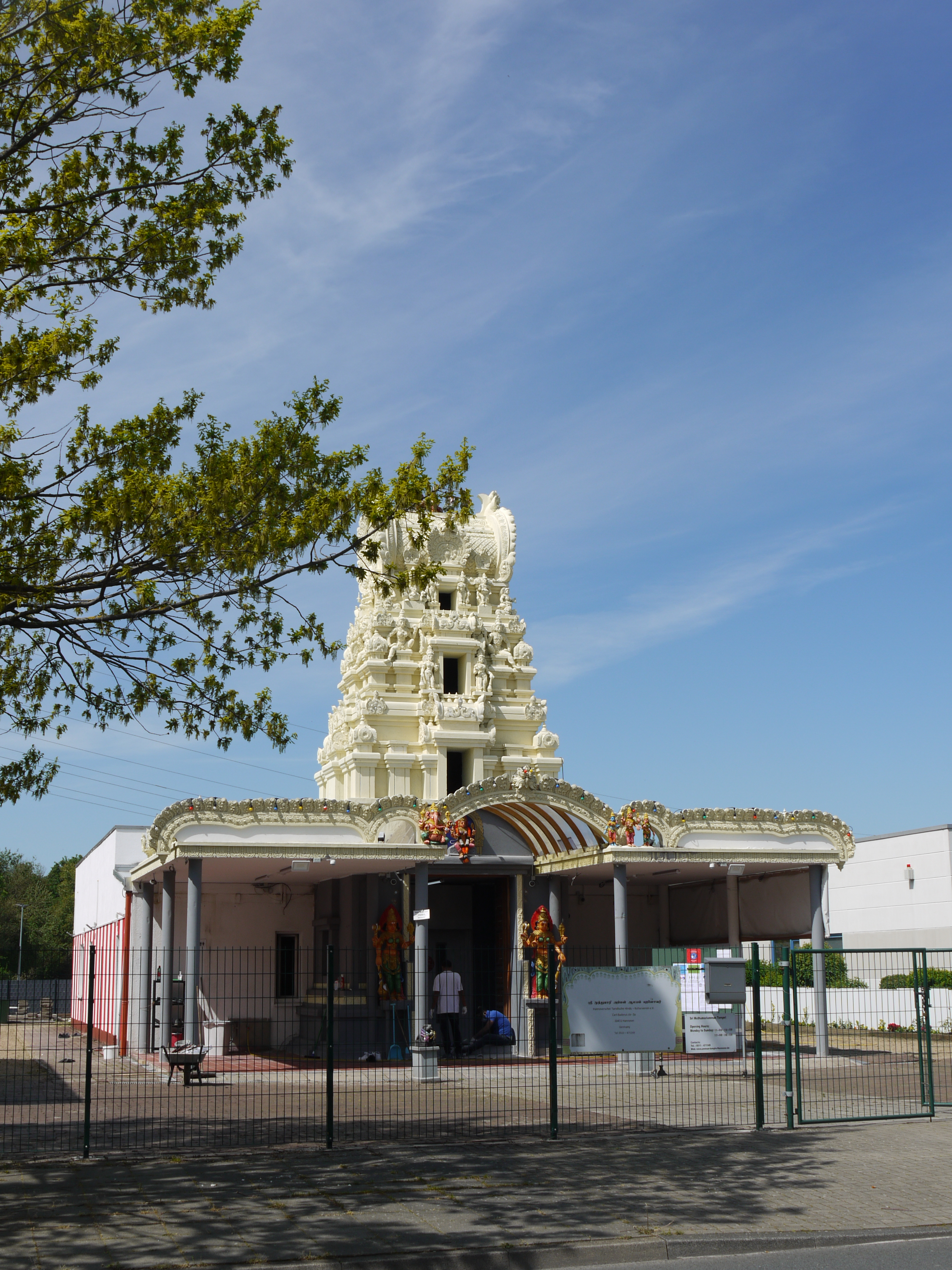
Sri Muthumariamman寺院
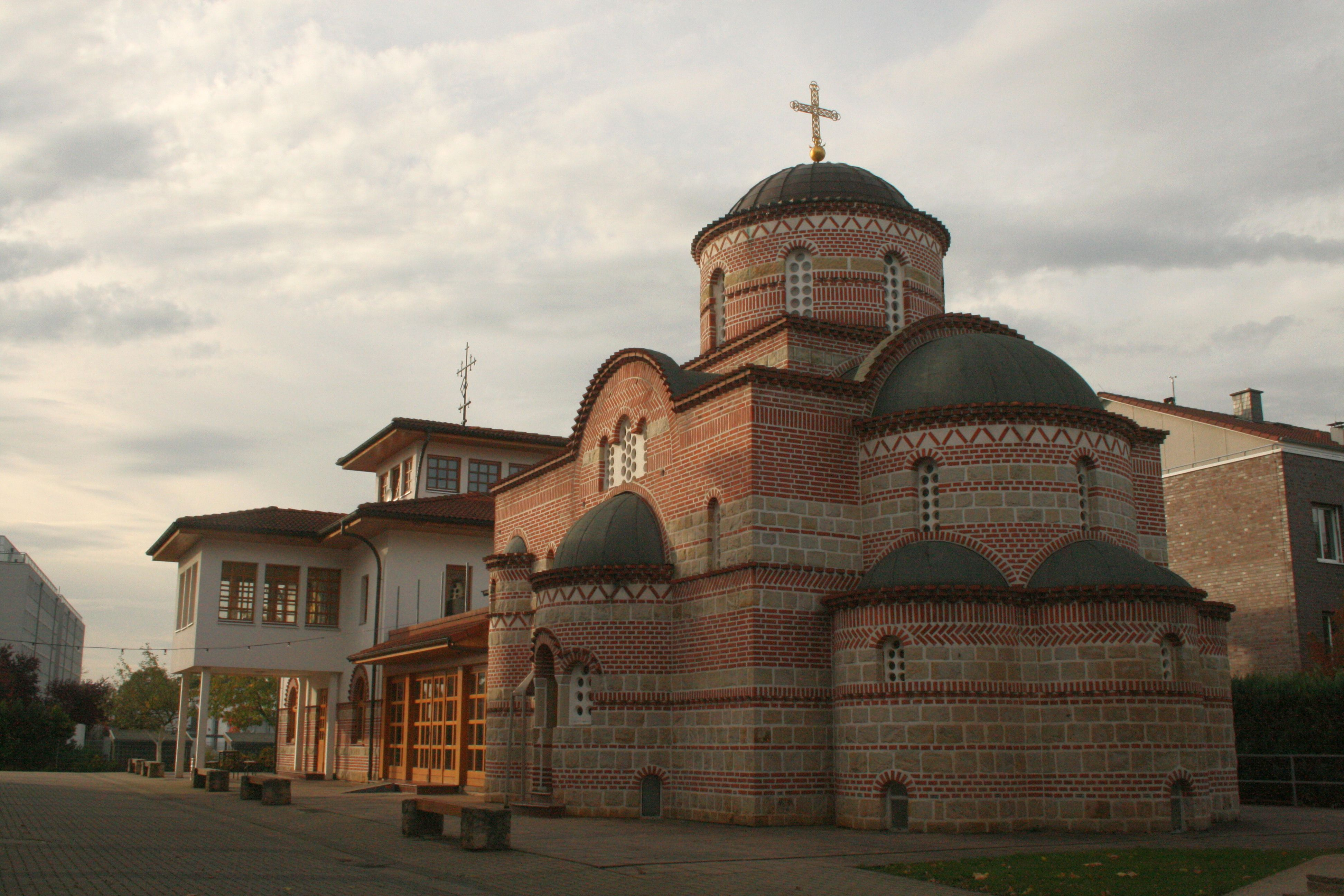
セルビア正教のKirche der Verbrennung der Reliquien des Hl. Sava
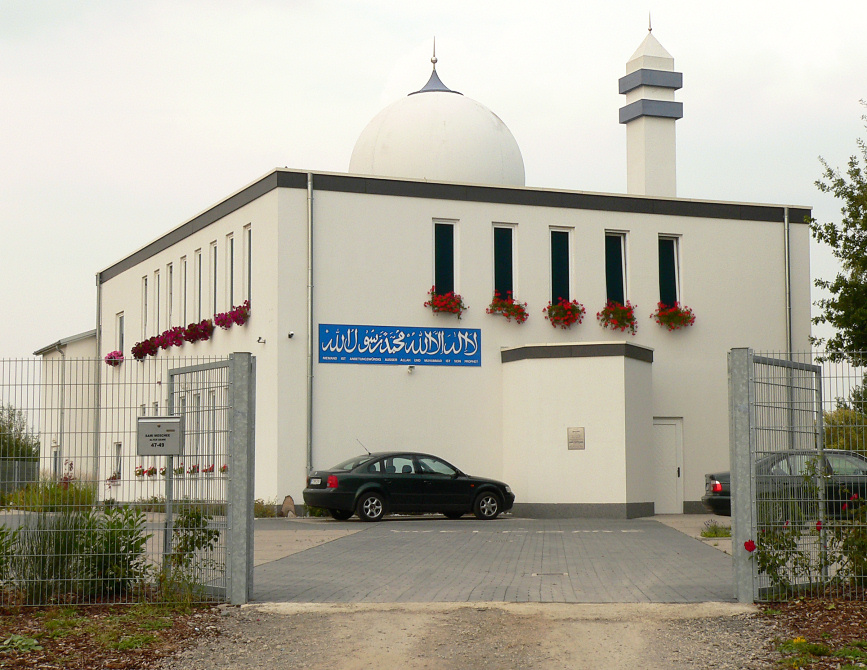
Sami-モスク

#### 塔
ハノーファーには多彩な塔が存在する。数多くの教会塔の他に、デーレナー塔、プフェルデ塔、リンデナー・ベルクの塔などハノーファーの領邦防衛のための塔がいくつか存在する。かつての市壁の最後に遺された防衛塔が旧市街のベギネン塔である。新市庁舎の向かいにあるボルゲントリック塔は基礎部分だけが遺されている。19世紀なかばに取り壊されたリスター塔は、1895年にロマン化された後継建築に建て替えられた。アーレマー塔の中には現在仏教寺院が入居している。
1911年に完成した高さ 62 m の水道塔（ブリンク港の水道塔）は、当時ヨーロッパ最大の水道塔であった。ミスブルクの水道塔は1959年に現在の形に完成した。
ハノーファー＝リンマーのコンチネンタルの工場跡には、数棟の工場とコンチ塔だけが遺されている。ハノーファー＝リンデン分岐運河とライネ接続運河とにはさまれた半島状のその敷地には現在住宅地「ヴァッサーシュタット・リンマー」が建設されており、その中心に塔が建っている。
ヘルメス塔は1958年にメッセ会場にオープンした。この塔は高さ 88.8 m で、65 m の位置に展望台が設けられている。この塔は大きなメッセの期間中だけオープンしている。
1992年にオープンした、グロース＝ブーフルツの高さ 282 m のテレマックスは、ニーダーザクセンで最も高い、ドイツ全土でも5番目に高い電波塔である。中央駅前の、テレモリッツと呼ばれる高さ 141 m の旧テレビ塔は、現在 VW-タワーとして広告塔の役割を果たしている。2012年に建設されたハノーファー＝マリエンヴェルダー風力発電施設は、木造の塔に設けられた最初の近代的な風力発電施設である。

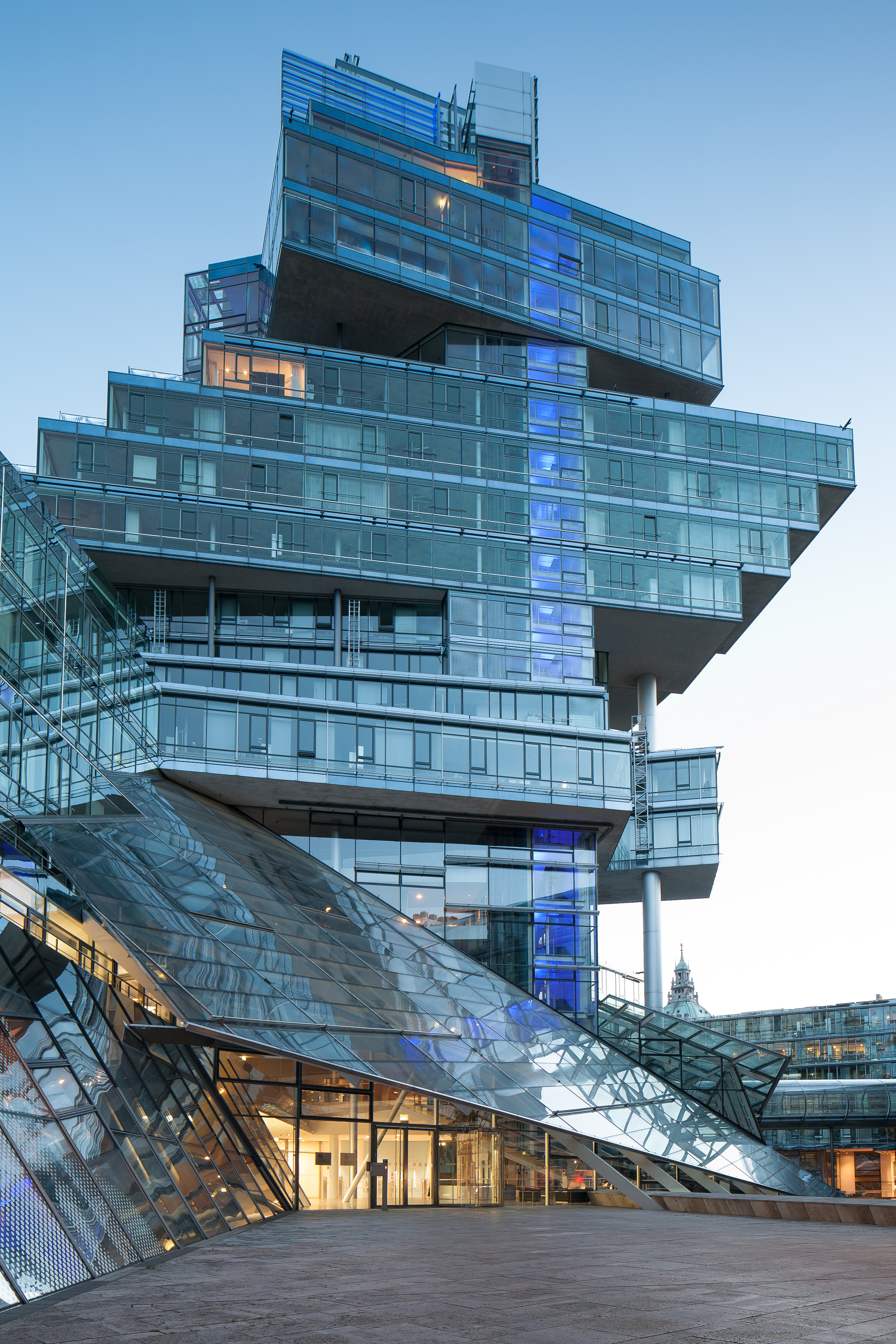
Nord/LB運営棟

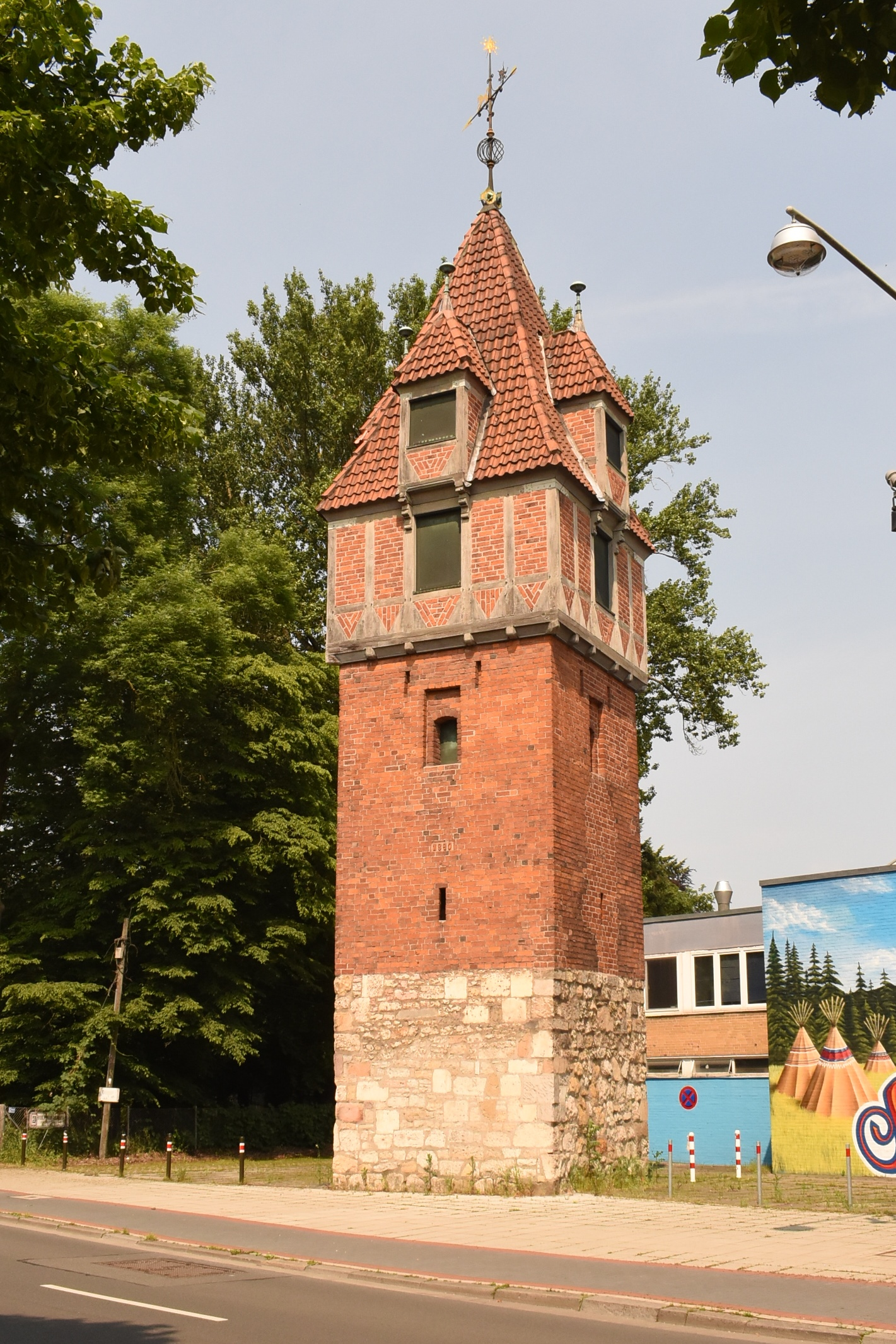
プフェルデ塔
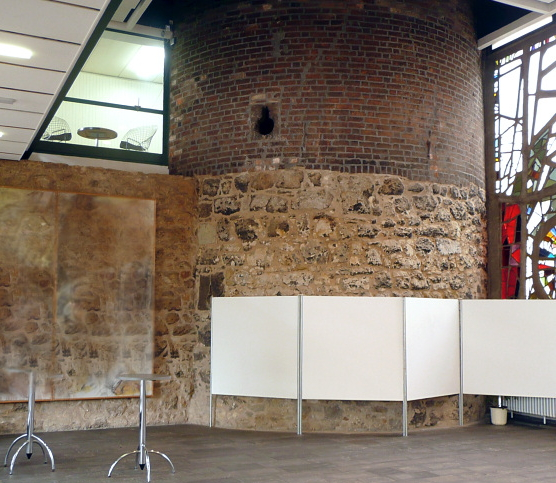
ボルゲントリック塔基部の遺構
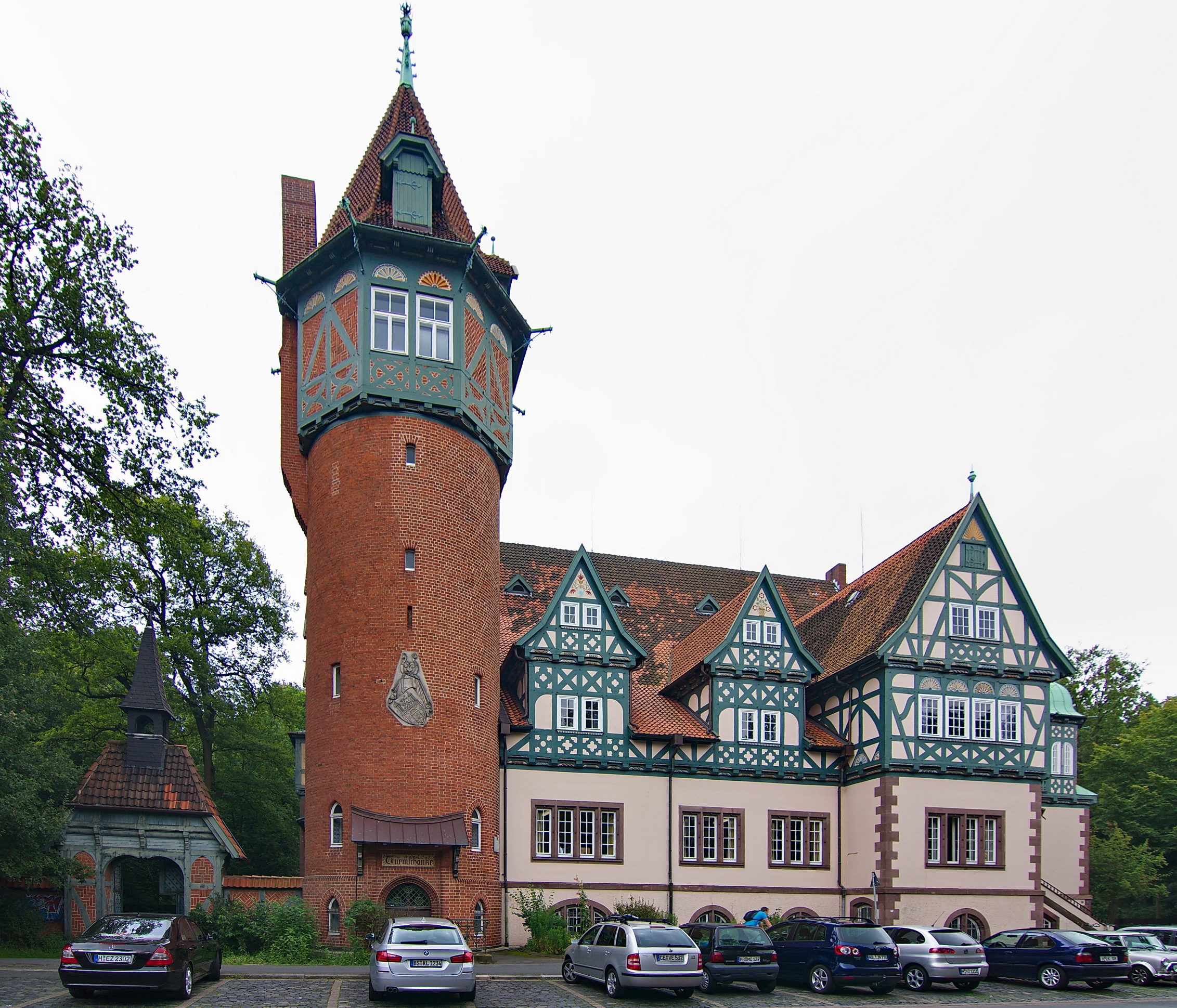
リスター塔
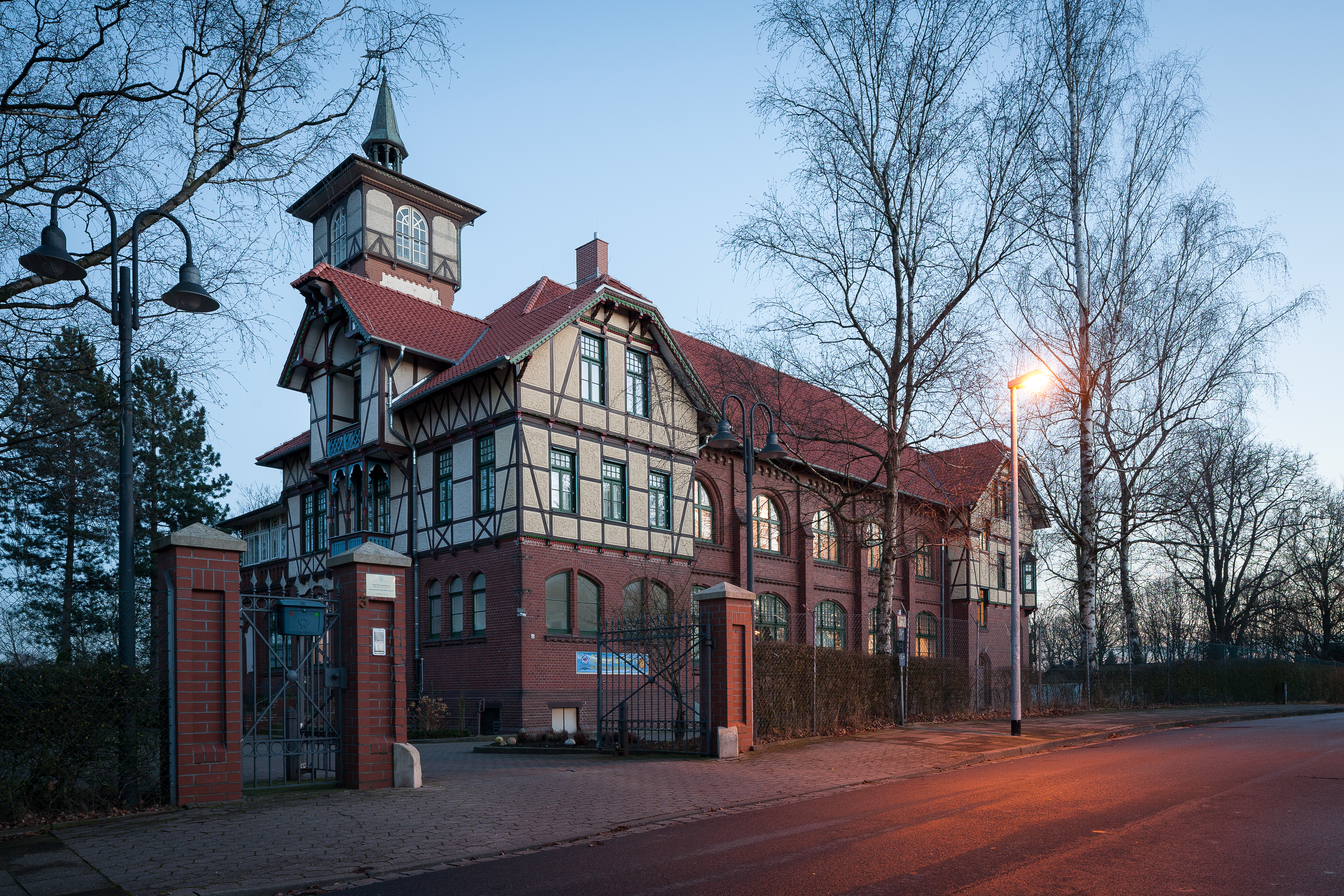
アーレマー塔
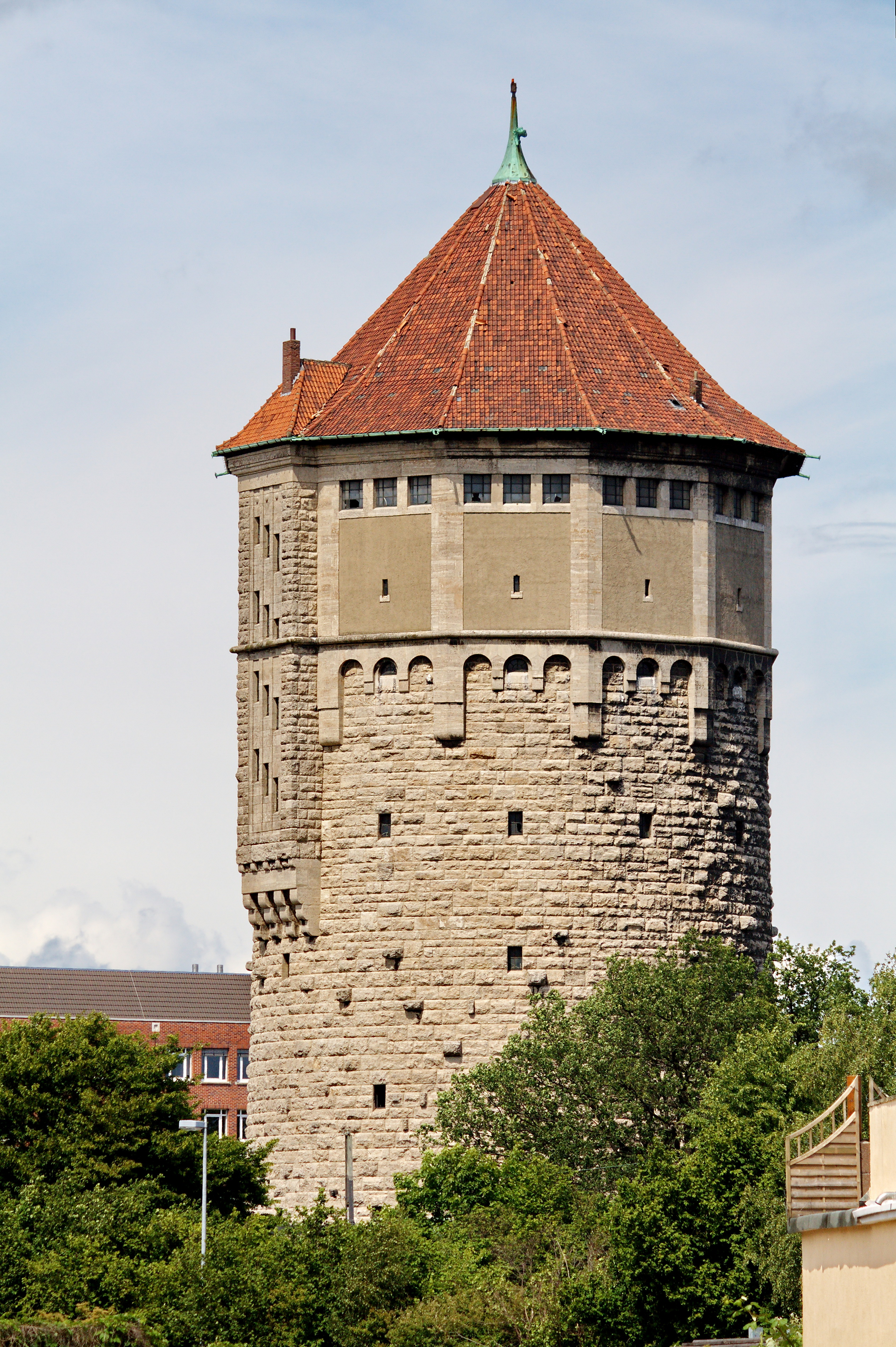
ブリンク港の水道塔
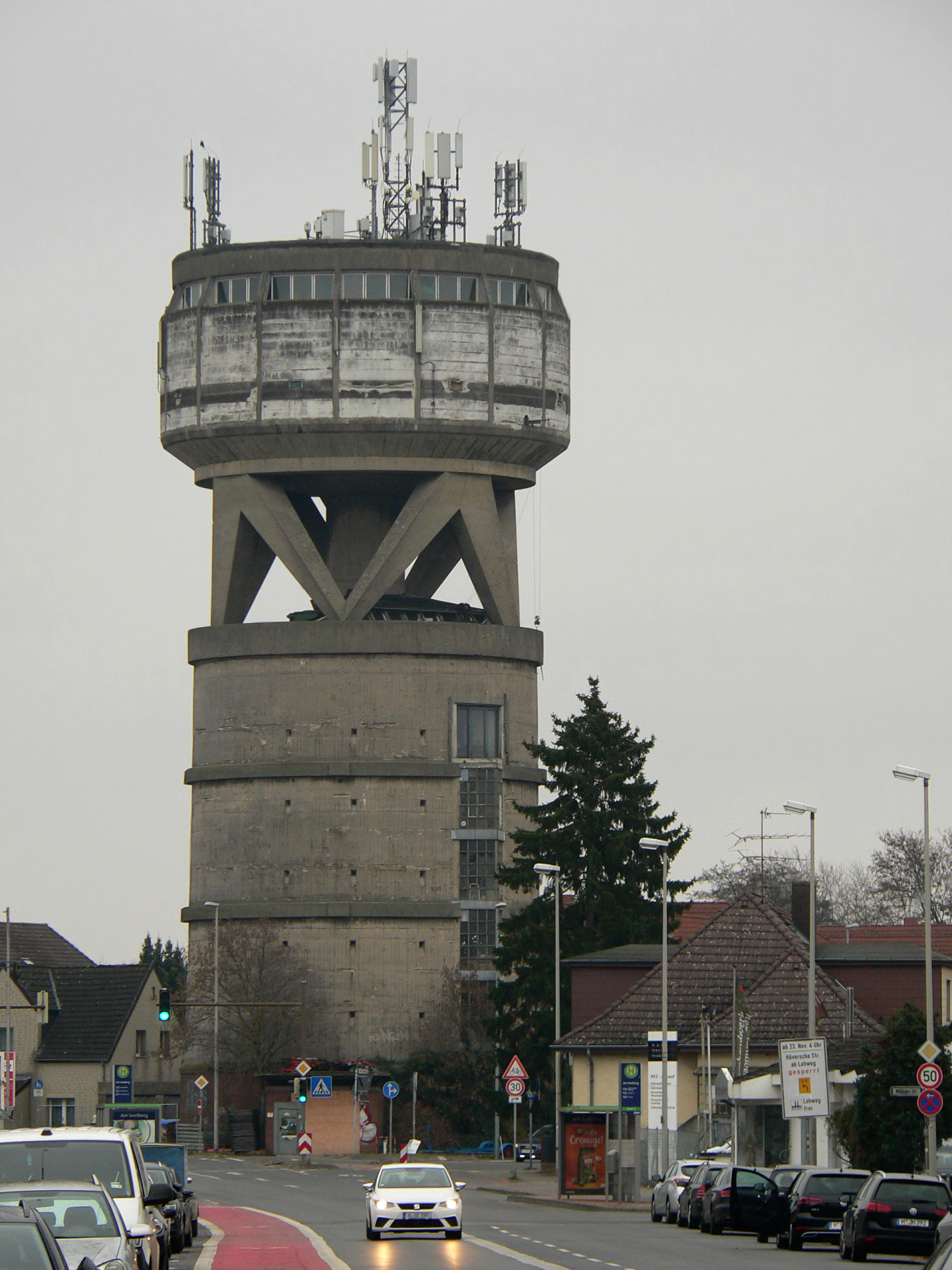
ミスブルクの水道塔
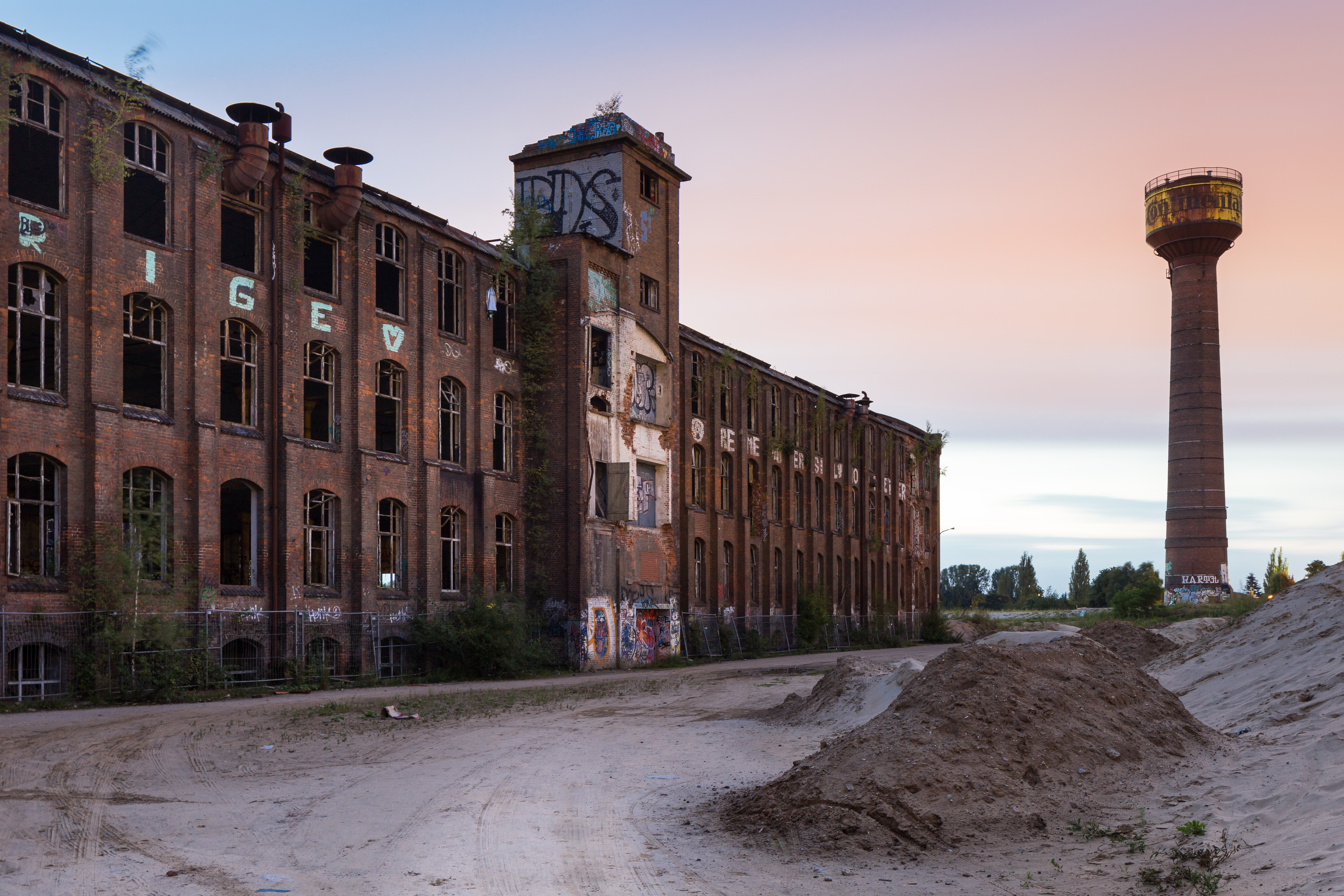
コンチネンタルの旧工場跡
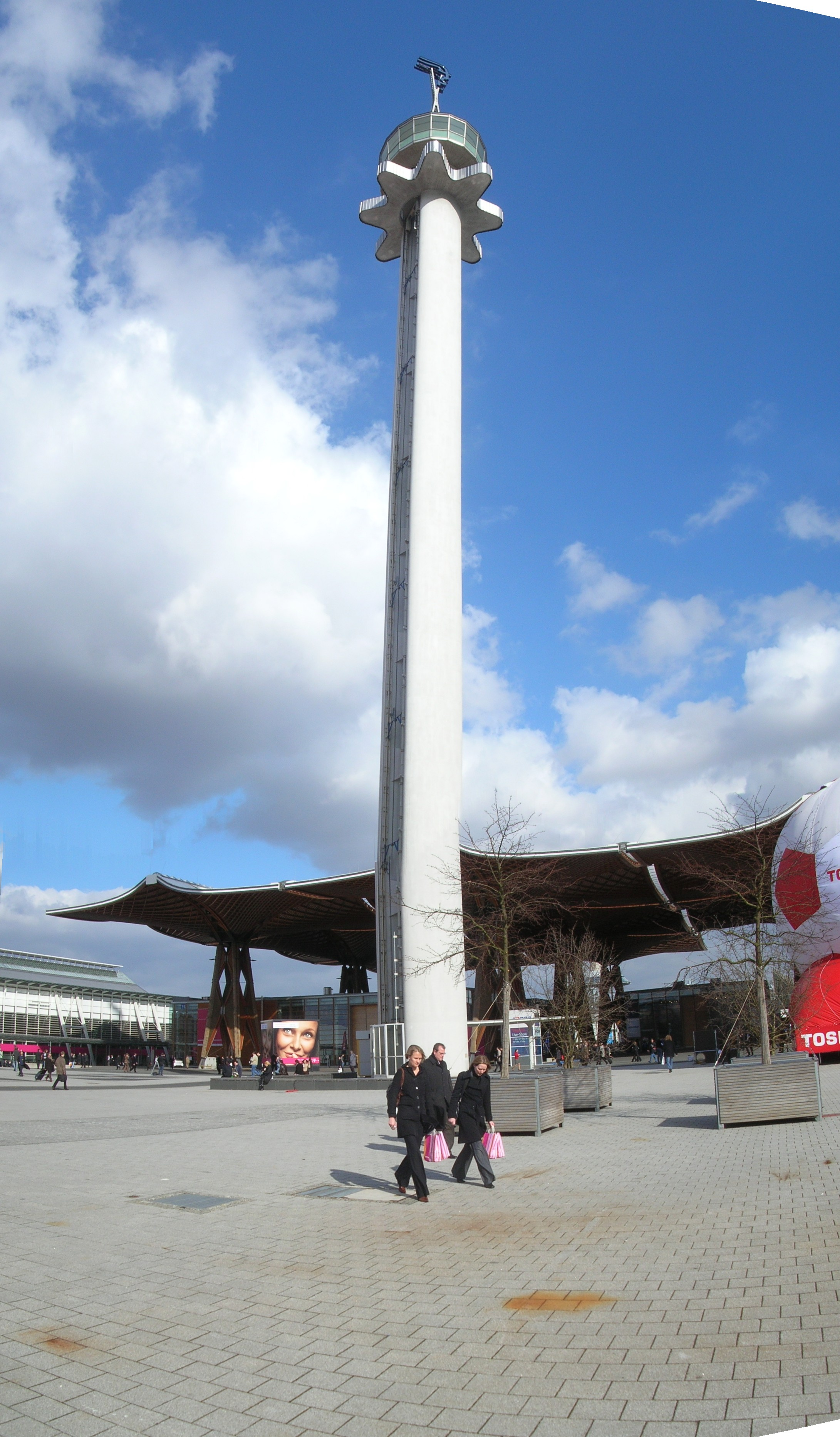
ヘルメス塔
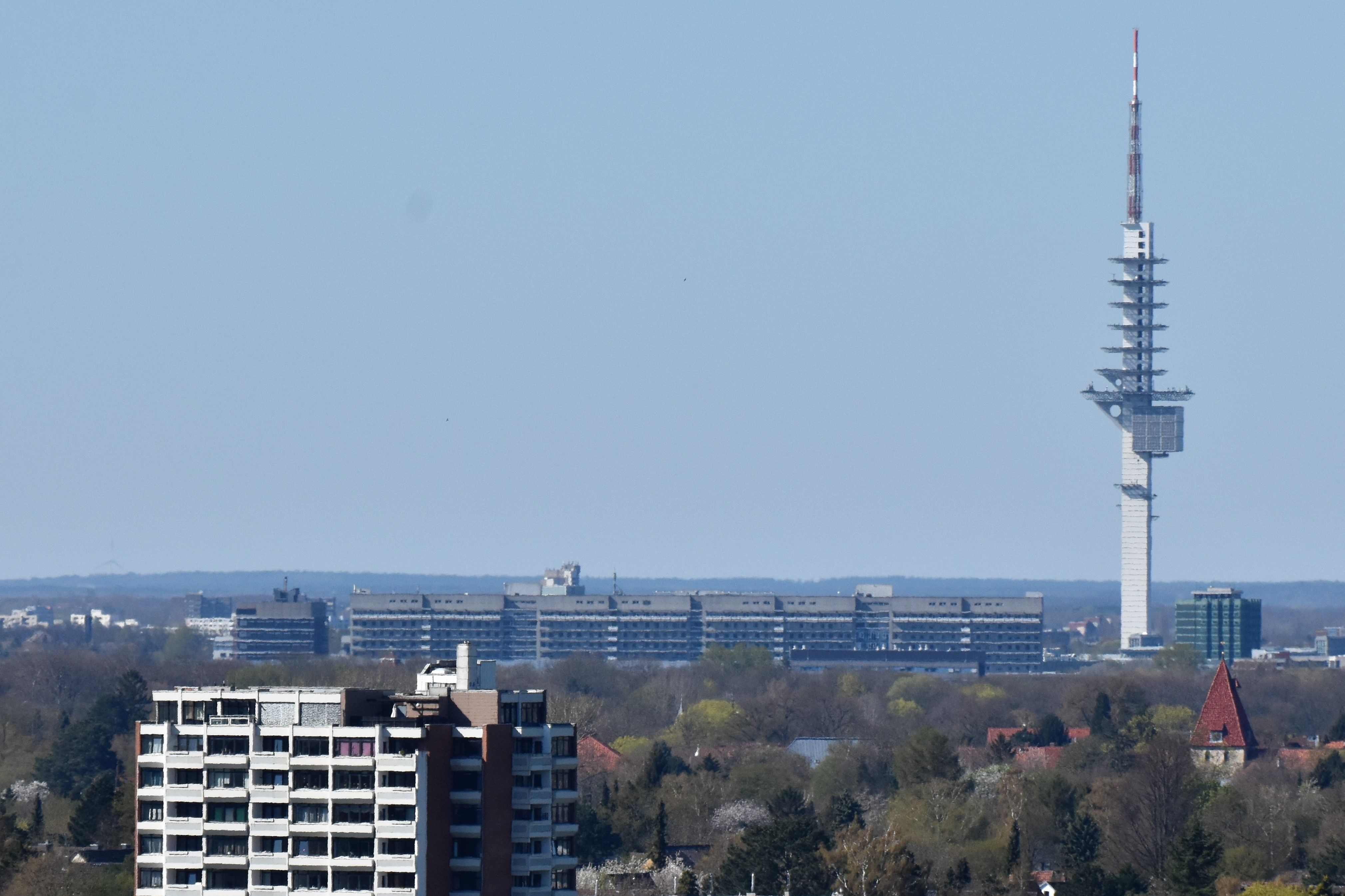
テレマックス
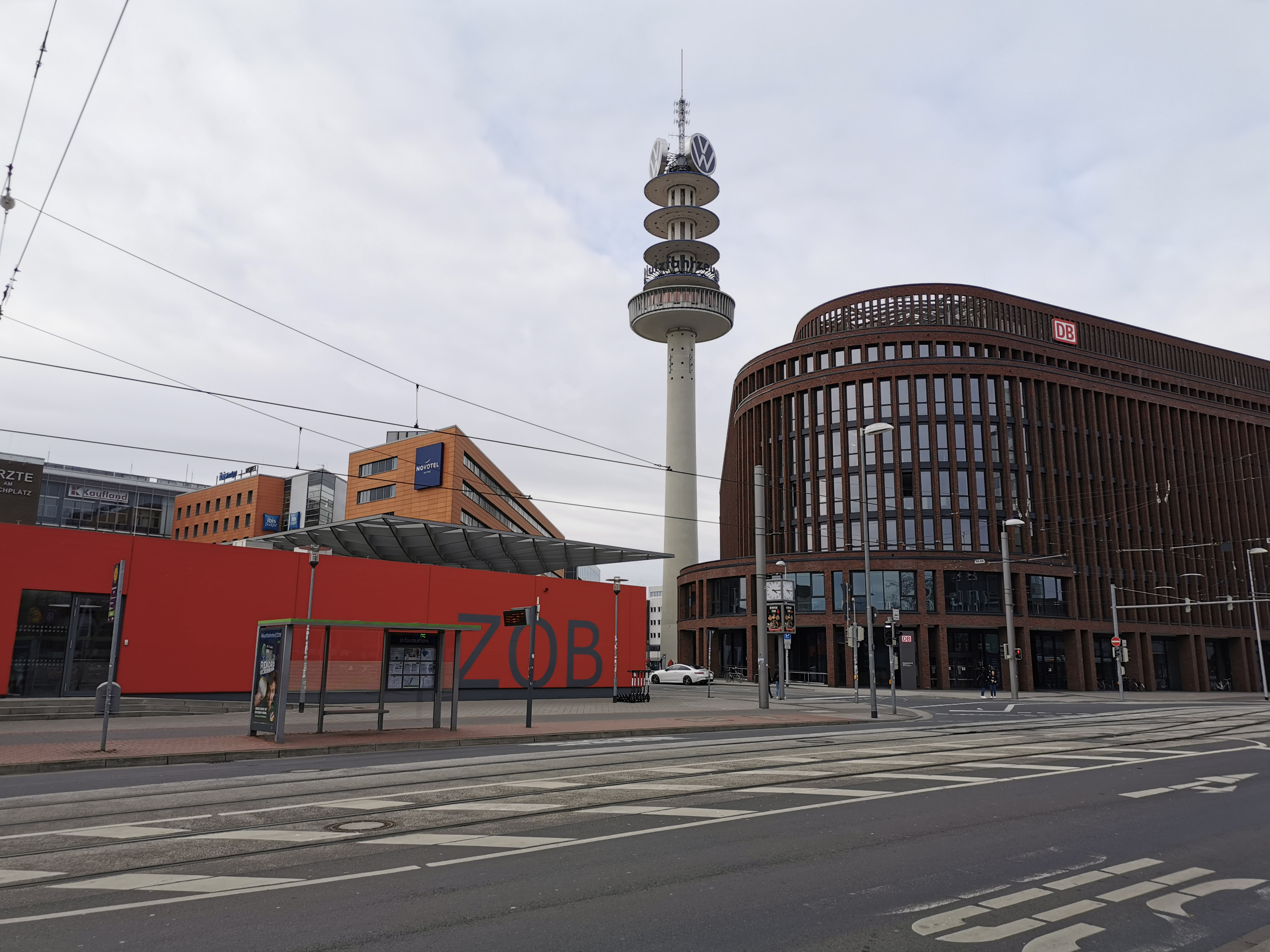
VW-タワー
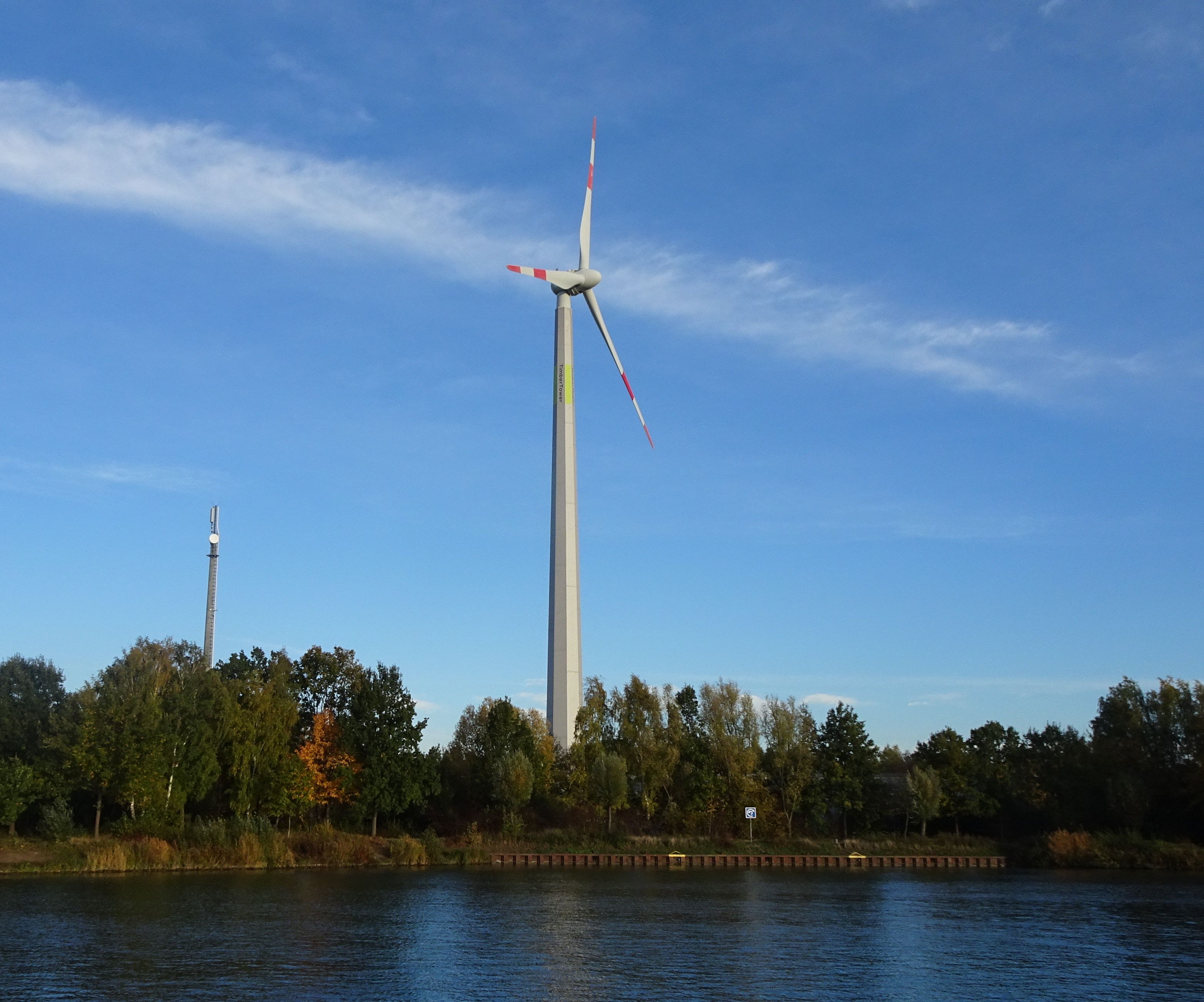
ハノーファー＝マリエンヴェルダー風力発電施設

#### 近代建築

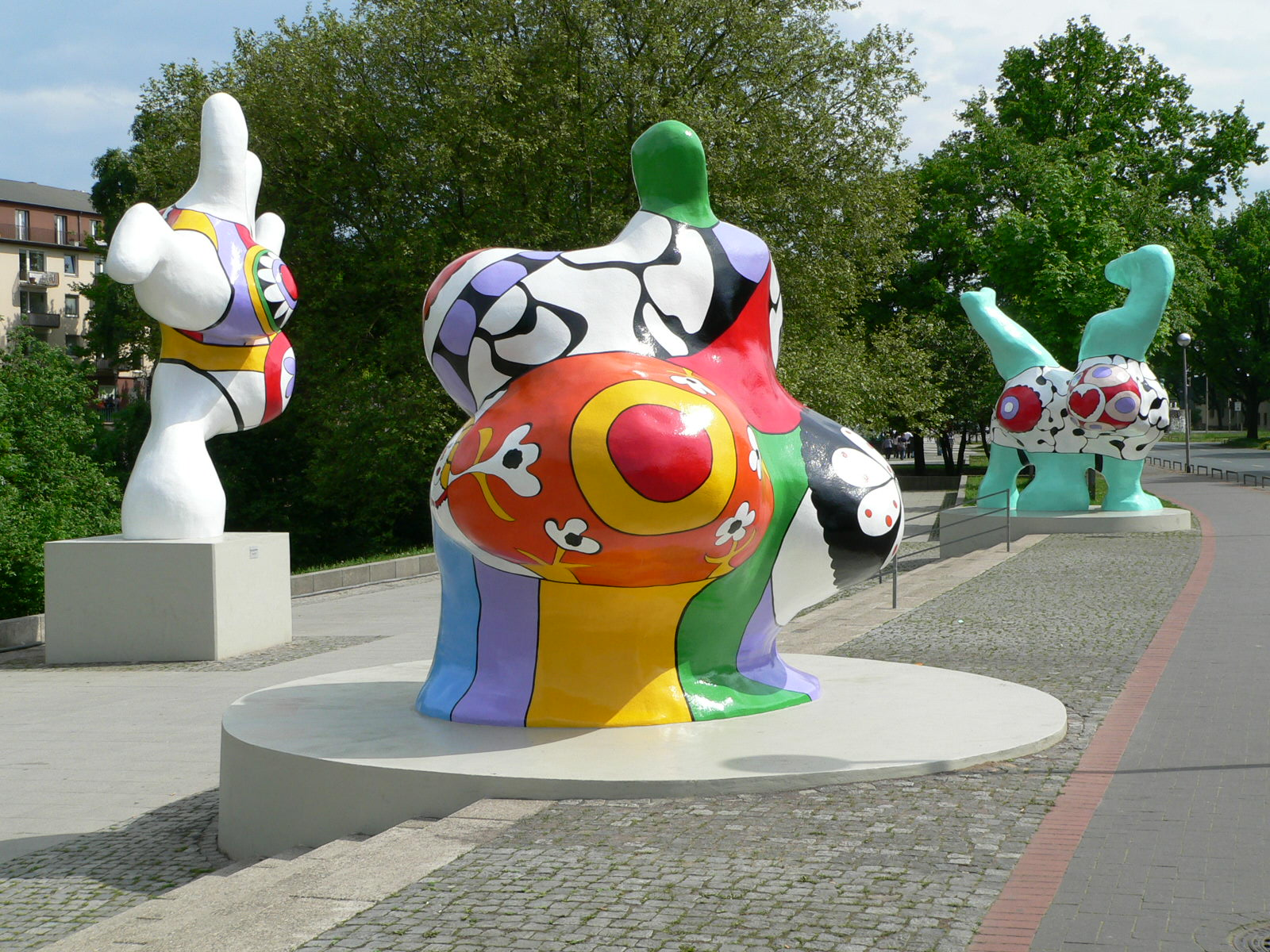
ライネウーファーにあるニキ＝ド＝サンファルの作品「ナナ」

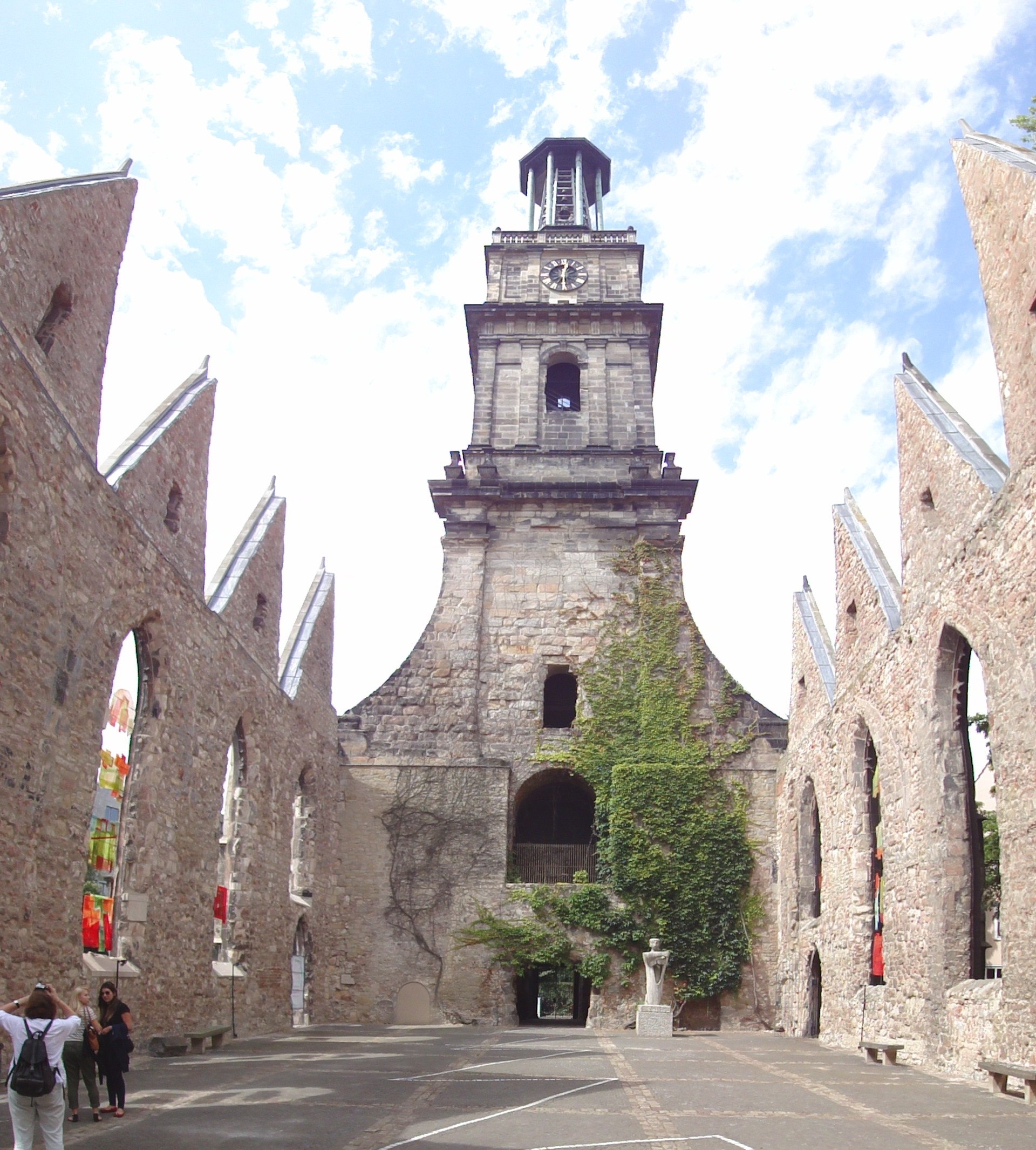
エギディエン教会

ディーター・エースターレンは、歴史博物館やマッシュ湖畔のNDR放送ハウスといった建築によって、都市建設責任者ルドルフ・ヒレブレヒトによって構想された戦後建築に大きな影響を与えた。エースターレンは、塔だけが第二次世界大戦による破壊を免れたリンデン＝ミッテの聖マルティン教会の新建築を設計した。
1970年代には、クレプケ＝センター（その後完全に改築された）、ブレデロ高層ビルやイーメ＝ツェントルムといった建築でブルータリズムがこの街に刻み込まれた。
シュターディオンバートは、ハノーファー市およびハノーファー広域連合で群を抜いて最大の屋内プールであり、1972年にドイツで最も近代的な水泳プールの1つとして建設された。この建物は上から見ると貝殻に似ている。現代建築の作例としては、高さ 83.52 m でガラスを多用したエギディエン広場の Nord/LB運営棟、ハノーファー＝ベーメローデの貯蓄銀行フィナンツ-ITの建物、ガラス張りのトーアハウス・アム・エーギ、フランク・ゲーリーによる脱構築主義建築のゲーリー・タワー、アレッサンドロ・メンディーニによるメンディーニ・ハウスなどがある。クロンスベルクの街外れにエクスポ・パルク・ハノーファー産業地区がある。ここには Expo 2000 の展示パビリオンが何棟か遺されている。たとえば、デンマークの Expo-パビリオン、Expowal（Expo 2000の公式な象徴建造物）、ドイツ・パビリオンやプラネット MID（旧プラネット M）がある広いエクスポ＝プラザなどである。2000年の開通当時ヨーロッパ最大の歩行者専用橋であったエクスポナーレ歩行者橋は、エクスポ＝プラザとメッセ会場とを結んでいる。メッセ会場にも特別な建物がある。たとえば、エクスポ＝ダッハ（世界最大の1本立ちした木製屋根）やコンベンション＝センターである。1999年建造のインターナショナル・ニューロサイエンス・インスティテュート（INI、国際神経科学研究所）は、脳の形に造られている。

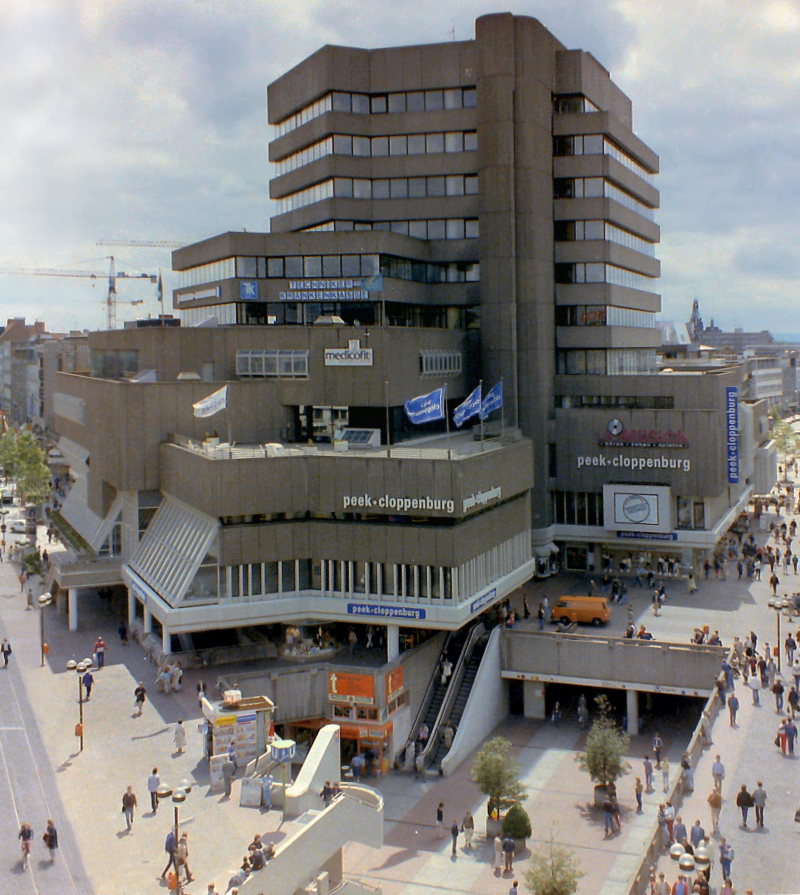
改築前のクレプケ・センター（1984年）
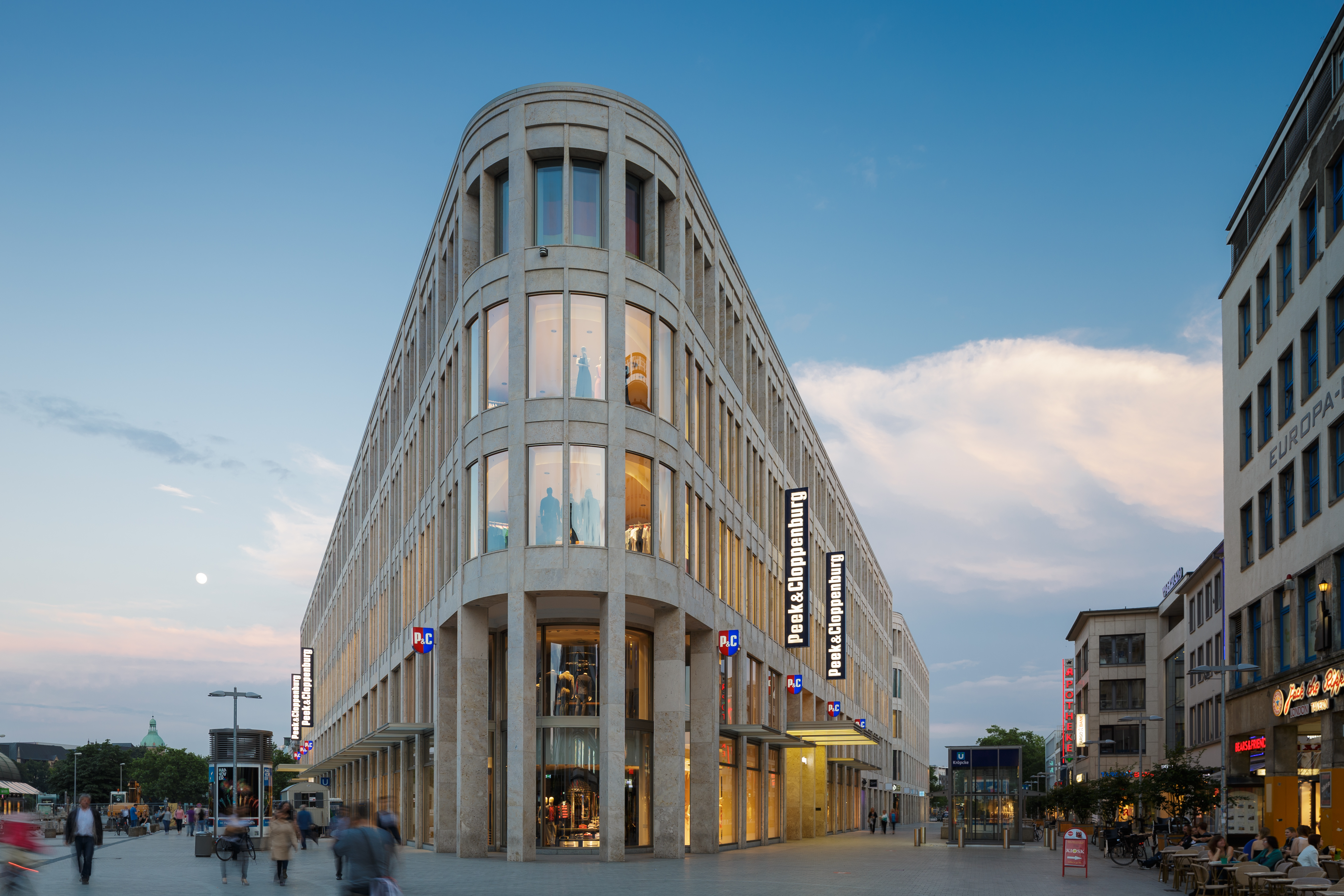
改築後のクレプケ・センター
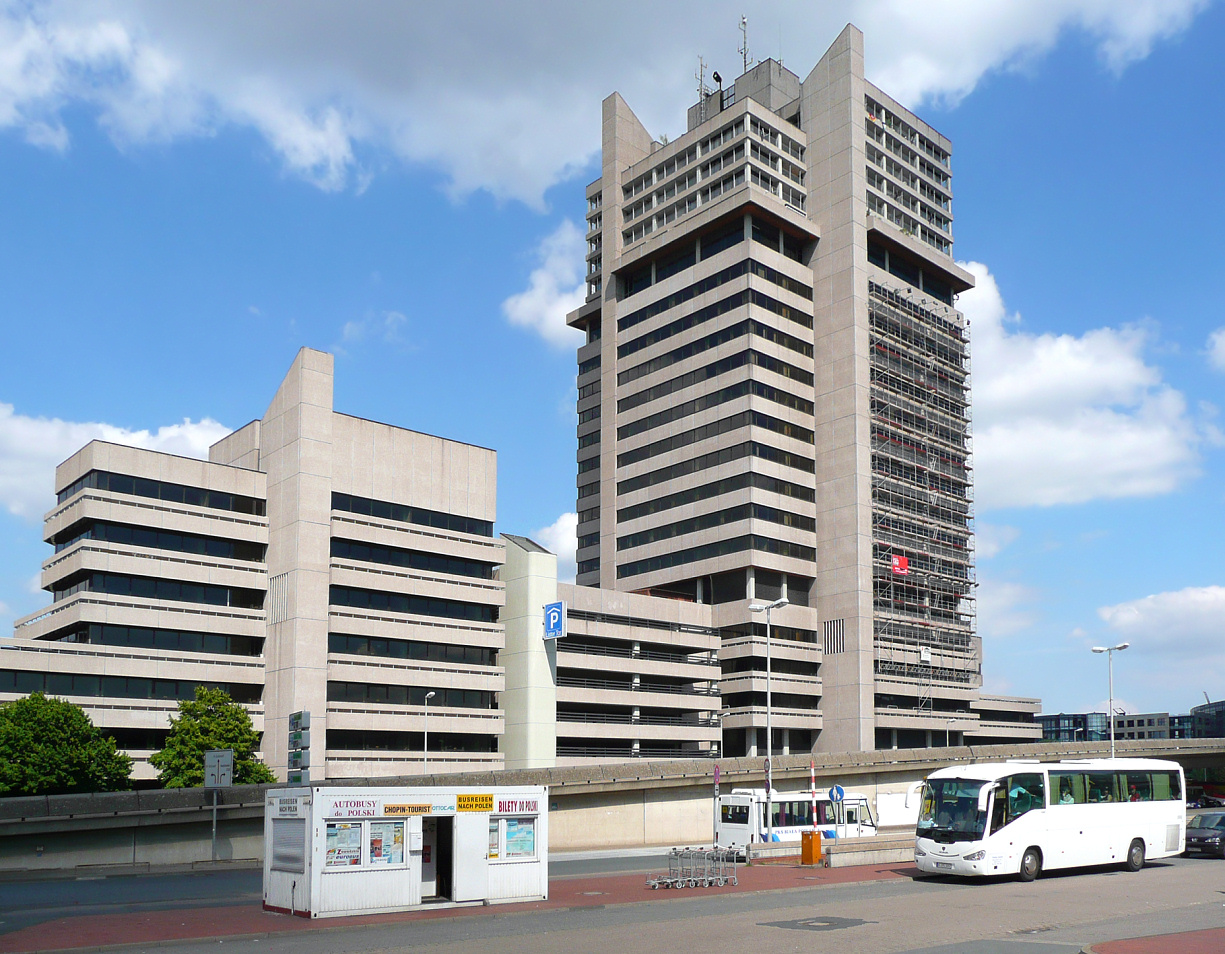
ブレデロ高層ビル
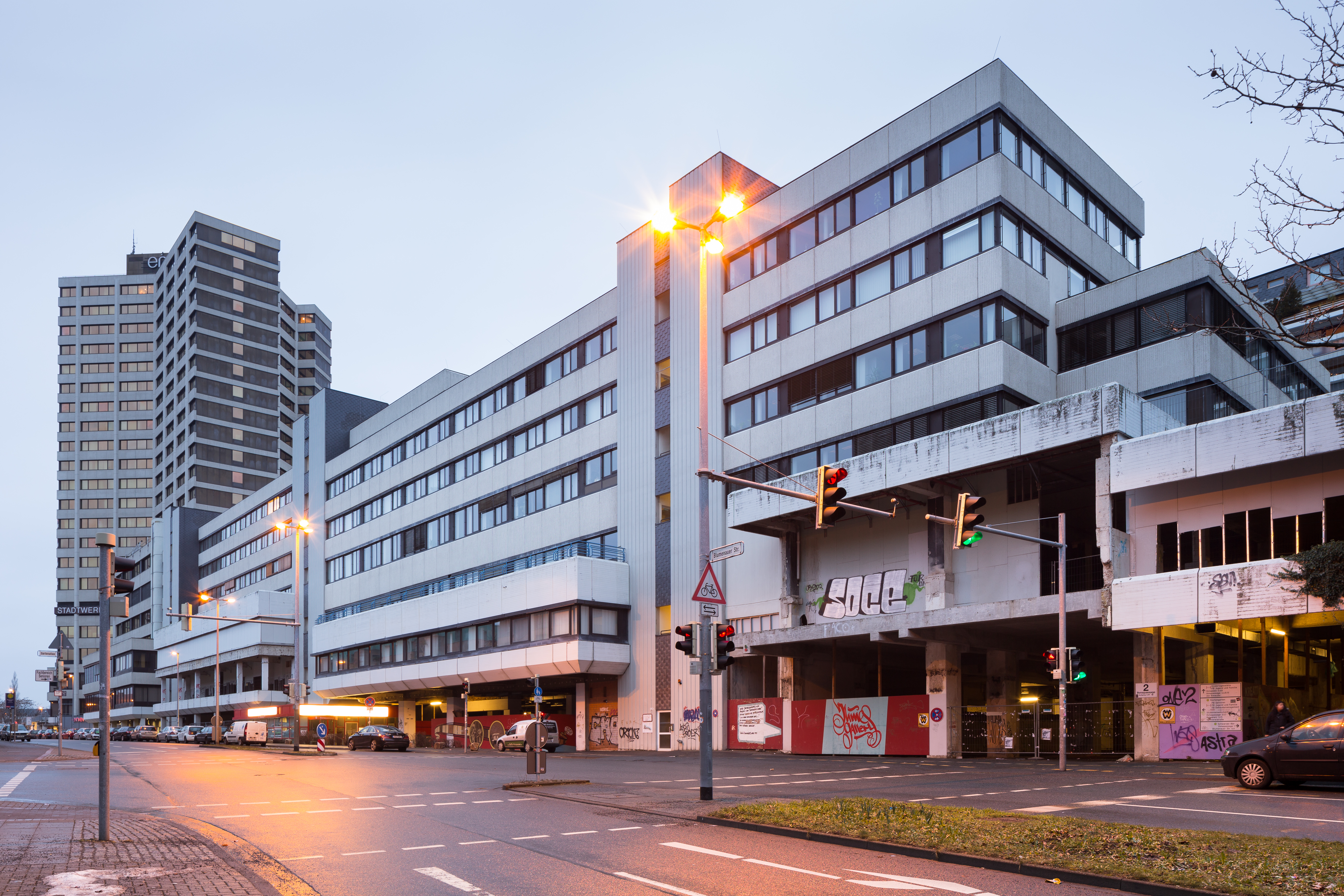
イーメ＝ツェントルム
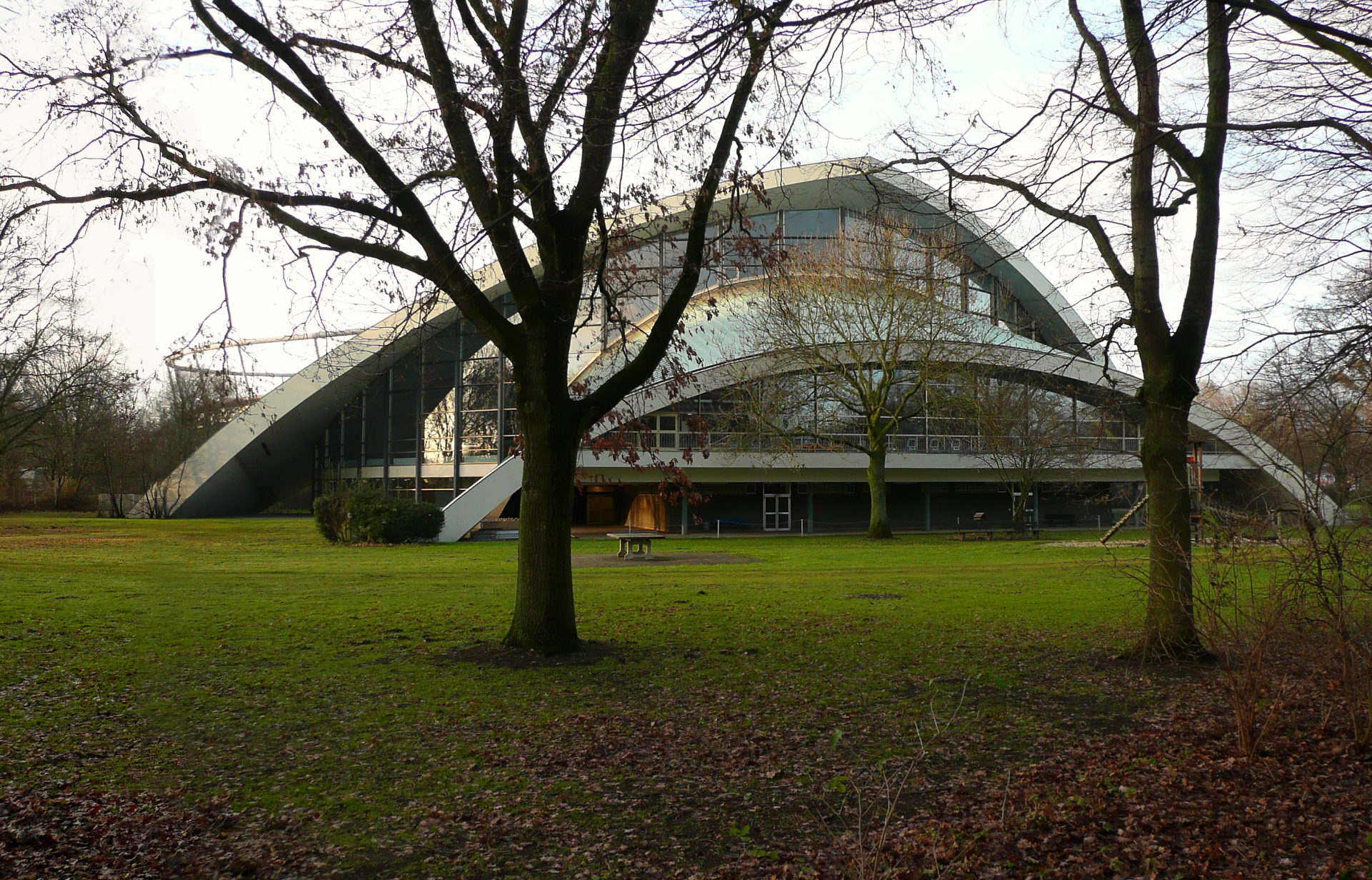
シュターディオンバート
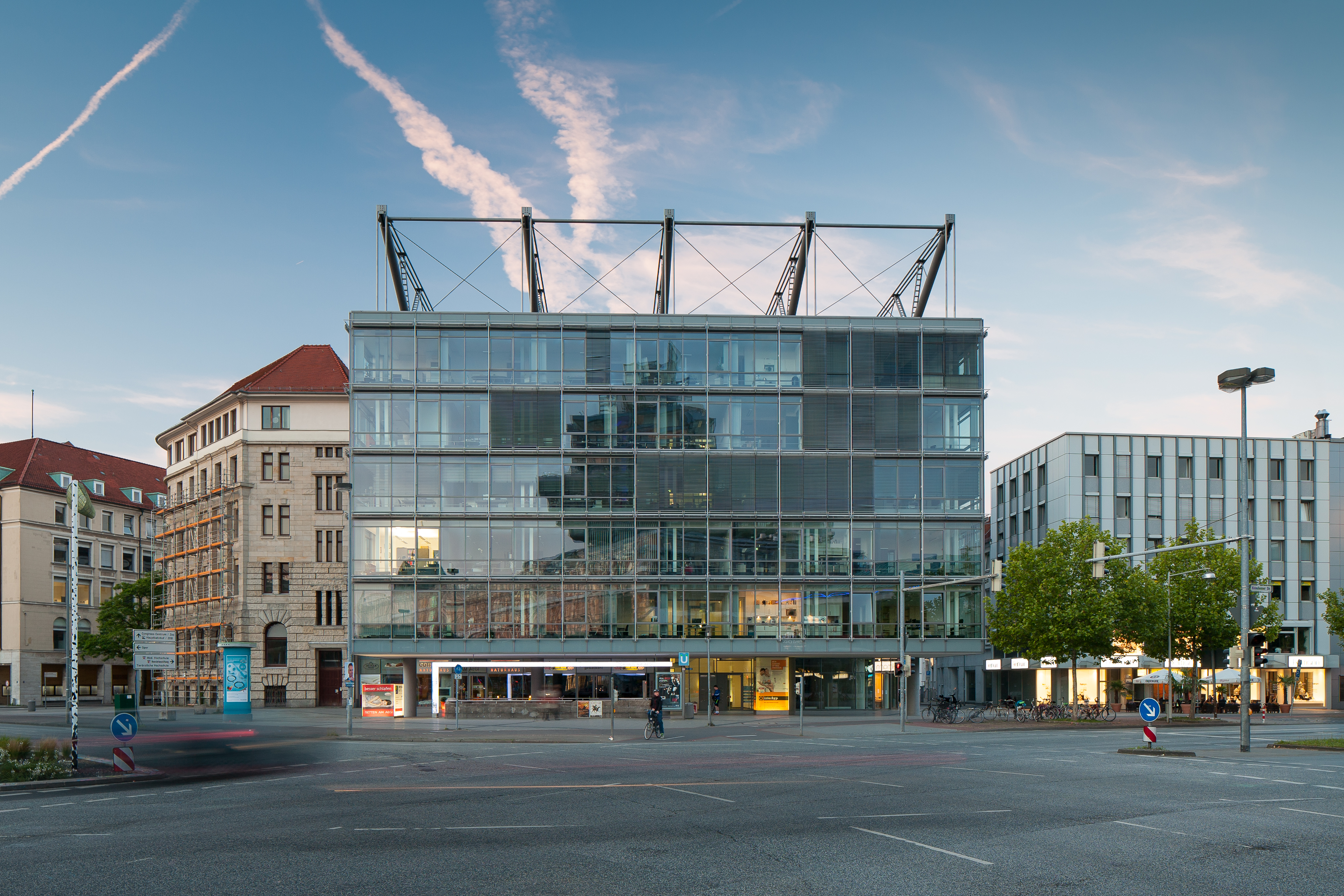
トーアハウス・アム・エーギ
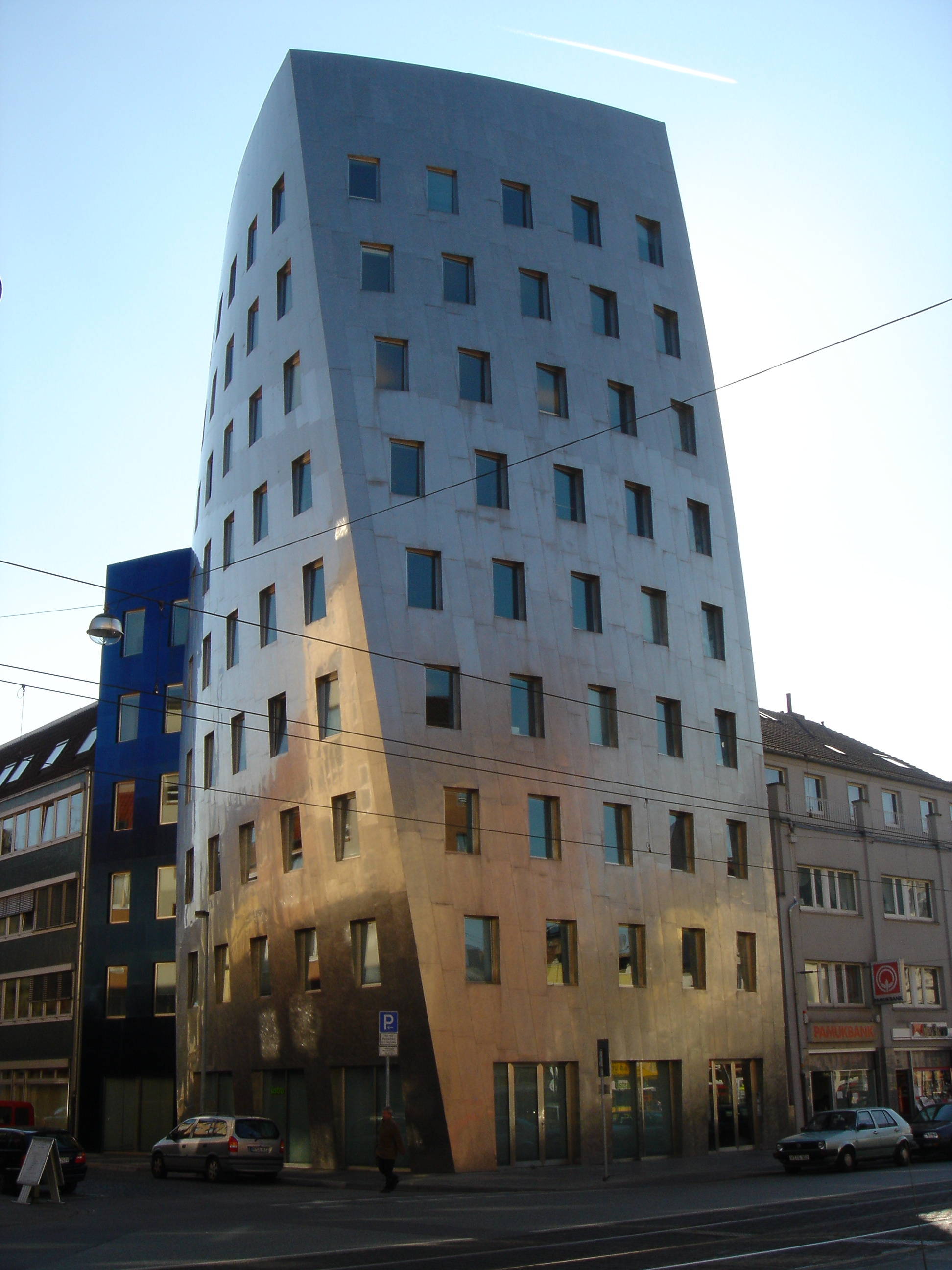
ゲーリー・タワー
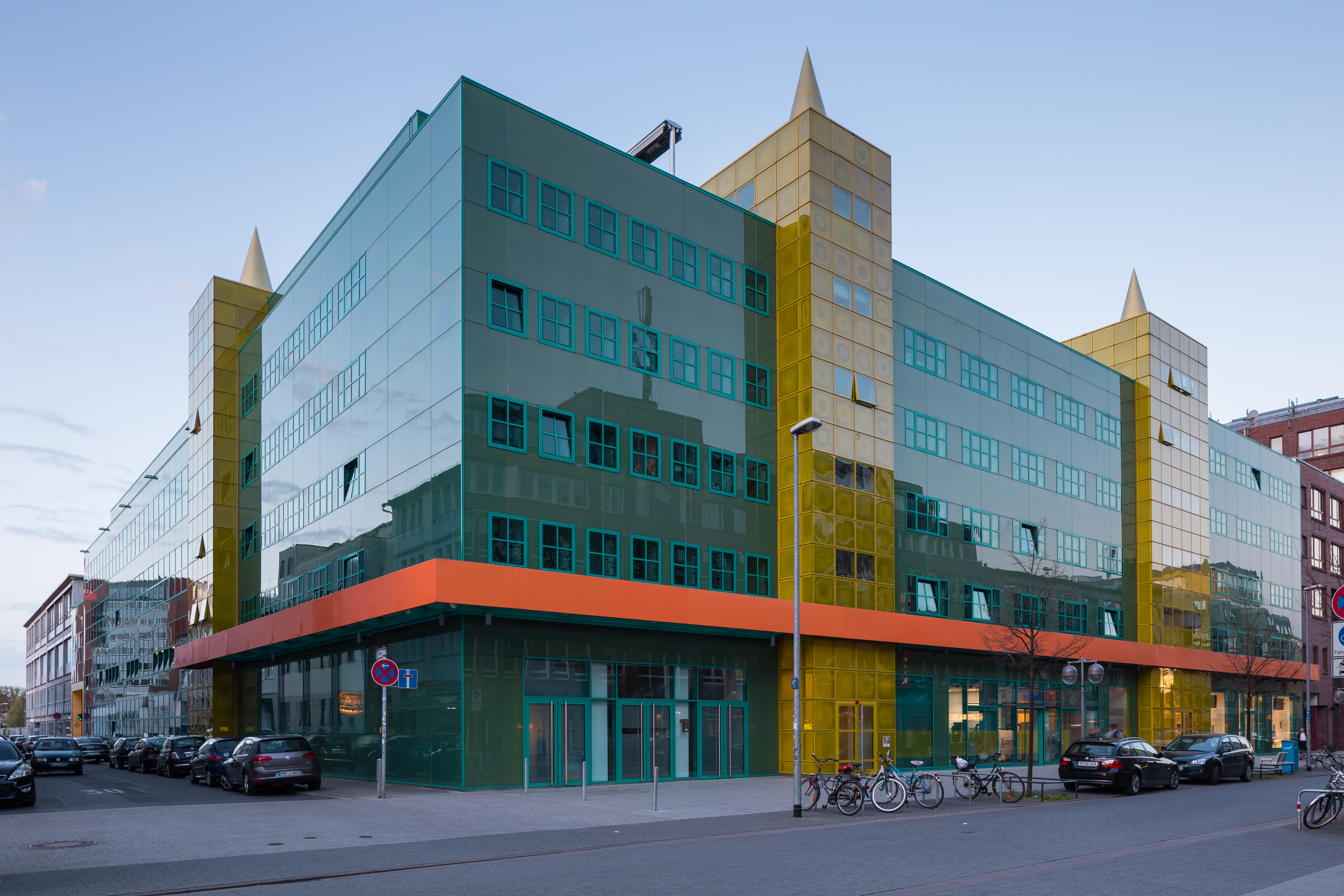
メンディーニ・ハウス
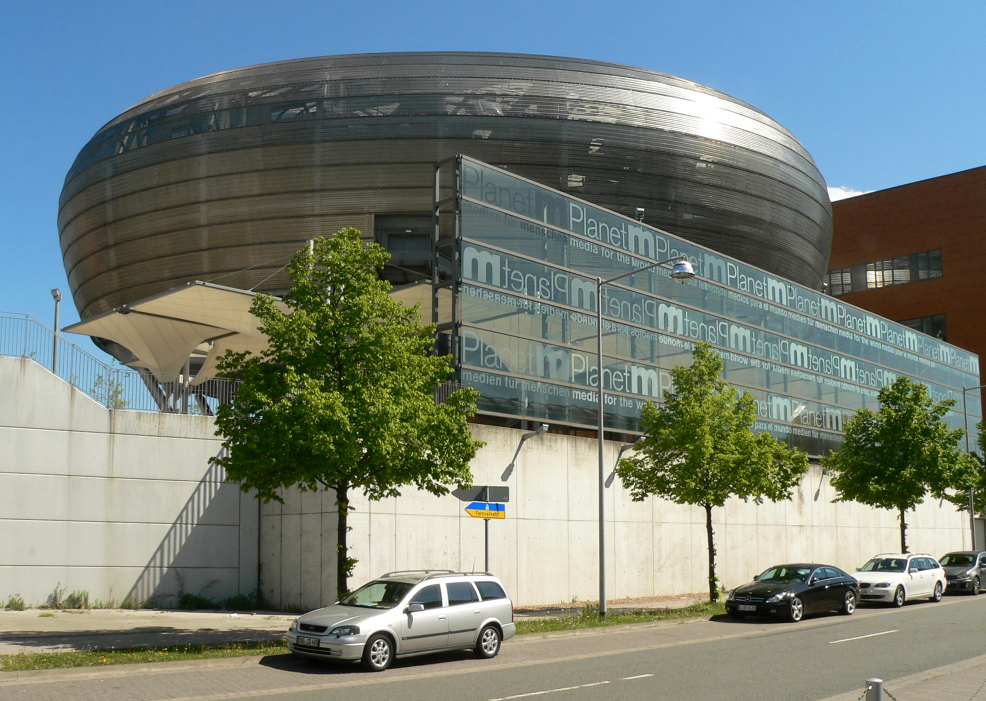
Expo2000 プラネットM
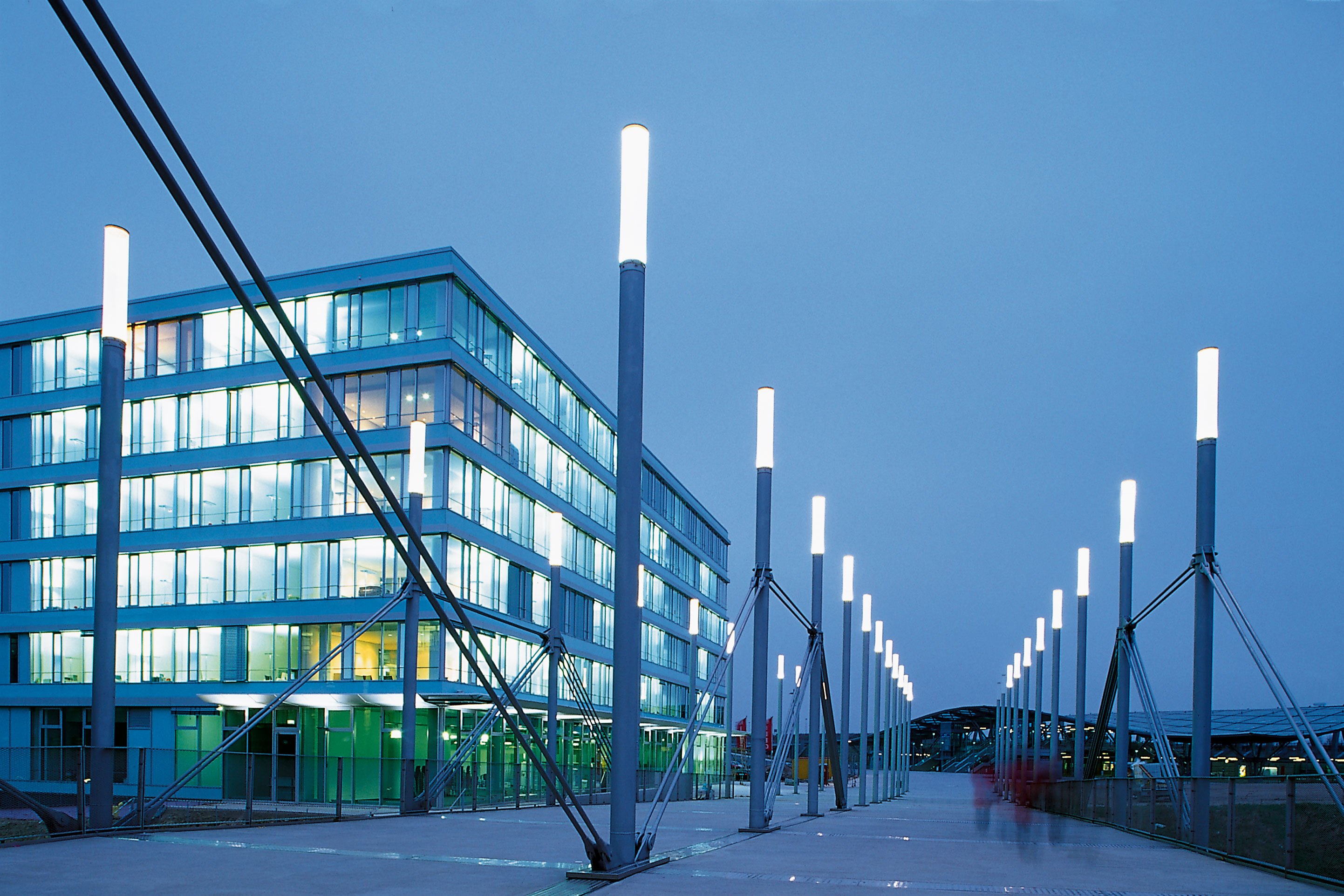
エクスポナーレ歩行者橋
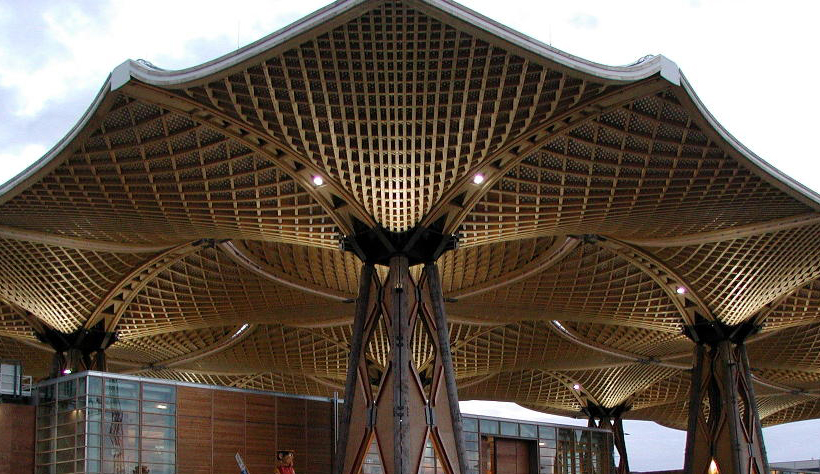
エクスポ＝ダッハ
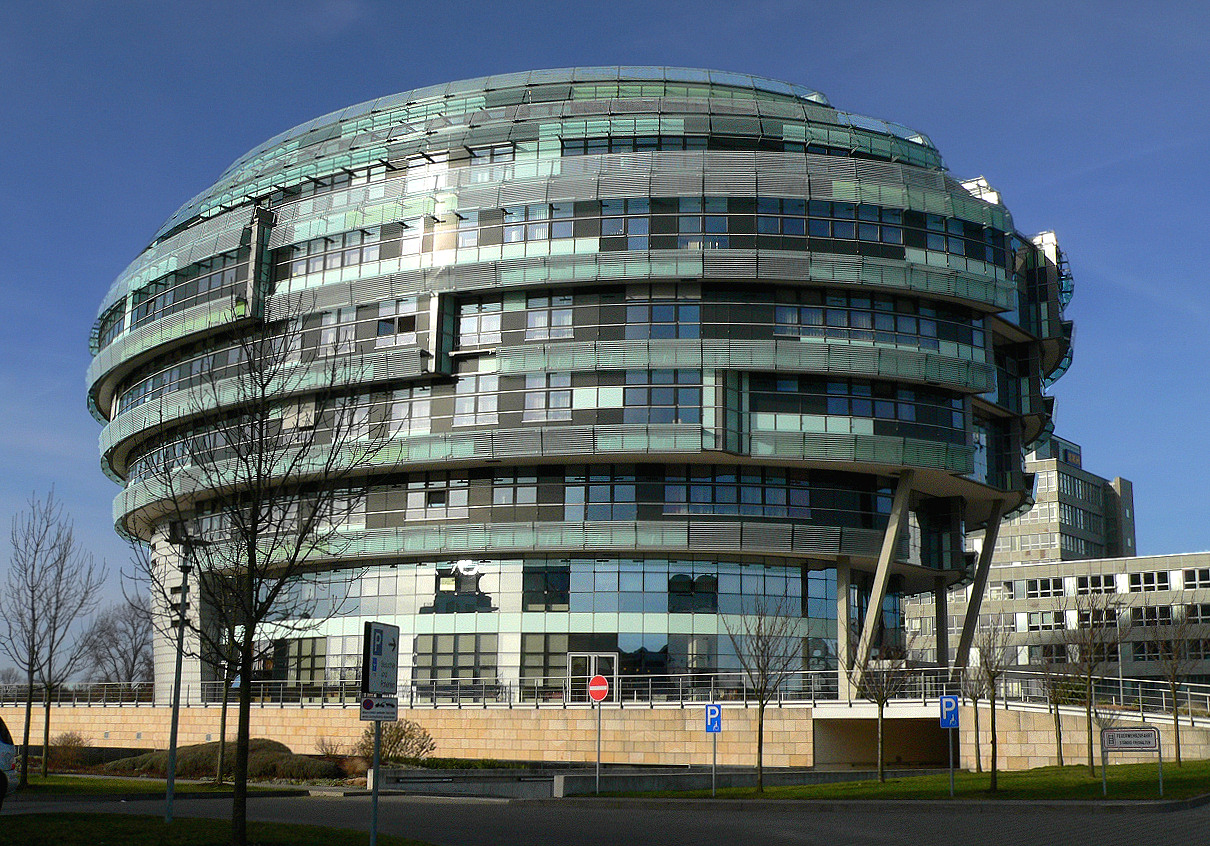
INI

### 記念碑、悔恨碑、路上芸術
ゲオルゲンガルテンのライプニッツテンペルは、1787年から1790年までハノーファーで活動した大学教師ゴットフリート・ヴィルヘルム・ライプニッツの栄誉を讃えて建立された（元はワーテルロー広場にあった）。これは、貴族でない人物のために建立された記念碑としてドイツで最初のものであった。
同じく古典主義様式のワーテルロー柱は、カレンベルガー・ノイシュタット市区のワーテルロー広場に建つ高さ 46.31 m の戦勝記念碑である。この記念碑は1825年から1832年にゲオルク・ルートヴィヒ・ラーフェスの設計に基づいて建立された。
1925年にマルタ・ペルツィヒとハンス・ペルツィヒが制作したマヨリカ焼きの像があるレーゼ＝ブルネンは、アイレンリーデの外れ、音楽・演劇・メディア大学に近いフリッツ＝ベーレンス＝アレーにある。この泉は、珍しいアール・デコ様式の作例である。ハンス・ペルツィヒのもう1つの泉は、ドレスデンのグローサー・ガルテンにある。
1970年代にこの街は、当時の上級市長マルティ・ノイファーの主導下で、「公共空間の芸術」としてハノーファーの路上芸術に対する意欲的なプログラムを開始した。その最も有名で、当時論争を呼んだ作品が、1974年にニキ・ド・サンファルが創作したライプニッツウーファーの「ナナ」であった。やがて、ライネウーファーとケニーニヒスヴォルター広場との間に7点の作品が設置された、長さ 1.2 km の彫刻の径が形成された。現在ハノーファーでは、都市空間に200点以上の彫刻、塑像、インスタレーションが設置されており、ドイツトップと評価されている。
1990年代には、国際的なデザイナーが設計した9箇所のバス停やシュタットバーンの停留所からなるプロジェクト BUSSTOPS が実現した。その作品は、例えば、シュタイントーア（デザイナー: アレッサンドロ・メンディーニ）、ケーニヒスヴォルター・プラッツ（エットレ・ソットサス）、マッシュゼー/シュプレンゲル＝ムゼウム（ハイケ・ミュールハウス）、ブラウンシュヴァイガー・プラッツ（フランク・ゲーリー）などで見られる。
ニーダーザクセン州議会議事堂の近くに、1837年8月1日のハノーファー王エルンスト・アウグスト1世によるハノーファー憲法廃止に抵抗したゲッティンゲン大学の7人の教授を讃える「ゲッティンゲンの7人」の群像がある。この群像は1988年に制作された。中央駅前にあるエルンスト・アウグスト記念碑は1861年に設けられた。市の中心にあるクレプケ時計は人気の待ち合わせ場所である。
カレンベルガー・ノイシュタットのユダヤ悔恨碑は、1941/42年にリガやテレージエンブルクに移送された350人のユダヤ人を記念したものである。赤い線の中に水晶の夜に破壊されたシナゴーグを記念する追悼の場が設けられている。
オペルンプラッツの「ハノーファーの殺害されたユダヤ人追悼碑」には、名前がわかっているホロコースト犠牲者約2000人の名前が記されている。
この街最大の悔恨の場がエギディエン教会の遺構である。ここは、戦争と暴力の犠牲者に対する追悼の場となっている。その内部には、姉妹都市である広島市から1985年に寄贈された日本の平和の鐘が設置されており、鐘楼にはグロッケンシュピールがある。

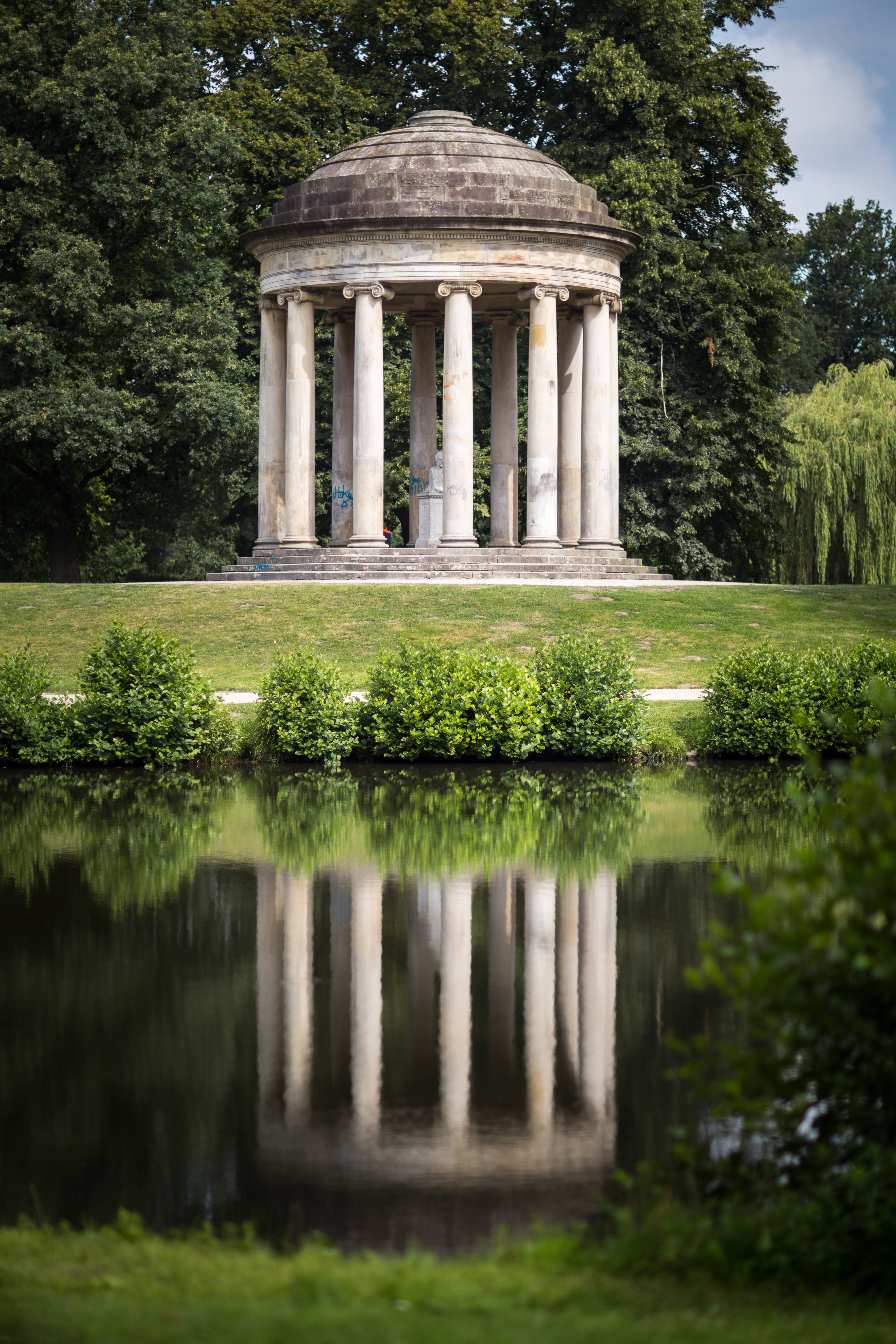
ライプニッツテンペル
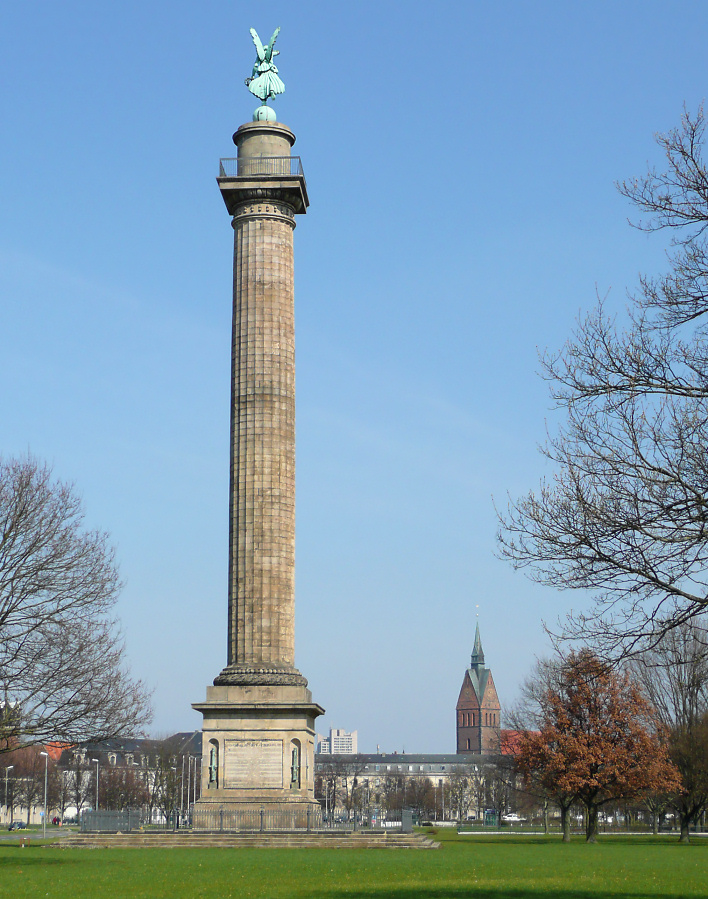
ワーテルロー柱
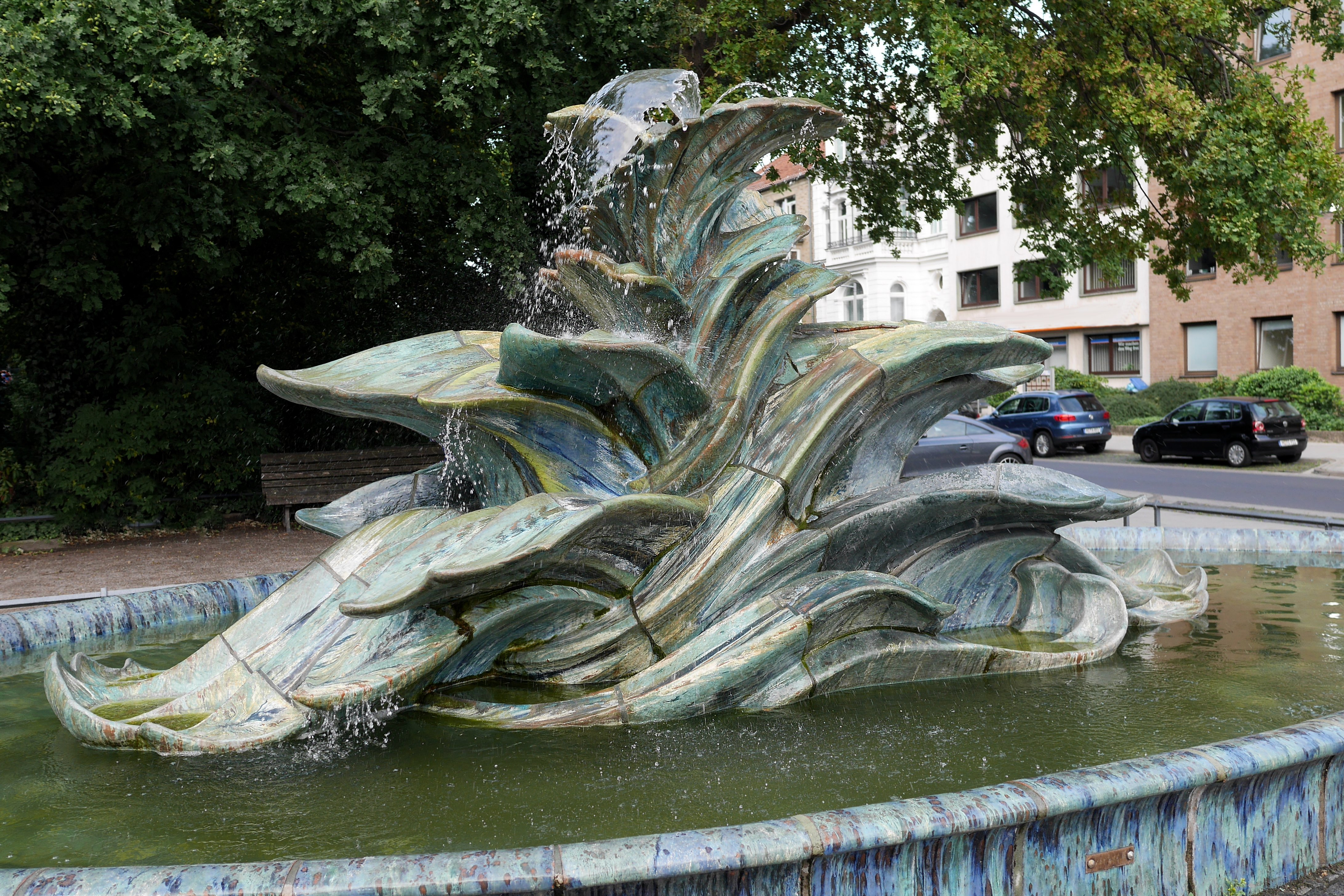
レーゼブルネン
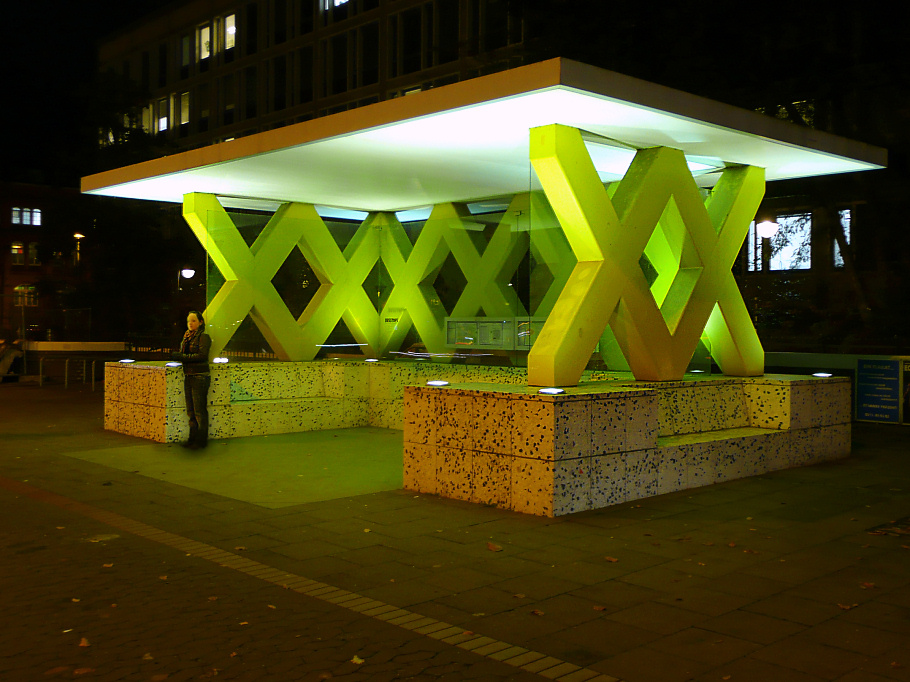
芸術プロジェクト「BUSSTOPS」のうちエットレ・ソットサスのケーニヒスヴォルター・プラッツ・バス停
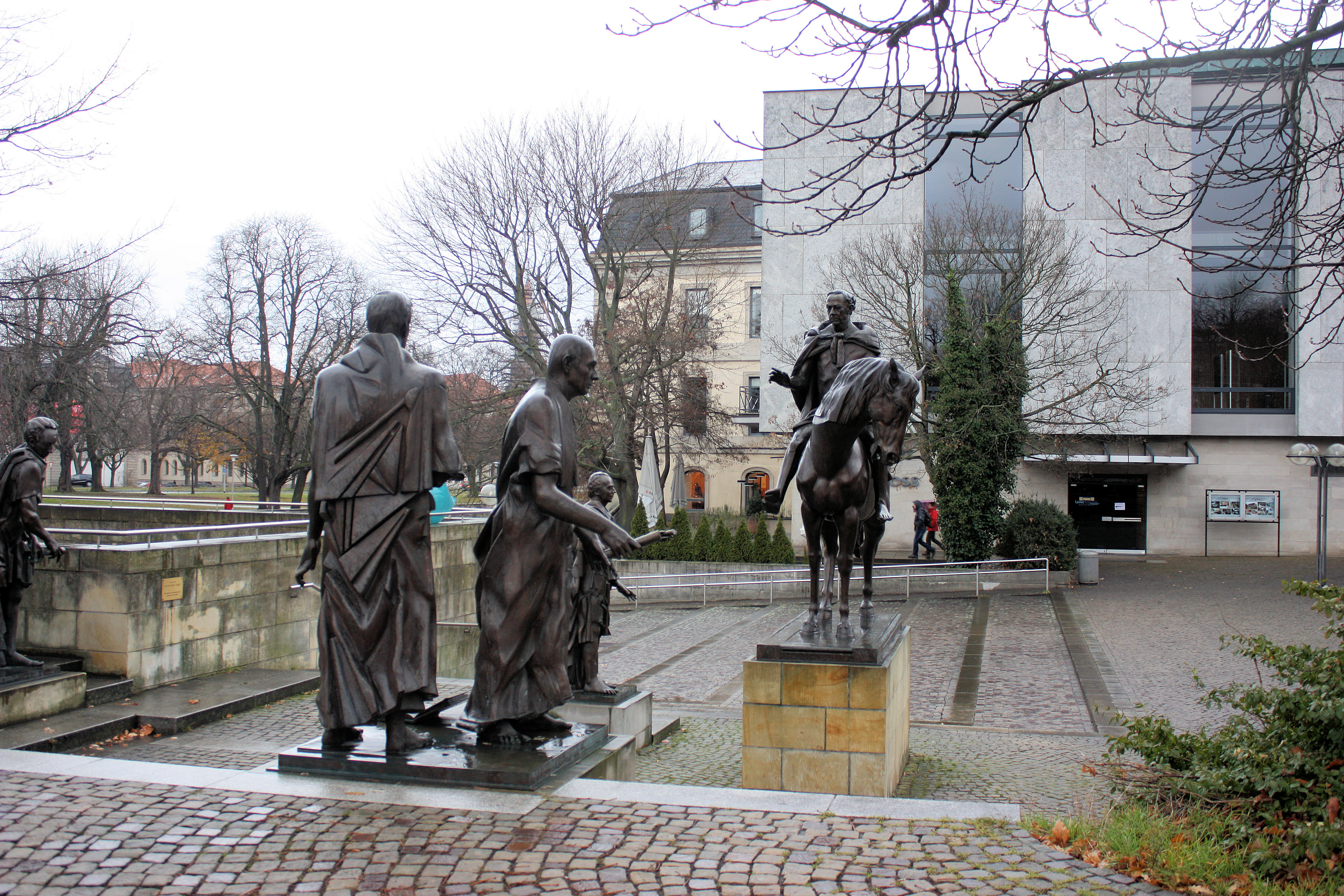
ゲッティンゲンの七人の像
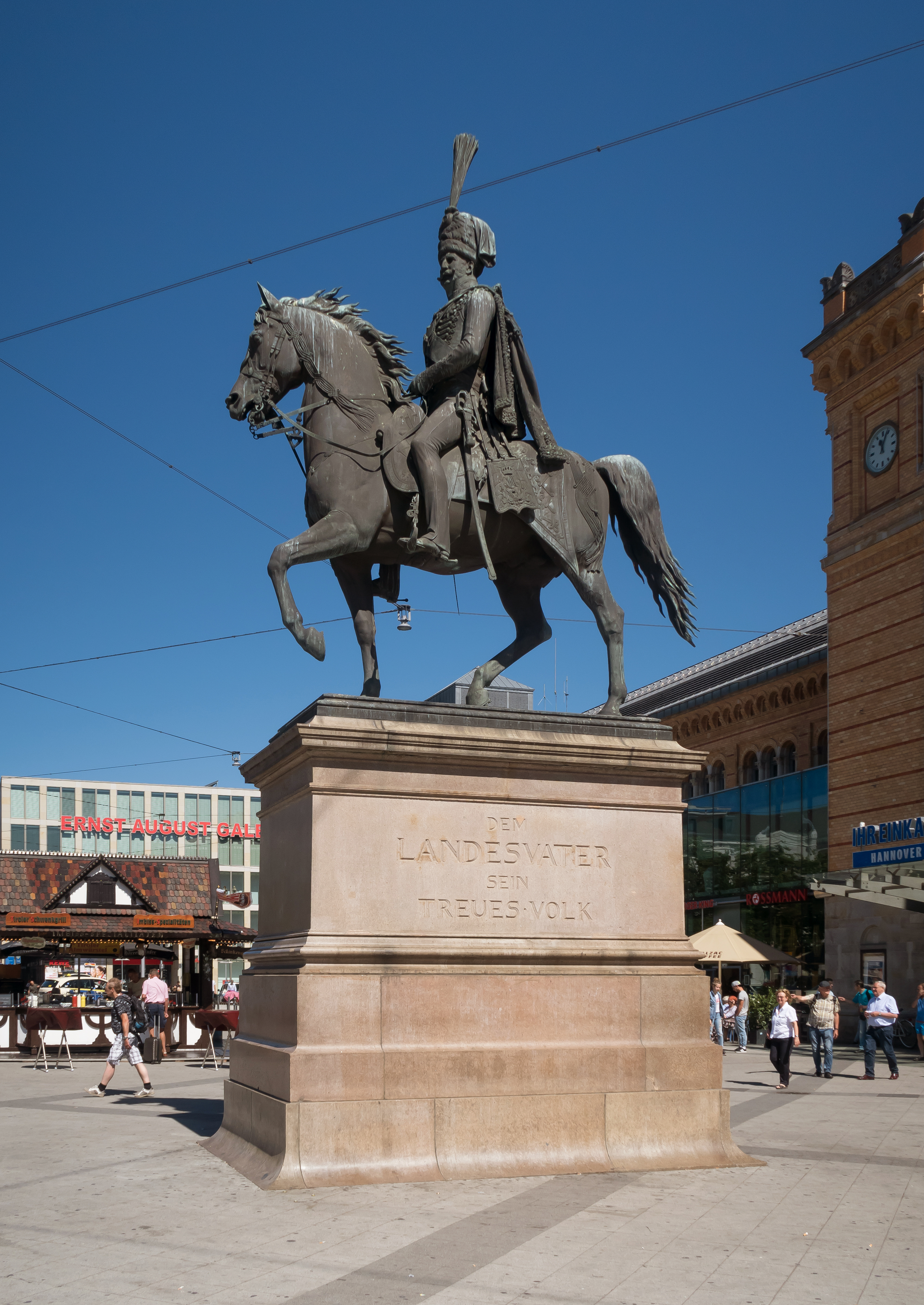
エルンスト＝アウグスト記念碑
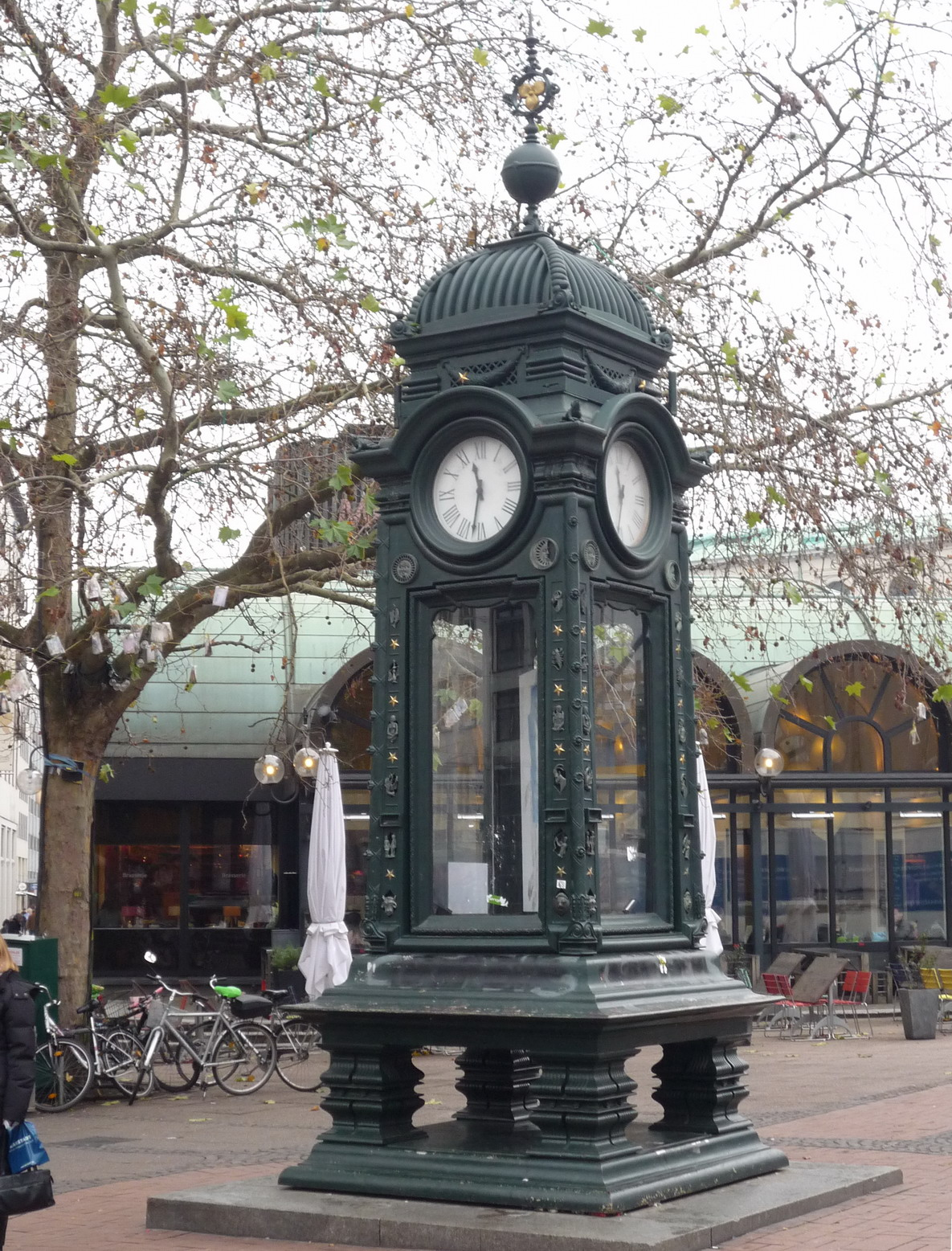
クレプケ時計
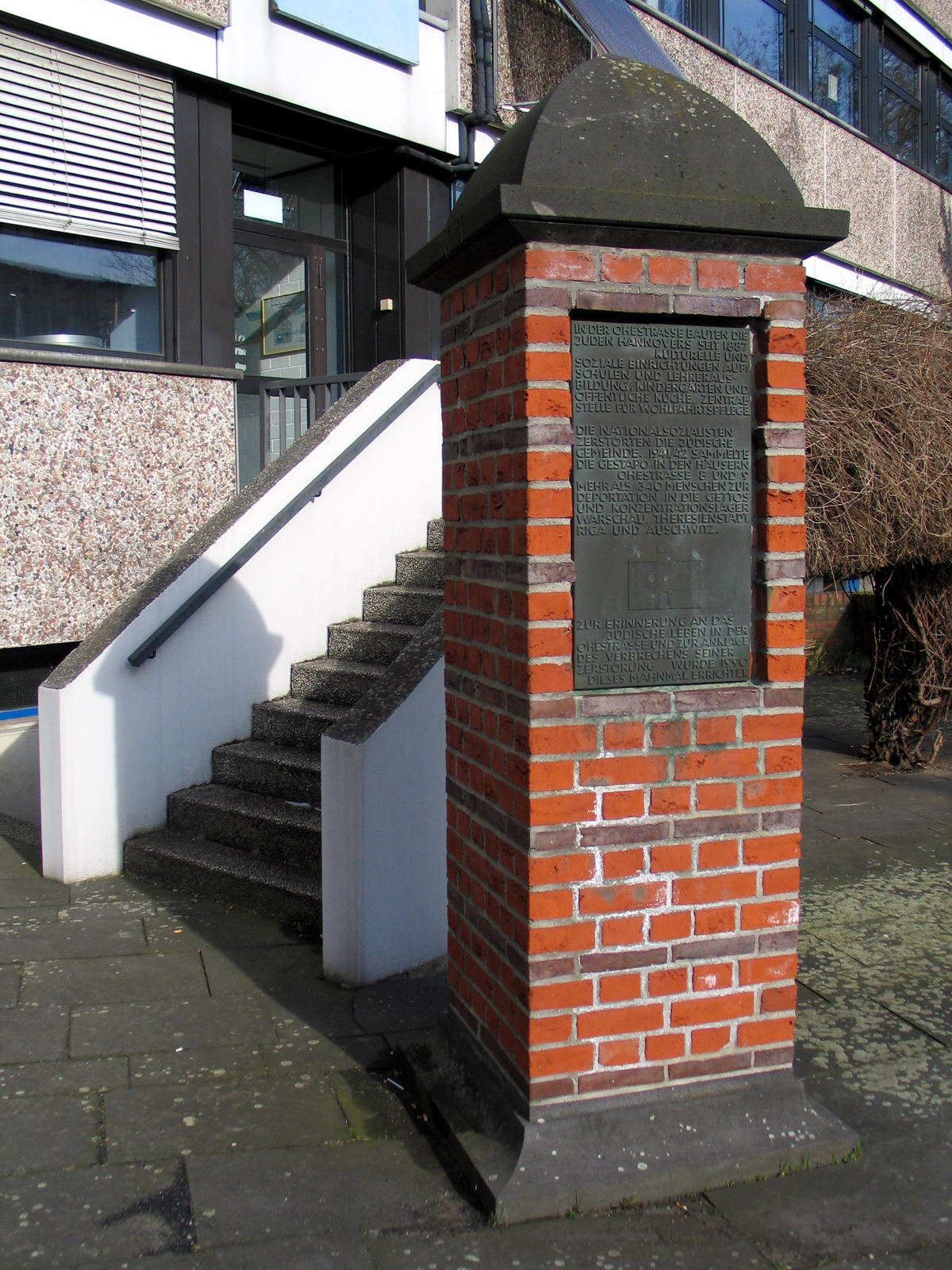
カレンベルガー・ノイシュタットのユダヤ悔恨碑
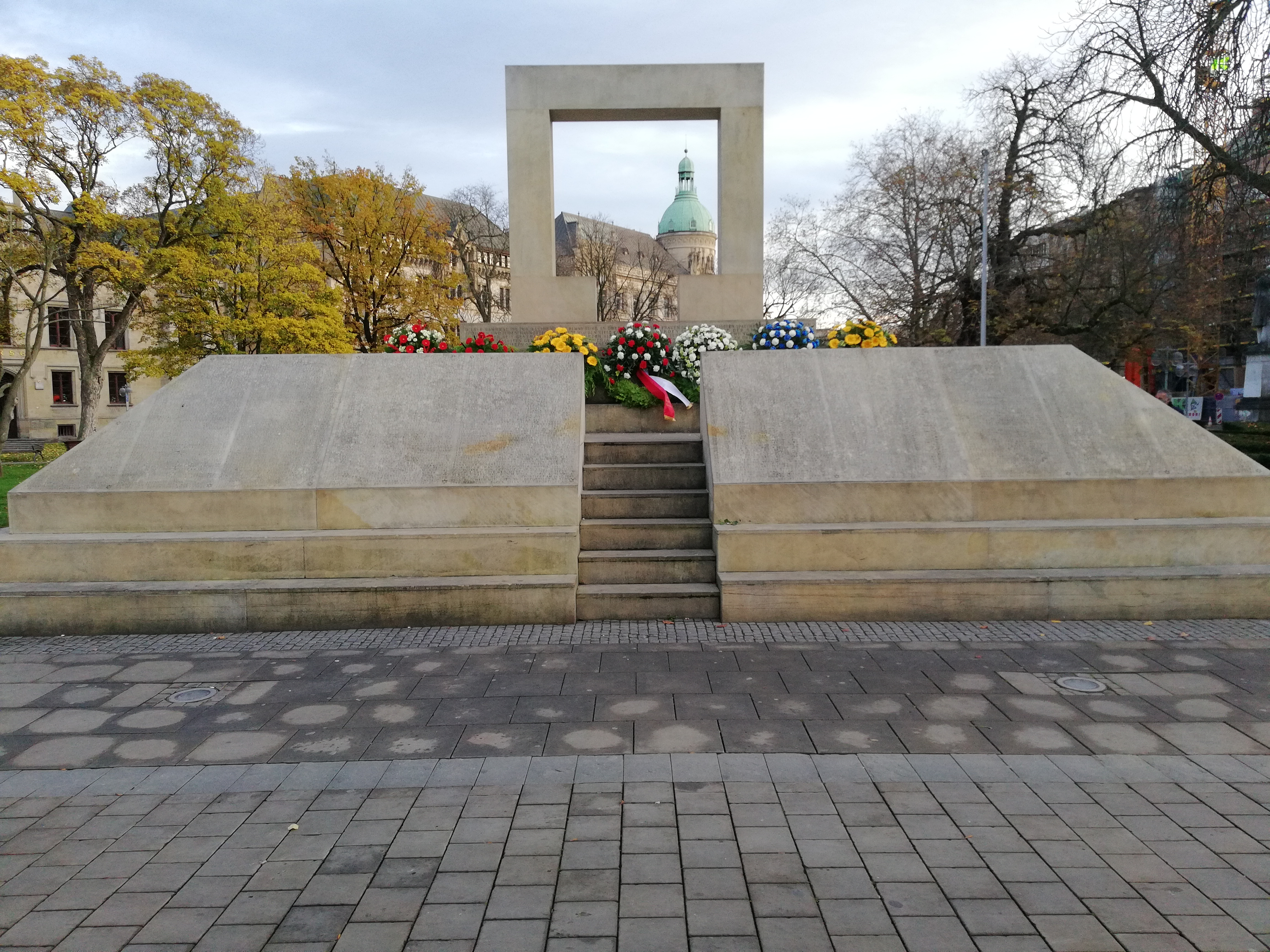
ハノーファーの殺害されたユダヤ人追悼碑
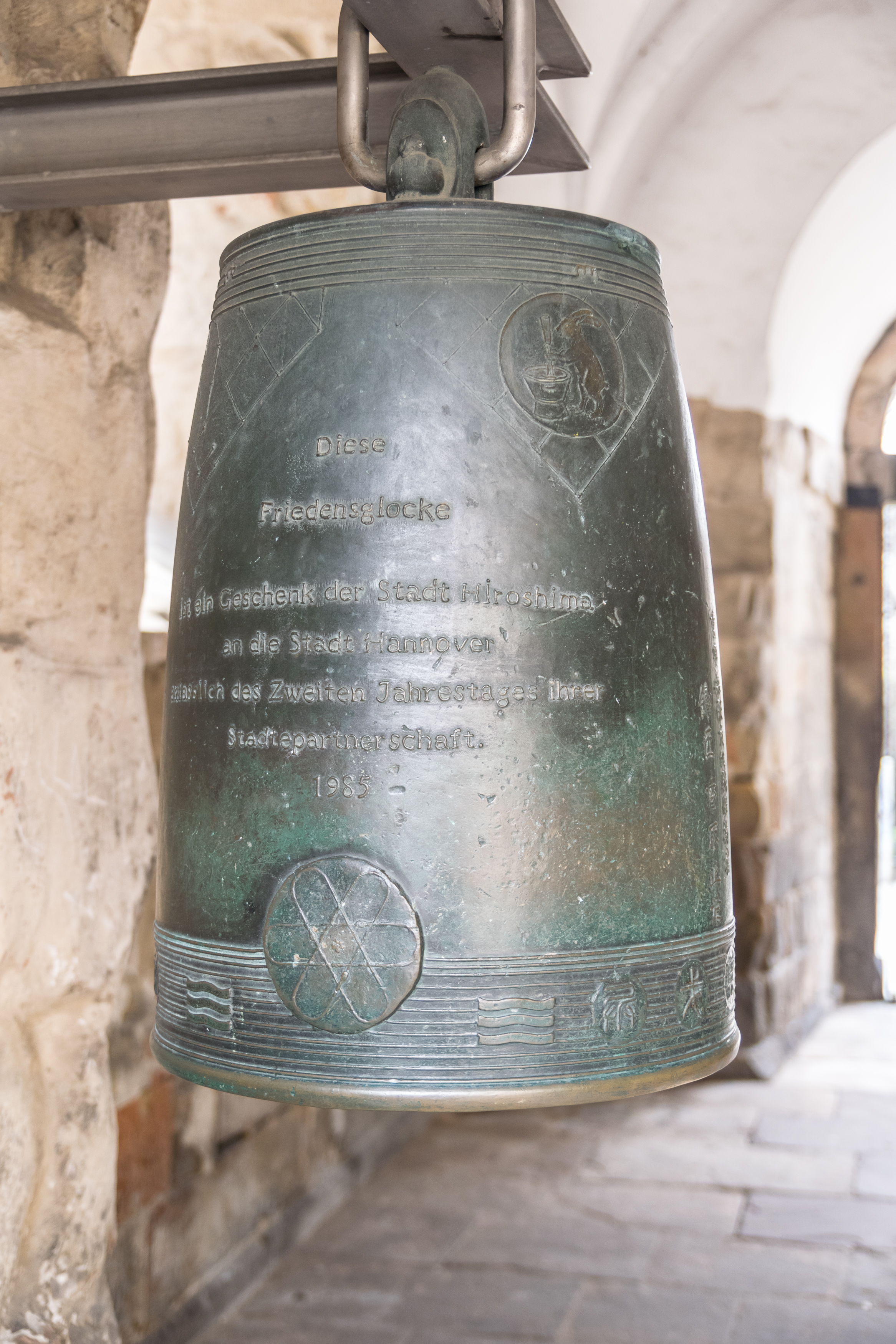
エギディエン教会にある広島市から贈られた平和の鐘

### 緑地とレジャー地

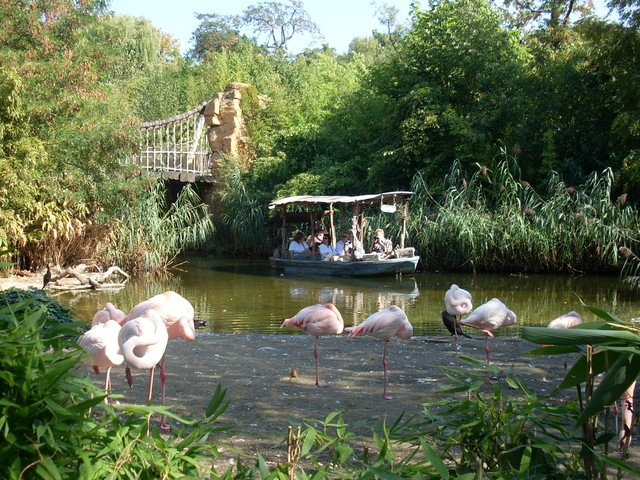
ハノーファー動物園のボート遊覧

#### 動物園

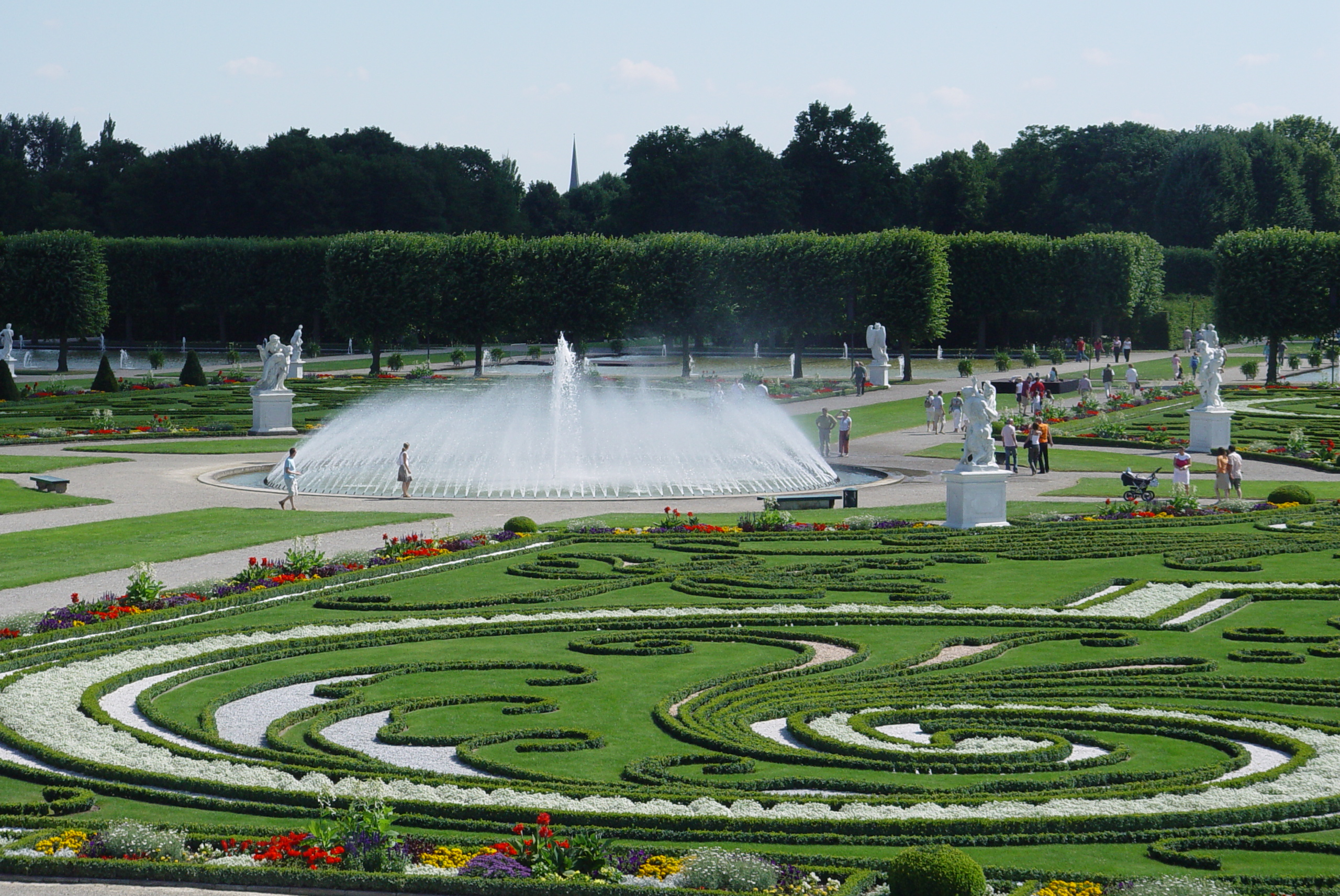
グローサー・ガルテン

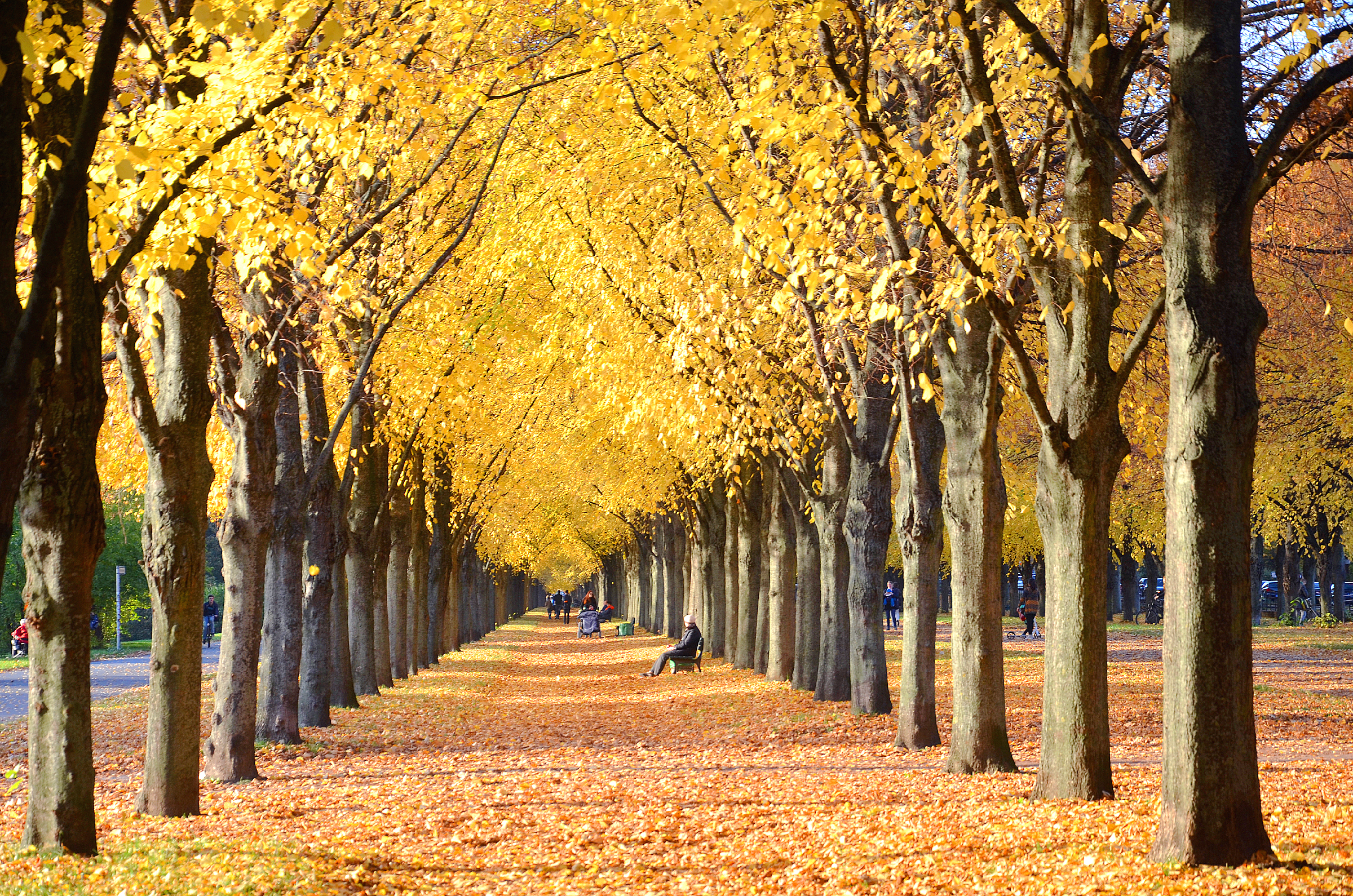
ヘレンホイザー・アレー

エルレプニス＝ツォー・ハノーファー（直訳: ハノーファー冒険動物園）は、1865年に「ツォー・ハノーファー」（ハノーファー動物園）として開演した、ドイツで五指に入る古い動物園である。冒険動物園への発展は1990年代半ばに始まった。現在は、「ザンベジ」（ボート遊覧とふれあい牧草地）、「ジャングルパラスト」、「アフィ・マウンテン」（ジャングルハウスと鳥小屋）、「メイヤース・ホーフ」、「オウトバック」、「ユーコン・ベイ」（水中世界）、「ツォーロジクム」（両生類の館）といった景観を模したテーマエリアが造られている。それらは、可能な限り実際に近い、種に適した環境下での動物に見物客を近づけることを目的としている。ブローデルブルク冒険遊技場があり、ショー・アリーナやユーコン＝スタジアムでは毎日約20種類の動物の給餌や解説付きの動物ショーが行われている。この動物園では2018年から2020年までヤーデガー・アジジのパノラマ画「アマゾニア」が展示されていた。約22 haに182種1729頭の動物が飼育されており、毎年100万人以上が訪れる。この冒険動物園は、ドイツ最高の動物園として「パークスカウト観客賞」ベスト動物園部門を7回受賞している（最後は2017年）。
かつて侯爵の猟場であったキルヒローデ市区の動物園は1799年に一般に開放され、112 ha に150から200頭の土着の動物と数多くの植物が生息している。鳥のケージ、アカシカとムフロンの大きな囲い、イノシシの囲い、鳥類の保護エリアがある。ダマジカは園内全体を自由に移動できる。入り口には遊技場と1000年オークの木がある。
150種2,500頭の動物がいるベルクガルテンのシー・ライフ・センターは2007年にオープンした。ここには、深海水槽を通る長さ約 8 m のガラストンネルや典型的な熱帯雨林のレプリカがある。
ニーダーザクセン州立博物館の常設展示「ネイチャーワールド」には、200種以上の水生動物がいる「ウォーターワールド」や、爬虫類と両生類がいる「ランドワールド」がある。「ネイチャーワールド」全体では3,350匹の動物がいる。

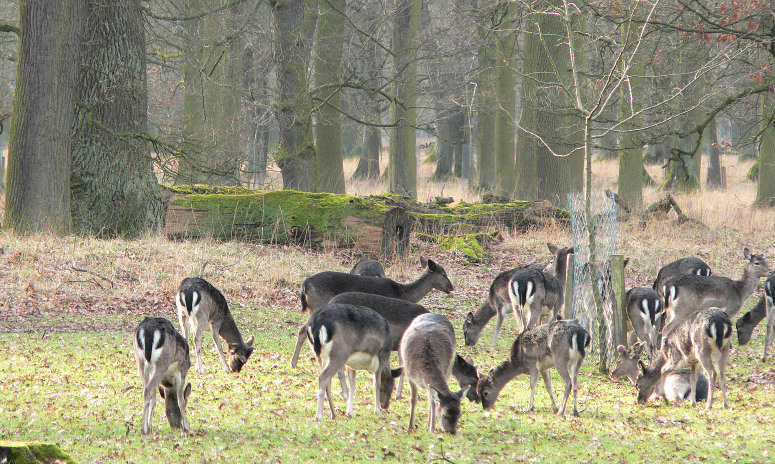
キルヒローデ市区の動物園
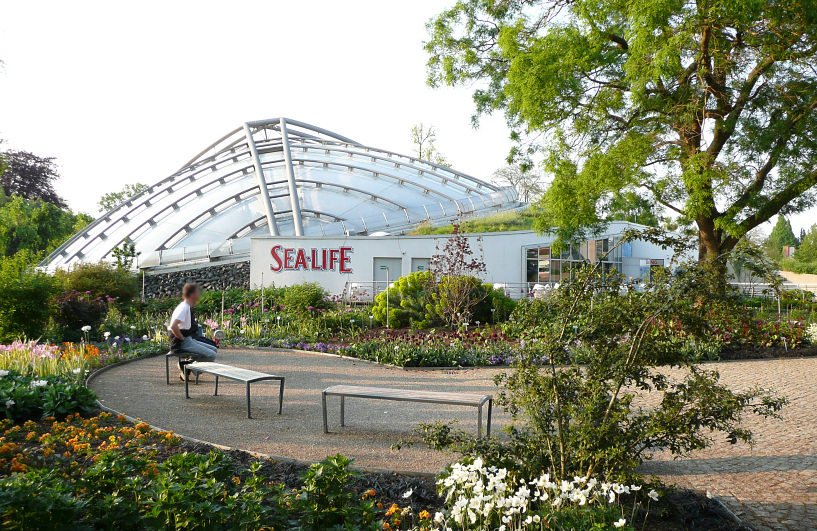
シー・ライフ・センター

#### ヘレンハウゼン王宮庭園

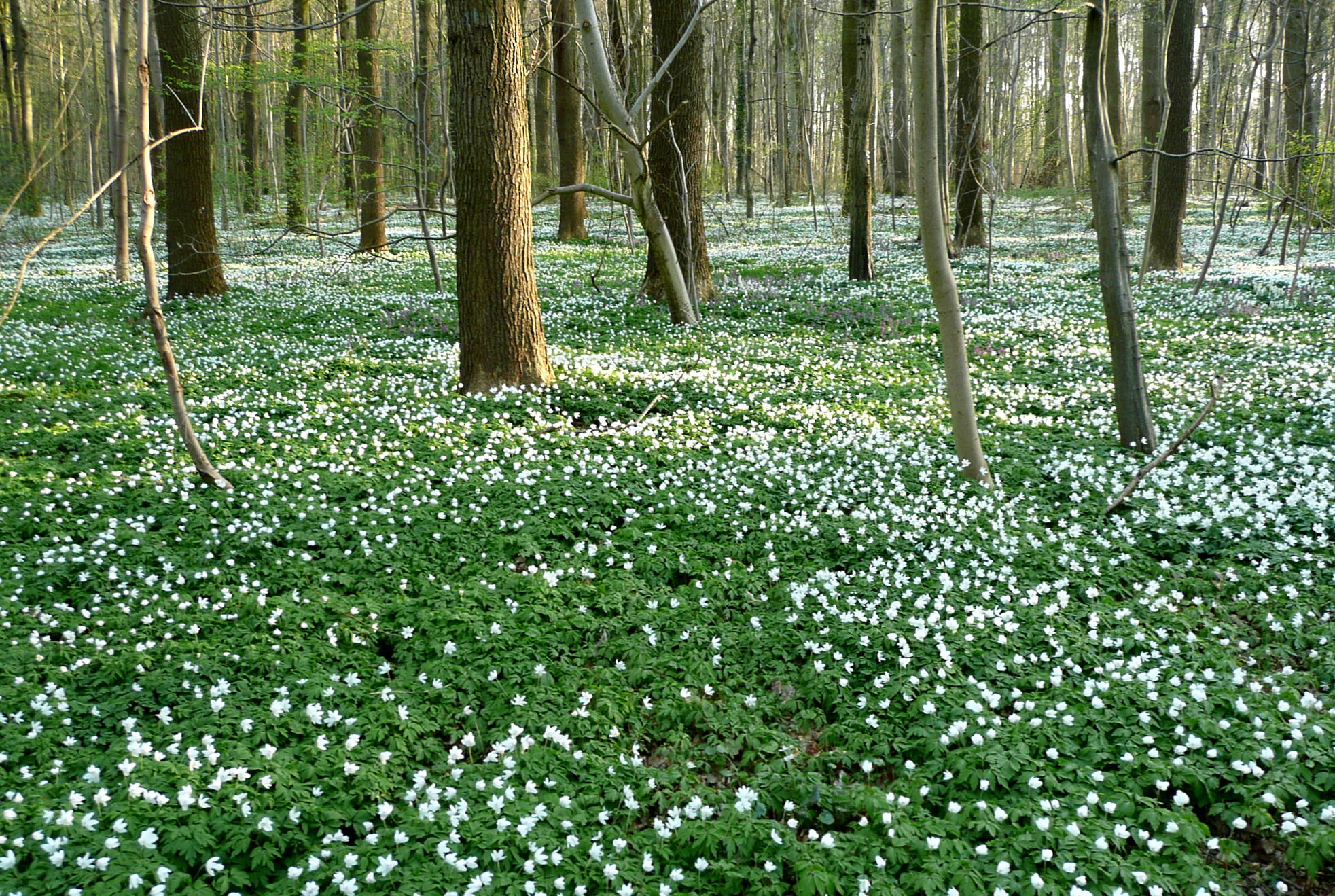
アイレンリーデ

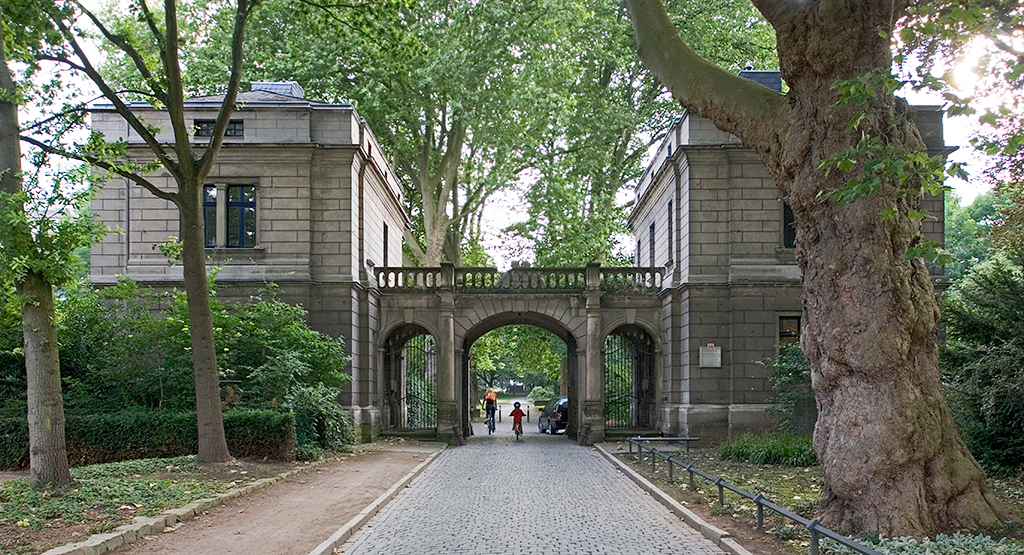
フォン＝アルテン＝ガルテン

ハノーファーの最も知られた見どころの1つがヘレンハウゼン王宮庭園（ヘレンホイザー・ゲルテン）である。ヘレンホイザー・ゲルテン（訳注: 複数形である）はグローサー・ガルテン、ベルクガルテン、ゲオルゲンガルテン、ヴェルフェンガルテンからなる庭園群の総称である。グローサー・ガルテンは、ヨーロッパの最も重要なバロック庭園の1つである。数多くの特別な場所の他に、大花壇、オレンジ花壇、迷路、ヌーヴォー・ジャルダン（直訳: 新庭園）がグローサー・ガルテンの最も有名な部分である。この庭園の大噴水は最大 71.51 m に達し、ヨーロッパで最も高くまで噴き上げる庭園噴水である。グローサー・ガルテンにはさらに、ニキ・ド・サンファルが内部をデザインしたグロッテ、ルイ・レミー・ド・ラ・フォッセが建設した2つの園亭、歴史的なガーデンシアター、黄金の門を持つギャラリー、オランジェリー、アルネ＝ヤコプセン＝ホワイエがある。第二次世界大戦で破壊されたヘレンハウゼン城は2011年から再建され、2013年1月18日に再オープンした。グローサー・ガルテンの近くにフュルステンハウス（侯爵の館）とハルデンベルクシェス・ハウスがある。ベルクガルテンは、12000種の植物を有するドイツで最も古い植物園の1つである。熱帯展示館、サボテン展示館、ヨーロッパ最大級のランのコレクションを有するラン展示館、カナリア諸島館がある。数多くのテーマ庭園の他に、ドイツで最も古いプレーリー庭園、シュムックホーフ（直訳: 宝飾の庭）、シュタウデングルント（この種のものとしてはヨーロッパで最も古いものの1つ）、さらに2007年からシー・ライフ・センターもある。ベルクガルテンにはさらにヴェルフ家廟所や図書館がある。ゲオルゲンガルテンは、イギリス式景観庭園の技法で造られている。ここには長さ約 2 km のヘレンホイザー・アレー（並木道）、ライプニッツテンペル、ゲオルゲン宮殿がある。ヴェルフェンガルテンには、ヴェルフェン城（現在は大学本部）、その前にニーダーザクセンの紋章動物であるニーダーザクセンの馬の像がある。ヘレンハウゼン王宮庭園は、2015年にドイツの庭園としては初めて、ヨーロッパ庭園遺産ネットワークからベスト・パーク・ヨーロッパとして表彰された。2018年、ヘレンハウゼン王宮庭園には約100カ国からおよそ61万5千人が訪れた。この庭園群は2019年にドイツの庭園としては初めてヨーロッパ歴史庭園ネットワークに加盟し、2020年から欧州評議会の文化ルート「ヨーロッパ歴史庭園ルート」に参加している。

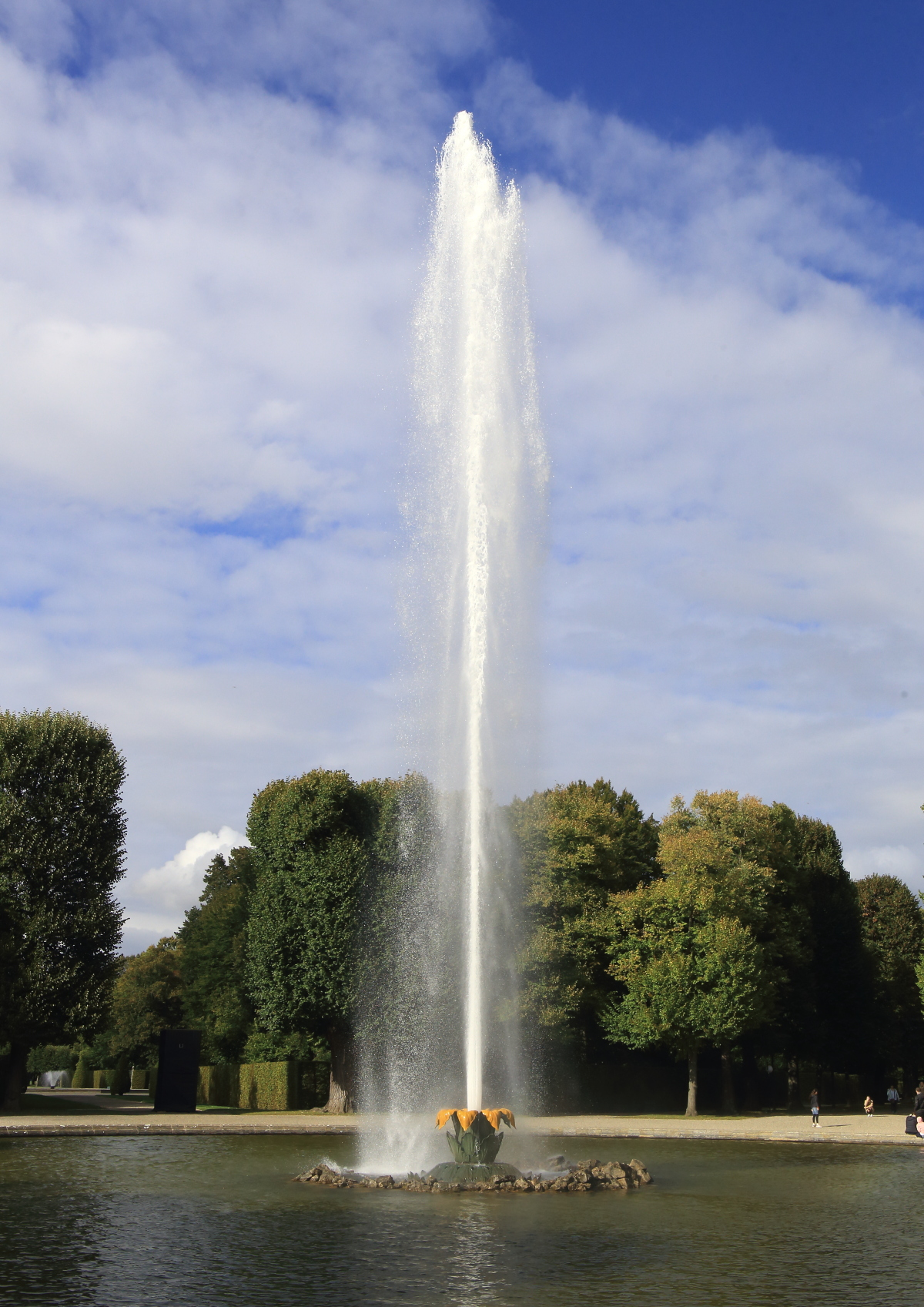
グローサー・ガルテンの大噴水
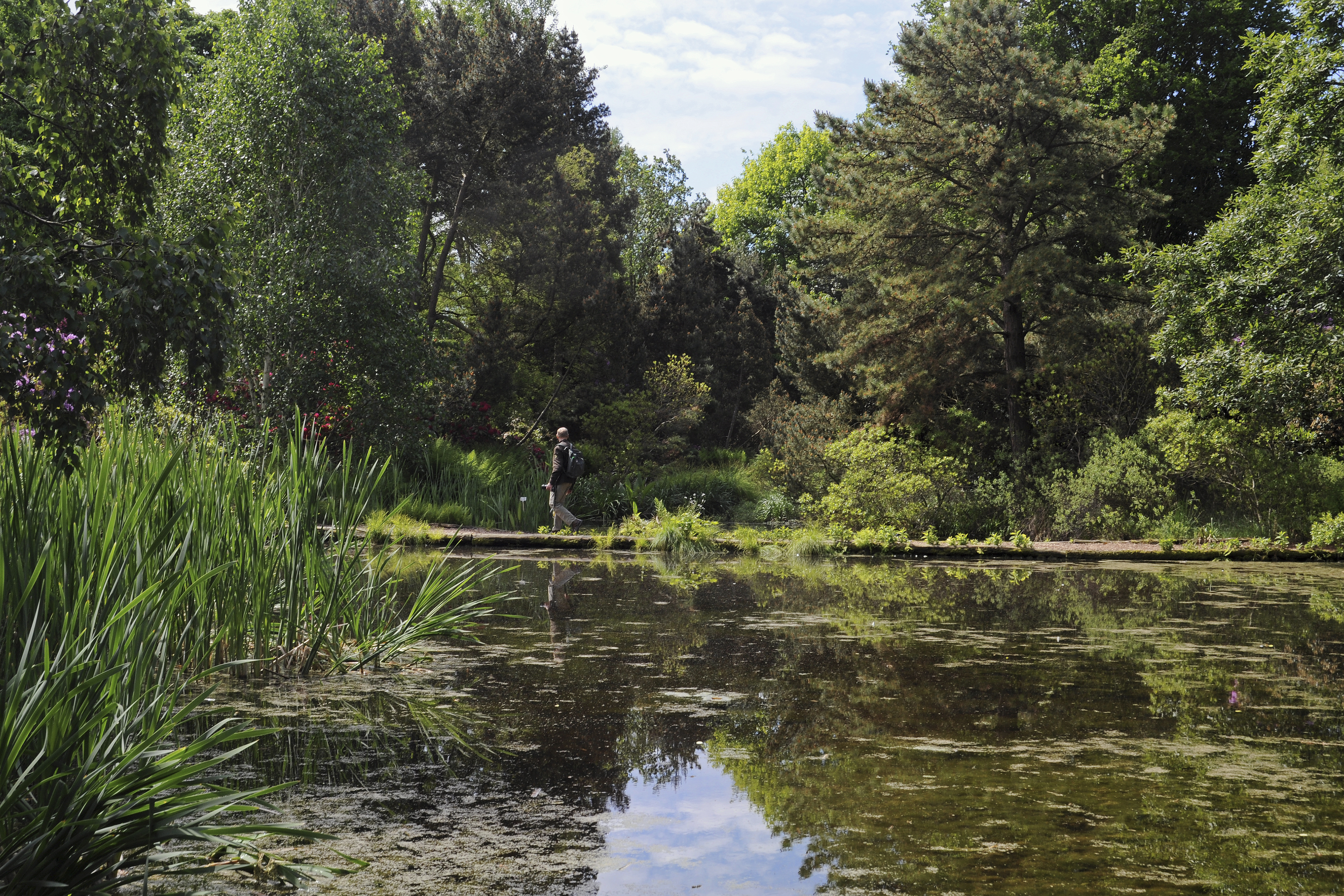
ベルクガルテンの池
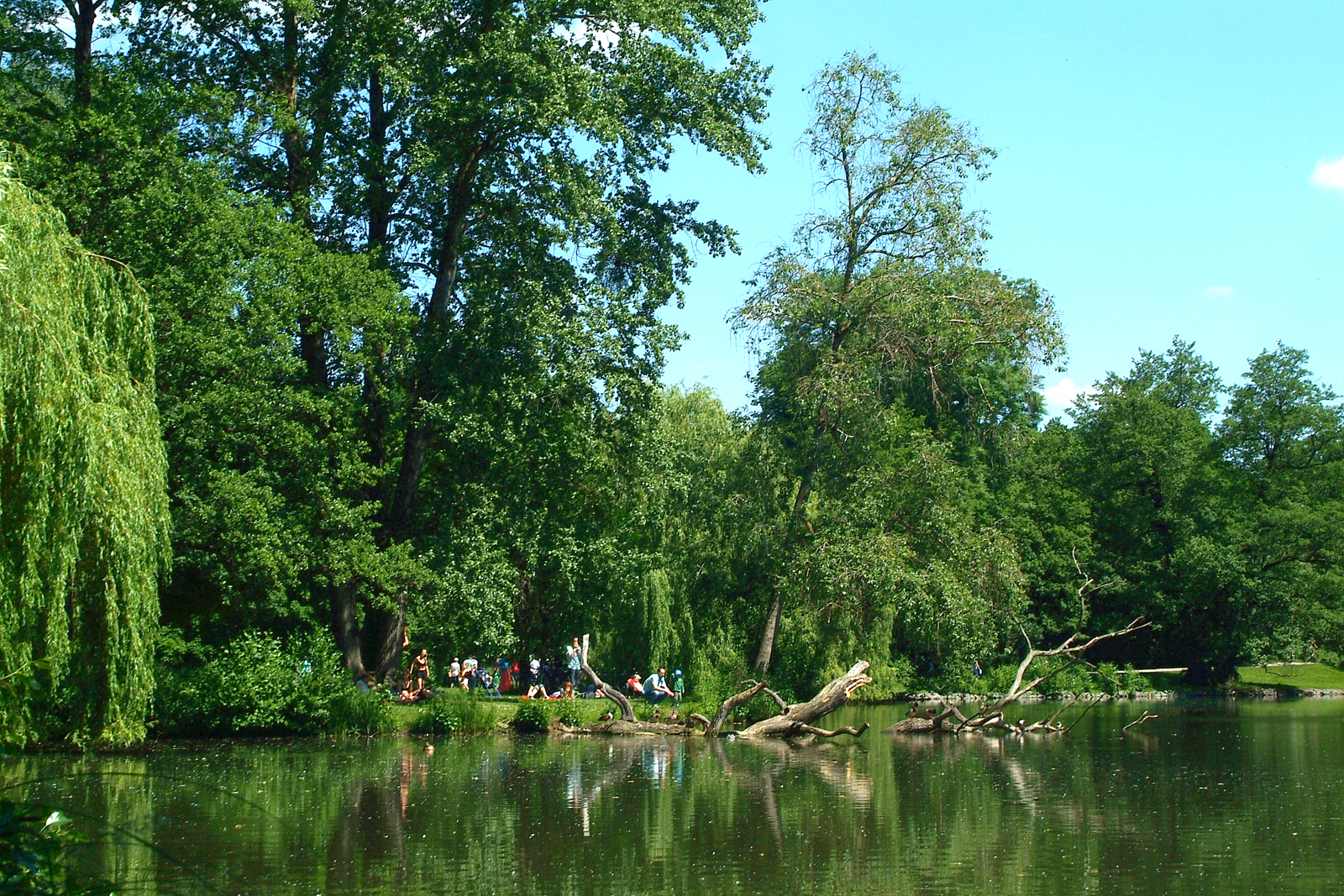
ゲオルゲンガルテン
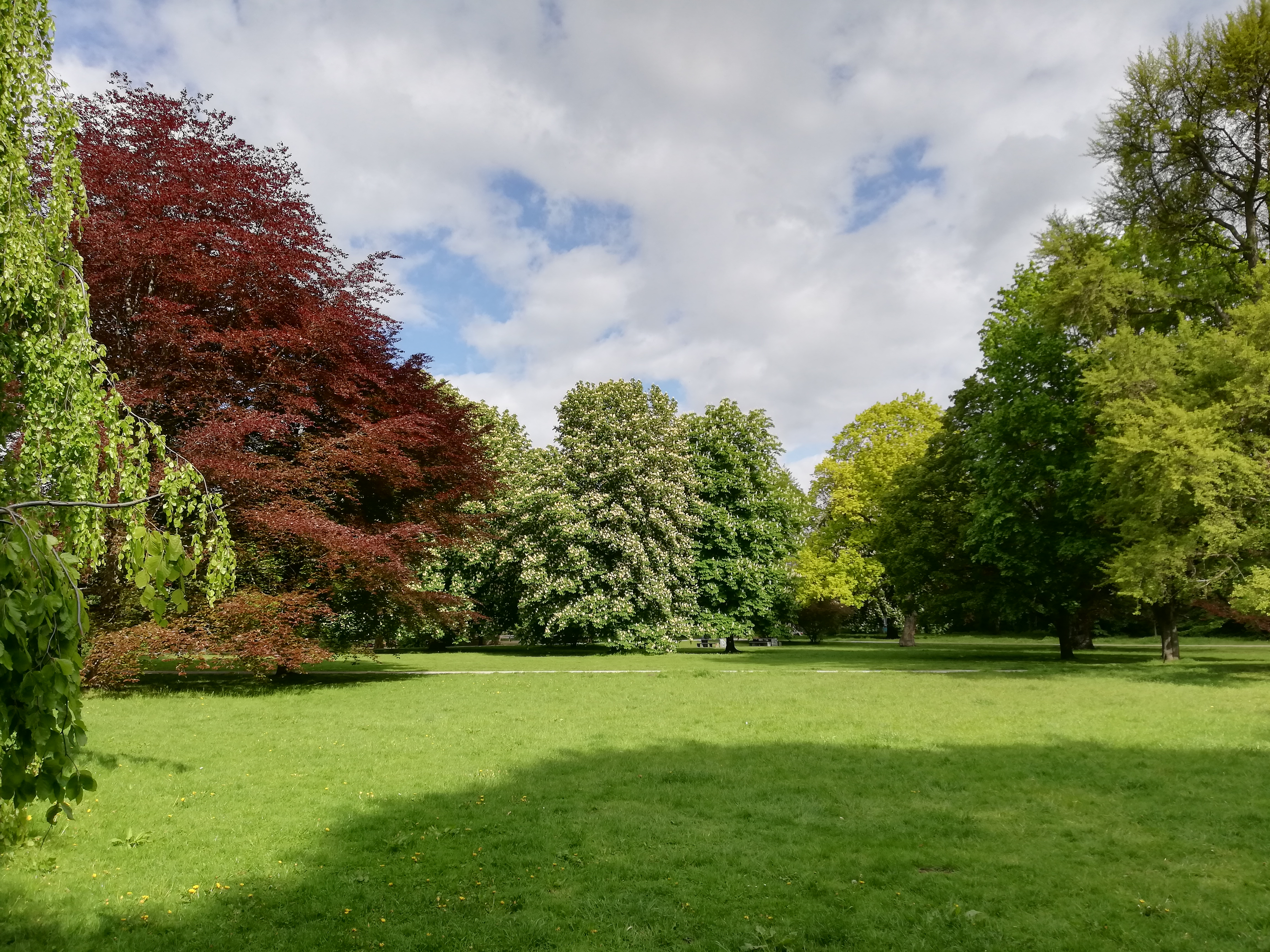
ヴェルフェンガルテン

#### 市有林と市立公園
ハノーファーは内市街に緑地が多くあるため、ドイツで最も緑豊かな大都市の1つとされており、「緑のメトロポリス」を自称している。Meinedtadt.de の2011年のランキングではドイツで1位となったが、他のランキングではそうではなかった。これは他の都市に面積比でより多くの緑地があったとしても、公共の緑地だけをカウントしているわけではないランキングがあるからである。しかし、ハノーファーはその都市開発について、特に持続可能であるとされている。
広さ 650 ha の市有林アイレンリーデは、この街の「緑の肺」と呼ばれている。この森の中には展望塔を持つ環境教育施設「森のステーション・アイレンリーデ」、2つのアスレチックコース、樹木の学習路、8つの日光浴場、14のモニュメント、10箇所の遊戯広場、ホーホザイルガルテン（高所に張り巡らされたロープを利用するアスレチック施設）を持つ遊技場「WAKITU」がある。アイレンリーデのレジャールートは約 80 km の遊歩道、38 km の自転車道、11 km の乗馬道で構成されている。
この他の市有林としては、アイレンリーデの南に位置するゼールホルスト、ボートフェルトシックのグローセ・ハイデ、ミスブルクの森、ヴュルフェローデのガイムとボックマーホルツ、ヴェットベルガー・ホルツ、バーデンシュテットのボルヌマー・ホルツ、マリエンヴェルダーのクロスターフォルスト、ノルトハーフェン市区のメクレンハイデ、シュテッケンのゲマインデホルツ、レーデブルクのシュパンリーデがある。
市立ホールの近くにある市立公園は、1913年に造成された。1951年にここで開催された戦後初の連邦園芸博覧会に伴い、現在の姿となった。この公園には、140種が育成されているバラ園、噴水庭園、水の庭園、茶室を持つ広さ 400 m2 の日本庭園などがある。この他の歴史的な市立公園としては、クレーフェルトのヘルマン＝レンス公園、新市庁舎前のマッシュパルク、マリエンヴェーダー修道院近くのヒンユーベルシャー・ガルテンがある。市区部にはアルテ＝ブルトのヒロシマ＝ハイン、かつての王立乗馬ホールの敷地に1986年に設けられたファーレンヴァルダー公園、ブルク市区の植物学習庭園、1945年に破壊されたアルテン家の城館の遺構（楼門、ガーデンテラス）を持つリンデン＝ミッテのフォン＝アルテン＝ガルテンがある。
新しい庭園には、アーレムのヴィリー＝シュパーン＝パルクや、Expo-2000に合わせて造られたエクスポ公園がある。エクスポ公園には、景観建築家カメル・ルアフィが設計したヴァンデルの庭園、エクスポ南公園、アグリコーレ公園が含まれる。これらの庭園は、Expo-2000のために新たに造成されたクロンスベルク地区の風致地区につながっている。カメル・ルアフィは2008年から2010年にオペルン広場の一部の改築を行った。
この他の市街地に近いレジャー地としては、ライネ川、イーメ川およびミッテルラント運河沿いの堤防のプロムナードや緑地がある。ベノ＝オーネゾルク橋の新設や、イーメ川沿いの洪水対策によりカレンベルガー・ノイシュタットのイーメ川の堤防が新たに建設された。

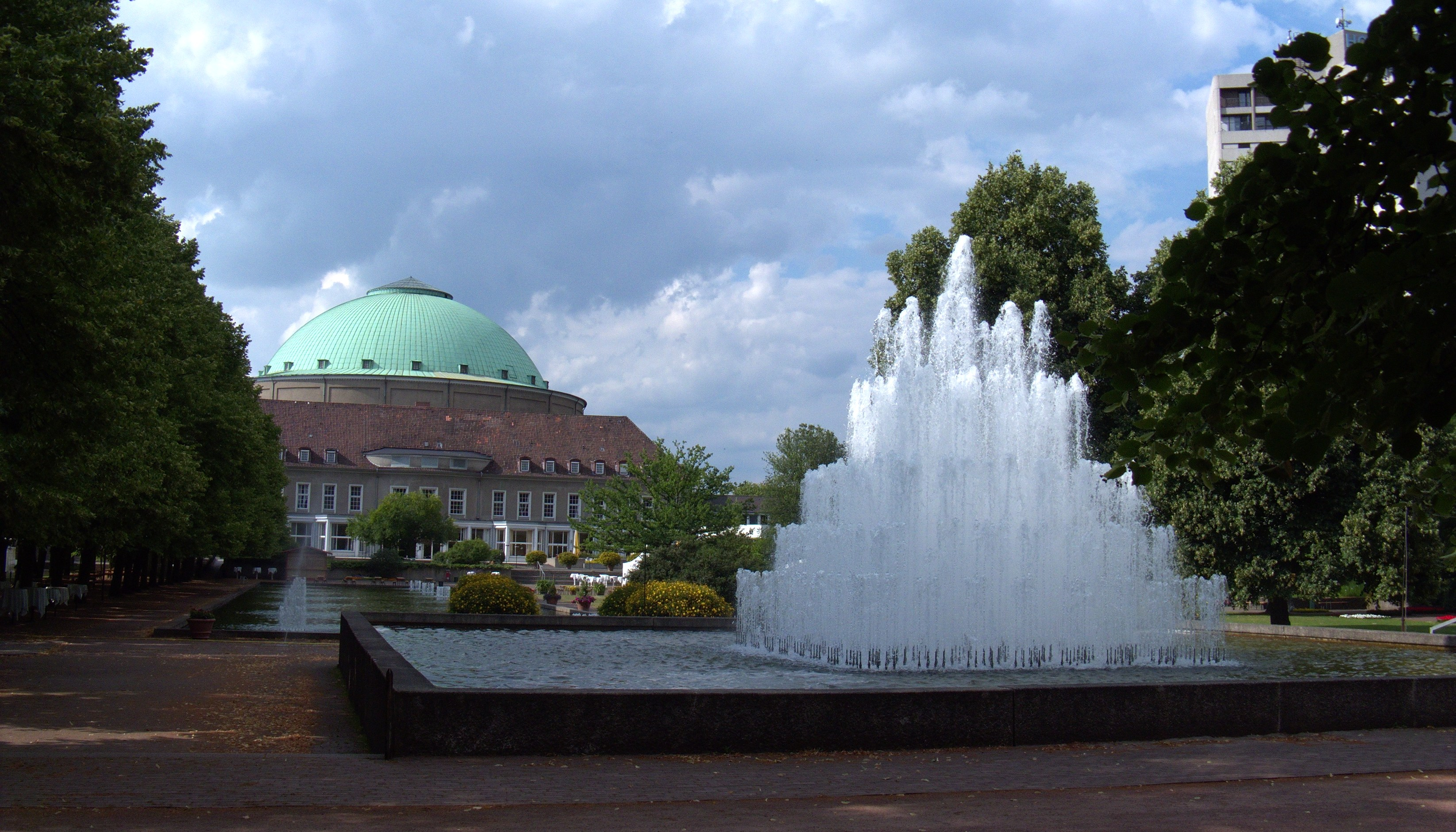
市立公園の噴水。奥に市立ホールが見える。
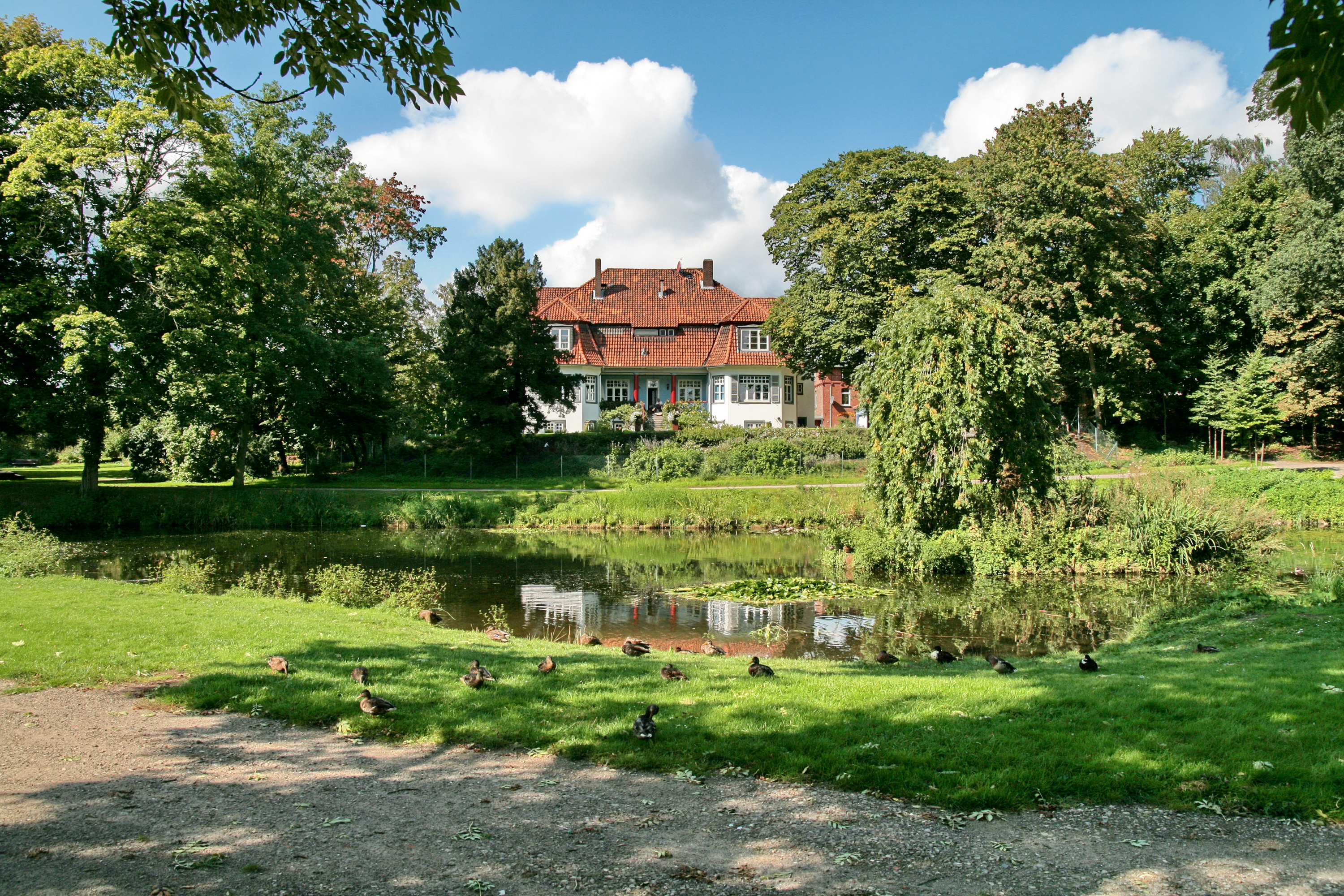
ヒンユーベルシャー・ガルテン
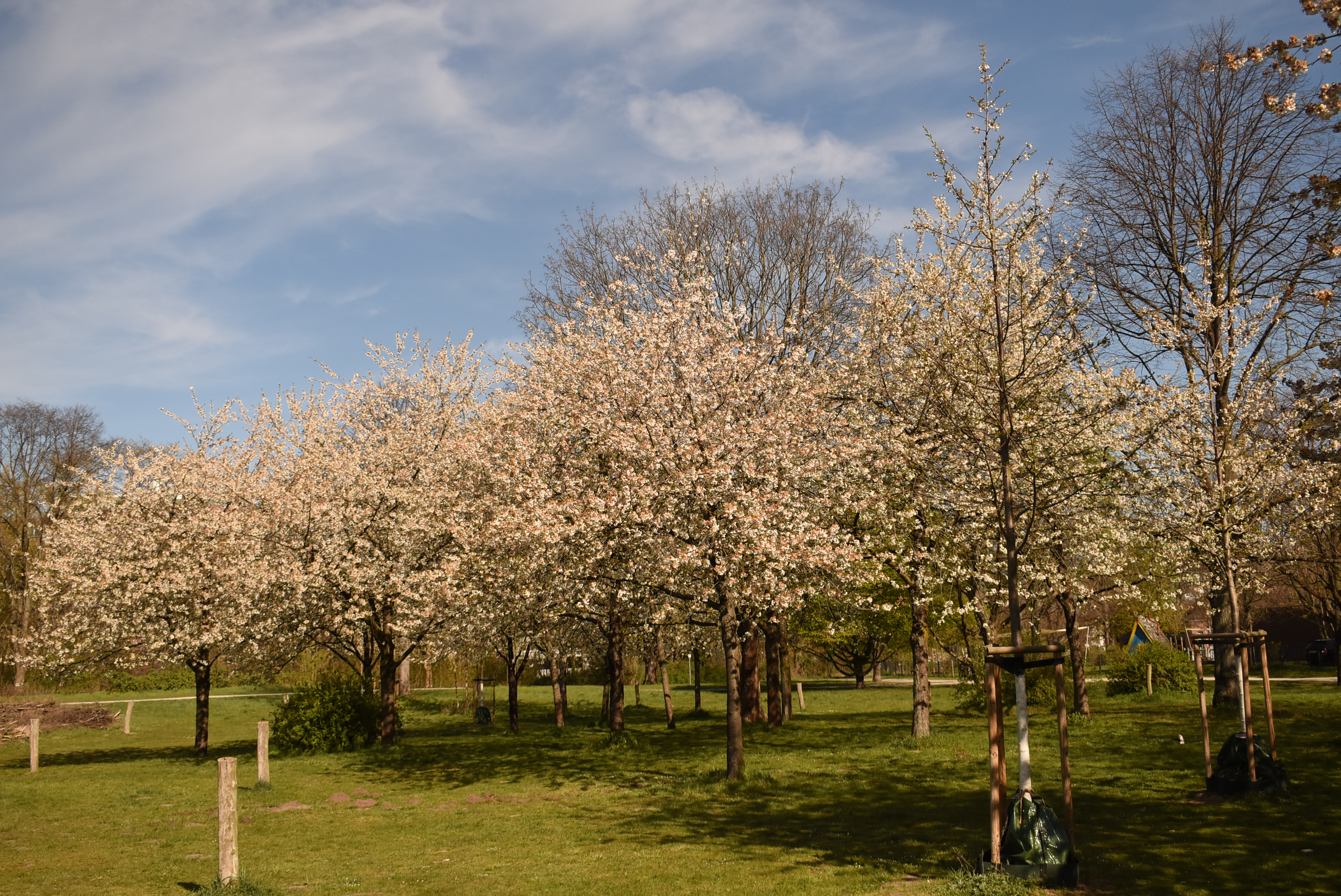
ヒロシマ＝ハインのサクラの木

#### 湖と水泳プール

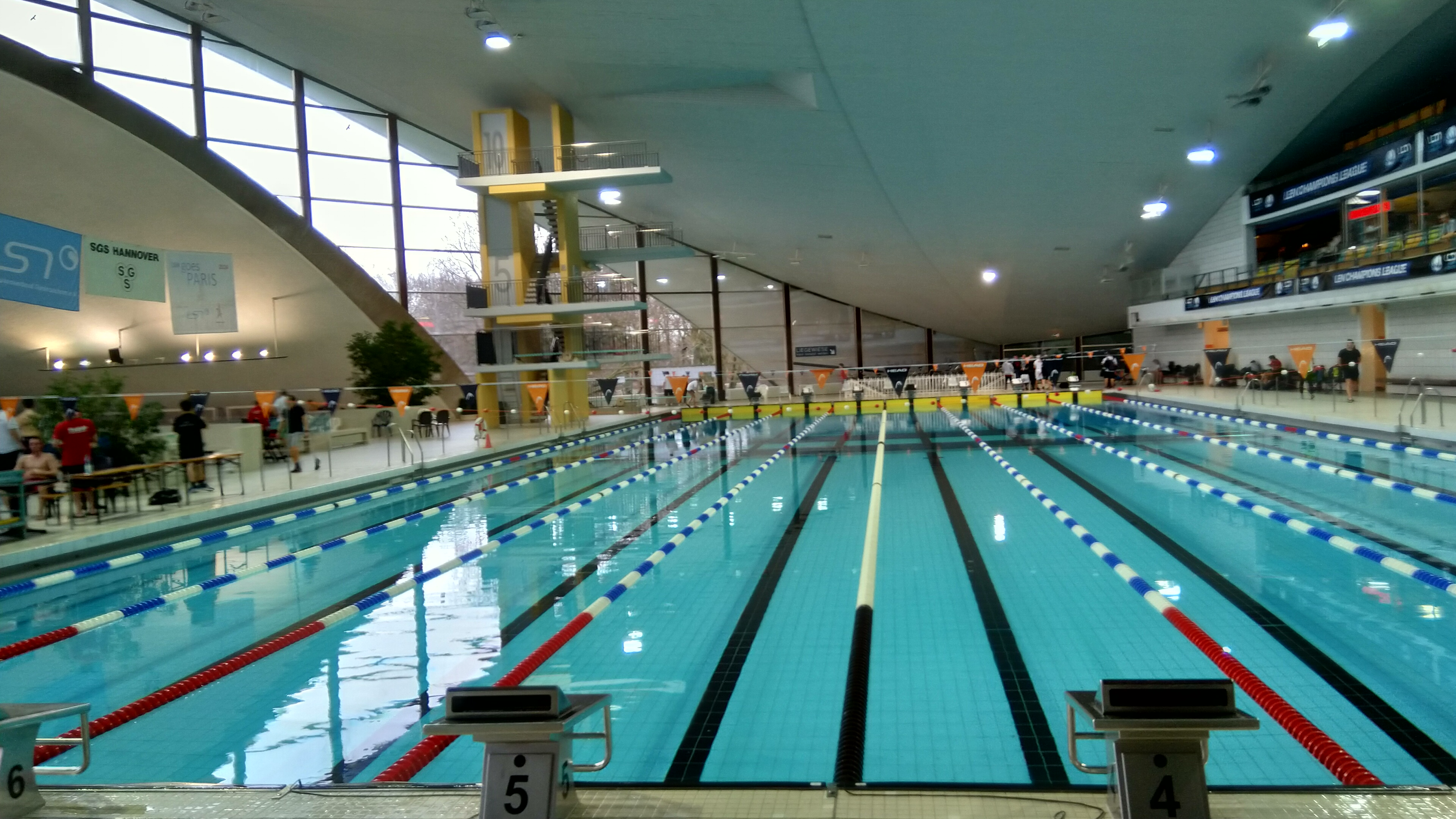
室内プール「シュターディオンバート」

人工的に造られた広さ 78 ha のマッシュ湖は、新市庁舎を望む市街中心部の南に位置している。2年間の工期を経て1936年5月に開放されたこの湖は、市内最大の水域である。流入・流出する自然河川はなく、水は近くに位置するリックリンガー・キースタイヘンからポンプを介して供給されている。2つのヨット教室や多くのクラブにより、この湖でボートやヨットを楽しむことができる。夏季にはユストラ・ハノーファー交通会社 (Üstra) が4隻の船で循環ルートの観光船ツアーを運行している。南岸の水浴場で水浴もできる。旅行ポータルサイト holidu の2020年のランキングによると、マッシュ湖はドイツで人気の湖の1つ（第9位、3,070票）である。この他の水浴可能な湖には、ミスブルクのアルトヴァルムビュヘナー湖やゾネン湖、リックリンガー・キースタイヘがある。
市内には5つの屋内プールがある。シュターディオンバート、ヴァーレンヴァルダー・バート、ノルト＝オスト＝バート、シュテッケナー・バート、アンデルター・バートである。また、リンマーのフェッセバートとミスブルガー・バートは屋内・屋外プールである。
5月から9月までは6つの屋外プールが開かれている。リスター・バート、ハインヘルツァー・バート、リックリンガー・バート、RSV-バート・ラインハウゼン、フォルクスバート・リンマー、ヘルマン＝レンス公園のクレーフェルダー・バート（アナバート）である。

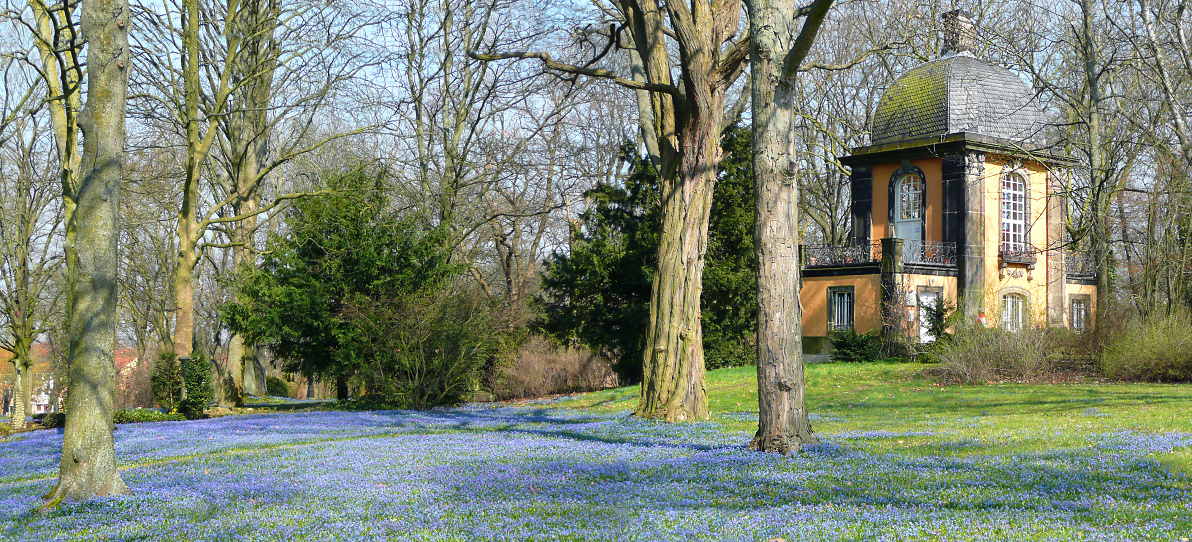
シラー・シベリカが咲いたリンデナー・ベルク墓地

#### 墓地
ハノーファーの大規模な墓地としては、多くの廟堂や塑像の記念碑が建つ古い墓地の市営エンゲソーデ墓地、市営リックリンゲン墓地、市営ゼールホルスト墓地（広さ 63 ha）、市営シュテッケン墓地、1968年に造成された最も新しい市営ラーエ墓地がある。ガルテン墓地、聖ニコライ墓地（市内で最も古い建物の1つであるニコライ礼拝堂の遺構が存在する）、ノイシュテッター墓地、オーバー通りの旧ユダヤ人墓地、シュトラングリーデのユダヤ人墓地は埋葬が停止され、公園として利用されている。春に明るい青色のシラー・シベリカの花が一面に咲き、「リンデンの青い驚き」として名所となっているリンデナー・ベルク墓地も同様である。

#### グリューナー・リング
1995年から建設された環状遊歩道兼自転車道の「グリューナー・リング」（直訳: 緑の輪）でハノーファー市の市境沿いに一周することができる。グリューナー・リングは、長さ 80 km の基本リングと3本の周辺ループおよび2本の内側ループで構成されている。基本リングは、郊外の市区だけでなく近隣の市町村を通ってもいる。

### 博物館とギャラリー

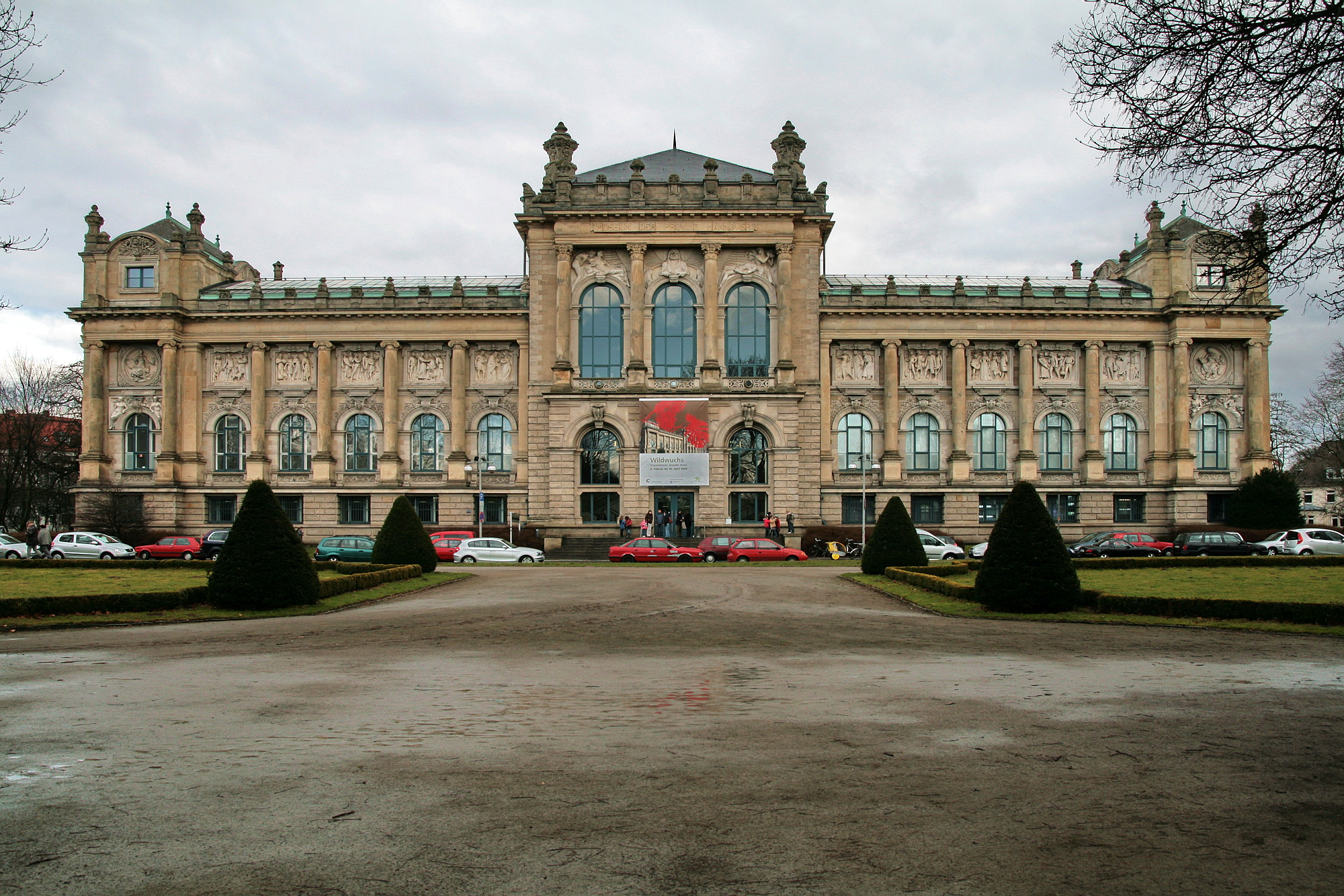
ニーダーザクセン州立博物館

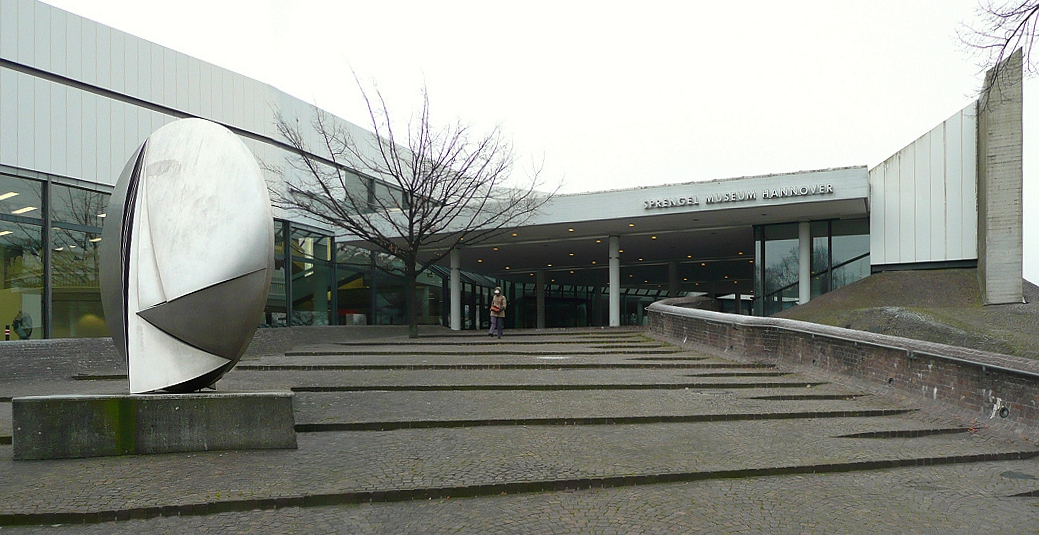
シュプレンゲル美術館

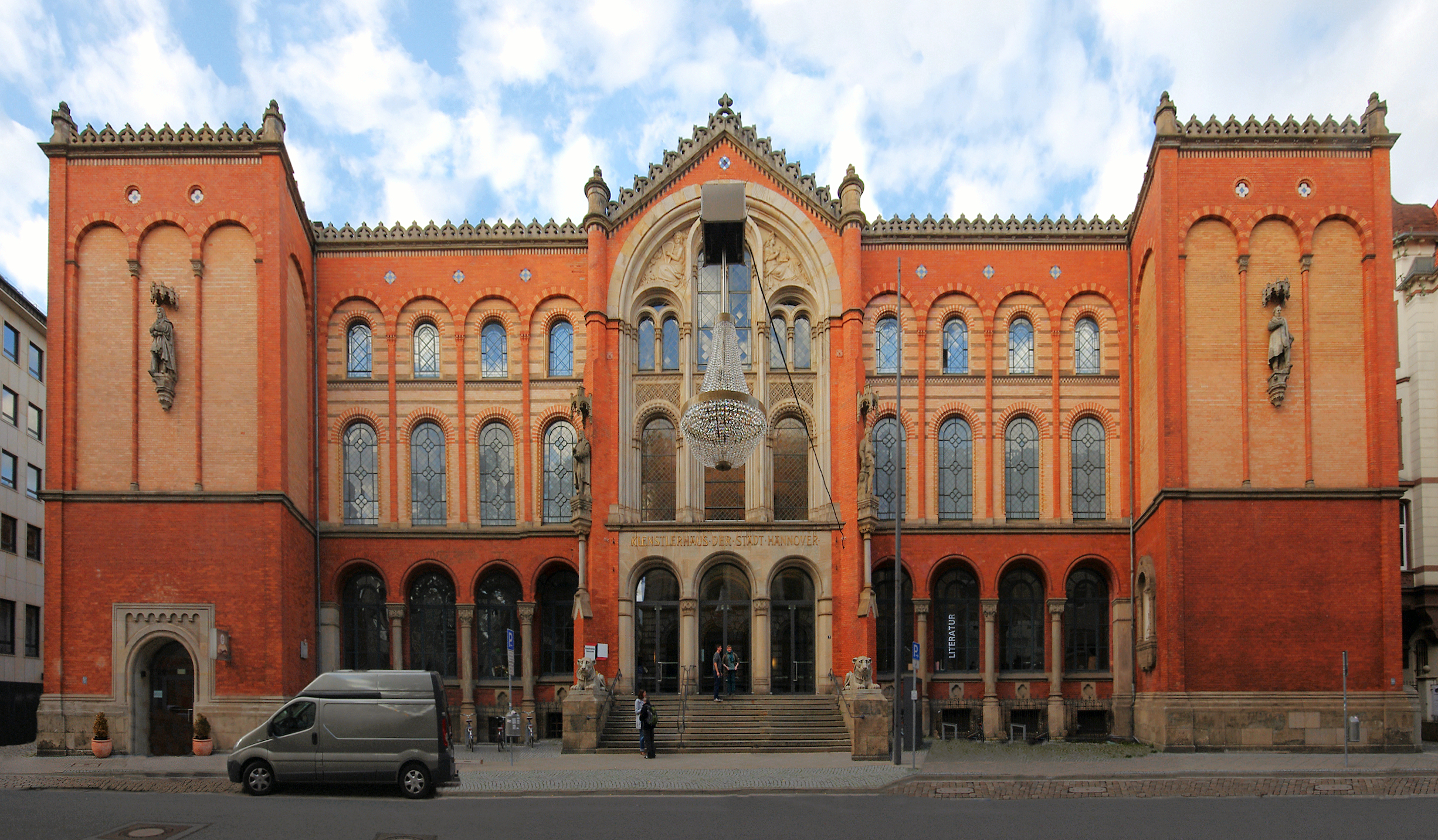
ハノーファー・キュンストラーハウス

ハノーファーには約40館の博物館・美術館およびギャラリーが存在する。このうち8館が大規模な市立博物館・美術館である。
- ニーダーザクセン州立博物館ハノーファー（ドイツ語版、英語版）は3つの部門からなる。「芸術世界」は、ドイツとフランスの印象派コレクションを含む11世紀から20世紀のヨーロッパ芸術を収蔵している州立ギャラリーと旧ブリテン王国およびハノーファー選帝侯のコイン室とで構成されている。「自然世界」は、動物学、植物学、地質学の展示を行い、ヴィヴァリウムで3,350点の魚類、昆虫、両生類、クモ、トカゲなどの生体展示を行っている。「人間世界」はニーダーザクセンの原始・古代史や、日本の茶室を含む世界中の文化を紹介している。この博物館の起源は1856年にまで遡るが、現在の博物館は1902年に建造された[77]。
- 歴史博物館は、中世の集落 honovere から宮廷都市を経て現在のメッセ所在地に至るハノーファーの歴史を紹介している。重点の1つが1714年から1837年のハノーファー選帝侯領がブリテン王国との同君連合として統治されていた時代である。隣接するベギネン塔は博物館とつながっており、行き来が可能である。この博物館は1903年に「祖国博物館」として別の場所に開館し、1966年に現在の建物に移転した[78]。
- ヘレンハウゼン城館博物館は2013年に開館し、歴史博物館に所属している。この博物館はヴェルフ家や庭園造営に関わった人物を紹介し、バロックの社会的・精神的前提条件とヘレンハウゼンの庭園造営との関係に光を当てている。博物館の第3の部分では啓蒙時代から現代までのヘレンハウゼン王宮庭園の発展について展示を行っている[79]。
- 1889年に開館したアウグスト・ケストナー博物館（ドイツ語版、英語版）は、古代文化、エジプト文化、約1000点を所蔵する北ドイツ最大の貨幣コレクション、工芸品の4つの展示部門に分けて6000年にわたる美術工芸品を展示している[80]。
- シュプレンゲル美術館（ドイツ語版、英語版）は1979年に開館し、20世紀美術を展示している。中心となっているのはクルト・シュヴィッタースのコレクション、ドイツ表現主義およびフランスのキュビズム作品で、抽象絵画室、グラフィックス室、および写真とメディアのクラシックモダン作品がある。また、この美術館はニキ・ド・サンファルから寄贈された抽象作品、コンセプチュアル・アート、ミニマル・アート、アンフォルメル・アート、ヌーヴォー・レアリスムの作品も特別に展示されている[81]。この博物館は、国際美術評論家協会（ドイツ語版、英語版） (AICA) のドイツ部門の批評家によって2017年のミュージアム・オブ・ザ・イヤーに選ばれた[82]。
- ヴィルヘルム＝ブッシュ美術館（ドイツ語版、英語版）は、ヘレンハウゼンにあるドイツのカリカチュアと線描のための美術館で、ヴィルヘルム・ブッシュによるカリカチュアと風刺画のコレクションを展示している。さらに国内外の現代美術家の作品（カートゥーン、コミック、カリカチュア）を定期的に入れ替え展示している。この美術館の設立は1937年にまで遡る[83]。
- ケストナー協会（ドイツ語版、英語版）は1916年に設立され、クラシック・モダン作品および現代芸術作品を展示している。重点は、映画、ビデオ、現代音楽、建築である。さらに空間を活用したインスタレーションや、現代絵画、彫刻、ビデオアート作品の包括的な紹介を行っている[84]。
- 1832年にドイツ初の芸術協会として創設されたハノーファー芸術協会は、キュンストラーハウス・ハノーファー（ハノーファー芸術家の家）に本部を構えている。毎年6-8件の国際的なモノグラフ展やテーマ展を開催している。

その他の主に民営の博物館の中には、1927年に設立されたハノーファー演劇博物館があり、17世紀から現在までのハノーファーの演劇史を展示している。訪問者は劇場の工房の仕事やオペラ、演劇、バレエ、コンサートについて概略を知ることができる。2002年に開館したエクスポゼーウムは、万国博覧会 Expo 2000の博物館である。1995年に開館したハノーファー盲人博物館は、ベルリンにある同様の博物館とともにドイツではユニークな存在である。設立が1980年にまで遡るハノーファー消防博物館は、ハノーファーの消防と防火に関する歴史を紹介している。1973年に設立された獣医学史博物館はハノーファ獣医科大学内にある。テキスタイル美術館では、2007年から世界中のテキスタイルを見ることができる。書籍印刷博物館は、リンデンのヒンターホーフ印刷所と同じく1950年代に設けられ、2001年に開館したアーレム郷土博物館はこの市区の歴史に関する博物館である。ヴァルター・ラインハルト美術館（ヴィラ・ポッツラハ）は、2017年からヴァルター・ラインハルトの作品を展示しており、ペリカン＝ティンテントゥルム（直訳: ペリカン・インク塔）は、ペリカンの社史に関する入れ替え展示やその他の芸術作品展示を行っている。ブリ・クラシーク・ツアーでは 1500 m2 の敷地で100台以上のVW-バスを見ることができる。かつてのイスラエル造園学校にあるアーラム悔恨の場は、1987年から主にハノーファーおよび旧ハノーファー郡のユダヤ人の歴史を紹介している。この他に、2014年に開館したツィノーバー子ども博物館、2012年に開館したシュタインホフ＝デザイン美術館、ハンマー博物館、ハノーファー墓地博物館（2006年から）、2010年開館のキッチン博物館（キッチンの世界）といった博物館/美術館がある。
ギャラリーでは、ブルーノ・ブルーニの常設展示があるハノーファー・ギャラリー、ファウスト芸術ホール、ハノーファー広域連合役場の地域の芸術展示広場、アイスファブリークのフォロ・アルティスティコなどがある。市立ギャラリー KUBUS は1965年から現代芸術のフォーラムとなっている。ここでは主にハノーファーの芸術家の個展やグループ展が開催されている。
天文愛好家には、リンデナー・ベルクに1968年に開館したハノーファー市民天文台や、1963年にマッシュ湖近くのビスマルクシューレにオープンしたプラネタリウムがある。
1999年から毎年6月に「博物館の長い夜」が、1998年から9月に「ツィノーバー＝クンストフォルクスラウフ」（直訳: ツィノーバー芸術市民レース）が開催されている。

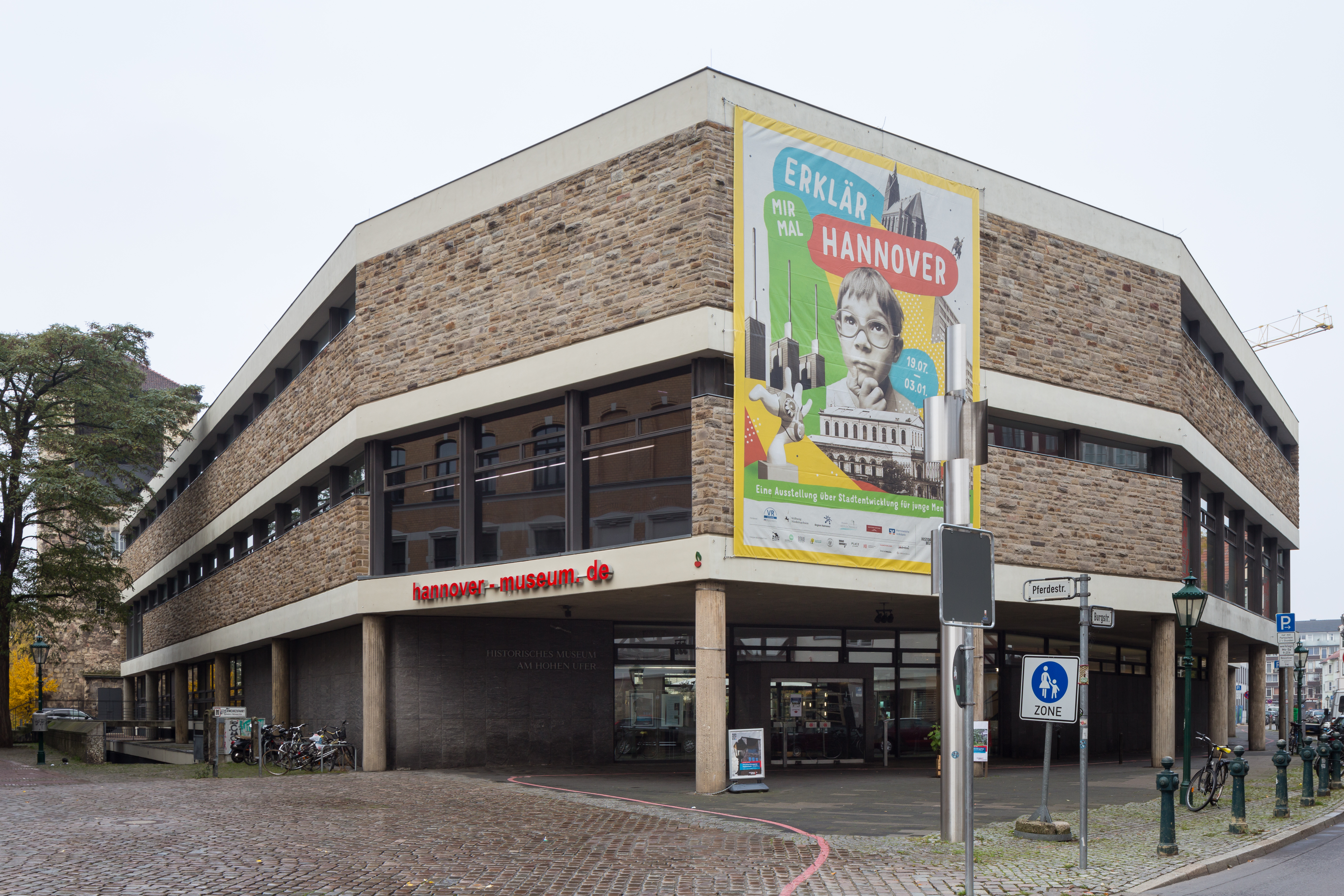
歴史博物館の都市側の外観
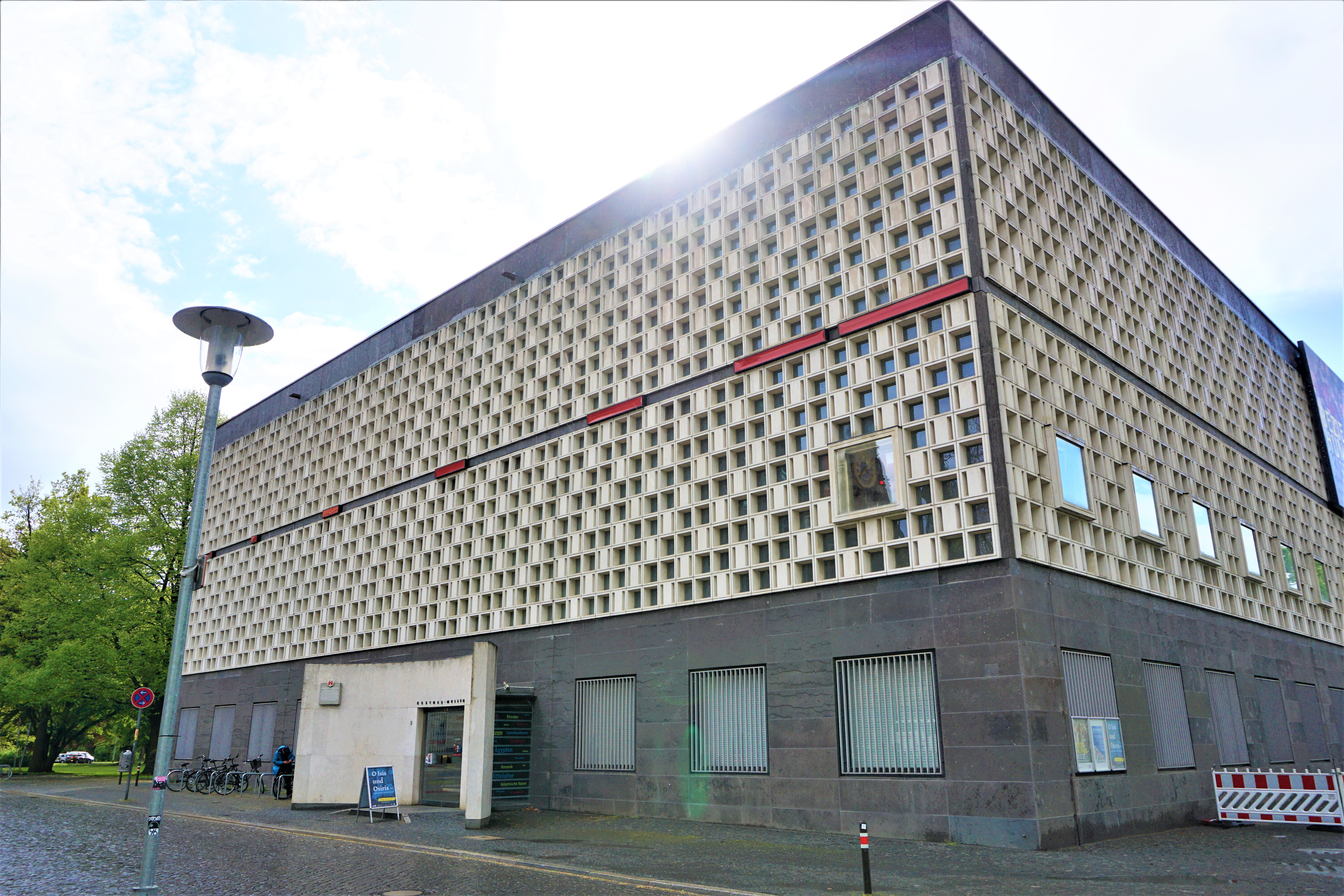
アウグスト・ケストナー博物館
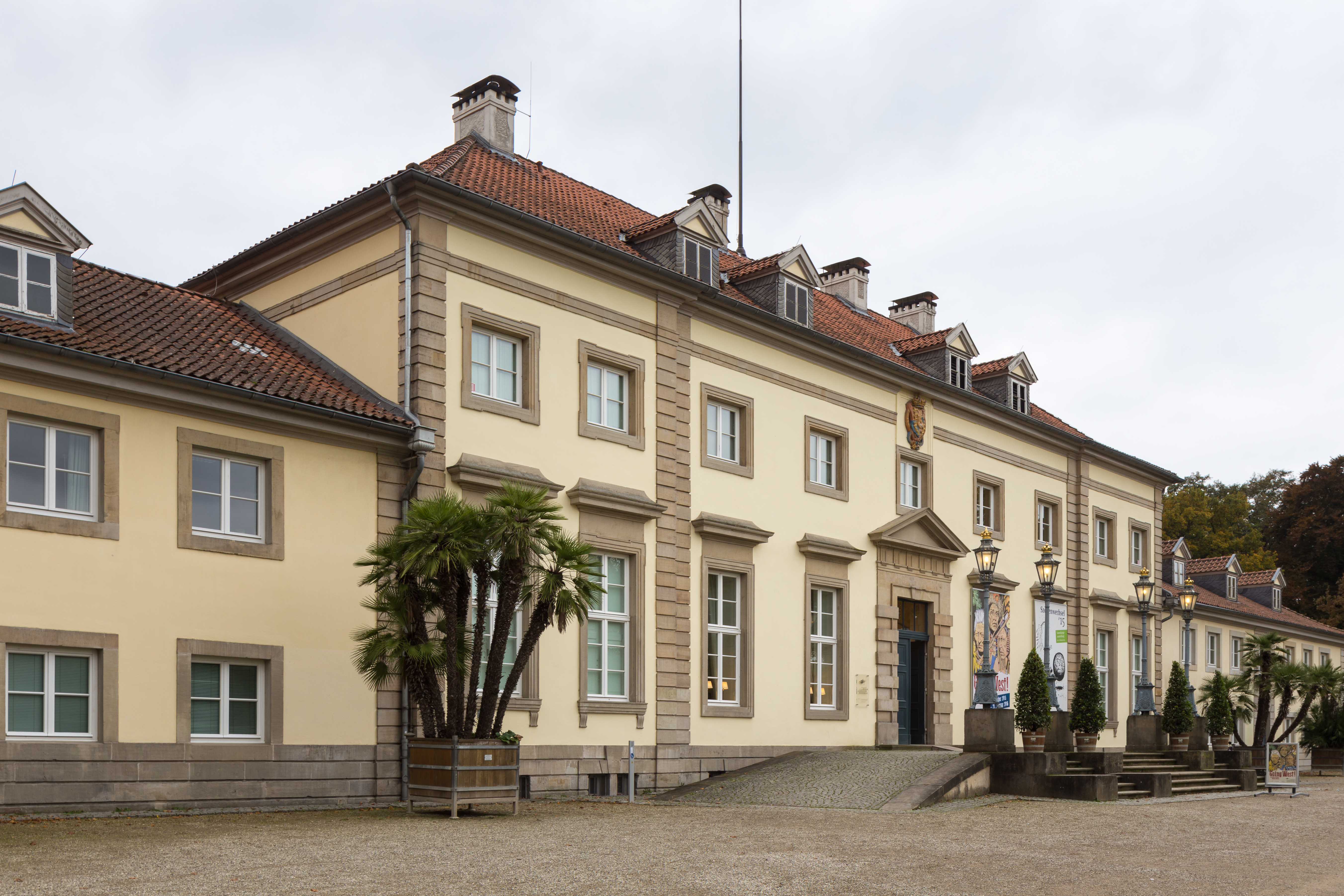
ヴィルヘルム＝ブッシュ美術館
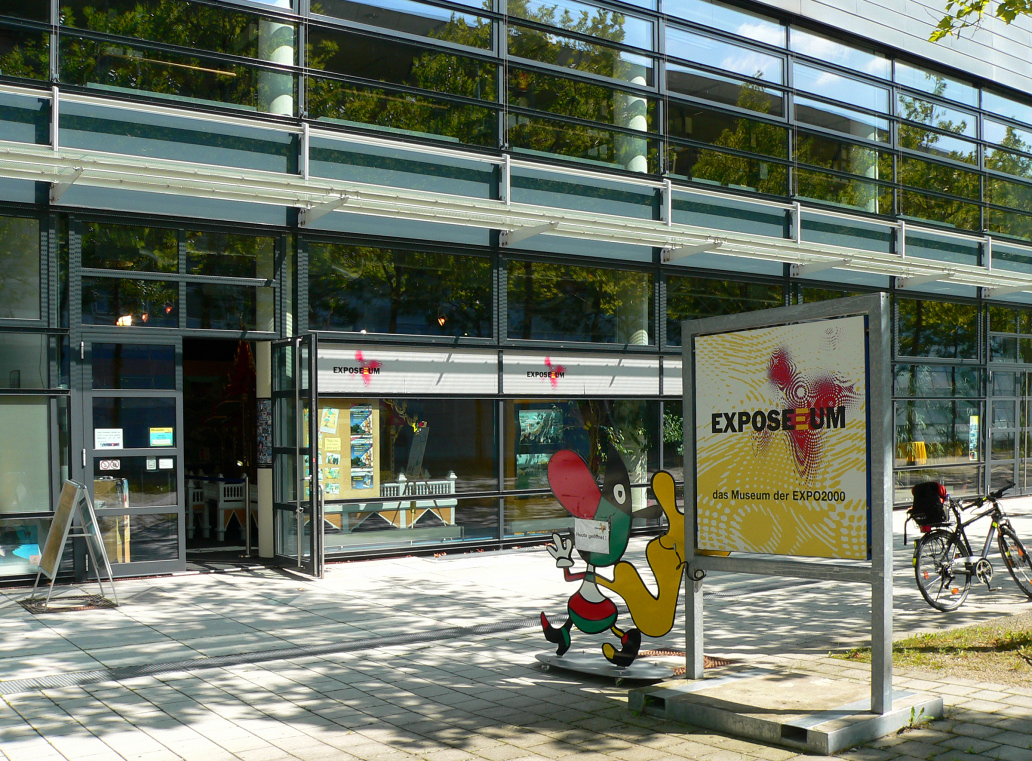
エクスポゼーウム
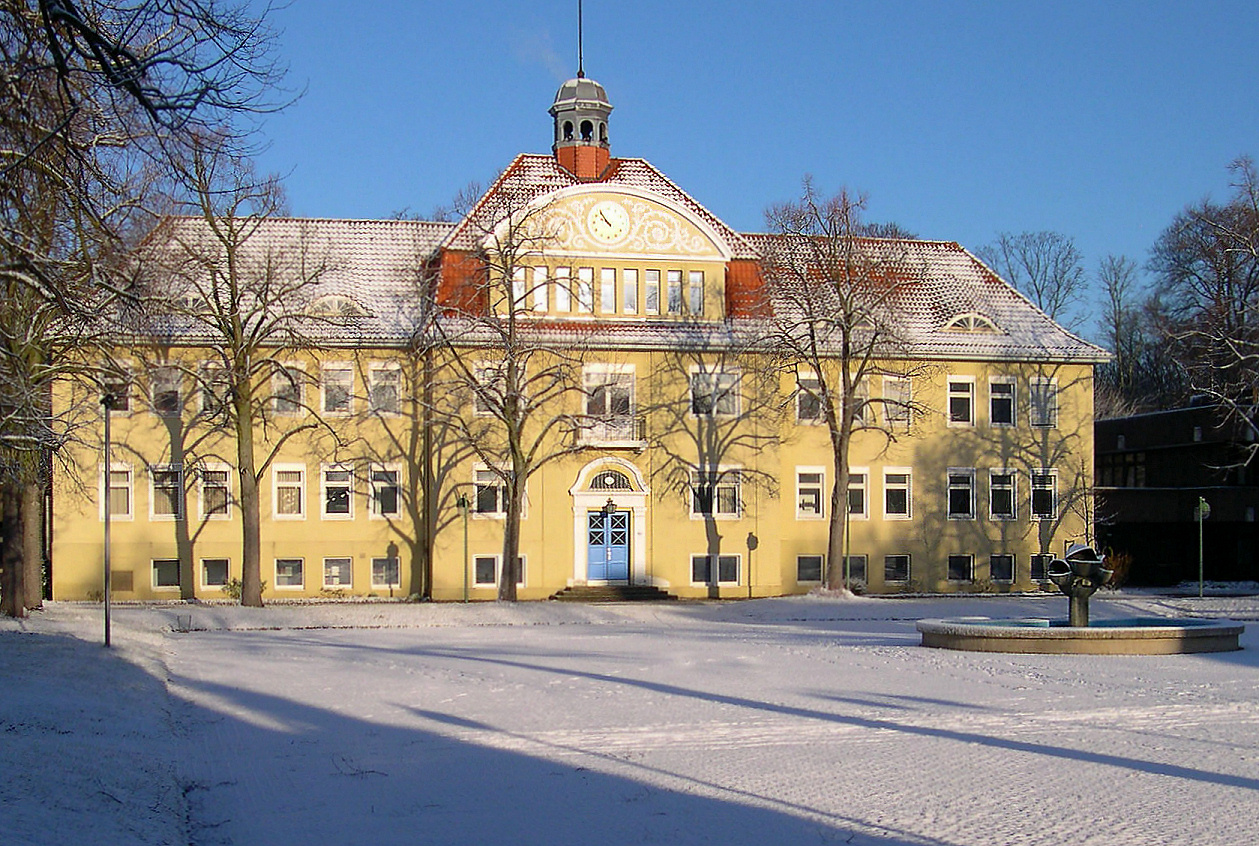
ハノーファー盲人博物館が入居している州立教育センター
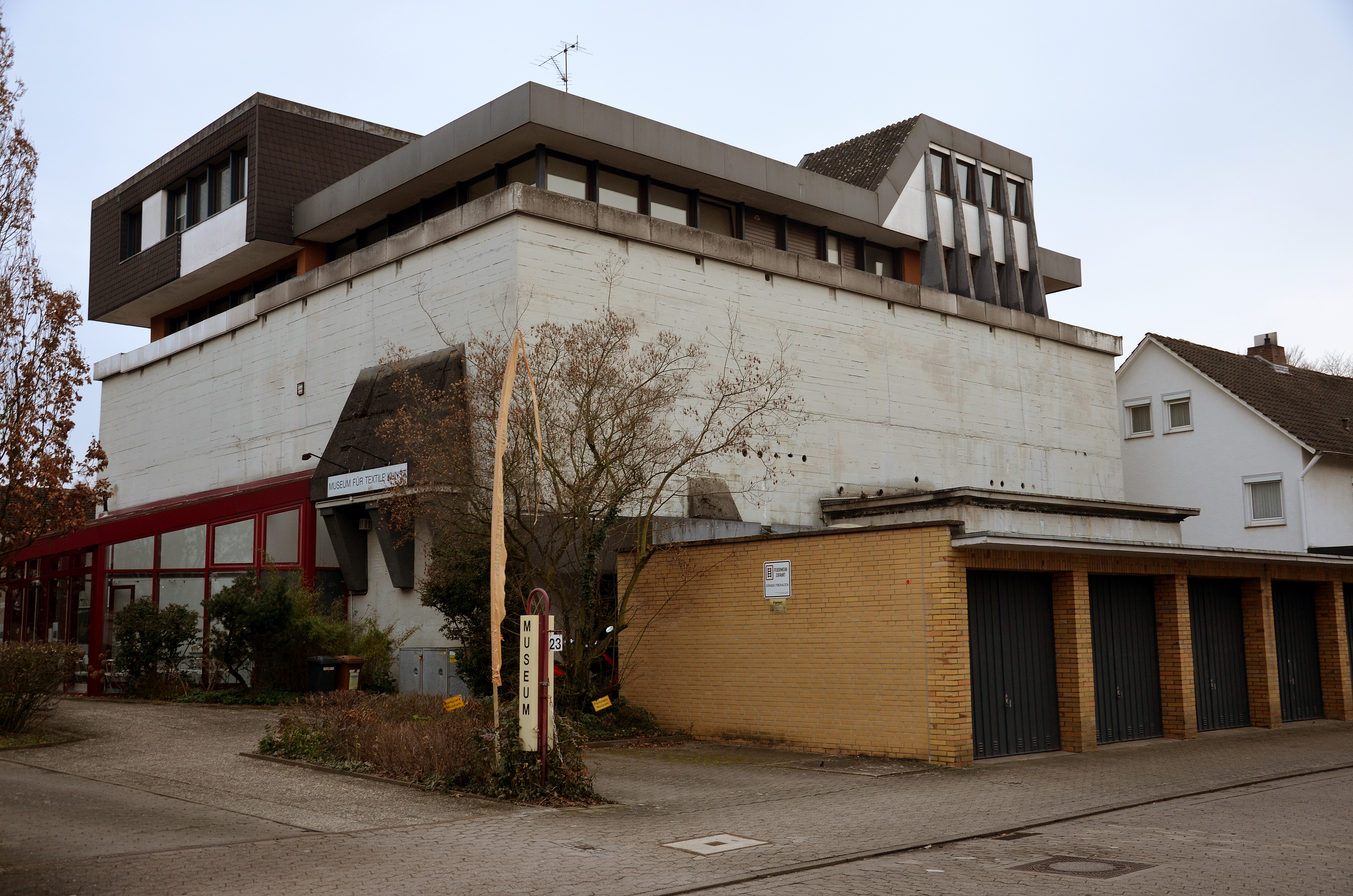
テキスタイル美術館
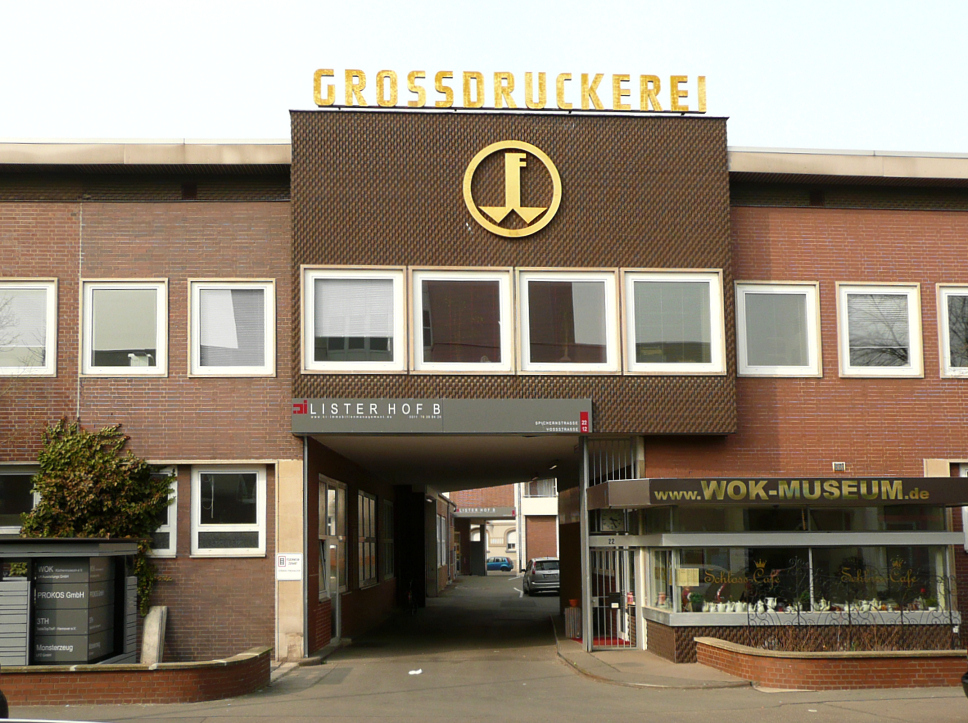
キッチン博物館
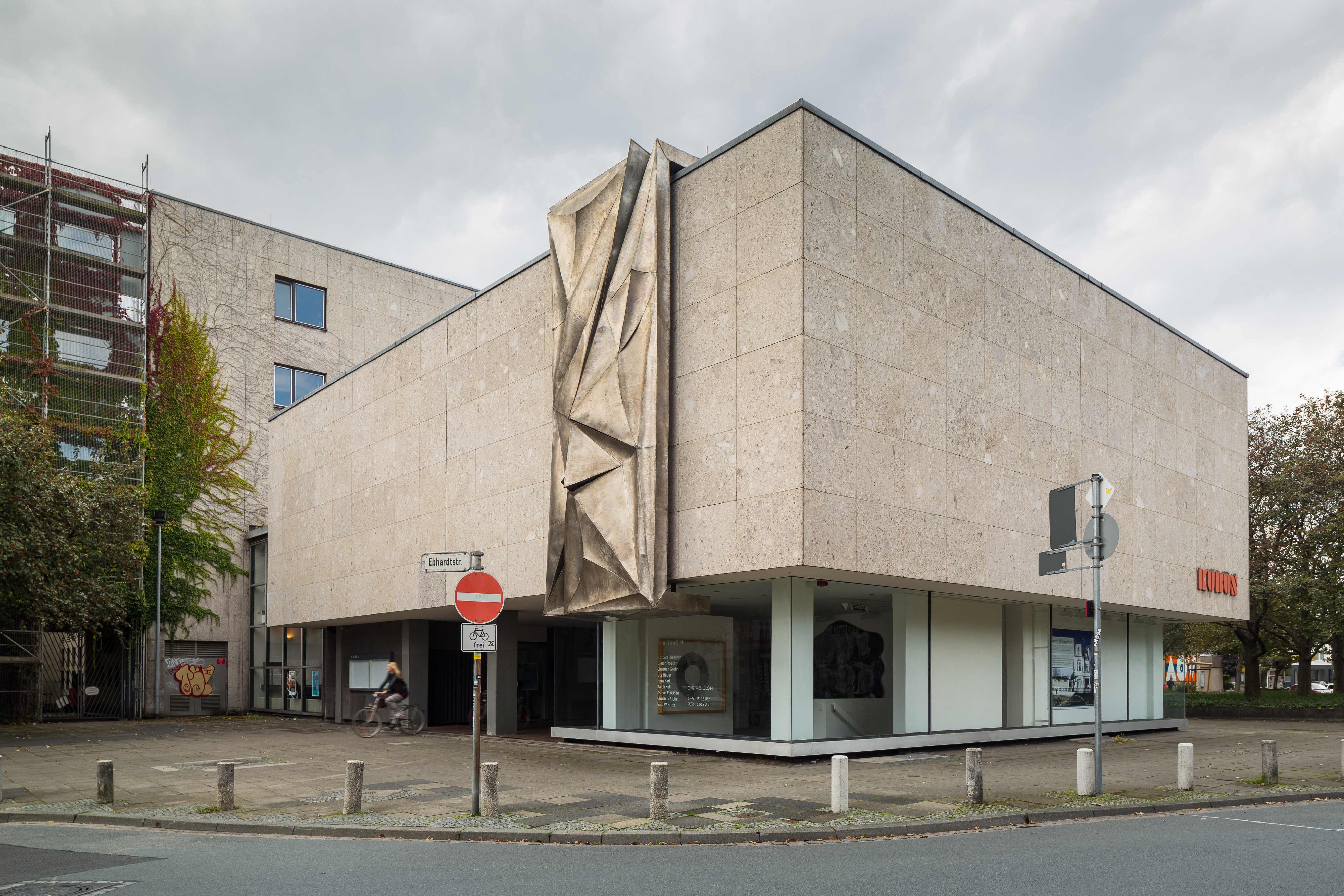
市立ギャラリー KUBUS
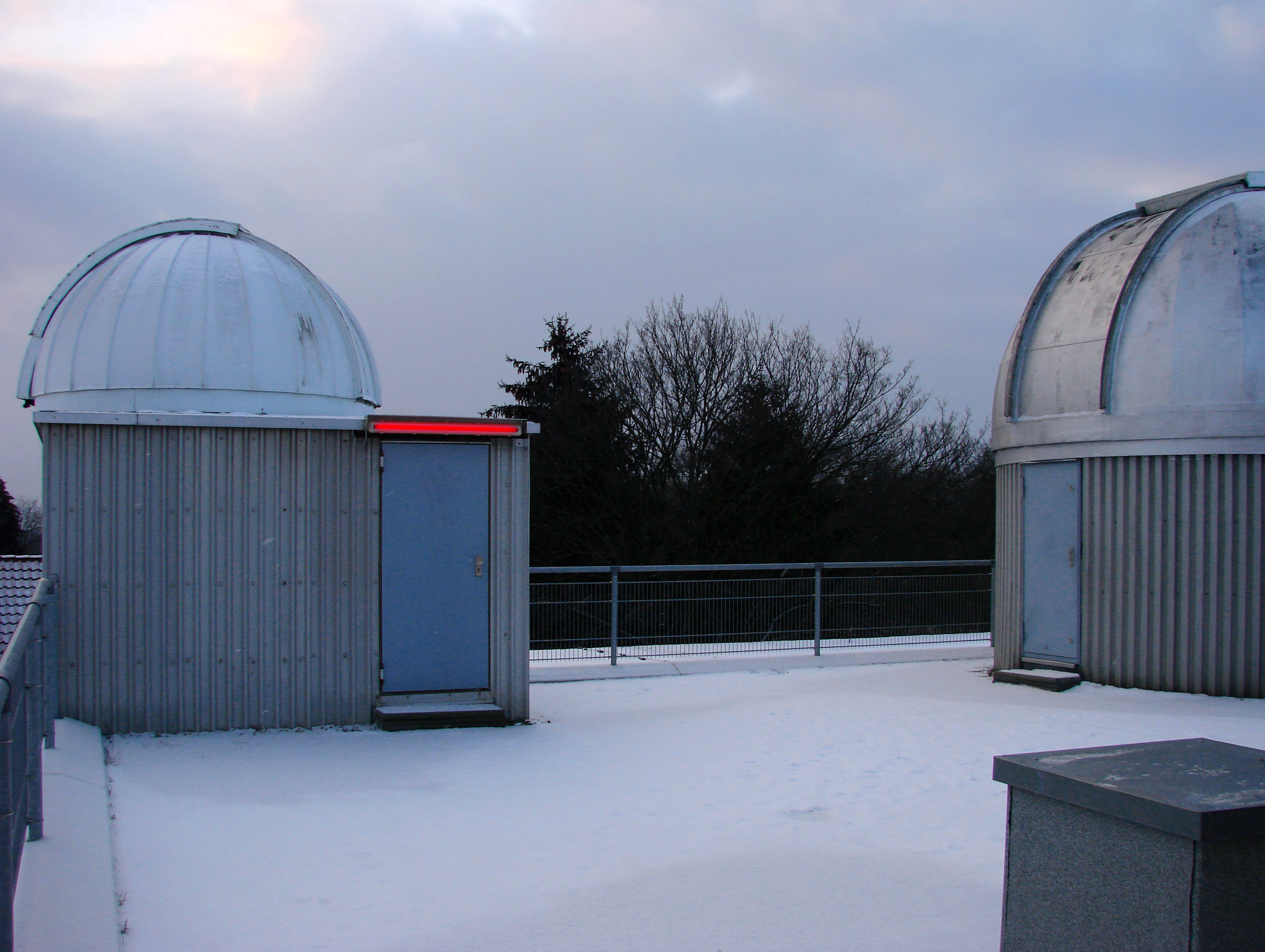
ハノーファー市民天文台

#### かつて存在した博物館
ゼクストロ通りにはかつて、自動車博物館歴史的車両コレクションがあった。コレクターのマイヤー＝シュペルブリンクとボルクマンが、遅くとも1980年3月から少なくとも1982年まで、ここにオールドタイマー約30台を展示していた。給油ポンプや何千台ものモデルカーもあった。2000年から2011年までハノーファーにニーダーザクセン警察史コレクションがあった。この博物館は2011年にニーンブルク/ヴェーザーに移転した。この他のかつて存在していた博物館としては、ヘレンハウゼン博物館（フュルステンハウス内にあった）、ゲオルク通りのオリエント絨毯博物館、グルーペン通りの "M(a)useum"（ユーリ＝シュタイン博物館）があった。エネルギー史博物館は1979年から2021年まで、電化の変遷300年史を紹介していた。

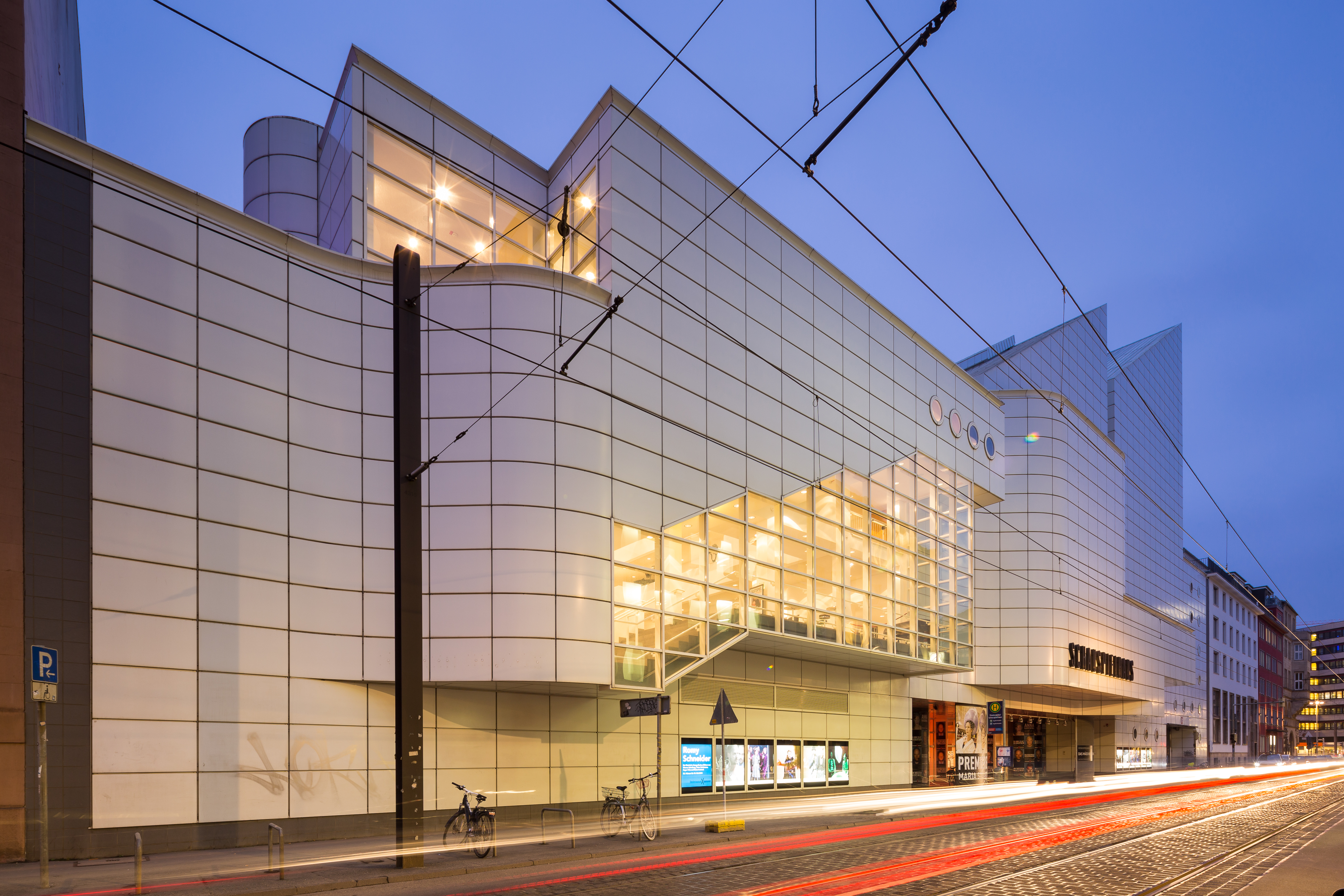
シャウシュピールハウス・ハノーファー

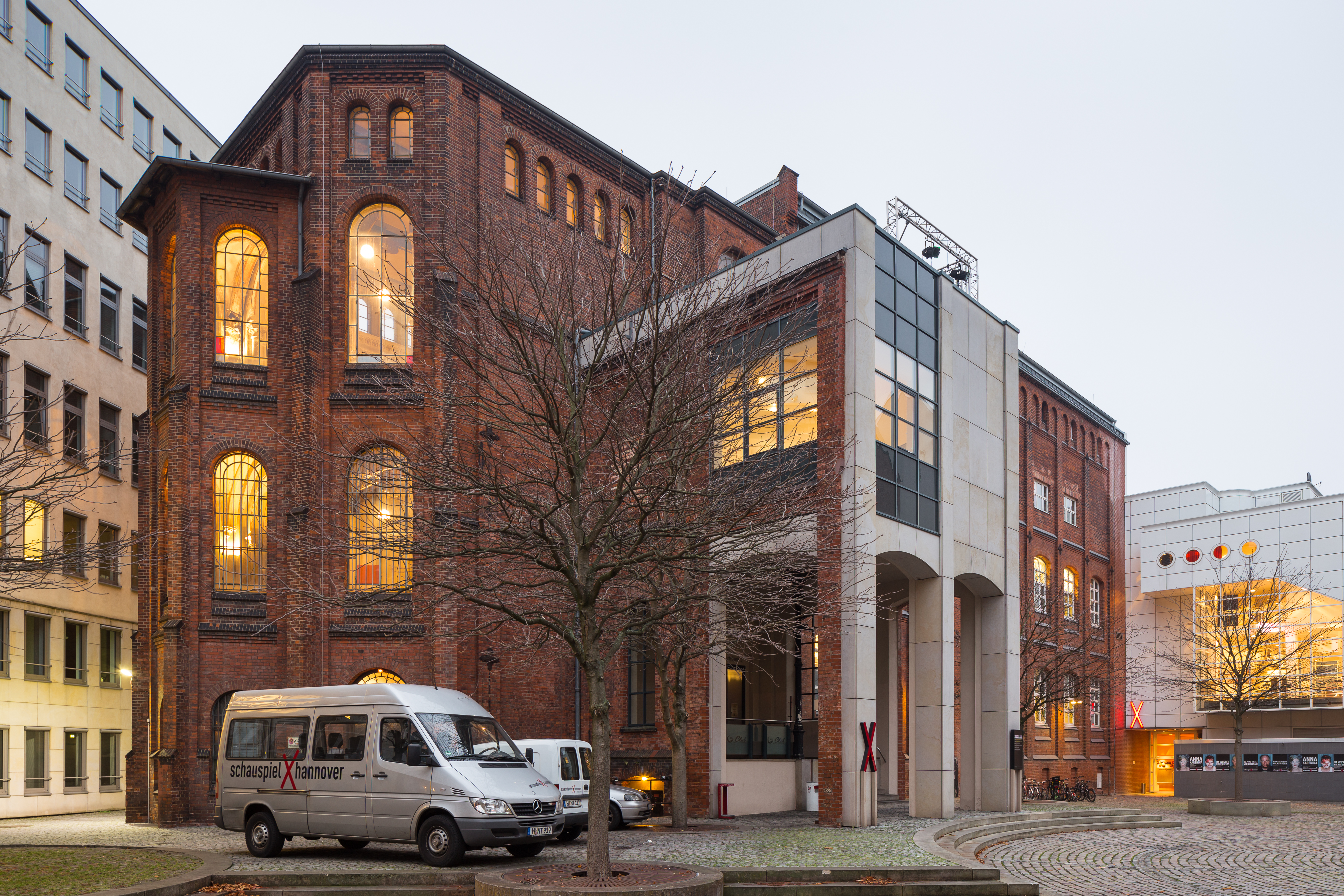
クンバーラント・ギャラリー

### 演劇、オペラ、舞踏

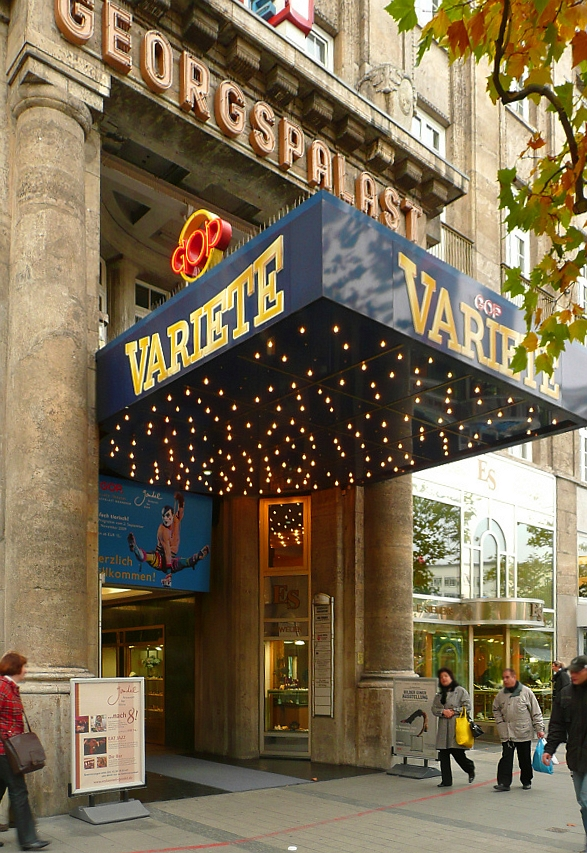
GOP ヴァリエテ・テアター

ハノーファーには30を超える劇団と、公演会場を持たない自由演劇グループが数多く存在する。
ニーダーザクセン州立劇場（1852年に王立宮廷劇場として設立された）は、多ジャンルの劇場である。「演劇」部門（シャウシュピール・ハノーファーと呼ばれる）はシャウシュピールハウス・ハノーファーで、「オペラ」部門（ハノーファー州立歌劇場と呼ばれる）はオペラハウスで公演を行っている。ハノーファー州立歌劇場は2020年に国際的な "Oper!" -「オペラハウス・オブ・ザ・イヤー」賞を獲得した。「ユーゲント・シャウシュピール」および「ユーゲント・オーパー」はバルホーフ・アインスおよびバルホーフ・ツヴァイで公演を行い、「クンバーラント」は小規模なプロダクションや朗読会に利用される。マッシュパルクでのクラシック・オープン・エア（2019年までは NDR クラシック・オープン・エア）は、2014年から開催され、2019年まではNDR、2021年からはアルテおよび3satによりテレビ中継もされる野外オペラである。ハノーファーの舞台でデビューした有名な俳優としては、テオ・リンゲンやヴォルフガング・フェルツが挙げられる。1688年にアゴスティーノ・ステッファーニが歌劇場楽団長となった。彼のオペラ「エンリコ・レオーネ」は1689年にハノーファーで初演された。1831年からハインリヒ・アウグスト・マルシュナーがライネ城の宮廷楽団長となり、彼のオペラのうち2作はハノーファーで初演された。
グローサー・ガルテンのガルテンテアター（野外の生け垣に囲まれた劇場）は様々な演劇プロダクションに利用されている。
オペラハウスの向かいにあるノイエ・テアター（直訳: 新劇場）はハノーファーのブルーバードシアターである。テアター・アム・エギは独自の劇団アンサンブルを持っておらず、客演アーティストやアンサンブルの公演会場となっている。
古典的な劇場の他に多彩で自由な演劇シーンが存在する。「ハノーファー自由劇団」のラベルの下、以下の劇団が共同で活動を行っている: アイスファブリークの「コメディア・フトゥーラ」と「ランデラー & カンパニー」、アルテ・タンクシュテレ（直訳: 旧給油所）の「テアター・フェンスター・ツーア・シュタット」、テアトリオ人形劇場の「マルメロック人形劇団」と「ノイモント人形劇団」、こども劇場の「クレックス＝テアター」、パヴィロンの「テアター・アム・グロックゼー」、「クヴァルティーア・テアター」、「テアター・イン・デア・リスト」、「テアターヴェルクシュタット」および決まった公演会場を持たないいくつかのアンサンブル。
この他の自由劇団には、ジュートシュタットのヒンタービューネ、ライプニッツ劇団、音楽大学のシュトゥーディオテアター（直訳: 学習劇団）、ビュルガーシューレ（市民学校）のノルトシュタット劇団、アルター・マガツィーンのハノーファー室内劇団、ファウスト＝ゲレンデのヴァーレンアンナーメ（直訳: 貨物受け入れ所）、リンデナー・ベルクのミットヴォーヘテアター（水曜劇場）がある。
「ランゲ・ナハト・デア・テアター」（直訳: 劇場の長い夜）と「フェスティバル・テアターフォルメン」（ブラウンシュヴァイクと交互に開催）が、多くの劇場や劇団が共同で行う2大イベントである。
舞踊・バレエ公演は、ニーダーザクセン州立劇場のバレエ部門（ハノーファー州立バレエ団と呼ばれる）によりオペラハウスで行われる。フリーダンス部門ではアールベルクフィールテルのカンパニー・フレーデヴェースがある。オスター＝タンツ＝ターゲンと国際コレオグラフ・コンクールというダンス部門の２つの国際イベントが毎年開催されている。国際的なダンスフェスティバルであるタンツテアター・インターナショナルが1985年から2022年まで開催されていた。

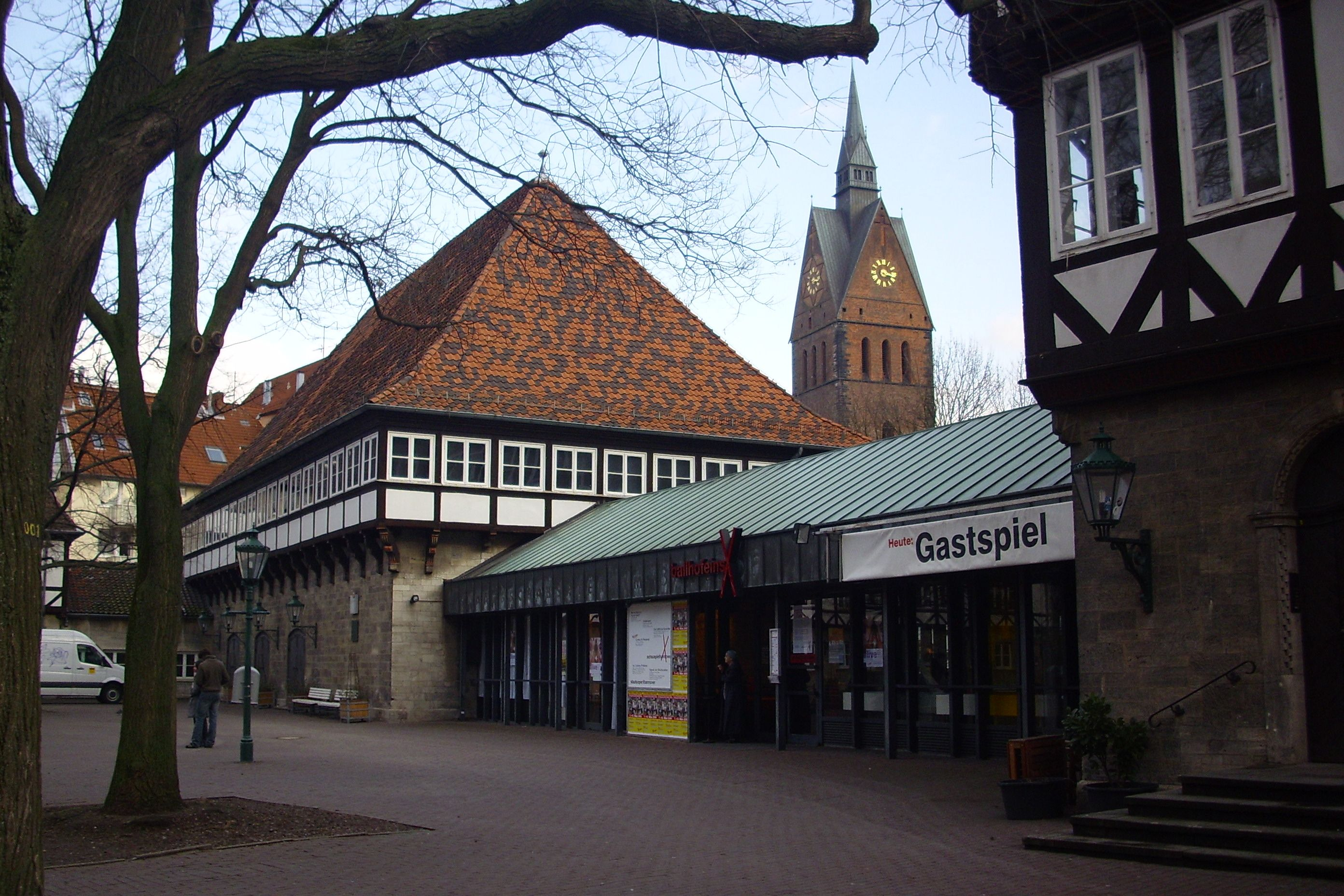
バルホーフ・アインス
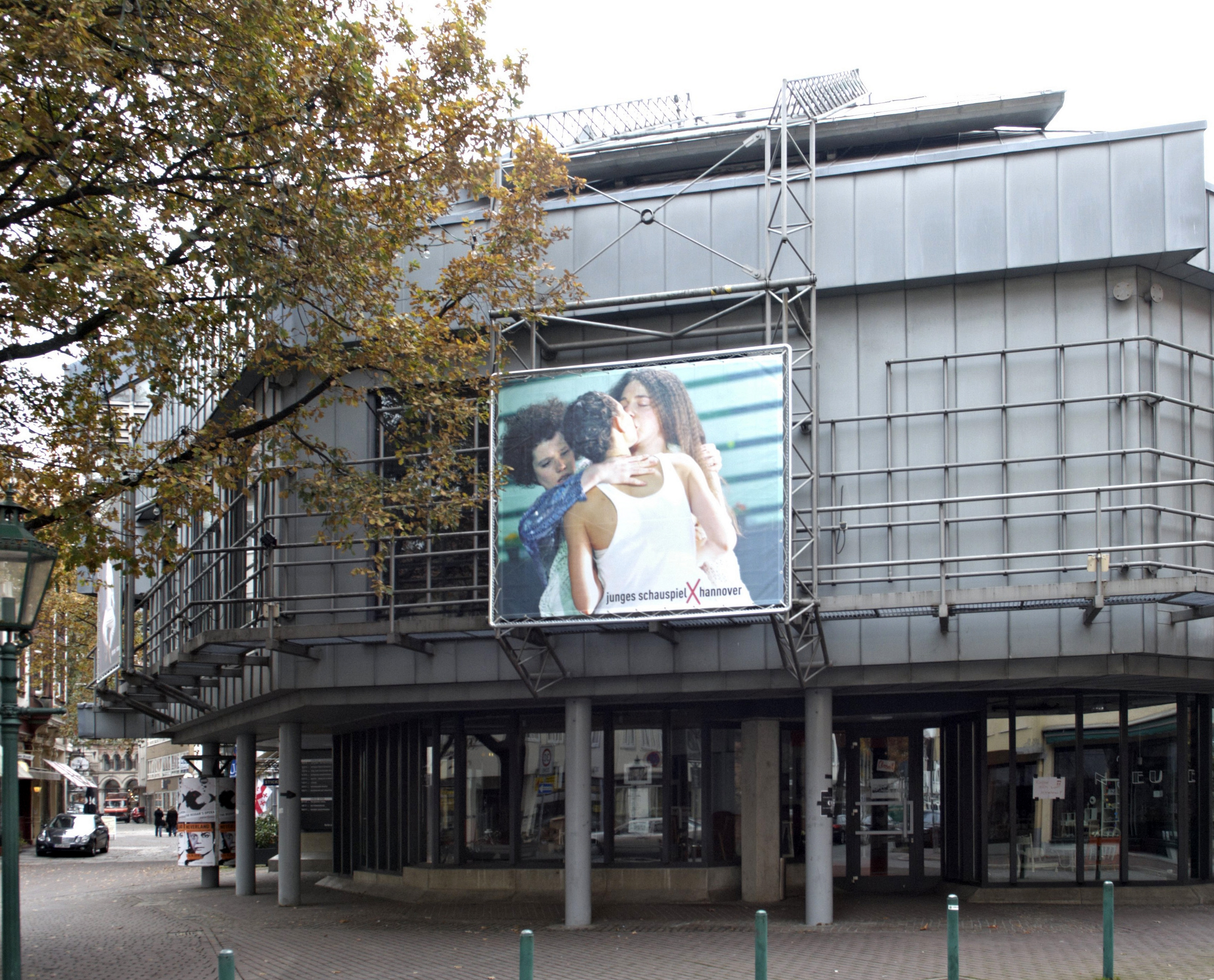
バルホーフ・ツヴァイ
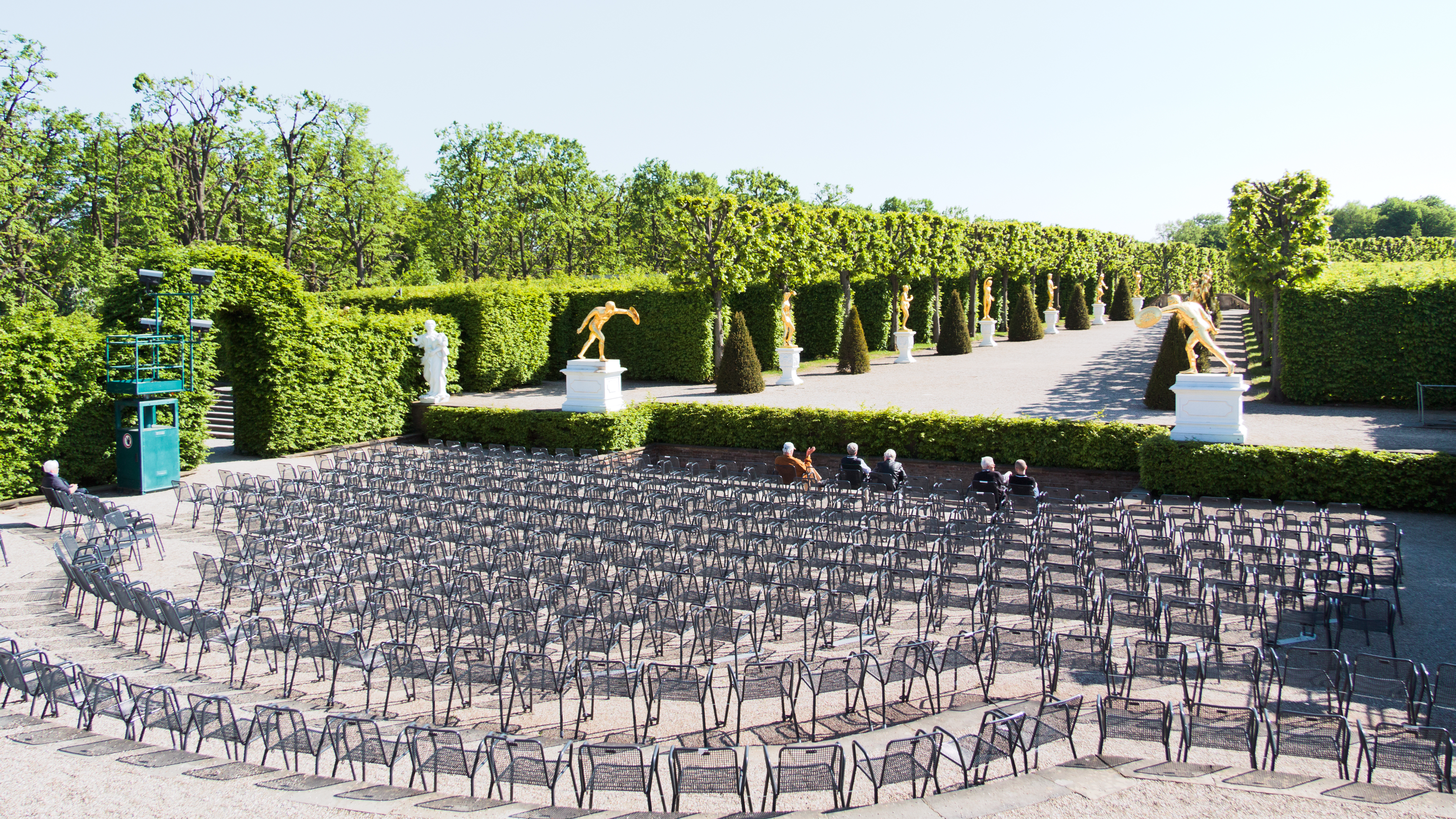
グローサー・ガルテンのゲルテンテアター
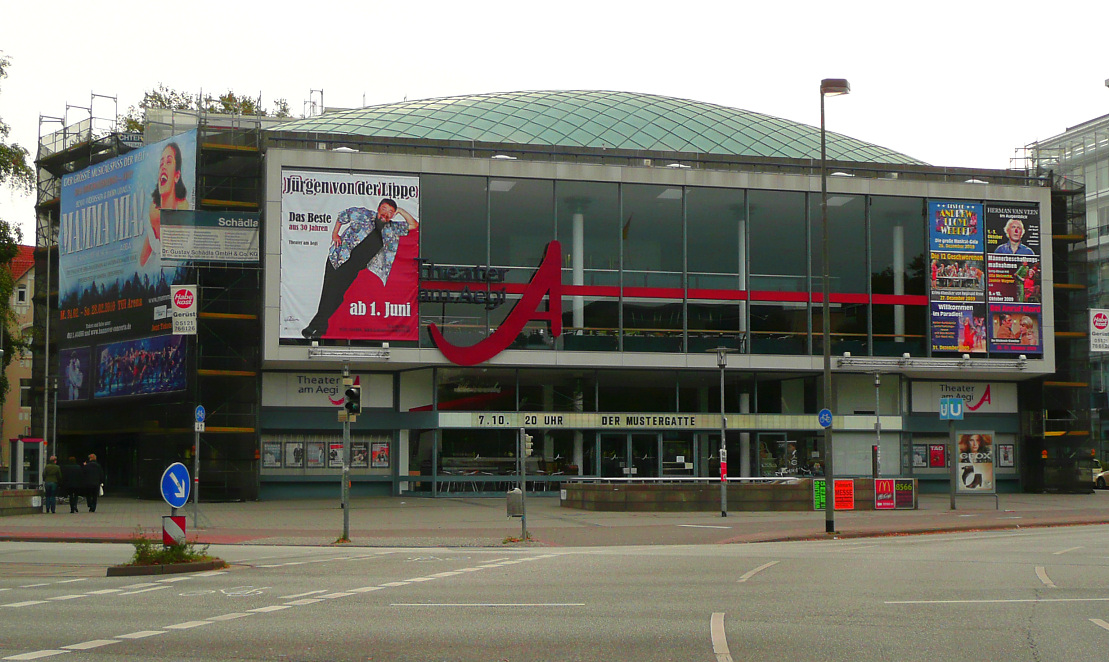
テアター・アム・エギ
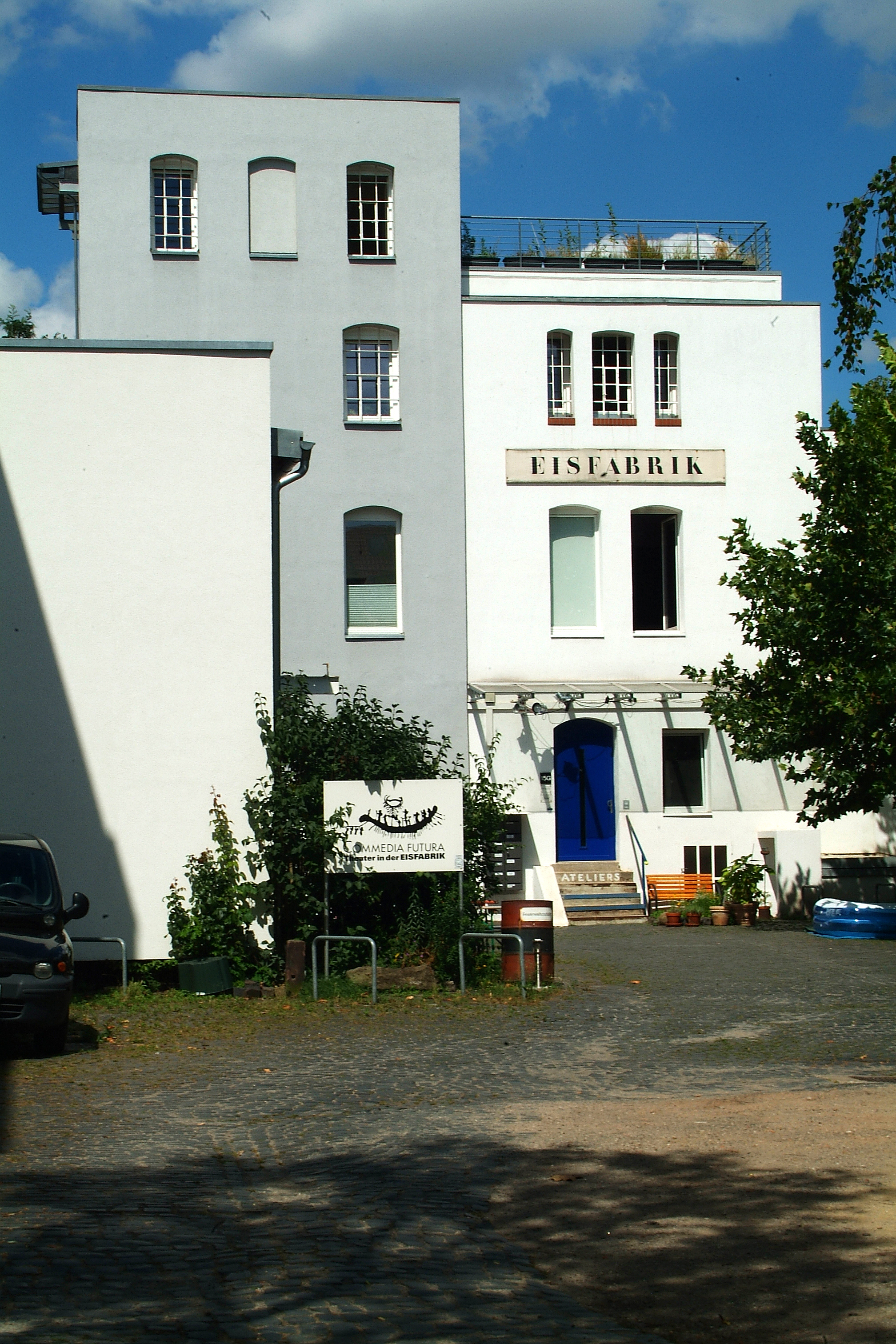
アイスファブリークのコメディー・フトゥーラ劇場
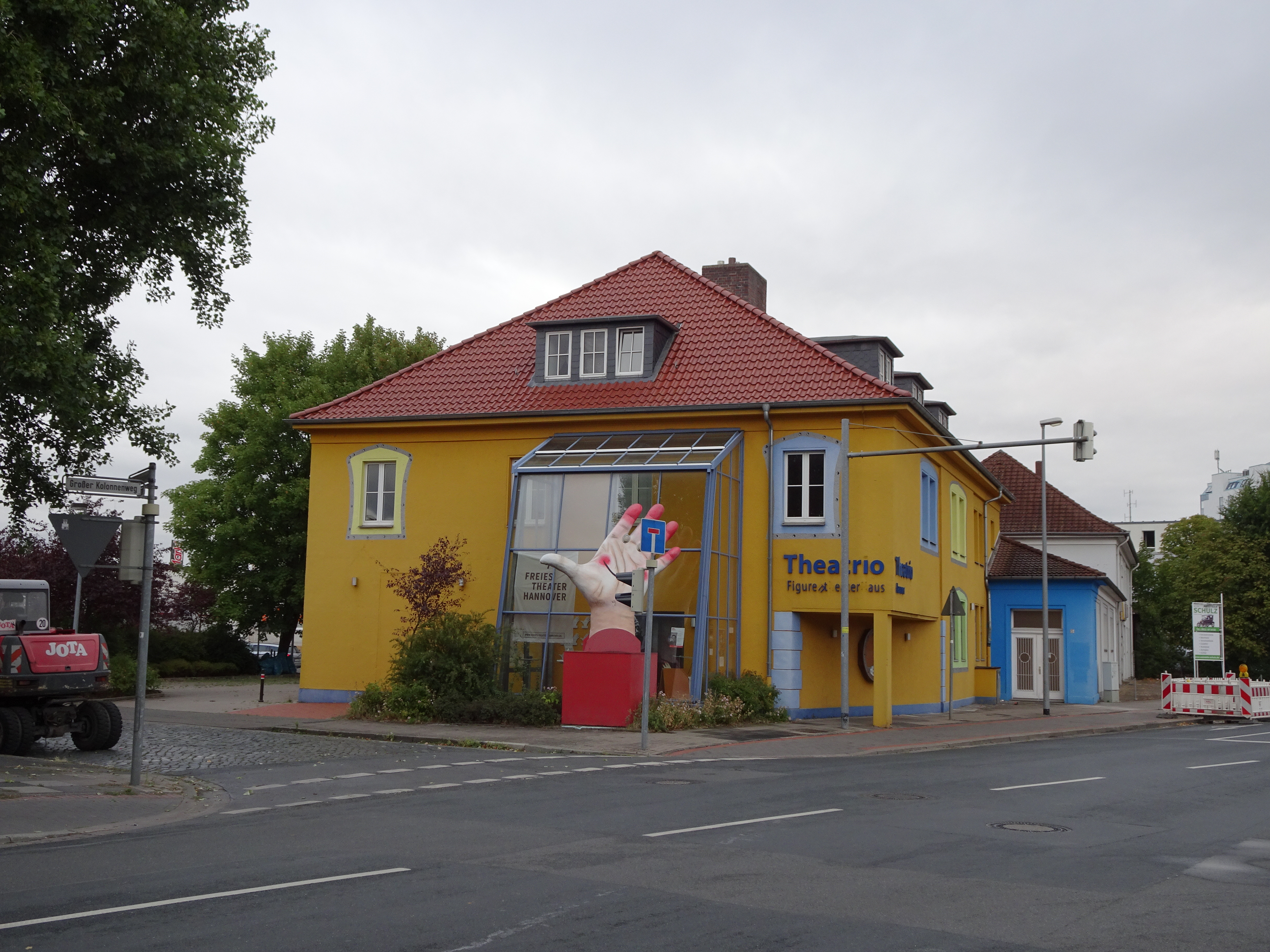
テアトリオ人形劇場

#### 演芸とキャバレー
演芸は、特に1920年代半ばから（中断をはさみながら）GOP ヴァリエテ・テアターで上演されている。この劇場は、1920年代から50年代の元の場所で存続しているドイツ唯一のバラエティ劇場であるというだけでなく、ドイツ連邦全土で運営されている GOP エンターテイメントグループの旗艦劇場でもある。ハノーファーは "GOP" の拠点というだけでなく演芸界の牙城でもある。クラインクンストビューネ・ハノーファー（直訳: ハノーファー演芸場）、マルレーン、カナペー、ウーウ＝劇場といった数多くのステージが演芸に特化している。オランジェリー・ヘレンハウゼンでは毎年GOP主催の「ヴィンター・ヴァリエテ」（直訳: 冬のヴァラエティー・ショー）が開催され、青年の家の裏に設けられたサーカス・テントで「ランペンリヒト・ヴァリエテ」（直訳: フットライト・ヴァラエティー・ショー）が上演される。リンデンのアポロキーノのデジモス・スペシャル・クラブは、2002年からコメディアンにステージを提供している。ハノーファーの演芸シーンのハイライトは1980年代半ばに興ったグローサー・ガルテンでの演芸祭である。これは、約30箇所のステージで100組以上の芸人が参加して行われる国際演芸フェスティバルで、毎年7月に開催される。
政治風刺キャバレーは、1987年からテアター・アム・キューヘンガルテン (TAK) のハノーファー・カバレットビューネで行われている。それ以前の1975年から1987年には、すでに現存しないテアター・アン・デア・ブルト (TAB) で上演されていた。

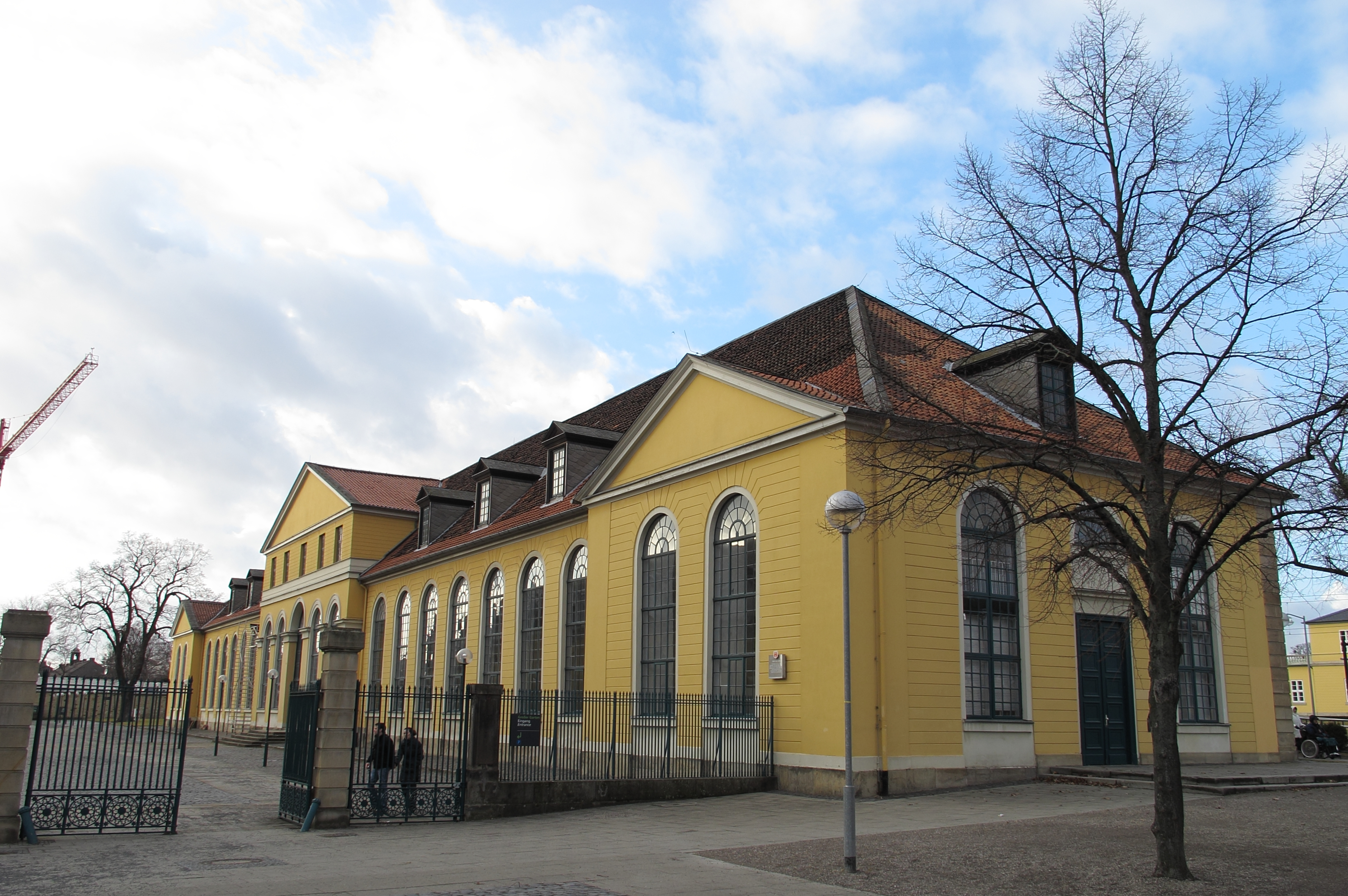
ヴィンター・ヴァリエテが開催されるヘレンハウゼンのオランジュリー
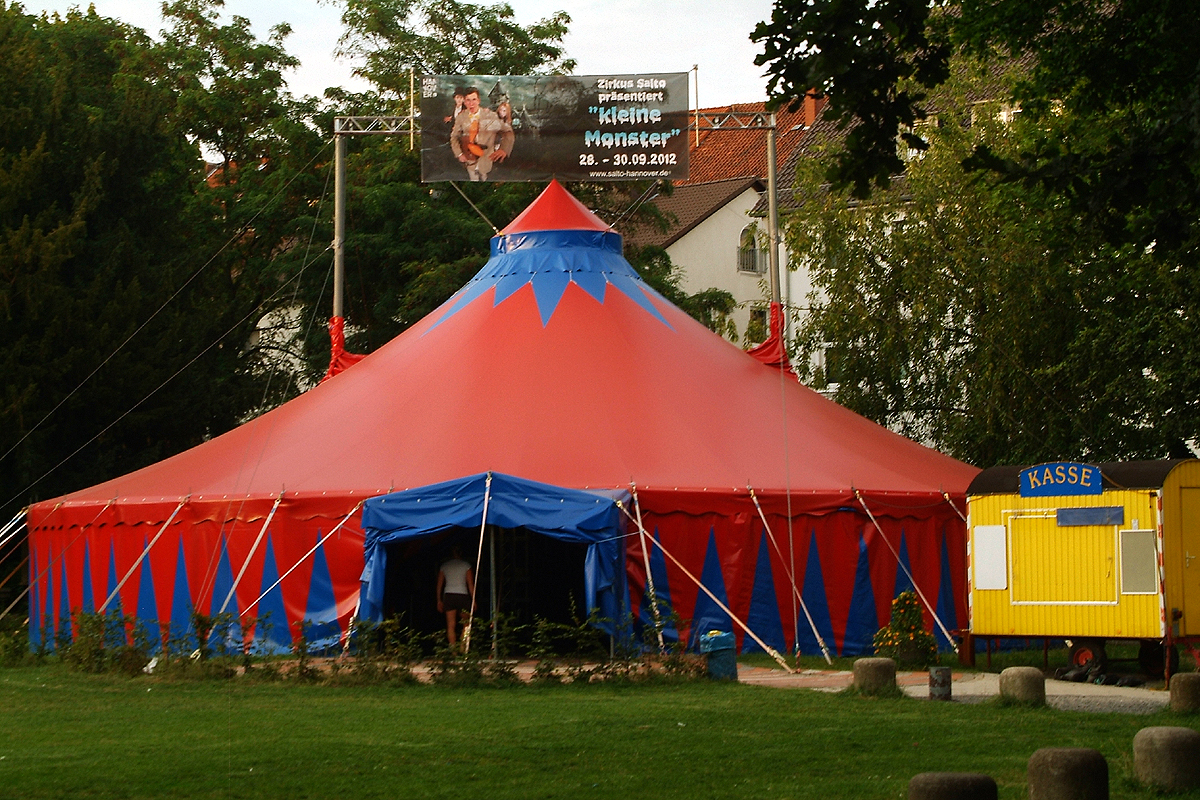
ランペンリヒト・ヴァリエテが開催される青年の家のテント
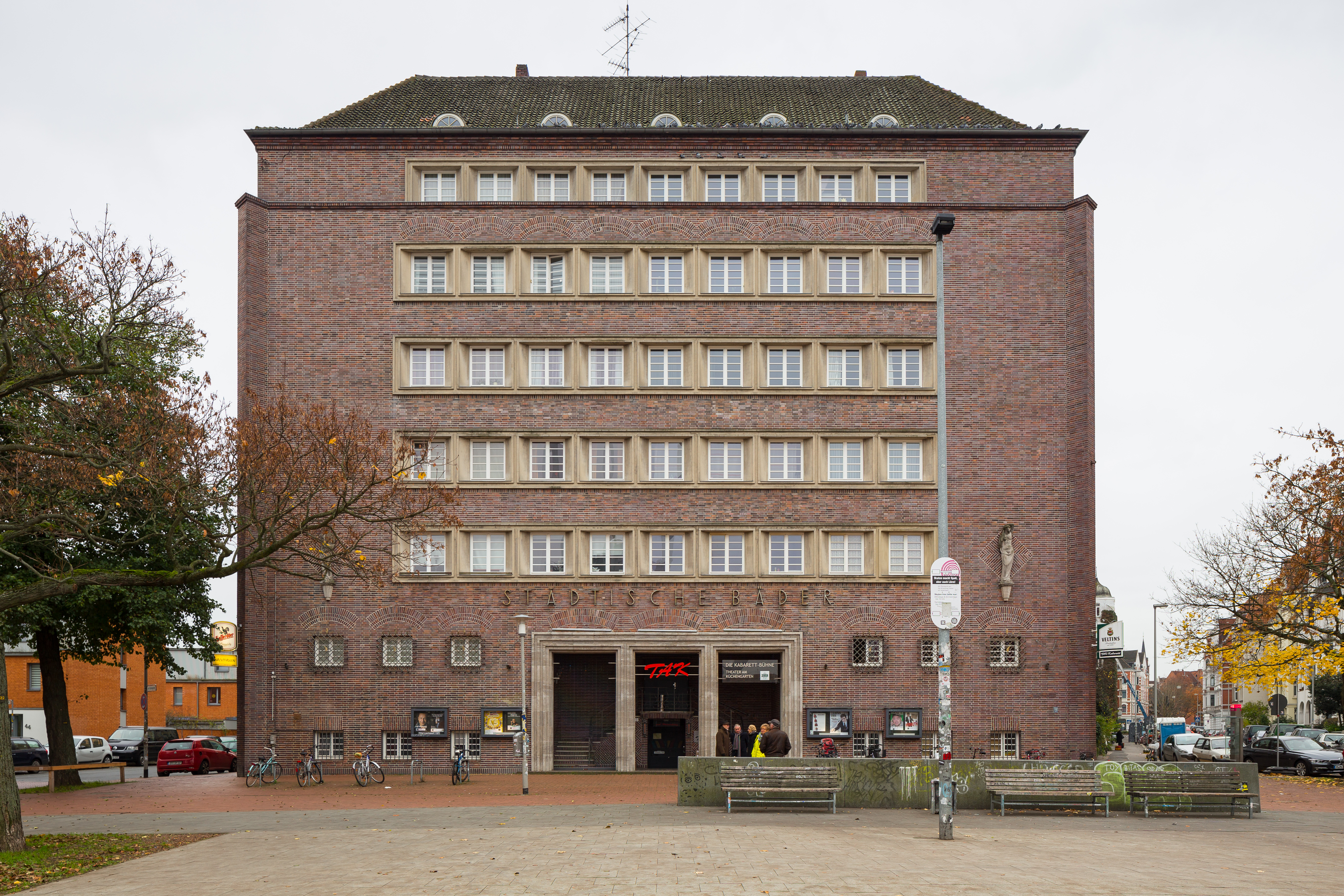
テアター・アム・キューヘンガルテン

#### ミュージカル
ゾーファ・ロフトの「ミュージカル・ファクトリー・ハノーファー」は2017年に開館したハノーファーで最初の純粋なミュージカル劇場である。この小さな劇場はオフ・ブロードウェイ作品に注力しており、最初の2シーズンにはミュージカル「Non(n)sens」（2017年）と「ブルース・ブラザース」（2018年）が上演された。様々なアンサンブルによるミュージカル客演はテアター・アム・エギやクッペルザールで定期的に開催されるが、ZAG-アレーナやスイス・ライフ・ハレでも時々公演が行われる。2012年から毎年10月から1月に GOP ヴァリエテ・テアター・ハノーファーで子供向けのクリスマスミュージカルが上演される。これまでに上演された作品は、たとえば「Scrooge」、「Der Prinz und das wilde Mädchen」、「ジャングル・ブック」などである。過去にはハインツ・ルドルフ・クンツェとハイナー・リューリヒによるシェイクスピア＝サマー＝ミュージカルが有名であった。「夏の夜の夢」（2003年-2006年、2010年-2014年）、「十二夜」（2007年-2008年）、「テンペスト」（2011年）が上演された。クンツェとリューリヒのデュオは2018年にシェイクスピア＝サマー＝ミュージカルの第4段として「お気に召すまま」を上演した。ペーター・ヴェックは2011年にミュージカル「キャッツ」をハノーファーに持ち込んだ。この公演はワーテルロー広場の特別テントで上演された。ミュージカル「Stadtrevue」（2004年から）も地域を超えて有名であった。

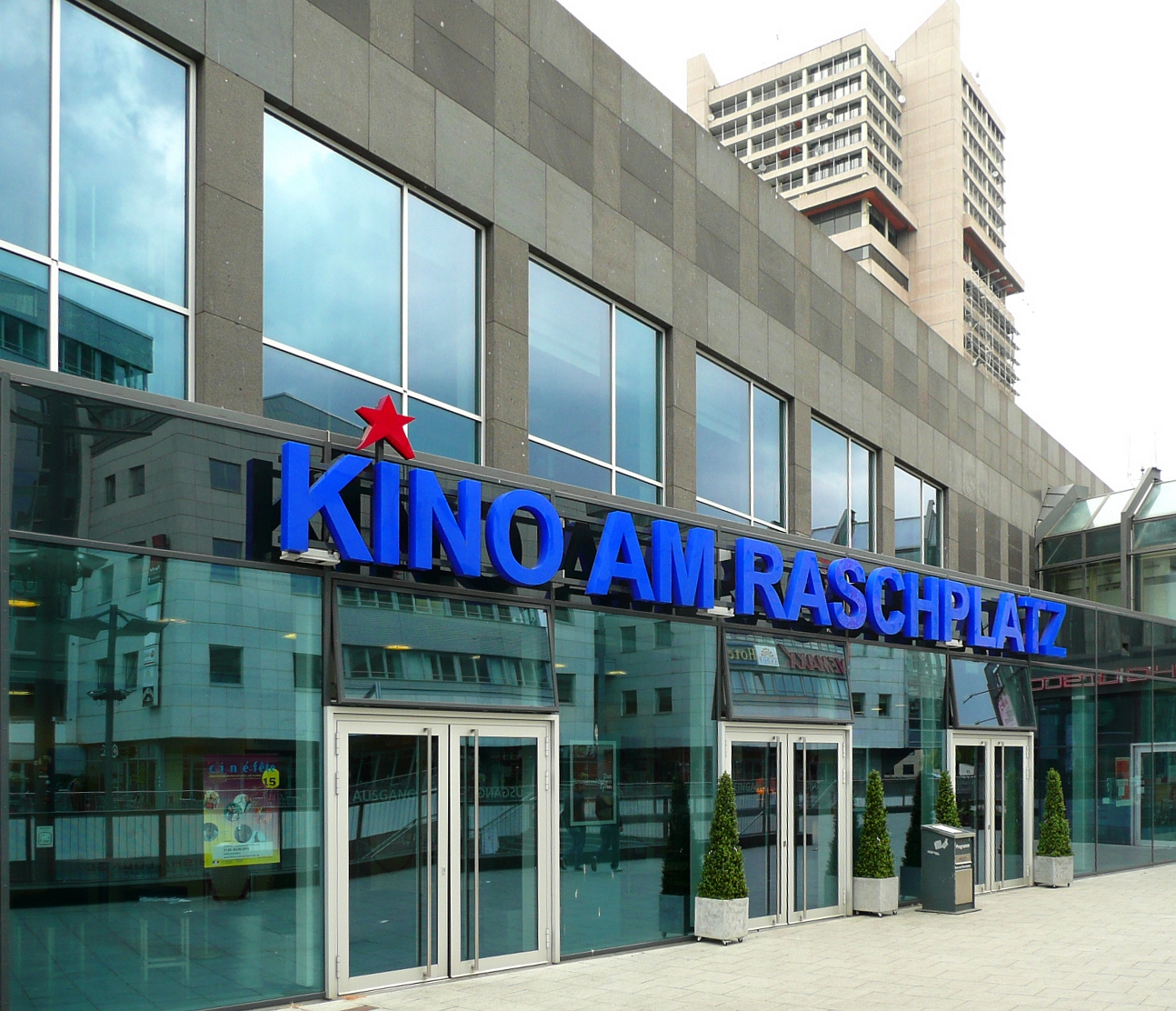
キーノ・アム・ラッシュプラッツ

### 映画
ハノーファーで最初の映画館は1896年8月18日に開館した。これ以後ハノーファーの映画状況は年ごとに大きく変化した。第二次世界大戦勃発前にはハノーファーには32館の映画館があったが、戦後に残ったのは9館だけであった。本当の最盛期は1948年から始まった。多くの映画館が開館し、ハノーファーは1950年代にはドイツの先進的な映画初演都市となっていた。1990年代から映画館の閉館が始まった。2023年現在ハノーファーには9館の映画館があり、このうち2件はそれぞれ10スクリーンのシネマコンプレックスである。2000年からラッシュ広場にある「Cinemaxx」と、2014年開館のプレミアム映画館「アスター・グランド・シネマ」である。後者は、1991年にハンス＝ヨアヒム・フレッベが開館し、2013年に閉館したドイツで最初の Cinemaxx-シネマコンプレックの建物にある。2020年に刊行された消費者ポータルサイト testberichte.de のランキングによれば、アスター・グランド・シネマは7位にランキングされており、ドイツで人気の映画館トップ10入りを果たした。ホーホハウス＝リヒトシュピーレは、プログラム映画館で、アンツァイガー＝ホーホハウスの10階にある。道路からの高さは 33.88 m で、ドイツで最も高所にある映画館である。1978年にオープンしたキーノ・アム・ラッシュプラッツは4スクリーンで2018年にドイツのベスト・プログラム映画館に選ばれた。その他のプログラム映画館としては、1908年に開館したリンデンのアポロ＝キーノや2013年に長い休業の末に再開したヴァルトハイムの PuKi-プッシェンキーノがある。1974年に開館したキュンストラーハウスの市営映画館と1992年にオープンしたシュプレンゲルの映画館は、非営利目的の映画館である。ウニキーノ・ハノーファーは何年も前からライプニッツ大学の学生によって運営されている。
1991年から国際的な若手映画フェスティバル「アップ＝アンド＝カミング」がハノーファーで開催されており、2005年から2年毎に「ドイツ若手映画賞」が授与されている。ハノーファーのこの他の映画祭には国際子供映画フェスティバル「ゼープフェルトヒェン」（2000年から）と同性愛者の映画祭「ペルレン」（1997年から）がある。夏にはパルクビューネ・ハノーファーでの「ゼー＝フェスト」で、野外映画も上映される。

### 休暇の家
市は多くの市区に「フライツァイトハイム」（直訳: 休暇の家）を有している。クラブやその他のグループがイベントのためにこれを利用することができる。デーレン、リックリンゲン、シュテッケン、ファーレンヴァルト、リスター・トゥルム、リンデン＝リンマーにある。リンデンの休暇の家はドイツで最初の休暇の家である。この他に1951年に設立されたジュートシュタットの「ハウス・デア・ユーゲント」（直訳: 若者の家）がある。

### 音楽
UNESCOは、2014年にハノーファーに「UNESCO 音楽の街」のタイトルを授与した。その理由は、ポップやロックからジャズ、古楽、クラシック、現代音楽まであらゆるジャンルの音楽に触れる多彩な機会があり、音楽業界の職場が数多くあることであった。

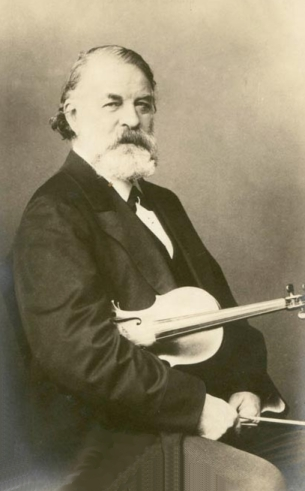
ヨーゼフ・ヨアヒム

#### クラシック音楽
1636年に宮廷楽団として創設されたニーダーザクセン州立歌劇場のニーダーザクセン州立ハノーファー管弦楽団は、オペラハウスで演奏を行っている。1950年に設立された北ドイツ放送のオーケストラは、ハノーファー北ドイツ放送フィルハーモニー管弦楽団としてクラシック音楽を、NDRポップス・オーケストラとしてモダン・アレンジの作品を、NDRの放送局大ホールで演奏している。クラシック音楽の演奏団体としてはこの他に、ハノーファー・ユース・シンフォニーオーケストラ、ハノーフェルシェ・ホーフカペレ、室内管弦楽団ムジカ・アルタ・リパ、バロックオーケストラのラ・フェスタ・ムジカーレがある。ハノーファーには多彩な合唱団がある。特に、国際的に評価の高い合唱団としては、ハノーファー児童合唱団、ハノーファー少女合唱団、ハノーファー・バッハ合唱団、北ドイツ・フィギュラルコールがある。ハノーファー・コングレス・センター (HCC) のクッペルザールは、約3,600席のドイツ最大級のクラシック・コンサートホールの1つである。客演オーケストラには HCC のライプニッツザールやヘレンハウゼン王宮庭園のギャラリー棟の2つのコンサートホールも使われる。ヨーゼフ・ヨアヒム国際ヴァイオリン・コンクールは1991年から開催されている。この他に、「クラシック・イン・デア・アルトシュタット」（直訳: 旧市街のクラシック）が2001年から、約50組が参加する「コールターゲ・ハノーファー」（直訳: ハノーファー合唱の日）が2009年から、音楽・演劇・メディア大学の「カンマームジークフェスト」（直訳: 室内楽祭）、「オーペルンバル・ハノーファー」（直訳: ハノーファー・オペラハウス舞踏会）が1980年代末から開催されている。ショパン協会は1991年から毎年ゲオルゲンガルテンで「クラシック・オープン・エア」を、2年毎に国際ピアノコンクールを開催している。北ドイツ放送は2年毎に市内各所のステージで「NDRムジークターク」を、毎年クッペルザールで「ハノーファー・プロムス」を組織している。2019年から2年毎にヨーロッパ最大の合唱音楽の祭典 chor.com が、2022年から毎年音楽メッセ「クラシカル: ネクスト」がハノーファーで開催される。これはクラシック音楽の重要な国際的な業界イベントである。
1710年から1712年までゲオルク・フリードリヒ・ヘンデルがハノーファー選帝侯ゲオルク・ルートヴィヒの宮廷楽長を務めた。この頃にヘンデルは一連の二重唱歌曲集を作曲し、ライネ城で宮殿コンサートを指揮した。1852年から1866年までヨーゼフ・ヨアヒムがハノーファー王の楽団のコンサートマスターを務めた。この頃しばしばハノーファーを訪れていたヨハネス・ブラームスはヨアヒムの協力を得てピアノ協奏曲第1番のオーケストレーションを進め、1859年にハノーファーで初演を行った。この他に、ヴィルヘルム・ズトール（1818年 - 1828年）、ハインリヒ・アロイス・プレーガー（1828年 - 1831年）、ハンス・フォン・ビューロー（1877年 - 1879年）がハノーファーの宮廷楽長を務めた。ハノーファーはクララ・シューマンが最も愛した演奏場所の1つであり、ロベルト・シューマンの最後の旅もハノーファーへのものであった。

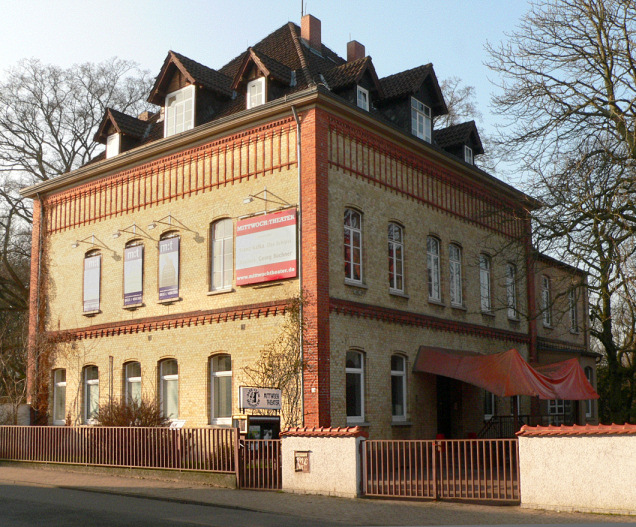
ジャズクラブ・ハノーファー

#### ジャズ
1942年にドイツ・スウィング＝クラブが設立され、1946年からドイツ・ホット・クラブ・ハノファーとなった。このクラブが1950年代末にプログラムを終了すると、1957年に新しいジャズクラブが創設され、1966年にこのクラブから現在のジャズ・クラブ・ハノーファーがリンデナー・ベルクに設立された。長年会長を務めたミヒャエル・ゲールケの尽力によりハノーファーはドイツのジャズの牙城の1つとなった。このジャズクラブとミヒャエル・ゲールケは1978年にニューオーリンズの名誉市民となった。トラム広場でのジャズフェスティバル「エナーシティー・スウィンギング・ハノーファー」は毎年約4万人の観客が訪れる北ドイツ最大のジャズフェスティバルであるとされており、1967年から毎年キリストの昇天の日に開催されている。その前夜には HCC のクッペルザールで「ジャズ・ナイト」が開催される。この他のジャズイベントとしては、たとえば様々なクラブでの「ハノーファー・ジャズ週間」（1992年から）、「ジャズクラブ・ハノーファーのサマーフェスト」、国際的な「ザイトヴェルツ・アバンギャルド・ジャズ・フェスティバル」（2015年から）などがある。旧市街では「ジャズ・アム・バルホーフ」（直訳: 舞踏会場のジャズ）という年に5回のコンサートを行うイベントシリーズが有名である。定期的なジャズコンサートやジャズセッションは、「トーンハレ・ハノーファー」、「ランペ」、「マルレーン」でも行われている。音楽・演劇・メディア大学は1985年にジャズを学習課程に含めた最初の大学の1つである。この大学では1971年にすでにジャズセミナーが開講されていた。「ハノーファー・ジャズの日」は、1967年からほぼ30年間にわたってハノーファーのジャズシーンの確固たる構成要素であった。90年代半ばに「ジャズの日」は「ホット・アドヴェント」に縮小され、2007年に完全に終了した。
1987年にローター・クリストをリーダーに結成された「ハノーファー・ビッグ・バンド」やクヌート・リヒターによる様々な音楽ユニットは、ハノーファーを本拠地としていた。バンド「アフター・アワーズ」はロジャー・チチェロとの共演（2004年から）で知られている。ブルボン・スキッフル・カンパニーやアクセル・プラズーンはハノーファーの音楽シーンから生まれた。本来はハンブルクを拠点としてる NDR ビッグバンドは2018年からハノーファーでコンサートシリーズを開催している（NDRの放送小ホール）。1924年4月にアレックス・ハイドが、アメリカ人ジャズミュージシャンとしてはドイツで初めて、ケニーヒ通り近くのチボリ劇場で演奏を行った。後に多くのジャズミュージシャンがハノーファーのドイツ・グラモフォンでレコーディングを行った。1955年のドイツ人とアメリカ人が初めて共演したレコードもその1つである。1948年には戦後の北ドイツで最初の公開ジャムセッションがハノーファーで行われた。数多くのジャズミュージシャンがハノーファーで暮らし、活動した。たとえば、トランペッターのヨーヘン・ローゼ（1960年から）とビリー・モー（1970年代から）、サクソフォン奏者のジョー・ヴィエラ（1971年 - 1997年）、ピアニストのチャンピオン・ジャック・デュプリー（1975年から）、ブルースミュージシャンのルイジアナ・レッド（1981年）などである。ヴィブラフォン奏者のライネル・ハンプトンは1974年にハノーファーで「アイスバイン＝ブギ」を作曲し、その一節はハノーファー市のゴールデンブックに不朽の記録として遺された。ベーシストのジミー・ウッドもハノーファーで活動し、2005年にサクソフォン奏者のシュテファン・アーベルと共演した CD を発表した。チェット・ベイカーは、1988年にアムステルダムで悲劇的な死を遂げる前に、NDR-ハノーファー放送局で彼の最後の2回のコンサートを行った。何人かのジャズミュージシャンはハノーファーに作品を捧げている。たとえば、トレヴァー・リチャードの「ハノーファー・ブギ」、フェルディナント・ハフリークの「スウィンギング・ハノーファー」、ジョー・ヴィエラの「ハノーファー・スクエア」、リー・コニッツの「ハノーファー・プレイス」などである。フリッツ・ラウはハノーファーを「ジャズの秘密の首都」と呼んだ。

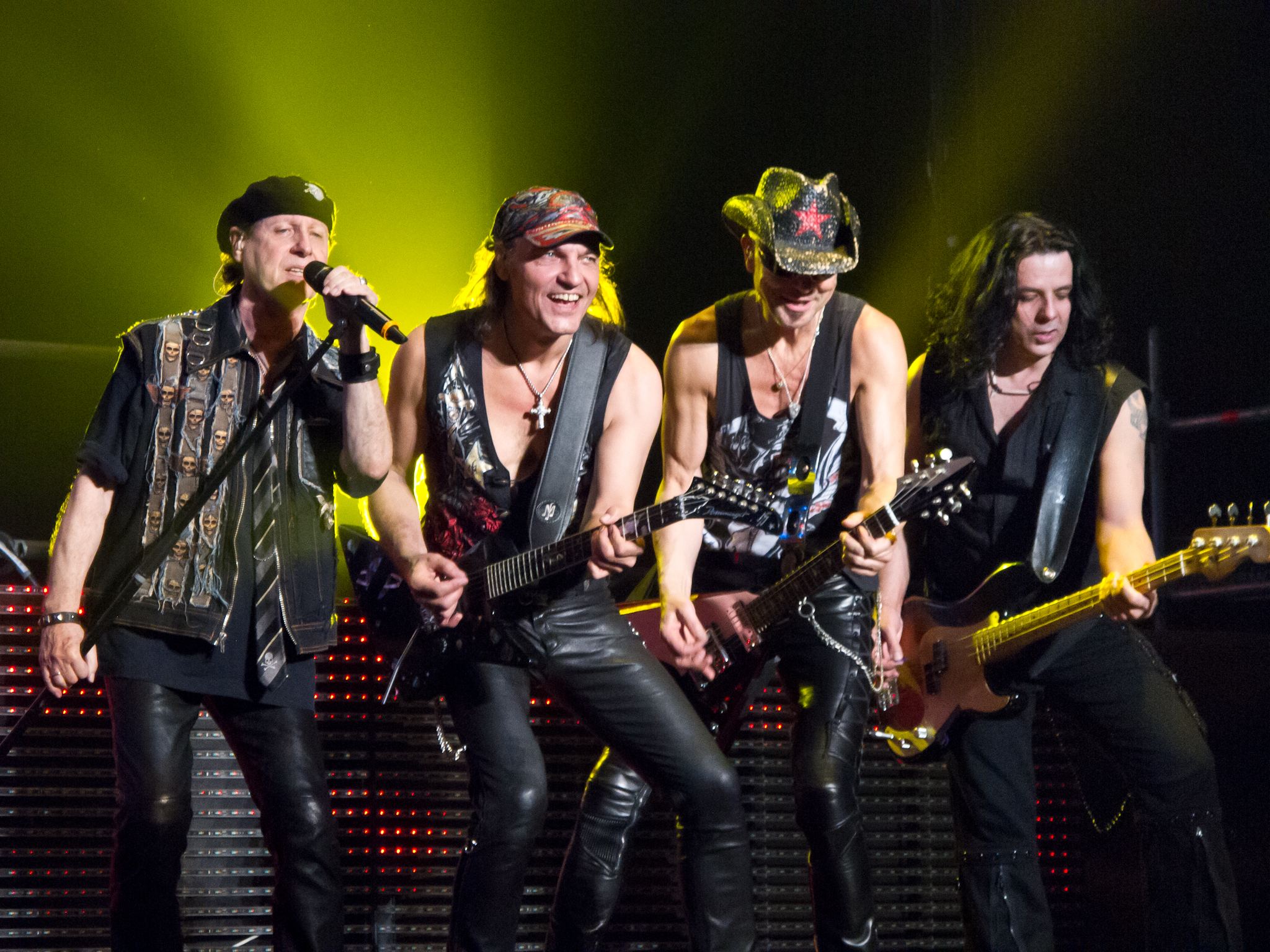
スコーピオンズ

#### ロック、ポップなど
1965年に結成されたハードロック/ヘヴィメタルバンドのスコーピオンズは、ハノーファーを自らの故郷と呼び、後に「ウィンド・オブ・チェンジ」などの楽曲で世界的知名度を獲得した。1970年代のハノーファーはハードロックやプログレッシブ・ロックのバンドによって特徴づけられる。たとえば、ジェーン、エロイ、ラムセス、あるいは元々はドルトムントで結成されたエピタフなどである。1980年代にこの音楽シーンは発展し、フューリー・イン・ザ・スローターハウスやテリー・ホークスといった国際的に有名なグループや、コンボ・コロッサーレ、ハンス＝ア＝プラスト、シュタインヴォルケといったノイエ・ドイチェ・ヴェレのバンド、ハインツ・ルドルフ・クンツェなどのソロミュージシャンを輩出した。1980年代に結成されたバンドのサンダーヘッドやサージャント・フューリーが示すように、ハードロックやヘビーメタルも常に話題となっていた。1990年代半ばにテクノバンドのスクーターが結成された。歌手のウィン・フープはユーロビジョン・ソング・コンテスト1960にドイツ代表として出場し、4位になった。歌手レナ・マイヤー＝ラントルートはユーロビジョン・ソング・コンテスト2010とユーロビジョン・ソング・コンテスト2011にドイツ代表で出場し、2010年は246ポイントで優勝し、2011年は10位になった。2001年、2013年、2015年にはユーロビジョン・ソング・コンテストのドイツ予選が、2008年にはブンデスビジョン・ソング・コンテストがハノーファーで開催された。
Mousse T. はハウスミュージックシーンで、ディスクジョッキーとして名を馳せている。ラウンジ・ミュージックの分野では Mo’ Horizons がこの街に「Bosshannover」（訳注: ボサ・ノヴァとの洒落になっている）という名をつけて敬意を払っている。この他の音楽グループには、Abstürzende Brieftauben、スパイス、ザ・ジンクス、マルケスがいる、あるいは、いた。カントリーミュージシャンのグンター・ガブリエルは、ハノーファーで学び、働いていた。その間に彼は最初のヒット曲を書き上げた。ア・カペラ・グループの Maybebop は1992年にハノーファーで結成された。ハノーファーで活動している、あるいは活動したその他のミュージシャンには、マーク・テレンジ、ザ・ケリー・ファミリー、ジョン・ケイ、シュパックスがいる。
ハノーファーで最大のポップ＝フェスティバルが「N-ジョイ・スターショー」と共同で開催される「NDR 2 プラッツァフェスティバル」である。「フェールマンフェスト」は1983年から毎年8月の初めにリンデンで約20組のバンドが参加して開催される野外フェスティバルである。2008年からはハノーファーでも「フェテ・デ・ラ・ムジーク」が開催されており、約800人のミュージシャンが30以上のステージで演奏する、この種のものとしては最大のイベントとなった。「ムジーク 21 フェスティバル」は2年ごとにハノーファーで開催される。

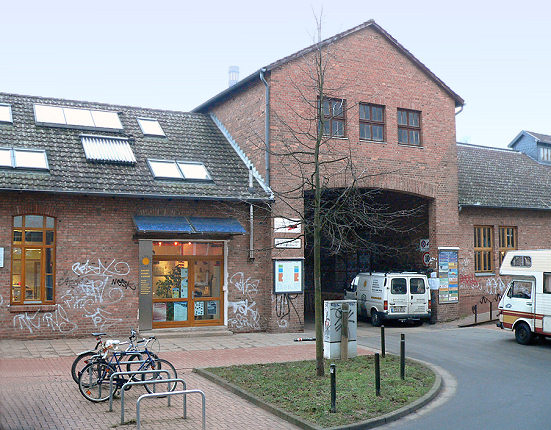
ファウスト文化センター入り口

熱烈なインディーズシーンは文化センター「ファウスト」、グロッケンゼー、Béi Chéz Heinz、UJZ コルンシュトラーセ、ミュージックセンター、ノルトシュタットのシュトルムグロッケで観られる。
2001年からハノーファーで様々なスタイルのグループが参加する国際ア・カペラ週間が開催される。
コンサートはハノーファーの大小様々なステージで行われている。ギルド・パルクビューネ・ハノーファー、スイス・ライフ・ハレ、カピトール、パヴィロン、ファウスト、Béi Chéz Heinz、ルックス、シュトラングリーデ・ステージ、ハノーファー音楽センターなどである。ZAG-アレーナとハインツ＝フォン＝ハイデン＝アレーナは大規模なコンサートに利用される。
多くの音楽家がハノーファーでミュージック・ビデオを録画している。たとえばフューリー・イン・ザ・スローターハウス (Radio Orchid と When I'm Dead and Gone)、ザ・ケリー・ファミリー (I Can't help Myself)、メラニー・チズム (First Day of My Life)、コールドプレイ (Everglow)、You Silence I Bird (Last Night) 、Mark'Oh (Many & Randy)、クール・サヴァーシュ (Krone)、ブルーノ・ブライトクロップス (Ich fahre Mofa, quer durch Hannover)、アヴァンタシア (Dying for an Angel) などである。
1995年から2022年までハノーファーとその周辺では毎年1回2週間にわたる Masala Weltbeat Festival が開催されていた。これは毎年1万人以上の観客を集めるヨーロッパ最大級のワールドミュージック・フェスティバルの1つであった。2008年から2012年まで開催されていた BootBooHook-Festival は50組近いバンドが参加する最大級のインディー・ポップ、ソングライター、パンク、スカのフェスであった。

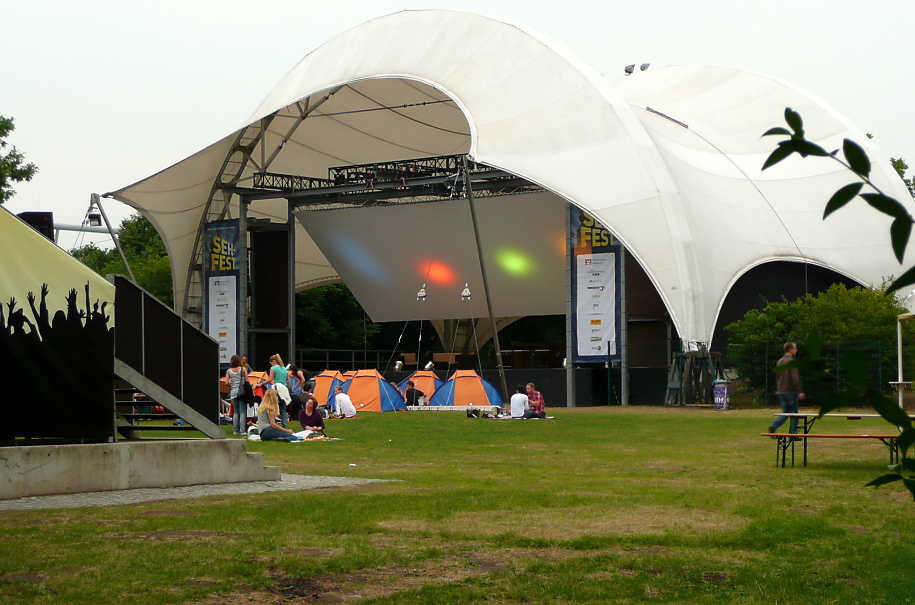
パルクビューネ・ハノーファー
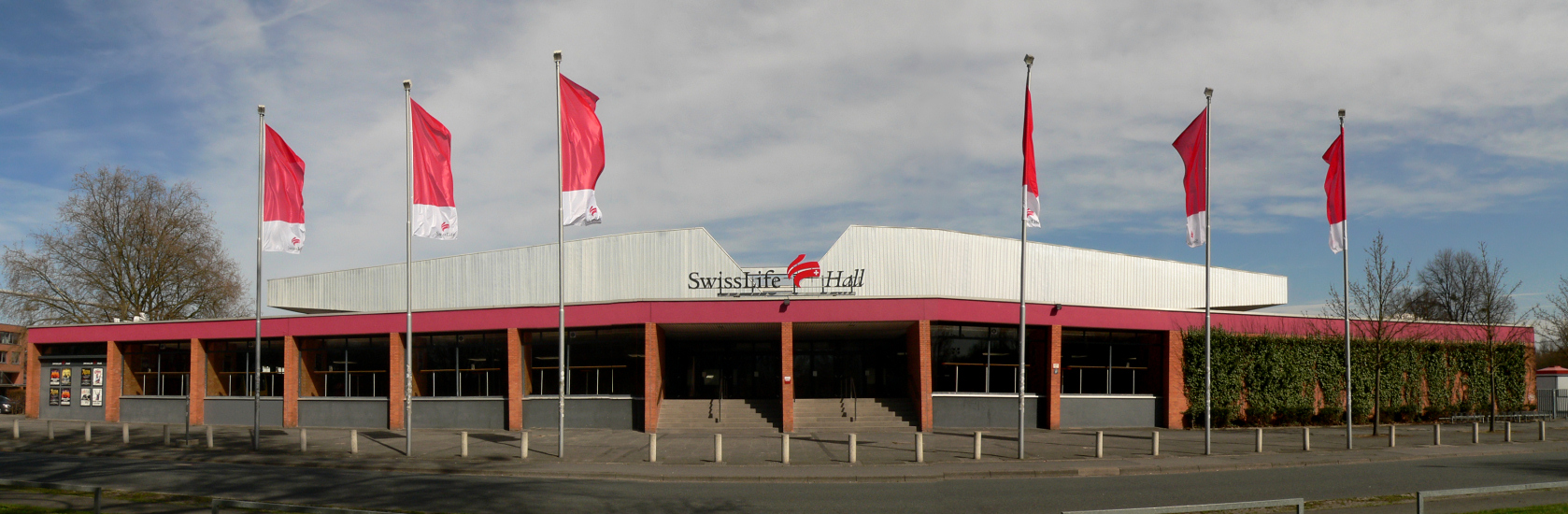
スイス・ライフ・ハレ
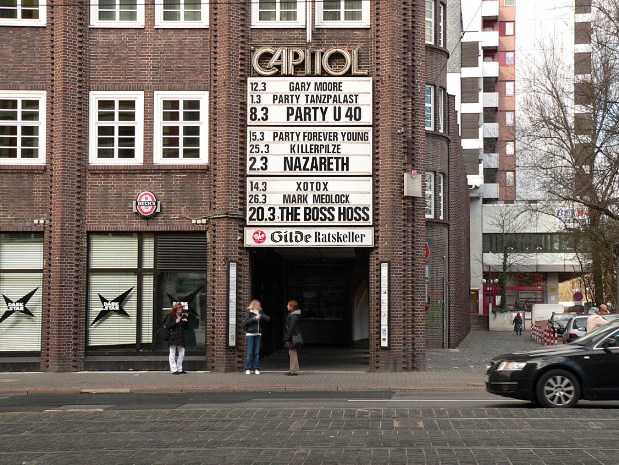
カピトール
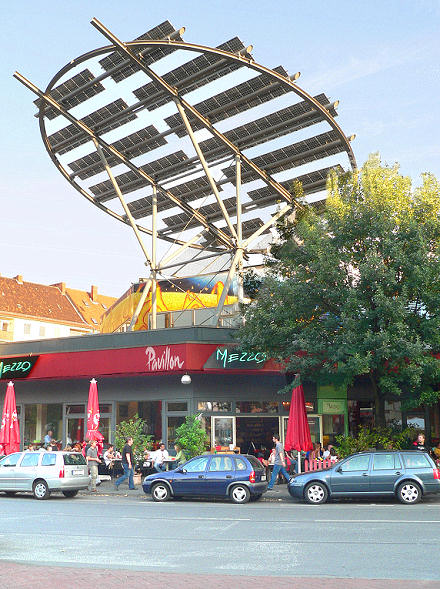
パヴィロン
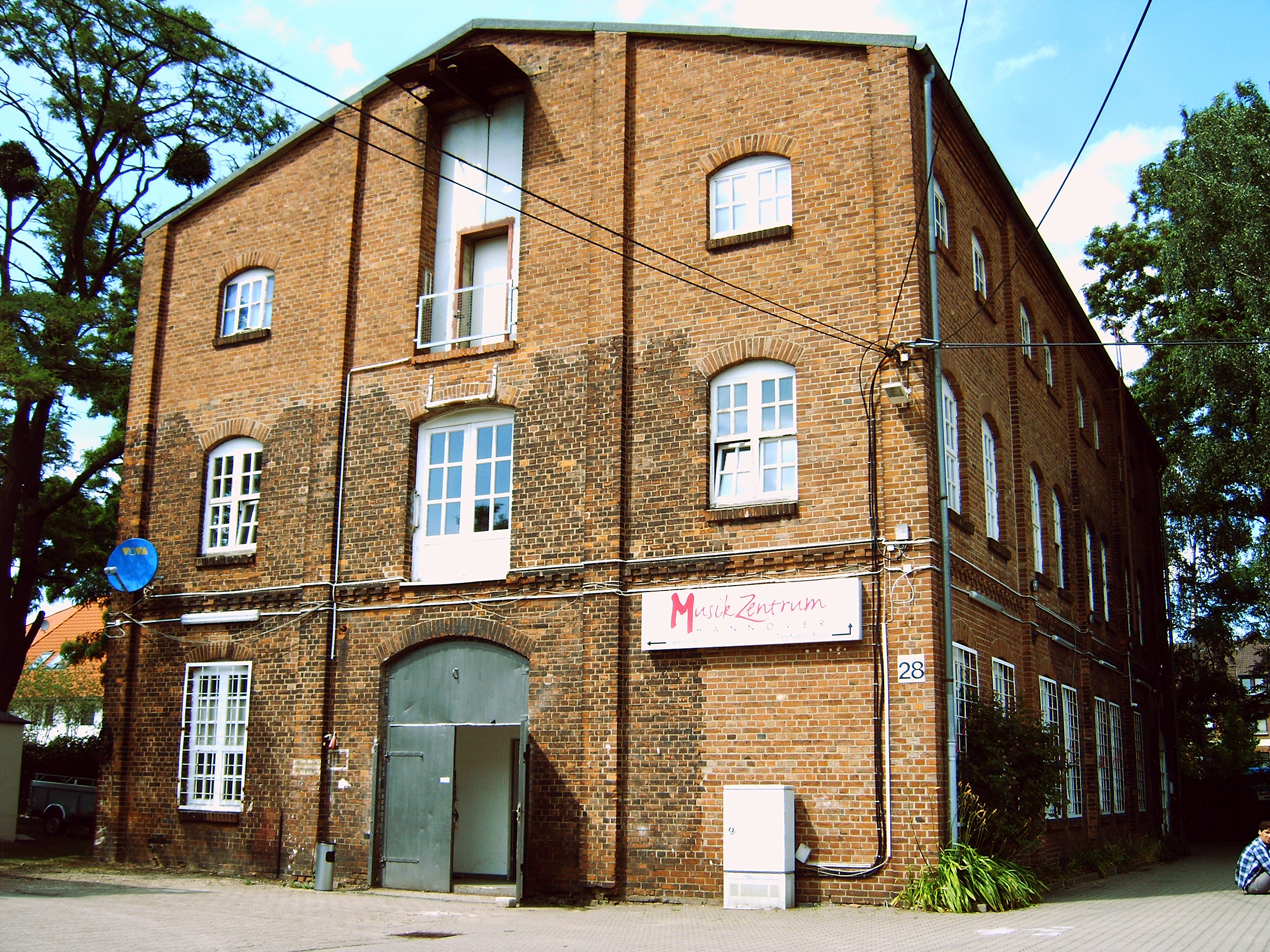
ハノーファー音楽センター

#### 民俗音楽と行進曲
民俗音楽の分野では、「Die Lustigen Hannoveraner」、「In Hannover an der Leine」、「Wir sind noch echte Niedersachsen」といった民謡や、「Hannoversche Gardejäger」、「Hannover-Messe」、「Im Leinetal」、「Hannoversche Königsgruß」といった器楽曲が挙げられる。ハノーファーに関連する行進曲には、「ニーダーザクセン行進曲」、「ハノーファー・ケンブリッジ竜騎兵連隊行進曲」、「ハノーファー・ガルデ・ドゥ・コルプス行進曲」がある。ハノーファーには、たとえばハノーファー陸軍音楽隊がある。この楽隊は、国際的なマーチングフェスティバル「Musikparade der Nationen」に34年間参加した。この Musikparade は、独立したイベントとしては2009年を最後に開催されていない。

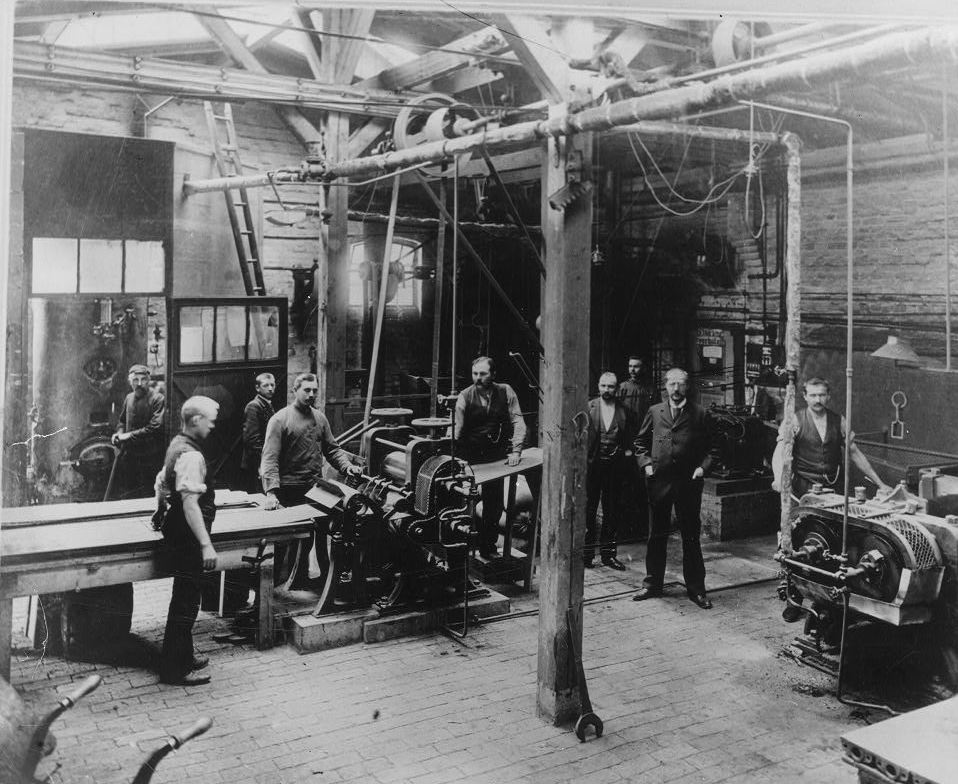
エミール・ベルリナーが設立したハノーファーのドイツ・グラモフォンの工場

#### 音楽業界
ハノーファーのエミール・ベルリナーは1870年にアメリカ合衆国に移住して、1887年に音盤と蓄音機を発明した。彼は1898年に兄弟とともにハノーファーでレコード制作会社ドイツ・グラモフォンを設立した。この会社は1972年にポリグラムとなり、1998年にユニバーサル・ミュージック・グループ傘下に組み込まれた。デューゼンバーグ・ギターの歴史は1986年にハノーファーで始まった。現在までこの街でエレキベースやエレキギターが製造されている。著名な使用者にボン・ジョヴィやロッド・スチュワートが挙げられる。ハノーファー・コンサーツやプロ・ムジカは、地域を超えて有名なコンサートエージェントである。SPVやペパーミント・ジャムは、国際的に有名なレコード・レーベルである。

### 言語と文学

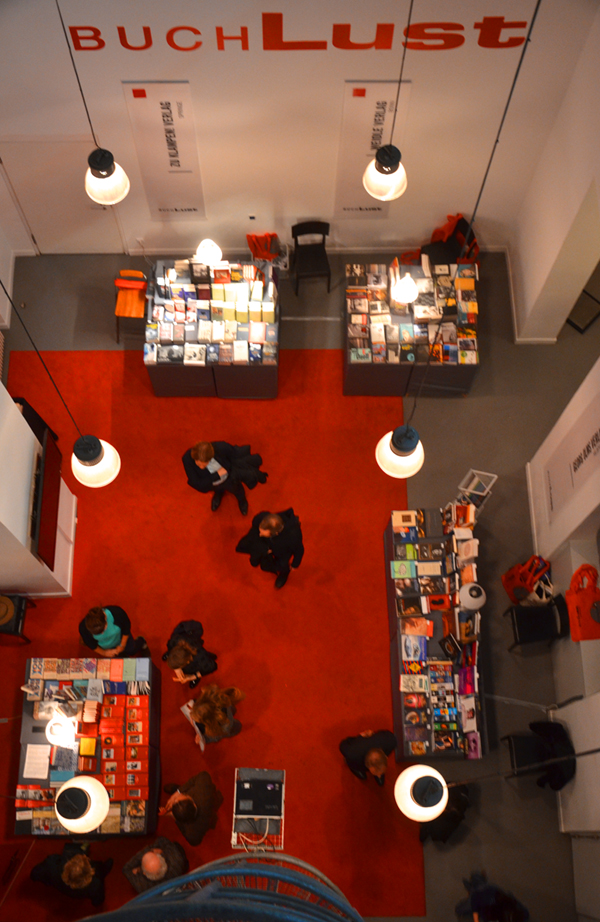
メッセ「ブーフルスト」

ハノーファーとその周辺の話し言葉は、特に標準的な書き言葉のドイツ語に近いことから「最良の高地ドイツ語」という評判が広まっている。言語学者のヘルベルト・ブルーメは、ニーダーザクセン語の発音が、近世ザクセンの官僚言葉から発展した高地ドイツ語の書法に適していたためだと考察している。そして、このため18世紀の終わり頃から標準ドイツ語が、都市部のエリートの口語として通用するようになっていったとしている。これに対してドイツ学者のクリスティン・コプフは、書き言葉と本来のハノーファーの話し言葉との間には大きな違いがあったため、慣れない書法で書かれたものを慣れた書法流に精確に発音して、南部ではまだ残っている書き言葉と話し言葉との距離を解消していったという説を唱えている。1800年頃に北ドイツの宮廷都市で話されていた言葉が一般的な高地ドイツ語の話し言葉のモデルになったと、ドイツ学者のクラウス・アールツヴァイクが主張している。ハノーファーは19世紀半ばの最も権威ある都市としてその模範となった。ミヒャエル・エルメンターラーとディーター・シュテルマッハーはハノーファーの日常語は他の北ドイツの都市と比べて「ピュア」ではないと述べている。1792年にカール・フィリップ・モーリッツが初めて言及したハノーファーの特殊性は「言語神話」である。低地ドイツの言語状況は、ハノーファーやブラウンシュヴァイクといった大都市の上流階級が書き言葉を話し言葉に発展させ、ニーダーザクセン語を放棄したことで大きく変貌した。文法はオストファーレン語の影響を受ける一方で、発音はDTV-ドイツ語アトラスによればオーバーザクセン語とこの地域のオストファーレン語が混在している。低地ドイツ語方言はハノーファーではほとんど話されていないが、そのバリエーションがこの街や周辺地域の方言を形成している。
方言の性格を帯びたハノーファーの日常語は「ハネーフェールシュ」と呼ばれる、方言、社会的役割語、標準ドイツ語が混ざり合っている。郷土研究家のゲオルク・ルーデヴィヒによれば、これは形式的には高地ドイツ語、語彙の上では低地ドイツ語（カレンベルガー方言のローカルなバリエーション）で、そこにフランス語を始めとする外来語が採用されているリングア・フランカであると唱える。ドイツ学者ディーター・シュテルマッハーは18世紀から19世紀に形成されたこの言語を「高地ドイツ語化された方言」とよび、第一次世界大戦までハノーファーで使われていた。テオドール・レッシングは1919年に「Theodore le Singe」というペンネームで「Jäö oder wie ein Franzose auszog, um in Hannover das „raanste“ Deutsch zu lernen」（直訳: Jäö あるいは、フランス人がハノーファーやその周辺で raanst なドイツ語を学ぶ方法）を著し、その中でハネーフェールシュ言葉に記念碑を打ち立てた。これ以後その使用は減少していったが、エレメンターラーによれば1961年の音声サンプルにもその要素ははっきりと聞き取れるという。シュテルマッハーによれば2012年には機能的なコミュニケーション手段としてこの言語は絶滅していたのだが、ラジオ・コメディー・デュオのジッギとラーナーによるパロディーの中には断片的に痕跡が残っている。
ハノーファーの作家を記念して市は1879年から2005年までゲリット＝エンゲルケ賞を、2008年からはヘルティー賞を授与している。キュンストラーハウスでは毎年、ニーダーザクセンのインディーズの出版社や各地の客演者によるメッセ「ブーフルスト」が開催されている。
ハノーファーとその周辺には数多くのメルヘンが遺されており、特に19世紀にカールとテオドールのコルスホルン兄弟によって収集され、後に出版された。
芸術家で詩人のクルト・シュヴィッタースは「メルツ」をキーワードにしてダダイズム的な「Gesamtweltbild」を展開した。彼の遺産の大部分とメルツバウの復元模型がシュプレンゲル博物館にあり、彼の墓はエンゲゾーデ市営墓地にある。ハンナ・アーレントの栄誉を讃えて、ハノーファー市立図書館には彼女の生涯と作品に関する紹介表や数多くの写真が展示されているハンナ＝アーレント室がある。さらに毎年ハンナ＝アーレントの日が催されている。街の中心にあり、ニーダーザクセン州議会が入居しているライネ城がある広場は彼女にちなんでハンナ＝アーレント広場と名付けられている。ヨハン・ヴォルフガング・ゲーテの「若きウェルテルの悩み」に登場するロッテのモデルとなったシャルロッテ・ブッフは1773年にアウグスト・ケストナーと結婚するためにハノーファーに移り住んだ。彼女の墓はガルテン墓地にある。ヴィルヘルム・ブッシュは1847年から1851年までハノーファーで学び、アドルフ・クニッゲは1788年に「智恵袋」を刊行し、ヨアヒム・リンゲルナッツは1913年に司書を務め、エルンスト・ユンガーの小説「Die Zwille」はハノーファーを舞台にしている。ヘルマン・レンスは、1982年から休暇はハノーファーで過ごした。エーリヒ・マリア・レマルクは1922年からコンチネンタル AG に勤務し、広告のテキストやコミックを描いた。ハインリヒ・クリスティアン・ボイエは国務官僚としてハノーファーで働き、ルートヴィヒ・ヘルティーはその晩年をハノーファーで過ごした。カール・ヤーコプ・ヒルシュは1931年にその小説「Kaiserwetter」で帝国時代後期のハノーファー社会の活き活きとした肖像を描き出した。ヴィッキイ・バウムは1917年から1923年までハノーファーに住み、最初の小説「Frühe Schatten」を執筆した。ヨハン・ペーター・エッカーマンは1814年から数年間ハノーファーに住んだ。ルドルフ・エーリヒ・ラスペはハノーファーで図書館書記官、後に同秘書官として勤務した。ゲリット・エンゲルケの遺産はハノーファー市立図書館のエンゲルケ＝アーカイブに収蔵されている。フランク・ヴェーデキントは幼少期の1歳の頃にハノーファーに住んだ。アウグスト・ヴィルヘルム・シュレーゲルとフリードリヒ・シュレーゲルの兄弟はドイツ・ロマン派の創始者の1人とされている。カール・フィリップ・モーリッツの小説「アントン・ライザー」はハノーファーを舞台にしている。

### 名物料理・食材

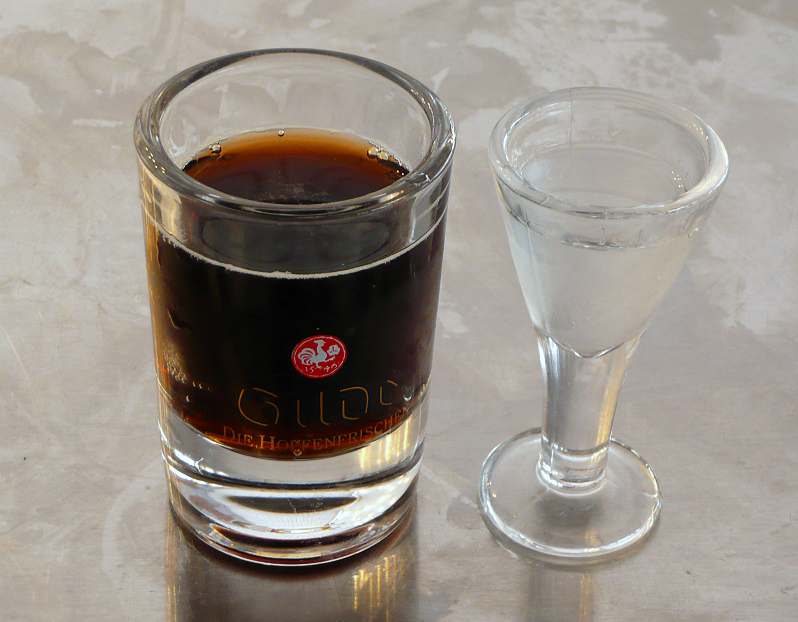
リュッチェ・ラーゲ

ハノーファーにはビール醸造の長い歴史がある。1526年にコルト・ブロイハンが、上面発酵のヘレスを製造し、この街の輸出品目となった。彼は1546年にビール醸造家のギルドを結成し、これがビール醸造業者「ギルド・ブラウエライ」へ発展していった。この他に1868年に「ヘレンホイザー・ブラウエライ」が設立された。この会社は倒産手続き後にヴィッテンゲンの民間醸造業者に売却された。「カイザー＝ブラウエライ」、「リンデナー・アクティエン＝ブラウエライ」、あるいは「ヴュルフェラー・ブラウエライ」といった伝統的な企業は閉鎖されたが、2つのガストハウス＝ブラウエライ（レストランを併設したブルワリー、旧市街の「ブラウハウス・エルンスト・アウグスト」とエギディエントーアプラッツの「マイアース・レーベンスルスト」）およびジュートシュタットの「マッシュゼー＝ブラウエライ」、ブルワリー組合「ノルトシュタット・ブラウト!」は存続している。2つのグラスからビールと穀物酒を同時に飲むリュッチェ・ラーゲという飲み方は、ブロイハン＝ビールを蒸留酒と一緒に飲む習慣から生まれた。この他にハノーファーでは様々な製造業者が生産する数多くの蒸留酒が名物になっている。
「テー＝ゼーガー」は1743年に創設された、ドイツで最も古い茶の販売業者である。マハヴィッツ・コーヒーは1919年からグダニスクに支店を有している。1950年からマールシュタルの本店にコーヒー焙煎機を有している。1956年にエルハルト・ウルブリヒによって民営焙煎業者が設立され、2012年にハノーフェルシェ・コーヒー＝マヌファクトゥーアとなった。
ハノーファーの地元料理としては、カレンベルガー・プファネンシュラーク（ソーセージの一種）、ハネーフェルシェ・エルプゼンズッペ（グリーンピースのスープ）、ハノフェルシェ・ツンゲンラグー（牛タンの煮込み料理）などが代表的なものである。ケールはハノーファーではブレーゲンヴルストとともに食される。カンバーランドソースは、風味豊かなテーブルソースである。かつてはソーセージ製造業者フリッツ・アールベルクが独占的に製造していたBouillonwurstは、現在では様々な食肉業者が製造している。ハノーフェルシェ・ヴァイスゲコホテは、ハノーファーの肉料理プレートの中の1品である（ソーセージの一種）。ハノーファー選出のゲアハルト・シュレーダーがカリーヴルストとフライドポテトを好んだことから、この料理はハノーファーの多くのレストランで（後には全国で）「カンツラープラッテ」（直訳: 首相のプレート）と呼ばれるようになった。魚ではマッシュ湖のコイ料理が名物とされている。ハノーファーの名物パンはゲルスターブロート（ライ麦パン）である。
スイーツでは、ヒッチェプッペン、ヴェルフェンシュパイゼ（ヴェルフのプディング）、トリュッフェル・ギューゼ（1921年から）のトリュフチョコレート、およびバールゼンの焼き菓子、特に1891年から作られているライプニッツ＝ケークスが知られている。バールゼンは1920年代に菓子カルターフントを創作した。
ハノーファーには800店を超える飲食店があり、中にはミシュランガイドで星を獲得したレストランが3店ある（2023年現在）。2015年に開店したマリエン通りの「Jante」と「Votum」が2つ星、「Handwerk」が1つ星である。

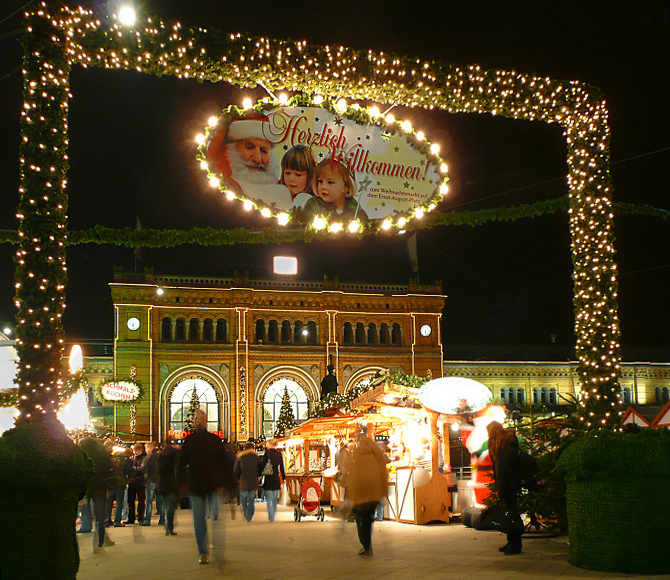
ハノーファー中央駅前のクリスマスマーケット

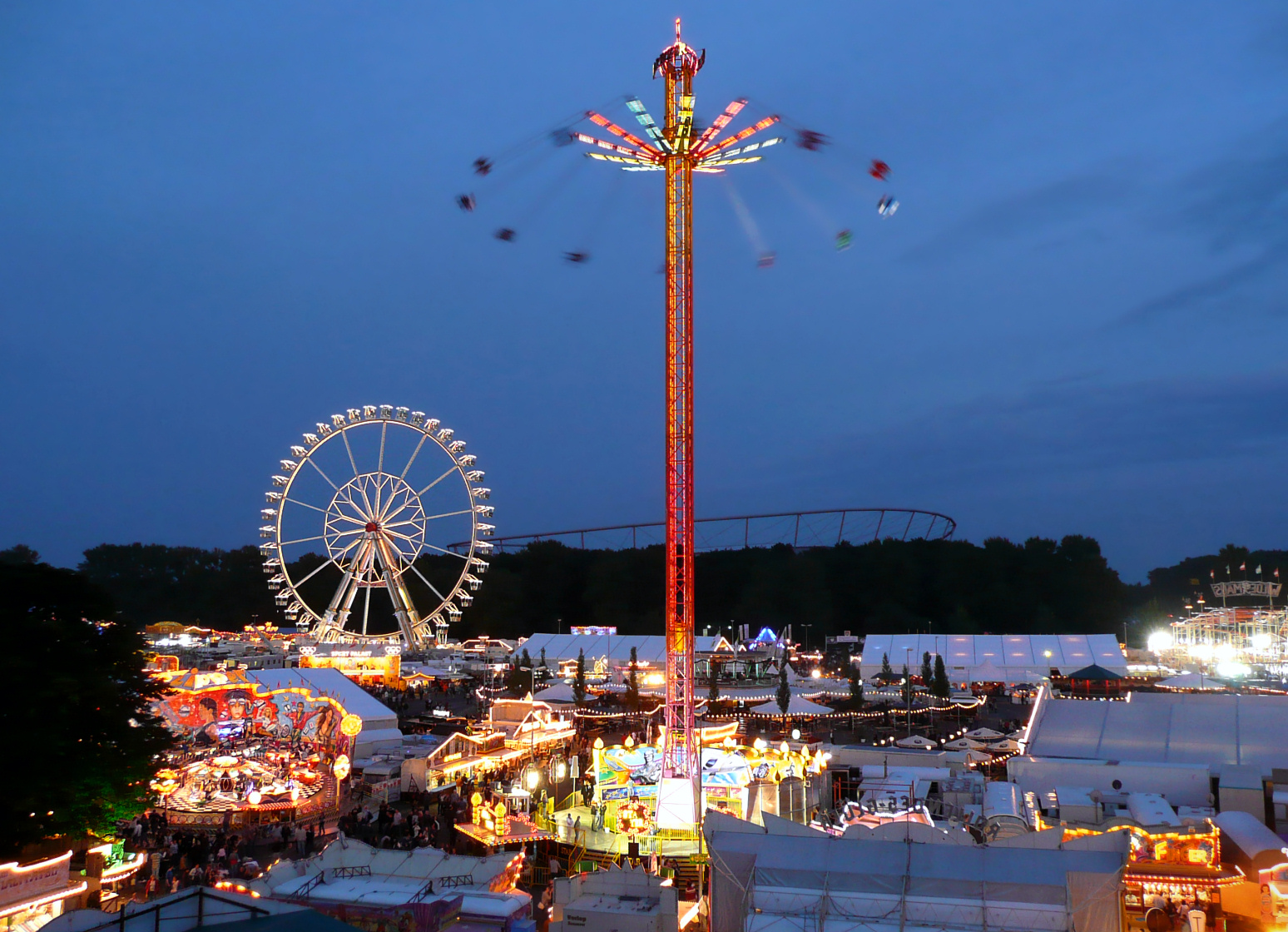
ハノーファー射撃祭

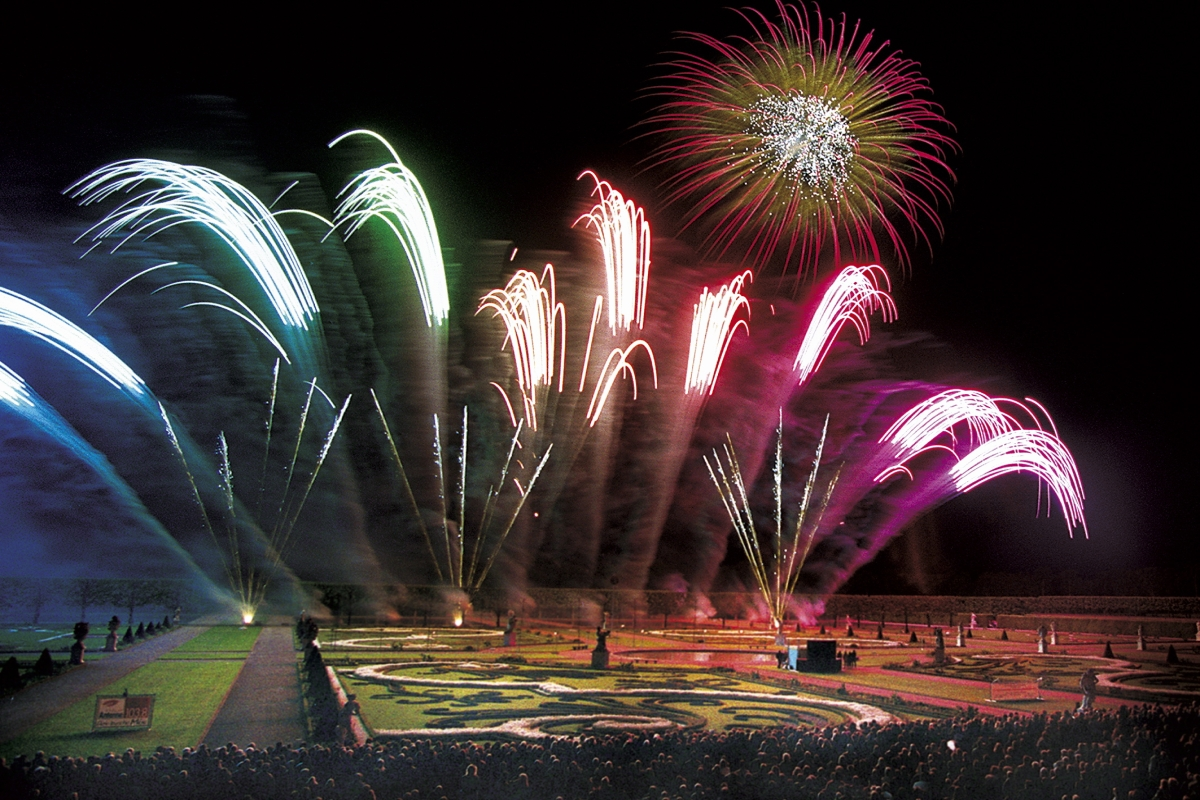
ハノーファー国際花火コンテスト

### 年中行事
ハノーファーでは年間を通して数え切れないほどの大きなイベントが開催されている。特に大規模な5つのイベントについて以下に概略を示す。
マッシュ湖畔で1986年から夏にマッシュゼーフェスト（直訳: マッシュ湖祭り）が開催されている。この祭りはドイツ最大の湖祭りとされており、4つのステージでの90以上のライブ・コンサート、約50組の演芸やウォークパフォーマー、約20人のDJ、ファン・ボート・レース、ラバーダックレース、トーチライト・スイミングが行われ、50店以上のレストラン、バー、屋台が出店する。これは毎年200万人以上の見物客が訪れるハノーファー最大の祭りである。
クリスマス前の期間中、3つの大きなクリスマスマーケットが継続的に開催されている。旧市街に200店以上の屋台が立つハノーファーのクリスマスマーケット（1813年に最初の記録が遺る）は、4つの部分からなる。マルクト教会周辺の伝統的なクリスマスマーケット、バルホーフ広場のフィンランドのクリスマス村（1999年から）、歴史博物館周辺の歴史村とホルツマルクトでのヴンシュブルネンヴァルトである。クリスマスマーケットは毎年180万人が訪れる、ハノーファーで2番めに大きなイベントである。2018年に公開された消費者ポータル testberichte.de のランキングでは、ハノーファーのクリスマスマーケットは、ドイツで人気のクリスマスマーケットのトップ5に入っている。この他に中央駅前エルンスト＝アウグスト広場（2000年から、屋台40軒）とリスター・マイレ（1989年から、屋台70軒）のクリスマスマーケットが行われる。クレプケには、高さ 18 m の、世界最大の歩いて登ることのできるクリスマスピラミッドがある。
7月のハノーファー射撃祭は約100万人の観客が訪れる、この街の3番目に大きなイベントである。この祭りは、内市街の南端に位置する広さ 10 ha の射撃場で開催される。この祭りでは約200のアトラクション（約40の乗り物やイベント小屋、7つの大テントとイベントエリア）と大規模な支援プログラムがある世界最大の射撃祭である。その起源は1529年にまで遡る。大規模なハノーファーの射撃隊パレードは 10 km という長さと1万人以上の参加者（射撃隊員、約100組の国内外の音楽隊、40台以上の車両、屋台を含む）で世界最大の射撃隊パレードであり、天候にもよるが約15万人から30万人の観客が沿道に並ぶ。
射撃場では、1954年からハノーファー春祭（4月）やハノーファー・オクトーバーフェスト（9月/10月）も開催される。春祭は140のアトラクション（25以上の乗り物やイベント小屋、1つの大テント）があり、約70万人の見物客が訪れるニーダーザクセン州最大の春祭りである。オクトーバーフェストは約100のアトラクション（30以上の乗り物やイベント小屋、2つの大テント）があり、約60万人が訪れる北ドイツ最大のオクトーバーフェストである。2017年から10月にギルド・パークビューネの祝祭テントで開催されている「ハノーファー・ヴィーズン」を、オクトーバーフェストと混同しないように注意が必要である。
1992年からバラの月曜日前の土曜日にカーニバルのパレードが内市街を練り歩く。このパレードには約1,500人が車両や音楽隊として参加し、8万人から10万人の観客が沿道に訪れる。このパレードは、ハノーファーのカーニバルのハイライトである。カーニバルのプログラムとしては、ラートハウスシュテュルムング（ドイツ語: Rathausstürmung、直訳: 市庁舎襲撃。愚者に扮した者たちが市庁舎を占拠するイベント）や様々な集会の他に、ハノーファー＝トーナメント（カーニバル・ダンス競技の連邦予選とニーダーザクセン・チャンピオン大会）やニーダーザクセン・トリテーテンサミット（カーニバルの王子、王女の集会）がある。
3つのステージで約100件のショーや展覧会が行われる「リスター＝メレ＝フェスト」（1974年から）には、毎年30万人が訪れる。この他の重要なイベントとしては、「文化の祭典」、1991年からグローサー・ガルテンで開催される国際花火コンテスト（ドイツで最も古い花火コンテストである）、2009年から多くの音楽家や芸術家を集めるヘレンハウゼン芸術演劇祭がある。クロンスベルクは1999年からカイトフェスティバル「ハノーファー・ヘプト・アプ」の会場となっている。2016年から毎年射撃場でクリスマス・サーカスが開催される。メッセパルクプレッツェン・ヴェストでは1983年から毎年5月1日に「マイ＝ケーファー＝トレッフェン」が開催される。これは、ヨーロッパ最大のフォルクスワーゲン＝ビートルの集会で、約3000台の VW-ビートルやその他のVWが集まる。2018年からアドヴェントの時期に開催されている「トゥインクル・ライト・クルーズ」では、100台以上の電飾を施したバン、ビートル、スクーター、その他の車両が内市街をパレードする。「クリストファー・ストリート・デイ・ハノーファー」（CSDハノーファー）には毎年約25,000人の客が訪れる。
ライネ川河畔のホーアー・ウーファーでの旧市街の蚤の市はその起源を1967年にまでさかのぼる、ドイツで最も古い蚤の市である。1996年から開催されている「芸術・工芸マーケット」も地域を超えて有名である。

### 夜遊び
ハノーファーには多彩な夜の愉しみがある。たとえばシュタイントーア街などいくつかの歓楽街が形成されている。この地区には5つの通りに約70軒の飲食店、ディスコ、ナイトクラブ、レストラン、さらには売春宿やポルノ映画館もある。もう一つの中心地がラッシュ広場である。この広場やその周辺には様々なディスコ、映画館、レストラン、シュピールバンク・ハノーファー（カジノ）などがある。ラッシュ広場のクラブ「パロ・パロ」では、音楽プロデューサーMousse T.がDJを務めている。バー、居酒屋、パブは、旧市街（主にクラマー通りやクノッヘンハウアー通り）、リンデンやノルトシュタットの学生街や繁華街にもある。クラブ「ヴァイデンダム」は、2018年にドイツの電子音楽のベスト・クラブ第2位に選ばれた。1959年に開店したが、現在はもう存在しないハノーファーの「モカンボ・クラブ」はドイツで最初のディスコであった。

### スポーツ

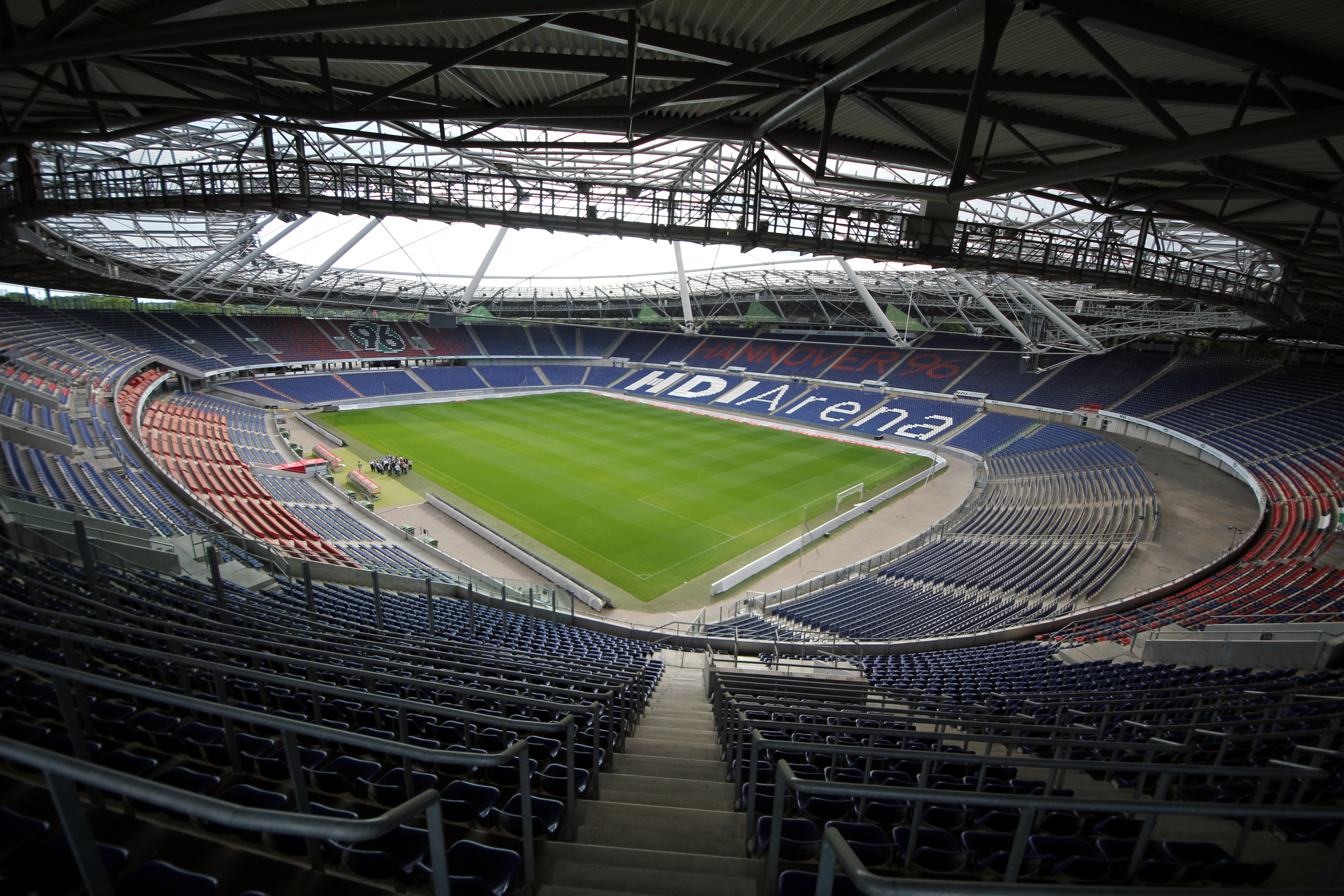
ハインツ＝フォン＝ハイデン＝アレーナ

カレンベルガー・ノイシュタット市区に、ハノーファーはドイツの大都市で最も集中したスポーツエリア「シュポルトパルク・ハノーファー」を有している。その広さ約 45 ha の地域には、エリカ・フィッシュ＝シュターディオン、スポーツ指導センター、シュターディオンバート、パルクビューネがある。ハノーファーは、多彩なスポーツ種目が高いレベルで提供されていることから、長年にわたってスポーツ都市として認識されていた。1950年にハノーファーでドイツスポーツ連盟が結成された。

#### スポーツクラブ
最も成功したサッカー＝クラブが、2023年現在ブンデスリーガ2部でプレイしているハノーフェルシェ・シュポルトフェライン・フォン 1896 e.V.、略して「ハノーファー96」または「ディー・ローテン」で、ハインツ＝フォン＝ハイデン＝アレーナをホームグラウンドとしている。レギオナルリーガ・ノルトに参加するアマチュアの下部チームはアイレンリーデシュターディオンをホームとしている。この他には、かつてブンデスリーガ2部に属していたSVアルミニア・ハノーファーやOSVハノーファーがある。「ディー・ブラウエン」と呼ばれるクラブ SVアルミニア・ハノーファーはランデスリーガ・ニーダーザクセン（ドイツの女子サッカーリーグで2番めのカテゴリ）でプレイしており、ルドルフ＝カルヴァイト＝シュターディオンを本拠としている。TSVフォルトゥナ・ザクセンロス・ハノーファーは、1990年から1997年まで女子サッカー・ブンデスリーガに参加していた。
ハノーファー・スコーピオンズは、1996年から2013年までドイツ・アイスホッケーリーガ (DEL) に参加していた。このクラブは2013年にDEL-ライセンスをシュヴェニンガーワイルド・ウィングスに売却した。スコーピオンズの試合会場は2001年から ZAG-アレーナ（旧TUIアレーナ）であった。スコーピオンズは2013年からオーバーリーガ・ノルトでプレイしており、これ以後アイスハレ・ランゲンハーゲンでホームゲームを行っていたが、2017年からはメレンドルフのフス・デ・グロート・アイスアレーナ（ヴィーデマルク）を本拠としている。同じくオーバーリーガで活動しているのがハノーファー・インディアンスで、クレーフェルトのアイスシュターディオン・アム・プフェルデトゥルムを本拠地としている。

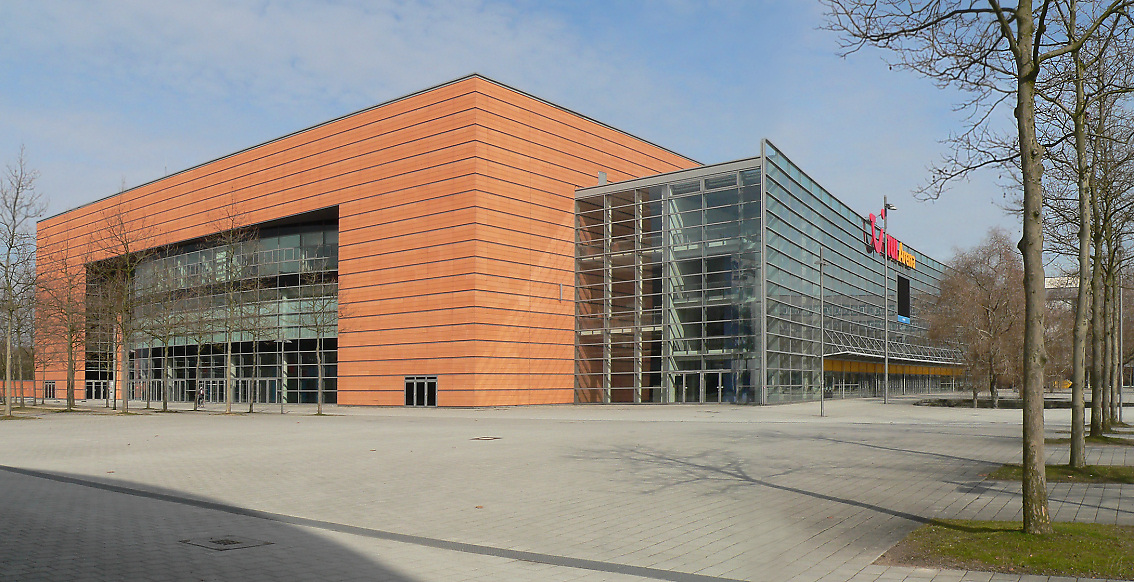
ZAG-アレーナ

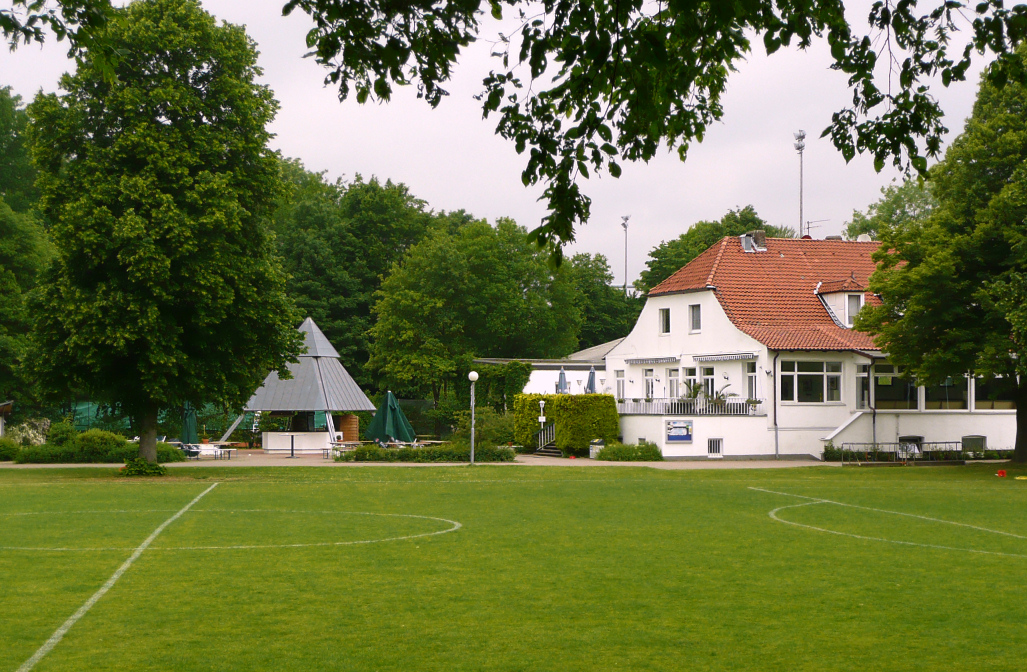
ハノーファー78のグラウンドとクラブハウス

ドイチェ・シュポルトフェライン・ハノーファー1878、略して「ハノーファー78」は1878年にドイツ初のラーゼンシュポルト（芝で行うスポーツ）クラブとして設立された。ラグビーが創設時の種目であった。2022-2023年シーズン現在、ハノーファー78、TSVヴィクトリア・リンデン、SCゲルマニア・リストがラグビー＝ブンデスリーガに参加している。レギオナルリーガ・ノルトにハノーファー78 II、VfR 06 デーレン、SCゲルマニア・リスト II、SV オーディン・ハノーファーが所属している。ドイツで最も成功したラグビー・クラブはTSVヴィクトリア・リンデンで、ドイツ・チャンピオンのタイトルを20回獲得している。1909年以来98回開催されたドイツ・チャンピオンシップ大会のうち、61回でハノーファーのクラブが優勝している（2022年まで）。1909年から2005年まで、1913年を除いて毎回決勝戦にハノーファーのクラブが出場していた。
ハンドボールでは、TSVハノーファー＝アンデルテンは2007年から2010年までハンドボール・ブンデスリーガ2部に属していたが、2011年からはハンドボール・ブンデスリーガ3部ノルトに属している。2009年からTSVハノーファー＝ブルクドルフ（ゲームネームは「レッケン」）がハンドボール＝ブンデスリーガでプレイしている。女子はHSGハノーファー＝バーデンシュテットがハンドボール・ブンデスリーガ2部に参加している。この他のかつてブンデスリーガに参加していたクラブとしては、男子ではHSGハノーファーとポリツァイ＝シュポルトフェライン・ハノーファーが、女子ではSCゲルマニア・リストとSGミスブルクがある。
ハノーファー78は室内ホッケー＝ブンデスリーガ（男子）とフィールドホッケー＝ブンデスリーガ2部（男子）に属している。DHCハノーファーも同じく室内ホッケー＝ブンデスリーガ（男子）とフィールドホッケー＝ブンデスリーガ2部（女子）でプレイしている。
現存するドイツで最も古いフェンシングクラブは、1862年1月25日にハノーファーで創設された。このフェヒトクラブ・ハノーファー・フォン1862の他に3つのクラブがフェンシング競技を行っている。
ヴァスポ98ハノーファーは1983年からドイツ水球リーガに参加しており、2012/2013年シーズンには、ハノーファーのクラブとしては初めてチャンピオンズ・リーグ競技大会のグループリーグ進出を果たした。このクラブは2019年と2021年にLENチャンピオンズ・リーグのファイナル・シックス開催者となった。
ライネ川沿いに1.ヴァッサースキー＝クラブ・ハノーファー（水上スキー・クラブ）がある。この他のウォータースポーツクラブとしてはデーレンのパデル＝クラブ・ハノーファー（ボート競技）、マッシュゼーのハノーフェルシェ・カヌー＝クラブ・フォン1921、カヌー＝スポーツ＝クラブ・ハノーファー、パデルクラブ・シュテッケン、パデルクラブ・ニーダーザクセンがある。

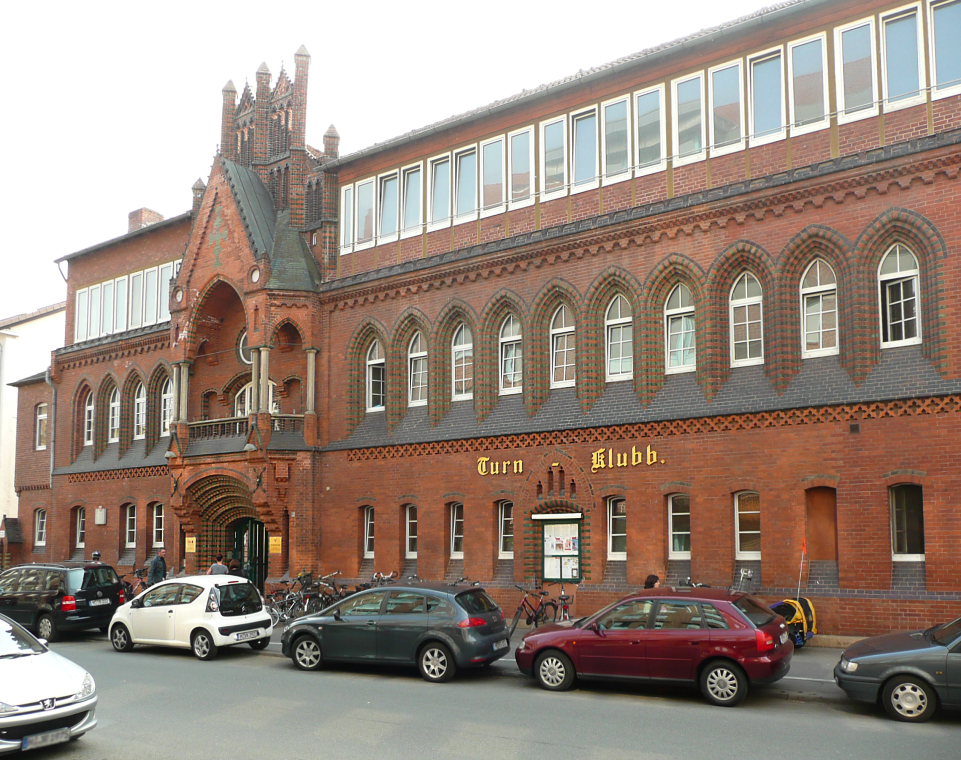
トゥルンクルブ・ハノーファー体育館

トゥルン＝クルプ・ツー・ハノーファーは、多くの種目で代表となっている。そのファウストボール・チームはブンデスリーガ1部でプレイしている。フェンシング部門はいくつかの国内・国際タイトルを獲得した。このクラブは、体操競技で3回ドイツ・チャンピオンになっている。女子卓球チームは1960年にドイツ・チャンピオンとなり、1961年にドイツ杯を獲得した。
UBCタイガースは、解散する2014年までバスケットボールの2番めのリーグであるProAで活動した。TK ハノーファー・ルクゼはハノーファーの女子バスケットボールチームで、ドイツの女子バスケットボールの最上位クラスである女子バスケットボール・ブンデスリーガ1部でプレイしている。
ハノーファー・グリズリーズは、アメリカン・フットボールを行っており、男子チームは2018年シーズンからオーバーリーガ・ノルトで、女子チームは女子ブンデスリーガ2部でプレイしている。
1947年に発足した卓球クラブTTCヘルガ・ハノーファーは、4回リーグ準優勝した後、1991/92年シーズンにブンデスリーガ1部に昇格し、その後3年間1部に留まり、1997/98年に再度1部リーガでプレイした。2008年にハノーファー96の女子卓球部門はブンデスリーガ1部に昇格した。
DHCハノーファーのラクロス男子チームおよび女子チームは、ブンデスリーガ・ノルトに参加している。女子は2008年に初めてドイツ・ラクロス・チャンピオンシップ大会に参加し、3位となった。
フェライン・フュア・ライベスユーブンゲン・フォン1848 e.V. (VfL) ハノーファーは、ハノーファーで最も古いスポーツクラブで、車椅子ダンス部門があり、そのダンスペアは、国内外の大会で成功を収めている。
チェスでは、ハノーファーの2つのクラブがオーバーリーガ・ノルト・シュタッフェル・ヴェストに属している: シャッハフロインデ・ハノファーとHSKリスター・トゥルムである。
オール・スポーツ・チーム・ハノーファーはドラゴンボート競技のトップチームで、2000年の創設以降、国内外の大会で100人以上のメダリストを輩出しており、2012年だけでも10人のドイツ・チャンピオンが誕生した。このクラブはニーダーザクセンの「チーム・オブ・ザ・イヤー 2013」に選出された。
1.DSCハノーファーは、1985年に創設されたドイツで最初のスヌーカー・クラブである。このクラブは2014年から2019年までブンデスリーガ1部で活動し、2015年にドイツ・チャンピオンになった。2019年以降はスヌーカー・ブンデスリーガ2部ノルトでプレイしている。ハノーファー96とPBVアンデルテンの両クラブのビリヤード部門はともに、プールビリヤード＝ブンデスリーガ1部に属している。
ドイツ・アルペン・クラブのハノーファーの2つのセクションが1885年に創設された。クラブ所有の小屋を3つ持つゼクティオン・ハノーファーと、1997年に設立されて小屋を所有せずボルダリングとクライミングに特化したアルペンクラブ・ハノーファーである。

#### スポーツイベント
ハノーファー＝マラソンは、定期的に様々なクラスに15,000人以上が参加するドイツ最大級のロードレース大会の1つである。この他の大規模なイベントとしては、たとえばトライアスロン・ハノーファー、エリカ＝フィッシュ＝シュターディオンでのハノーフェルシェ・シュタットシュタッフェル、ナイトレース、伝統的なジルベスター・ベルゼンラウフなどがある。

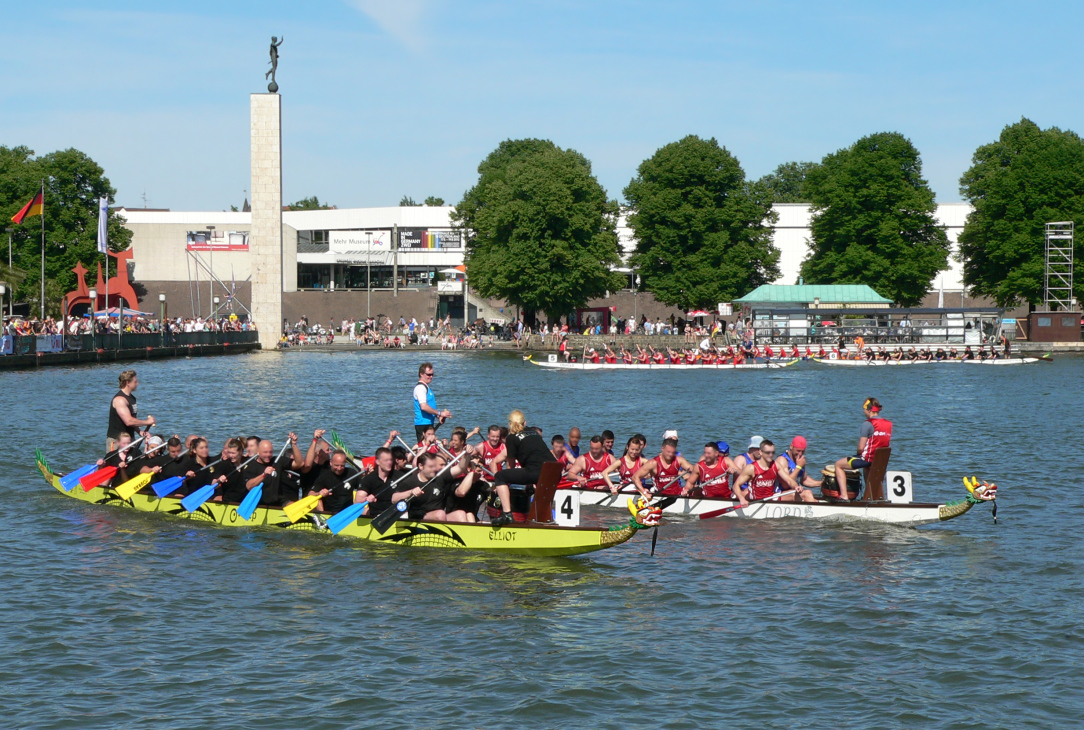
マッシュ湖でのドラゴンボート・フェスティバル

マッシュ湖では毎年、ハノーファー国際ドラゴンボートフェスティバルをはじめ、多くのスポーツ大会が開催される。1952年から1989年までこの湖ではモーターボートレースが開催され、世界チャンピオン大会やヨーロッパ・チャンピオン大会も開催された。
この他のスポーツイベントとしては、シュタイントーア広場でのビーチバレーボール・カップや様々なレスリング＝フェスティバルが挙げられる。障害者スポーツ選手・オブ・ザ・イヤーの選考会が毎年2月にGOPヴァリエテ＝テアターで開催される。

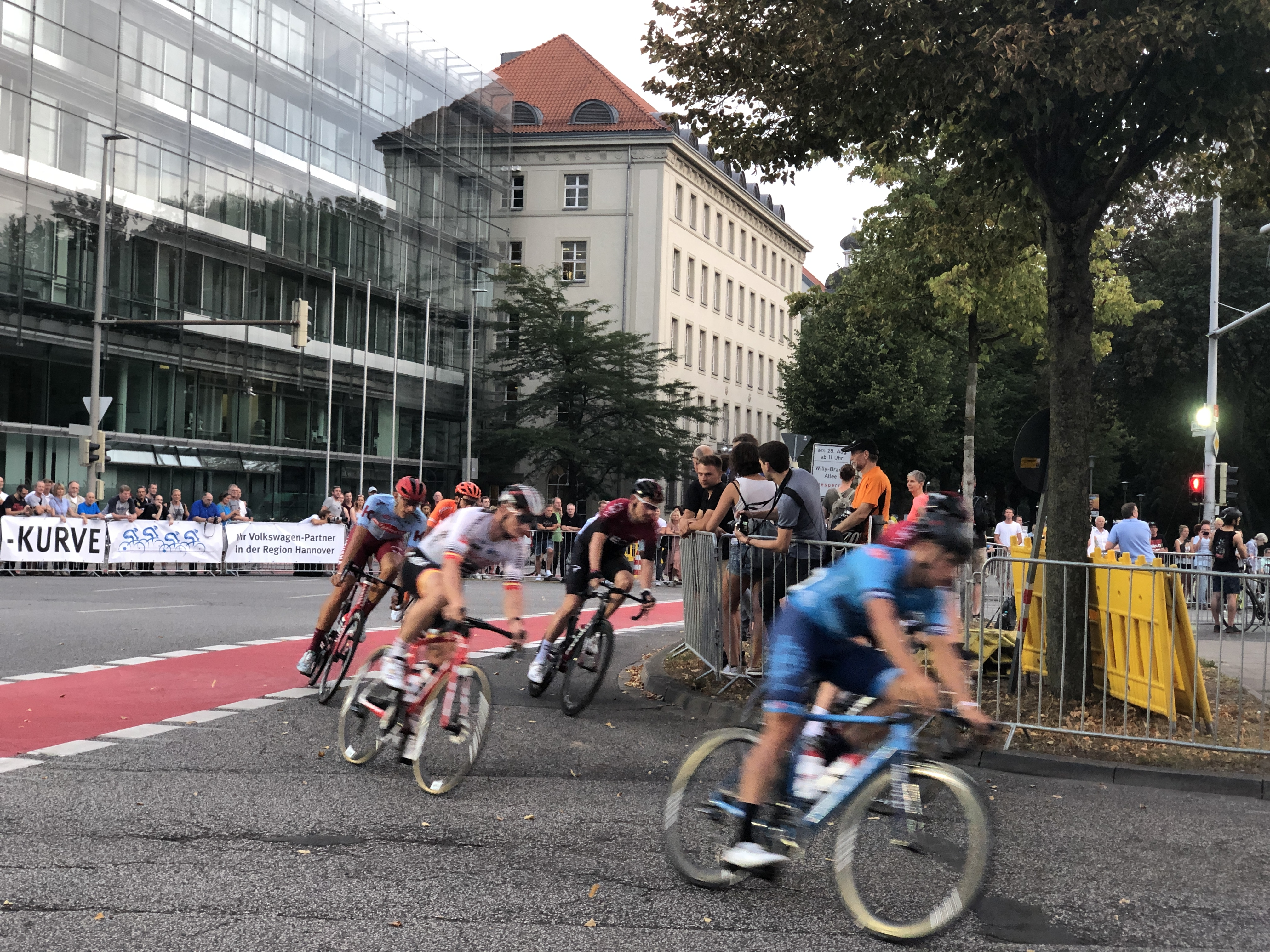
ナハト・フォン・ハノーファー2019

自転車競技では、1975年から2011年まで旧市街で「ナハト・フォン・ハノーファー」（ハノーファーの夜）が開催されていた。2016年以降は、「ディー・ノイエ・ナハト・フォン・ハノーファー」（新ハノーファーの夜）という名称で自転車レースの新版が開始された。このレースは2017年からは ProAm ハノーファーと呼ばれ、有名選手が参加する夜のプロレースと、誰でも参加できる昼のレースの2つがある。
ハノーファーには乗馬競技の長い伝統があり、ハノーファー馬は有名である。よく知られているイベントとしては、ライターシュターディオンでの「トラケーナー＝ブンデストゥルニアー」や、メッセ会場での「ナイト・デア・プフェルデ」（「馬と狩猟」メッセの一環）が挙げられる。
「フォイアーヴェルク・デア・トゥルンクンスト」はヨーロッパで最も成功した体操ショーとみなされており、1989年から体操・スポーツ振興協会 mbH（ニーダーザクセン体操連盟の下部組織）が組織している。この体操ショーはドイツの様々な都市で客演し、ハノーファーでは伝統的に大晦日と1月第1週に上演される。
ハノーファーは、1974年サッカー・ワールドカップ、2006年サッカー・ワールドカップ、1988年サッカー・ヨーロッパ選手権、2005年FIFAコンフェデレーション＝カップ、2001年アイスホッケー世界選手権の開催地の1つであった。2000年から2007年までこの街では国際的なアイスホッケー・トーナメントのドイチュラント・カップが開催されていた。テニスにおいては、ハノーファーはATPファイナルズ（1996年 - 1999年）やWTAハノーファー（1997年 - 2000年）の開催地であった。自転車競技では、ハノーファー＝ヴュルフェル自転車競技場でグランプリ・フォン・ハノーファーが開催される。2010年にハノーファーは、150組が参加する第7回車いすダンス世界チャンピオン大会の開催地となった。2016年にはこの街でスペシャルオリンピックスの国内大会が行われた。

### 宗教と世界観

#### 宗教統計
2011年の国勢調査によれば、住民の 34.7 % が福音主義、13.7 % がローマ＝カトリック、51.6 % が無宗教か、その他の宗教を信仰している、あるいは無回答であった。移民を背景に持つ人口に関するZensusの報告によれば、2011年にハノーファーのムスリム比率は 8.8 %（約44,400人）であった。2018年末では、ハノーファーの住民の 29.5 % が福音主義、13.0 % がカトリックであった。57.5 % という過半数がこの2大キリスト教会のいずれにも属していなかった。2021年末の時点では、ハノーファーの人口の 26.4 % が福音主義、11.5 % がカトリックであった。62.1 % という過半数がこの2大キリスト教会のいずれにも属していなかった。2021年には6,401人（全人口の約 1 %）が教会から離脱した。このうち4,366人が福音主義教会から、2,034人がカトリック教会からの離脱であった。2020年の教会からの離脱者は5,271人（全人口の約 1 %）であった。

#### 宗教史
ハノーファー市はキリスト教化後ミンデン司教区のパッテンゼン首席助祭区に属した。
ハノーファーの旧市街では1533年/1534年に、新市街（ノイシュタット）では1544年に、ルター派の教義への宗教改革がなされた。ハノーファーはその後何世紀にもわたって主にルター派の都市であった。カトリック信者や改革派教会の信者は、1800年までは旧市街の市民権を得られなかった。そのため彼らは新市街に教会を建設した。
ミューレンベルク市区にはエキュメニカル教会センターが有り、福音主義ルター派の市区組織とローマ＝カトリックの市区組織を1つ屋根の下に統合している。
市の教会は、教会コンサートや朗読会が行われる「ナハト・デア・キルヒェン」（直訳: 教会の夜）を定期的に行っている。

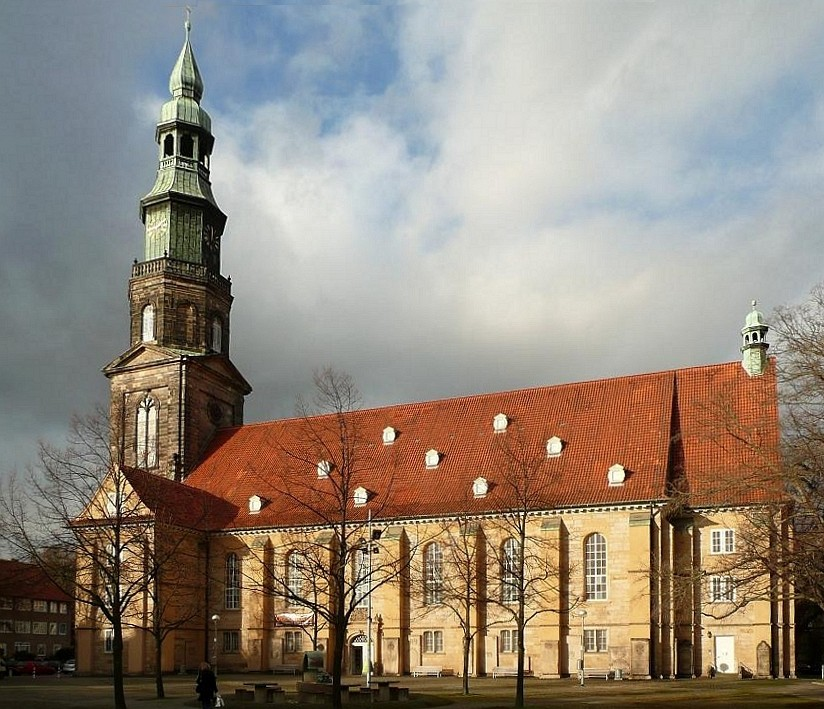
福音主義＝ルター派の聖ヨハニス教会

#### 福音主義＝ルター派教会
ハノーファーの福音主義＝ルター派住民はハノーファー福音ルター派州教会に属している。この教会組織はその名の通りハノーファーに本部がある。第二次世界大戦後ハノーファーはドイツ福音主義教会 (EKD) およびドイツ合同福音ルター派教会 (VELKD) 教会管区の本部所在地である。ハノーファーには、ハノーファー州教会や EKD の数多くの組織の本部がある。ハノーファー市内にあるすべての福音主義の教会はいずれも福音ルター派州教会ハノーファー管区のハノーファー都市教会連合に属している。1949年、1967年、1983年、2005年にハノーファーで福音主義教会会議が行われた。
マリエンヴェルダー市区にはマリエンヴェルダー修道院がある。

#### 福音主義改革派教会
1697年にフランス改革派教会が、1702年にドイツ改革派教会が発足し、両者は1819年に統合された。この教会は、福音主義改革派教会 - バイエルンおよび北西ドイツ福音主義改革派教会教会会議に属している。改革派連合は、改革派の教会、コミュニティ、共同体、個人の連合体である。この組織は、ドイツ連邦共和国の約200万人の改革派教会信者の統括組織であり、ハノーファーに本部を置いている。2014年1月1日以降、世界改革派教会共同体 (WGRK) はその本部をハノーファーに置いている。

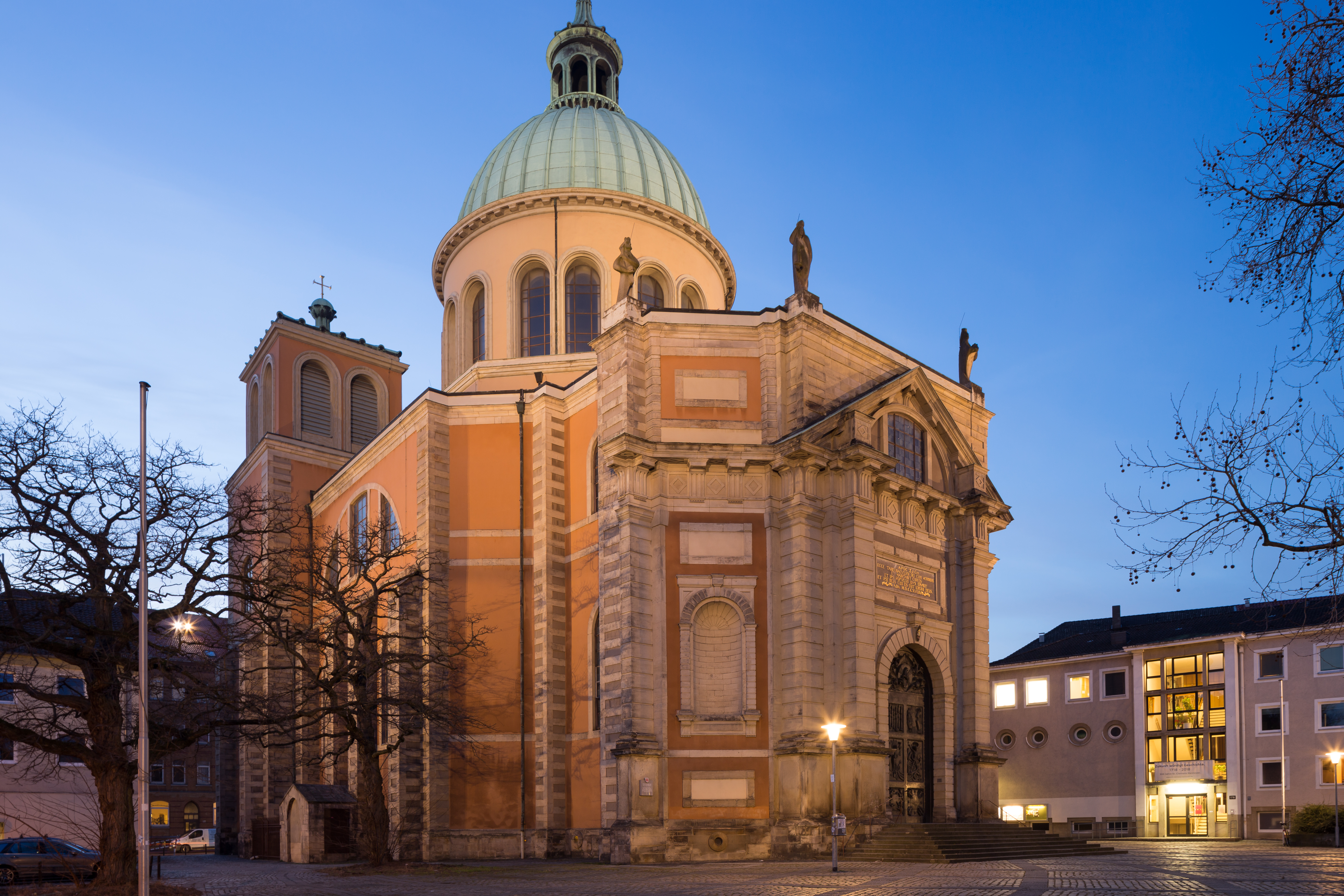
カトリックの聖クレメンス・バシリカ

#### ローマ=カトリック教会
1665年に成立したローマ＝カトリック教会組織は、当初、ノルデン使徒座代理区に属したが、1824年からヒルデスハイム司教区に属し、1995年からは新設されたハンブルク教会管区に属している。
人口増加、工業化、難民流入の波などにより、ハノーファー地域全体を包括していた元の教会から、新たな教会組織が分離した。結局この地域には43のカトリック教会区が存在している。近い将来合併によってこの数は半分以下に減るとされている。
教会組織上ハノーファー地域は、2007年5月1日からハノーファー地域首席司祭区に包含されている。これは、行政組織上のハノーファー広域連合に相当する地域をおおむねカバーしており、約157,000人のカトリック信者がこれに属している。ハノーファーのカトリックの主教会および地域首席司祭座教会は聖クレメンス・バシリカである。

#### その他の教会とキリスト教組織

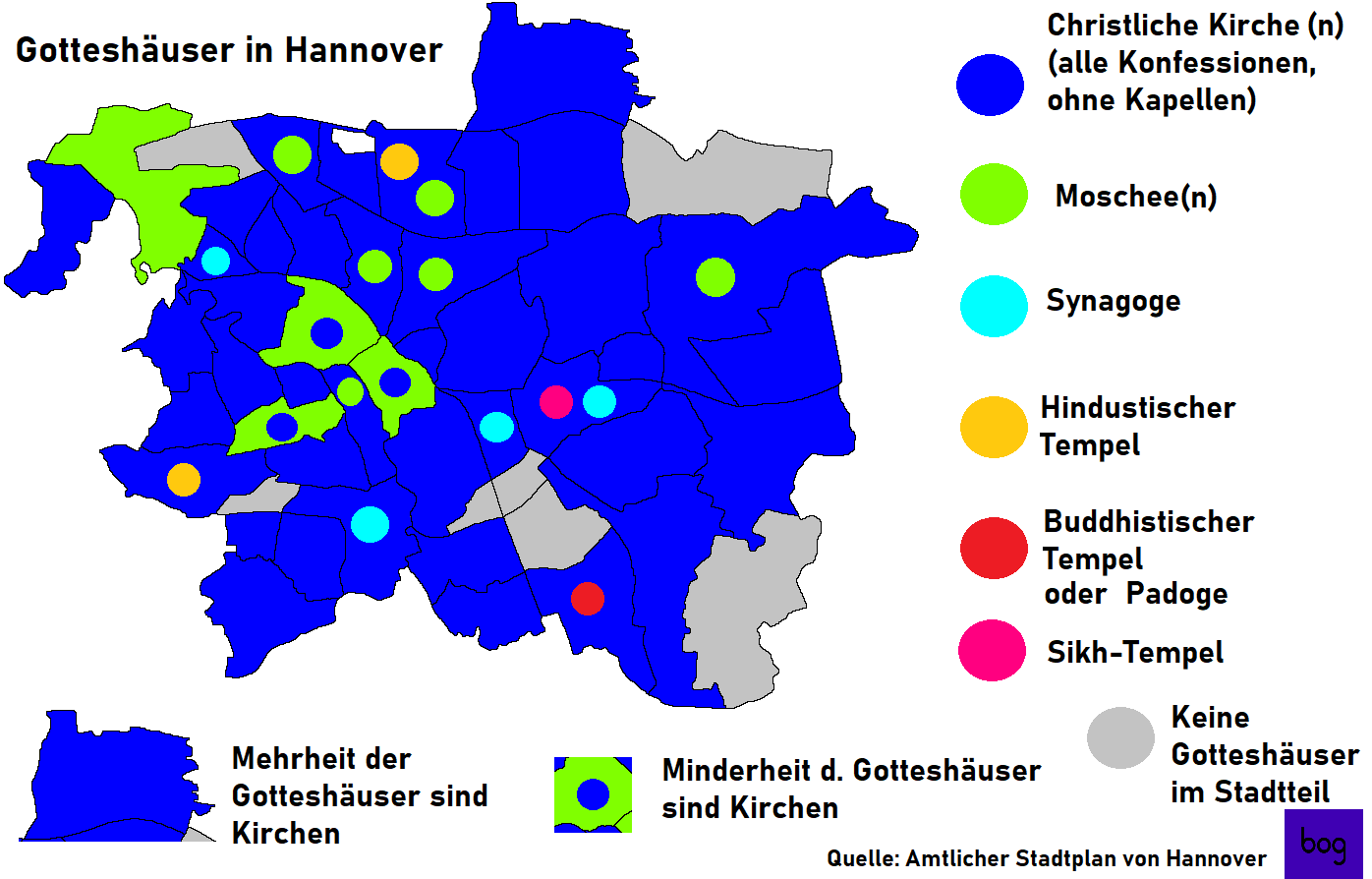
ハノーファー市の市区別宗教施設。地色はその市区の多数が所属する宗教施設、丸で表示されているのが多数ではないが、その市区に存在する宗教施設である。

独立福音ルター派教会は、ハノーファーに司教座と教会指導部を置いており、ジュートシュタットには2つの教会区がある。この他の自由教会には、Apostolische Gemeinschaft、Koinonia Calvary Chapel Hannover、Christliche Zentrum Hannover、Evangelisch-Freikirchliche Gemeinden（バプテスト、プリマス・ブレザレン）、Freie evangelische Gemeinde、合同メソジスト教会、セブンスデー・アドベンチスト教会、末日聖徒イエス・キリスト教会（モルモン教）、メノナイト（再洗礼派）、新使徒教会、キリスト者共同体、エホバの証人、クリスチャン・サイエンスが活動している。
2011年9月に復古カトリック教会の聖マリア・アンゲリカ教会がキルヒローデに完成した。ロシア正教会やセルビア正教会の他にギリシア正教会組織がある。

#### その他の宗教
ハノーファーで暮らすムスリムのために多くのモスクや礼拝施設がある。シュテッケン市営墓地にはムスリムのための埋葬地がある。2008年にハノーファーで最初のモスクとして、シュテッケン市区のシュヴァルツェ・ハイデにAhmadiyya Muslim JamaatのSami-モスクが設けられた。
第二次世界大戦とホロコーストの後、新たなユダヤ人が徐々にこの街に移り住んできた。現在4つのユダヤ教組織に約6,000人の信者がおり、3つのユダヤ人墓地がある。1963年に新しいシナゴーグがヘッケル通りに建設された。Liberale Jüdische Gemeindeは、2009年からラインハウゼンの旧グスタフ＝アドルフ教会にシナゴーグを有している。2011年にはヴェットベルゲンの通りがユダヤ人ジャーナリストのケーテ・フォルトトリーデにちなんで命名された。彼女が死後知られるようになったのは、第三帝国に関する同時代のレポートによってであった。
ドイツに住むベトナムの仏教徒は1993年にミッテルフェルトのカールスルーアー通りにパゴダ Viên Giác を建設した。これはこの種の建物としてはヨーロッパ最大のものである。タイ人コミュニティは、アーレマー・トゥルムに仏教寺院 Wat Dhammavihara ハノーファーを設けた。この他にチベット仏教、上座部仏教、禅のセンターがある。ヒンズー教徒は2009年にバーデンシュテット市区の商工業地区に寺院を設けた。信者は主にスリランカのタミル人である。
宗教間の交流を促進するために、イベントや集会の会場となる「ハウス・デア・レリジオーネン」（直訳: 宗教の家）がある。

#### 人文主義
人文主義者たちは、イデオロギー共同体であり、公法上の法人であるニーダーザクセン人文主義連合によって結びついている。ハノーファーの人文主義センターはこの州連合の本部となっている。この連合は、たとえばハノーファーの3つの幼稚園の運営母体である。人文主義者はこの他に、青年グループを組織して、青年たちの旅行や文化・教育行事を開催し、命名式、青年祝典、世俗の結婚式や葬儀のサービスを提供している。この州連合は、ドイツ人文主義連合の一員である。

## 経済と社会資本

### データ
2019年の本市の市場ベースでの国民総生産額は総額367億2990万ユーロで、これは住民1人あたり85,243ユーロに相当する。同じ年の製造ベースでの国民総生産額は330億780万ユーロで、1人あたり76,769ユーロであった。
2022年現在、約34万人の社会保険支払い義務のある就労者がこの街で働いている。このうち、186,055人がハノーファーを主たる居住地としている。毎日67,561人が市外へ働きに出ているのに対して、毎日152,725人がこの街に通勤してくる。通勤者の収支は約118,494人である。
ハノーファーにおける住民1人あたりの購買力は、2022年現在24,766ユーロ/人である。同じ時期の住民1人あたりの小売販売売上高は6,615ユーロ/人、1人あたりの小売購買力は6,179ユーロで/人である。これは本市でのショッピングが積極的に行われていることを示している。
2022年の小売販売総売上高は39億2700万ユーロであった。

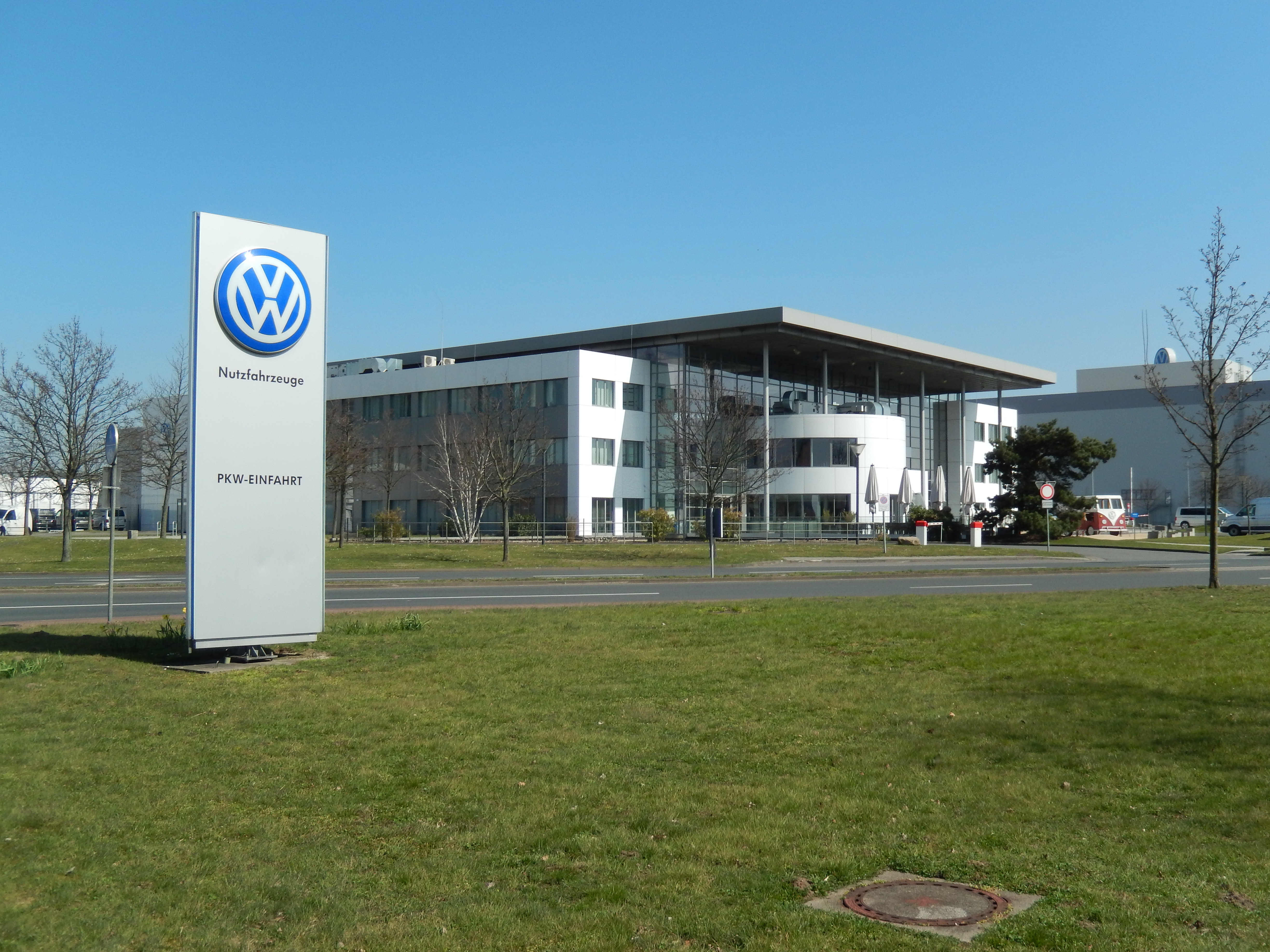
フォルクスワーゲン・ハノーファー

ハノーファーの大企業にはたとえば以下の会社がある:
- フォルクスワーゲン実用車両、従業員数 15,000人
- クリニークム・レギオン・ハノーファー (KRH)、従業員数 8,500人
- コンチネンタル、従業員数 7,800人
- ハノーファー医科大学（ドイツ語版、英語版） (MHH)、従業員数 7,600人
- 北ドイツ州立銀行（Nord/LB、ドイチェ・ヒポテーケンバンク（直訳: ドイツ抵当権銀行）を含む）、従業員数 4,000人
- ハノーファー貯蓄銀行（子会社を含む）、従業員数 2,900人
- VHV保険会社、従業員数 ハノーファーだけで2,600人
- タランクス（ドイツ語版、英語版）、従業員数 2,500人
- WABCO、従業員数 2,500人

ハノーファー広域連合内で、ドイツ鉄道は約5,500人、ドイツポストは約4,400人を雇用している。

### 工業

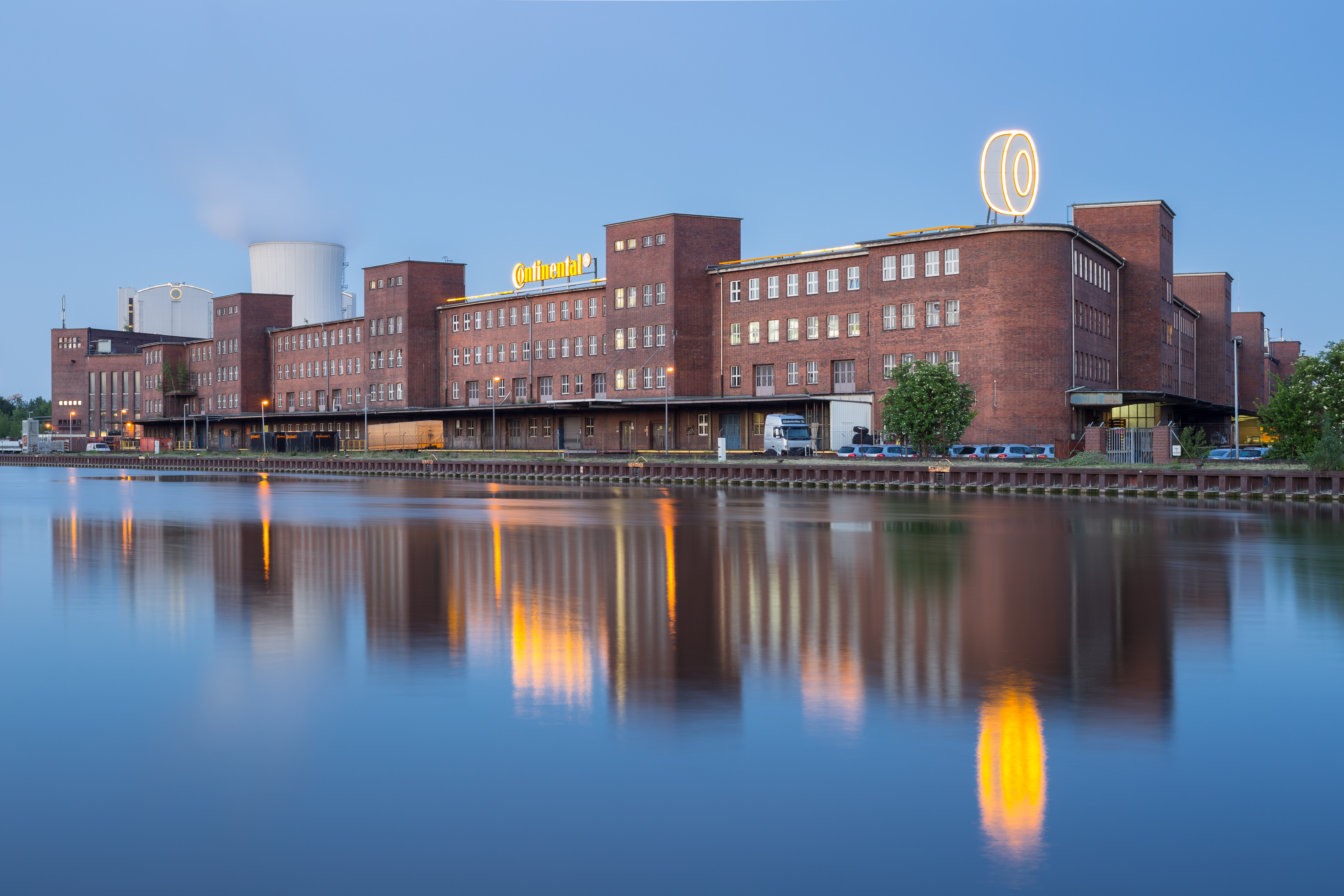
コンチネンタルAG

ハノーファーには様々な工業系企業が拠点を置いている。たとえば、自動車部品でDAX銘柄企業グループのコンチネンタルAG、フォルクスワーゲン実用車両、車両システム製造業者 WABCO、建設機械製造業者のコマツ・ハノマーグ、起動バッテリー製造業者のジョンソンコントロールズ（旧 VARTA）、研磨剤製造業者のVSM 研磨・機械総合会社などがある。食料品分野では、バールゼン（菓子製造）、ハリー＝ブロート（製パン業）、ブルワリーのギルド・ブラウエライとヘレンホイザー・ブラウエライがその代表である。ハノーファー近郊で19世紀に興ったセメント産業はニーダーザクセンのセメント生産の中心地であった。その中心はミスブルク＝ジュートとこれに隣接する地区であった。
ハノーファーにはかつてこの他にも有名な企業が存在した。たとえば、コングロマリットのプロイスザーク、チョコレート製造のシュプレンゲル（1979年にシュトルヴェックに引き継がれたが、2001年に閉鎖された）、筆記具のペリカンやゲーハ、精油企業ドイラーク＝ネラーク（1986年に閉鎖）、1990年に閉鎖されたレコード工場ドイツ・グラモフォン（1971年からポリグラムの一部）などがあった。鉱油企業でガソリンスタンド運営会社ガソリンの最後のセンターは1971年までハノーファーにあった。さらに1923年創業で一時はドイツ第2位のエネルギー供給業者であったプロイセンエレクトラは2000年にバイエルンヴェルクと融合して E.ON となった。やがてプロイセンエレクトラ GmbH として新たに発足し、原子力発電所の解体を担当している。アペル・ファインコスト（缶詰製造）は1879年にハノーファーで設立された。

#### サービス業

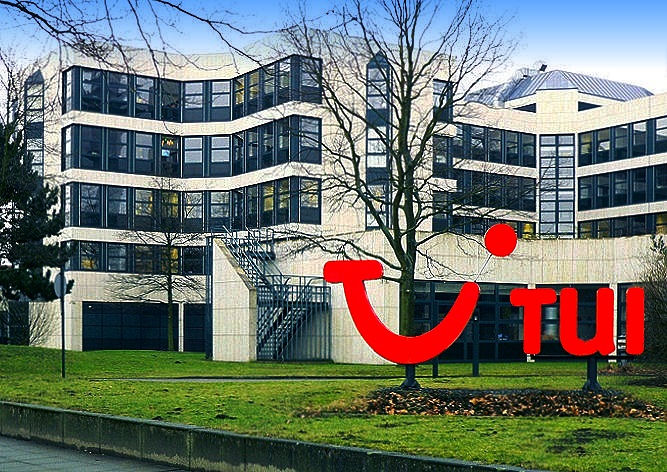
トゥイ本社

ハノーファーのサービス関連企業には、一連の銀行、金融サービス、保険会社などが含まれる。たとえば、北ドイツ州立銀行 (NORD/LB)、ハノーファー貯蓄銀行、ハノーファー・フォルクスバンク、ING-DiBa、バンクハウス・ハルバウム、スイス・ライフ・セレクト、VHVグループ、カウフメニシェ・クランケンカッセ - KKH、LBS、メクレンブルク保険グループ、ハノーファー・リュック、ハノーフェルシェ、HDI保険、タランクス、Nバンクなどである。さらに旅行グループのトゥイとその子会社トゥイ・ドイチュラント、1-2-フライ、ロビンソンがある。シュタットヴェルク・ハノーファーは、ハノーファーとその周辺地域に電力、ガス、水、地域熱供給を提供している。この他のエネルギー供給企業として、BEB、ガースウニー・ドイチュラント、E.ONエネルギーAG、エクソンモービルがある。ニューエコノミーの代表がインターネット通販会社のデルティコムである。ベルゼ・ハノーファーは1785年に創業した。
ジーメンスはハノーファーに多くの拠点を有している。1988年にアルト＝ラーツェンのヒルデスハイマー通りに移転した。2003年に設立されたハノーファーインパルスは、ハノーファー市とハノーファー広域連合の共同経済開発企業である。この会社はハノーファー経済圏における企業の設立、定着、成長をサポートしている。

#### 小売業

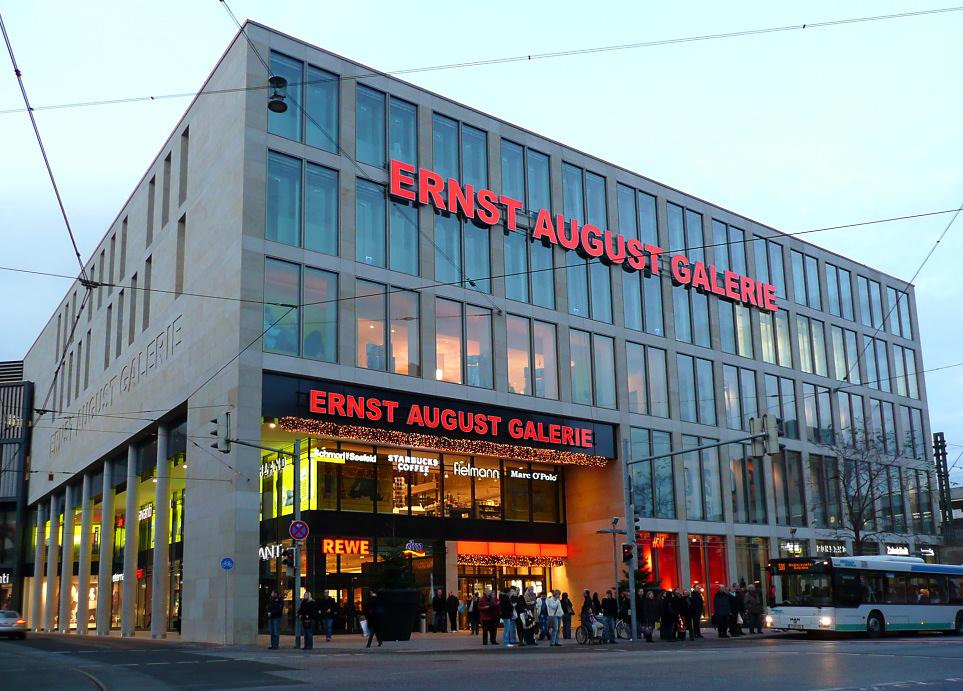
エルンスト・アウグスト・ガレリー

ハノーファーは、その商業圏がオストヴェストファーレン＝リッペ地方にまで及ぶショッピングの中心都市である。ハノーファー市の総売り場面積は約900,000 m2 で、このうち 253,000 m2 が内市街にある。内市街の歩行者専用区域は、小売店に囲まれた多くの通りを含んでいる。内市街のショッピングセンターは、2008年に中央駅の隣にオープンしたハンブルクのECEプロジェクトマネジメントによるエルンスト＝アウグスト＝ガレリー、ニキ＝ド＝サン＝ファル＝プロムナード、アインカウフスバーンホーフ・ハノーファー、カウフラント・アインカウフスツェントルム、クレプケ＝パサージュ、「ランゲンシェ・ヘーフェン」を含むガレリー・ルイーゼがある。約300軒のキオスク（ハノーファーではトリンケンハレとも呼ばれる飲み屋）がハノーファーにはあり、ドイツで最も飲み屋密度の高い街の1つとなっており、そのうち何軒かは文化財に登録されている。内市街以外での大きなショッピング街は、リスター・マイレ、リンマー通り、エンゲルボステラー・ダムがある。多くの市区では中小規模のショッピングセンターができている。たとえば、クライン＝ブーフホルツ・ショッピングパークなどである。

#### 観光業
ハノーファーには96軒の宿泊業者がある。これは38軒がホテル、数多くのホテル・ガルニ（レストランを併設せず、軽食だけを提供するホテル）、ペンション、旅館、その他の宿泊施設からなる（2021年現在）。キャパシティは合計13,723床である。約半数の宿泊施設が、5つ星のラグジュアリホテルから1つ星のホテルにランキングされている。2022年、この街には約200万泊の宿泊者があった（2001年 120万泊、2006年 160万泊、2011年 210万泊、2019年 230万泊）。ハノーファー＝ハインホルツには、ヘレンハウゼン王宮庭園近くにモーターホーム・ストップオーバー（キャンピングカー用滞在スペース）と小規模なキャンピングカー駐車場がある。さらにハノーファーには「メッセムティス」の伝統がある。この伝統は、1947年からハノーファーの門前で輸出品見本市を行うというイギリス占領政府の決定に由来している。広範な爆撃を受けた街での宿泊が困難な状況であったため、政府はメッセの客を泊めてもらうよう住民に呼びかけた。現在は何百人もの人々がハノーファーのプライベートな住宅（私室、別荘など）を利用できるようになっている。その大部分はメッセの期間外でも利用可能である。こうした宿泊は公的な宿泊統計には反映されない。dwif-コンサルティングの基礎研究によれば、ハノーファーには日帰り客が年間4,100万人訪れる。総売上が年間約20億円に達する観光業はハノーファーにとって最も重要な経済因子の1つである。概算値で37,000人を超えるハノーファー住民が観光業で生計を立てている。

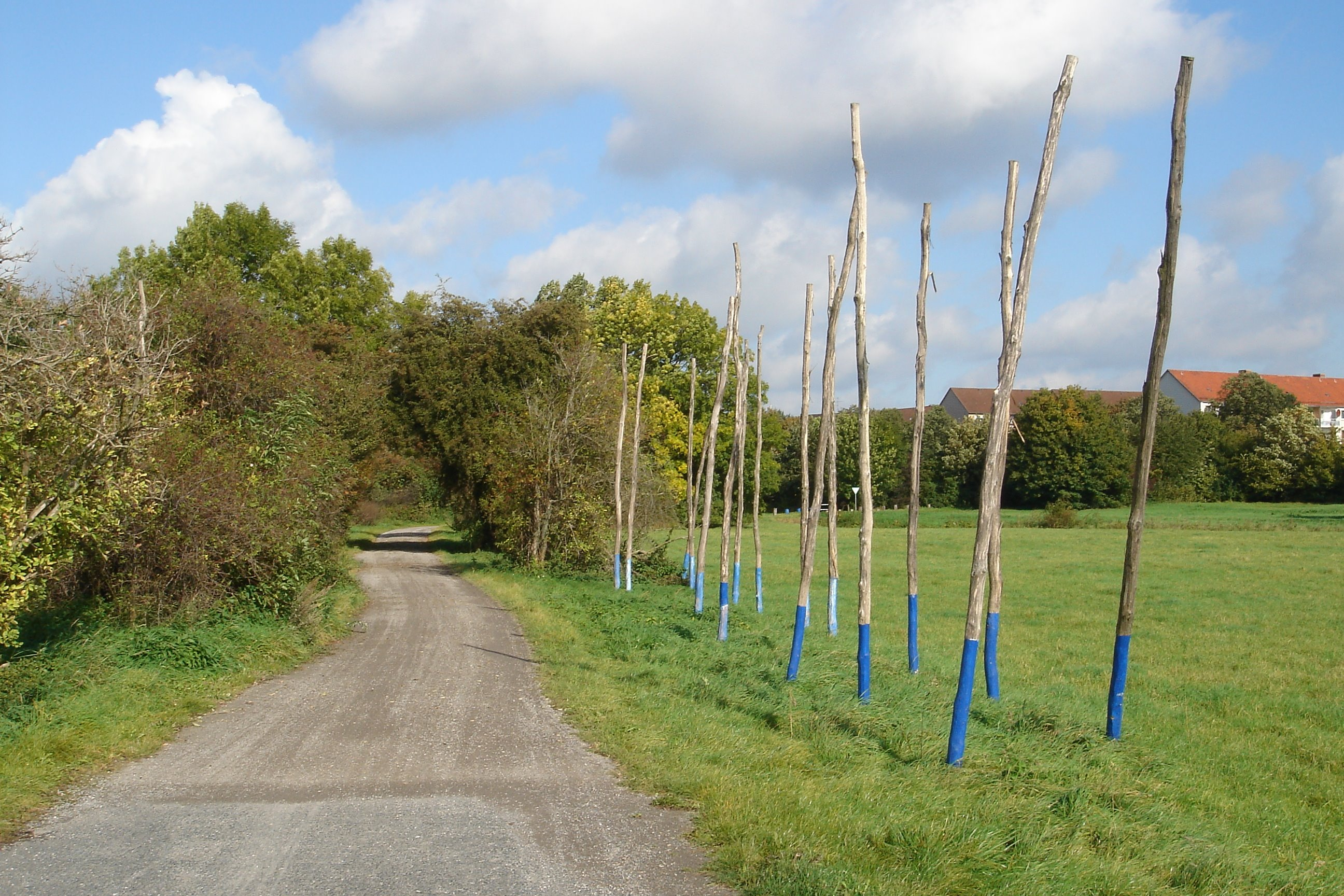
グリューナー・リング。青い柱がルートの目印。

この街には空き地や緑地が多くあり、このため「密度ストレス」が低くて日常生活にゆとりがあると述べる者もいる。ハノーファーは、2021年の「世界で最もくつろげる街」で、ドイツ1位、世界9位となった。旅行予約ポータルサイトBooking.comは、2018年に「多くの博物館、公園、文化イベント」を理由として有望な旅行先10選にハノーファーを挙げた。有名なロケーション・アワードは、ハノーファーの施設に5回賞を授与した。そのうち2回は2013年の再建後に再度公開されたヘレンハウゼン城が受賞している。2021年にはロケーション・アワードの全カテゴリーでハノーファーの施設が1位に選ばれ、ハノーファーはドイツ語圏で最高のイベント開催地とされた。「ニーダーザクセンで最も人気の25のフォトモチーフ」観光マップのランキングで、ハノーファー2021が1位となった。ハノーファーでは新市庁舎やマッシュ湖が人気のフォトスポットである。
広域自転車道のライネ＝ハイデ自転車道、自転車道の文化ルート、周回自転車道兼遊歩道のグリューナー・リング、ニーダーザクセン・ミューレン街道、巡礼の道ヴィア・スカジナヴィア、欧州評議会の文化の道に指定されている歴史的庭園のヨーロッパルートが直接ハノーファーを通っている。

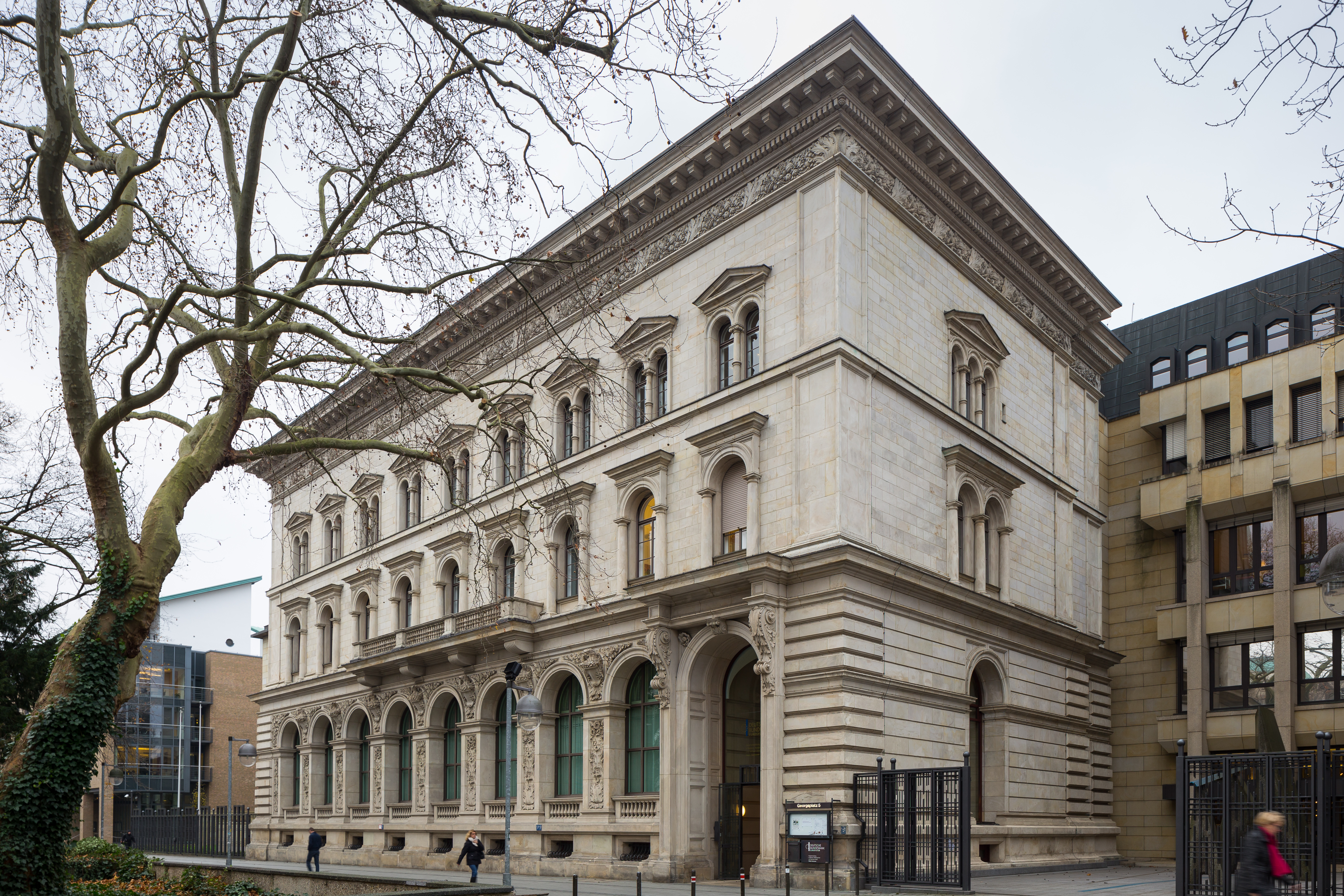
ドイツ連邦銀行ハノーファー

### 公共施設
ハノーファーは、ニーダーザクセン州政府および州議会の所在地である。この他に連邦機関である技術支援隊のブレーメン州およびニーダーザクセン州連合の本部、ドイツ連邦軍ニーダーザクセン州司令部、ニーダーザクセン州犯罪局が存在する。ハノーファーには2つの連邦研究機関が本部を置いている。地球化学と天然資源連邦研究所と連邦種苗局がそれである。さらに連邦広域道路局は4つの部局のうちの1つをこの街に置いている。ハノーファー警察本部はハノーファー市とハノーファー広域連合を管轄している。ドイツ連邦銀行はブレーメン州、ニーダーザクセン州、ザクセン＝アンハルト州の管理本部をハノーファーに置いている。農林造園業のための社会保険局 (SVLFG) は、ハノーファーに事務所を置いている。

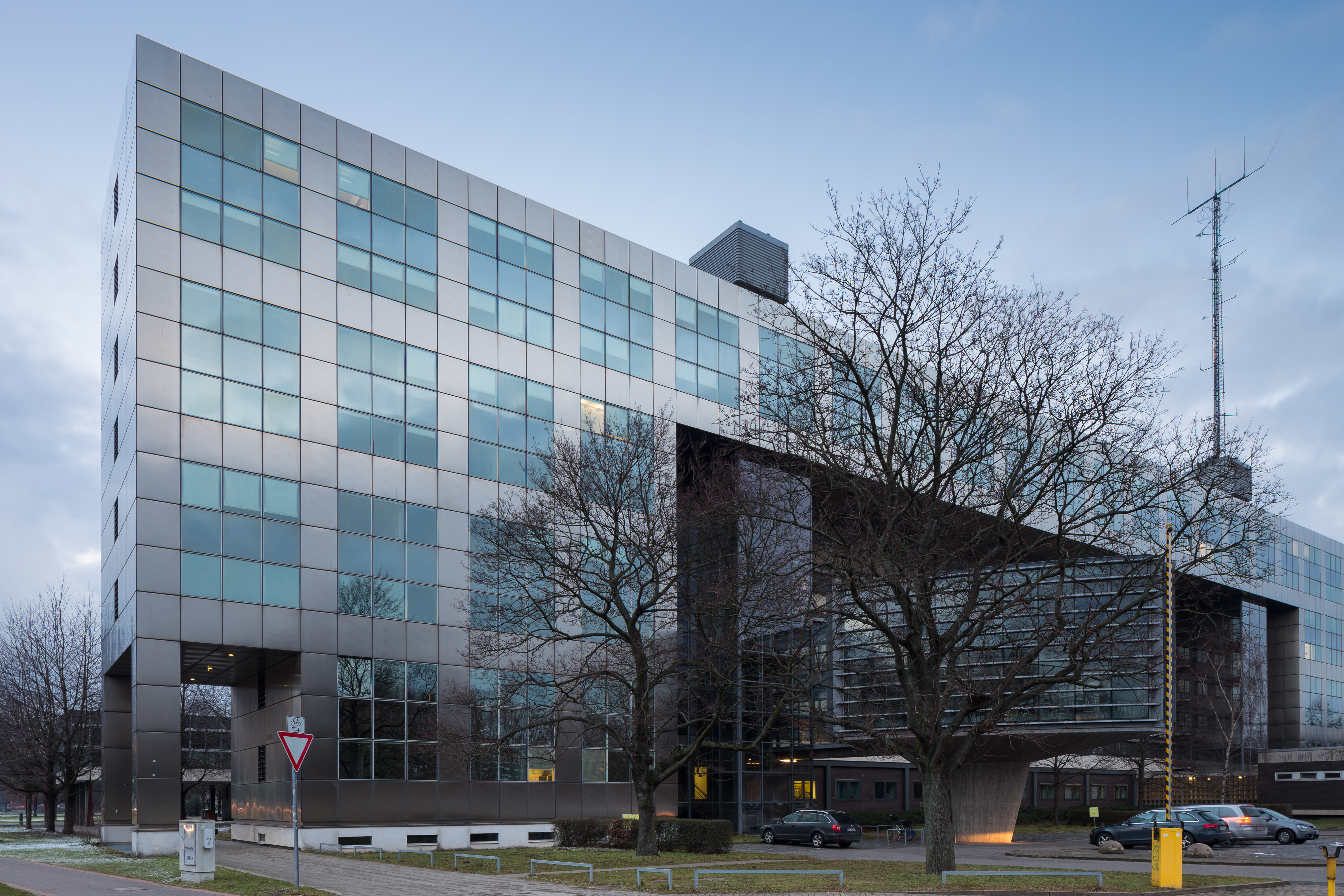
ニーダーザクセン州犯罪局
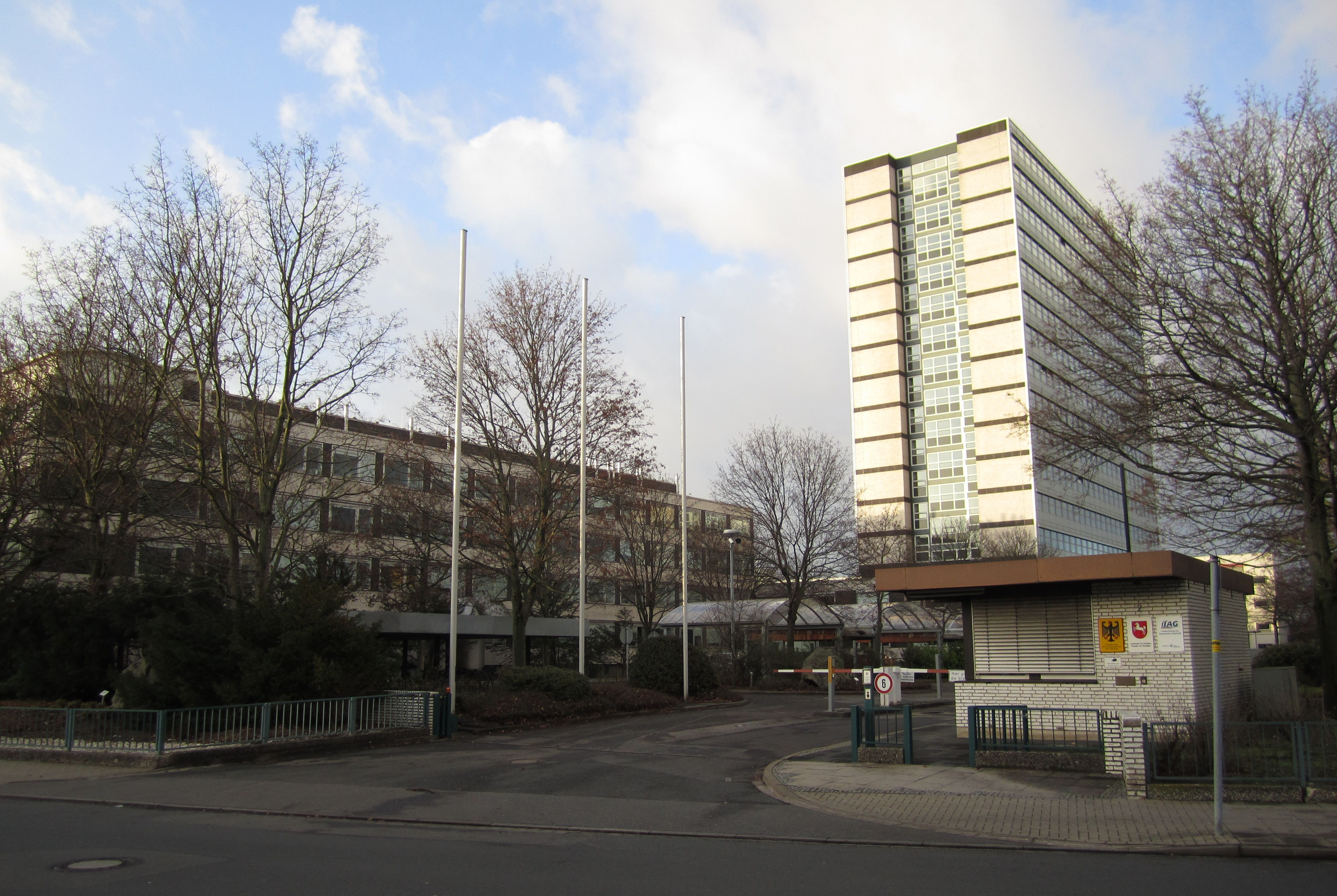
地球化学と天然資源連邦研究所
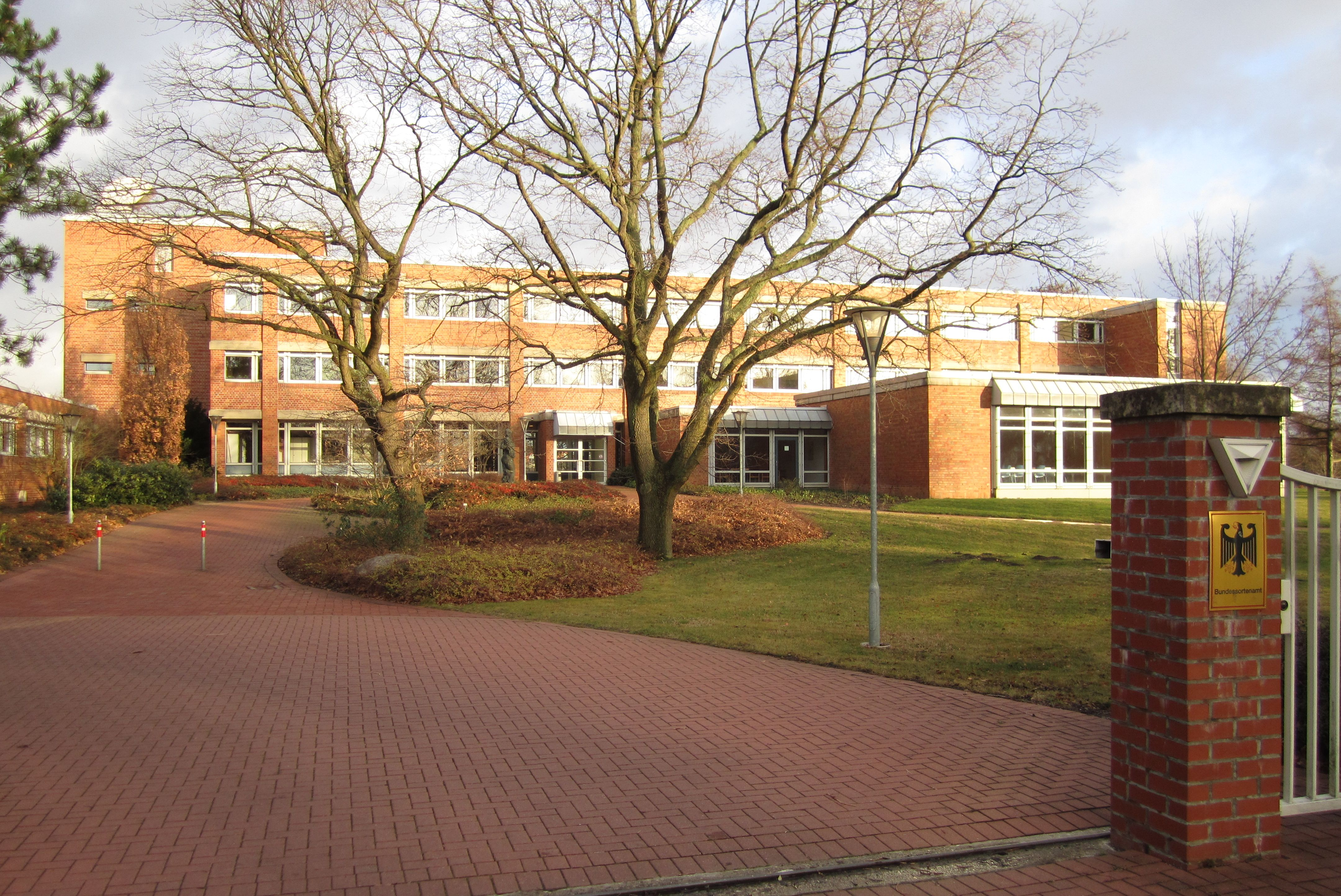
連邦種苗局
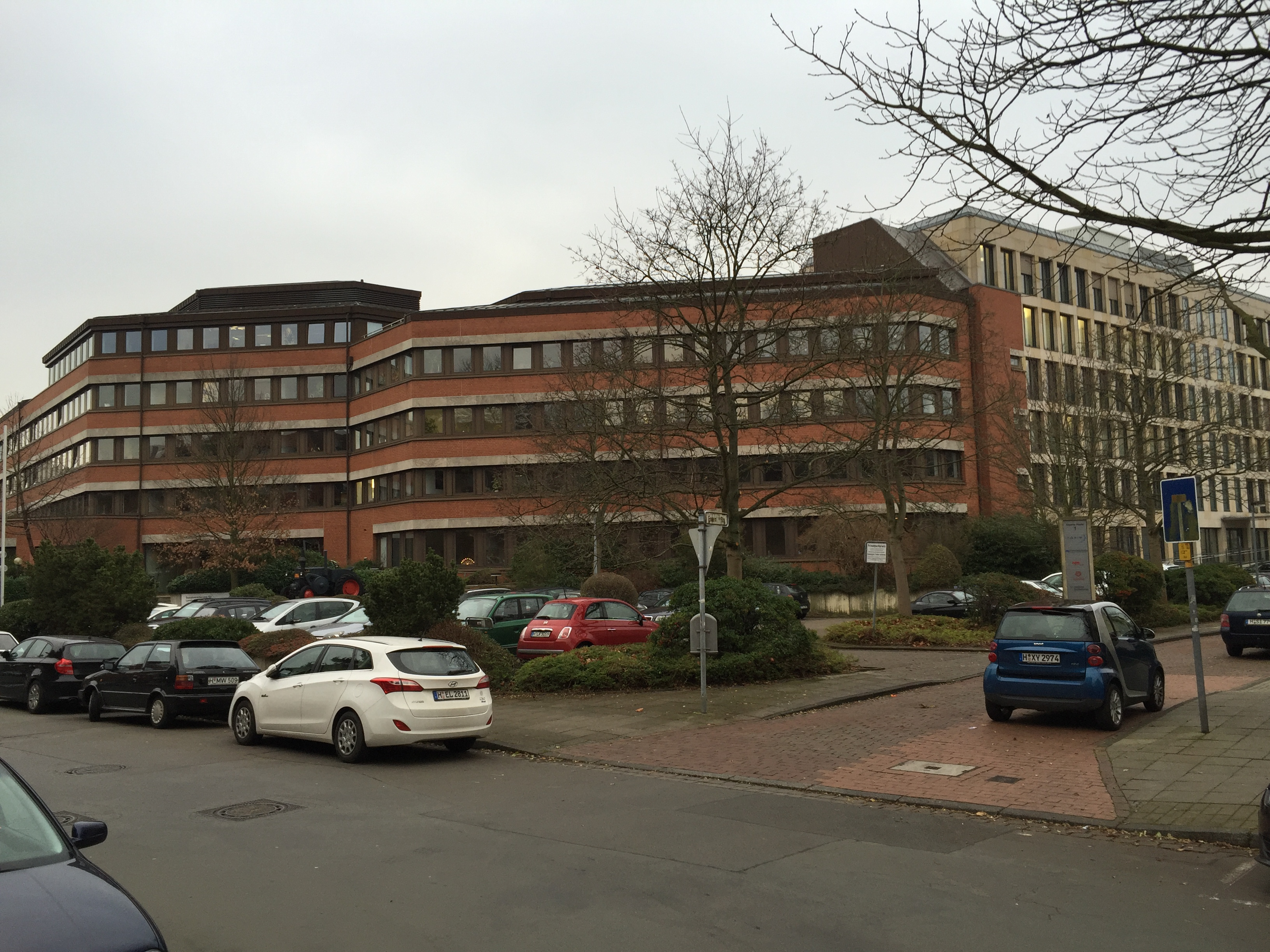
農林造園業のための社会保険局ハノーファー本部

### メッセと会議
ハノーファーメッセ会場は、ホール面積 392,453 m2、野外面積 58,000 m2、ホール数24の世界で3番に大きなメッセ会場である（2019年現在）。運営母体はドイチェ・メッセAGで、その歴史は1947年にまで遡る。毎年約60回のメッセや専門イベントが開催され、年間100万人を超える人々が来場する。春のハノーファー・メッセや、インターシュッツ、デモテックス、オイロBLECH、アグリテクニカ、LIGNA、オイロティーア、IAAトランスポーテーテョン、工業展示が行われるEUHAコングレス、ミラノと交互に開催されるEMOなどが世界の先進的メッセに数えられる。ヨーロッパでの主導的なメッセにはさらに、eroFame、プフェルト & ヤークト、ラボリューション、タイヤ・テクノロジー・エキスポ、イデーンエキスポ、シュトゥットガルトおよびケルンと交互に開催されるディアクタがある。連邦レベルでは、インファやユングゲフリューゲルショーがある。この他に、ABF、B.I.G.、CMM。テックタイド、デジタル・ヘルス・プロ、bfpフォーラム、マイクロモビリティ・エキスポ、レアル・エステート・アリーナ、bpt-コングレス & 獣医学専門メッセ、ゲヌス・フェスト、ライト・コン、「より良い眠り」専門メッセ、パフォーマンス & デイズ、スチーム & スモーク、フント & Co.、ビオ・ノルトがある。コスメティカとドリームハックはハノーファーの他様々な都市で開催される。毎年開催される会議の1つがロボティクス会議である。ハノーファーは2000年に万国博覧会 Expo 2000 の開催地となった。来場者数約1800万人となった Expo 2000 はドイツでこれまでで最も来場者数の多いイベントである。1957年から1990年までハノーファーはILAの開催地でもあった。CeBITは1968年から2018年まで開催され、長年にわたって世界最大のコンピューター見本市であった。
1914年に開館したハノーファー・コングレス・センター (HCC) では、毎年約1,000回のイベントが開催され、約40万人が来場する。これには数多くの会議やメッセ（たとえば、メーカー・フェア・ハノーファーやハノーファー宝飾の日など）が含まれる。
メッセ会場やHCC以外でも、この他にメッセや会議が行われる。たとえば、伝統豊かな芸術・アンティークメッセはヘレンハウゼン王宮庭園のガレリーで開催された。このメッセはここ数十年で多く主催者が様々な名所の下で開催した。
イベントマネージメントプラットフォーム Cvent は、2015年以降ハノーファーをヨーロッパのミーティング都市トップ25の1つに数えている。

### メディア

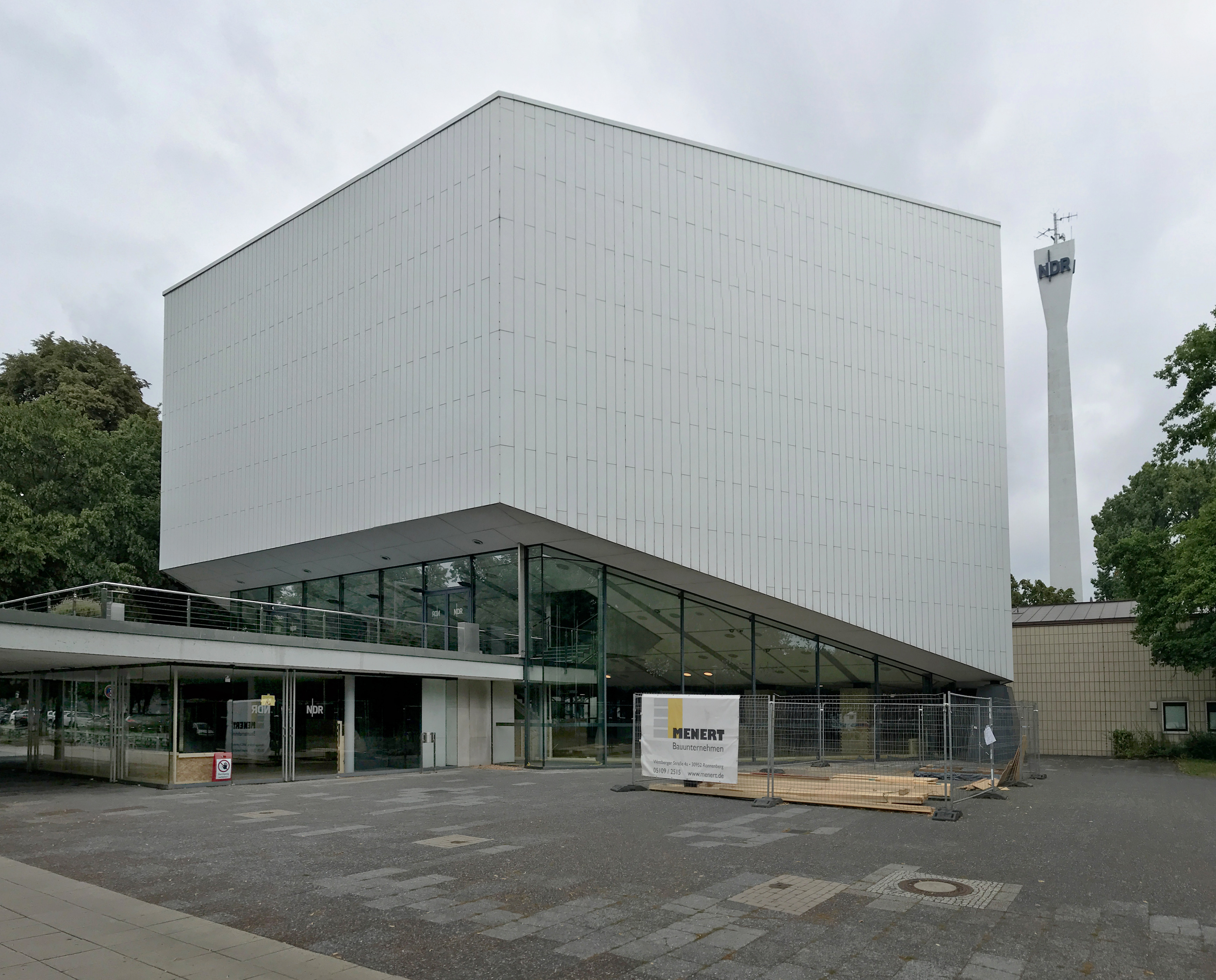
北ドイツ放送放送局

#### 放送と映画
NDRの放送局はマッシュ湖畔にあり、地方報道番組「ハロー・ニーダーザクセン」や「ニーダーザクセン18.00」、旅行番組「ノルトツアー」や「ノルトゼーレポート」、さらに2011年からは21:45放送の「NDRインフォ」（それ以前は「NDRアクトゥエル」）が制作されている。2021年からハノーファー動物園でドキュメンタリーシリーズ「Seelöwe & Co. – tierisch beliebt」（直訳: アシカと仲間たち - 動物の愛情）を制作している。2006年から2020年までハノーファーのNDRは、初めは王立乗馬ホールで、2008年からはメッセ会場のNDR-スタジオで、トークショーも収録していた。1965年から1974年まではミュージックショー「Musik aus Studio B」（直訳: スタジオBから音楽を）を放送していた。マッシュ湖畔にはZDFのニーダーザクセン放送局もある。TVNグループは、2つのテレビスタジオで、NDR-ゲームショー「ビンゴ!」などを制作している。Sat.1ノルトドイチュラントGmbHはアンツァイガー＝ホーホハウスに本社を置いており、RTLノルト・スタジオ・ハノーファーは、隣接するメディアセンターにある。TV+テレビプロダクションはNDR、RTL、AZメディア、n-tv向けのテレビ番組を制作している。ARD.ZDFメディアアカデミーはハノーファーで2つのトレーニングセンターを運営している。ここにはテレビショッピング放送のチャンネル21（旧RTLショップ）がある。この他に非商用の市民テレビ h-アインスがある。X-シティー＝メディアは、ドイツの多くの都市での乗客用テレビを制作している。
1967年8月に西ドイツと西ベルリンで導入された PAL-カラーテレビシステムはハノーファーのテレフンケンでヴァルター・ブルッフの指揮下で開発され、1963年初めにこの街で発表された。
映画振興はノルトメディア・ニーダーザクセン/ブレーメンが運営している。ハノーファーでは200本以上の映画やテレビ番組が撮影された（2021年現在）。
ハノーファーの大きなラジオ放送局には、NDR1ニーダーザクセン、ヒット＝ラジオ＝アンテネ、ラジオffn がある。オリヴァー・カルコーフェ、オリヴァー・ヴェルケ、ディートマール・ヴィシュマイヤーらは「Frühstyxradio」でそのキャリアを開始した。この他に民間地方局のラジオ・ハノーファーや、2009年4月からインターネットラジオのみで放送されている非商用局のラジオ・フローラがある。

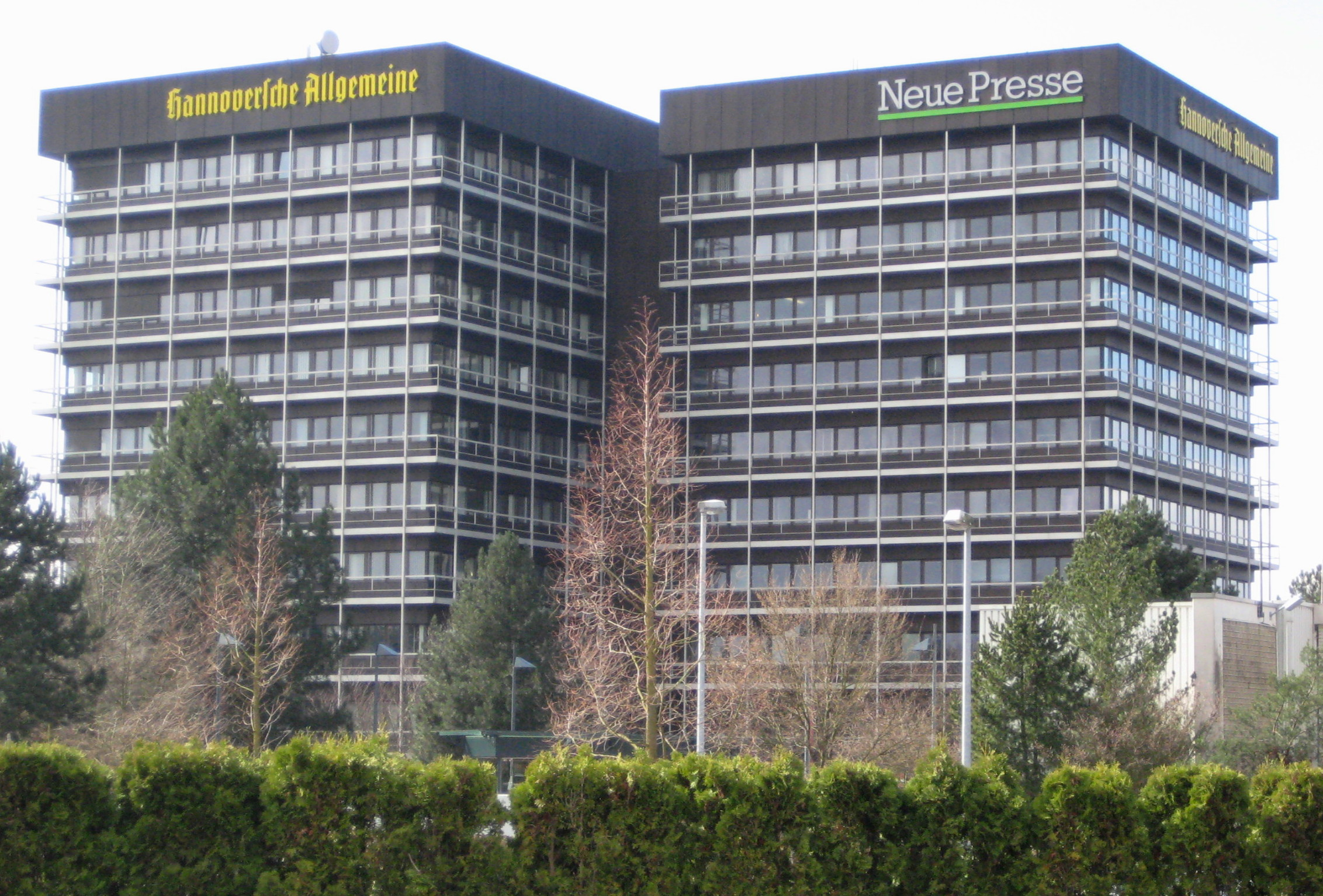
マドザック出版社本社

#### 出版
ハノーファーで刊行されている日刊紙「ハノーフェルシェ・アルゲマイネ・ツァイトゥング」と「ノイエ・プレッセ」は、マドザック出版社が出版している。この他にビルト＝ツァイトゥングのローカル版がある。ドイツ通信社 (dpa) は、ハノーファーに地方サービス事務所を構えている。ハインツ・ハイス、フィンツェンツ出版、シュリューターシェ出版は、専門誌や電話帳を扱っている。イェーバーゼ出版の「T3N マガジン」もハノーファーにある。ルドルフ・アウグスタインは1947年にハノーファーで「デア・シュピーゲル」を創刊し、ヘンリー・ナネンは同じ年にハノーファーで「シュテルン」を発刊した。

### 大学
ノルトシュタットのゴットフリート・ヴィルヘルム・ライプニッツ大学ハノーファーは1831年に開校した高等産業学校、それから発展した王立工科高等学校に由来し、1899年に工科大学となった。第二次世界大戦後に造園および地方文化大学が、1968年にハノーファー教育大学が合併した。
ハノーファー医科大学 (MHH) は1965年に創設された。MHHの組織構造は、古典的な大学とは異なっており、アメリカの大学の学部構造に基づいている。MHHの各部門はセンターに割り付けられており、センターは4つのセクション（臨床以前、大規模な臨床、小規模な臨床、臨床理論）に分かれている。MHHは、Madjid Samii教授が設立した神経学研究所と国際ニューロサイエンス・インスティテュートを共同で運営している。
ハノーファー獣医学大学は、1778年に王立ロース＝アルツナイ＝シューレ（直訳: 馬の医療学校）として開校し、1887年に大学に昇格した。この学校はハノーファーで最も古い大学で、現在はイニシアチブ・ヴィッセンシャフト・ハノーファーに関わっている。

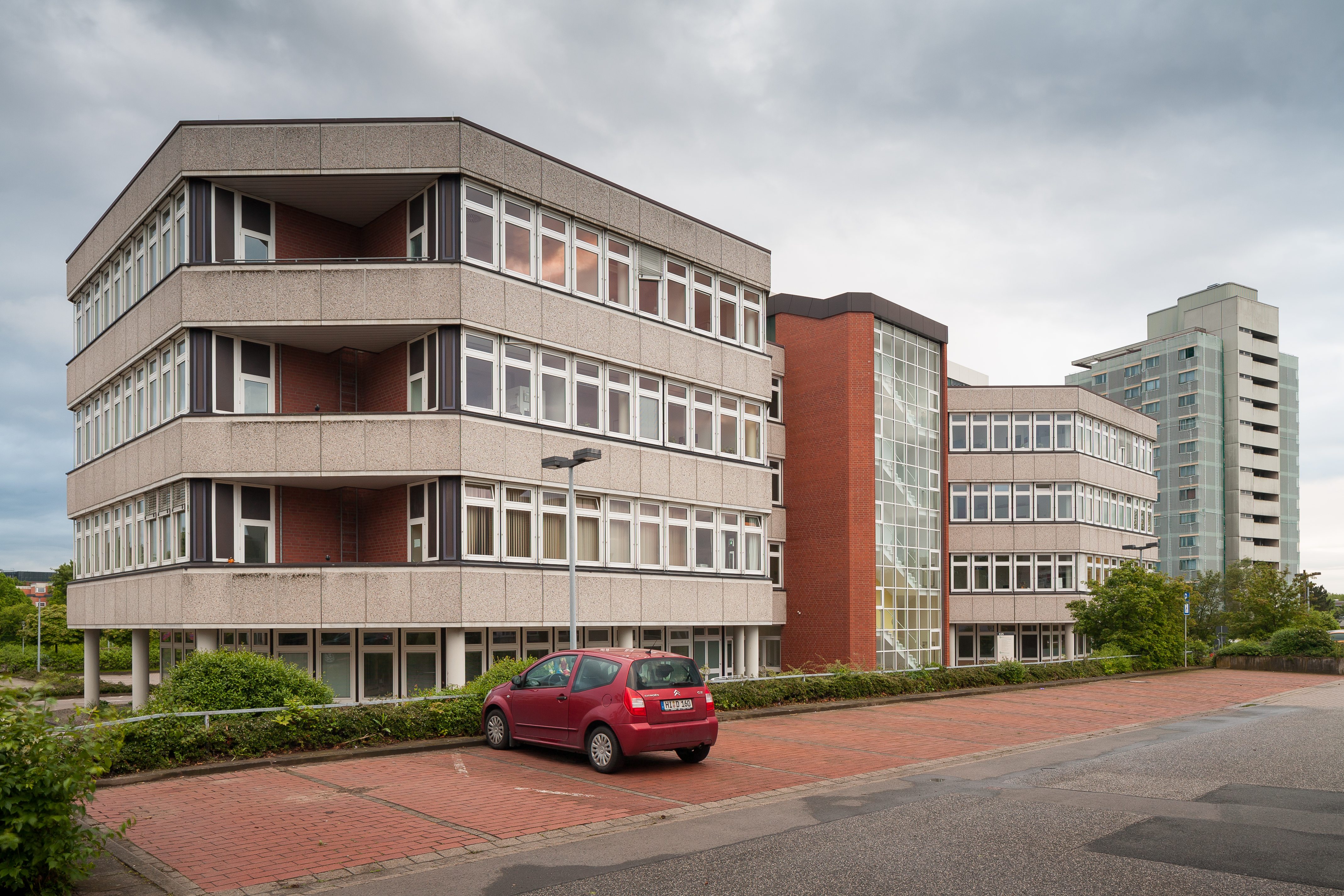
ハノーファー医科大学K25棟

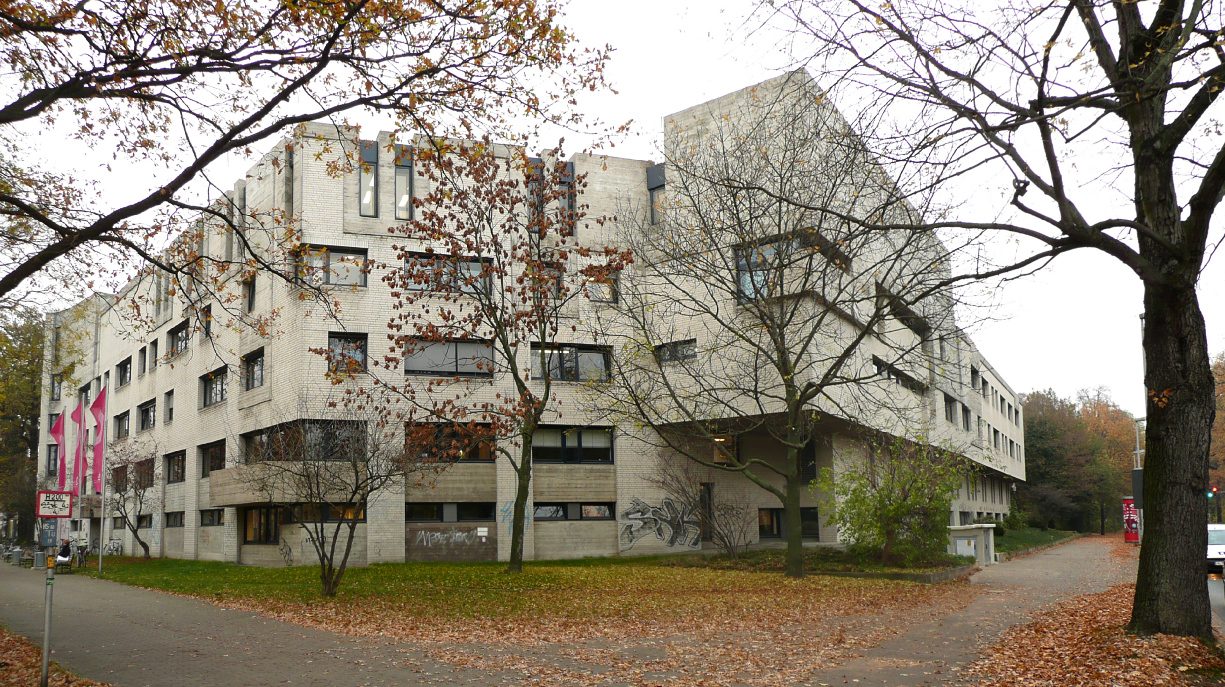
ハノーファー音楽・演劇・メディア大学

ハノーファー音楽・演劇・メディア大学は、州立音楽学校とハノーファー演劇学校を起源としている。両校は1978年にともに芸術科学大学の地位を得た。この大学には、ジャーナリズムおよびコミュニケーション研究所やヴィラ・ゼリグマンに入居しているユダヤ音楽ヨーロッパ研究所が付属している。有名な卒業生にウルリケ・フォルカーツやカッチャ・リーマンがいる。
ハノーファー単科大学（2010年まではハノーファー専門単科大学）は、工芸学校、工学アカデミー、ニーンブルク州立鉱業学校といった様々な学校から創設された。1978年に情報・コミュニケーション学研究科が加わった。この大学は5つの学部からなる: 学部I（電子・情報工学）、学部II（機械製造、バイオエンジニアリング）、学部III（メディア学、情報学、デザイン学）、学部IV（経済学、インフォマティクス）、学部V（福祉、保健、社会保障）である。学部Vは、福音主義専門単科大学がその前身で、2007年に当時の専門単科大学に合併した。
この他の単科大学には、経済専門大学、ニーダーザクセン行政大学、FOM - 経済・管理学大学、GISMA ビジネス・スクール、エクスポ・プラッツのライプニッツ専門単科大学、中堅企業専門大学、IU国際単科大学、Iba - 国際職業アカデミー、ディプロマ単科大学、銀行経済職業アカデミーがある。
これ以外の経済関係の教育機関として、たとえばライプニッツ＝アカデミーやドクトル・ブーマン・ヨーロッパ専門アカデミーがある。

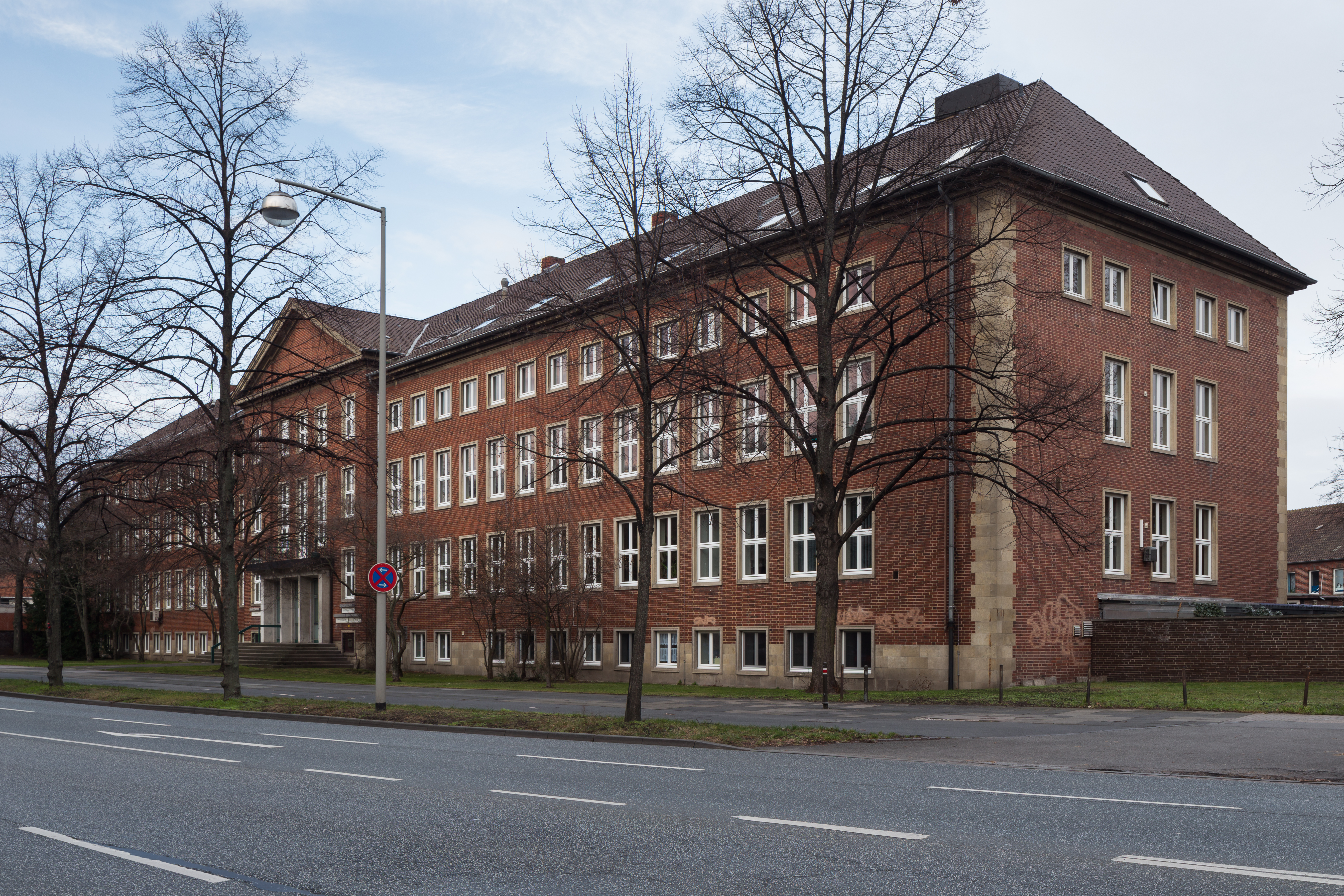
ハノーファー獣医科大学
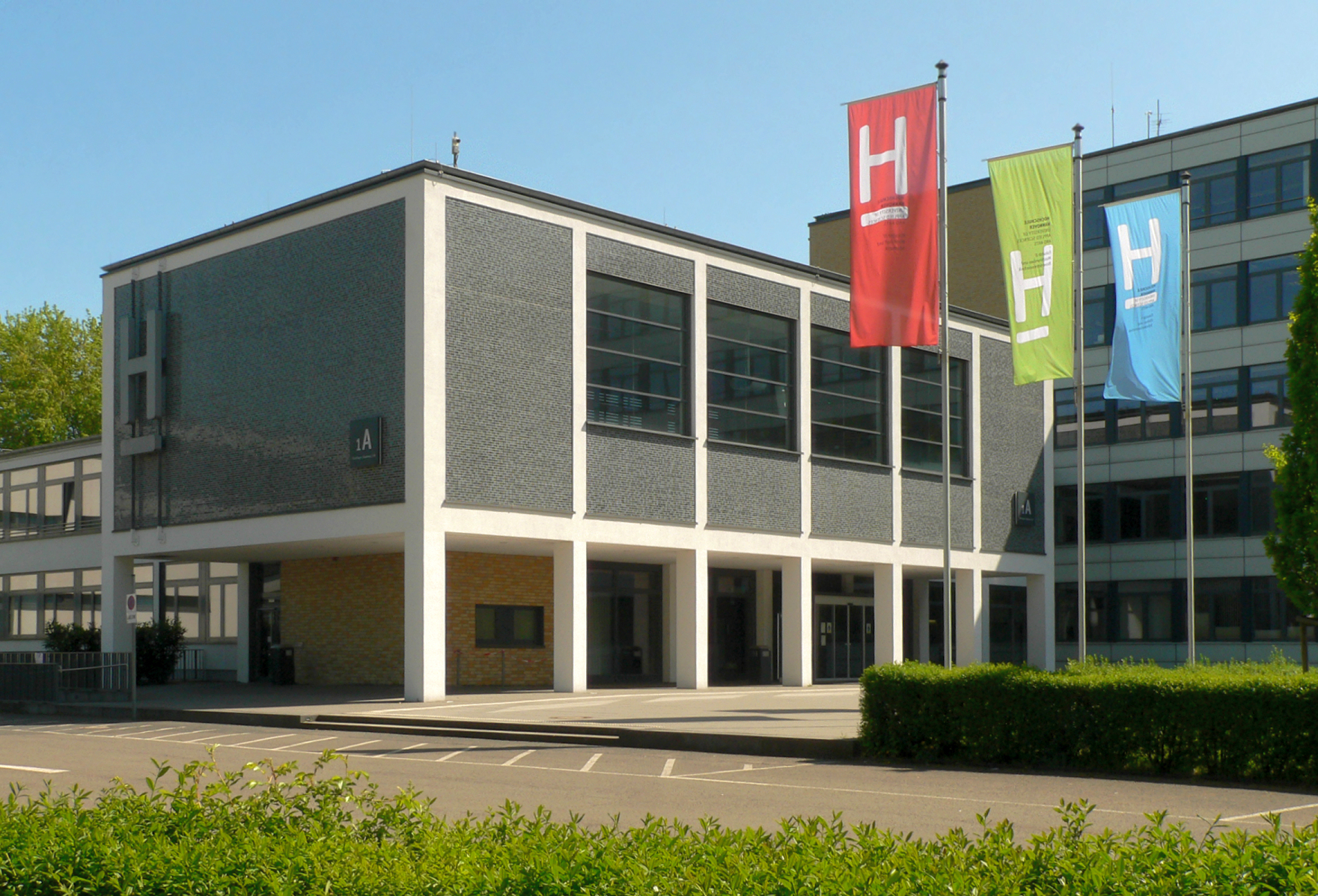
ハノーファー単科大学
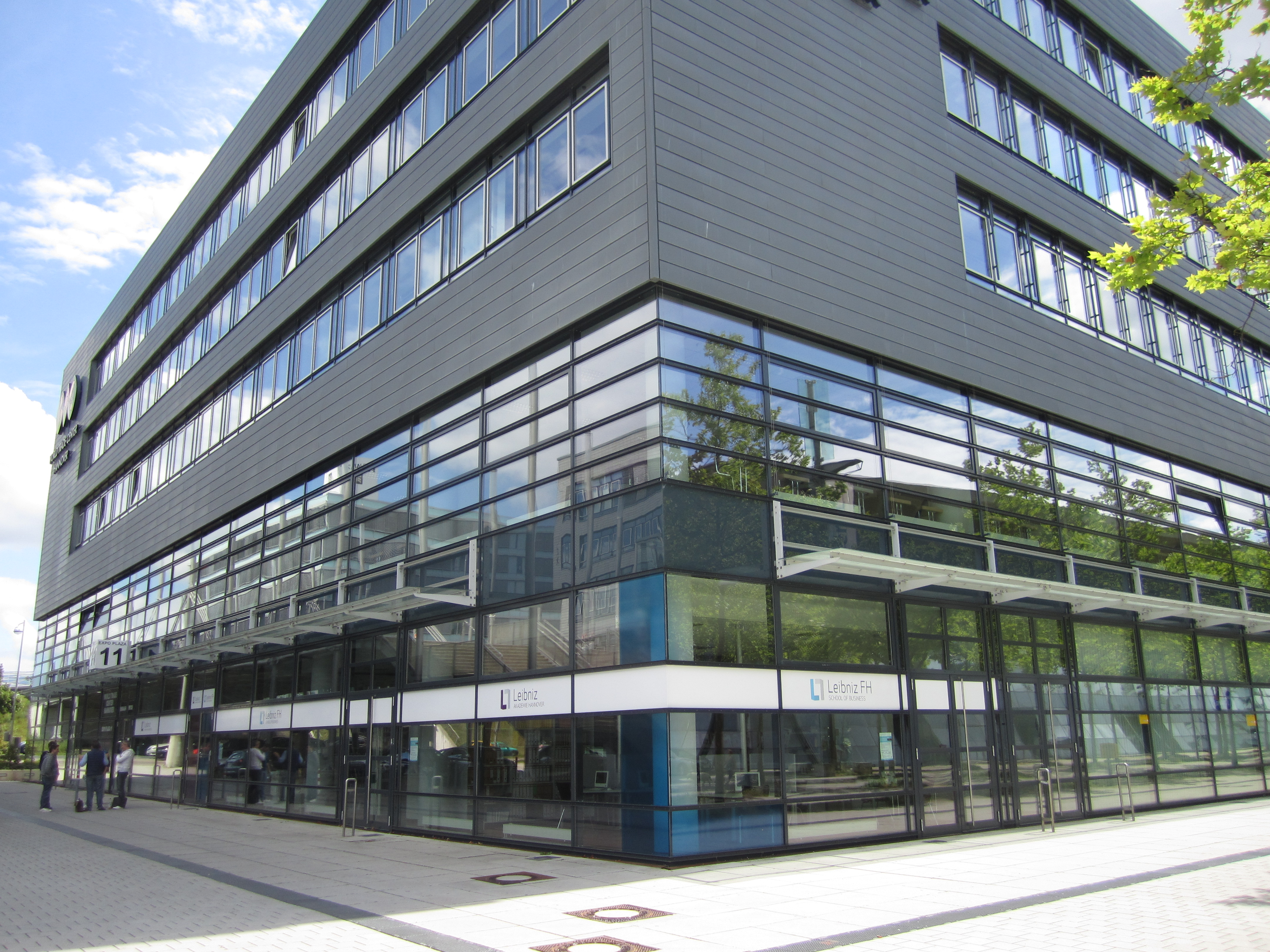
ライプニッツ専門単科大学

### 図書館と文書館

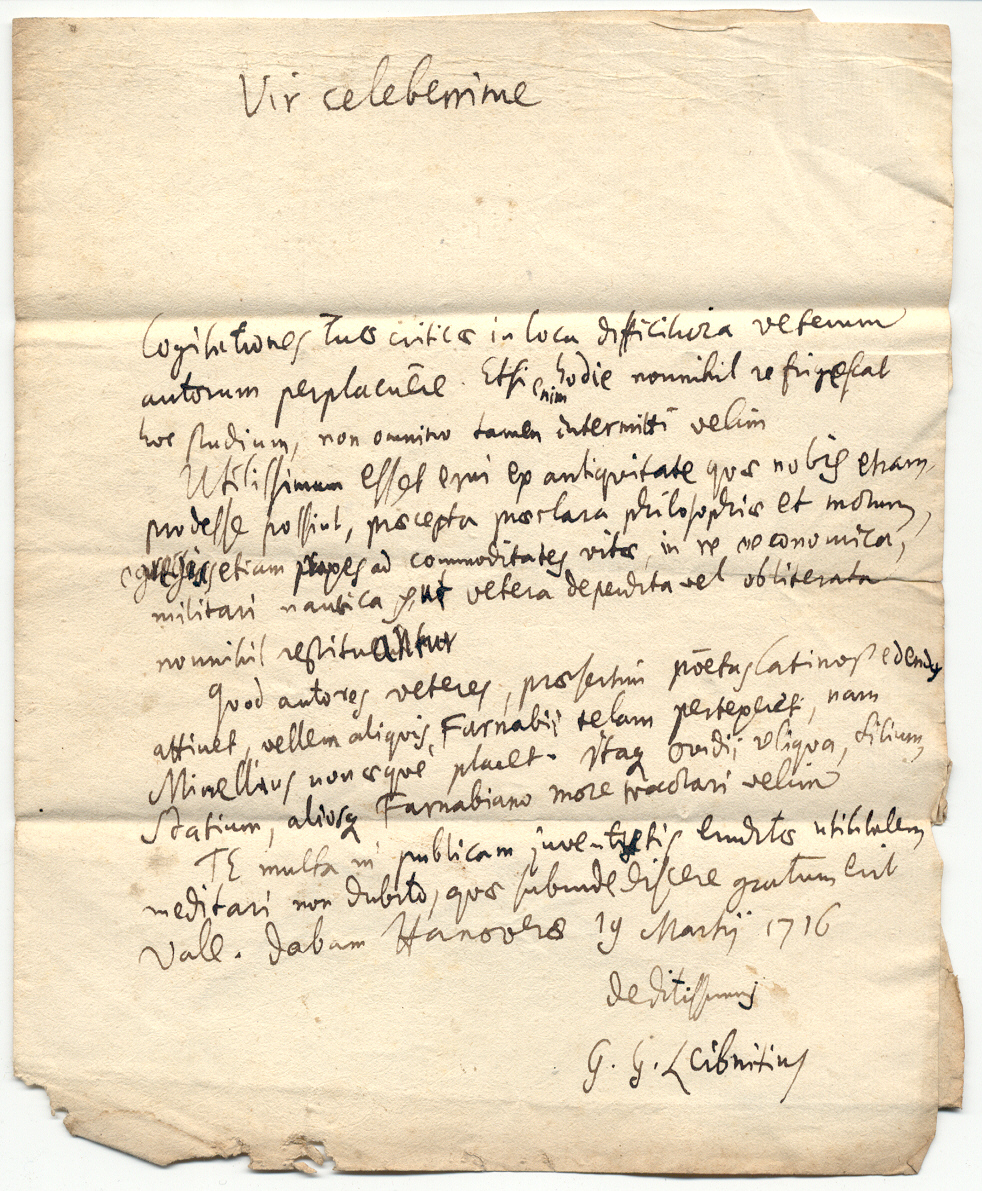
ゴットフリート・ヴィルヘルム・ライプニッツ図書館に収蔵されているライプニッツの書簡

ゴットフリート・ヴィルヘルム・ライプニッツ図書館はニーダーザクセン州立図書館であり、大規模な展示プログラムや文化プログラムを行う学術図書館でもある。この図書館はかつての王立図書館で、西暦800年ころにまで遡る古い印刷物や手稿を含む重要な古文書を収蔵している。ここにはライプニッツの遺品がある。2007年からUNESCOの「世界の記憶」に指定されているライプニッツの書簡が、アラウンパヤー王の黄金の手紙（2015年にUNESCO世界の記憶に指定）やモントゼール・フラグメントとともに保管されている。
ハノーファー市立図書館は、1440年に最初の記録が遺されている。ヒルデスハイマー通りの中央図書館の他に、17の市区分館や移動図書館がある。
ドイツ国立技術情報図書館 (TIB) は技術や自然科学に関するドイツの中心的な専門図書館である。この図書館は専門図書館であると同時に、ゴットフリート・ヴィルヘルム・ライプニッツ大学ハノーファーの大学図書館としての役割も担っている。
その他の重要な図書館は、医科大学、獣医科大学、ハノーファー単科大学、ハノーファー州教会本部にある。
ハノーファーは、多くの文書館の所在地である。たとえば、ニーダーザクセン州立文書館、ハノーファー市文書館、ハノーファー福音ルター派州教会の州教会文書館、ハノーファー大学文書館、ゴットフリート・ヴィルヘルム・ライプニッツ図書館内のライプニッツ文書館、地球化学と天然資源連邦研究所のアーカイブ、マドザック出版グループの出版アーカイブなどである。

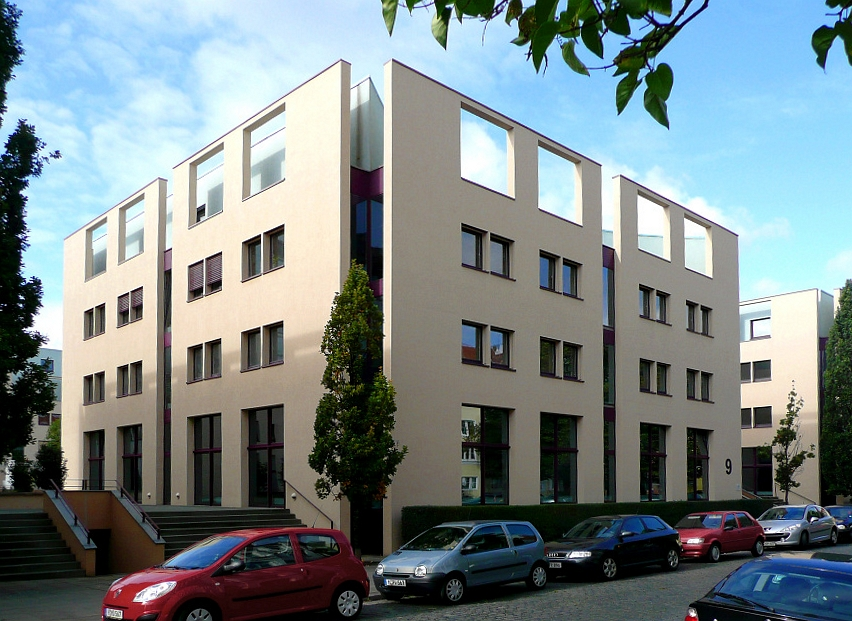
ニーダーザクセン犯罪研究所

### その他の研究・教育機関
ジオセンター・ハノーファーは、地球化学と天然資源連邦研究所、州の鉱業・エネルギー・地質学局、ライプニッツ応用地球物理学研究所で構成されている。マックス＝プランク重力物理学研究所（アルベルト＝アインシュタイン＝インスティテュート）ハノーファー分館は、ゴットフリート・ヴィルヘルム・ライプニッツ大学ハノーファーのキャンパス内にある。ニーダーザクセン犯罪研究所は、元ニーダーザクセン州法務大臣クリスティアン・プファイファーが所長を務めている。フラウンホーファー毒物学・実験医学研究所は医科大学の近くにある。ハノーファー・レーザー・センターは、レーザー技術分野の研究、開発、アドバイスを行っている。
ハノーファー州立視覚障害者教育センターは、視覚障害者や盲人のための社会施設である。ハノーファー市民大学や社会学習およびコミュニケーション教育協会は、一般教育の研究機関である。
製薬企業ベーリンガーインゲルハイムは2012年9月に動物用ワクチンのヨーロッパ研究センター「ベーリンガー・インゲルハイム獣医学研究センター」を開設した。

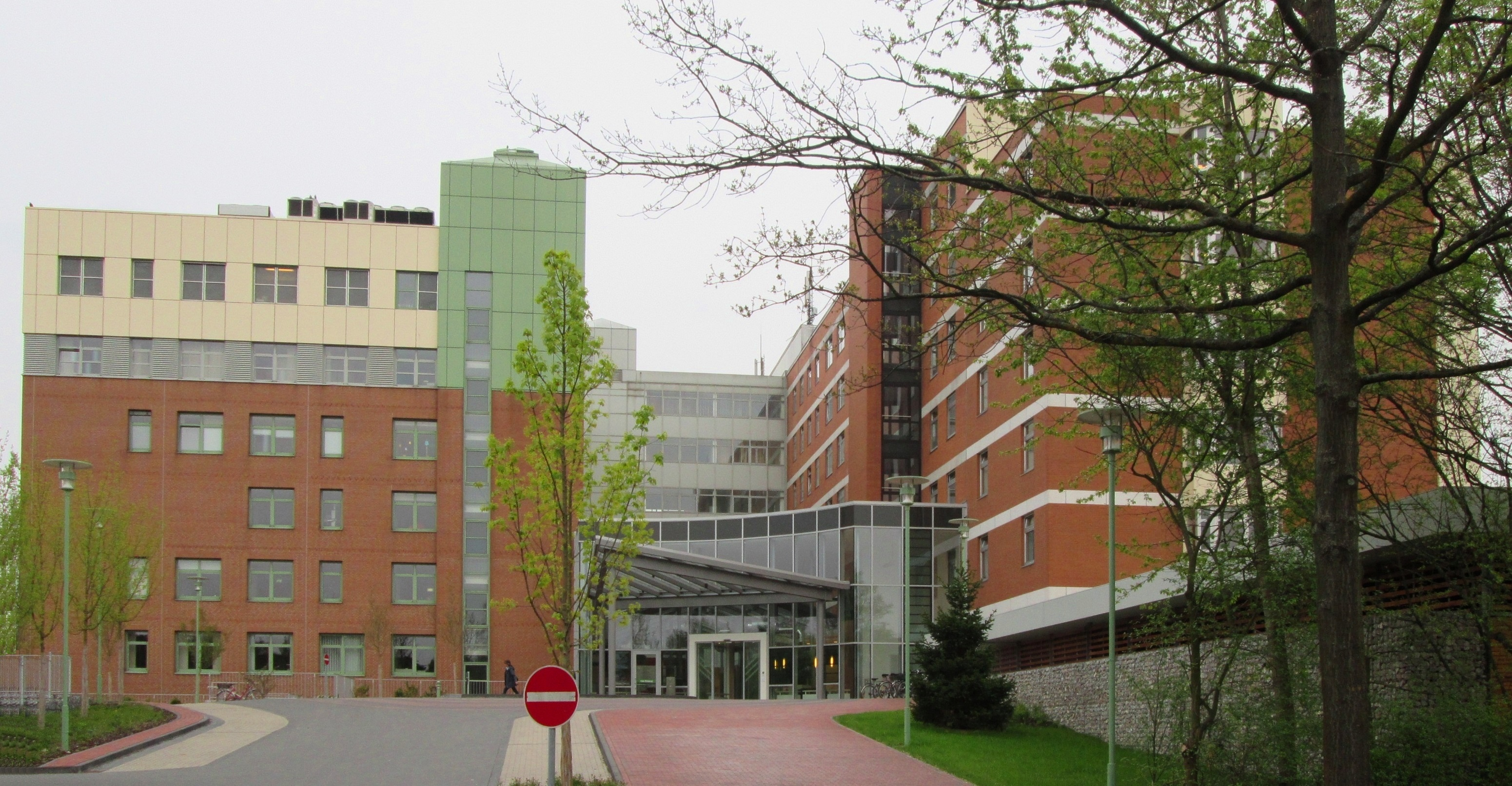
フィンツェンツ病院

### 健康、医療
ハノーファー医科大学 (MHH) 大学病院およびハノーファー皮膚科・アレルギー科・性病科病院（旧リンデン皮膚科病院）の他に、異なる運営母体の病院がある。クリニークム・ノルトシュタットとクリニークム・ジローアーはクリニークム・レギオン・ハノーファー連合に属している。事故対応クリニックを有するフリーデリケ会病院、ヘンリエッテ会病院、アナ会病院、フィンツェンツ病院は、教会が運営している。この内最初の三者は2015年にディアコフェーレとして経営統合された。ドイツ赤十字社は、クレメンティーネンハウス病院を運営している。この他に、ブルトこども病院や、例えば国際神経科学研究所などのアスクレピオス病院グループに属す民営の病院がいくつかある。

### 交通
ハノーファーは北ドイツ低地からニーダーザクセン山地への移行部に位置しており、街の近くで中低山地の山並みの中にライネ川の谷が存在する。ここで南北方向と東西方向の重要な交通軸が交差する。古い街道ヘルヴェーク・フォア・デム・ザントフォルデが街の南を通っている。統計研究は、ハノーファーがとてもアクセスしやすい場所にあることを示している。さらにハノーファーは、2008年1月1日にニーダーザクセン州で初めて、空気中の微細粉塵や二酸化炭素を抑制するための環境ゾーンを設けた街である。これ以後、2005年に制定された年間平均 40 µg/m3 の基準は遵守されている。
ハノーファーには、保険会社や警察と独立した交通事故調査機関が存在する。こうした例は他にはドレスデンにある。この調査機関は、ハノーファー広域連合全体の交通事故の調査を行っており、早くも1970年代から存在している。この機関はハノーファー医科大学の事故外科学部門と協力提携している。

#### 交通機関の比率
公共旅客近郊交通 (ÖPNV) は、2011年にハノーファー市民の交通手段の 19 % を占めた（2011年のデータ: 自家用車やオートバイなどの個人モーター交通機関 (MIV) 38 %、徒歩 25 %、自転車 19 %）。同時期のデータの比較が可能な他の大都市と比較すると、ハノーファーとブレーメンで自転車比率が高く、MIV比率はミュンヘンについで低い。ÖPNV比率は、それぞれ 21 % であったベルリンとミュンヘンに次ぐ高い数値であった。2001年との比較では、自転車と公共交通機関が明らかに増加し、MIVは大幅に（2001年: 44 %）、徒歩はわずかに減少した（2001年: 28 %）。

#### 道路

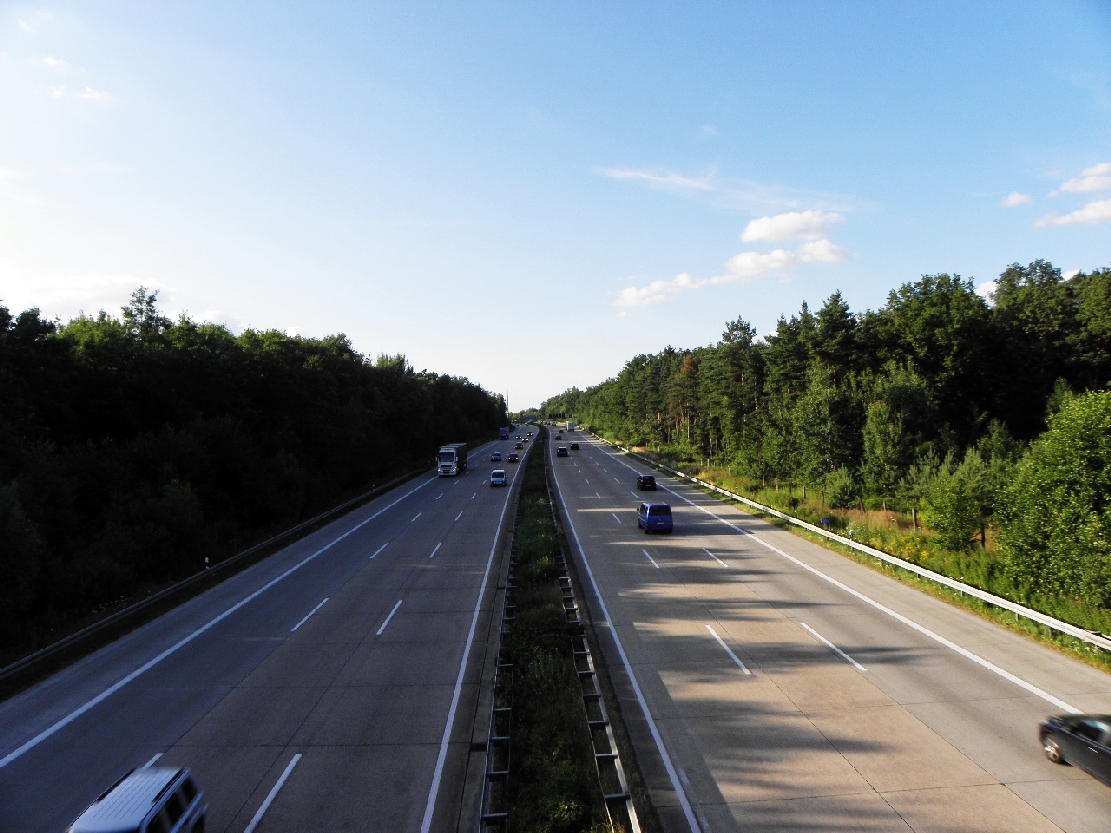
アウトバーン A7号線、ハノーファー付近

連邦アウトバーンA2号線（欧州自動車道路 E30号線）とA7号線（E45号線）がハノーファーを通っている。さらにA37号線とA352号線もハノーファーの市域を通っている。ドイツ連邦道路では、ドイツ連邦道路3号線、B6号線、B65号線、B217号線、B441号線、B443号線、B522号線が通っている。中心部の周辺をU-字型の道路網が高速道路基準の自動車専用道として通っている: ヴェストシュネルヴェーク（直訳: 西高速道）、ジュートシュネルヴェーク（南高速道）、東側に設けられたメッセシュネルヴェーク（直訳: メッセ高速道）である。1950年代に計画されていた北側の道路（「ニーダーザクセンリング」）は実現しなかった。1950年代に整備された内市街を迂回するための幅の広いバイパス道路システム（現在のシティーリング）によりハノーファーは、「ハノーファーの奇跡」というタイトルでシュピーゲル誌の表紙を飾った。ハノーファーは、1825年に道路をガス灯で照らしたヨーロッパ大陸で最初の街となった。ガス灯の燃料を確保するために、インペリアル＝コンチネンタル＝ガス＝アソシエーションとガス供給の契約を締結した。1902年、世界で初めて移動可能な消防車両がハノーファーに納められた。揶揄して「コンミスブロート」（直訳: 軍用黒パン）と呼ばれる小型車 2/10 PS が1924年からハノマーグで生産されるようになった。これはライン生産方式で製造されたドイツ最初期の自動車の1つである。1956年からVW-ブリがVW-ハノーファー＝シュテッケン工場で生産された。VW-ケーファー（VW-ビートル）もハノーファーで生産された。最初は1973年にVW-アウトハウス・ハノーファー＝ノルトシュタットでノルトシュタット＝ケーファー（ポルシェ 914/6 の台車の上にカブトムシ型の車体を載せたもの）が生産され、遅くとも1974年から75年にVW-ハノーファー＝シュテッケンで Typ-1-ケーファーが製造された。合計43,000台のケーファーがハノーファーで製造された。

#### 鉄道

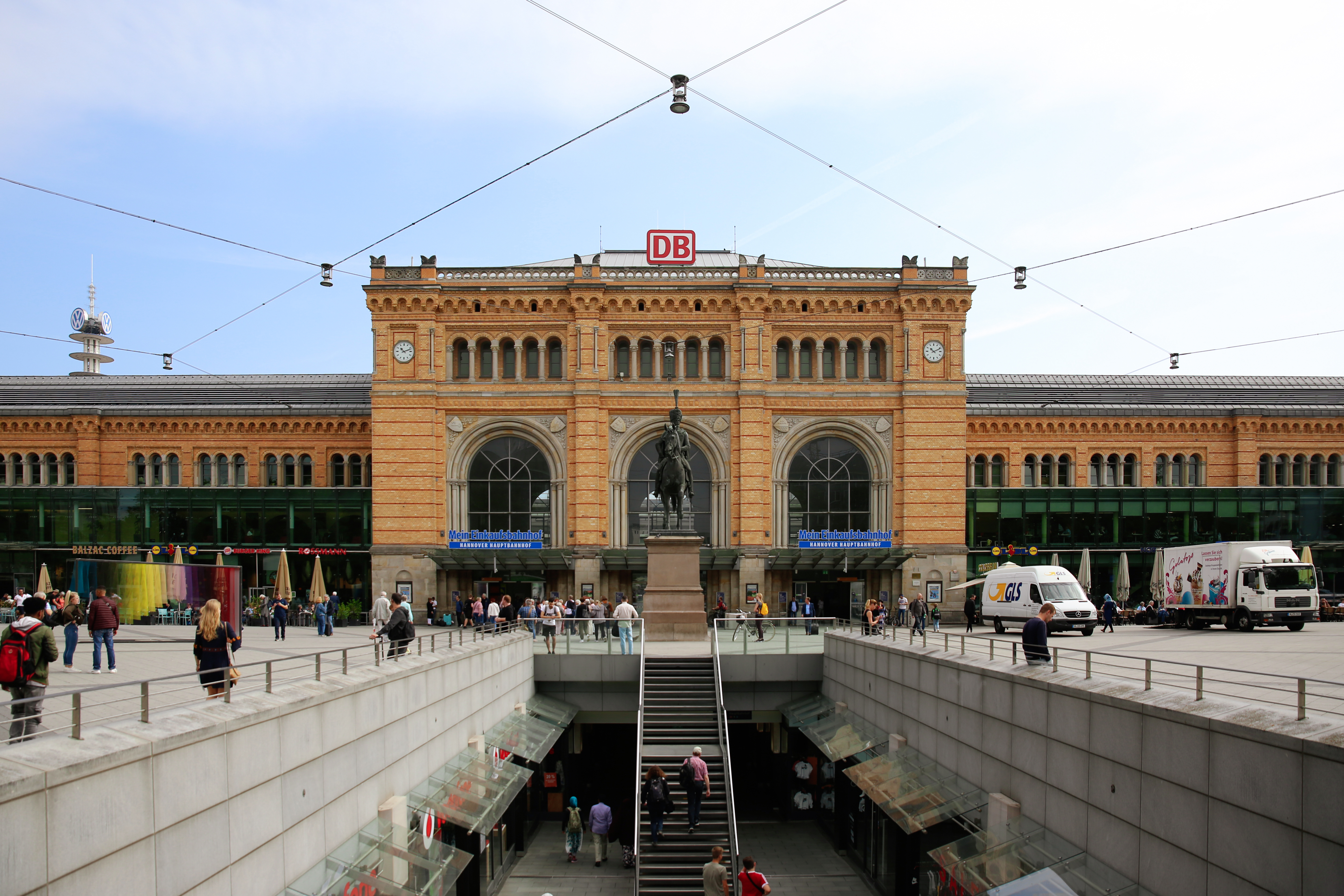
ハノーファー中央駅

1847年、ハノーファーで最初の駅が開業した。この駅は時代とともに度重なる増改築が行われた。現在の形の中央駅は1879年に建設された。この駅は現在、広域交通の結節点であり、カテゴリー1に位置づけられている。この駅は1日28万人の利用客があり、ドイツで最も混雑する駅トップ10の1つに数えられる。ハノーファー中央駅は2020年に旅行文献を提供するトラベルブックのランキングで、ドイツの最も美しい駅の第2位に選ばれた。異なる会社が運営するレギオナルバーンやS-バーンの他に、ここには年間を通してドイツ鉄道、ÖBB-ナイトジェット、フリックストレインの長距離列車が発着し、季節によっては「グリーン・シティー・トリップ」などによる観光列車 (Train4you) がこれに加わる。市内にはこの他に10の駅があるが、S-バーンの列車のみが利用できる。ハノーファーで最後の中央貨物駅 (Güterbahnhof) がハノーファー＝リンデン貨物駅である。この他に4つの小さな貨物駅と1つの操車場がある。1846年から1931年までハノマーグで蒸気機関車が製造されており、1880年に電気機関車の最初期の1両もここで造られた。ハノーファー車両工場 (HAWA) では約30年間鉄道車両が製造されていた。1930年にはハノーファー＝ラインハウゼン修理工場でシーネンツェッペリンが造られた。

#### 公共旅客近郊交通

ハノーファーLRTの路線図

1975年に開業したハノーファーLRT（ハノーファー・シュタットバーン）をユストラ・ハノーファー交通会社 (Üstra) が運営している。シュタットバーンはハノーファー路面電車を起源とし、現在は12本の定期路線、2本のイベント路線、総延長 127 km、197駅からなる。このうち19駅は地下駅である。ハノーファーSバーンはシティー＝バーンを母体として、2000年に開業した。当初はDBレギオが運営していた。その後、Transdevハノーファーが2021年12月に3路線、2022年6月13日からは全路線を引き受けた。ハノーファーSバーンは現在、7本の通常路線、2本の快速路線、1本のメッセ特別路線、総延長 385 kmｍ、74駅からなる。このうち1駅が地下駅である。さらに、DBレギオ、メトロノーム鉄道会社（エノの名称でも運行している）、スタート、ヴェストファーレンバーン、Erixx が8本のレギオナルバーンやレギオナルエクスプレス路線を運営している。üstraやRegioBusによる150以上のバス路線とともに市内および周辺部との公共旅客近郊交通 (ÖPNV) を確保している。近郊交通のすべてのバスおよび鉄道は、交通連盟ハノーファー広域交通 (GVH) の共通運賃が適用される。

#### 長距離バス

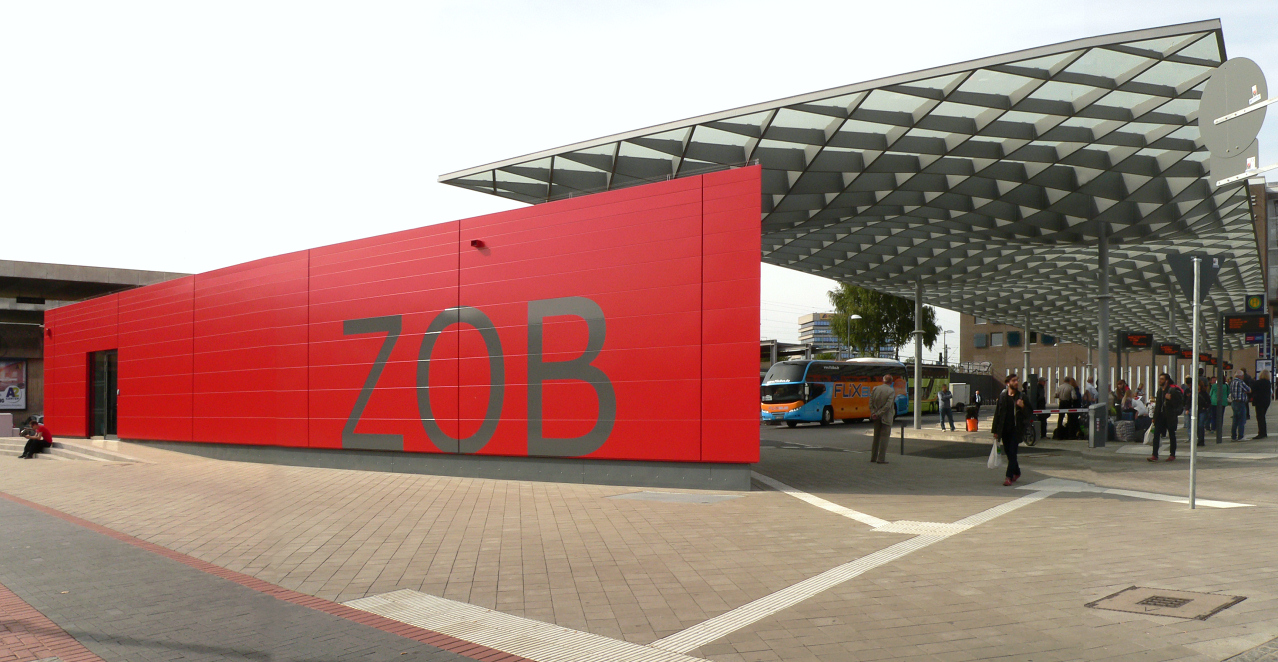
ハノーファーZOB

1975年にハノーファーに初めて ZOB（中央バスターミナル）が設けられた。2014年に、その向かい側に新しいZOBが開業し、古いZOBは閉鎖された。30以上の長距離バス会社や観光バス会社がドイツおよびヨーロッパ全土の目的地に向かって運行している。2020年に ADAC がドイツの大規模な長距離バスターミナルの調査を行い、ハノーファーZOBは2位と評価された。

#### 内陸水上交通

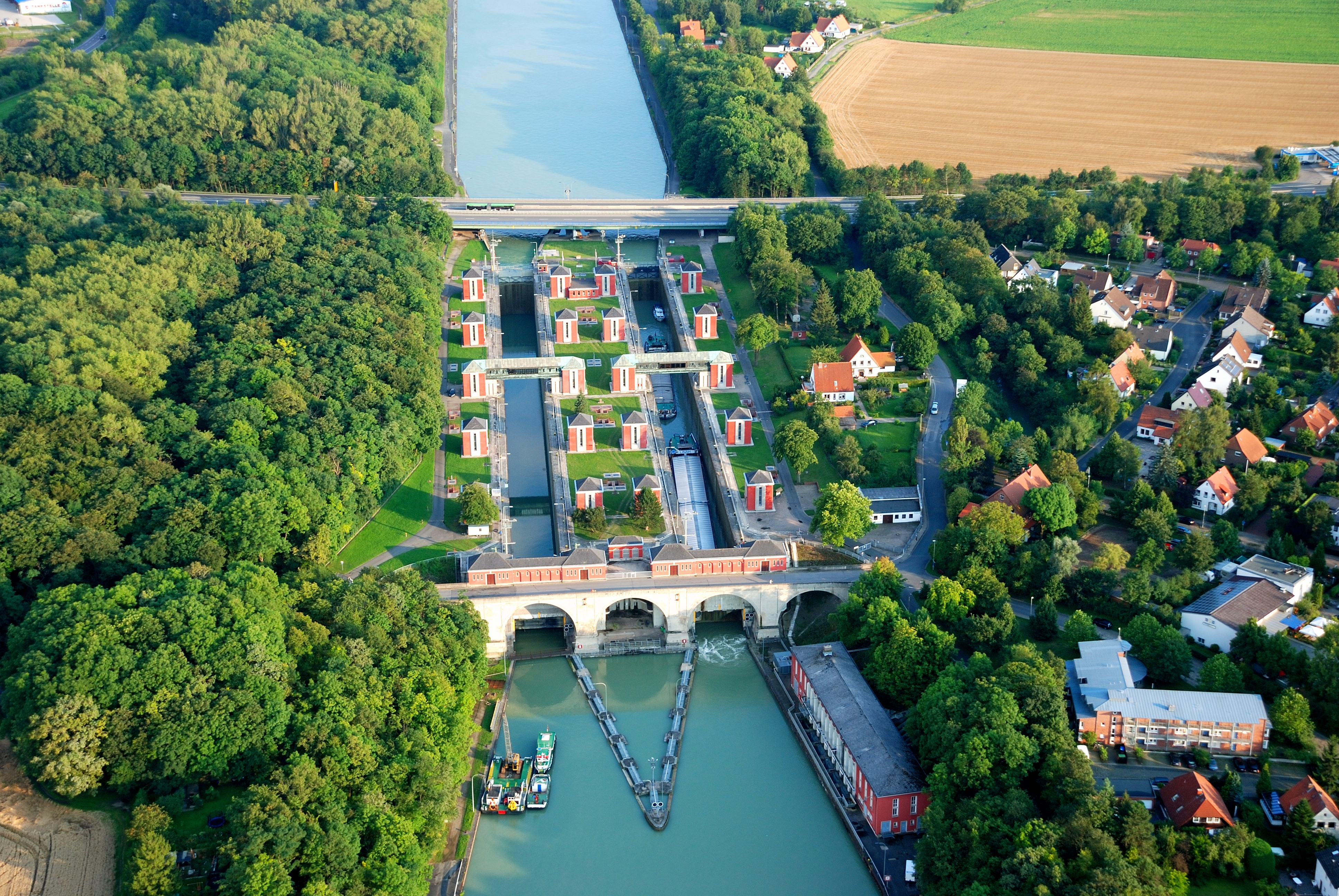
アンデルテン堰

シュターペルは、中世にはハノーファー門前のライネ川に面した内陸港であった。14世紀末から16世紀の初めまでこの港はハノーファーからブレーメンへ向かう船舶の航行にとって重要であった。「ブレーマー・シフ」（直訳: ブレーメンの船）というかつてのレストランの名前は、往時の船舶交通の重要性を示している。18世紀にシュターペルはリンデンに移り、19世紀なかばまでここから船舶が運行していた。1917年にライネ港が開港した。この港は早くも1930年代末には運営を停止していたが、それでもハノーファーは北ドイツで最も重要な内陸水運の街の1つであり続けた。現在は、ミッテルラント運河や他の運河を介してハノーファーはルール地方、ハンブルク、ベルリンと内陸水路で結ばれている。1928年に開業したヨーロッパ最大の内陸水路の堰であるアンデルテン堰は、2つの閘門で高度差 14.7 m を克服する。
「シュテティシェ・ヘーフェン・ハノーファー」はハノーファーで4つの港を運営している。ノルトハーフェン（北港）とブリンカー・ハーフェン（ブリンケン港）は直接ミッテルラント運河に面している。ゼールツェで分岐するシュティヒカナル（支運河）ハノーファー - リンデンは 11 km 先のリンデナー・ハーフェン（リンデン港）を終点としている。ミスブルガー・ハーフェン（ミスブルク港）は、ミッテルラント運河から分岐したシュティヒカナル・ミスブルクに面している。2018年には、120万トン以上の船舶貨物、230万トン以上の鉄道貨物が積み下ろしされた。コンテナの積み下ろし量は約77,000 TEU であった。
ハノーファー港には、すでに述べた4つの工業港の他に、ミッテルラント運河、シュティヒカナル・リンデン、ライネ接続運河、ライネ川、イーメ川、シュティヒカナル・ミスブルク沿いに多くの内陸港、ヨットハーバー、スポーツハーバー、企業港がある。
1873年から2021年までハノーファーの川や、後には運河でも観光船が運行していた。何十年もの間イーメ川のシュヴァルツァー・ベーアの桟橋が、メインの桟橋であった。2008年に同じくイーメ川のライナート橋付近の桟橋に移された。市域内には他に2つ、ファーレンヴァルトのミッテルラント運河沿いとノルトハーフェンに定期的に船が発着する桟橋がある。マッシュ湖では1936年から観光船が運行している。現在は、4月から11月まで4隻の観光船が6つの桟橋を結んでいる。ミッテルラント運河を往来する河川クルーズ船が時折ハノーファーを通行する。

#### 航空

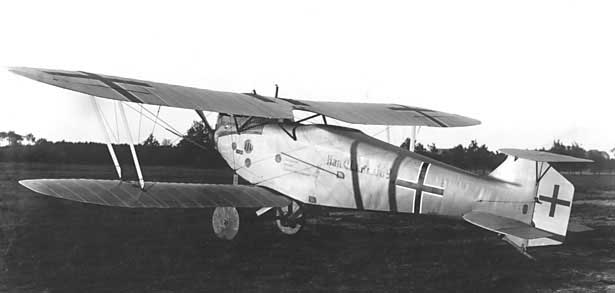
ハノーファー CL-II 戦闘機

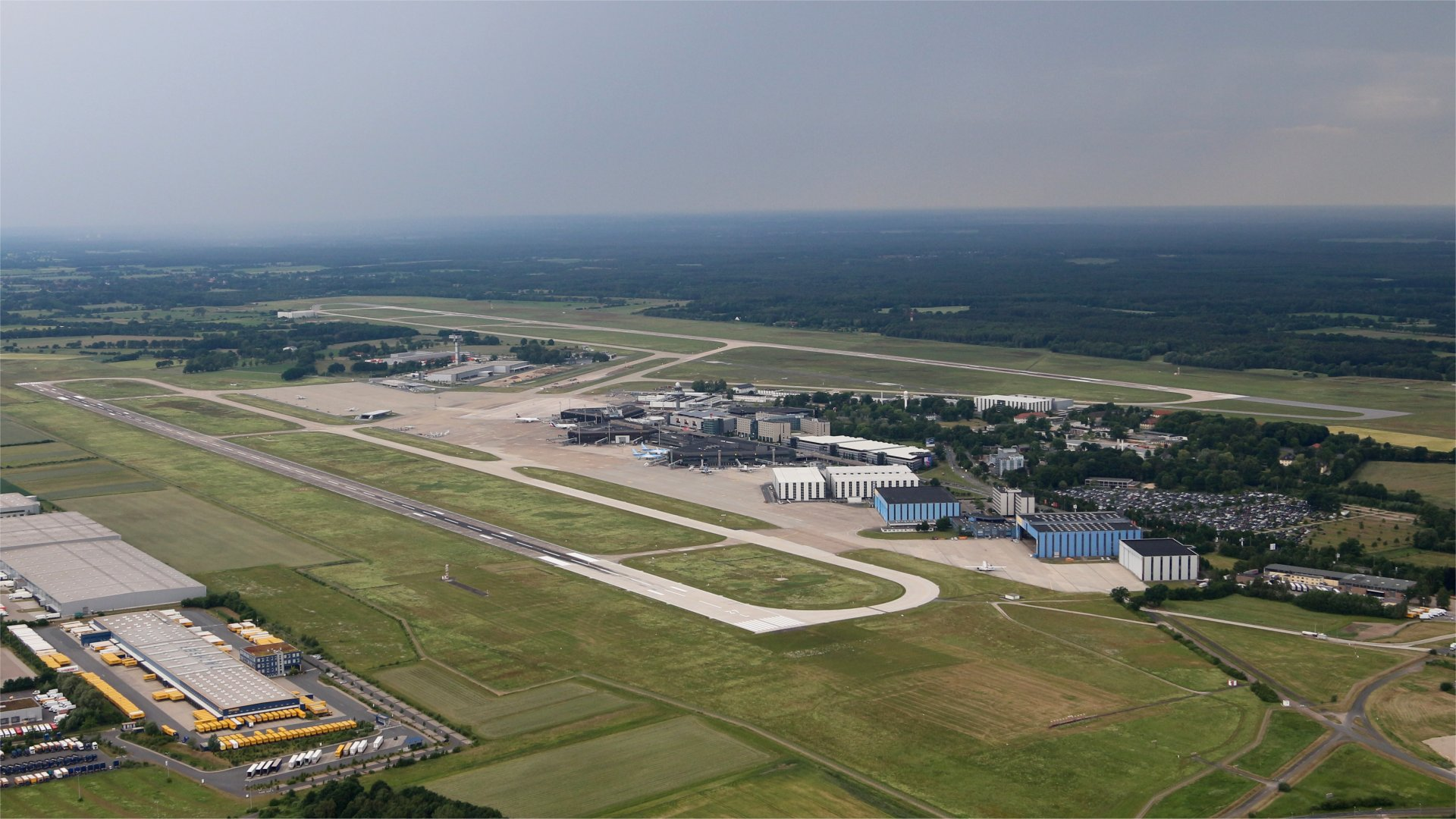
ハノーファー空港

ジャン＝ピエール・ブランシャールは1790年にハノーファーで気球のデモ飛行を開始し、着陸直後にハノーファーの名誉市民となった。1912年に最初の交通飛行船 (LZ 11) がグローサー・ブルトに着陸し、ハノーファーにおける交通飛行の開始を記した。早くも1910年にグローサー・ブルトで第1回ハノーファー飛行週間が開催された。1913年から1933年までワーテルロー広場はフリーバルーンのスタート地点であった。1919年からハノーファーは飛行機の航行路線網で結ばれた。1919年にハノーファーで最初に公的認可を受けた交通空港は、1915年から利用されていたリンデンの HAWA-工場空港であった。HAWAはここでHAWA H1 ヴァンパイアやハノーファーCLタイプといった戦闘機を製造していた。1928年にリンデンの空港は、1907年から運用されていたハノーファー＝ファーレンヴァルト空港に置き換えられた。飛行技術のパイオニアであるカール・ヤトーは遅くとも1900年からここで飛行機の開発に取り組んでおり、1907年に舗装した滑走路を建設した。彼は1909年に「Drachenflieger Nr. 4」で動力飛行を行ったことが報道によって初めて証明された（実際には1903年には動力飛行に成功していたとも言われる）。彼はその後多くのタイプの飛行機（その中にはStahltaube（鉄の鳩）やヤトー・アインデッカーが含まれる）を製造し、飛行学校を開校し、ハノーフェルシャー飛行機工場を設立した。1912年から1928年まで空港は主に軍事用に用いられ、戦闘機のための施設の他に、1914年から1917年までツェッペリン格納庫（ハノーファーには約10機の軍用飛行船が配備されていた）があった。1932年にハノーファーは、エリー・バインホルンによる世界一周単独飛行の寄港地となった。1933年から1935年までハノーファーでアルベルト・ピュレンベルクの指導下で郵便ロケットのテストが行われた。このために「ラケーテンハーフェン」（直訳: ロケットの港）と呼ばる空港の敷地の一画が用いられた。第二次世界大戦の終戦は、同時にファーレンヴァルトの空港の終焉でもあった。
1947年に開催されたハノーファー・メッセの影響もあり、1952年にハノーファー＝ランゲンハーゲン空港が開港した。この空港はハノーファー市の飛び地とランゲンハーゲン市の市域に位置している。2023年4月現在、ドイツの国際ハブ空港であるフランクフルトや、その他国内外55箇所との間に定期便や観光便が運行している。35社を超える航空会社がこの空港を利用しており、2022年には約400万人の航空利用客（Covid-19のパンデミック以前は約600万人）の利用客があり、約36,640トンの航空貨物や航空郵便の取扱があった。この空港は北ドイツの代表的な観光交通のための空港であり、航空会社TUIflyの本拠地でもある。貨物輸送においては、この空港はFedEXのエアゲートであり、夜間航空郵便の拠点である。さらにこの空港にはニーダーザクセン警察ヘリコプター部隊および救命救急ヘリコプター「クリストフ・ニーダーザクセン」が駐在している。この空港は北ドイツにおける軍事警戒部隊の代替空港として利用されている。メッセ会場に接して飛行場があった。当初はここでもゼネラル・アビエーションが発着していたが、その後ヘリポートに置き換えられ、2012年に閉鎖された。

#### 自転車

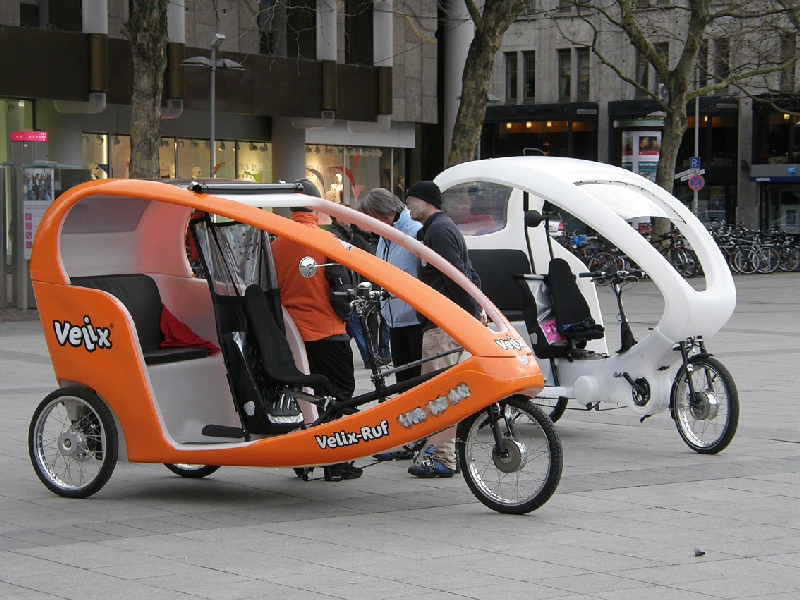
ハノーファー中央駅前の自転車タクシー

モーダル・スプリットでの自転車交通の比率は内市街部で 19 % である。市はこの比率を将来的により増やしたいと考えている。住宅地区にはしばしばテンポ-30-ゾーン（制限速度 30 km/h の地域）が設けられている。いくつかの箇所には自転車道が整備されている。内市街地区では夏季に自転車タクシーが営業している。ADFCが2年毎に実施する自転車環境テストで、多少の変動はあるものの、ハノーファーは総合評価 3.4 から 3.8 の評価を受けており、2020年には人口50万人以上の14都市で2位とされた。

#### 徒歩
ハノーファーの歩行者専用区域の総延長距離は 40 km（ベルリンとほぼ同じ）で、ハノーファーの全道路との比率で見ると、2018年の調査でハノーファーは同規模の都市の第3位に位置づけられた。

## 人物

### 出身者

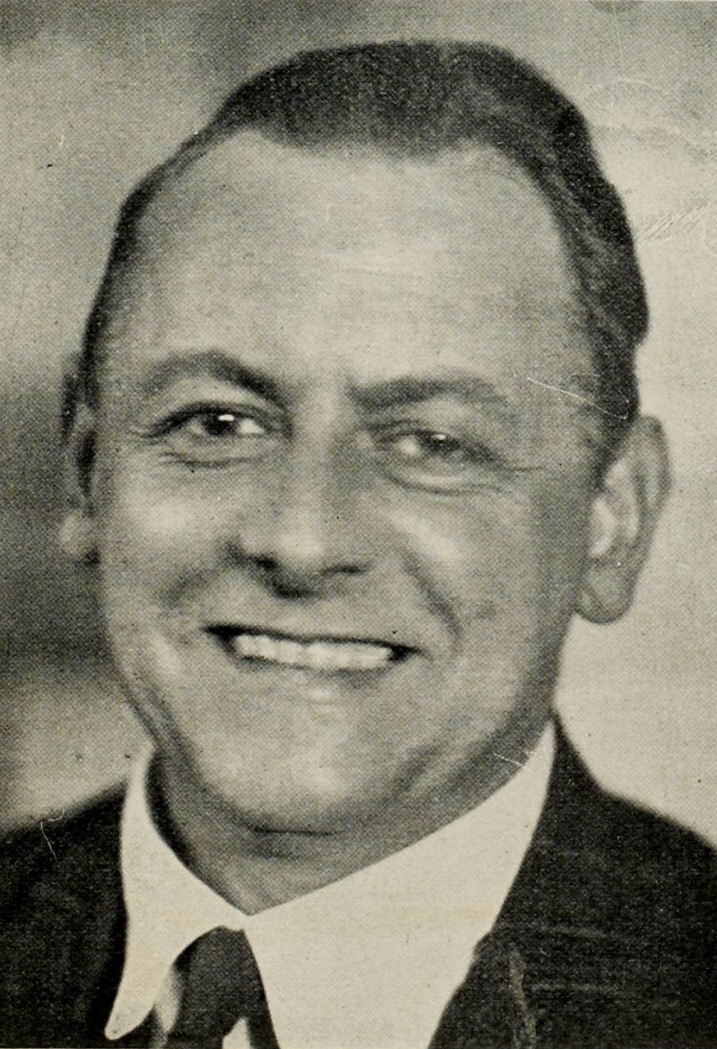
クルト・シュヴィッタース（1926年）

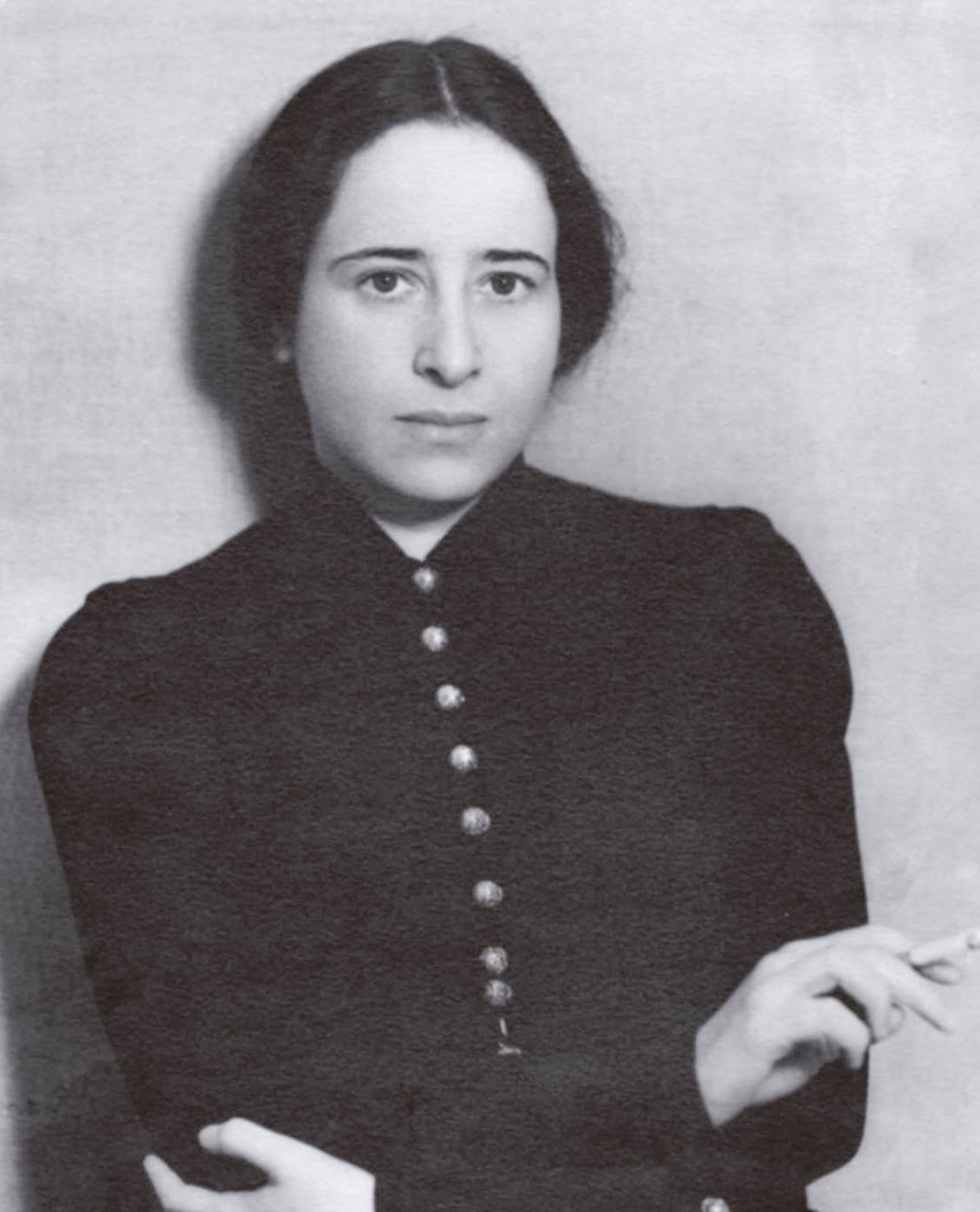
ハンナ・アーレント（1933年）

- ビール醸造技師コルト・ブロイハンは新しいヘレスを発明した。
- ヴィルヘルム・ヘルシェルとカロリーネ・ヘルシェルは天文学者である。
- 数学者のフェルディナント・フォン・リンデマンは1882年に円の正方形化が不可能であることを証明した。
- レコードとレコードプレーヤーの発明者エミール・ベルリナーとヨーゼフ・ベルリナーの兄弟はハノーファーで世界最初のレコード会社を設立した。
- テオドール・レッシングとハノーファー出身の妻アダ・レッシングはリンデンに市民大学を設立した。
- 芸術家クルト・シュヴィッタースはハノーファーでダダイズムのスタイルを確立した。
- 政治哲学者ハンナ・アーレントは、当時は独立した町であったリンデンで生まれ、幼少期をここで過ごした。
- 後にアメリカで活動した芸術家のクルト・フランケンシュタインはアイレンリーデで育った。
- 連続殺人犯のフリッツ・ハールマンはハノーファーで27人を殺害した。
- 詩人のゲリット・エンゲルケを記念してハノーファー市は2007年までゲリット＝エンゲルケ賞を授与していた。
- ルドルフ・アウグスタイン（ドイツ語版、英語版）は1947年にハノーファーで雑誌「デア・シュピーゲル」を創刊した。

この他の有名なハノーファー出身者には劇作家フランク・ヴェーデキント、芸術家で作家のカール・ヤーコプ・ヒルシュ、航空のパイオニアであるエリー・バインホルンとカール・ヤトー、物理学者で量子力学の共同発見者パスクアル・ヨルダン、ドイツ初の女性学士エンジニアのイルゼ・テール・メール、前衛ダンサーのマリー・ヴィグマン、俳優のアウグスト・ヴィルヘルム・イフラント（イフラントの指輪は彼にちなんだ名称である）やテオ・リンゲンがいる。
現代の著名なハノーファー出身者には、エルンスト・アウグスト・フォン・ハノーファー、カートゥーン作家のウーリ・シュタイン、映画監督のドーリス・デリエ、作家のフリートヘルム・ケンドラーやアクセラ・ヘンニヒ・フォン・ランゲ、俳優のレナーテ・ベッカー、オットー・ザンダー、カイ・ヴィージンガー、マリア・シュラーダー、画家のハイマー・フィッシャー＝ガーデン、サッカー選手のファビアン・エルンストやペア・メルテザッカー、自転車競技選手のグリシャ・ニールマン、歌手のクラウス・マイネ、マーク・モリソン、レナ・マイヤー＝ラントルート、コメディアンのオリヴァー・ポッヒャー、コンセプチュアル・アーティストのマンフレート・コールス、政治家のアンナレーナ・ベアボックがいる。

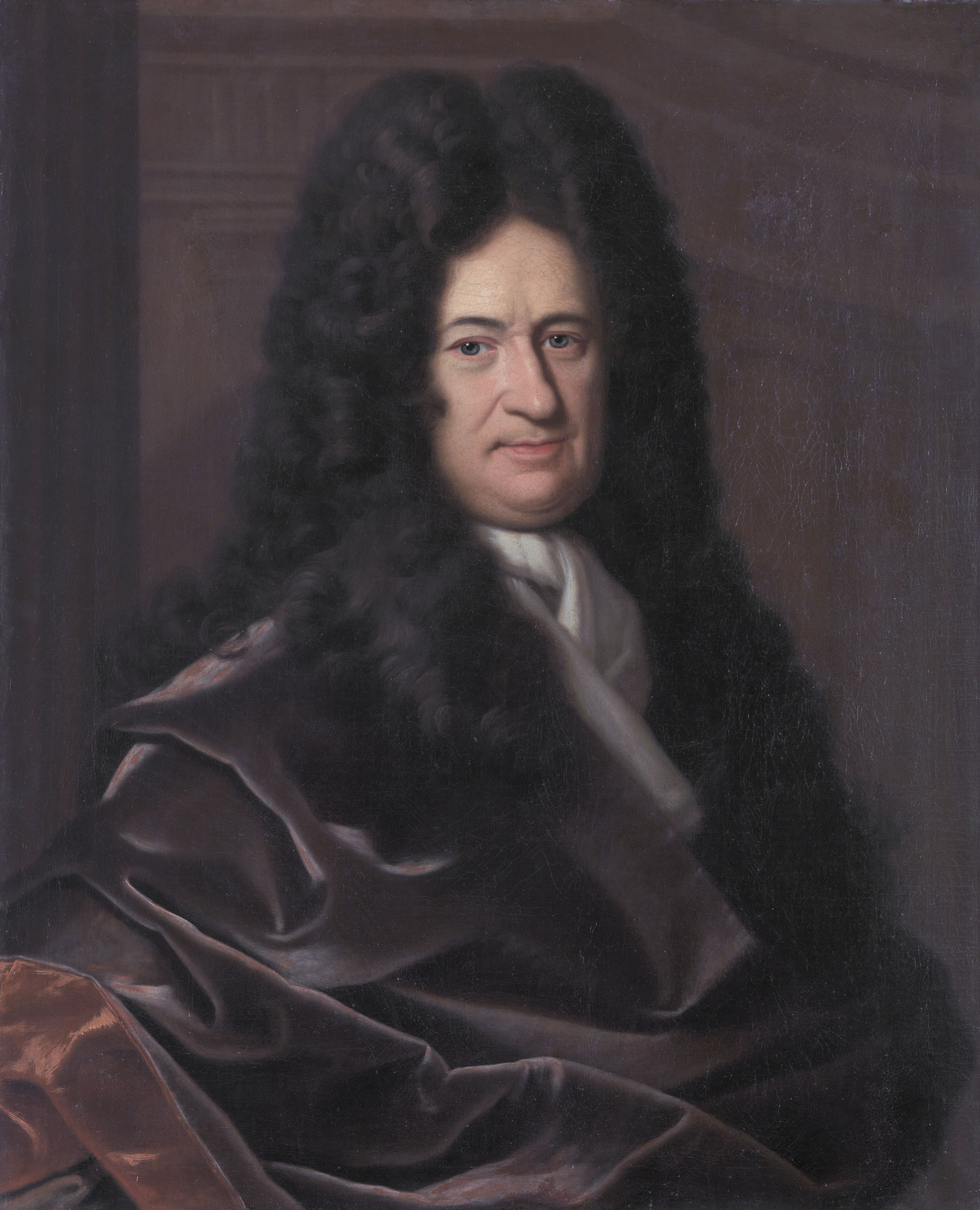
ゴットフリート・ヴィルヘルム・ライプニッツ

### ゆかりの人物
ゴットフリート・ライプニッツは、当時最も有名な哲学者の1人で、ハノーファーに住んでいた。建築家ゲオルク・ルートヴィヒ・フリードリヒ・ラーフェスはハノーファーに古典主義建築を多く遺した。ハノーファー建築派の創始者コンラート・ヴィルヘルム・ハーゼは、パウル・ローヴァルトやエドヴィン・オプラーとともに19世紀の建築を牽引した。この街の戦後建築はディーター・セウテルレンによって形作られた。この他のハノーファーにゆかりの人物は、中央党の政治家でハノーファー王国の法務大臣を務めたルートヴィヒ・ヴィントホルスト、風刺画家で画家さらには詩人のヴィルヘルム・ブッシュ、画家でグラフィックデザイナーのエルンスト・マロウやクルト・ゾーンス、文化政治家のアドルフ・グリンメ（グリンメ賞）、PALシステムの開発者ヴァルター・ブルッフ、ToHoハノーファーの元学長カール・エニグクがいる。
現代のハノーファーの住人には、元連邦首相のゲアハルト・シュレーダー、かつての連邦教育大臣エーデルガルト・ブルマーン、社会学者で政治学者のオスカー・ネクト、ハンガリーの音楽家でユダヤ音楽ヨーロッパ・センター館長のアンドール・イツァーク、キャバレリストのマティアス・ブロードウィー、音楽プロデューサーの Mousse T. らがいる。

## 関連図書
- Klaus Mlynek; Waldemar R. Röhrbein (1991). Hannover Chronik. Hannover: Schlüter
- Klaus Mlynek, Waldemar R. Röhrbein, ed (1992). Von den Anfängen bis zum Beginn des 19. Jahrhunderts. Geschichte der Stadt Hannover 1. Hannover: Schlüter. ISBN 978-3-87706-351-4
- Klaus Mlynek, Waldemar R. Röhrbein, ed (1994). Vom Beginn des 19. Jahrhunderts bis in die Gegenwart. Geschichte der Stadt Hannover 2. Hannover: Schlüter. ISBN 978-3-87706-364-4
- Imre Grimm; Dirk Meußling (2002). Das neue Hannover. Hannover: Schlüter. ISBN 978-3-87706-671-3
- Karl Johaentges; Udo Iwannek (2005). Hannover ist die schönste Stadt der Welt. Hannover: KaJo. ISBN 978-3-925544-29-3
- Michael Schwibbe; Hans Starosta; Andreas Stephainski (2005). Zeitreise – 850 Jahre Leben in Hannover. Hannover: Madsack. ISBN 978-3-7860-0522-3
- Oliver Falkenberg; Linda Sundmaeker (2008). Hannover – Ein Porträt. Bremen: Edition Temmen. ISBN 978-3-86108-469-3
- Klaus Mlynek, Waldemar R. Röhrbein, ed (2009). Stadtlexikon Hannover. Von den Anfängen bis in die Gegenwart. Hannover: Schlüter. ISBN 978-3-89993-662-9
- Bernd F. Gruschwitz (2015). Hannover. Die Landeshauptstadt. Bremen: Edition Temmen. ISBN 978-3-8378-3006-4
- Michael Narten (2018). Michael Nartens Zeitreise durch Hannover. Hannover: Leuenhagen & Paris. ISBN 978-3-945497-09-8